# Segunda Guerra Mundial
La Segunda Guerra Mundial fue un conflicto militar global que se desarrolló entre 1939 y 1945. En ella se vieron implicadas la mayor parte de las naciones del mundo —incluidas todas las grandes potencias, así como prácticamente todas las naciones europeas— agrupadas en dos alianzas militares enfrentadas: los Aliados, por un lado, y las Potencias del Eje, por otro. Fue la mayor contienda bélica en la historia de la humanidad, con más de cien millones de militares movilizados y un estado de guerra total en que los grandes contendientes destinaron toda su capacidad económica, militar y científica al servicio del esfuerzo bélico, borrando la distinción entre recursos civiles y militares. Marcada por hechos de enorme repercusión que incluyeron la muerte masiva de civiles (el Holocausto, los bombardeos masivos sobre ciudades y el uso, por primera vez en un conflicto bélico, de armas nucleares), la Segunda Guerra Mundial fue la más mortífera de la historia, con un resultado de entre 50 y 70 millones de víctimas, el 2,5 % de la población mundial de esa época.
El comienzo del conflicto se suele situar en el 1 de septiembre de 1939, con la invasión alemana de Polonia, cuando Hitler se decidió a la incorporación de una de sus reivindicaciones expansionistas más delicadas: El Corredor polaco, que implicaba la invasión de la mitad occidental de Polonia; la mitad oriental, junto con Estonia, Letonia y Lituania fue ocupada por la Unión Soviética, mientras que Finlandia logró mantener su independencia de los soviéticos (guerra de Invierno). El Reino Unido y Francia le declararon la guerra a Alemania, que esperaban que esta fuera, como una repetición de la guerra de trincheras de la Primera Guerra Mundial («guerra de mentira») para la que habían tomado toda clase de precauciones (línea Maginot) que demostraron ser del todo inútiles. Las maniobras espectaculares de la blitzkrieg («guerra relámpago») proporcionaron en pocos meses a Alemania el control de Noruega, Dinamarca, Países Bajos, Bélgica y la propia Francia, mientras que el ejército británico escapaba in extremis desde las playas de Dunkerque durante la batalla de Francia. La mayor parte del continente europeo estaba ocupado por el ejército alemán o por sus aliados, entre los que destacaba la Italia fascista, cuya aportación militar no fue muy significativa (batalla de los Alpes, guerra greco-italiana).
La batalla de Inglaterra, la primera completamente aérea de la historia, mantuvo durante el periodo siguiente la presión sobre el nuevo gobierno de Winston Churchill, decidido a la resistencia («sangre, sudor y lágrimas») y que finalmente venció, entre otras cosas gracias a una innovación tecnológica (el radar) y al decisivo apoyo estadounidense, que negoció en varias entrevistas con Franklin D. Roosevelt (Carta del Atlántico, 14 de agosto de 1941).
En 1941, la necesidad estratégica de ocupar los campos petrolíferos del Cáucaso impulsó a Alemania a invadir la Unión Soviética (operación Barbarroja), inicialmente exitosa, pero que se estancó en la batalla de Moscú y los sitios de Leningrado y Stalingrado. Al mismo tiempo, Japón, en su campaña de expansión por Asia y en venganza por el embargo económico que el gobierno estadounidense les había impuesto, atacó Pearl Harbor el 7 de diciembre de 1941; la agresión precipitó la entrada de Estados Unidos en la guerra. Pocos meses después, la batalla de Midway (en julio de 1942) marcaría un punto de inflexión en la guerra del Pacífico ante el debilitamiento de la capacidad de combate japonesa frente a los estadounidenses. En el norte de África, los británicos frenaron el avance de los Afrika Korps alemanes desde Libia hacia Egipto en la batalla de El Alamein (1942), después de la invasión italiana al canal de Suez (1940).
El periodo final de la guerra se caracterizó por las complejas operaciones necesarias para los desembarcos aliados en Europa (Sicilia, en julio de 1943; Anzio, en enero de 1944; Normandía, en junio de 1944) y por el hundimiento del frente oriental, en el que se libraron las operaciones con tanques más encarnizadas de la historia (batalla de Kursk, especialmente en Prójorovka, julio de 1943), mientras en el frente occidental los alemanes experimentaban armas tecnológicamente muy desarrolladas (misiles V-1 y V-2) y soportaban bombardeos destructivos sobre sus ciudades a una escala nunca antes vista (bombardeo de Dresde, en febrero de 1945) y la destrucción total de su capital (batalla de Berlín, entre abril y mayo de 1945).
En el frente del Pacífico, los estadounidenses tuvieron que desalojar isla a isla a los japoneses, tanto en el sur del Pacífico (Guadalcanal, en agosto de 1942) como en Filipinas (Manila, en febrero de 1945); tras librar las mayores batallas navales de la historia (batalla del Mar del Coral, en mayo de 1942; batalla de Midway, en junio de 1942; batalla del Golfo de Leyte, en octubre de 1944), alcanzaron tierras niponas (Iwo Jima, en febrero de 1945 y Okinawa, en abril de 1945). En agosto de 1945, el presidente de Estados Unidos, Harry S. Truman ordenó bombardear con las recién inventadas armas nucleares las ciudades de Hiroshima y Nagasaki. La devastación causada por el ataque, que a la larga se cobraría la vida de 250 000 personas, precipitó la capitulación de Japón.
A diferencia de la Primera Guerra Mundial, la rendición (tanto la japonesa como la alemana) se produjo por derrota incondicional, sin pasar por ningún tipo de negociación. Las conversaciones decisivas fueron las que plantearon la división de Europa en zonas de influencia entre los aliados, y que se negociaron en sucesivas cumbres (conferencia de Teherán, el 1 de diciembre de 1943; conferencia de Yalta, en febrero de 1945; y conferencia de Potsdam, en julio de 1945).
La Segunda Guerra Mundial alteró las relaciones políticas y la estructura social del mundo. Tras la conflagración, se fundó la Organización de las Naciones Unidas con el fin de fomentar la cooperación internacional y de prevenir potenciales conflictos. La Unión Soviética y Estados Unidos se erigieron como superpotencias rivales, estableciéndose el escenario para la Guerra Fría, que se prolongó durante los siguientes cuarenta y seis años. Al mismo tiempo, la influencia de las grandes potencias europeas entró en decadencia, materializada en el inicio de la descolonización de Asia y África. La mayoría de los países cuyas industrias habían sido perjudicadas abordaron la recuperación económica con la ayuda financiera del país americano (plan Marshall), mientras que la integración política emergía como un esfuerzo para establecer las relaciones de posguerra.

## Cronología
En general se considera que la guerra comenzó en Europa el 1 de septiembre de 1939 con la invasión alemana de Polonia, que provocó la declaración de guerra de Reino Unido y Francia a Alemania dos días después, seguida por la invasión soviética de Polonia el 17 de septiembre de 1939. Las fechas de inicio de las hostilidades en la zona del océano Pacífico son varias y anteriores en el tiempo: La segunda guerra chino-japonesa que comenzó el 7 de julio de 1937 o incluso la invasión japonesa de Manchuria a partir del 19 de septiembre de 1931.
Otros coinciden con el historiador británico A. J. P. Taylor, que sostenía que tanto la guerra chino-japonesa como la guerra en Europa y sus colonias ocurrieron simultáneamente y ambas se desataron en 1941. Otra fecha de inicio a veces usada para la Segunda Guerra Mundial es la invasión italiana de Etiopía desde el 3 de octubre de 1935. El también historiador Antony Beevor opina que la conflagración comenzó con la batalla de Jaljin Gol entre Japón y las fuerzas de Mongolia y la Unión de Repúblicas Socialistas Soviéticas (URSS), de mayo a septiembre de 1939. En este artículo se seguirá la datación convencional.
La fecha exacta del fin de la guerra tampoco tiene un consenso universal. Generalmente se ha aceptado que el conflicto terminó con el armisticio japonés del 14 de agosto de 1945, en lugar de la rendición formal de Japón, que se produjo el 2 de septiembre y que puso final definitivo a las hostilidades en Asia. En 1951 se firmó un tratado de paz con Japón. Décadas después, en 1990, un tratado sobre el futuro de Alemania permitió la reunificación del país y resolvió muchos de los problemas de la posguerra en Europa. Japón y la URSS no firmaron nunca un tratado de paz formal.

## Antecedentes

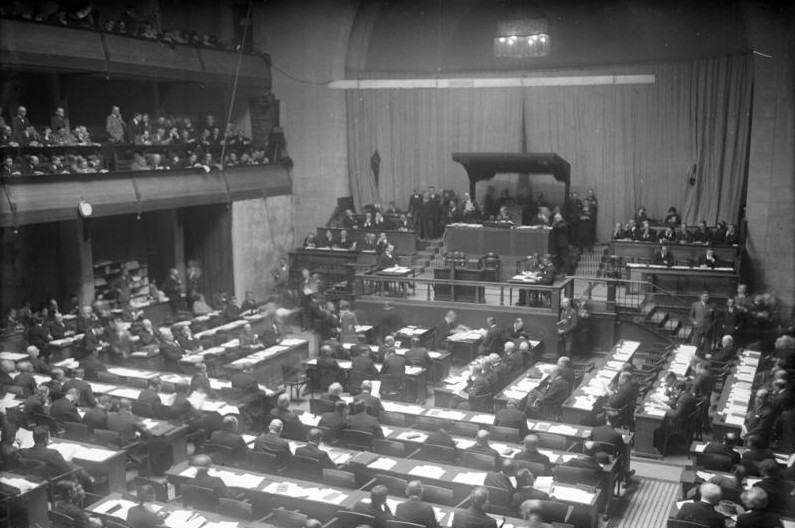
La Liga de la asamblea de las Naciones, celebrada en Ginebra, Suiza, 1930.

Las causas bélicas del estallido de la Segunda Guerra Mundial son, en Occidente, la invasión de Polonia por las tropas alemanas; y en Oriente, la invasión japonesa de China, las colonias británicas y neerlandesas y posteriormente el ataque a Pearl Harbor.
La Segunda Guerra Mundial estalló después de que estas acciones agresivas recibieran como respuesta una declaración de guerra, la resistencia armada o ambas, por parte de los países agredidos y aquellos con los que mantenían tratados. En un primer momento, los países aliados estaban formados tan solo por Polonia, Reino Unido y Francia, mientras que las fuerzas del Eje las constituían únicamente Alemania e Italia en una alianza llamada el Pacto de Acero. A medida que la guerra progresó, los países que iban entrando en ella (por ser atacados o tener tratados con los países agredidos) se alinearon en uno de los dos bandos, dependiendo de cada situación. Ese fue el caso de los Estados Unidos y la URSS, atacados respectivamente por Japón y Alemania. Algunos países, como Hungría o Italia, cambiaron sus alianzas en las fases finales de la guerra.

### En Europa

Expansión de Alemania de 1935 a 1939

La Segunda Guerra Mundial en Europa puede entenderse como la prolongación de los conflictos no resueltos tras la Primera Guerra Mundial.   Aunque la Gran Guerra terminó en 1918, las tensiones y rivalidades entre las naciones europeas quedaron lejos de solucionarse. Alemania, a pesar de su rendición, no había sido invadida militarmente y su monarquía, precedida por Guillermo II de Alemania había sido derrocada en medio de una revolución interna, lo que llevó a muchos alemanes a creer que podían negociar condiciones de paz más justas basadas en los Catorce Puntos propuestos por el presidente estadounidense Woodrow Wilson. Sin embargo, esta expectativa se desvaneció rápidamente. 
El orden establecido al final de la guerra, lejos de consolidar una paz duradera, provocó un profundo resentimiento en Alemania. La pérdida de territorios y colonias, sumada a una fuerte crisis económica y política, creó un ambiente de frustración que muchos alemanes dirigieron hacia los grupos que habían impulsado la revolución de Noviembre y la caída del antiguo régimen. 
El Imperio Austrohúngaro se fragmentó en múltiples naciones; Austria y Hungría se convirtieron en estados independientes y nuevas entidades como Checoslovaquia y Yugoslavia surgieron a partir de sus antiguos territorios. Por su parte, Rusia, en plena revolución bolchevique, perdió el control sobre vastas regiones, incluidos los países bálticos, mientras luchaba por imponerse en una devastadora guerra civil. 

En este nuevo mapa europeo, surgieron once estados que pretendían actuar como barreras tanto contra una posible expansión alemana como contra la amenaza del comunismo soviético. Sin embargo, las tensiones nacionales, las rivalidades territoriales y las fragilidades políticas de estos nuevos países mantuvieron a Europa en un estado de inestabilidad permanente, abonando el terreno para futuros conflictos. 

Mapa político de Europa en 1923, tras el final de la Primera Guerra Mundial y la firma de los tratados de paz.

#### Tratado de Versalles (1919)
El Tratado de Versalles, establecía la compensación que Alemania debía pagar a los vencedores de la Primera Guerra Mundial. El Reino Unido obtuvo la mayor parte de las colonias alemanas en África y Oceanía (aunque algunas fueron a parar a manos de Japón y Australia). Francia, en cuyo suelo se libraron la mayor parte de los combates del frente occidental, recibió como pago una gran indemnización económica y la recuperación de Alsacia y Lorena, que habían sido anexionadas a Alemania por Otto von Bismarck tras la Guerra Franco-prusiana en 1870.
En el Imperio ruso, la Dinastía Románov había sido derrocada y reemplazada por un gobierno provisional que a su vez fue derrocado por los bolcheviques de Lenin y Trotski. Después de firmar el Tratado de Brest-Litovsk, los bolcheviques tuvieron que hacer frente a una guerra civil, que vencieron, creando la URSS en 1922. Sin embargo, ésta había perdido mucho territorio por haberse retirado prematuramente de la guerra. Estonia, Letonia, Lituania y Polonia resurgieron como naciones a partir de una mezcla de territorios soviéticos y alemanes tras el Tratado de Versalles.
En Europa Central, aparecieron nuevos estados tras el desmembramiento del Imperio Austrohúngaro: Austria, Hungría, Checoslovaquia y Yugoslavia. Además, el extinto Imperio tuvo que ceder territorios a la nueva Polonia, a Rumanía y a Italia.
En Alemania, el Tratado de Versalles tuvo amplio rechazo popular: Bajo su cobertura legal se había desmembrado el país, la economía alemana se veía sometida a pagos y servidumbres a los Aliados considerados abusivos, y el Estado carecía de fuerzas de defensa frente a amenazas externas, sobre todo por parte de la URSS, que ya se había mostrado dispuesta a expandir su ideario político por la fuerza. Esta situación percibida de indefensión y represalias abusivas, combinada con el hecho de que nunca se llegó a combatir en territorio alemán, hizo surgir la teoría de la Dolchstoßlegende (puñalada por la espalda), la idea de que en realidad la guerra se podía haber ganado si grupos extranjeros no hubieran conspirado contra el país, lo que hacía aún más injusto el ser tratados como perdedores. Surgió así un gran rencor a nivel social contra los Aliados, sus tratados, y cualquier idea que pudiera surgir de ellos.
La desmovilización forzosa del ejército hasta la fuerza máxima de cien mil hombres permitida por el tratado (un tamaño casi testimonial respecto al anterior) dejó en la calle a una cantidad enorme de militares de carrera que se vieron obligados a encontrar un nuevo medio de subsistencia en un país vencido, con una economía en pleno declive, y tensión social. Todo eso favoreció la creación y organización de los Freikorps, así como otros grupos paramilitares. La lucha de los Freikorps y sus aliados contra los movimientos revolucionarios alemanes como la Liga Espartaquista (a veces con la complicidad o incluso el apoyo de las autoridades) hizo que tanto ellos como los segmentos de población que les apoyaban se fueran inclinando cada vez más hacia un ideario reaccionario y autoritario, del que surgiría el nazismo como gran aglutinador a finales de los años 20 e inicios de los 30. Hasta entonces, había sido un partido en auge, pero siempre minoritario; un intento prematuro de hacerse con el poder por la fuerza (el Putsch de Múnich) acabó con varios muertos, el partido ilegalizado y Hitler en la cárcel. Durante ese periodo de encarcelamiento Hitler escribió el Mein Kampf (Mi lucha), el libro en el que sintetizó su ideario político para Alemania.

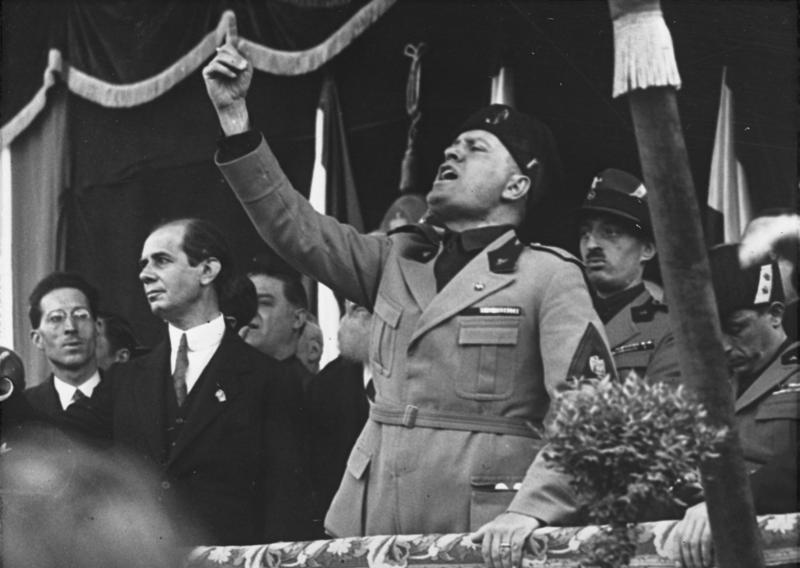
Discurso político de Benito Mussolini en la tribuna de la plaza de Milán en mayo de 1930

#### El fracaso de la democracia y la Gran Depresión
El caldo de cultivo existente a nivel social, combinado con la Gran Depresión de inicios de los 30, hizo que la débil República de Weimar no fuera capaz de mantener el orden interno; los continuos disturbios y conflictos en las calles incrementaron la exigencia de orden y seguridad por parte de sectores de la población cada vez más amplios. Sobre esa ola de descontento y rencor, el Partido Nazi, liderado por Adolf Hitler se presentó como el elemento necesario para devolver la paz, la fuerza y el progreso a la nación. Los ideólogos del partido establecieron las controvertidas teorías que encauzarían el descontento y justificarán su ideario: La remilitarización era imprescindible para librarse del yugo opresor de las antiguas potencias aliadas; la inestabilidad del país era ocasionada por movimientos sociales de obediencia extranjera (comunistas) o grupos de presión no alemanes (judíos), culpables además de haber apuñalado por la espalda a la Gran Alemania en 1918; además, Alemania tiene derecho a recuperar los territorios que fueron suyos, así como asegurarse el necesario espacio vital (Lebensraum) para asegurar su crecimiento y prosperidad. Todas estas ideas quedaron plasmadas en el Mein Kampf.
Partiendo de la sensación de afrenta originada por el Pacto de Versalles, los nazis potenciaron, alimentaron y extendieron la necesidad de reparación en la sociedad alemana, mezclando los problemas reales con las necesidades de su propio programa político, presentando el militarismo y la adherencia a la disciplina fascista como las únicas vías capaces de reconducir la situación. Así se justificó la represión brutal de cualquiera que no pensara del mismo modo o fuera percibido como un enemigo del Estado. Y el clima existente a causa del Pacto hizo que aparte de la sociedad no le preocupase lo más mínimo el incumplimiento de cualquier tipo de tratado internacional. Hasta 1932, el NSDAP fue incrementando su cuota electoral en las elecciones federales, manteniendo un estilo político igual de bronco y agresivo que el que practicaba en la calle.

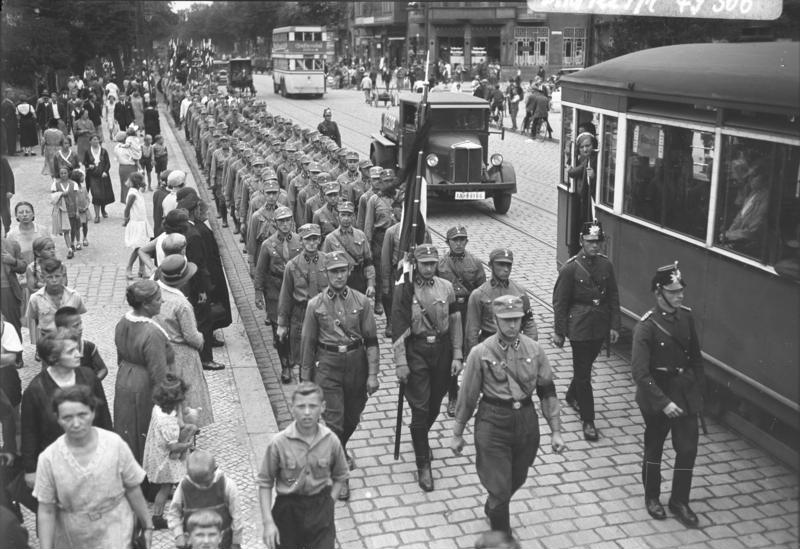
Sturmabteilung (SA) en Berlín, 1932.

En noviembre de 1932 tienen lugar las octavas elecciones federales alemanas, en las que el NSDAP logra un 33.1 % de votos (aunque bajó algo más de un 4 %). Al ser la lista más votada y ante la imposibilidad de lograr una opción de consenso entre las demás fuerzas políticas, el presidente Hindenburg nombra canciller a Hitler y le ordena formar gobierno.
El 27 de febrero de 1933, un incendio arrasa el Reichstag, la sede del parlamento alemán. A raíz de este suceso, Hitler declara el estado de excepción. Pronto surge desde el partido nazi la acusación de que los comunistas son los instigadores de la quema, y Hitler logra que un Hindenburg ya muy mermado de salud firme el Decreto del Incendio del Reichstag, aboliendo tanto al partido comunista como a cualquier organización afín a ese partido.
Con sus principales enemigos políticos ilegalizados, Hitler procedió a convocar las novenas elecciones federales alemanas el 5 de marzo de 1933. Esta vez logra un 43.9 % de votos y pasa a gobernar, en coalición con el DNVP, en mayoría absoluta. Una vez conseguido el poder político, para lograr el apoyo de la cúpula del ejército (Reichswehr), ordenó asesinar a los dirigentes de las SA, en la llamada noche de los cuchillos largos, la noche del 30 de junio al 1 de julio de 1934.

#### Ocupaciones y acuerdos europeos
Hitler restauró en Alemania el servicio militar generalizado que había sido prohibido por el Tratado de Versalles, remilitarizó la Renania en 1936 y puso en práctica una política extranjera agresiva, el pangermanismo, inspirada en la búsqueda del Lebensraum, destinada a reagrupar en el seno de un mismo estado a la población germana de Europa central, comenzando por Austria (Anschluss) en marzo de 1938.

El principal objetivo declarado de la política exterior alemana de la época inmediatamente anterior a la guerra era, por una parte, la recuperación de esos territorios, así como del Corredor polaco y la Ciudad libre de Dánzig, en los antiguos territorios de Prusia perdidos por Alemania después de 1918. Esas reclamaciones territoriales constantes constituían elementos importantes de inestabilidad internacional, pues Berlín reivindicaba abiertamente su restitución, de forma cada vez más agresiva, con la intención de reconstruir la Gran Alemania Großdeutschland.

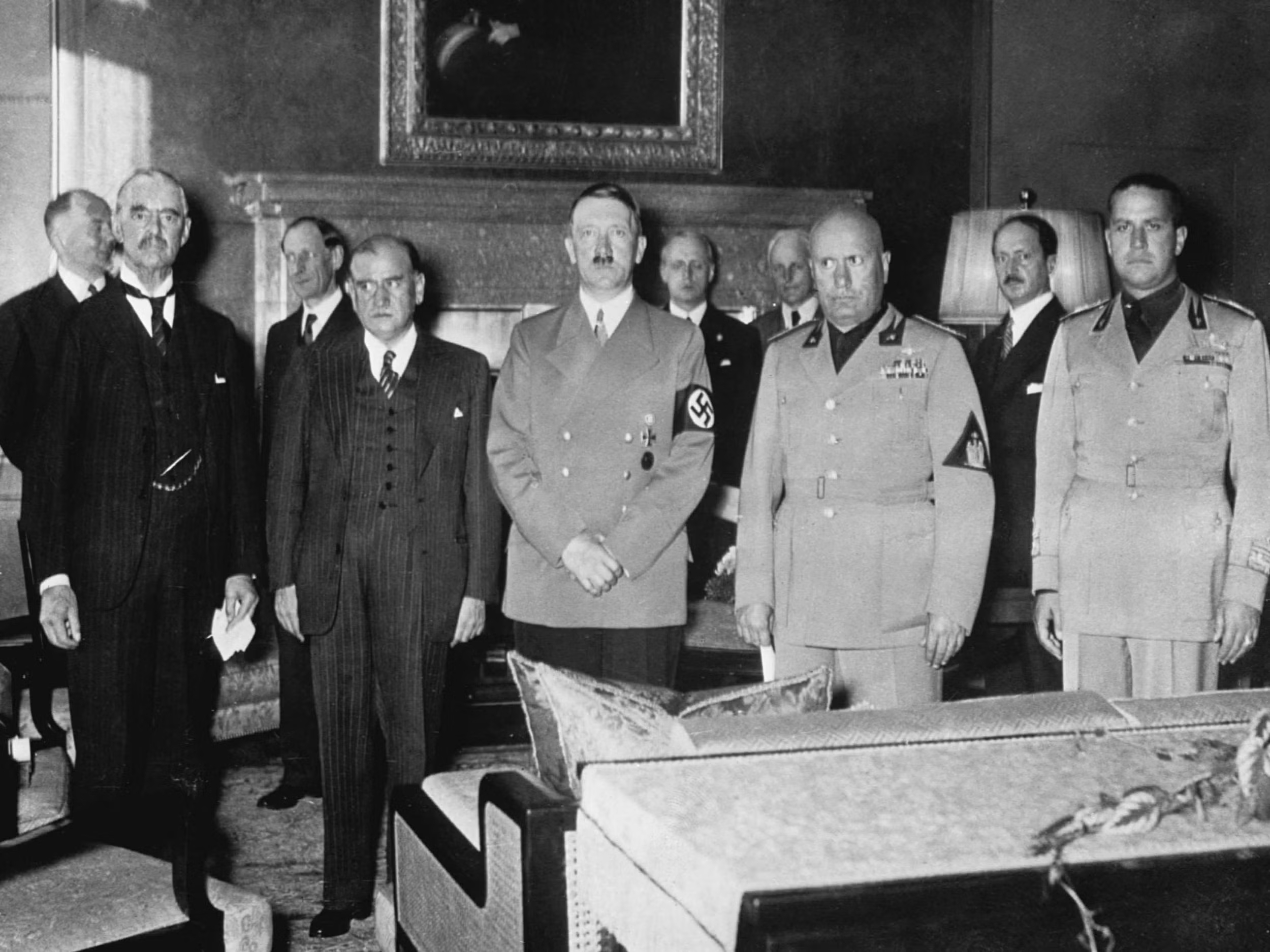
De izq. a der.: Chamberlain, Daladier, Hitler, Mussolini, y Ciano fotografiados antes de firmar los Acuerdos de Múnich.

El oeste de Checoslovaquia (la región conocida como los Sudetes) era el hogar de una gran cantidad de población de ascendencia germana, cuyos derechos, según el gobierno alemán, estaban siendo infringidos. La anexión de los Sudetes fue aceptada en los Acuerdos de Múnich en septiembre de 1938 tras una conferencia tripartita entre Alemania, Francia y Gran Bretaña, donde el francés Édouard Daladier y el primer ministro británico Neville Chamberlain, siguiendo una Política de apaciguamiento, confiaron en que sería la última reivindicación de la Alemania nazi. Hitler había transmitido personalmente esa idea a Chamberlain, tras entregarle un conjunto de informes con supuestas atrocidades cometidas contra habitantes alemanes en los Sudetes. La postura inglesa y francesa se debía en gran parte a la reticencia de sus poblaciones a verse envueltos de nuevo en una guerra a escala mundial, así como al convencimiento (sobre todo por parte de ciertos sectores de la sociedad inglesa) de que realmente el Tratado de Versalles había sido excesivo.
Sin embargo, en marzo de 1939 los ejércitos de Alemania entraron en Praga tomando el control de los territorios checos restantes. Al día siguiente, Hitler, desde el Castillo de Praga, proclamó el establecimiento del Protectorado de Bohemia y Moravia, a la vez que propició la aparición del Estado títere de Eslovaquia. También se apoderó del territorio de Memel, perteneciente a Lituania.

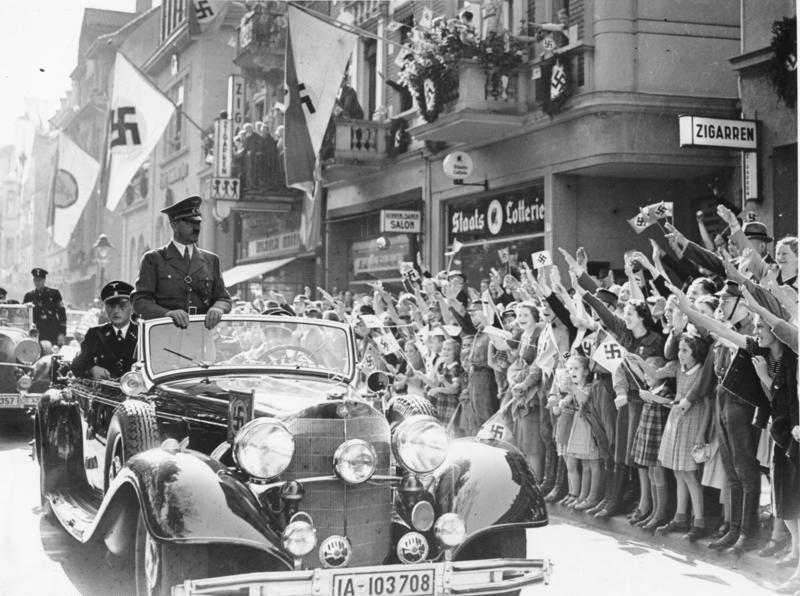
Adolf Hitler en Bonn, 1938.

El fracaso del apaciguamiento demostró a las potencias occidentales que no era posible confiar en los tratados que pudieran firmarse con Hitler, así como que sus aspiraciones expansionistas no podían seguir siendo toleradas. Polonia rechaza ceder Dánzig a Alemania y firma con Francia un acuerdo de mutua defensa el 19 de mayo de 1939 y en agosto también lo suscribió con Gran Bretaña.
Por su parte, Alemania y la URSS firmaron el 23 de agosto del mismo año el Pacto Ribbentrop-Mólotov, que incluía un protocolo secreto por el que ambas potencias se dividían Europa central en esferas de influencia, incluyendo la ocupación militar. El tratado establecía el comercio e intercambio de petróleo y comida de la URSS a Alemania, reduciendo así el efecto de un futuro bloqueo por parte de Gran Bretaña como el que casi había ahogado a Alemania en la Primera Guerra Mundial. Hitler pasó entonces a centrarse en la preparación del futuro conflicto con los Aliados cuando, como pretendía, invadiera Polonia con el fin de incorporarla a Alemania. La ratificación del tratado de defensa entre Polonia y el Reino Unido no alteró sus planes.

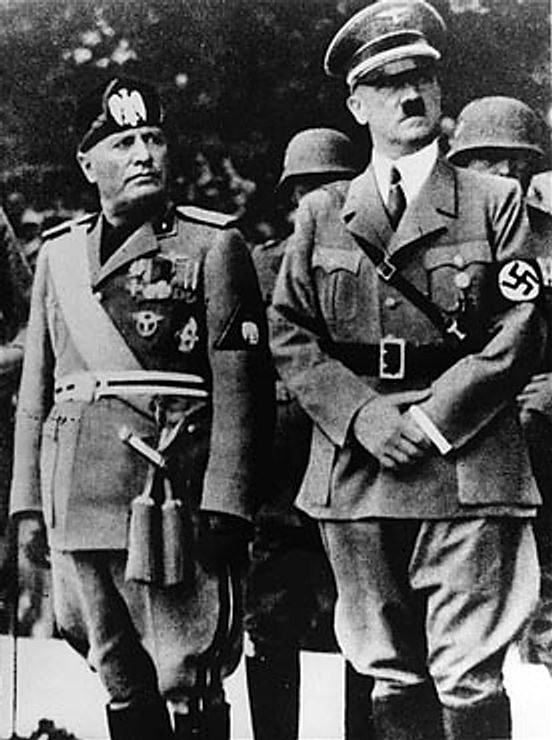
Benito Mussolini (izquierda) y Adolf Hitler (derecha), líderes de la Italia fascista y de la Alemania nazi respectivamente (1937)

Benito Mussolini se había convertido en líder indiscutido de Italia durante ese mismo período de entreguerras. Expulsado del Partido Socialista Italiano por apoyar la participación de Italia en la Primera Guerra Mundial, en 1919 fundó los Fasci italiani di combattimento, grupo militar integrado por excombatientes, que reprimían a los movimientos denominados obreros y al partido socialista; era por tanto análogo a los Freikorps alemanes tanto en ideario como en actuación. El fascismo creado por Mussolini defendía un régimen militarista, autoritario, nacionalista, que centralizara el poder en una persona y un movimiento (Partido Nacional Fascista en el caso italiano) y contrario a las instituciones democráticas. Los fascistas tomaron como emblema el fascio, antiguo símbolo de poder entre los romanos, consistente en un haz de varas con un hacha en el centro.
En estos años los movimientos obrero y campesino se manifestaron de manera más radical al tomar las fábricas y las tierras bajo su control, en un intento por imitar la Revolución Rusa. Los industriales y terratenientes, asustados por esta amenaza a sus intereses, apoyaron económicamente a los Fasci di combattimento. En septiembre de 1922 los camisas negras, como también eran conocidos los fascistas, organizaron una marcha sobre Roma, para presionar al gobierno por la incapacidad de resolver la situación económica. En respuesta, Víctor Manuel III nombró a Mussolini primer ministro. Este empezó a autodenominarse Duce ('Caudillo'), y estableció un gobierno totalitario. Creó el Gran Consejo Fascista que controló el Parlamento. Persiguió a los sindicatos, al Partido Socialista, a la prensa contraria a su gobierno, y a la Iglesia. Suprimió las libertades individuales y el derecho de huelga. Controló los medios de comunicación y solo permitió propaganda que exaltara el nacionalismo y el fascismo. También introdujo el militarismo en el sistema educativo italiano.
Del mismo modo que Hitler en Alemania, Mussolini defendía el derecho de Italia a la expansión territorial, de grado o por fuerza. Mussolini comenzó una gran campaña expansionista conocida como el colonialismo italiano. Estableció colonias en Somalia, Eritrea y Libia, y conquistó por la fuerza Abisinia y Albania, ignorando las protestas de la Sociedad de Naciones.

#### Guerra civil española (1936-1939)

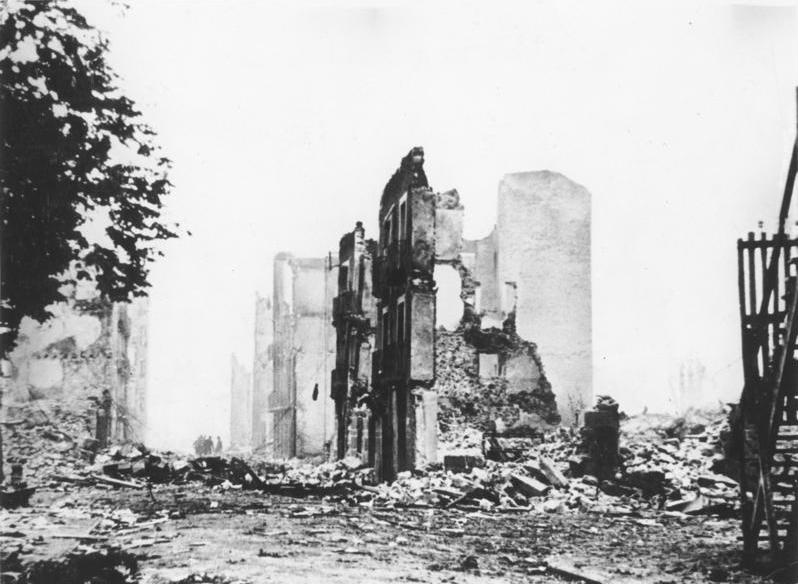
Ruinas de la localidad de Guernica tras el bombardeo de 1937 por parte de la aviación de la Alemania nazi durante la guerra civil española

Cuando estalló la guerra civil en España, Hitler y Mussolini brindaron ayuda militar a los sublevados nacionalistas, comandados por el general Francisco Franco. Italia ofreció un respaldo más amplio que el de los nazis: Mussolini mandó a España más de 70.000 soldados terrestres, 6.000 miembros de la aviación y 720 aeronaves. 
El apoyo al levantamiento militar del general Francisco Franco en España por parte de Italia y Alemania con tropas y armamento desafió abiertamente al acuerdo de no-intervención en el conflicto civil (guerra civil española) de las naciones extranjeras. Hitler había firmado ya el Pacto de Acero con Mussolini, el único de los dirigentes europeos con un ideario similar. El apoyo a las fuerzas franquistas fue un intento de establecer un Estado fascista controlando el acceso al Mediterráneo con vistas a una futura guerra europea, algo que solo funcionó a medias 
La Unión Soviética respaldó al gobierno legítimo de la República Española. Además, más de 30.000 voluntarios de otros países, llamados las Brigadas Internacionales, combatieron contra los nacionalistas. Alemania y la Unión Soviética aprovecharon este conflicto indirecto como ocasión para poner a prueba en batalla sus armas y tácticas más modernas, como en el caso del bombardeo de Guernica. 
Los nacionalistas lograron la victoria en abril de 1939; Franco, convertido en dictador, se mantuvo formalmente neutral durante la Segunda Guerra Mundial, aunque mostró una inclinación hacia el Eje.  La mayor colaboración de la España nacionalista con Alemania fue el envío de voluntarios para luchar en el Frente Oriental. 

### En Asia
El colapso de los viejos imperios, el auge del nacionalismo y las rivalidades coloniales crearon un clima de inestabilidad creciente en gran parte del continente asiático. La expansión militarista de Japón, la fragilidad de la China republicana y la competencia de las potencias europeas en la región transformaron Asia en un escenario de confrontaciones latentes. Estos procesos, combinados con el debilitamiento de las estructuras coloniales tradicionales y la presión por recursos estratégicos, prepararon el terreno para que el continente se convirtiera en uno de los principales frentes de la guerra global.

#### Guerras Sino-Japonesas (1894-1937)

Primeros choques entre la China de Qing y el Imperio del Japón durante la primera guerra sino-japonesa

A pesar de ser nominalmente una democracia parlamentaria, el Ejército y la Marina de Japón eran dirigidos por los ministros de Guerra y Marina (que debían ser obligatoriamente generales o almirantes retirados o activos), los cuales no estaban sujetos a la autoridad del primer ministro, sino directamente a la del Emperador. De las 29 personas que recibieron el cargo de primer ministro durante el periodo 1885-1945, 15 eran almirantes o generales retirados o activos (durante el período 1932-45 fueron 8 de 11).
Esta anómala situación, combinada con el paso de un ejército permanente a otro reclutado (lo que obligaba a dar instrucción militar a todos los jóvenes del país), favoreció la progresiva militarización de la sociedad japonesa; el ejército y la marina, escasamente controlados por el poder civil, definían sus propios objetivos y se peleaban por los recursos presupuestarios disponibles, pero ambos coincidían en su desprecio a la clase política. Se formaron grupos de opinión enfrentados dentro de las fuerzas armadas que llevaban una «política paralela» a la del gobierno. Japón, un conjunto de islas con gran cantidad de población pero falto de recursos naturales, entró en el siglo XX con el firme propósito de imitar el sistema económico de las potencias occidentales, incluyendo el colonialismo, como forma de mantener su propio desarrollo, y volvió sus ojos hacia el continente asiático.
En 1894 Japón, que ya hacía tiempo que se disputaba la península de Corea con el Imperio Chino, inició la Primera Guerra Sino-japonesa con un ataque sin previo aviso. Para sorpresa de todos, el pequeño Imperio de Japón aplastó a las fuerzas del mastodóntico Imperio Chino, forzando un tratado de paz que le supuso la concesión de Taiwán, de las Islas Pescadores y de Liao-dong. La Rusia Imperial intentó limitar el dominio local de la emergente potencia: Subvencionó el pago de las deudas de guerra chinas con Japón y, apoyada por Alemania y Francia, humilló a Tokio e impuso la restitución de Liao-dong a China.
El partido Kuomintang en China lanzó una campaña de unificación contra los caudillos regionales y unificó nominalmente China a mediados de la década de 1920, pero pronto se vio envuelto en una guerra civil, la Guerra de las Planicies Centrales, contra sus antiguos aliados del Partido Comunista Chino (PCCh)  y algunos nuevos caudillos regionales.
En 1931, un Imperio Japonés cada vez más militarista, que durante mucho tiempo había buscado influencia en China   como primer movimiento hacia lo que su gobierno veía como el derecho del país a dominar Asia, organizaron el incidente de Mukden como excusa para invadir Manchuria y crear el estado títere de Manchukuo. 
China recurrió a la Sociedad de las Naciones para intentar frenar la invasión japonesa de Manchuria. Tras ser criticado por su agresión, Japón abandonó la Sociedad de las Naciones. Ambos países se enfrentaron en varios combates en Shanghái, Rehe y Hebei, hasta que en 1933 se firmó la Tregua de Tanggu. A pesar de ello, fuerzas voluntarias chinas continuaron oponiéndose a la ocupación japonesa en las provincias de Manchuria, Chahar y Suiyuan. Tras el Incidente de Xi'an de 1936 , el Kuomintang y las fuerzas del PCCh acordaron un alto el fuego para presentar un frente unido contra Japón. 

Asia-Pacífico en 1939

#### Conflictos fronterizos soviético-japoneses (1932-1939)
Rusia y Japón se vieron desde ese momento implicadas en la lucha por la influencia en la parte noroeste de China. Rusia obtuvo la concesión para la construcción del ferrocarril Transmanchuriano, y aumentó su presencia militar en el sector con la creación de una base naval en Port Arthur, en la parte sur de la península de Liao-dong. La política rusa se encaminaba a desarrollar su influencia sobre toda Manchuria y Corea. Japón se inquietó e intentó en un principio negociar una repartición de áreas de influencia en Manchuria, aunque sin éxito. De modo que en 1904 la Marina Imperial Japonesa atacó y destruyó (de nuevo sin previa declaración de guerra) la flota rusa estacionada en Port Arthur. Japón estaba bien preparado, dominaba los mares de la zona en conflicto y sus bases estaban cerca de la zona. Por el contrario, Rusia estaba minada por tensiones internas, dirigida en el este por un mando incompetente e incapaz de asegurar un enlace eficaz con el oeste, ya que el Transiberiano era su única vía terrestre, por lo que no pudo plantar cara. La guerra ruso-japonesa terminó en 1905 con un armisticio que humilló a Rusia y dejó Liao-dong en manos de Japón, junto con la mitad meridional de la isla Sajalín y la preeminencia absoluta sobre Corea. En 1914, Japón declaró la guerra a Alemania, consiguiendo al final de la Primera Guerra Mundial las posesiones alemanas del océano Pacífico septentrional.

Mapa de Manchukuo y las fronteras que fueron motivo de numerosos conflictos.

En la década de los 30 la posición política de los militares en Japón era cada vez más dominante. El poder político estaba controlado por los grupos de presión dentro del Ejército y la Armada, hasta el punto de que ocurrieron varios golpes de estado y atentados por parte de cadetes y oficiales jóvenes del Ejército y la Marina contra ministros y altos cargos que estorbaban los intereses de las camarillas militares. Estas acciones llegaron a costar la vida incluso de un primer ministro en 1932, lo que supuso el final a todos los efectos de cualquier intento de controlar al ejército desde el gobierno: La clase política era consciente de que simplemente emitir en público una opinión desfavorable hacia las fuerzas armadas significaba arriesgarse a morir a manos de un ultranacionalista en un arranque de patriotismo.
En 1931, usando como casus belli unos supuestos incidentes transfronterizos, Japón invadió Manchuria, que convirtió en 1932 en Manchukuo, estado independiente bajo protectorado japonés, junto con Jehol. Las críticas internacionales por esta acción llevaron a Japón a retirarse de la Sociedad de Naciones al año siguiente. En 1937, necesitado de recursos naturales y aprovechando la debilidad china provocada por la guerra civil entre comunistas y republicanos, Japón inició la Segunda Guerra Sino-japonesa, y ocupó la parte noreste de ese país. Los Estados Unidos de América y Gran Bretaña reaccionaron en apoyo del Kuomintang concediéndole créditos, ayuda militar encubierta, pilotos y aeroplanos, y también levantando embargos cada vez mayores contra Japón de materias primas y petróleo (su comercio exterior llegó a caer en un 75 %, mientras que las importaciones de petróleo lo hicieron en un 89 %).

### En África
La guerra del Rif (1921-1927), librada en el norte de Marruecos contra el líder bereber Abd el-Krim, fue uno de los primeros conflictos bélicos en los que las potencias europeas emplearon armas químicas contra fuerzas coloniales africanas, siendo España la que utilizó gas mostaza desde aviones en 1924. Además, en 1925, se llevó a cabo el desembarco anfibio en Alhucemas, una maniobra que sirvió de inspiración para las futuras operaciones de desembarco durante la Segunda Guerra Mundial. 
Durante estos años, Italia también consolidó su presencia en Libia. En 1934, Mussolini unificó las regiones de Cirenaica, Tripolitania y Fezzan, creando la colonia de Libia italiana. A través de ambiciosos proyectos de infraestructura, como la construcción de carreteras y ferrocarriles, Italia fortaleció su control sobre la región, mientras preparaba el terreno para posibles confrontaciones con otras potencias coloniales. Mientras tanto, en el norte de África, el Reino Unido y Francia reforzaban sus posiciones, especialmente alrededor del Canal de Suez, consciente de las tensiones en la región.

#### Incidente de Wal-Wal (1934)

El Cuerno de África en 1934. El mapa muestra la ubicación de Walwal, donde le verificó el choque que sirvió de justificación de la invasión italiana de Abisinia/Etiopía.

El 5 de diciembre de 1934 se produjo un choque armado en el oasis de Wal-Wal, en la región etíope de Ogadén, dentro de un área fronteriza poco definida entre la Somalia Italiana y el Imperio Etíope, entre patrullas italianas y tropas del emperador Haile Selassie, que causó alrededor de 130 bajas etíopes y 30 italianas.
La controversia se remonta al Tratado Italo-Etíope de 1928, que fijó la frontera en 21 leguas desde la costa de Banaadir (aprox. 118 km), aunque en 1930 las autoridades italianas construyeron en el lugar un fuerte guarnecido por unos 60 dubats somalíes bajo mando del capitán Roberto Cimmaruta, desplazándose así más allá del límite acordado.  Aunque se habían hecho intentos por resolver la disputa, el 5 de diciembre se desató un enfrentamiento tras un intercambio de amenazas y un despliegue de fuerzas. Los italianos, apoyados por aviones y un automóvil blindado, sufrieron alrededor de 30 muertos y más de 100 heridos, mientras que las bajas etíopes fueron de aproximadamente 130 muertos. 
Este incidente se convirtió en el casus belli que Mussolini empleó para desatar la Crisis de Abisinia, ante la ineficacia de las sanciones de la Sociedad de Naciones y la renuencia de las potencias europeas a contener la agresión fascista. 

#### Invasión italiana de Etiopía (1935)
La segunda guerra ítalo-etíope fue un conflicto colonial de corta duración que se desarrolló entre el 3 de octubre de 1935 y el 5 de mayo de 1936. El enfrentamiento se desató tras la invasión del Imperio Etíope (también llamado Abisinia) por parte de las fuerzas militares del Reino de Italia (Regno d'Italia), que atacaron desde las colonias italianas de Somalia y Eritrea. 

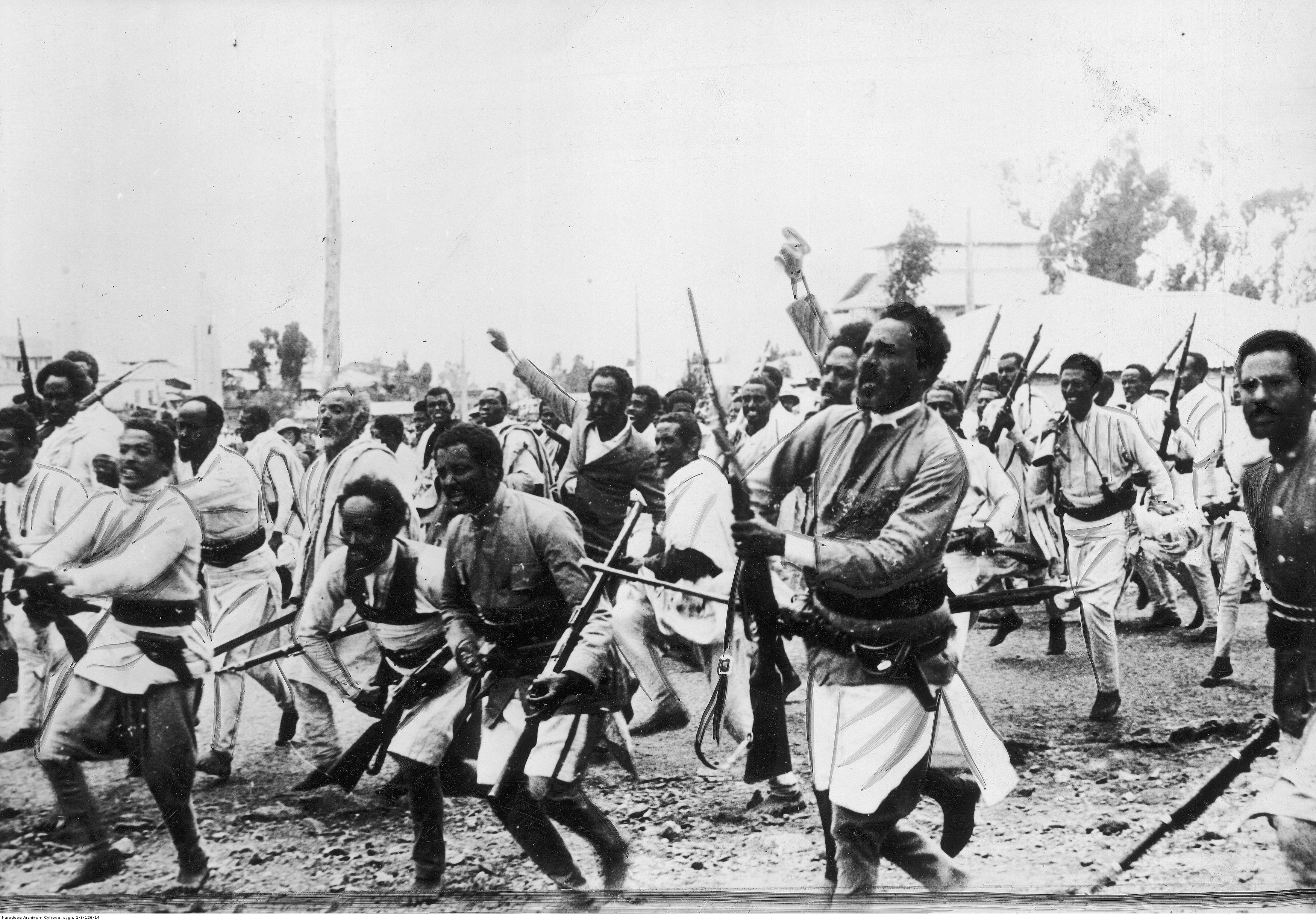
Guerreros abisinios que se dirigen al frente norte durante la segunda guerra ítalo-etíope

Italia desplegó su ejército con apoyo de carros de combate y aviones, mientras que el ejército etíope, a pesar de contar con un número superior de tropas, estaba mal equipado y superado por la tecnología militar italiana.   El uso de armas químicas, como el gas mostaza, por parte de las fuerzas italianas fue un factor clave en el avance militar italiano. 
El conflicto terminó con la ocupación militar de Etiopía y su incorporación a la nueva colonia llamada África Oriental Italiana (Africa Orientale Italiana); asimismo, dejó en evidencia la fragilidad de la Sociedad de las Naciones como organismo para mantener la paz. Aunque tanto Italia como Etiopía formaban parte de la Liga, esta apenas actuó cuando Italia quebrantó de manera flagrante el Artículo X del Pacto de la Liga.  El Reino Unido y Francia apoyaron la imposición de sanciones a Italia por la invasión, pero las sanciones no se aplicaron por completo y no lograron poner fin a la invasión italiana.  Posteriormente, Italia retiró sus objeciones al objetivo de Alemania de absorber Austria. 

### En Medio Oriente
El Acuerdo secreto de Sykes-Picot (1916) pactado entre Reino Unido y Francia estableció áreas de influencia que se traducirían en los mandatos de Siria, Líbano, Palestina e Irak bajo supervisión de la Sociedad de las Naciones.  A la par, el Tratado de Lausana (1923) ratificó la nueva frontera turca y cerró oficialmente el capítulo otomano, instaurando la República de Turquía y definiendo el orden territorial en el Medio Oriente. 

#### Movimientos Nacionalistas en el Medio Oriente (1916-1939)
La Rebelión Árabe (1916-1918), buscaba la independencia de los árabes del Imperio Otomano, fue impulsada por el liderazgo de Husayn ibn Ali que contó con el respaldo británico a cambio de promesas de autonomía para las regiones árabes. Sin embargo, tras la guerra, los acuerdos secretos como el Acuerdo Sykes-Picot (1916) y la Declaración Balfour (1917),  que favorecían a potencias europeas y al establecimiento de un hogar nacional judío en Palestina, generaron una sensación de traición entre los árabes, lo que exacerbó las tensiones en la región. 

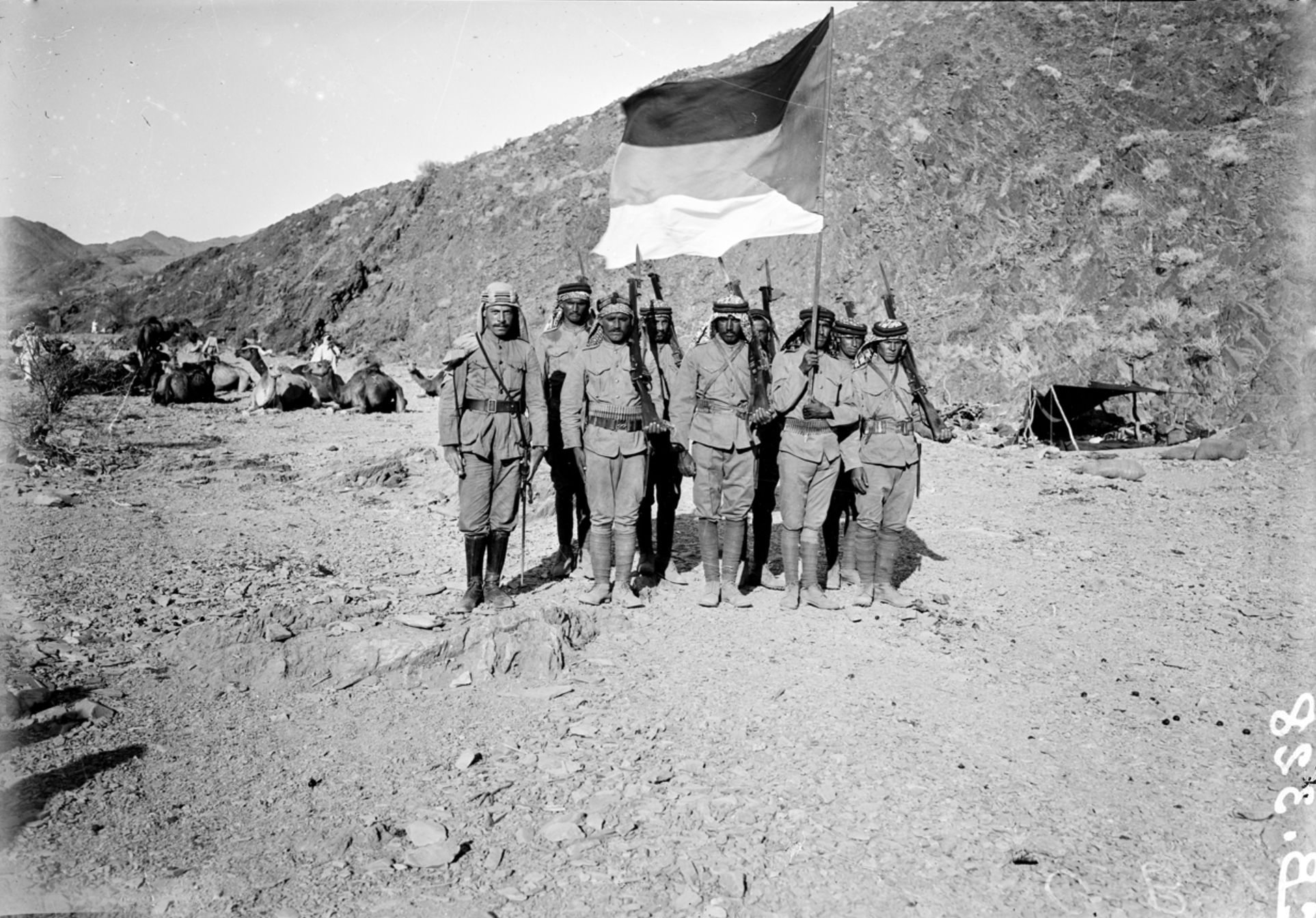
Soldados del ejército nacional árabe durante la revuelta antiturca.

Este malestar derivó en una serie de revueltas y movimientos nacionalistas que marcaron el periodo de entreguerras. En Irak, la Gran Revuelta de 1920 contra el mandato británico unió a diversas facciones, incluyendo chiíes, sunitas y kurdos, lo que forzó a Gran Bretaña a ajustar su política colonial. En Siria, la Gran Revuelta Siria (1925–1927) se dio en un contexto similar, enfrentando a las autoridades francesas en el mandato del país. Mientras tanto, en Palestina, las tensiones aumentaron debido a la inmigración judía y las políticas británicas, lo que culminó en la Revuelta Árabe de Palestina (1936–1939), que combinó huelgas y confrontaciones armadas contra el mandato británico.

### En América
Los países del continente americano llegaron a la Segunda Guerra Mundial en un contexto de profundos cambios internos y regionales. Tras la Primera Guerra Mundial, el continente experimentó un proceso de redefinición política, económica y diplomática, caracterizado por el fortalecimiento de los Estados nacionales, el impulso de nuevas políticas exteriores y la consolidación de vínculos hemisféricos.  La crisis económica de 1929, las transformaciones sociales, el ascenso de nuevos liderazgos y el interés por la defensa colectiva del continente moldearon las posiciones que, al estallar la guerra en 1939, definirían la respuesta americana ante el conflicto mundial.

#### Leyes de Neutralidad (1935-1939)
En los Estados Unidos, la experiencia de la Primera Guerra Mundial y el aislacionismo condujeron a la aprobación de una serie de leyes conocidas como Actos de Neutralidad (1935, 1936, 1937 y 1939) que prohibían la venta de armas y el comercio con países beligerantes, y buscaban evitar que el país se viera arrastrado a nuevos conflictos,   El primer Acto de Neutralidad, firmado el 31 de agosto de 1935, vetó la exportación de “armas, municiones e implementos de guerra” sin licencia y advirtió a los ciudadanos de EE. UU. contra viajar a zonas de combate 

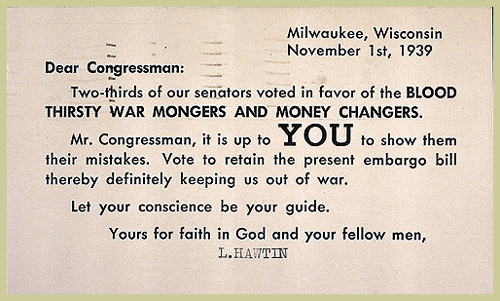
Postal enviada a un congresista que se oponía a la Ley de Neutralidad de 1939

En 1933, mediante la renuncia al intervencionismo unilateral en la Convención de Montevideo y la abrogación de la Enmienda Platt, la administración del presidente Franklin D. Roosevelt instauró la Política de Buena Vecindad, destinada a mejorar las relaciones con América Latina mediante el respeto a la soberanía y el fomento de intercambios comerciales.   Esta estrategia incluyó acuerdos culturales y económicos que, años después, facilitarían la consolidación de un frente hemisférico aliado. 
Mientras mantenía formalmente su neutralidad, EE. UU. y el Reino Unido suscribieron el Acuerdo de Destructores por Bases (2 de septiembre de 1940), por el cual Washington cedió 50 destructores a cambio de derechos de base en Terranova, Bermudas y varias islas del Caribe.  Más adelante, la aprobación de la Ley de Préstamo y Arriendo en marzo de 1941 permitiría suministrar armas y material a los Aliados sin pago inmediato, consolidando el apoyo estadounidense sin entrar aún en guerra. 

#### Conferencias panamericanas
Al estallar la guerra en Europa, la mayoría de las naciones latinoamericanas proclamaron la neutralidad, motivadas por su dependencia del comercio con Europa y por la doctrina Monroe.  La Segunda Reunión de Consulta entre Cancilleres en La Habana (21–30 de julio de 1940) definió medidas de seguridad hemisférica sin romper relaciones con el Eje. 
En la Conferencia de Río de Janeiro (15–28 de enero de 1942) se estableció el cese de relaciones diplomáticas con las Potencias del Eje y se creó la Junta Interamericana de Defensa para coordinar la seguridad continental.  Tras la Conferencia de Río de Janeiro, países como Brasil, México y Chile declararon la guerra al Eje, enviaron misiones de observadores militares y autorizaron el uso de sus puertos para navíos aliados. 

## Transcurso de la guerra

### Inicio de la guerra en Asia (julio de 1937 a septiembre de 1939)
La segunda guerra sino-japonesa comenzó en julio de 1937 tras el incidente del puente de Marco Polo y dio lugar a un conflicto sostenido entre la República de China y el Imperio de Japón que se prolongó hasta 1945. Este enfrentamiento es considerado por varios expertos como el inicio de la guerra a gran escala en el continente asiático, al desencadenar operaciones militares continuas que precedieron a la conflagración global. Durante estos años, las operaciones en China involucraron combates terrestres, bloqueos navales y bombardeos aéreos, sentando las bases tácticas y estratégicas que Japón emplearía en campañas posteriores.

... y es altamente lamentable que la guerra chino-japonesa se extendiera tanto.
Hideki Tojo

| 1937                                                    | 1937                                                                 | 1937                                                            | 1937                                                            | 1937                                                            | 1937                                                                            | 1938                                                          | 1938                                                          | 1938                                                         | 1938                                                         | 1938                                                    | 1938                                                    | 1938                                                    | 1938                                                    | 1938       | 1938                                        | 1938      | 1938                                                                                | 1939                                                           | 1939                                                           | 1939                                                           | 1939                                                           | 1939                                                   | 1939  | 1939  | 1939   | 1939                                                                    |
| julio                                                   | agosto                                                               | septiembre                                                      | octubre                                                         | noviembre                                                       | diciembre                                                                       | enero                                                         | febrero                                                       | marzo                                                        | abril                                                        | mayo                                                    | junio                                                   | julio                                                   | agosto                                                  | septiembre | octubre                                     | noviembre | diciembre                                                                           | enero                                                          | febrero                                                        | marzo                                                          | abril                                                          | mayo                                                   | junio | julio | agosto | septiembre                                                              |
| ------------------------------------------------------- | -------------------------------------------------------------------- | --------------------------------------------------------------- | --------------------------------------------------------------- | --------------------------------------------------------------- | ------------------------------------------------------------------------------- | ------------------------------------------------------------- | ------------------------------------------------------------- | ------------------------------------------------------------ | ------------------------------------------------------------ | ------------------------------------------------------- | ------------------------------------------------------- | ------------------------------------------------------- | ------------------------------------------------------- | ---------- | ------------------------------------------- | --------- | ----------------------------------------------------------------------------------- | -------------------------------------------------------------- | -------------------------------------------------------------- | -------------------------------------------------------------- | -------------------------------------------------------------- | ------------------------------------------------------ | ----- | ----- | ------ | ----------------------------------------------------------------------- |
| Incidente del Puente de Marco Polo (7 de julio de 1937) | Batalla de Shanghái (13 de agosto al 26 de noviembre de 1937)        | Batalla de Shanghái (13 de agosto al 26 de noviembre de 1937)   | Batalla de Shanghái (13 de agosto al 26 de noviembre de 1937)   | Batalla de Shanghái (13 de agosto al 26 de noviembre de 1937)   |                                                                                 |                                                               | Batalla de Xuzhou (9 de febrero al 21 de mayo de 1938)        | Batalla de Xuzhou (9 de febrero al 21 de mayo de 1938)       | Batalla de Xuzhou (9 de febrero al 21 de mayo de 1938)       | Batalla de Xuzhou (9 de febrero al 21 de mayo de 1938)  | Inundación del río Amarillo (5-7 de junio de 1938)      |                                                         |                                                         |            | Operación Cantón (12-29 de octubre de 1938) |           | Proclamación del "Nuevo Orden en Asia Oriental" por Japón (22 de diciembre de 1938) |                                                                |                                                                | Batalla de Nanchang (20 de marzo al 9 de mayo de 1939)         | Batalla de Nanchang (20 de marzo al 9 de mayo de 1939)         | Batalla de Nanchang (20 de marzo al 9 de mayo de 1939) |       |       |        | Primera Batalla de Changsha (14 de septiembre al 10 de octubre de 1939) |
| Batalla de Beiping-Tianjin (25–31 de julio de 1937)     | Firma del Pacto de No Agresión Sino-soviético (21 de agosto de 1937) | Batalla de Taiyuan (1 de septiembre al 9 de noviembre de 1937)  |                                                                 |                                                                 |                                                                                 | Batalla de Tai'erzhuang (24 de marzo al 7 de abril de 1938)   | Batalla de Tai'erzhuang (24 de marzo al 7 de abril de 1938)   |                                                              | Batalla de Wuhan (13 de junio al 27 de octubre de 1938)      | Batalla de Wuhan (13 de junio al 27 de octubre de 1938) | Batalla de Wuhan (13 de junio al 27 de octubre de 1938) | Batalla de Wuhan (13 de junio al 27 de octubre de 1938) | Batalla de Wuhan (13 de junio al 27 de octubre de 1938) |            |                                             |           | Batalla de Jaljin Gol (11 de mayo al 16 de septiembre de 1939)                      | Batalla de Jaljin Gol (11 de mayo al 16 de septiembre de 1939) | Batalla de Jaljin Gol (11 de mayo al 16 de septiembre de 1939) | Batalla de Jaljin Gol (11 de mayo al 16 de septiembre de 1939) | Batalla de Jaljin Gol (11 de mayo al 16 de septiembre de 1939) |                                                        |       |       |        |                                                                         |
|                                                         |                                                                      | Batalla de Xinkou (13 de septiembre al 11 de noviembre de 1937) | Batalla de Xinkou (13 de septiembre al 11 de noviembre de 1937) | Batalla de Xinkou (13 de septiembre al 11 de noviembre de 1937) | Formación del Gobierno Reformado de la República de China (28 de marzo de 1938) |                                                               |                                                               | Batalla del lago Jasán (15 de julio al 11 de agosto de 1938) | Batalla del lago Jasán (15 de julio al 11 de agosto de 1938) |                                                         |                                                         |                                                         |                                                         |            |                                             |           |                                                                                     |                                                                |                                                                |                                                                |                                                                |                                                        |       |       |        |                                                                         |
| Batalla de Pingxingguan (24-25 de septiembre de 1937)   |                                                                      |                                                                 |                                                                 | Batalla de Wanjialing (10 de agosto al 10 de octubre de 1938)   | Batalla de Wanjialing (10 de agosto al 10 de octubre de 1938)                   | Batalla de Wanjialing (10 de agosto al 10 de octubre de 1938) | Batalla de Wanjialing (10 de agosto al 10 de octubre de 1938) |                                                              |                                                              |                                                         |                                                         |                                                         |                                                         |            |                                             |           |                                                                                     |                                                                |                                                                |                                                                |                                                                |                                                        |       |       |        |                                                                         |

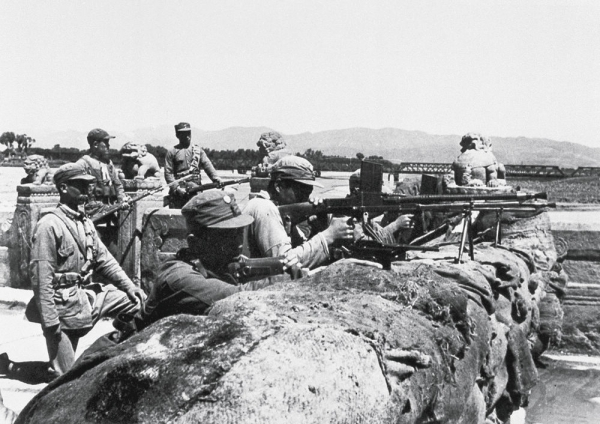
Tropas chinas atrincheradas en algún sitio de avanzada japonesa, los combates se fueron expandiendo más allá del puente.

#### Incidente del Puente de Marco Polo (7 de julio de 1937)
La Segunda Guerra Sino-japonesa comenzó en 1937, tras el Incidente del Puente de Marco Polo también conocido como Incidente de Lugouqiao o “Suceso del 7 de Julio”, fue un enfrentamiento ocurrido la noche del 7 de julio de 1937 entre tropas japonesas y chinas en las inmediaciones de Beijing cuando Japón atacó en profundidad a China desde Manchukuo. El conflicto escaló rápidamente y dio inicio a la segunda guerra sino-japonesa, uno de los principales frentes de la Segunda Guerra Mundial en Asia.
La confrontación comenzó cuando una patrulla japonesa, alegando la desaparición de un soldado, exigió ingresar a la ciudad amurallada de Wanping para realizar una inspección; al negarse las fuerzas chinas, se produjo un intercambio de disparos que derivó en el despliegue masivo de refuerzos por ambos bandos.  El general Qin Dechun aceptó las condiciones japonesas para acabar con el suceso (disculpa china por el incidente, castigo de los oficiales involucrados, relevo de las tropas de la zona y control de la actividad comunista en la misma).  
En la práctica, el incidente había quedado resuelto a finales de julio, pero la extensión de los choques de Pekín a Shanghái produjo el estallido de la contienda a mediados de agosto, principalmente por la petición de la Armada japonesa de enviar refuerzos a esta ciudad. 

#### Batalla de Beiping-Tianjin (25–31 de julio de 1937)
Los alrededores de Pekín son atacados el 25 de julio, siendo finalmente tomada el día 8 de agosto junto a la ciudad de Tianjin. Tras el choque inicial en el Puente de Marco Polo, las fuerzas japonesas, mejor pertrechadas y con refuerzos continuos, lanzaron una ofensiva contundente que quebrantó las líneas de defensa chinas y obligó a ambos núcleos urbanos a capitular en pocos días. 
El General chino Song Zheyuan ordenó a sus tropas mantener la posición, y trató de evitar el conflicto armado por medio de la diplomacia en primera instancia. Cuando las tropas japonesas iniciaron el ataque sobre Pekín, el general musulmán Ma Bufang, de la Camarilla Ma, notificó al gobierno central que estaba preparado para enfrentarse a los japoneses. 
Mientras el gobierno civil japonés del primer ministro Fumimaro Konoe intentaba resolver el conflicto con China mediante la diplomacia, el Ejército Imperial Japonés presionaba para escalar la confrontación, enviando tropas a pesar de algunos intentos de negociación. Aunque se alcanzó un acuerdo inicial el 18 de julio, los militares japoneses lo consideraron insincero y continuaron movilizándose, a pesar de la oposición del General Kanji Ishihara, quien temía provocar a la Unión Soviética. Tras el fracaso de una vía diplomática secreta debido a la intervención de militares japoneses, el 29 de julio se reiniciaron los despliegues, y poco después el Ejército del Área Norte decidió recurrir a la fuerza, movilizando aún más divisiones para enfrentarse al 29.º Ejército chino. 

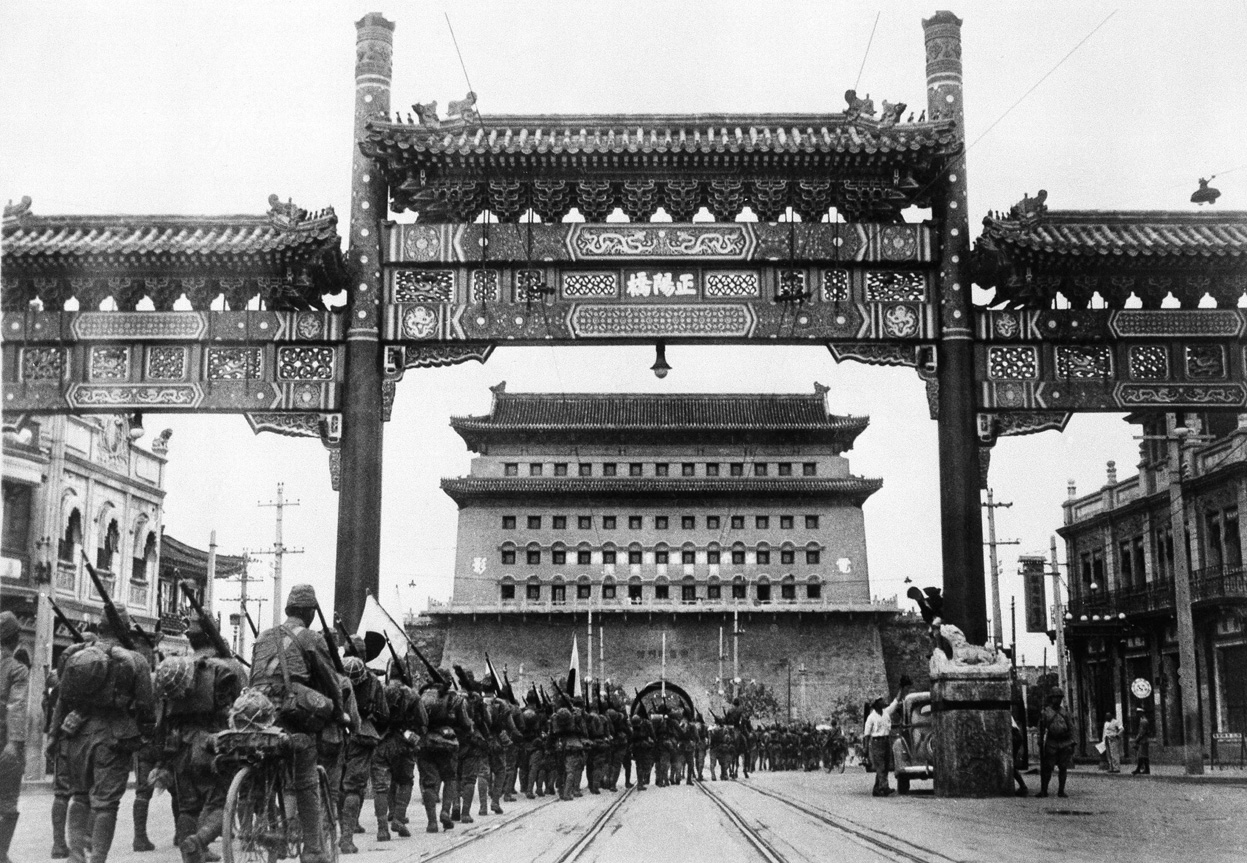
Tropas japonesas entrando en Beijing tras capturar la ciudad en julio de 1937

Aunque existía una tregua formal, los enfrentamientos entre chinos y japoneses continuaron, intensificándose tras la llegada de la 20.ª División japonesa y los bombardeos a Langfang y Wanping. Tras el rechazo chino a un ultimátum japonés que exigía la retirada de tropas, los combates se intensificaron, culminando el 28 de julio con una ofensiva japonesa sobre Pekín que diezmó a las fuerzas chinas, pese a algunos contraataques exitosos. Ante la gravedad de la situación, el general Song ordenó la retirada al sur del río Yongding, dejando a algunos oficiales para mantener el orden en Hebei y Chahar. Finalmente, el 29 de julio, un motín de tropas chinas colaboracionistas en Tungchow resultó en la masacre de asesores y civiles japoneses en la zona, hecho conocido como Motín de Tungchow 
A finales de julio, las fuerzas japonesas lanzaron ataques sobre Tianjin y el puerto de Tanggu, obligando a los defensores chinos a retirarse debido a la creciente superioridad enemiga. Simultáneamente, Chiang Kai-shek ordenó la retirada de Pekín, lo que llevó a intensos combates en Tianjin y al repliegue chino hacia el sur. El 8 de agosto, Pekín cayó sin resistencia, siendo ocupada formalmente por los japoneses el 18 de agosto bajo el mando del General Masakazu Kawabe, aunque el alcalde Zhang Zizhong, inicialmente mantenido en su cargo, huyó poco después.
La caída de Pekín y Tianjin abrió la vasta llanura del norte de China a la ocupación japoneses, marcando el fin de la resistencia organizada en esa región.

#### Batalla de Shanghái (13 de agosto al 26 de noviembre de 1937)
Los japoneses terminaron de ocupar el norte rápidamente, pero fueron detenidos finalmente después de combatir alrededor de la ciudad de Shanghái  durante más de tres meses. La Batalla de Shanghái se inició el 13 de agosto de 1937 con enfrentamientos a gran escala en los alrededores de la ciudad, donde inicialmente las fuerzas chinas mantuvieron la supremacía aérea y llegaron a abrir una brecha en el sector japonés el día 18;  sin embargo, la llegada de refuerzos nipones el 23 de agosto, el decisivo apoyo de tanques, artillería naval y bombardeos aéreos permitió a Japón recuperar la iniciativa.  Para entonces el frente se extendía desde el área de Liuho y Lotien hasta Kiangwan, cruzando Chapei y la orilla norte del arroyo Soochow, e incluso Chuanshan y Nanhui al sur. 

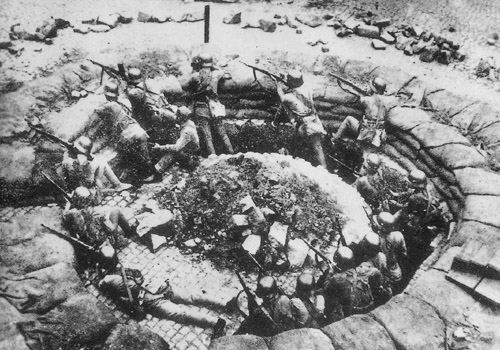
Nido de ametralladora del Ejército Nacional Revolucionario chino en la batalla de Shanghái (agosto-noviembre de 1937)

Durante el llamado “Sábado Sangriento” el 14 de agosto, los bombardeos japoneses causaron miles de víctimas civiles y hubo denuncias de uso de gas venenoso al menos en trece ocasiones por parte del ejército japonés.
Tras la caída del cinturón defensivo norte el 26 de octubre, el presidente Chiang Kai-shek ordenó la retirada general de Shanghái, dejando tan solo un batallón en el almacén Sihang, cuyos combates fueron observados por diplomáticos europeos. Aunque Chiang quería reagruparse en Suzhou, los generales Li Zongren, Bai Chongxi y Chang Fa-kuei lo convencieron de replegarse hacia las líneas Wufu–Xicheng que protegían Nankín. Sin embargo, el 5 y el 13 de noviembre desembarcaron al sur de Shanghái tres divisiones —y media de la 10.ª División— y la XVI División japonesa, rodeando la ciudad y desbordando las defensas chinas. Agotadas las municiones y los suministros, el 11 de noviembre Chiang ordenó la retirada hacia Nankín; en los días siguientes cedieron la línea Wufu (19 de noviembre, con la caída de Suzhou y Jiaxing) y la línea Xicheng (26 de noviembre), y el 1 de diciembre el alto mando japonés autorizó el ataque a la capital, precedido por la brutal masacre de Nankín, matando unos 300 000 civiles en un mes. 
Después de combatir alrededor de la ciudad durante más de tres meses, Shanghái finalmente cayó ante los japoneses. La victoria japonesa resultó en la captura y devastación de Shanghái.  Como resultado, el Gobierno nacionalista chino trasladó su sede a Chongqing durante el resto de la guerra.Ni Japón ni China declararon oficialmente la guerra por razones similares: Japón deseaba evitar la intervención de potencias extranjeras, sobre todo el Reino Unido y los Estados Unidos, que era su primer proveedor de acero y hubiera debido imponer un embargo en virtud de las Leyes de Neutralidad vigentes en dicho país; mientras que China temía que la declaración le granjeara la enemistad de las potencias occidentales en la zona.

#### Firma del Pacto de No Agresión Sino-soviético (21 de agosto de 1937)
La República de China y la Unión Soviética firmaron en Nankín un tratado de no agresión para fortalecer sus relaciones frente a la amenaza japonesa. Gracias al pacto, la URSS envió ayuda militar (como aviones en la Operación Zet) y económica a China, aunque limitada para no provocar a otras potencias occidentales.
Mientras se firmaba el pacto, la URSS violó su espíritu al intervenir militarmente en Xinjiang en 1937, ayudando al gobernador local Sheng Shicai contra fuerzas del Kuomintang lideradas por Ma Hushan. Aunque Ma resistió, fue derrotado por bombardeos soviéticos con gas mostaza y huyó a la India. El gobierno chino ocultó estos hechos para no perder el apoyo soviético en la guerra contra Japón.

#### Batalla de Taiyuan (1 de septiembre al 9 de noviembre de 1937)
En septiembre de 1937, el general Hideki Tōjō ordenó al ejército japonés estacionado en Chahar avanzar hacia Shanxi con el objetivo de explotar sus recursos naturales. Las fuerzas japonesas capturaron la ciudad de Datong, obligando al Ejército Nacional Revolucionario (ENR) a adoptar una postura defensiva. Los chinos concentraron sus tropas a lo largo de la Gran Muralla, librando combates en puntos estratégicos como Pingxingguan y, más al este, en Niangziguan.
Yan Xishan, líder militar de Shanxi, envió refuerzos hacia Shijiazhuang en un intento de frenar el avance japonés. Sin embargo, esta maniobra debilitó la defensa del norte de China, permitiendo que el ejército japonés rompiera las líneas chinas y forzara un repliegue hacia una nueva posición defensiva en Xinkou. Allí, los enfrentamientos continuaron durante octubre, en el marco de la Batalla de Xinkou. A finales de ese mes, las fuerzas japonesas lograron flanquear las defensas chinas en Niangziguan, comprometiendo la resistencia en el sector y provocando finalmente la caída de Taiyuan.

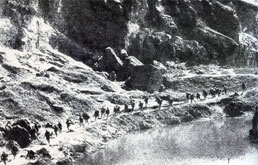
Tropas chinas marchando para defender los pasos de montaña de Xinkou.

#### Batalla de Xinkou (13 de septiembre al 11 de noviembre de 1937)
El 1 de octubre, los japoneses lanzaron un gran asalto a Xinkou, una posición clave para la defensa de Taiyuan. Bajo el mando de Seishirō Itagaki, la 5.ª División japonesa y la Fuerza Expedicionaria de Chahar fueron encargadas de tomarla. Las fuerzas chinas, lideradas por Yan Xishan y el 14.º Grupo de Ejércitos de Wei Lihuang, organizaron una defensa fuerte, apoyados por tropas de diversas divisiones.
El 2 de octubre, tras algunos avances japoneses en Gouxian y Yuanping, la defensa china comenzó a reorganizarse, estableciendo líneas de resistencia en montañas y áreas clave como Xinkou y Wutai.
El 13 de octubre, el ataque japonés comenzó en serio, con un asalto coordinado sobre las posiciones chinas. Las tropas japonesas, con el apoyo de aviones, artillería y tanques, avanzaron contra las posiciones chinas en Nanhuaihua y Dabaishui. A pesar de la superioridad japonesa en armamento, las fuerzas chinas, bien posicionadas en el terreno, resistieron fuertemente.
Durante los días de combate, el 9.º Ejército chino sufrió la pérdida de su comandante Hao Mengling, el primer general chino en morir en esta guerra. Sin embargo, la resistencia continuó bajo los mandos de Chen Zhangjie y Wang Jingguo. En el 19 de octubre, el ejército comunista chino, liderado por el 8.º Ejército de Ruta, llevó a cabo exitosos ataques guerrilleros en la retaguardia japonesa, debilitando aún más las fuerzas invasoras.

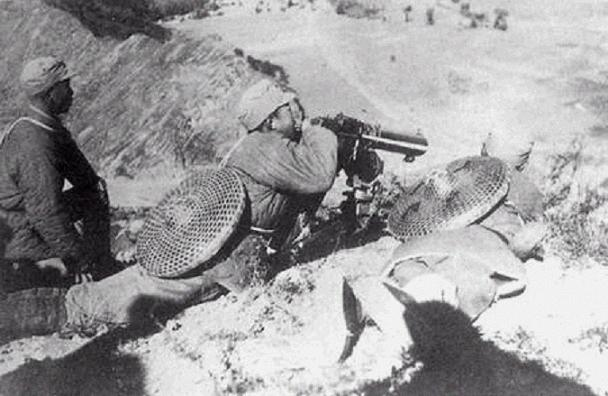
Soldados chinos disparando una MG 08 en una emboscada contra las tropas japonesas en la batalla del paso de Pingxing.

#### Batalla de Pingxingguan (24-25 de septiembre de 1937)
El paso de Pingxingguan era un desfiladero estrecho ideal para emboscadas. El 25 de septiembre, una columna de tropas japonesas de transporte, con 70 carros llenos de suministros, fue enviada hacia Pingxingguan por la 21.ª Brigada de la 5.ª División japonesa. A la vez, una columna motorizada japonesa de 80 camiones se dirigía desde Guangou. 
Ambas formaciones, mayoritariamente logísticas y no de combate, fueron emboscadas a las 10:00 a. m. por la 115.ª División china bajo mando de Lin Biao. La emboscada fue un éxito total: las columnas japonesas fueron prácticamente aniquiladas. Un intento de rescate japonés también fracasó, sufriendo cerca de 100 bajas. 
Aunque los chinos se retiraron antes de que los japoneses recuperaran la zona el 28 de septiembre, habían infligido entre 400 y 500 bajas al enemigo, destruyeron unos 70 camiones, capturaron armas, municiones, ropa y alimentos. La Fuerza Aérea Nacionalista apoyó a las tropas chinas durante el combate.  

#### Batalla de Xuzhou (9 de febrero al 21 de mayo de 1938)
Tras la victoria japonesa en Nankín, las fuerzas niponas intentaron consolidar su control sobre el corredor Pekín-Nankín, ignorando órdenes de no expansión del Cuartel General Imperial. 
Concentradas en Xuzhou, las fuerzas chinas, bajo el mando del general Li Zongren, lograron una victoria táctica significativa en Tai'erzhuang, derrotando a las tropas japonesas en una batalla asimétrica.  Sin embargo, los japoneses respondieron intentando cercar Xuzhou, desplegando importante número de unidades desde el norte y el sur, apoyadas por tanques y fuerzas motorizadas. Los chinos ofrecieron resistencia, incluyendo un contraataque en Lanfeng, pero finalmente Chiang Kai-shek ordenó la retirada estratégica de sus ejércitos. Para frenar el avance japonés, los diques del río Amarillo fueron destruidos, provocando inundaciones que retrasaron a las tropas niponas pero también devastaron grandes áreas.
Aunque los japoneses capturaron Xuzhou, su ejército no pudo mantener un cerco completo debido a la dispersión y el número de soldados chinos.

#### Batalla de Tai'erzhuang (24 de marzo al 7 de abril de 1938)
Para 1938, tras las duras derrotas chinas en Shanghái y Nankín, la situación militar era crítica. Tai'erzhuang, un importante distrito amurallado en el sur de Shandong, se convirtió en un punto estratégico, en tiempos de paz era un centro económico gracias a su cercanía al Gran Canal y se conectaba con varias líneas de ferrocarril. Sabedores de su importancia, los chinos fortificaron Tai'erzhuang mientras evacuaban a su población civil. 

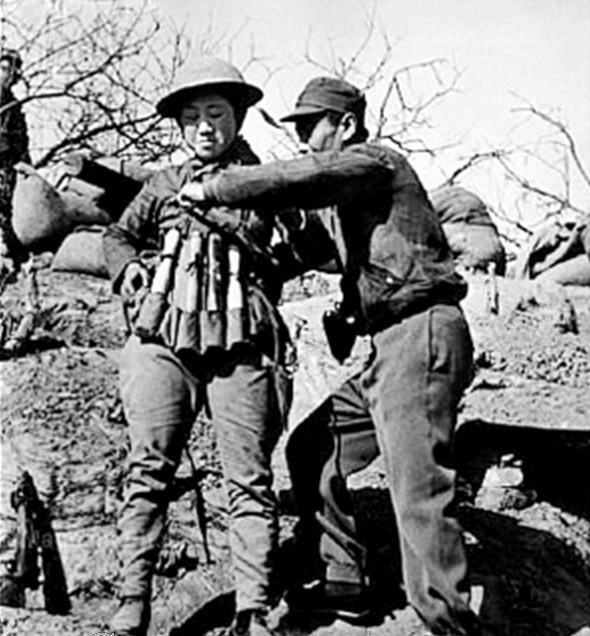
Un atacante suicida chino se pone un chaleco explosivo hecho con Stielhandgranate para usar en un ataque contra tanques japoneses.

El 25 de marzo, los japoneses lanzaron un ataque masivo, logrando irrumpir inicialmente en la puerta noreste de la ciudad, aunque fueron repelidos violentamente, incluso con incendios provocados en el templo de Chenghuang donde se refugiaban algunos de ellos. Los días siguientes, a pesar de lograr avances casa por casa bajo un intenso fuego aéreo y de artillería, los japoneses encontraron una resistencia feroz. La defensa liderada por Chi Fengcheng, reforzada por artillería y cañones antitanque traídos por Bai Chongxi, permitió derribar tanques enemigos y mantener la defensa en ruinas pero firme. 
Mientras tanto, la Fuerza Aérea China apoyaba con bombardeos y combates aéreos constantes, a pesar de enfrentar cazas japoneses superiores. El 29 de marzo, los japoneses intentaron infiltrar Tai'erzhuang mediante túneles, pero fueron descubiertos y eliminados. Ese mismo día, un equipo de asalto chino, en una operación simbólica conmemorando a los mártires del Segundo Alzamiento de Guangzhou, logró recuperar la esquina noroeste del distrito. 
Con el desgaste creciente, el general chino Sun Lianzhong reunió refuerzos, aunque los primeros contraataques fallaron. La situación parecía desesperada. La 31.ª División china estaba al borde del colapso tras días de lucha continua. Sin embargo, el comandante Chi Fengcheng, determinado a resistir, demolió el único puente de retirada y se preparó para luchar hasta el final. 
Mientras tanto, el general Li Zongren diseñó un plan audaz: usar al 20.º Grupo de Ejércitos de Tang Enbo para maniobrar alrededor de los japoneses, cortar sus líneas de suministro y formar un contracerco. El 1 de abril, en una acción decisiva, Tang Enbo atrajo al destacamento japonés Sakamoto a una emboscada, mientras las tropas chinas cortaban las rutas de comunicación y destruían vías férreas, debilitando aún más a los japoneses. 
El 3 de abril comenzó la gran contraofensiva: los cuerpos 52.º, 85.º y 75.º atacaron en coordinación para envolver y destruir a las fuerzas japonesas. Simultáneamente, el 2.º Grupo de Ejércitos chino lanzaba ataques desde el norte. Para el 6 de abril, tras intensos combates, la línea japonesa se quebró y las divisiones 5.ª y 10.ª tuvieron que retirarse. Aunque los japoneses lograron escapar gracias a su movilidad, la batalla de Tai'erzhuang fue una clara victoria china. 

#### Inundación del río Amarillo (5-7 de junio de 1938)
Tras la caída de Xuzhou y la victoria china en la Batalla de Tai'erzhuang, los japoneses siguieron avanzando hacia el centro de China. A mediados de junio, ya controlaban casi toda la China del Norte: capturaron Kaifeng el 6 de junio y amenazaban con tomar Zhengzhou, un punto vital donde se cruzaban dos ferrocarriles estratégicos. Su caída habría abierto el camino para atacar ciudades cruciales como Wuhan y Xi'an.

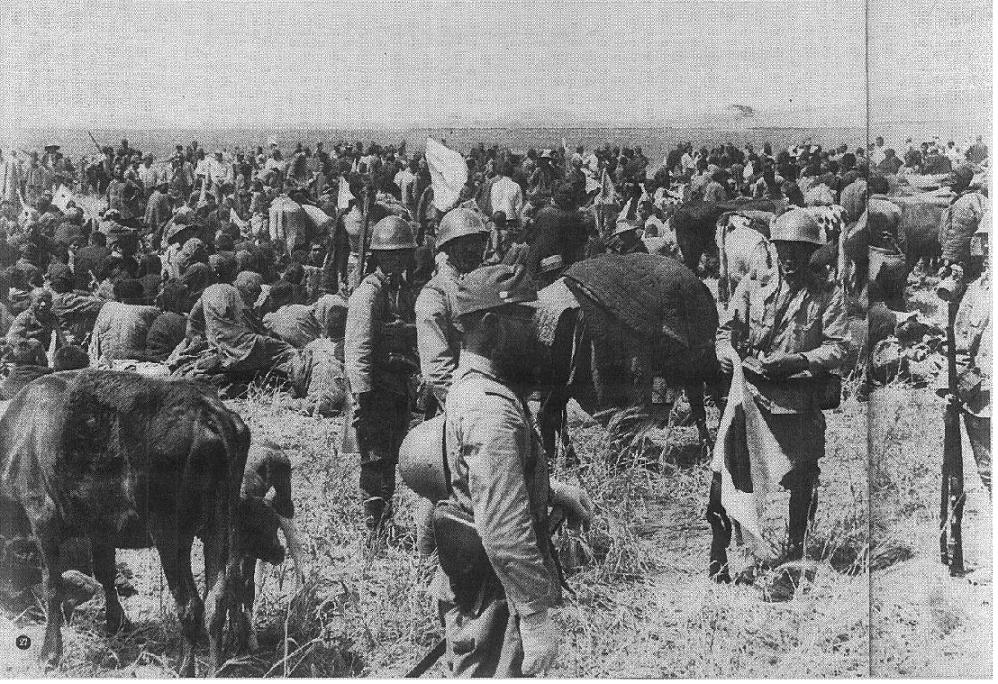
Rescate de la población china por el ejército japonés durante las inundaciones del río Amarillo.

En un intento desesperado por frenar el avance japonés, Chiang Kai-shek, siguiendo una sugerencia de Chen Guofu, ordenó romper los diques del río Amarillo cerca de Zhengzhou. Aunque el plan inicial era destruirlos en Zhaokou, finalmente el 5 y 7 de junio se rompieron en Huayuankou, al sur del río. La inundación masiva que siguió cubrió enormes áreas de Henan, Anhui y Jiangsu, arrasó miles de aldeas y desplazó a millones de campesinos. Se calcula que hasta 800,000 personas pudieron haber muerto ahogadas. 
El impacto estratégico de la inundación ha sido objeto de debate. Si bien la ofensiva hacia Zhengzhou fue contenida, en el campo sus tropas se encontraban dispersas tanto al norte y al este como hacia el sur, fuera del área directamente afectada por las inundaciones. Los japoneses lograron capturar Wuhan en octubre, atacando desde otra dirección. Muchas localidades y rutas de transporte que quedaron bajo el agua ya estaban bajo control japonés antes de la inundación; tras ella, el ejército japonés encontró dificultades para afianzar su dominio en la región, que se transformó en un foco activo de resistencia guerrillera. 

El número de víctimas mortales provocadas por la catástrofe sigue siendo motivo de controversia, y a lo largo de las décadas el gobierno chino y diversos investigadores han revisado sus estimaciones sobre la magnitud de la tragedia. 

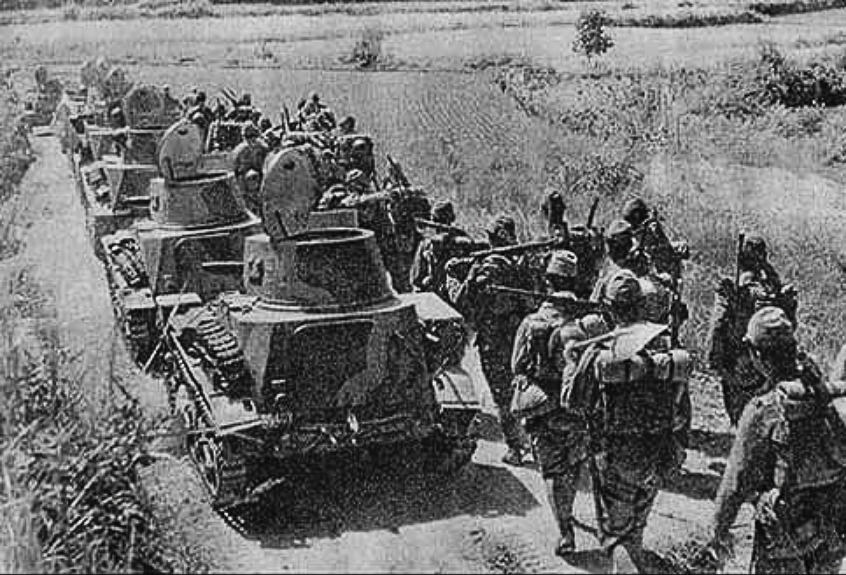
Tanques japoneses con tropas marchando hacia Wuhan, cerca de Na-hsi.

#### Batalla de Wuhan (13 de junio al 27 de octubre de 1938)
El 13 de junio, los japoneses capturaron Anqing, iniciando la Batalla de Wuhan. Las tropas chinas intentaron defender el sur del río Yangtsé, pero los japoneses avanzaron rápidamente: capturaron Jiujiang el 26 de julio y Ruichang el 24 de agosto, avanzando luego hacia el este. Aunque hubo resistencia china en la carretera Ruichang-Wuning, los japoneses siguieron ganando terreno. 
Mientras tanto, la ofensiva japonesa hacia el sur del ferrocarril Nanxun fue retrasada en Wanjialing por una fuerte resistencia china. Tras duros combates, las tropas japonesas quedaron aisladas y fueron aniquiladas el 10 de octubre en la llamada Victoria de Wanjialing. 
Al norte del Yangtsé, los japoneses avanzaron desde Anhui, capturaron Taihu, Susong, Guangji y Wuxue, continuando hacia Hankou tras fuertes enfrentamientos. 
En las montañas Dabie, los japoneses atacaron en dos frentes: en el sur capturaron Huoshan y Shang; en el norte tomaron Liuan, Gushi y Xinyang, completando el cerco sobre Wuhan. Ante la presión, los chinos evacuaron la ciudad, y los japoneses capturaron Wuchang, Hankou y Hanyang a finales de octubre, concluyendo así la conquista de Wuhan. 

#### Resistencia comunista
Tras su victoria en Wuhan, Japón trasladó 50.000 tropas hacia la región fronteriza de Shanxi-Chahar-Hebei, avanzando profundamente en territorio controlado por los comunistas. Sin embargo, los elementos del Octavo Ejército de Ruta reaccionaron rápidamente: emboscaron a las fuerzas japonesas en avance, causando entre 3.000 y 5.000 bajas y obligándolas a retirarse.  Paralelamente, el Octavo Ejército intensificó sus operaciones de guerrilla y estableció bases tanto militares como políticas en la región. 

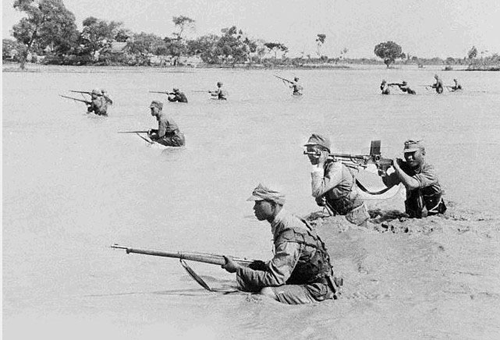
Soldados del Ejército Nacional Revolucionario durante la inundación del río Amarillo en 1938.

Al percatarse de que los comunistas evitaban el combate convencional, el ejército japonés modificó su estrategia.  Construyeron nuevas carreteras para agilizar el desplazamiento entre puntos fortificados y ciudades, bloquearon ríos y caminos para interrumpir el suministro enemigo, y expandieron las fuerzas de las milicias de sus regímenes títeres para reducir la necesidad de tropas japonesas en la ocupación. Además, implementaron una política sistemática de violencia contra los civiles locales para devastar la economía de la Región Fronteriza. Bajo la excusa de confiscar bienes del Octavo Ejército de Ruta, los japoneses saquearon propiedades civiles e incluso saquearon tumbas. 
Ante el incremento de las bajas y el elevado coste de mantener la ocupación, el Cuartel General Imperial japonés decidió intensificar sus esfuerzos para quebrar la resistencia china. Ordenó al Servicio Aéreo de la Armada Imperial Japonesa y al Servicio Aéreo del Ejército Imperial Japonés lanzar los primeros bombardeos aéreos masivos contra objetivos civiles en la guerra. Las ciudades no ocupadas, incluida Chongqing, la capital provisional del Kuomintang, fueron blanco de intensos ataques aéreos, que dejaron miles de muertos, heridos y desplazados.

#### Proclamación del "Nuevo Orden en Asia Oriental" por Japón (22 de diciembre de 1938)
El 22 de diciembre de 1938, el primer ministro japonés Fumimaro Konoe presentó en un discurso radiado el concepto del “Nuevo Orden en Asia Oriental”, limitado inicialmente al noreste de Asia y concebido como un bloque geográfico que agruparía a Japón, Manchukuo y la parte de China bajo ocupación nipona para “excluir la influencia occidental” y facilitar la explotación conjunta de recursos.  

Aunque revestido de un lenguaje idealista de liberación anticolonial, el proyecto sirvió sobre todo para legitimar la expansión militar y asegurar materias primas para el esfuerzo bélico japonés.  

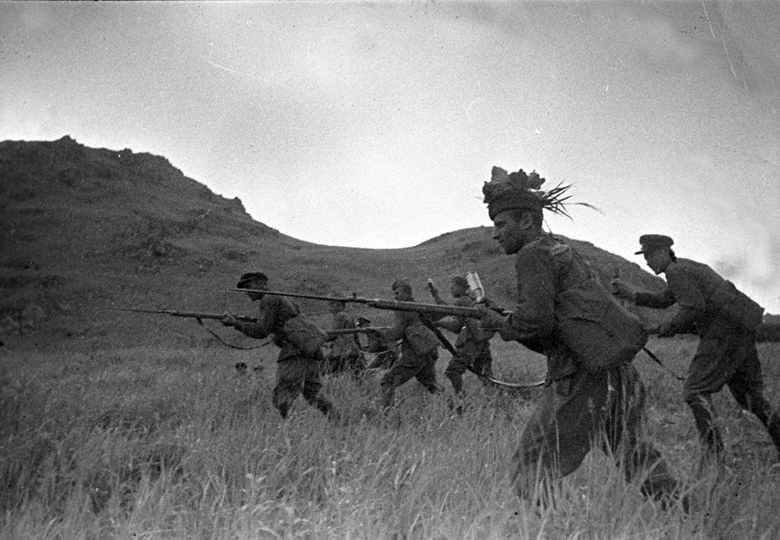
Infantería soviética atacando durante la batalla del lago Jasán.

#### Batalla del lago Jasán (15 de julio al 11 de agosto de 1938)
El 15 de julio de 1938, cuando Japón exigió a la Unión Soviética retirar sus tropas de las colinas Bezymyánnaya y Zaoziórnaya, ubicadas cerca del lago Jasán, en la frontera entre la Corea japonesa y la URSS. Ante la negativa soviética, el 29 de julio las fuerzas japonesas lanzaron un primer ataque, que fue repelido. Sin embargo, el 31 de julio, el Ejército Rojo se vio obligado a replegarse. 
La 19.ª División del Ejército Imperial Japonés, destacada en la frontera, atacó y sometió a dos divisiones soviéticas. El coronel Kotoku Sato, al mando del 75.º Regimiento de Infantería, lideró un asalto nocturno sobre posiciones soviéticas fortificadas. Durante los combates, los japoneses emplearon tanques ligeros y medianos en ataques frontales, mientras los soviéticos respondieron con contraataques de artillería y blindados. 
Japón también utilizó el tren blindado «Rinji Soko Ressha», diseñado en 1933, para transporte y evacuación de tropas, mostrando avances en movilidad militar adaptados a la guerra moderna. 
El mariscal Vasili Blücher, comandante del Frente del Lejano Oriente, desplegó refuerzos soviéticos. Entre el 2 y el 9 de agosto, las tropas soviéticas lanzaron un contraataque masivo, logrando expulsar a los japoneses del territorio en disputa. Finalmente, el 10 de agosto, Japón solicitó un alto el fuego, que se hizo efectivo el 11 de agosto de 1938. 

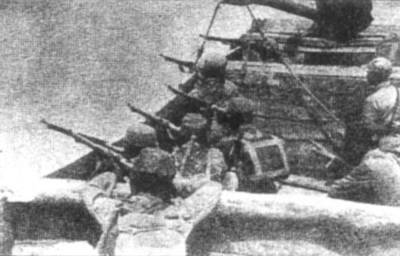
Defensores chinos alrededor del Río Yangtze durante la Batalla de Wuhan.

#### Batalla de Wanjialing (10 de agosto al 10 de octubre de 1938)
Bajo el mando de Yasuji Okamura, la 106.ª División japonesa intentó avanzar desde Jiujiang hacia De'an usando la línea férrea. Sin embargo, su plan fue descubierto por el general chino Xue Yue, quien organizó un cerco con 16 divisiones chinas en Lushan.
La 106.ª División fue primero detenida en Shahe, al sur de Jiujiang. Paralelamente, el Destacamento Sato de la 101.ª División capturó Xingzi, pero fue frenado por la resistencia feroz de los cuerpos 25.º y 66.º del ejército chino. Aunque los japoneses usaron gas venenoso, no lograron avanzar.
En septiembre, Okamura envió refuerzos de las divisiones 9 y 27, pero también fueron bloqueadas. El 24 de septiembre, los japoneses abrieron brecha en el oeste, pero nuevamente quedaron atrapados por el 4.º Cuerpo de Ou Zhen y el 74.º Cuerpo de élite de Yu Jishi. Para intentar liberar a sus tropas, los japoneses bombardearon intensamente con aviones y bombas incendiarias.
El 7 de octubre, los chinos lanzaron una serie de contraataques coordinados que obligaron a los japoneses a retirarse. Los combates terminaron el 10 de octubre, coincidiendo con el Día Nacional de China. Finalmente, el 13 de octubre, las tropas chinas se retiraron del campo de batalla.

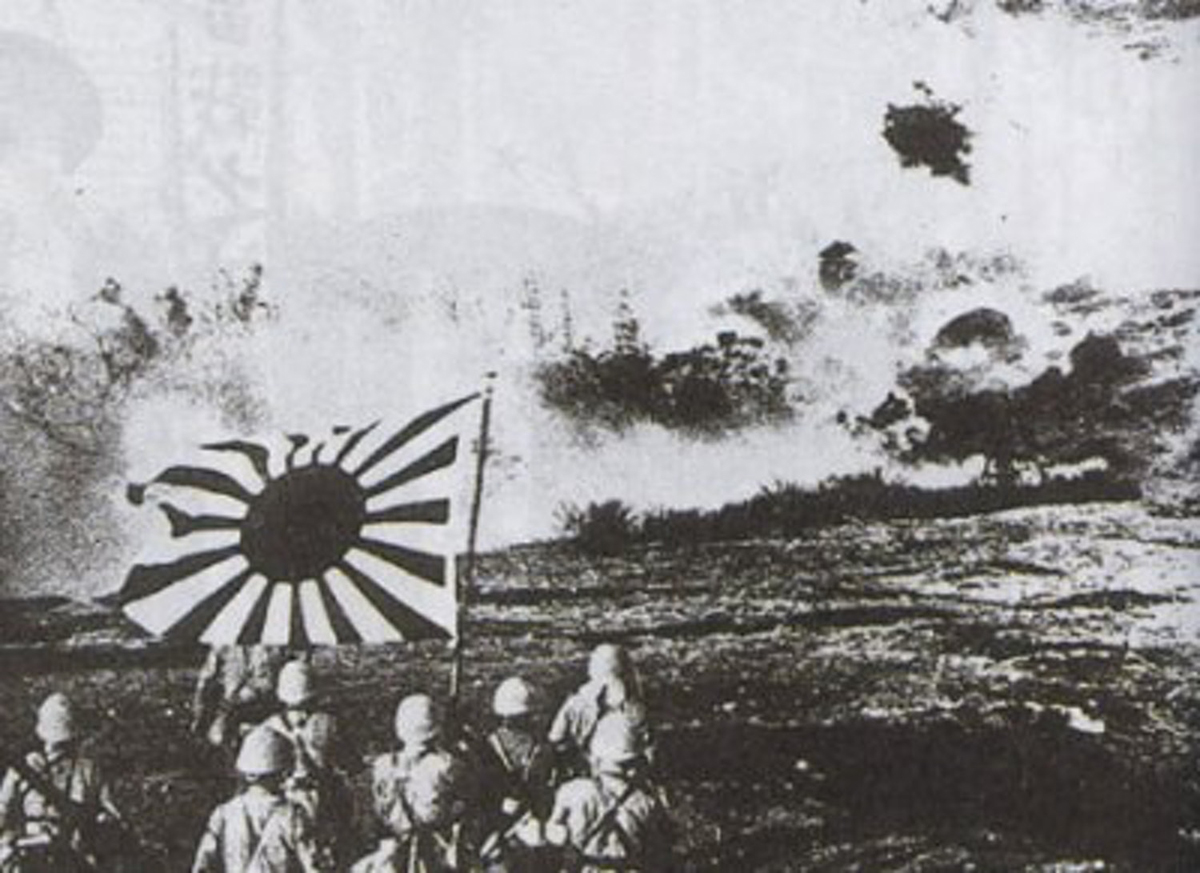
Las fuerzas de desembarco navales japonesas explotan un navío chino y marchan con la bandera naval japonesa.

#### Operación Cantón (12-29 de octubre de 1938)
En octubre de 1938, las fuerzas japonesas lanzaron la ofensiva conocida como Operación Cantón. La Armada Imperial Japonesa estableció un bloqueo naval desde Haimenchen hasta Shantou, y realizó ataques aéreos contra infraestructuras clave, como el ferrocarril Kowloon-Cantón. Las tropas japonesas desembarcaron en las costas de la provincia de Guangdong, avanzando rápidamente hacia el interior. La defensa china estaba liderada por el general Yu Hanmou, que contaba con milicianos con entrenamiento y equipamiento limitados
A pesar de la resistencia china, las fuerzas japonesas avanzaron rápidamente. El 21 de octubre de 1938, Guangzhou cayó en manos japonesas. La proximidad de las fuerzas japonesas a Hong Kong generó tensiones con el Reino Unido, aunque no se produjeron enfrentamientos directos en ese momento.

#### Batalla de Nanchang (20 de marzo al 9 de mayo de 1939)
En julio de 1938, durante el asalto japonés a Wuhan, las fuerzas japonesas intentaron avanzar hacia Nanchang, pero fueron detenidas por posiciones chinas fuertemente atrincheradas en la orilla del río Xiushui, lo que provocó un prolongado estancamiento que se mantuvo hasta la primavera de 1939. 
El 20 de marzo de 1939, bajo el mando de Yasuji Okamura, el Ejército Imperial Japonés abrió la ofensiva con intensos bombardeos de artillería pesada contra las fortificaciones chinas en la margen opuesta del río  Resguardados por el fuego artillado, zapadores japoneses tendieron puentes sobre el Xiushui que permitieron el despliegue de tanques, diezmando las defensas chinas al cruzar el curso de agua.  El 23 de marzo, la ubicación estratégica de Wucheng, en la desembocadura del Xiushui en el lago Poyang, cayó tras un bombardeo naval y aéreo ejecutado por las Fuerzas Navales Especiales Japonesas.  Además del apoyo convencional, el ataque incluyó el uso de gas tóxico producido por el Escuadrón 731, empleado para compensar la inferioridad numérica en el combate cuerpo a cuerpo
El 26 de marzo, los tanques y regimientos de infantería japoneses avanzaron desde la cabeza de puente hasta la puerta oeste de Nanchang, rodeando la ciudad en coordinación con unidades que atacaban desde el norte; Nanchang se rindió al día siguiente, y las tropas niponas consolidaron su control despejando el área rural durante marzo y abril. Aun así, el 21 de abril las fuerzas chinas de la 3.ª y la 9.ª Región Militar lanzaron un contraataque sorpresa desde el norte, oeste y sur, avanzando en cinco días hasta las afueras de la ciudad
A partir del 27 de abril, el Ejército Imperial Japonés respondió con una contraofensiva apoyada por artillería pesada y bombardeos aéreos, recuperando varias posiciones y obligando a las divisiones chinas a retroceder.  Finalmente, el 2 de mayo Chiang Kai-shek ordenó un último intento para retomar Nanchang antes del 5 de mayo, pero la línea defensiva japonesa se mantuvo estable. 

Ubicación del Gobierno Reformado de la República de China en color naranja en China central.

#### Formación del Gobierno Reformado de la República de China (28 de marzo de 1938)
Entre la huida desmoralizada del Kuomintang de Nankín y la urgente necesidad de Japón de dotar de una fachada “legítima” a su ocupación, el Alto Mando Imperial autorizó en febrero de 1938 la creación de un gobierno colaboracionista en la cuenca media del Yangtsé. Inicialmente, los japoneses tantearon a Tang Shaoyi, antiguo miembro del Kuomintang, pero sus exigencias de unificar bajo su mando también al Provisional de Pekín resultaron inaceptables y, tras su asesinato en marzo, el dictamen castrense se decidió por Liang Hongzhi, veterano de la era Beiyang con estrechos vínculos en Tokio. n una reunión celebrada el 19 de febrero en la capital japonesa, se acordó revivir la antigua bandera republicana y el himno de la “Canción de la Nube Afortunada” para reforzar la apariencia de continuidad estatal.  
El 28 de marzo de 1938, en el New Asia Hotel de Shanghái, Liang Hongzhi asumió el cargo de presidente del Ejecutivo Yuan ante la mirada de altos cargos como Wen Zongyao, y fue inmortalizado en el famoso retrato de grupo que celebraba el nacimiento del llamado Gobierno Reformado de la República de China. 
Teóricamente dotado de un Legislativo Yuan y un Ejecutivo Yuan con facultades propias, el régimen apenas ejercía autoridad: consejeros militares japoneses de la China Expeditionary Army supervisaban cada decreto y controlaban los ministerios claves.  Sus territorios de dominio incluían las provincias de Jiangsu, Zhejiang y Anhui, junto a las municipalidades de Nankín y Shanghái, aunque en la práctica los japoneses retenían el monopolio de impuestos, aduanas y comunicaciones.

Para respaldar esta estructura, el Gobierno Reformado levantó un ejército nominal bajo el ministro de Pacificación Ren Yuandao, que empezó con 10 000 hombres y llegó a 30 000 en 1939, si bien su efectividad fue muy limitada debido a la falta de entrenamiento y equipo. . En sus manifiestos oficiales, el gobierno agradecía explícitamente a los “aliados japoneses” por “rescatar” a China, un mensaje propagandístico que buscaba ganar simpatizantes entre la población sometida. 

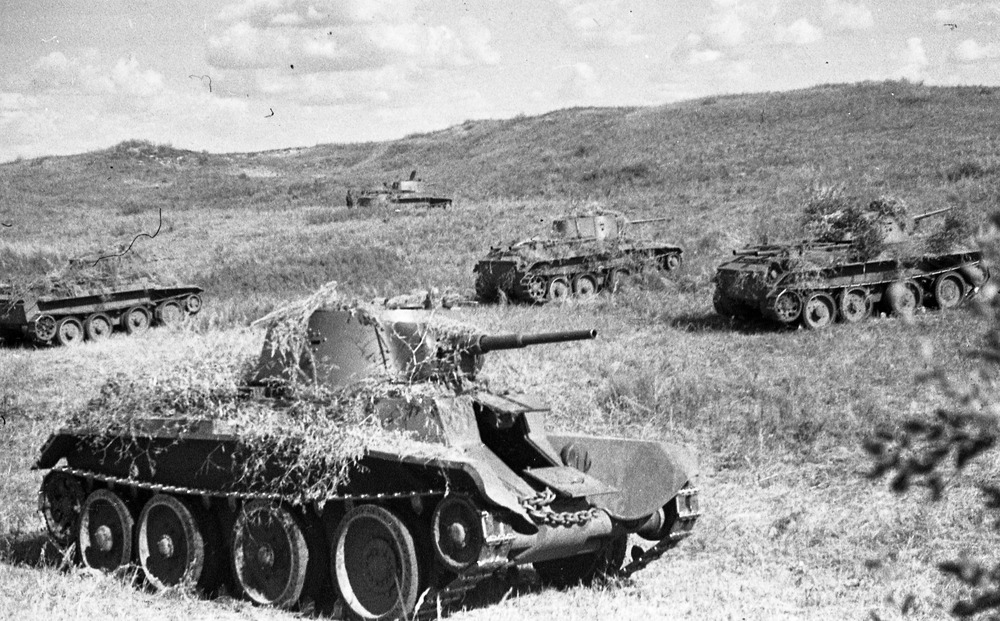
Los tanques BT-7 soviéticos en agosto de 1939 durante la Batalla de Jaljin Gol

#### Batalla de Jaljin Gol (11 de mayo al 16 de septiembre de 1939)
El incidente de Nomonhan comenzó el 11 de mayo de 1939 cuando unidades de caballería mongola, en busca de forraje, ingresaron a un territorio en disputa cerca de la frontera entre la Unión Soviética y Manchukuo, lo que provocó un enfrentamiento con las fuerzas de caballería de Manchukuo. Aunque las tropas de Manchukuo lograron expulsar a los mongoles, estos regresaron dos días después y no pudieron ser desalojados. Según informes del ministro soviético Molotov, fueron las tropas japonesas y de Manchukuo las que atacaron a los mongoles, utilizando incluso aviación, lo que desencadenó el conflicto. 

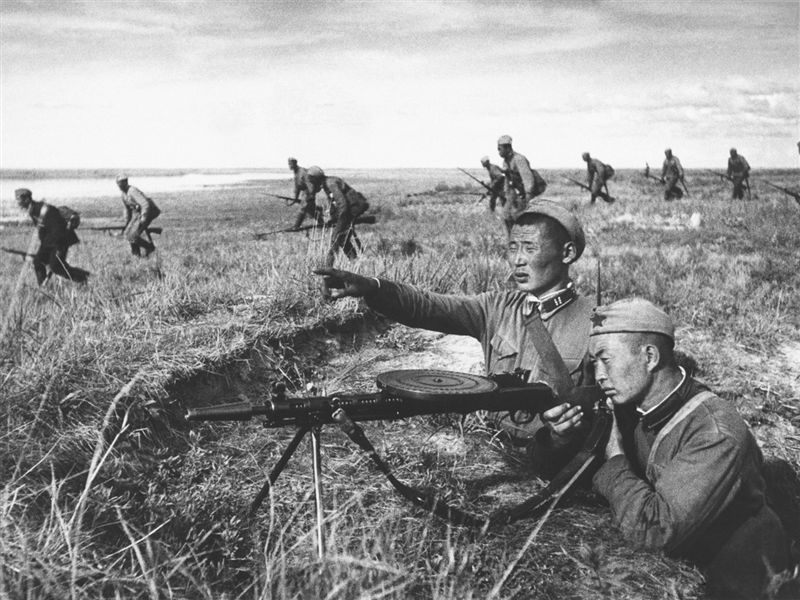
Tropas de Mongolia rechazando un ataque de los japoneses sobre sus líneas defensivas.

A mediados de mayo, las tropas japonesas del Ejército de Kwantung, lideradas por el teniente coronel Yaozo Azuma, intentaron recuperar el territorio, pero sufrieron fuertes derrotas, especialmente el 28 de mayo, cuando fueron rodeadas y destruidas por las fuerzas soviético-mongolas. Esto detuvo momentáneamente los enfrentamientos, pero la tensión creció nuevamente en junio con continuos ataques de aviación japonesa a las posiciones soviético-mongolas. 
A finales de junio, el Ejército de Kwantung lanzó una ofensiva masiva con 38,000 hombres, 135 tanques y 225 aviones, pero sus intentos de cruzar el río Jalja fueron repelidos, y los soviéticos, bajo el mando del general Gueorgui Zhúkov, iniciaron un contraataque exitoso el 3 de julio. A pesar de los esfuerzos del gobierno japonés para evitar una guerra total con la URSS, el Ejército de Kwantung continuó presionando.
El conflicto se intensificó en agosto de 1939 cuando Zhúkov, con un ejército con tanques y aviones, comenzó una ofensiva decidida, adelantándose al ataque japonés programado para el 24 de agosto. En el mismo mes, el Pacto Ribbentrop-Mólotov entre Alemania y la Unión Soviética se firmó, lo que desestabilizó aún más la situación en Japón, ya que la Alemania nazi no respaldaría a Japón en este conflicto.

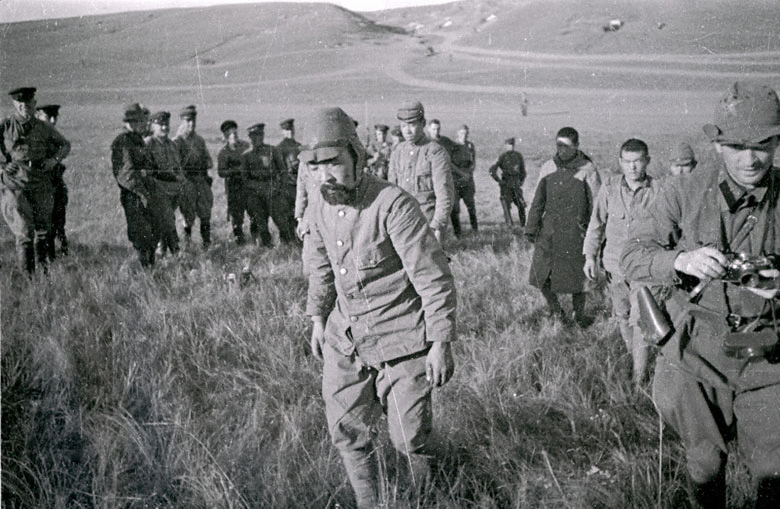
Prisioneros japoneses hechos por el Ejército Rojo durante la batalla.

El 20 de agosto, las fuerzas soviéticas cruzaron el río Jaljin Gol, avanzando con artillería y aviación en un asalto devastador contra las posiciones japonesas. A partir del 23 de agosto, la situación cambió a favor de los soviéticos, quienes, con su superioridad en tanques y artillería, destruyeron el 6.º Ejército japonés y aniquilaron completamente a la 23.ª División nipona, en lo que se consideró un golpe decisivo. 
El 27 de agosto, después de varios intentos japoneses por romper el cerco, las fuerzas soviéticas y mongolas destruyeron por completo las tropas niponas. A finales de mes, el ejército japonés sufrió una derrota aplastante, perdiendo más de 70 aviones en la lucha por recuperar el control aéreo. Este enfrentamiento, conocido como la Batalla de Khalkhin Gol o Batalla de Nomonhan, fue decisivo en la contienda entre la URSS y Japón, y contribuyó a que Japón reconsiderara sus ambiciones en Asia, especialmente en su enfrentamiento con la Unión Soviética.

#### Primera Batalla de Changsha (14 de septiembre al 10 de octubre de 1939)
La noche del 14 de septiembre de 1939, la 106.ª División japonesa, bajo el mando del teniente general Ryotaro Nakai, avanzó hacia el oeste desde Fengxin, provincia de Jiangxi, contra la 184.ª División del 60.º Cuerpo chino de Wan Baobang. Tras intensos combates, las fuerzas defensoras se vieron obligadas a abandonar Gao'an. A continuación, las tropas japonesas se dirigieron al noroeste para asaltar Shangfu, Ganfang y Xiushui, mientras que la 33.ª División, comandada por el teniente general Jutaro Amakasu, atacaba desde el sur al 15.º Grupo de Ejércitos chino de Guan Linzheng.

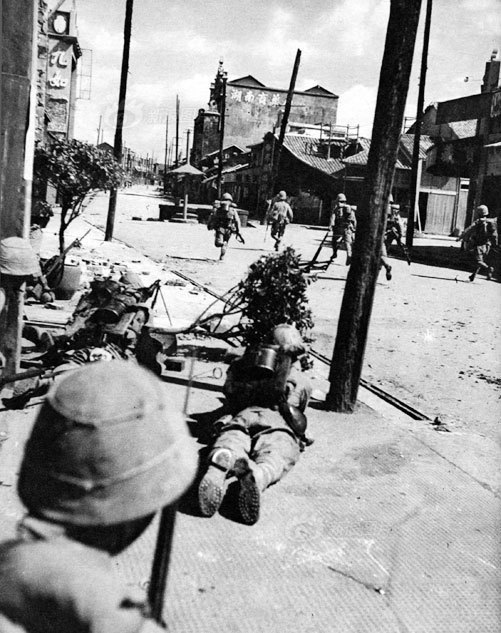
Soldados japoneses durante la batalla de Changsha.

Tras asegurar posiciones estratégicas en Jiangxi, el 17 de septiembre las fuerzas japonesas lanzaron una ofensiva a gran escala contra la ciudad de Changsha. La 101.ª y 106.ª Divisiones avanzaron desde el este, mientras que las divisiones 3.ª, 6.ª, 13.ª y 33.ª invadieron el norte de Hunan para presionar la ciudad desde varios frentes. Sin embargo, al extenderse demasiado, las fuerzas japonesas fueron contraatacadas desde el norte y el sur, viéndose obligadas a retroceder.
El 19 de septiembre, en un intento por romper las defensas chinas a lo largo del río Sinkiang, las fuerzas japonesas emplearon gas venenoso a gran escala. Ese mismo día, el 74.º y 32.º Cuerpo chinos lograron recuperar Cunqianjie, y el 22 de septiembre retomaron Gao'an en un contraataque exitoso. El 23 de septiembre, las divisiones 6.ª y 13.ª japonesas cruzaron el río Sinkiang bajo intensa cobertura de artillería y avanzaron hacia el sur siguiendo el curso del río Miluo. Al mismo tiempo, tropas navales japonesas desembarcaron al este de Changsha, logrando cercar la ciudad por tres flancos.
A pesar de los combates encarnizados, las fuerzas chinas recurrieron a una retirada táctica que permitió organizar maniobras de cerco contra los invasores. Para el 29 de septiembre, las tropas de vanguardia japonesas habían alcanzado las afueras de Changsha. Sin embargo, tras sufrir más de 40.000 bajas —una proporción considerable de ellas mortales— y con sus líneas de suministro gravemente amenazadas, las fuerzas japonesas se vieron obligadas a retirarse cruzando el río Laodao.
El 3 de octubre, bajo las órdenes del general Xue Yue, el ejército chino lanzó un contraataque general, persiguiendo a los japoneses hacia el norte. El 5 de octubre, tras el derribo de un avión japonés y los ataques chinos contra puertos controlados por la Armada Imperial Japonesa, el general Yasuji Okamura ordenó cancelar la ofensiva sobre Changsha. Dos días después, los restos de las tropas japonesas cruzaron el río Miluo en retirada, mientras que las fuerzas chinas del 52.º Cuerpo los persiguieron hasta el río Sinkiang.
Finalmente, para el 10 de octubre, las tropas chinas habían recuperado por completo los territorios perdidos en las provincias de Hunan, Hubei y Jiangxi.

### Inicio de la guerra en Europa (agosto de 1939 a junio de 1940)
El inicio de la guerra en Europa, que abarca desde la invasión de Polonia en septiembre de 1939 hasta el final del perio de la Guerra de broma en mayo de 1940. Tras la invasión alemana de Polonia, que fue el detonante de la Segunda Guerra Mundial en el frente europeo, las principales potencias europeas, como el Reino Unido y Francia, declararon la guerra a la Alemania nazi. Sin embargo, durante los primeros meses del conflicto, las hostilidades en el frente occidental fueron limitadas, caracterizada por una falta de enfrentamientos directos entre las grandes potencias en la región, mientras que los combates se concentraron principalmente en el este, en la campaña polaca. Este período de relativa calma en el frente occidental terminó con el comienzo de la invasión alemana de Francia y los países bajos en mayo de 1940.

La existencia de Polonia es intolerable e incompatible con las condiciones esenciales de la vida alemana. Polonia debe irse y se irá.
Hans von Seeckt

| 1939                                                           | 1939                                                                  | 1939                                                                  | 1939                                                                | 1939                                                                | 1940                                                                | 1940                                                                | 1940                                                                | 1940                                                | 1940                                                | 1940                                                |
| agosto                                                         | septiembre                                                            | octubre                                                               | noviembre                                                           | diciembre                                                           | enero                                                               | febrero                                                             | marzo                                                               | abril                                               | mayo                                                | junio                                               |
| -------------------------------------------------------------- | --------------------------------------------------------------------- | --------------------------------------------------------------------- | ------------------------------------------------------------------- | ------------------------------------------------------------------- | ------------------------------------------------------------------- | ------------------------------------------------------------------- | ------------------------------------------------------------------- | --------------------------------------------------- | --------------------------------------------------- | --------------------------------------------------- |
| Firma del Pacto Ribbentrop-Mólotov (23 de agosto de 1939)      | Invasión alemana de Polonia (1 de septiembre al 6 de octubre de 1939) | Invasión alemana de Polonia (1 de septiembre al 6 de octubre de 1939) | Incidente de Mainila (26 de noviembre de 1939)                      |                                                                     |                                                                     |                                                                     | Tratado de Paz de Moscú (12 de marzo de 1940)                       | Campaña Noruega (8 de abril al 10 de junio de 1940) | Campaña Noruega (8 de abril al 10 de junio de 1940) | Campaña Noruega (8 de abril al 10 de junio de 1940) |
| Incidente de Gliwice (31 de agosto de 1939)                    | Batalla de Mława (1-3 de septiembre de 1939)                          | Batalla de Kock (2-5 de octubre de 1939)                              | Guerra de Invierno (30 de noviembre de 1939 al 13 de marzo de 1940) | Guerra de Invierno (30 de noviembre de 1939 al 13 de marzo de 1940) | Guerra de Invierno (30 de noviembre de 1939 al 13 de marzo de 1940) | Guerra de Invierno (30 de noviembre de 1939 al 13 de marzo de 1940) | Guerra de Invierno (30 de noviembre de 1939 al 13 de marzo de 1940) | Operación Wilfred (8 de abril de 1940)              |                                                     |                                                     |
|                                                                | Guerra de Broma (3 de septiembre de 1939 al 10 de mayo de 1940)       |                                                                       |                                                                     |                                                                     |                                                                     |                                                                     |                                                                     |                                                     |                                                     |                                                     |
| Batalla de Westerplatte (1-7 de septiembre de 1939)            | Anexión y reparto de Polonia                                          |                                                                       |                                                                     |                                                                     |                                                                     |                                                                     | Operación Weserübung (9 de abril de 1940)                           |                                                     |                                                     |                                                     |
| Batalla de Wizna (7-10 de septiembre de 1939)                  |                                                                       | Primera Batalla Naval de Narvik (10 de abril de 1940)                 |                                                                     |                                                                     |                                                                     |                                                                     |                                                                     |                                                     |                                                     |                                                     |
| Asedio de Varsovia (8-30 de septiembre de 1939)                | Segunda Batalla Naval de Narvik (13 de abril de 1940)                 |                                                                       |                                                                     |                                                                     |                                                                     |                                                                     |                                                                     |                                                     |                                                     |                                                     |
| Batalla de Bzura (9-22 de septiembre de 1939)                  |                                                                       |                                                                       |                                                                     |                                                                     |                                                                     |                                                                     |                                                                     |                                                     |                                                     |                                                     |
| Batalla de Leópolis (12-22 de septiembre de 1939)              |                                                                       |                                                                       |                                                                     |                                                                     |                                                                     |                                                                     |                                                                     |                                                     |                                                     |                                                     |
| Asedio de la Fortaleza de Modlin (13-29 de septiembre de 1939) |                                                                       |                                                                       |                                                                     |                                                                     |                                                                     |                                                                     |                                                                     |                                                     |                                                     |                                                     |
| Batalla de Brest Litovsk (14-17 de septiembre de 1939)         |                                                                       |                                                                       |                                                                     |                                                                     |                                                                     |                                                                     |                                                                     |                                                     |                                                     |                                                     |
| Batalla de Tomaszów Lubelski (17-26 de septiembre de 1939)     |                                                                       |                                                                       |                                                                     |                                                                     |                                                                     |                                                                     |                                                                     |                                                     |                                                     |                                                     |

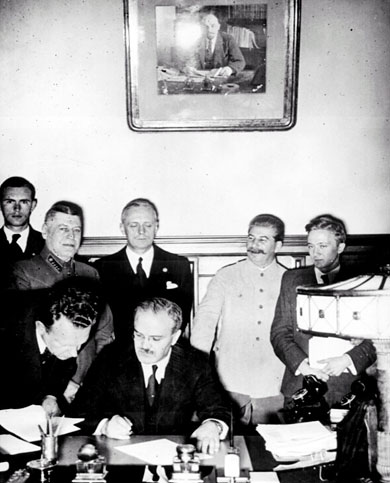
Firma del Pacto de No Agresión entre Alemania y la Unión Soviética (Pacto Mólotov-Ribbentrop). 23 de agosto de 1939

#### Firma del Pacto Ribbentrop-Mólotov (23 de agosto de 1939)
En la primavera y verano de 1939, ante el riesgo de una guerra en dos frentes, Hitler buscó asegurar su retaguardia oriental, mientras que Stalin, desconfiado de la eficacia de los aliados occidentales, deseaba ganar tiempo para fortalecer el Ejército Rojo.  Tras semanas de discusiones diplomáticas, el 23 de agosto ambas potencias anunciaron al público un tratado de “no agresión” que entró en vigor de inmediato.
Inmediatamente después de la firma pública se acordó en secreto un protocolo que trazaba líneas divisorias: Polonia se dividiría al este del curso de los ríos Narew, Vístula y San a favor de la URSS; Lituania, Letonia y Estonia quedaron en el área soviética; mientras que Alemania obtenía libertad de acción sobre la región occidental polaca y aspiraciones sobre Rumania.  Un protocolo suplementario, firmado el 28 de septiembre, afinó detalles fronterizos lituanos, y un tercero, el 10 de enero de 1941, ajustó reclamaciones alemanas sobre parte de Lituania a cambio de compensaciones
Pocos días después, el 1 de septiembre de 1939, Alemania invadió Polonia por el oeste, y el 17 de septiembre la URSS atacó desde el este, terminando de hecho con la Segunda República polaca 

#### Incidente de Gliwice (31 de agosto de 1939)
El Incidente de Gliwice, que sirvió como pretexto para la invasión alemana de Polonia en 1939, fue una operación de falsa bandera organizada por órdenes de Reinhard Heydrich y Heinrich Müller, jefe de la Gestapo. Según el testimonio del SS-Sturmbannführer Alfred Naujocks en los Juicios de Núremberg, la noche del 31 de agosto de 1939, un pequeño comando alemán, disfrazado con uniformes polacos y liderado por el propio Naujocks, asaltó la estación de radio de Gliwice. Allí transmitieron un breve mensaje en polaco con contenido antialemán, aunque los registros varían sobre las palabras exactas.  
La operación, conocida con el nombre en clave "Grossmutter Gestorben" ("Abuela Murió"), fue planificada desde el Palacio de Sławięcice y tenía como objetivo presentar el ataque como un acto de sabotaje polaco. Para darle verosimilitud, la Gestapo asesinó a Franciszek Honiok, un campesino católico de Alta Silesia simpatizante de los polacos. Honiok fue detenido, drogado, ejecutado de un disparo y dejado en el lugar como falsa evidencia. 
Además, varios prisioneros del campo de concentración de Dachau fueron igualmente drogados, asesinados y sus rostros desfigurados, para luego ser dispuestos en la escena como supuestos atacantes. Los alemanes se referían a estos cuerpos con el código "Konserve" ("conservas"). Aunque a veces se cita erróneamente como la "Operación Carne Enlatada", el término verdadero se usó solo internamente. 

El testimonio de Erwin von Lahousen reveló que la Abwehr, el servicio de inteligencia militar alemán, también participó proporcionando uniformes, armamento y documentos falsos. Incluso Oskar Schindler, más tarde famoso por salvar a 1.200 judíos, tuvo un papel menor en esta operación al suministrar equipos y armas como agente de la Abwehr. 

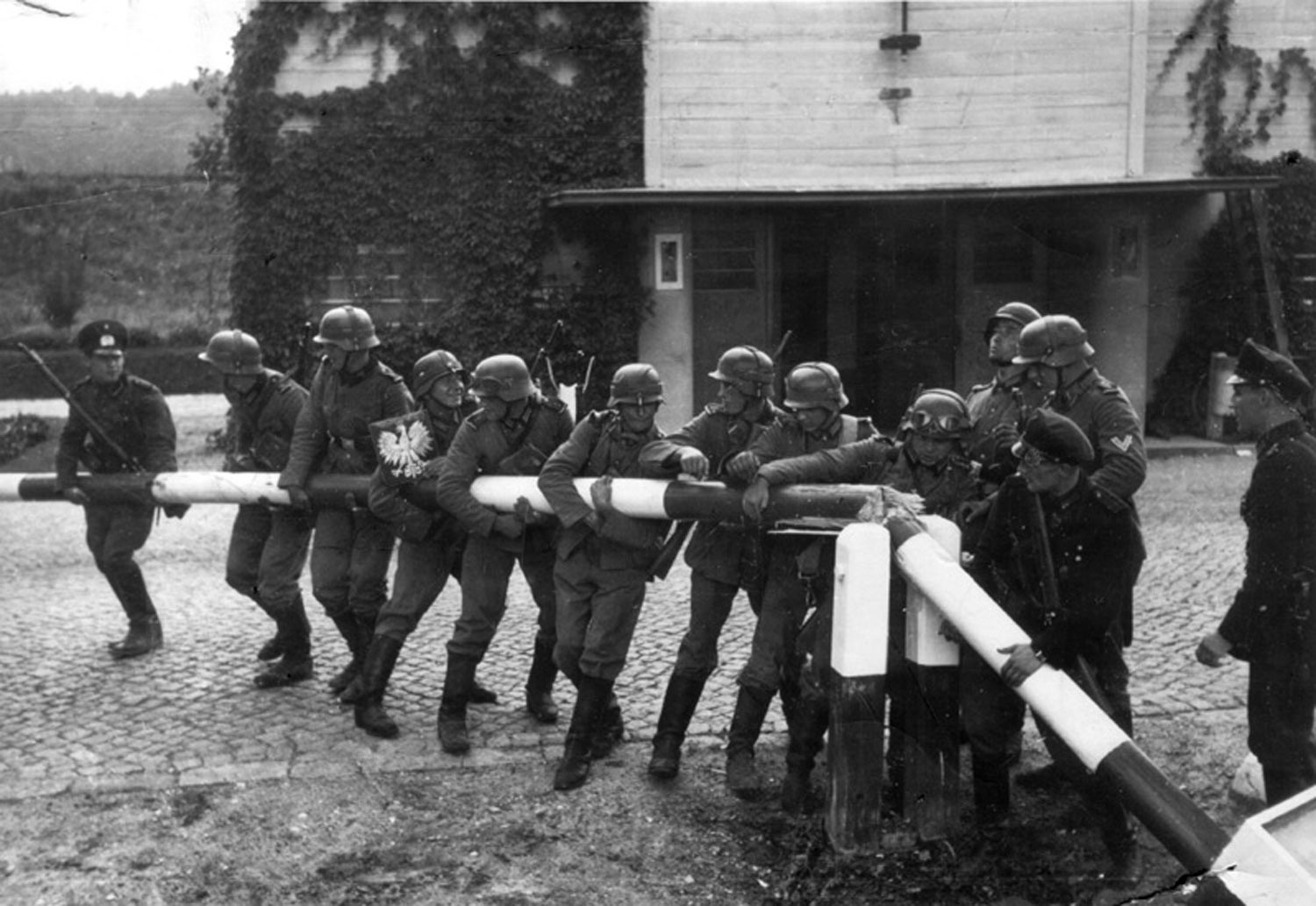
Soldados alemanes atravesando la frontera de Polonia para dar inicio a la invasión del país el 1 de septiembre de 1939

#### Invasión alemana de Polonia (1 de septiembre de al 6 de octubre de 1939)
En vísperas de la invasión de Polonia, el Estado Mayor alemán diseñó un plan que dividía a la Wehrmacht en dos grandes grupos: el Grupo de Ejércitos Norte, comandado por el Generaloberst Fedor von Bock, partiendo de Prusia Oriental y Pomerania; y el Grupo de Ejércitos Sur, al mando del Generaloberst Gerd von Rundstedt, avanzando desde Silesia y Eslovaquia. Toda la operación era coordinada por el general Franz Halder. 
El objetivo del Grupo Norte era avanzar hacia el corredor polaco, unir sus fuerzas tras el avance del III y IV Ejército, y luego girar hacia Varsovia. Mientras tanto, el Grupo Sur, con su fuerte X Ejército, debía dirigirse directamente a Varsovia, protegido en los flancos por el VIII y XIV Ejército. La idea era cerrar la tenaza sobre los polacos y destruir a las fuerzas atrapadas.
Aunque Alemania ya contemplaba el uso de la blitzkrieg, en Polonia no se aplicó plenamente: la Wehrmacht todavía dependía de caballería para el reconocimiento y empleó tácticas tradicionales de cerco y asedio, como en la fortaleza de Modlin. Los tanques panzer, aún vistos como apoyo a la infantería, no actuaban como fuerzas independientes. El poderío aéreo alemán, liderado por la Luftwaffe, jugó un papel crucial. Con más de 1500 aviones distribuidos en dos flotas aéreas, bajo mandos como Albert Kesselring y Wolfram von Richthofen, los cazas Messerschmitt Bf 109 y bombarderos Stuka demostraron su efectividad, superando con facilidad a la fuerza aérea polaca. 
La guerra comenzó oficialmente a las 4:26 horas de la madrugada del 1 de septiembre de 1939, tras la provocación del Incidente de Gliwice. Esa madrugada, bombarderos alemanes atacaron las infraestructuras clave como los puentes de Dirschau y la ciudad de Wieluń, mientras el acorazado Schleswig-Holstein abrió fuego contra la Westerplatte. A la par, submarinos polacos ejecutaron el plan Worek, hostigando a la flota alemana. El Reino Unido y Francia le dieron dos días a Alemania para retirarse de Polonia.

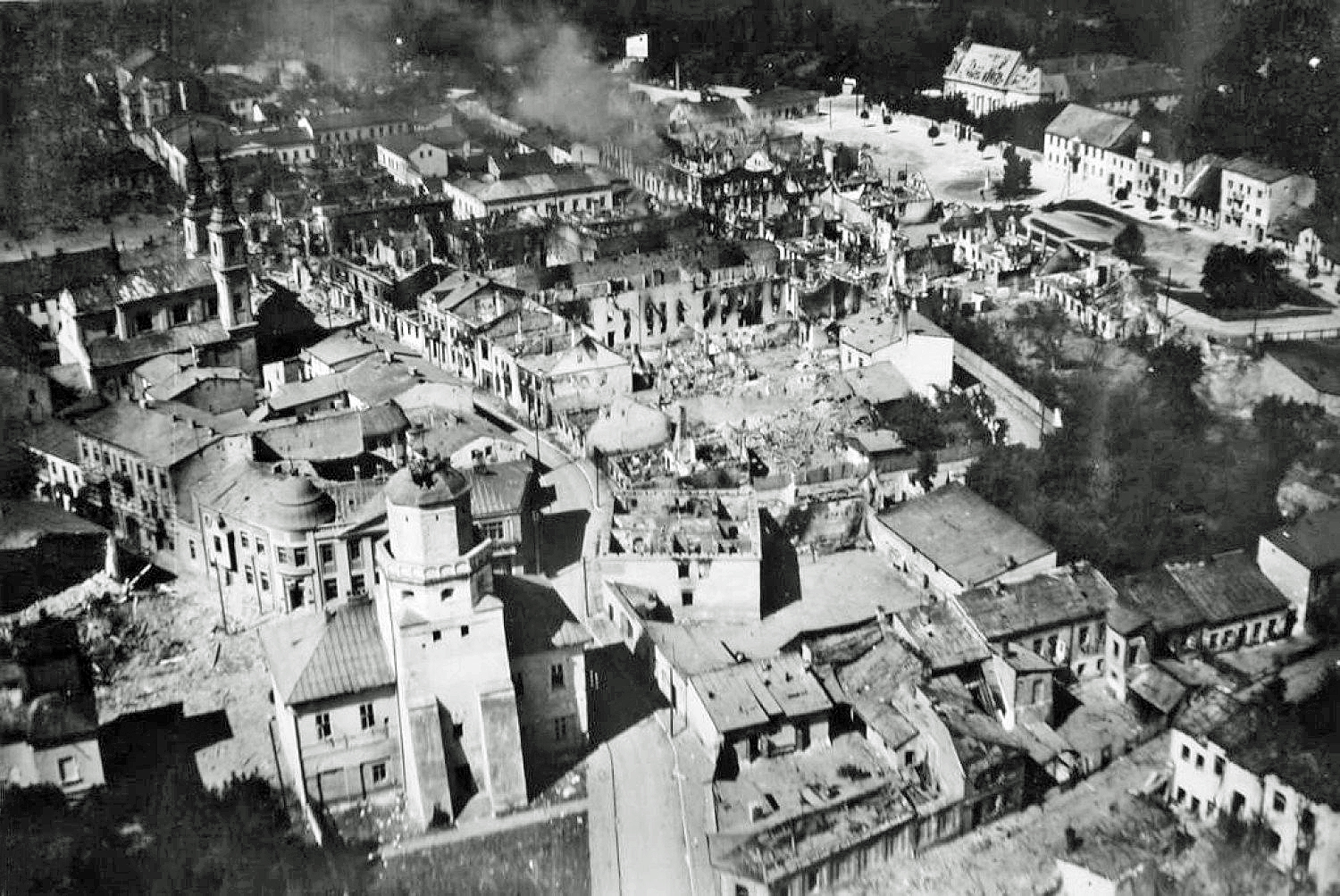
La ciudad Wieluń es conocida por ser víctima de un bombardeo de la Luftwaffe a las 04:40 el 1 de septiembre de 1939.

##### Batalla de Mława (1-3 de septiembre de 1939)
Al mediodía del 1 de septiembre de 1939, la línea de defensa polaca, ocupada por la 20.ª División de Infantería, fue atacada por el 1.er Cuerpo de Ejército al mando del general Walter Petzel. Georg von Küchler, comandante del Tercer Ejército alemán, ordenó a sus unidades lanzar ataques de sondeo en el frente polaco. Las tropas de la 11.ª División de Infantería fueron repelidas por el 78.º Regimiento de Infantería polaco, mientras que las tropas de las Waffen-SS del SS-Standarte Deutschland, parte de la División Panzer Kempf, fueron detenidas por las defensas polacas en la localidad de Uniszki Zawadzkie. El 7.º Regimiento Panzer llegó a las 15:00 y lanzó un asalto. Aunque las fuerzas atacantes estaban equipadas con tanques y apoyadas por aviones de guerra, el asalto inicial fue repelido por cañones Armata ppanc. wz. de 37 mm, de fabricación polaca. 36 cañones antitanque, tras el avance de los tanques alemanes, fueron bloqueados por una zanja antitanque de 6 metros de ancho. Siete tanques del Regimiento Panzer 7 fueron destruidos en la acción, y para las 19:00, las unidades alemanas se replegaron a sus posiciones originales. Solo en el flanco derecho de la línea polaca los alemanes tuvieron éxito, ya que la 12.ª División de Infantería y la 1.ª Brigada de Caballería lograron desalojar a la Brigada de Caballería Mazowiecka de sus posiciones cerca de la ciudad de Chorzele. Al final del día, la caballería de ambos bandos se enfrentó en una escaramuza cerca de la aldea de Krznowłoga Mała. 
La tarde siguiente, las unidades alemanas iniciaron un intenso bombardeo de artillería sobre las posiciones polacas, en coordinación con un ataque aéreo de Ju 87 Stukas del Sturzkampfgeschwader 1. Tras dos horas de fuego de artillería, las divisiones de infantería 11.ª y 61.ª lanzaron un ataque, pero fueron repelidas por los regimientos de infantería 80.º y 78.º respectivamente. Sin embargo, en Rzęgnowo, en el flanco derecho polaco, la 1.ª división de infantería flanqueó con éxito al 79.º regimiento de infantería polaco, y las tropas polacas se retiraron hacia Mława alrededor de las 16:00. Al percibir la debilidad en el flanco derecho polaco, von Küchler ordenó a la división Panzer Kempf que se dirigiera hacia Rzęgnowo para prepararse para un asalto al día siguiente. Mientras tanto, Krukowicz-Przedrzymirski ordenó a la 20.ª División que se extendiera más hacia el este y preparara la defensa de su flanco derecho entre las aldeas de Dębsk y Nosarzewo. Al mismo tiempo, la 8.ª División de Infantería , hasta entonces mantenida en reserva cerca de Ciechanów, recibió la orden de preparar un contraataque. 
La 8.ª División llegó a la zona en la madrugada del 3 de septiembre. Como la Brigada de Caballería Mazowiecka, que operaba más al este, también estaba en peligro por las tropas blindadas alemanas, el comandante del ejército ordenó a la división dividir sus fuerzas y atacar en dos direcciones: hacia Grudusk, al este de Mława, y hacia Przasnysz. Sin embargo, órdenes contradictorias y saboteadores alemanes que operaban en la retaguardia interrumpieron ambos ataques y provocaron el caos en las filas polacas. La comunicación se interrumpió y se produjeron incidentes de fuego amigo entre los Regimientos de Infantería 13.º y 32.º durante la noche, lo que provocó la retirada de este último. A las 22:00, la división estaba prácticamente destruida y solo el Regimiento de Infantería 21.º del Coronel (posteriormente General) Stanisław Sosabowski logró retirarse de los combates hacia la Fortaleza de Modlin.  A pesar de ello, los ataques alemanes hacia ambos flancos de la 20.ª División de Infantería no tuvieron éxito. 
El 3 de septiembre, los ingenieros alemanes finalmente lograron atravesar las barreras antitanque polacas. Los alemanes utilizaron a los civiles locales como escudos humanos,  lo que les permitió capturar varios búnkeres en el flanco izquierdo de las fuerzas polacas, pero no pudieron avanzar. En el flanco derecho, en la sección de Rzegnów del frente, al este de los pantanos, los ataques fueron más exitosos y, al anochecer, elementos del Cuerpo Alemán de Wodrig finalmente rompieron las líneas del 79.º Regimiento de Infantería a la retaguardia de los polacos. Esto amplió la brecha del frente en la zona de Grudusk. 
A las 09:00 horas del 4 de septiembre, el general Emil Krukowicz-Przedrzymirski, ante el riesgo de que sus fuerzas fueran flanqueadas y rodeadas, ordenó a la 20.ª división y a los restos de la 8.ª retirarse hacia Varsovia y Modlin , abandonando finalmente las posiciones fortificadas. 

##### Batalla de Westerplatte (1-7 de septiembre de 1939)
El 26 de agosto, el capitán Kleikamp maniobró el acorazado Schleswig-Holstein hasta las cercanías de Westerplatte. En respuesta, el mayor Henryk Sucharski, al mando de la guarnición polaca, ordenó establecer el máximo estado de alerta. Sin embargo, poco antes del previsto desembarco alemán, las órdenes se anularon, Hitler había decidido posponer la ofensiva tras la firma del Tratado de Asistencia Mutua entre Reino Unido y Polonia, firmado el día anterior. 

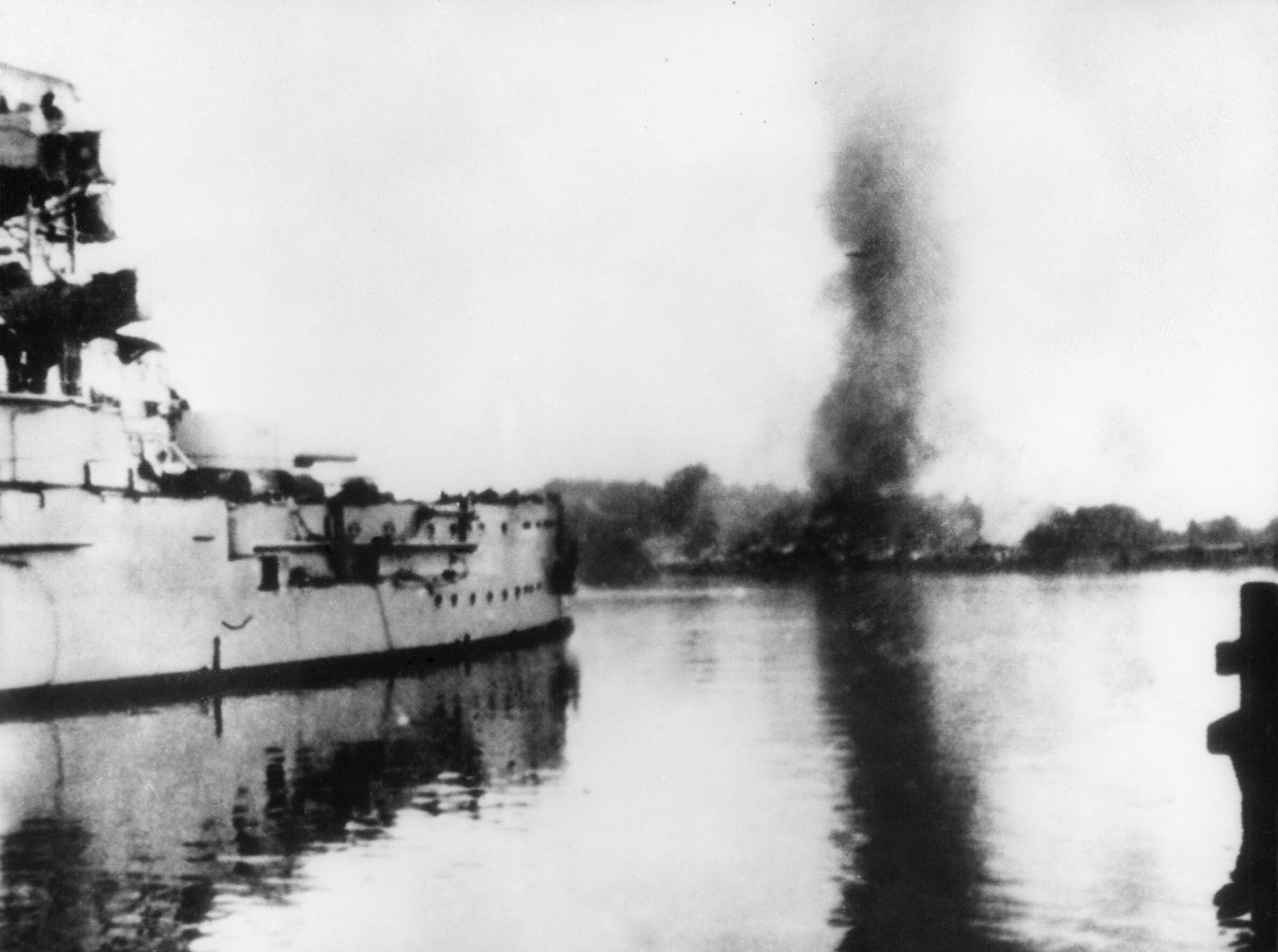
El SMS Schleswig-Holstein disparando sobre la guarnición polaca en Westerplatte.

La verdadera tormenta se desató el 1 de septiembre, a las 04:48 horas, cuando los cañones del Schleswig-Holstein lanzaron ocho proyectiles sobre la zona sudeste de Westerplatte. Así comenzaba la Segunda Guerra Mundial. El mayor Sucharski transmitió un urgente mensaje: "S.O.S: Estoy bajo fuego enemigo". Las explosiones abrieron tres brechas en el muro perimetral y los almacenes de aceite ardían violentamente. Entre las primeras víctimas figuró el sargento Wojciech Najsarek, alcanzado mortalmente por una ráfaga de ametralladora, convirtiéndose en el primer caído de la batalla.  
Los infantes de Marina del comandante Henningsen avanzaron divididos en tres pelotones. Los zapadores lograron destruir la puerta ferroviaria que bloqueaba el acceso por el istmo, todo según lo planeado. Pero, tras atravesar el muro, los alemanes se toparon con la cruda realidad: una guerra muy distinta a los ejercicios de adiestramiento en tiempos de paz. El fuego cruzado polaco, guiado por un conocimiento perfecto del terreno, los envolvió. La resistencia de los supuestos 88 defensores resultó feroz; los alemanes sospechaban incluso la presencia de francotiradores ocultos. Las alambradas obstaculizaban cualquier avance y los morteros polacos, estratégicamente emplazados, detenían a los intrusos una y otra vez. La meticulosa defensa preparada por Sucharski logró detener el primer asalto.  
A las 06:22 el primer ataque alemán había fracasado. Los infantes de marina, maltrechos, informaron al acorazado de su retirada debido a las numerosas bajas. Simultáneamente, la policía de Danzig había intentado tomar el control del puerto desde el otro lado de Westerplatte, también sin éxito. Con apenas ocho bajas, la mayoría heridos, los polacos habían infligido cerca de cincuenta bajas a sus atacantes. 

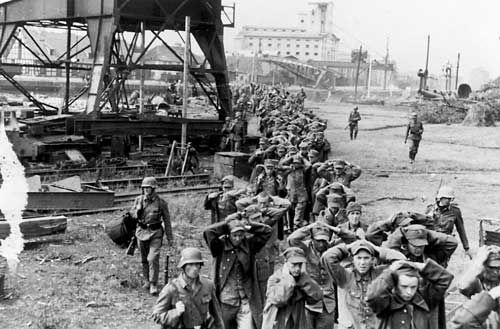
Soldados polacos hechos prisioneros tras la capitulación. Danzig, 7 de septiembre de 1939.

Kleikamp ordenó una intensificación del fuego artillero. El Schleswig-Holstein disparó 90 proyectiles de 280 mm, 407 de 170 mm y 366 de 88 mm sobre Westerplatte, en uno de los bombardeos más concentrados de toda la guerra. A las 08:55, reforzados con 60 hombres de las SS de Heimwehr, los marinos alemanes lanzaron un segundo ataque.  
El 2 de septiembre, 60 bombarderos en picado Stuka y piezas de artillería de 210 mm se unieron a la ofensiva. Westerplatte, sin defensas antiaéreas, sufrió un devastador bombardeo. Búnkeres enteros fueron destruidos, el puesto de mando de Sucharski quedó inoperativo y fue el capitán Franciszek Dąbrowski quien asumió temporalmente el liderazgo. El único cañón polaco de 75 mm fue destruido y los morteros de 81 mm apenas pudieron realizar un centenar de disparos antes de ser silenciados. El 3 y 4 de septiembre, los bombardeos se intensificaron. El 4, además, la torpedera T-196 y el dragaminas Von der Groeben atacaron Westerplatte desde el mar. 
El 5 de septiembre, tras otro intenso bombardeo, el mayor Sucharski consideró seriamente la rendición. Westerplatte, diseñada para resistir doce horas, llevaba ya cinco días de heroica resistencia. Sin embargo, Dąbrowski se opuso rotundamente a la rendición. El 6 de septiembre, la situación se deterioró aún más. La policía SS bombardeó Westerplatte con morteros. La ayuda externa era ya imposible. Pese al uso de lanzallamas, los polacos fueron capaces una vez más de rechazar el ataque. A las 09:45 se mostró la bandera blanca y a las 11:00 Sucharski rindió Westerplatte, que había soportado una semana de asedio e intenso fuego de artillería sin doblegarse. Los soldados alemanes se cuadraron ante la guarnición polaca en señal de respeto por su hazaña. 

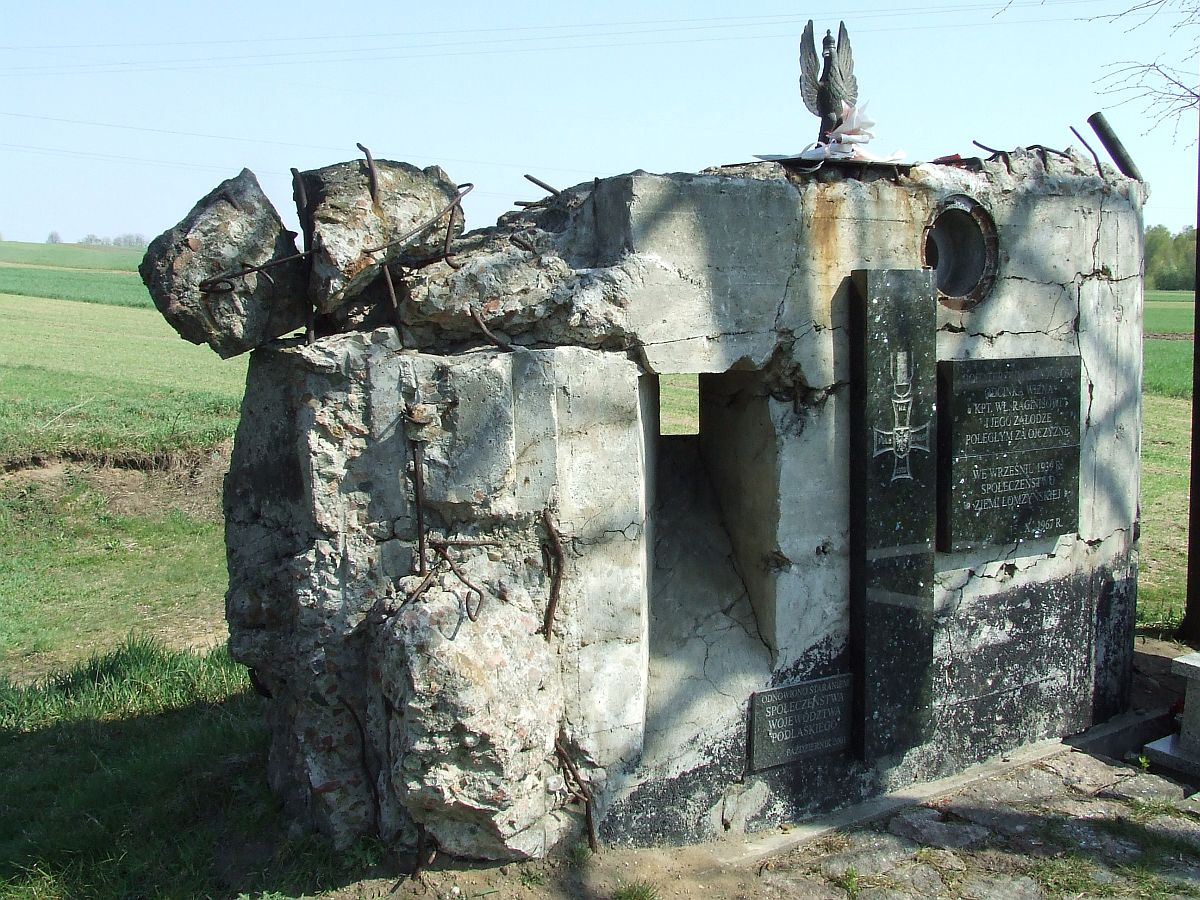
Ruinas de uno de los búnkeres, ahora un sitio conmemorativo.

##### Batalla de Wizna (7-10 de septiembre de 1939)
El 7 de septiembre de 1939 el III Ejército alemán debía avanzar desde Prusia Oriental hacia Varsovia. En su camino encontraron resistencia en la localidad de Wizna, defendida por 700 polacos bajo el mando de Władysław Raginis. Una unidad de reconocimiento del 10.º Ejército al mando del general Nikolaus von Falkenhorst tomaron con no pocas bajas Wizna; sus defensores retrocedieron al margen oriental del río Narew. Los alemanes intentaron tomar el puente en dirección a Gielczyn, pero fue volado por los ingenieros polacos cuando pasaban los tanques panzer, uno de ellos cayó al río. Entonces los alemanes intentaron vadear el río sufriendo bastantes bajas en el intento, siendo al final repelidos. 
Luego intervinieron fuerzas mayores bajo el general Heinz Guderian, apoyadas por 42.000 hombres, 350 tanques y la Luftwaffe. A pesar de la abrumadora superioridad, los polacos, atrincherados en búnkeres inacabados a lo largo de 9 km, resistieron encarnizadamente, causando cerca de 900 bajas alemanas y destruyendo 15 tanques. Finalmente, tras durísimos combates, los búnkeres cayeron uno por uno. De los defensores, unos 660 murieron, y el capitán Raginis se suicidó antes de rendirse. Solo 40 soldados fueron capturados y otros 40 lograron escapar hacia Białystok. 

##### Asedio de Varsovia (8-30 de septiembre de 1939)
Varsovia contaba con un sistema de fortificaciones, principalmente al oeste. Las fuerzas del general Czuma se reforzaron gracias a voluntarios y tropas en retirada. El 8 de septiembre, suburbios como Grójec y Piaseczno cayeron ante el avance alemán. Ese mismo día, la 4.ª División Panzer atacó el barrio de Ochota pero fue rechazada con fuertes pérdidas, incluida la destrucción de tanques mediante trampas incendiarias con trementina. Un segundo asalto también fracasó.

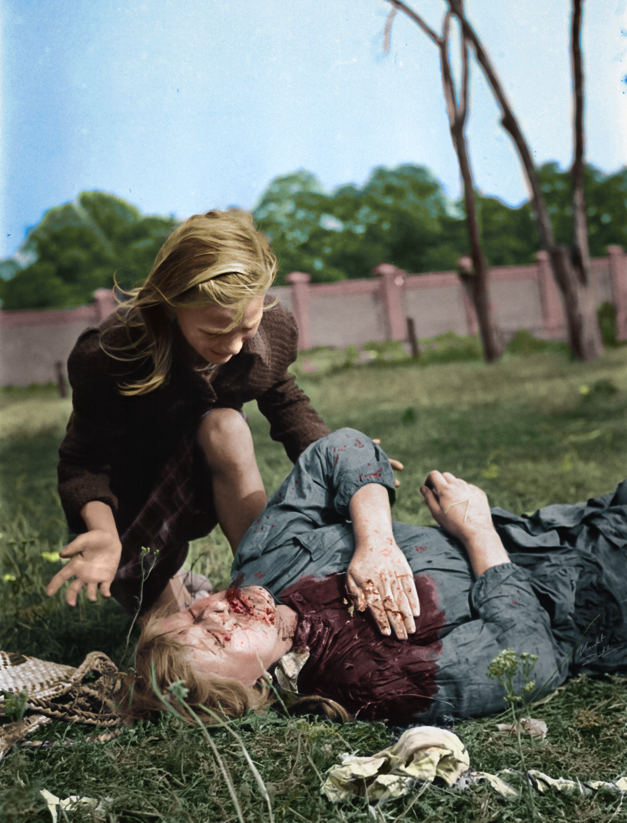
Víctima civil de los bombardeos de Varsovia, 13 de septiembre de 1939.

El 8 de septiembre, se creó el "Ejército de Varsovia" bajo el mando del general Juliusz Rómmel, mientras Czuma seguía liderando la defensa de la ciudad, dividida en sectores oeste y este de la ciudad de Praga. Mientras tanto, los Ejércitos de Poznań y Pomorze lanzaron el contraataque de la Batalla de Bzura, obligando a los alemanes a retirar unidades de Varsovia, lo que dio tiempo para reforzar la ciudad.
A partir del 11 de septiembre, Varsovia debía resistir a toda costa. Aun así, fuerzas alemanas del III Ejército cruzaron el Narew y aislaron la ciudad. Solo una franja junto al Vístula mantenía comunicación con la fortaleza de Modlin. Las últimas unidades polacas alcanzaron Varsovia el 14 de septiembre.Los intentos alemanes de tomar Praga fueron rechazados, como el fracaso del 23.º Regimiento Alemán ante el 21.º Regimiento "Niños de Varsovia". Tras la caída de la Batalla de Bzura, 120.000 defensores polacos resistían frente a 175.000 alemanes. La ciudad fue sometida a constantes bombardeos de artillería pesada y ataques aéreos masivos que afectaban tanto a objetivos militares como civiles.
El 25 de septiembre comenzó el asalto final. Nueve divisiones atacaron Varsovia apoyadas por decenas de baterías y flotas aéreas, pero el ataque fue repelido. Esa noche, los polacos lograron incluso contraatacar. Un segundo asalto alemán el 27 de septiembre también fue detenido, aunque ambos bandos sufrieron grandes pérdidas.
Aunque la defensa militar aún era viable, la situación civil era catastrófica: escasez de comida, agua, medicinas y continuos incendios provocados por los bombardeos. Con la entrada de la URSS en la guerra, como aliada de Alemania, y sin ayuda occidental, la resistencia se volvió inútil. El 26 de septiembre comenzaron negociaciones de rendición. El 27 se acordó un alto el fuego al mediodía y Varsovia capituló oficialmente. Parte del armamento polaco fue escondido o destruido para evitar su captura, y posteriormente sería usado en el Alzamiento de Varsovia. El 30 de septiembre, las tropas alemanas entraron en la ciudad, concluyendo el asedio.

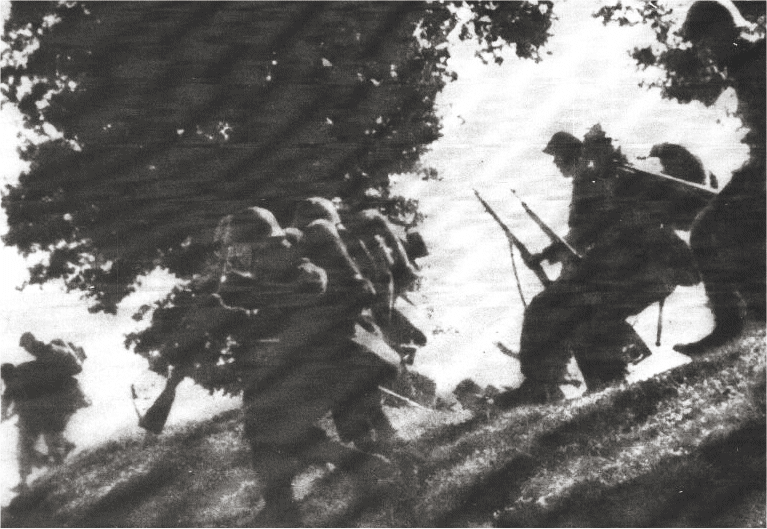
División de la infantería polaca durante la batalla de Bzura.

##### Batalla de Bzura (9-22 de septiembre de 1939)
El 9 de septiembre, los ejércitos de Poznań y Pomorze lanzaron un contraataque sorpresivo contra el 8.º Ejército alemán, logrando hacerlo retroceder hasta 20 km. Sin embargo, al avanzar, las fuerzas polacas quedaron atrapadas en una bolsa junto al río Bzura, mientras los alemanes concentraban refuerzos y aviones para cercarlos. 
A pesar de la heroica resistencia, donde destacó la caballería de ulanos polacos, los intentos de romper el cerco fracasaron, agravados por la superioridad aérea alemana. El 17 de septiembre, con la invasión soviética por el este, la situación se volvió desesperada. Sin municiones ni alimentos, comenzaron las rendiciones masivas que culminaron el 22 de septiembre. 

##### Batalla de Leópolis (12-22 de septiembre de 1939)
Inicialmente, Leópolis no debía ser defendida, por estar lejos del frente polaco y ser considerada demasiado importante culturalmente para arriesgarla en combate. Sin embargo, la rápida invasión alemana y el colapso de las fuerzas polacas obligaron a organizar una defensa. El 7 de septiembre, el general Władysław Langner comenzó a preparar la ciudad. Se estableció una línea defensiva a lo largo del río San, con núcleos de resistencia en ciudades cercanas.

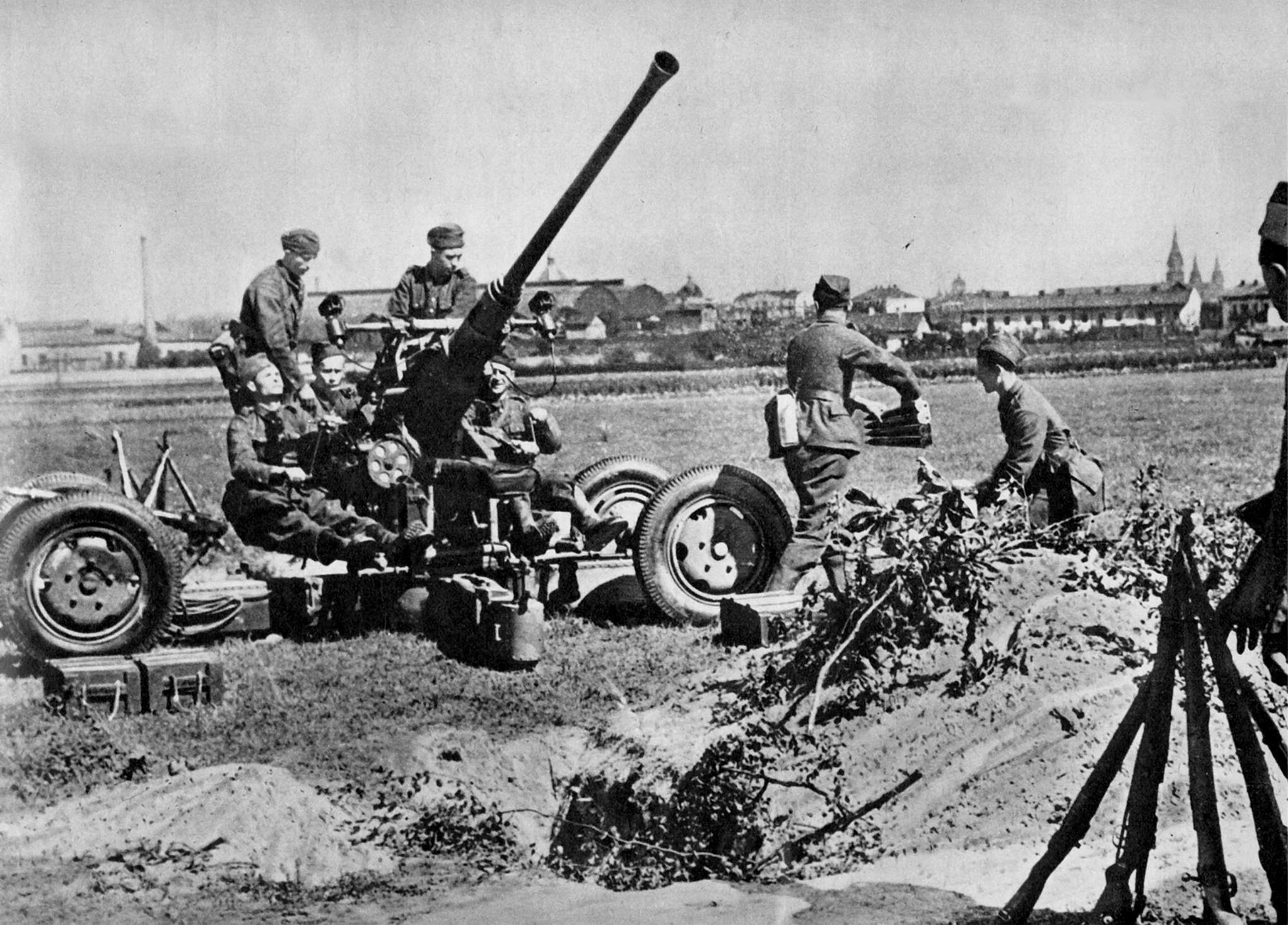
Defensa antiaérea polaca en Leópolis

El 12 de septiembre, las primeras unidades alemanas motorizadas al mando del coronel Ferdinand Schörner llegaron a las afueras de Leópolis y lanzaron un asalto, que fue rechazado a pesar de la inferioridad numérica polaca. El mando de la defensa pasó entonces al general Franciszek Sikorski. Al día siguiente, fuerzas alemanas rompieron hasta el centro de la ciudad pero fueron repelidas en duros combates gracias a milicias locales y voluntarios. Schörner optó por sitiar la ciudad, capturando el suburbio estratégico de Zboiska y bombardeando Leópolis desde las colinas. La 10.ª Brigada Motorizada polaca, bajo el coronel Stanisław Maczek, logró recuperar el suburbio, aunque los alemanes mantuvieron las alturas. La ciudad sufrió continuos bombardeos de artillería y ataques aéreos de la Luftwaffe, que destruyeron infraestructura crítica.
El 17 de septiembre, la Unión Soviética invadió Polonia desde el este, declarando que el estado polaco había dejado de existir. Tropas del 6.º Ejército Rojo cruzaron la frontera y avanzaron hacia Leópolis. Ante esta nueva amenaza, los polacos reforzaron las defensas urbanas, retirándose de posiciones externas.
El 19 de septiembre, las primeras fuerzas blindadas soviéticas alcanzaron las afueras de la ciudad, pero fueron inicialmente rechazadas. Sin embargo, completaron el cerco de Lviv junto con los alemanes. La ciudad, defendida por fortificaciones improvisadas y barricadas construidas por civiles, resistió nuevos ataques. El mismo día, enviados alemanes y soviéticos exigieron la rendición. Mientras los alemanes planeaban un asalto para el 21 de septiembre, Hitler ordenó que Leópolis fuera entregada a los soviéticos, cancelando el ataque. Ante la desesperada situación, Sikorski decidió negociar la rendición.
El 22 de septiembre, se firmó el acta de rendición en el suburbio de Winniki. Según los términos acordados, los soldados polacos rasos y suboficiales podrían regresar a casa, y los oficiales tendrían derecho a exiliarse. Sin embargo, los soviéticos traicionaron el acuerdo: arrestaron a los oficiales polacos y los enviaron a gulags, donde muchos, incluido el general Sikorski, serían asesinados en la Masacre de Katin en 1940.

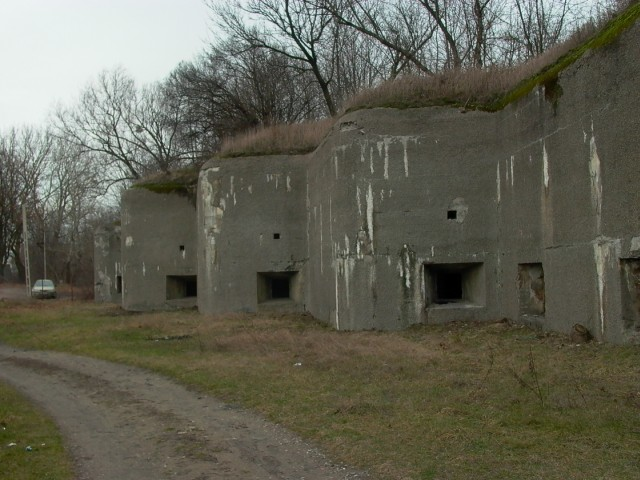
Ruinas de la Fortaleza de Modlin.

##### Asedio de la Fortaleza de Modlin (13-29 de septiembre de 1939)
La Fortaleza de Modlin fue inicialmente el cuartel general del Ejército de Modlin hasta su retirada hacia el este. Del 13 al 29 de septiembre de 1939, sirvió como ciudadela defensiva para las fuerzas polacas bajo el mando del general Wiktor Thommée contra las unidades alemanas atacantes .La lucha estuvo estrechamente vinculada a la situación estratégica del Asedio de Varsovia.
Las fuerzas polacas que defendían la fortaleza incluían el tren blindado Śmierć ("muerte") y la batería antiaérea Modlin, a la que se le atribuía el derribo de más aviones de la Luftwaffe que a cualquier otra en toda la campaña de septiembre. La fortaleza Modlin capituló el 29 de septiembre, una de las últimas en deponer las armas en la campaña. Varios días antes, Rochus Misch había intentado negociar la rendición de la fortaleza a pesar de estar herido, acto por el cual fue condecorado con la Cruz de Hierro. 
Los soldados de la División Panzer Kempf cometieron la masacre en Zakroczym el 28 de septiembre de 1939.  

##### Batalla de Brest Litovsk (14-17 de septiembre de 1939)
El 14 de septiembre de 1939, los tanques alemanes del 2.º batallón del 8.º regimiento Panzer  intentaron capturar la fortaleza de Brześć.  Fueron repelidos por infantería polaca y la improvisada 113.ª compañía de tanques ligeros, que usaba 12 anticuados FT-17 de la Primera Guerra Mundial. Todos los tanques polacos fueron destruidos, pero los alemanes tuvieron que retirarse. Ese mismo día, el tren blindado polaco AT53, en misión de reconocimiento, fue atacado por patrullas alemanas. Hubo escaramuzas menores y un bombardeo de artillería alemana sobre la ciudad y la fortaleza, iniciándose duros combates callejeros. Al amanecer, la ciudad quedó dividida entre ambos bandos. 

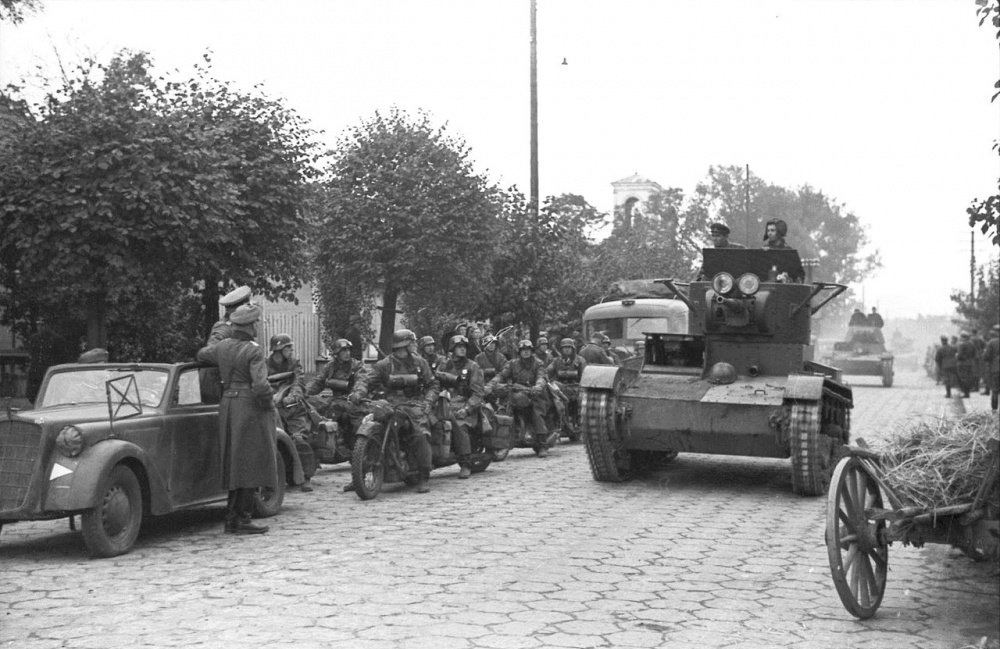
Tanque soviético T-26 circulando junto a un enlace motorizado alemán, como parte del Desfile conjunto germano-soviético.

La infantería polaca se retiró de la ciudad, pero las altas bajas evitaron un avance alemán sobre la fortaleza. Los bombardeos aéreos y de artillería continuaron, aunque la defensa polaca resistía con escasos medios antitanque y antiaéreos. El general polaco Plisowski, ante la amenaza de la 3.ª División Panzer cerca de Żabinka, envió el tren blindado AT55. Este realizó varios ataques contra blindados alemanes cerca del río Muchawiec, con éxito limitado pero logrando detener momentáneamente a los alemanes. A pesar de rechazar los ataques iniciales, los polacos, con poca artillería y sin armas antitanque adecuadas, empezaron a ceder. La 20.ª División acorazada y la 10.ª División motorizada alemanas tomaron sectores clave. Llegaron refuerzos alemanes, la 3.ª y 2.ª Divisiones Panzer, empeorando la situación polaca, con casi un 40% de bajas. 
Ante el cerco inminente, Plisowski ordenó la retirada de sus fuerzas principales hacia el sur durante la madrugada. Solo quedó el 82.º Regimiento de Infantería bajo el capitán Radziszewski, quien decidió luchar hasta el final. A la mañana, los alemanes ocuparon la fortaleza casi sin resistencia. 
El mismo 17 de septiembre, el Ejército Rojo soviético cruzó la frontera polaca. La 29.ª Brigada de Tanques soviética, liderada por el general Krivoshéin, llegó a Brest-Litovsk, tomó el control de la fortaleza, y organizó un desfile conjunto alemán-soviético. Luego, las tropas alemanas cruzaron el río Bug para seguir persiguiendo a los restos del ejército polaco. 

##### Batalla de Tomaszów Lubelski (17-26 de septiembre de 1939)
A mediados de septiembre de 1939, los restos del Ejército de Lublin y del Ejército de Cracovia, bajo el mando del general Piskor, se agruparon cerca de Frampol. Su objetivo era abrirse paso hacia el sur, hacia la zona del Puente Rumano, donde esperaban reorganizarse. Sin embargo, su camino fue bloqueado por fuerzas alemanas muy superiores. Sin aviación propia y sin conocer la magnitud real del enemigo, el general Szylling, comandante del Ejército de Cracovia, apostó todo a un ataque desesperado. Ordenó a la Brigada Blindada Motorizada de Varsovia que golpeara Tomaszów Lubelski como maniobra de distracción, mientras las cinco divisiones de infantería trataban de abrir una brecha. 

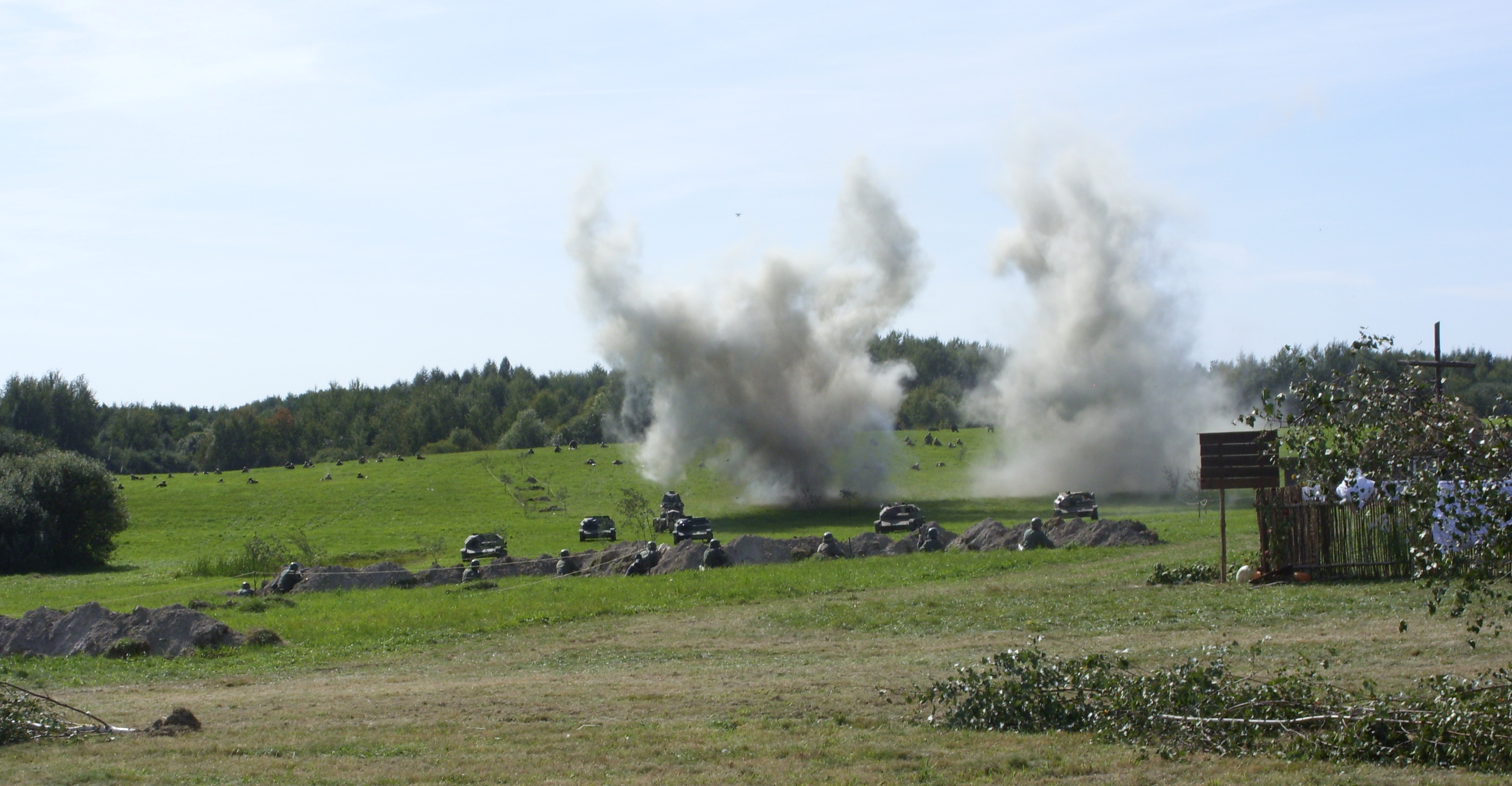
Reconstrucción de la batalla de Tomaszów Lubelski.

El 18 de septiembre, en una mañana cargada de niebla, los polacos lograron tomar media ciudad. Pero el contraataque alemán, con fuerzas frescas de la 4.ª División Ligera, los golpeó en la retaguardia. Durante la noche, los intentos polacos por recuperar Tomaszów fueron feroces, pero el caos y el agotamiento hicieron inútil cualquier esfuerzo. Finalmente, cercado, desmoralizado y casi sin municiones, el general Piskor ordenó la rendición. Más de 11.000 soldados fueron hechos prisioneros, mientras pequeños grupos lograron ocultarse en los bosques. Paralelamente, un grupo separado, el Grupo Operativo "Boruta", intentó escapar hacia Narol, pero uno a uno, sus batallones fueron aniquilados.
Desde el Frente Norte, bajo el mando del general Dąb-Biernacki, reunía a casi 40.000 soldados entre la población. Sin embargo, el general ignoraba lo que ocurría en Tomaszów. Su plan inicial era abrirse camino hacia Zamość y de allí a Hungría o Rumanía. Pero el 19 de septiembre, al conocer la gravedad de la situación, viró sus fuerzas hacia Tomaszów para intentar socorrer a los sitiados. 
Las columnas polacas fueron atacadas en Cześniki por divisiones alemanas bien posicionadas. Aunque la caballería de Anders logró capturar Krasnystaw brevemente, el avance fue detenido. Dąb-Biernacki, viendo la derrota inminente, abandonó a sus tropas y escapó del país. El general Krukowicz-Przedrzymirski resistió un poco más, lanzando un último ataque en Krasnobród, pero también fue detenido. Para el 26 de septiembre, todo había terminado.  

##### Batalla de Kock (2-5 de octubre de 1939)
A fines de septiembre, el X Ejército alemán, bajo el mando de Walther von Reichenau, recibió la orden de eliminar las fuerzas polacas que aún resistían entre los ríos Bug y Vístula. Para ello, encomendó la tarea al XIV Cuerpo Motorizado, compuesto por las poderosas 29.ª y 13.ª divisiones de Infantería Motorizada, equipadas con miles de soldados, vehículos y artillería ligera. 

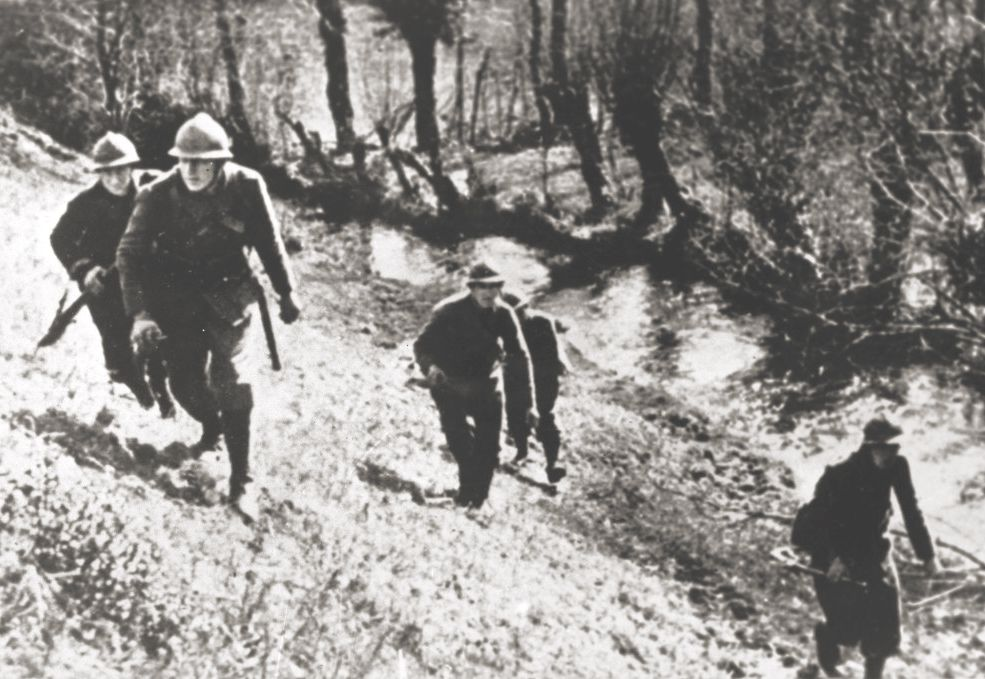
Soldados polacos luchando en Kock.

El 2 de octubre, los alemanes, subestimando la moral y la capacidad de los polacos, enviaron un solo batallón para tomar Kock y Serokomla. Pero su optimismo fue rápidamente aplastado. En Kock, al amanecer, una columna alemana fue detenida a tiros por un pequeño pelotón polaco. A pesar del apoyo de la artillería, los alemanes fueron repelidos tras durísimos combates. Más tarde, un grupo de motociclistas alemanes intentó infiltrarse cerca de la iglesia de Kock, pero también se retiraron bajo intenso fuego. Mientras tanto, en Serokomla, otra fuerza alemana logró entrar al pueblo, solo para verse envuelta en una brutal lucha cuerpo a cuerpo con los ulanos polacos. La artillería polaca abrió fuego, forzando a los alemanes a retirarse al sur del pueblo. Ese día, los polacos capturaron a unos 185 soldados y oficiales alemanes, aunque también sufrieron graves pérdidas, con unos 200 muertos o heridos. 
El 3 de octubre, viendo la inesperada resistencia polaca, el general alemán Otto Paul ordenó un ataque masivo para partir en dos a las fuerzas polacas. Con varios regimientos lanzados en un frente amplio, los alemanes lograron avances limitados. En el ala polaca, el general Franciszek Kleeberg planeó un contraataque: parte de su caballería debía flanquear a los alemanes, mientras el grueso de su infantería resistía en Wola Gułowska. Tras intensos combates, aunque los alemanes capturaron Wola Gułowska brevemente, se vieron obligados a retirarse de su sector oriental al anochecer. 
El 4 de octubre, con la situación estancada, el XIV Cuerpo alemán trajo refuerzos de la 29.ª División Motorizada para un asalto final. Atacaron simultáneamente Adamów, Krzywda y zonas al norte de Kock. Kleeberg, sospechando este movimiento, organizó una defensa férrea, la 60.ª División polaca contraatacó a los agotados soldados de la 13.ª División Motorizada, mientras la Brigada Podlaska enfrentó a la 29.ª División.
Finalmente, el 5 de octubre, los alemanes lanzaron un ataque coordinado con sus dos divisiones motorizadas para cercar y destruir a los polacos. Desde el amanecer, el fuego de artillería cayó sobre Adamów y Gułów. La 13.ª División logró tomar Adamów tras dura lucha y atacó las posiciones polacas en la colina 170 y en Gułów. 

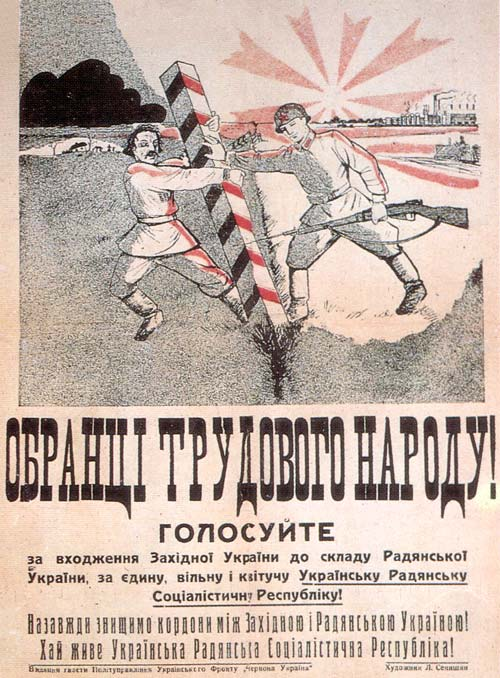
Propaganda en pro de la sovietización dirigida a la población de origen ucraniano en Polonia. En el cartel, escrito en ucraniano, se puede leer: «¡Electores de la clase trabajadora! ¡Votad a favor de la integración de la Ucrania polaca en la Ucrania Soviética! Por una Ucrania unida, libre y próspera. Destruyamos para siempre la frontera entre la Ucrania occidental y la Soviética. ¡Larga vida a la República Socialista Soviética de Ucrania!».

##### Anexión y reparto de Polonia
Tras la invasión de Polonia de 1939, Alemania y la Unión Soviética se repartieron el territorio polaco según los acuerdos del pacto Ribbentrop-Mólotov. En la zona ocupada por Alemania, se establecieron distritos militares en Gran Polonia y Pomerelia, bajo los generales Alfred von Vollard-Bockelberg y Walter Heitz respectivamente. La administración civil fue delegada a jefes civiles como Arthur Greiser en el distrito de Posen y Albert Forster en Prusia Occidental. Posteriormente, Hitler decretó el 8 de octubre de 1939 la anexión formal de estos territorios, creando los Reichsgaue de Posen (más tarde renombrado Warthegau) y de Dánzig-Prusia Occidental, integrándolos en las provincias prusianas existentes. 
Esta anexión extendió el Reich unos 150–200 km hacia el este, duplicando la extensión de los territorios conquistados en las antiguas particiones prusianas de Polonia. Desde ese momento, la política nazi impulsada por Heinrich Himmler y su oficina del RKFDV buscó germanizar estas zonas mediante expulsiones masivas de las poblaciones de judíos y los "enemigos del Reich" polacos fueron deportados al Gobierno General, mientras se planeaba asentar en su lugar a millones de colonos alemanes. El proyecto de transformación racial incluía la eliminación de la población judía y la "limpieza étnica" de los polacos, aunque durante la guerra estos planes sólo se ejecutaron parcialmente. 
Paralelamente, la Unión Soviética ocupó el este de Polonia, un territorio de 201.015 km², incluida el área cedida a Lituania, con una población de 13,3 millones de personas, mayoritariamente polacos (5,2 millones) y judíos (1,1 millones).  Unos 138.000 polacos y 198.000 judíos más huyeron de la zona ocupada por los alemanes y se refugiaron en la zona de ocupación soviética.  Los soviéticos reorganizaron las tierras anexionadas: los territorios del noreste, como Wilno, fueron transferidos a Lituania, que poco después sería absorbida como la República Socialista Soviética de Lituania. El resto de los territorios se repartió entre la República Socialista Soviética de Bielorrusia y la República Socialista Soviética de Ucrania, creando nuevos vóblast (provincias) como Lviv, Rivne y Ternópol. 

#### Guerra de Invierno (30 de noviembre de 1939 al 13 de marzo de 1940)
Desde abril de 1938, la Unión Soviética intentó presionar diplomáticamente a Finlandia para obtener concesiones territoriales que garantizaran la seguridad de Leningrado, temiendo un posible conflicto con Alemania. El agente soviético Borís Yártsev propuso que Finlandia cediera o arrendara islas en el Golfo de Finlandia, pero el gobierno finlandés reafirmó su neutralidad y rechazó las demandas. Las negociaciones continuaron durante 1938 sin éxito, ya que en Finlandia predominaba una visión negativa de la URSS debido a las purgas estalinistas. 

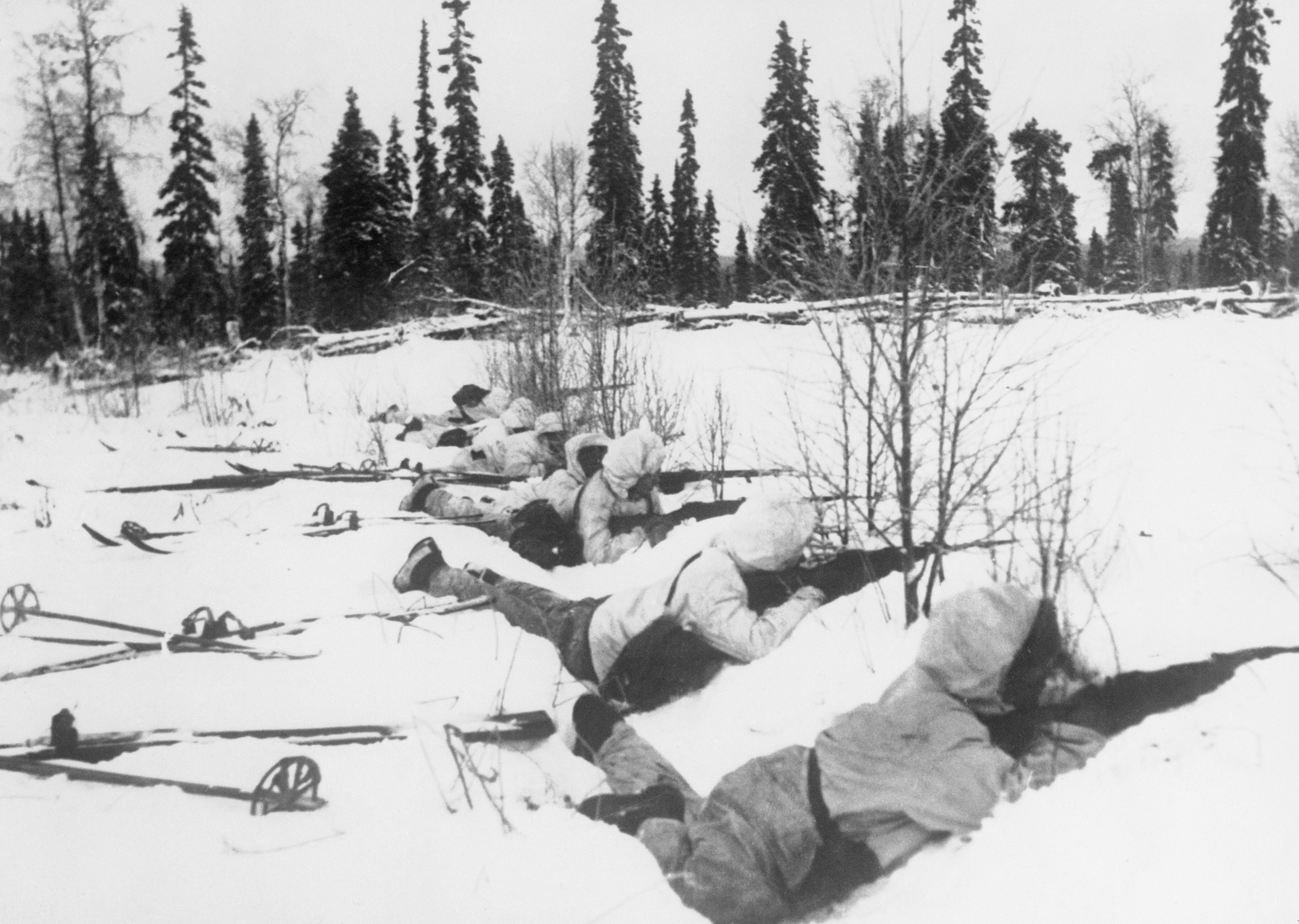
Tropas finlandesas luchando contra la invasión soviética en la denominada Guerra de Invierno (noviembre de 1939-marzo de 1940)

En agosto de 1939, el Pacto Ribbentrop-Mólotov colocó a Finlandia dentro de la esfera de influencia soviética. Poco después, en septiembre, Alemania y la Unión Soviética invadieron Polonia, y los estados bálticos aceptaron tratados de cooperación militar con la URSS. A diferencia de estos, Finlandia comenzó una movilización militar encubierta bajo el pretexto de "entrenamiento adicional". 
El 5 de octubre de 1939, la URSS convocó a una delegación finlandesa a Moscú. Los soviéticos exigieron mover la frontera en el istmo de Carelia, la cesión de islas estratégicas, el arrendamiento de la península de Hanko y la destrucción de las fortificaciones defensivas finlandesas. A cambio, ofrecieron territorios del este de Carelia. El gobierno finlandés, dividido internamente, rechazó finalmente las exigencias por presión del Parlamento y de la opinión pública. Finlandia presentó contraofertas más limitadas que no satisfacieron a Moscú, lo que aceleró la crisis que desembocaría en la Guerra de Invierno.
Tres meses después del inicio de la Segunda Guerra Mundial estalló la guerra cuando la Unión Soviética atacó Finlandia el 30 de noviembre de 1939. Aunque Finlandia logró resistir durante varios meses y causó grandes bajas al Ejército Rojo, el clima extremo y la reorganización soviética llevaron finalmente a la ruptura de las defensas finlandesas en febrero de 1940. La guerra terminó en marzo con el Tratado de Paz de Moscú, por el cual Finlandia cedió el 11 % de su territorio pero mantuvo su soberanía. Las altas pérdidas soviéticas deterioraron su reputación militar, y el conflicto influyó en la decisión de Hitler de atacar la URSS en 1941, lo que llevó a la posterior Guerra de Continuación. 

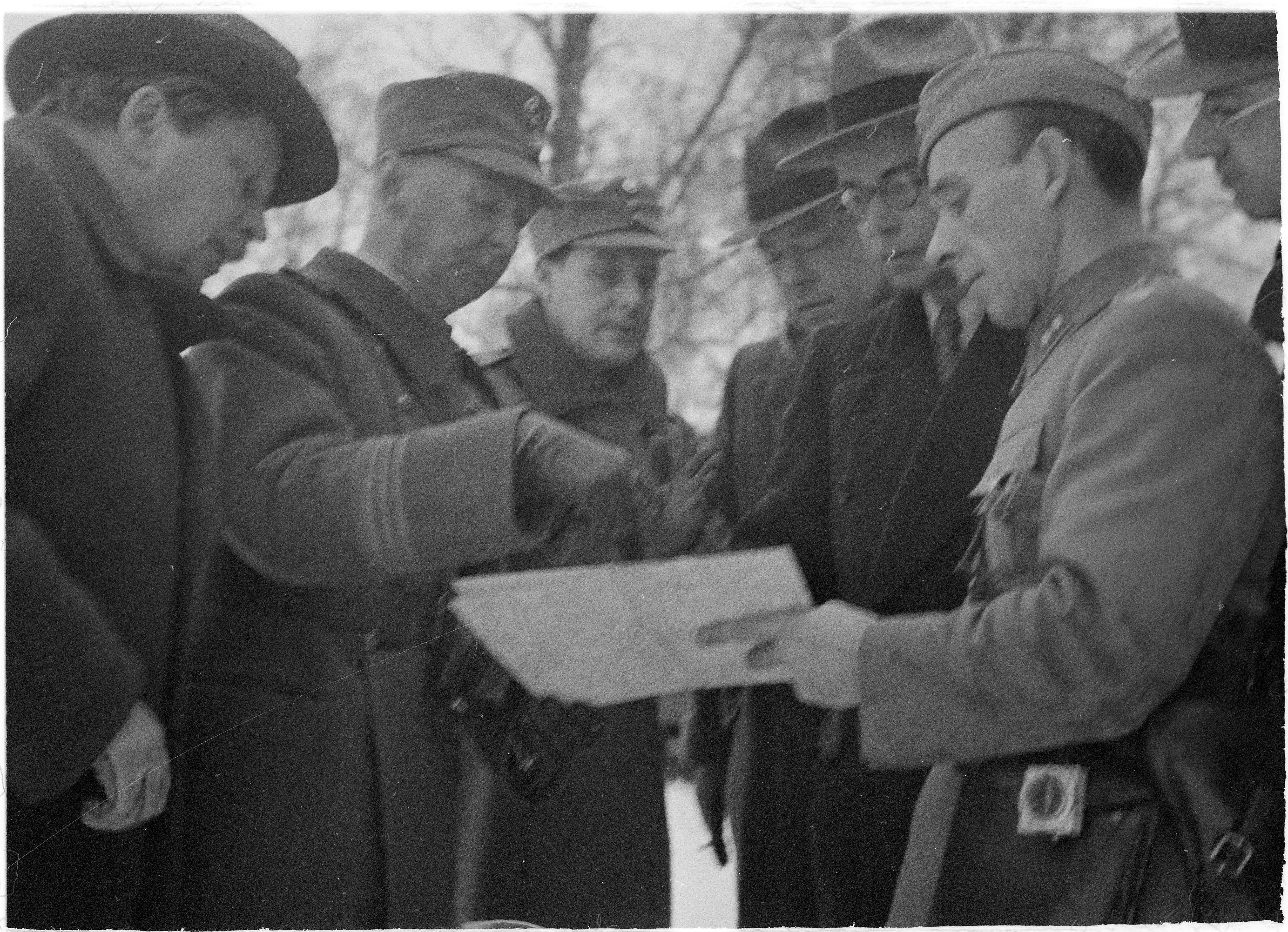
29 de noviembre de 1939, prensa extranjera en Mainila, donde un incidente fronterizo entre Finlandia y la Unión Soviética se intensificó en la Guerra de Invierno.

##### Incidente de Mainila (26 de noviembre de 1939)
Aunque la Unión Soviética había firmado varios tratados de no agresión y acuerdos internacionales con Finlandia, como el Tratado de Tartu (1920), los pactos de no agresión de 1932 y 1934, y la adhesión a la Carta de la Sociedad de Naciones, necesitaba justificar legalmente cualquier acto de guerra. Inspirados en estrategias similares usadas por la Alemania nazi, como el Incidente de Gleiwitz para invadir Polonia, los soviéticos planearon fabricar un casus belli.
Durante juegos de guerra soviéticos realizados en 1938 y 1939, se había ensayado un escenario en el que incidentes fronterizos en el pueblo de Mainila provocaban la guerra. Finalmente, el 26 de noviembre de 1939, se dispararon siete tiros de artillería que impactaron dentro del territorio soviético. Puestos de observación finlandeses detectaron las detonaciones y calcularon que los proyectiles cayeron a unos 800 metros dentro de la URSS. 
Finlandia propuso realizar una investigación neutral, pero la Unión Soviética rechazó la propuesta, rompió relaciones diplomáticas el 29 de noviembre y, al día siguiente, declaró la guerra. Documentos posteriores confirmaron que el Incidente de Mainila fue orquestado deliberadamente para presentar a Finlandia como el agresor. Además, registros de guerra finlandeses probaron que ninguna de sus baterías podía haber alcanzado Mainila, pues estaban desplegadas lejos para evitar precisamente ese tipo de provocaciones.  John Gunther, un periodista y autor estadounidense, escribió en diciembre de 1939 que el incidente "fue tan torpe y obviamente inventado como todos los 'incidentes' desde Mukden en 1931". 

##### Planes de intervención franco-británica
Francia fue uno de los primeros países defensores de Finlandia, viendo la oportunidad de debilitar a la Unión Soviética, aliada de Alemania, y evitar combates en suelo francés. Francia planeó rearmar las tropas polacas exiliadas y enviarlas al puerto ártico de Petsamo, y también propuso un ataque aéreo a los campos petroleros del Cáucaso en cooperación con Turquía. 

Las concesiones territoriales de Finlandia a la Unión Soviética se muestran en rojo.

Gran Bretaña, por su parte, buscaba bloquear el suministro de mineral de hierro sueco a Alemania, vital para su industria de guerra. Desde septiembre de 1939, figuras como Winston Churchill impulsaron establecer presencia aliada en Escandinavia para apoyar a Finlandia sin entrar en guerra directa con la URSS. Sin embargo, Hitler advirtió a Suecia que permitir tropas aliadas provocaría una invasión alemana. 
En diciembre de 1939, el primer ministro francés Édouard Daladier presentó un plan que conectaba la defensa de Finlandia con el control del mineral sueco, alertando sobre el riesgo de que Alemania y la URSS se repartieran Escandinavia, como hicieron con Polonia. La prioridad de británicos y franceses era impedir el fortalecimiento militar alemán. 
El Comité de Coordinación Militar anglo-francés se reunió en diciembre, y el 27 enviaron notas a Noruega y Suecia pidiendo permiso para pasar tropas, pero ambos países rechazaron la solicitud el 5 de enero de 1940. Luego, intentaron justificar su intervención con una resolución de la Sociedad de Naciones, planeando desembarcar tropas en Narvik y avanzar en tren hacia Finlandia, pasando por los yacimientos de mineral de Suecia, pero Noruega y Suecia volvieron a rechazar la propuesta. 
Finalmente, a fines de enero, se elaboró un plan final que requería una solicitud formal de ayuda finlandesa, seguida de nuevas peticiones a Noruega y Suecia para trasladar voluntarios aliados. Se preveía movilizar 100 000 británicos y 35 000 franceses, con apoyo naval y aéreo, comenzando los convoyes el 12 de marzo y desembarcando el 20. Sin embargo, el fin de la Guerra de Invierno el 13 de marzo de 1940 frustró todos estos planes. 

##### Tratado de Paz de Moscú (12 de marzo de 1940)
El 5 de marzo de 1940, el Ejército Rojo rompió la línea Mannerheim y llegó a los suburbios de Víborg, estableciendo además una cabeza de playa en el Golfo de Víborg. Aunque Finlandia propuso un armisticio el 6 de marzo, la URSS lo rechazó para presionar aún más. La delegación finlandesa llegó a Moscú el 7 de marzo, en medio de un colapso militar inminente. Al ver que la ayuda franco-británica no llegaría, Finlandia aceptó negociar.
El Tratado de Paz de Moscú se firmó el 12 de marzo de 1940 y entró en vigor al día siguiente. Finlandia cedió a la URSS el 11 % de su territorio y el 30 % de su capacidad económica, incluyendo Víborg, el istmo de Carelia y varias islas en el golfo de Finlandia. Además, arrendó la península de Hanko como base militar soviética. Aunque Petsamo fue devuelto a Finlandia, las pérdidas territoriales superaron ampliamente las exigencias soviéticas iniciales antes de la guerra.

#### Guerra de Broma (3 de septiembre de 1939 al 10 de mayo de 1940)
El periodo conocido como Guerra de Broma abarca desde la declaración de guerra del Reino Unido y Francia a Alemania el 3 de septiembre de 1939 hasta el estallido de la ofensiva alemana en el oeste el 10 de mayo de 1940. La expresión drôle de guerre fue acuñada en Francia en septiembre de 1939 y cobró popularidad tras un reportaje de Roland Dorgelès en enero de 1940. En el Reino Unido se empleó principalmente Phoney War, probablemente en alusión irónica a la Guerra de los Bóeres, y en Alemania se habló de Sitzkrieg (“guerra sentada”). 

La Segunda Guerra Mundial en Europa (1939-1941)

La invasión de Polonia por la Wehrmacht el 1 de septiembre de 1939 llevó a Reino Unido y Francia a declarar la guerra a Alemania el día 3, pero ambos ejércitos se limitaron a vigilar la frontera occidental y reforzar defensas como la Línea Maginot. La expectativa de una guerra relámpago no se cumplió, y las tropas aliadas permanecieron mayormente inactivas en tierra. 
Desde otoño de 1939, la Royal Navy y la Marine française implementaron un bloqueo de la costa alemana para cortar suministros, interceptando buques mercantes y castigando a unidades navales del Tercer Reich. Hitler contraatacó con ataques de submarinos y bombardeos navales, hundiendo destructores y portaaviones aliados en el Atlántico Norte. 
El 7 de septiembre de 1939, tropas francesas ocuparon brevemente la región de la Sarre en una incursión limitada destinada a aliviar la presión sobre Polonia. La operación fracasó y las fuerzas aliadas se retiraron en pocos días. El 30 de noviembre de 1939 la Unión Soviética invadió Finlandia, desencadenando la Guerra de Invierno. Aunque el conflicto suscitó gran simpatía en Francia y Reino Unido, cualquier expedición de socorro aliado se pospuso hasta después de la conclusión de la guerra en marzo de 1940. 
Tras la Ocupación de Polonia, Alemania se tomó una pausa para reagruparse durante el invierno de 1939-1940. Durante estos ocho meses apenas hubo combates terrestres en el frente occidental, pese a que ambas potencias habían prometido asistencia militar a Polonia. Sin embargo, se desarrollaron acciones navales, bloqueos económicos y operaciones en otros frentes que marcaron la política bélica y las alianzas en la fase inicial de la Segunda Guerra Mundial. 

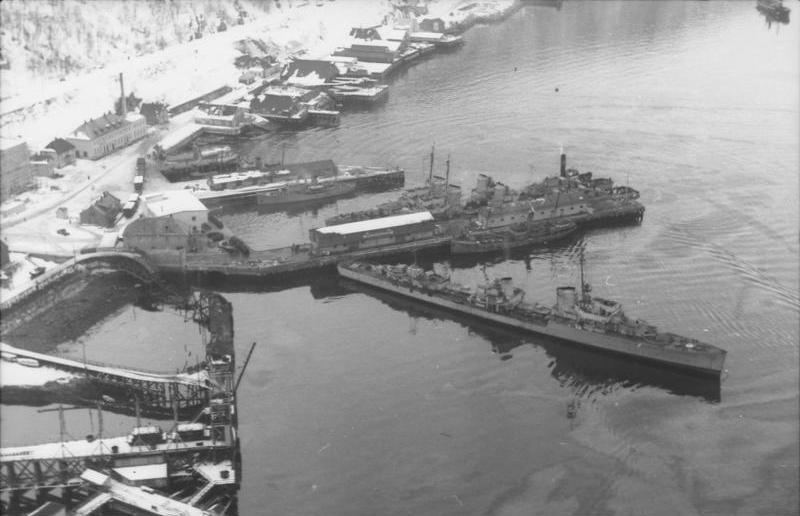
Destructores alemanes en Narvik después de su captura del puerto estratégico

#### Campaña Noruega (8 de abril al 10 de junio de 19140)
Aunque Noruega era neutral en la Segunda Guerra Mundial, tenía un enorme valor estratégico tanto para los Aliados como para Alemania. Su importancia radicaba principalmente en el puerto de Narvik, vital para la exportación de mineral de hierro sueco, sobre todo en invierno, cuando el mar Báltico se congelaba.  
El almirante alemán Erich Raeder advirtió repetidamente a Hitler sobre el peligro que supondría para Alemania si los británicos se adelantaban y ocupaban Noruega, ya que controlarían puntos clave como Bergen, Trondheim y Narvik, cerrando el acceso alemán al mar del Norte y poniendo en riesgo a la Kriegsmarine incluso en el mar Báltico. En principio, Alemania veía la neutralidad noruega como conveniente, pero Raeder presionó para una invasión, considerándola esencial para la supervivencia alemana.  

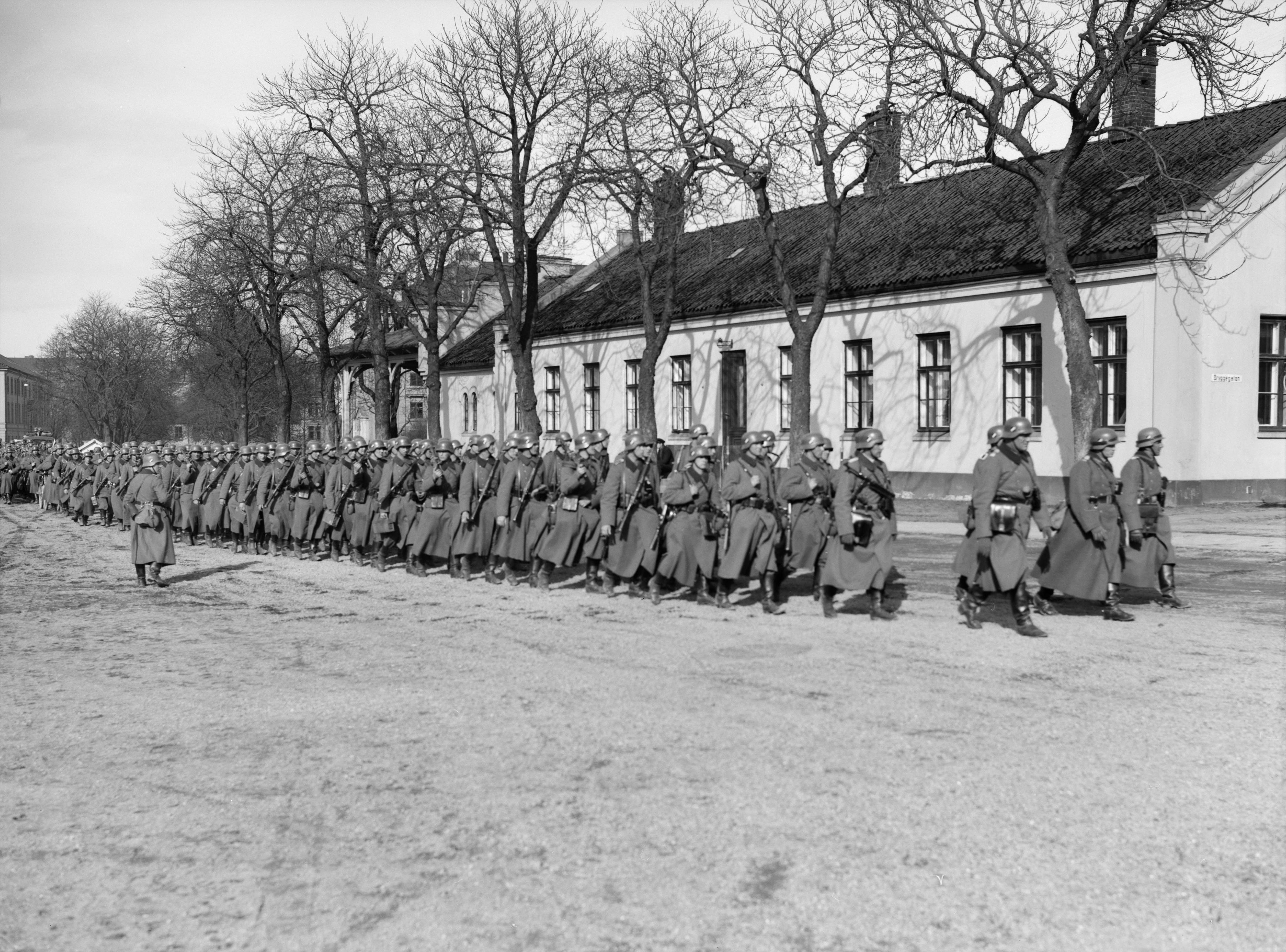
German_soldiers_in_Oslo_9_April_1940.jpg

En diciembre de 1939, Hitler conoció a Vidkun Quisling, exministro de Defensa noruego, quien propuso una alianza pangermánica. Este encuentro fue clave para que Hitler decidiera iniciar planes de invasión. Así nació el Studie Nord, primer esbozo de ocupación, seguido del plan más desarrollado llamado Operación Weserübung. Mientras tanto, los Aliados también planeaban intervenir. Winston Churchill, impulsor de una estrategia agresiva en Escandinavia, propuso minar las aguas noruegas para forzar a los buques alemanes a navegar por zonas donde pudieran ser atacados, en la Operación Wilfred. En caso de respuesta alemana, se ejecutaría el Plan R 4, ocupando ciudades clave noruegas como Narvik, Trondheim, Bergen y Stavanger. Los Aliados esperaban que Noruega no resistiera su intervención. Sin embargo, hubo demoras debido a desacuerdos franco-británicos sobre otras operaciones, como el minado del Rin.  

##### Operación Wilfred (8 de abril de 1940)
En abril de 1940, el Reino Unido llevó a cabo una operación naval para minar las rutas costeras de Noruega, la Operación Wilfred, con el objetivo de interrumpir el transporte de mineral de hierro sueco hacia Alemania. La estrategia incluía un plan paralelo para ocupar puertos clave como Narvik, Bergen, Stavanger y Trondheim, anticipando una reacción militar alemana. 
El interés británico en Escandinavia había aumentado durante la Guerra de Invierno, cuando se consideró la posibilidad de intervenir bajo el pretexto de apoyar a Finlandia. En realidad, el objetivo era impedir que Alemania accediera al mineral de hierro de Gällivare, vital para su industria bélica. Durante el invierno, cuando el Golfo de Botnia se congelaba, el mineral era transportado al puerto noruego de Narvik para su envío.  
Winston Churchill impulsó la iniciativa a pesar de la reticencia del Gabinete de Guerra, preocupado por las consecuencias económicas y diplomáticas de intervenir en aguas neutrales. Aunque la operación se inició el 8 de abril, quedó rápidamente superada por el inicio de la invasión alemana de Noruega y Dinamarca al día siguiente. 

Paralelamente, el Reino Unido había preparado un plan, conocido como Plan R4, que contemplaba el despliegue militar en Noruega en caso de una respuesta alemana. Este plan incluía tres operaciones específicas: la Operación Stratford, que preveía la ocupación del área de Narvik hasta la frontera sueca por parte de fuerzas británicas; la Operación Avonmouth, una operación combinada británica y francesa destinada a destruir el aeródromo de Sola y ocupar los puertos de Bergen y Trondheim; y la Operación Plymouth, que contemplaba el desembarco del Batallón Hallamshire en Trondheim para avanzar hacia el este. Según los historiadores Earl F. Ziemke y Adam Claasen, se esperaba que la colocación de las minas provocara una reacción alemana inmediata, que justificaría el inicio del despliegue. Las tropas británicas tenían órdenes de zarpar pocas horas después de completar el minado, bajo el supuesto de que los noruegos no ofrecerían resistencia significativa.  

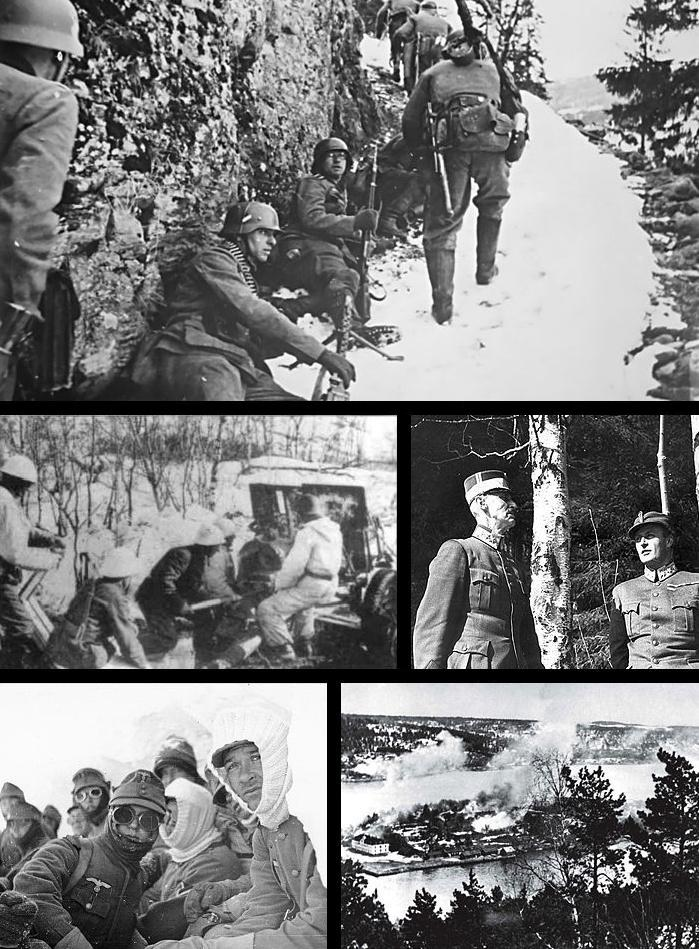
Operación Weserübung, nombre en clave del asalto de la Alemania nazi a Dinamarca y Noruega durante la Segunda Guerra Mundial. Todas las imágenes son de las batallas en Noruega.

##### Operación Weserübung (9 de abril de 1940)
A finales de 1939, Hitler sospechaba que Gran Bretaña planeaba ocupar Noruega para cortar el suministro de mineral de hierro sueco a Alemania. El 14 de diciembre, se inició la planificación de una invasión alemana bajo el nombre Studie Nord, inicialmente limitada a una división. Sin embargo, entre el 14 y el 19 de enero de 1940, la Kriegsmarine propuso ampliar la operación para lograr una rápida y sorpresiva ocupación de Noruega, capturando simultáneamente varios puntos estratégicos: Oslo, Bergen, Finnmark, Narvik, Tromsø, Trondheim y Stavanger, además de apresar a las casas reales de Noruega y Dinamarca para forzar una rápida rendición. 
El 27 de enero se redactó el plan definitivo, llamado Operación Weserübung, a ejecutar por el XXI Grupo de Ejército, compuesto por la 3.ª División de Montaña y las divisiones de infantería 163, 181, 196 y 69. Tres divisiones participarían en la primera ola y el resto en la segunda, apoyadas por compañías de paracaidistas que tomarían aeródromos clave. Posteriormente se sumó también la 2.ª División de Montaña. 
El Incidente del Altmark en febrero de 1940, cuando un buque británico abordó un transporte alemán en aguas neutrales noruegas— convenció definitivamente a Hitler de que debía ocupar Noruega para evitar futuras intervenciones británicas. El 21 de febrero, el general Nikolaus von Falkenhorst, veterano de la Primera Guerra Mundial en Finlandia, fue designado comandante de las fuerzas terrestres, aunque Hitler no logró unificar el mando como deseaba. 
En marzo, Hitler amplió los objetivos: ordenó también la ocupación de Dinamarca, inicialmente pensada para lograrse por medios diplomáticos. Ante la negativa danesa de permitir el uso de sus aeródromos, se organizó el XXXI Cuerpo de Ejército para la invasión, junto con el X Cuerpo Aéreo, que aportaría unos mil aviones. El 3 de abril, los primeros barcos alemanes zarparon hacia Noruega, mientras que el 8 de abril los británicos comenzaron a minar sus aguas para obstaculizar el avance alemán. 

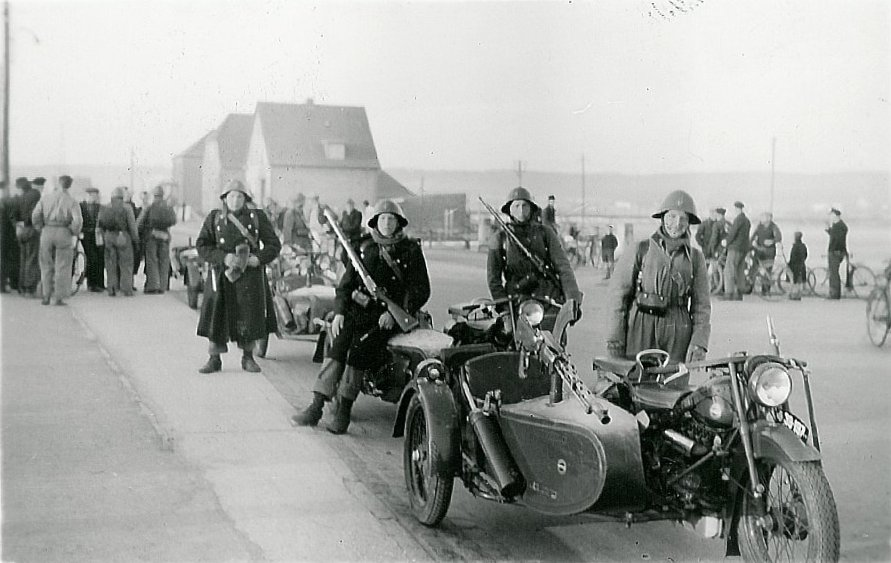
Una patrulla de motocicletas danesas en Aabenraa

Cuando el Almirantazgo británico se enteró de la presencia de la flota alemana, creyó que querían romper el bloqueo al Atlántico, y enviaron navíos a resguardar el trabajo de los barcos ingleses que estaban sembrando minas frente a Noruega. Cuando el submarino polaco Orzeł hundió al buque mercante alemán "Río de Janeiro" y descubrió que en su interior transportaba a soldados de infantería alemanes, se alarmó y lo comunicó a Inglaterra, que no tomó la información muy en cuenta. 
El 9 de abril de 1940, Alemania lanzó la Operación Weserübung, invadiendo simultáneamente Dinamarca y Noruega. 
En Dinamarca, la resistencia fue mínima debido a su falta de armamento pesado. Tras unos pocos tiroteos, el rey Cristián X de Dinamarca  y su gobierno, amenazados con el bombardeo aéreo de Copenhague, aceptaron rendirse a cambio de conservar su autonomía interna, su parlamento y la figura monárquica. Esta situación permitió que la comunidad judía danesa se salvara casi en su totalidad del Holocausto, ya que luego pudieron ser evacuados a Suecia. 
En Noruega, la invasión fue más compleja. Alemania desplegó varios grupos militares, el Grupo 1 tomó Narvik, el Grupo 2 capturó Trondheim, el Grupo 3 enfrentó resistencia pero se apoderó de su objetivo con ayuda de la Luftwaffe, el Grupo 4 sufrió daños en su flota, incluyendo el crucero Karlsruhe, pero tomó Kristiansand, Grupo 5 enfrentó la resistencia más dura: el crucero Blücher fue hundido cerca de Oslo, lo que retrasó la captura de la ciudad, aunque finalmente fue tomada por paracaidistas alemanes que aseguraron el aeródromo de Fornebu, Grupo 6 tomó fácilmente Stavanger. Alemania estableció rápidamente defensas costeras, como los llamados "dientes de Hitler", para prevenir invasiones aliadas desde el Reino Unido.
Los británicos, al enterarse de la caída de las principales ciudades noruegas, reorganizaron sus fuerzas. Decidieron centrarse en el norte y enviar submarinos y aviones a operar en el sur de Noruega.

##### Primera Batalla Naval de Narvik (10 de abril de 1940)
El Almirantazgo británico, al enterarse de la ocupación de Narvik, envió una pequeña fuerza al mando del Capitán Bernard Warburton-Lee, compuesta por cinco destructores de la 2.ª Flotilla de Destructores, con la orden de atacar lo que inicialmente creían que era un solo destructor enemigo.

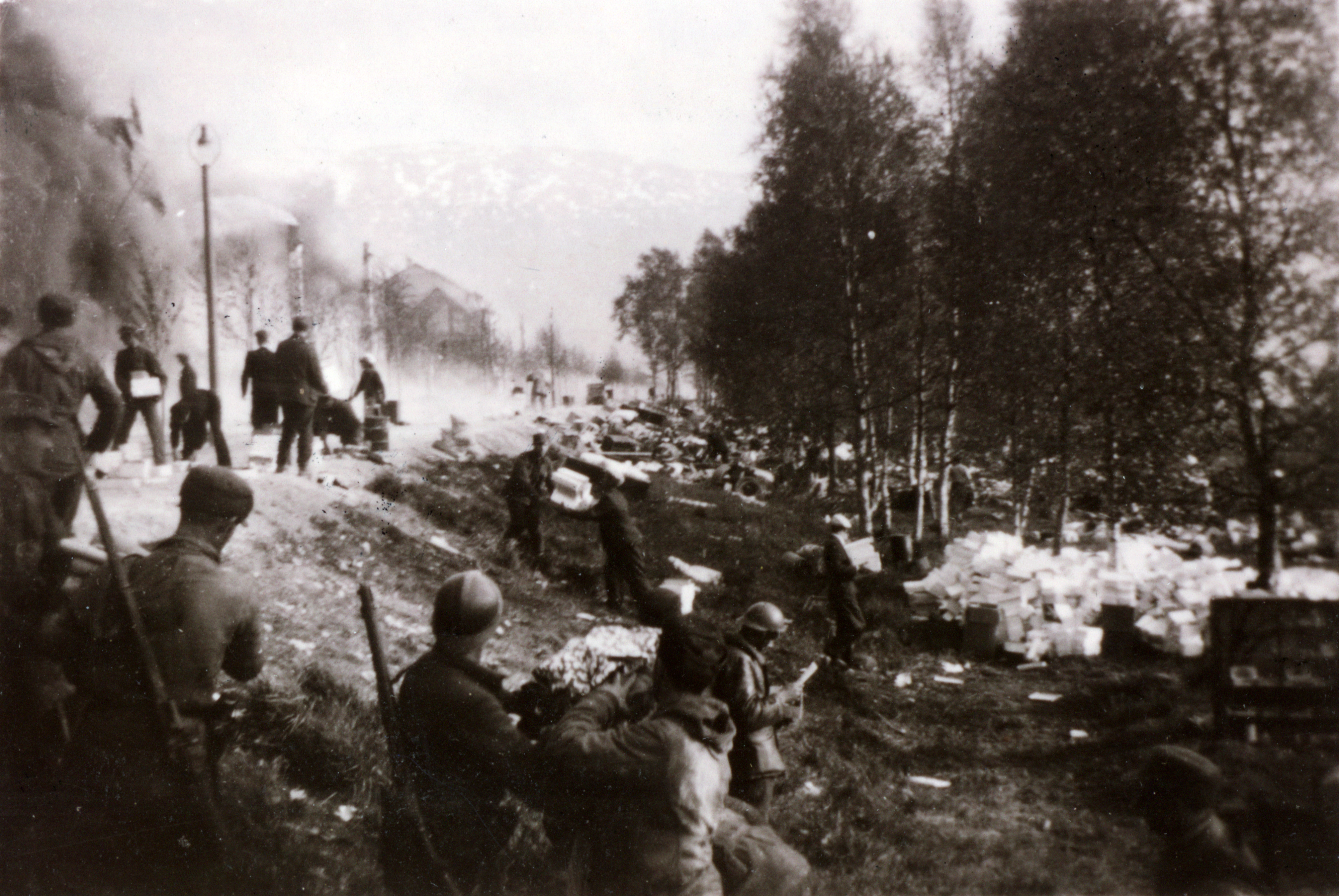
Soldados aliados durante la batalla de Narvik.

Al llegar, se percataron de que el número de destructores alemanes era mayor, pero decidieron atacar. Aprovechando una espesa niebla, tres de los destructores británicos ingresaron sigilosamente a la bahía y lanzaron un sorpresivo ataque contra los alemanes. Lograron hundir rápidamente a dos destructores alemanes, el Anton Schmidt y el Wilhelm Heidkamp, este último, con el comandante alemán, el Comodoro Friedrich Bonte, a bordo, quien murió en el ataque. También dañaron gravemente al Diether von Roeder. 
No obstante, al intentar retirarse, los británicos fueron emboscados. Se enfrentaron a destructores alemanes que llegaron desde los fiordos cercanos: el Herjangsfjord y el Ballangenfjord. En este nuevo combate, los británicos sufrieron pérdidas significativas: los destructores HMS Hardy y HMS Hunter fueron hundidos, resultando en la muerte del Capitán Warburton-Lee. Otro destructor, el HMS Hotspur, fue dañado seriamente, pero logró escapar gracias al apoyo de los destructores HMS Hostile y HMS Havock, que habían quedado resguardando la entrada de la bahía. 
Por su parte, el destructor alemán Georg Thiele resultó también seriamente dañado. Sin suficiente combustible para una persecución, los británicos atacaron y destruyeron siete barcos de transporte alemanes, incluido el crucial barco de suministros Rauenfels. Durante la retirada, los destructores británicos fueron atacados por submarinos alemanes, pero debido a fallos técnicos en los torpedos (que estallaban prematuramente), los ataques no tuvieron éxito.
Para evitar que los alemanes escaparan, los británicos desplegaron más barcos en las afueras de Narvik. Un día después, el 11 de abril, el destructor alemán Erich Koellner sufrió graves daños al chocar con rocas no cartografiadas en la zona. 

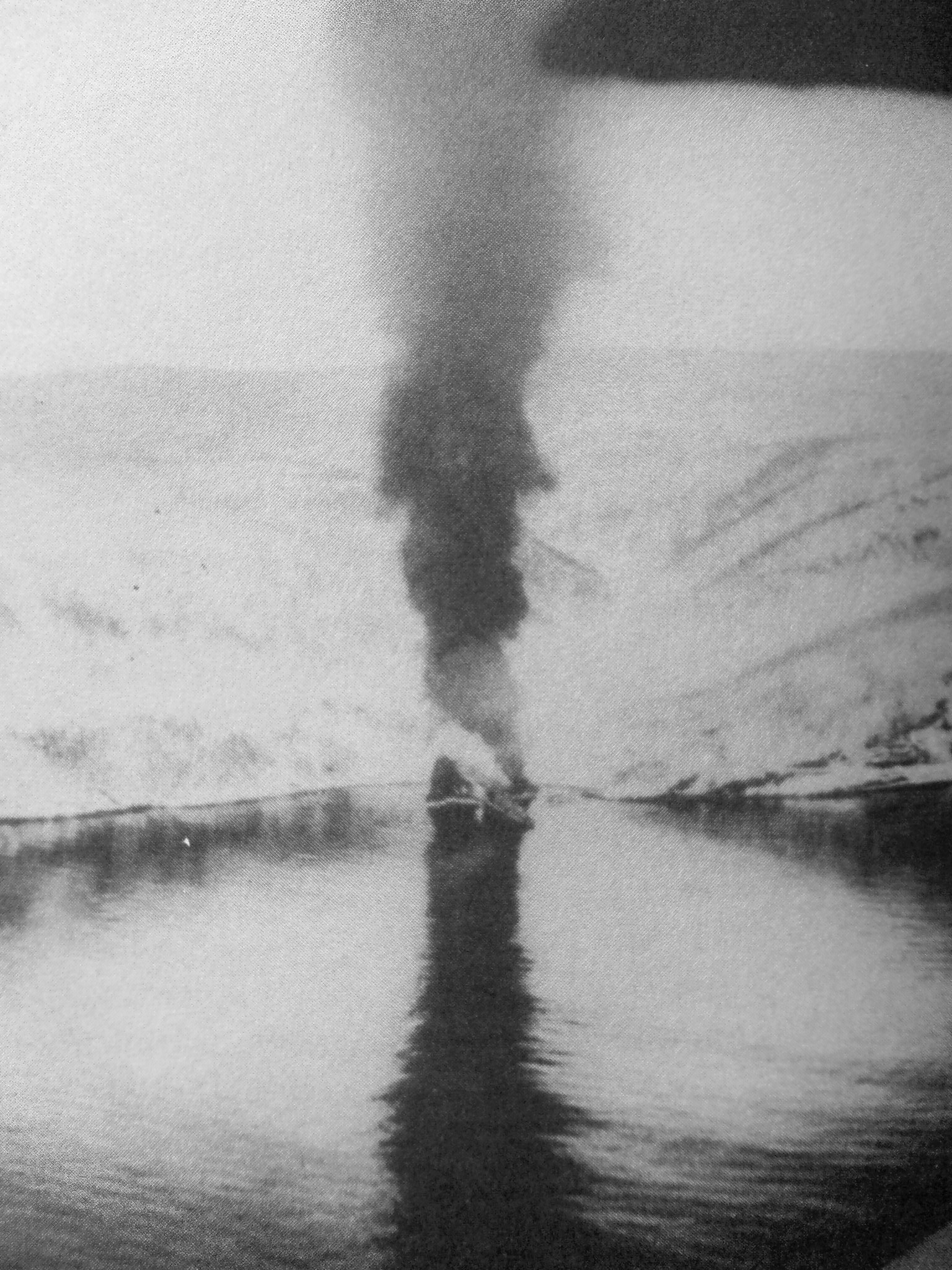
El destructor Hermann Künne en llamas.

##### Segunda batalla naval de Narvik (13 de abril de 1940)
Tras la indecisa Primera Batalla de Narvik, la Marina Real británica consideró vital derrotar a los alemanes en Narvik tanto por razones estratégicas como morales. Para lograrlo, enviaron al vicealmirante William Whitworth con el acorazado HMS Warspite y una flotilla de nueve destructores, apoyados también por aviones del portaaviones HMS Furious. Cuando llegaron al Ofotfjord el 13 de abril de 1940, encontraron que los ocho destructores alemanes restantes, bajo el mando del Fregattenkapitän Erich Bey, estaban casi inmovilizados por la falta de combustible y municiones. 
Antes de la batalla, el Warspite lanzó un hidroavión Fairey Swordfish, el cual localizó y hundió al submarino U-64, anclado en un fiordo cercano. Este hecho fue notable por ser el primer submarino hundido en combate por un avión durante la guerra. 
La batalla naval que siguió fue un desastre para los alemanes: tres destructores fueron hundidos por los cañones del Warspite y sus escoltas, y otros cinco fueron hundidos por sus propias tripulaciones para evitar su captura cuando agotaron municiones y combustible. El Erich Koellner intentó emboscar a las fuerzas británicas, pero fue detectado y destruido. Otros destructores como el Wolfgang Zenker, el Bernd von Arnim, el Hans Lüdemann y el Hermann Künne lucharon desesperadamente. Sin embargo, sus esfuerzos solo lograron dañar ligeramente al HMS Bedouin y al HMS Eskimo, este último perdió su proa en combate.

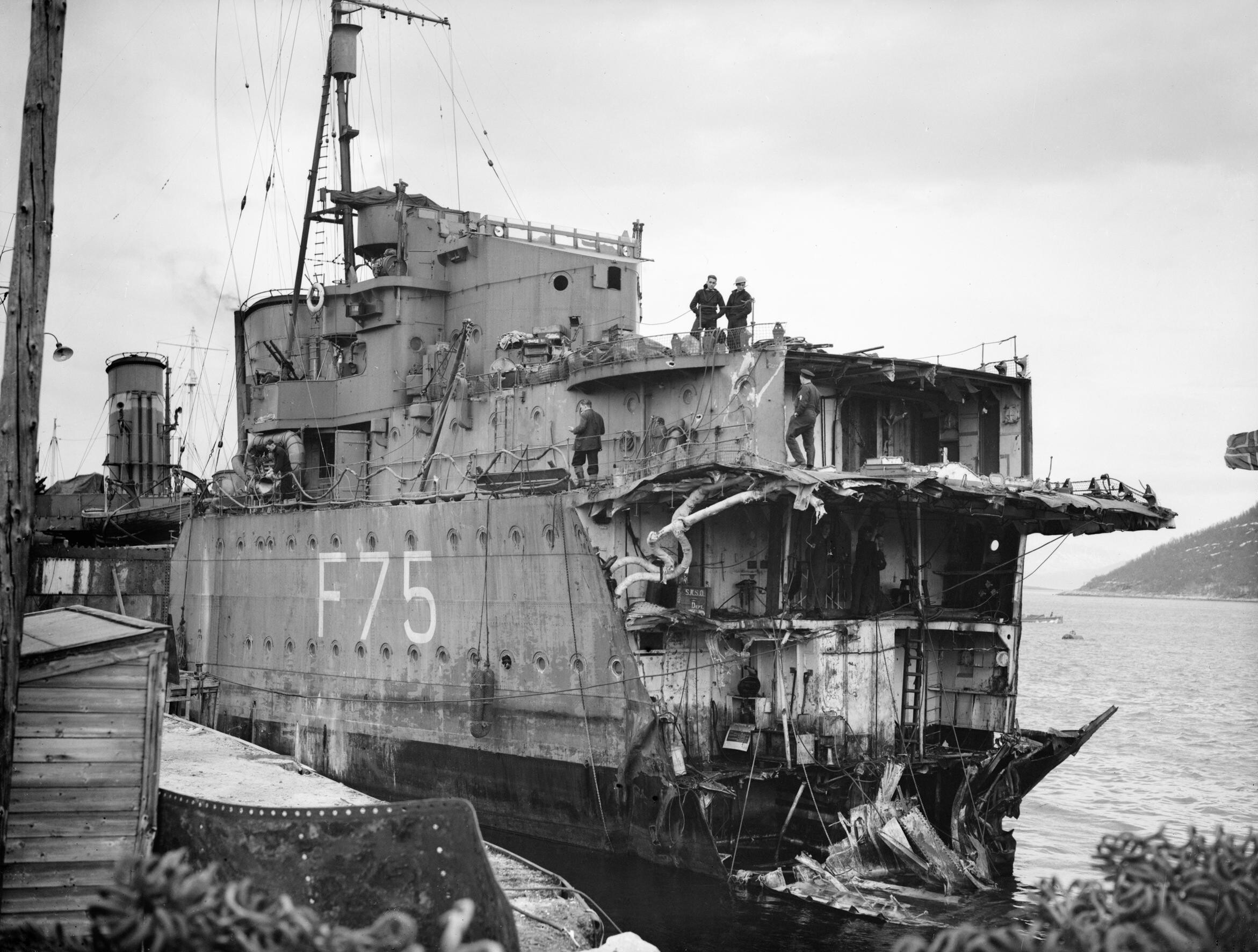
HMS Eskimo después de perder su proa.

A pesar del apoyo aéreo británico con aviones Swordfish, estos no lograron impactos decisivos sobre los destructores alemanes y perdieron dos aparatos en el proceso. Mientras tanto, las fuerzas británicas también destruyeron baterías costeras alemanas. Cuando se quedaron sin posibilidades de continuar, los últimos destructores alemanes se retiraron al Rombaksfjord y fueron hundidos poco después. Solo el submarino U-51 logró sobrevivir dentro de la zona portuaria.
La derrota fue devastadora para la Kriegsmarine, se perdieron más de 1000 hombres, un submarino y ocho destructores, lo que representó aproximadamente el 50% de la flota de destructores alemana en ese momento. Los aproximadamente 2600 marineros alemanes sobrevivientes formaron una fuerza improvisada llamada Gebirgsmarine, que luchó junto al ejército alemán en la posterior campaña terrestre en Narvik. Usaron armas capturadas de los noruegos y piezas de artillería rescatadas de los buques hundidos para montar la defensa en el accidentado terreno montañoso.

### Frente occidental (mayo a septiembre de 1940)
Los alemanes acabaron la Guerra de broma el 10 de mayo de 1940, cuando invadieron Luxemburgo, Bélgica, los Países Bajos y Francia.
El ejército alemán puso en práctica la Blitzkrieg, una táctica de guerra basada en ataques veloces y coordinados entre la infantería, los blindados y la aviación. A diferencia de la Primera Guerra Mundial, donde los frentes se estancaban durante años, los alemanes apostaron por movimientos dinámicos que rompieran las líneas enemigas en cuestión de días. Francia, confiada en la fortaleza de la Línea Maginot y atrapada en concepciones militares pasadas, no pudo contener los embates. Bélgica y los Países Bajos, pese a su neutralidad inicial, fueron arrasados en cuestión de semanas. Las fuerzas británicas enviadas al continente, la Fuerza Expedicionaria Británica (BEF), junto a sus aliados franceses y belgas, quedaron rápidamente cercadas en una bolsa que se estrechaba hacia el puerto de Dunkerque.

Esta guerra no ha acabado con la batalla de Francia. Esta guerra es una guerra mundial.

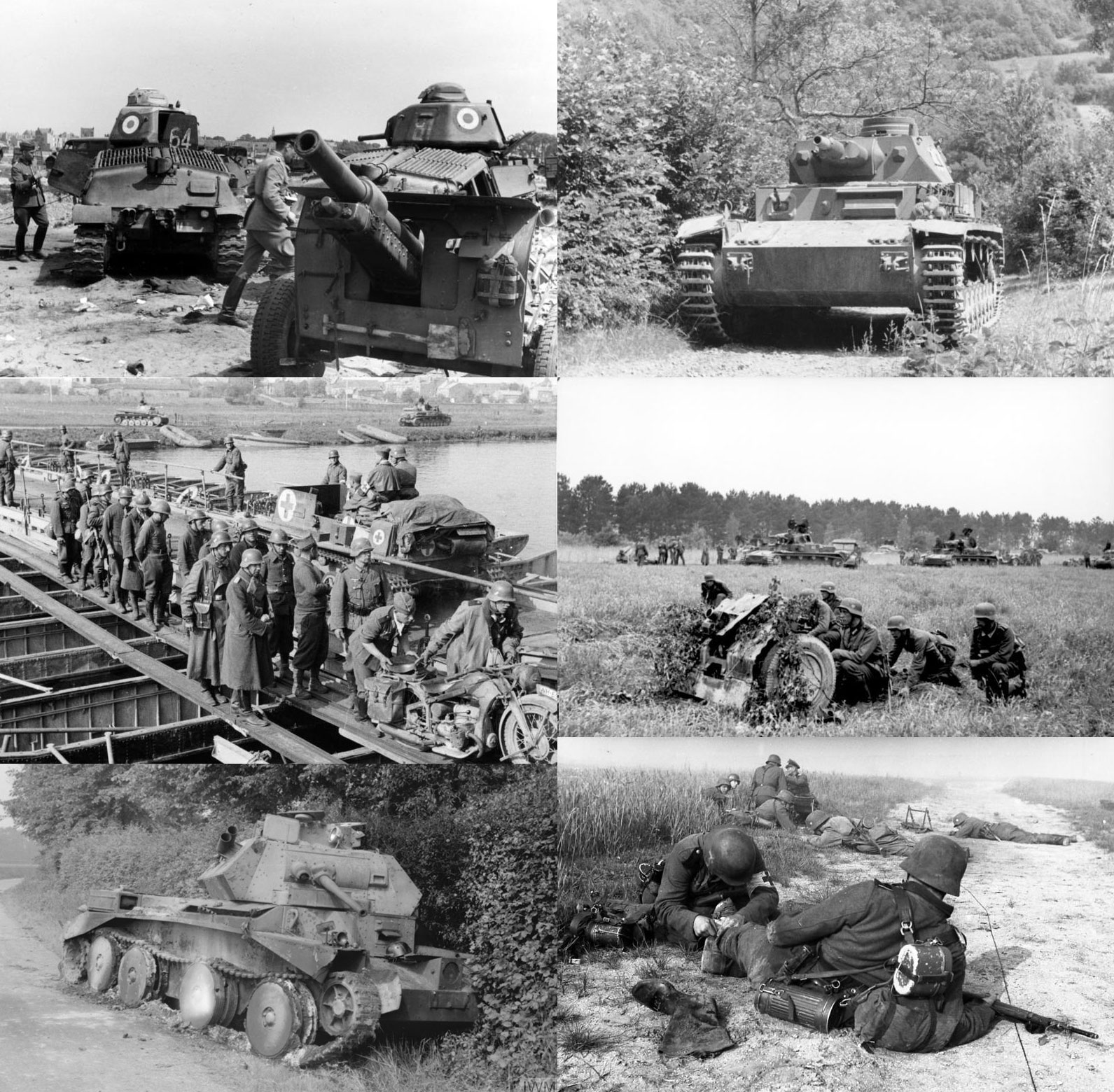
Escenas muestran equipo abandonado en Francia, tropas alemanas avanzando por París y las Ardenas, soldados británicos con un arma capturada, un vehículo blindado francés destruido y soldados franceses siendo llevados como prisioneros de guerra.

Charles de Gaulle

#### Batalla de Francia (10 de mayo al 25 de junio de 1940)

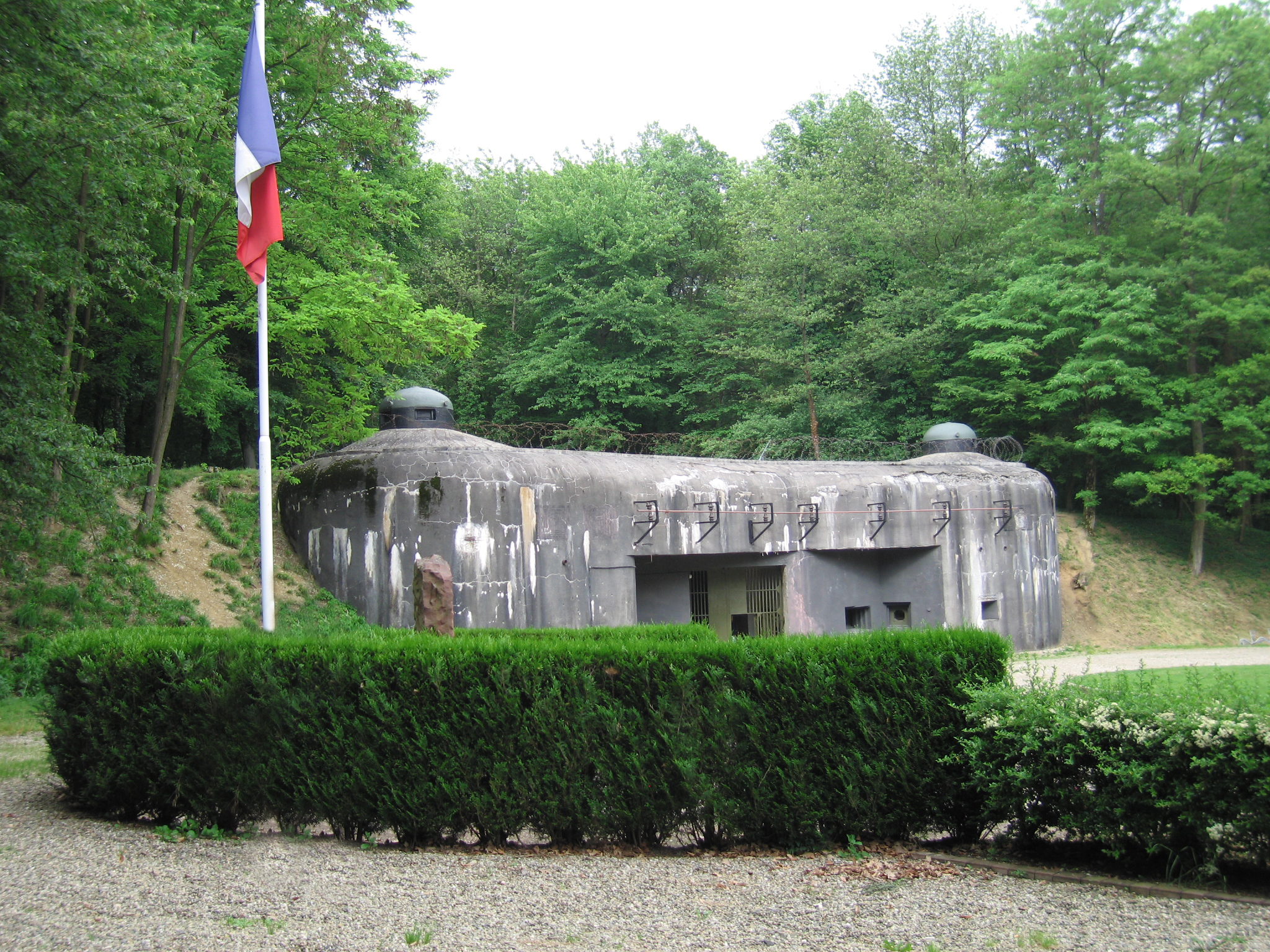
La entrada de municiones a Ouvrage Schoenenbourg a lo largo de la Línea Maginot en Alsacia.

En mayo de 1940, las fuerzas alemanas invadieron Bélgica, Luxemburgo, los Países Bajos y partes de Francia. En el Fall Gelb o Plan Amarillo, las unidades alemanas avanzaron a través de las Ardenas, cruzaron el río Mosa y llegaron al valle del Somme, rodeando a las fuerzas aliadas. Después de la evacuación de Dunkerque, Alemania comenzó el Fall Rot o Plan Rojo el 5 de junio, derrotando a las fuerzas aliadas en el Somme y el Aisne. Italia entró en guerra el 10 de junio y comenzó su invasión de Francia. Las tropas alemanas atravesaron la Línea Maginot y ocuparon París el 14 de junio. Tras la caída del gobierno francés, se firmó el armisticio en Compiègne el 22 de junio de 1940, y comenzó la ocupación alemana del norte y oeste de Francia. 

##### Línea Maginot
Durante la década de 1930, Francia construyó la Línea Maginot, un sistema de fortificaciones a lo largo de su frontera con Alemania. Su objetivo era ahorrar tropas y disuadir una invasión directa, forzando a Alemania a atacar a través de Bélgica, donde las mejores divisiones francesas estarían listas para defender. Se esperaba así evitar la devastación sufrida en la Primera Guerra Mundial.  El tramo principal de la línea se extendía desde Suiza hasta Longwy, mientras que al norte se confiaba en que las Ardenas, una región montañosa y boscosa, sirviera de barrera natural. Altos mandos franceses como Philippe Pétain y Maurice Gamelin consideraban que las Ardenas eran difíciles de atravesar y que cualquier fuerza enemiga podría ser contenida. Ejercicios militares realizados en 1938 reforzaron esta percepción, al estimar que el terreno, junto con el obstáculo del río Mosa, ofrecería tiempo suficiente para organizar una defensa efectiva ante un posible ataque. 
La línea podría haber cumplido con eficacia alguno de sus objetivos, especialmente reducir el número de tropas para guarecer la frontera, de haber prolongado su construcción hasta la zona boscosa de las Ardenas, desde donde conectarse con el sistema de fortificaciones belga, en particular el Fuerte Eben-Emael que en cualquier caso fue rápidamente conquistado por fuerzas aerotransportadas alemanas. 

Mapa que muestra las instalaciones de la línea Schuster.

##### Invasión alemana de Luxemburgo (10 de mayo de 1940)

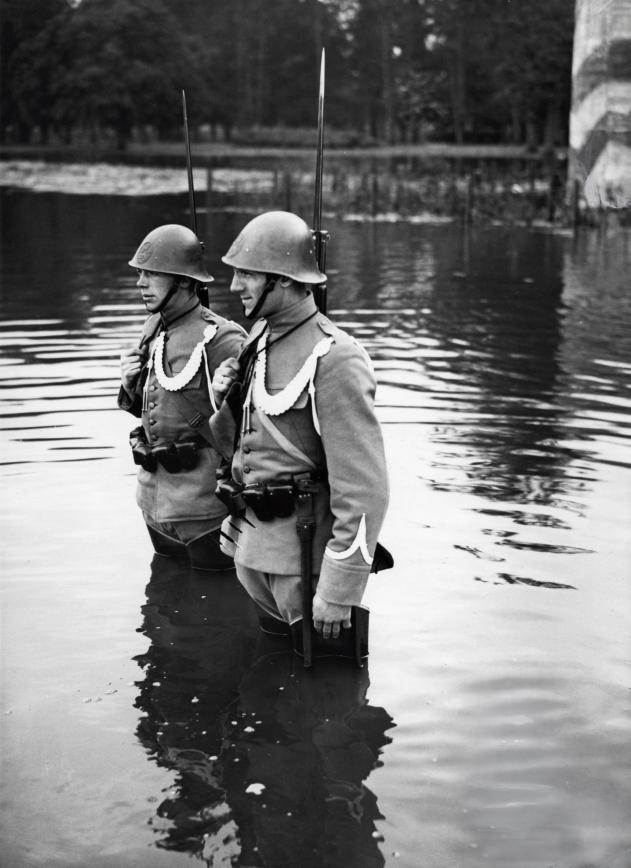
Soldados neerlandeses en guardia, noviembre de 1939.

Cuando Alemania invadió Polonia el 1 de septiembre de 1939, ese mismo día, para reforzar su neutralidad, Radio Luxemburgo suspendió sus transmisiones normales, limitándose a breves anuncios oficiales. Sin embargo, emisoras alemanas comenzaron a hacerse pasar por Radio Luxemburgo, transmitiendo propaganda. A finales de septiembre, el gobierno luxemburgués decidió cesar por completo las transmisiones. 
Conforme avanzaba la invasión de Polonia, la tensión aumentó en Luxemburgo. En septiembre, se reforzó el cuerpo militar con una unidad auxiliar, y en la primavera de 1940, se construyeron fortificaciones llamadas la Línea Schuster en las fronteras con Alemania y Francia. Esta defensa improvisada consistía en barricadas de hormigón y hierro, diseñadas con ayuda técnica francesa, ya que Luxemburgo carecía de unidades especializadas en fortificación. Además, se instalaron puestos de vigilancia y radio a lo largo de la frontera alemana para monitorear cualquier movimiento hostil. 
El gobierno, liderado por la Gran Duquesa Carlota de Luxemburgo, preparó un plan de evacuación en caso de invasión, aprendiendo de la mala imagen que había dejado la pasividad de su hermana, la Gran Duquesa María Adelaida de Luxemburgo, durante la ocupación alemana en la Primera Guerra Mundial. Como precaución, trasladaron las reservas de oro a Bélgica y aseguraron fondos en las legaciones diplomáticas en Bruselas y París. Incluso se dejó preparada una solicitud formal de ayuda militar a Francia. 

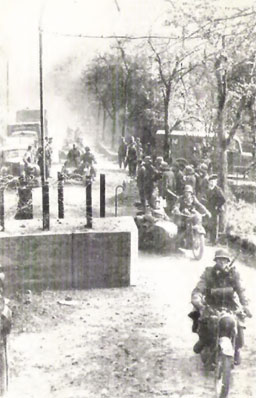
Las tropas motorizadas alemanas cruzan la frontera de Luxemburgo el 10 de mayo de 1940 a través de la línea Schuster

El 8 de mayo de 1940, el gobierno del Gran Ducado de Luxemburgo ordenó cerrar las puertas de la Línea Schuster a las 11:00 p. m., manteniéndolas cerradas hasta las 6:00 a. m. del día siguiente, como medida de seguridad ante la creciente tensión en Europa. Durante esa jornada, aunque se redujo la actividad militar alemana cerca de la frontera, no se observaron movimientos de tanques ni ametralladoras.
El 9 de mayo por la tarde, un oficial de inteligencia francés en Clervaux, el capitán Fernand Archen, avistó tropas alemanas preparando puentes de pontones sobre el río Sûre, lo que evidenciaba un inminente ataque. Sin lograr contactar a su superior, el capitán Archen, informó directamente a sus mandos en Longwy. Ese mismo día, un jardinero alemán en Luxemburgo, miembro de la quinta columna alemana, advirtió a su empleador sobre la inminente invasión, información que fue transmitida a las autoridades luxemburgueses. 
Ante la amenaza, Luxemburgo puso en alerta a su Gendarmería, movilizó patrullas, intentó arrestar quintacolumnistas y reforzó la defensa de edificios públicos. Sin embargo, los esfuerzos de comunicación fracasaron, los simpatizantes alemanes habían cortado los cables telefónicos y saboteado las estaciones de radio.
Hacia las 03:15 a. m. del 10 de mayo, tras confirmarse el movimiento de tropas alemanas, el gobierno ordenó cerrar todas las puertas de acero en la frontera. A las 03:30 a. m., se liberaron a pilotos franceses internados y desertores alemanes, mientras la familia real se trasladaba a la ciudad de Luxemburgo para planear su evacuación. Poco después, aviones alemanes comenzaron a sobrevolar el territorio en dirección a Bélgica. 
La invasión formal inició a las 04:00 a. m. del 10 de mayo de 1940, cuando las divisiones panzer alemanas, bajo el mando del general Heinz Guderian, cruzaron la frontera en varios puntos. Utilizando rampas improvisadas, lograron superar las defensas luxemburguesas de la Línea Schuster con muy poca resistencia, ya que el ejército luxemburgués era pequeño y en gran parte se mantuvo en los cuarteles. Solo gendarmes y soldados voluntarios defendían los puentes y pasos fronterizos, pero fueron rápidamente superados. El capitán Archen intentó advertir repetidamente a sus superiores franceses, aunque sus informes no lograron alertar oportunamente al 3.º Ejército francés en Metz. La 3.ª División de Caballería Ligera francesa fue enviada tarde, cuando la invasión ya estaba en curso. 
Ante el avance alemán, el primer ministro Pierre Dupong, el canciller Joseph Bech y otros miembros del gobierno evacuaron la capital hacia Esch, aunque encontraron bloqueos alemanes en el camino. También fueron detenidos los embajadores de Francia y Bélgica, y otros funcionarios de alto rango. 
La gran duquesa Carlota, junto con su familia, también evacuó en la mañana, cruzando hacia Francia alrededor de las 07:45 a. m. Su hijo, el heredero Juan, y otros miembros de la familia real, esperaban noticias para confirmar que la invasión se había materializado. Finalmente, tanto el gobierno como la familia ducal lograron reunirse en Longwy, Francia, mientras la ciudad de Luxemburgo quedaba totalmente rodeada por las fuerzas alemanas. 

##### Invasión alemana de Países Bajos (10-17 de mayo de 1940)
Los Países Bajos sabían que no podrían ganar una guerra contra Alemania, por lo que prefirieron mantenerse neutrales en lugar de fortalecer seriamente su defensa, a pesar de contar con una población joven y cierta capacidad industrial. Cuando estalló la guerra, el ejército neerlandés era muy débil: apenas tenían tanques, su armamento era de antes de la Primera Guerra Mundial, y apenas lograron formar ocho divisiones frente a las veintidós de Bélgica. Intentaron rearmarse en 1939, pero Reino Unido y Francia se negaron a venderles armas como represalia por su neutralidad, y Alemania obviamente tampoco lo hizo; además, no recurrieron a la Unión Soviética porque no reconocían su gobierno. 
Las defensas neerlandesas estaban basadas en estructuras anticuadas como la Línea de Agua, un sistema de inundación creado en el siglo XVII, y la improvisada Línea Grebbe, pero ambas eran insuficientes ante el poderío militar contemporáneo. Aunque los neerlandeses reforzaron La Haya y Róterdam ante posibles ataques de paracaidistas tras la caída de Noruega y Dinamarca, estas medidas resultaron ineficaces. 
Alemania inicialmente quería usar solo parte de los Países Bajos para invadir Bélgica y Francia, pero por presión de Hermann Goering decidió conquistarlo todo para usar sus bases aéreas. Asignaron tropas inexpertas apoyadas por fuerzas SS y paracaidistas, cuyo objetivo era capturar a la reina Guillermina de los Países Bajos y al gobierno neerlandés. 

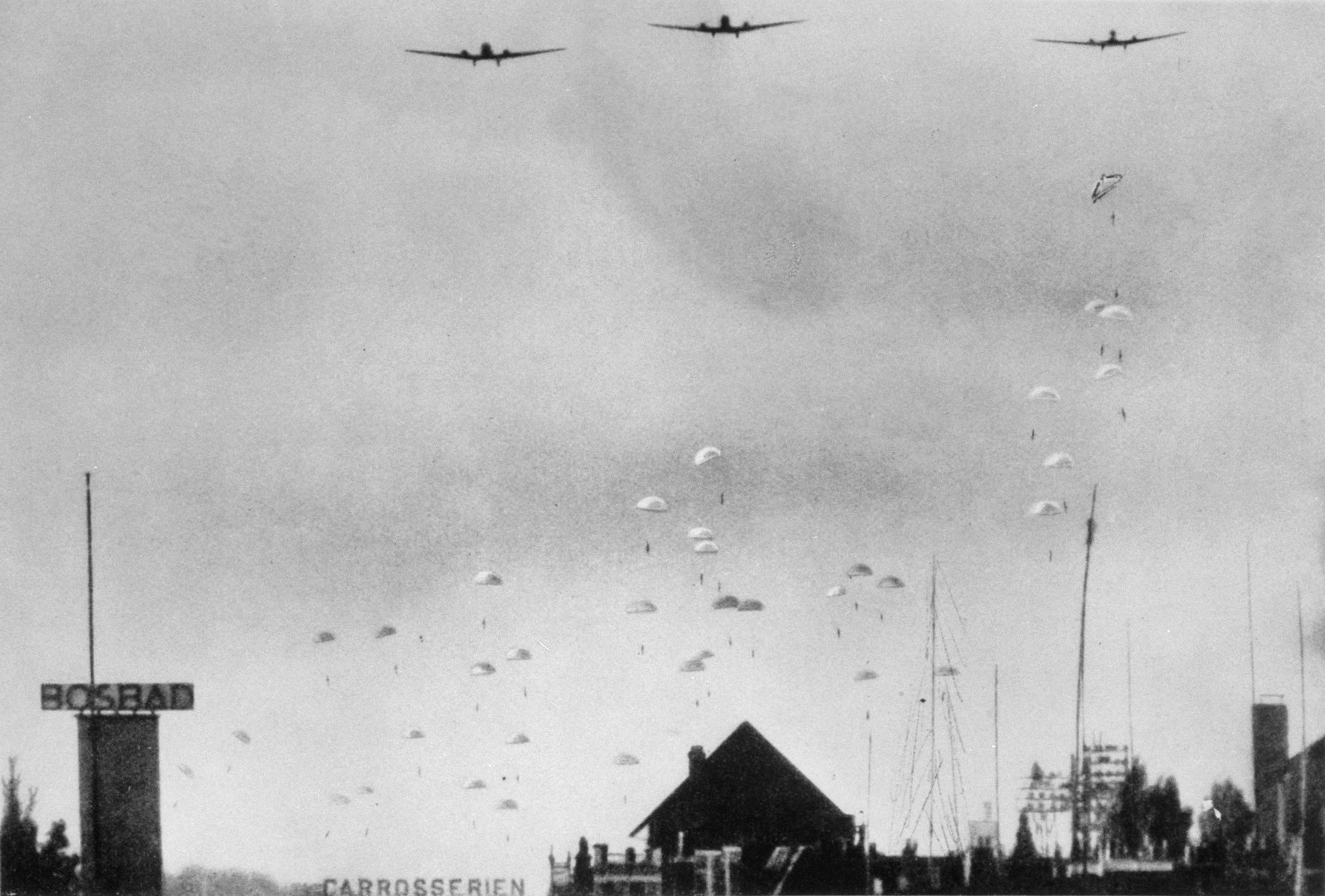
Tropas alemanas saltando sobre los Países Bajos el 10 de mayo de 1940.

La madrugada del 10 de mayo de 1940, los Países Bajos fueron sorprendidos por un ataque alemán sin previa declaración de guerra, como parte del Plan Amarillo ("Fall Gelb"), que también implicaba la invasión de Bélgica, Francia y Luxemburgo. La Luftwaffe primero cruzó el espacio aéreo neerlandés fingiendo dirigirse al Reino Unido, pero luego giró para atacar por sorpresa aeródromos neerlandeses, destruyendo gran parte de su aviación en tierra. A continuación, tropas paracaidistas alemanas desembarcaron en puntos estratégicos, pero enfrentaron resistencia. Aunque lograron ocupar temporalmente aeródromos como Ypenburg y Valkenburg, fueron repelidos rápidamente por tropas neerlandesas apoyadas por artillería. El intento de capturar La Haya fracasó. 

En Róterdam, sin embargo, los alemanes tuvieron más éxito: tomaron el aeródromo de Waalhaven y el importante puente de Willems sobre el río Nuevo Mosa. Desde allí, avanzaron para enlazar con otras unidades que capturaban puentes estratégicos, aunque en lugares como Dordrecht y Moerdijk la resistencia neerlandesa fue mayor. Durante estos combates se registraron crímenes de guerra, como la ejecución de oficiales neerlandeses. En paralelo, comandos alemanes disfrazados de policías militares intentaron tomar intactos los puentes sobre los ríos Ijssel y Mosa, aunque la mayoría de estos intentos fueron frustrados mediante la voladura de los puentes. Uno de los pocos éxitos fue el cruce en Gennep, que permitió infiltrar un batallón de infantería tras las líneas defensivas neerlandesas. 

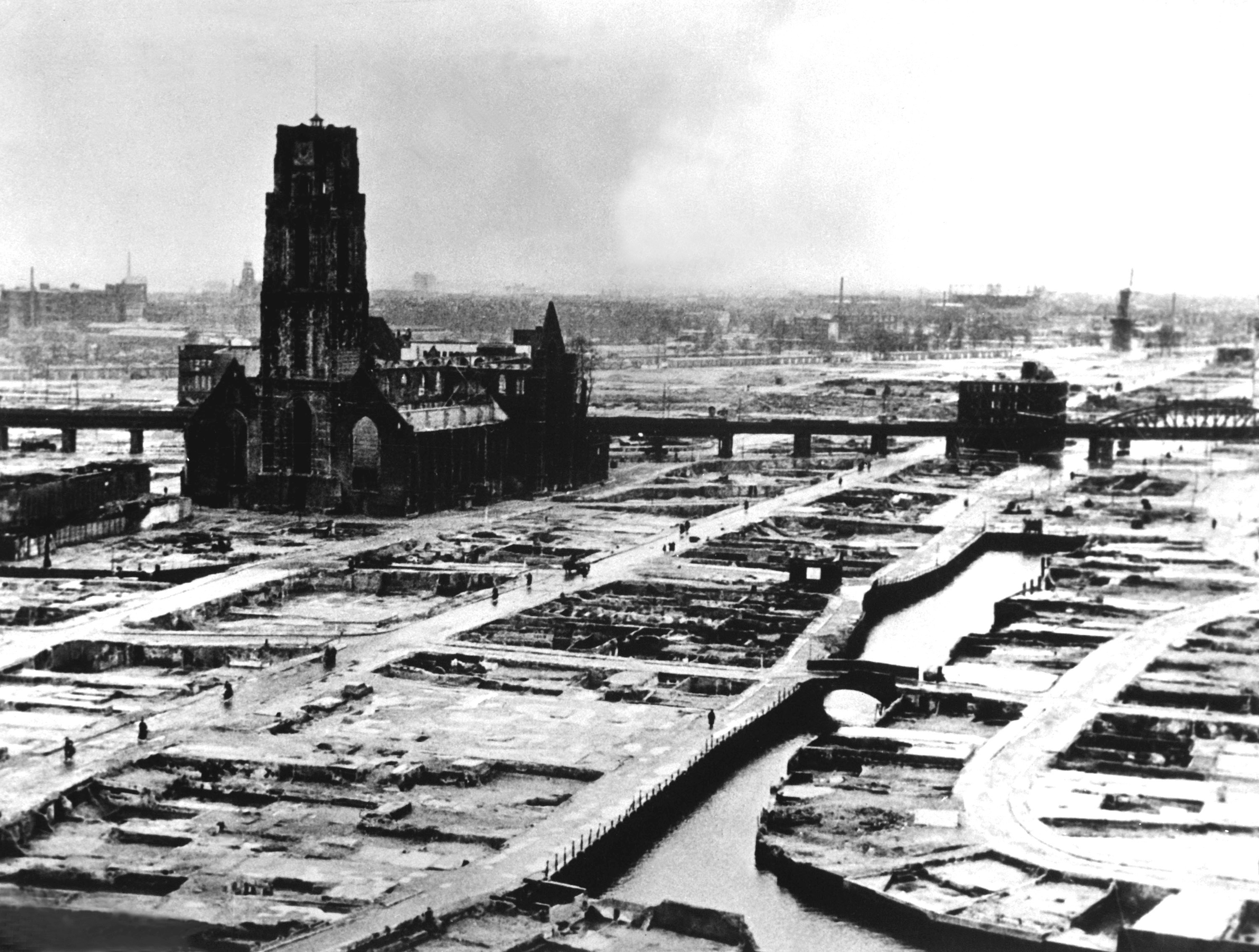
La ciudad neerlandesa de Róterdam destruida tras el bombardeo alemán (1940)

El ejército neerlandés movilizó su única reserva móvil, la División Ligera, para intentar contraatacar en la isla de IJsselmonde, pero no lograron avanzar debido a la falta de preparación y a la rápida consolidación alemana. Al anochecer del 10 de mayo, tropas francesas de la 1.ª División Mecanizada Ligera comenzaron a llegar para intentar reforzar la situación neerlandesa. 
Para el día 11, las fuerzas alemanas ya habían alcanzado la "Línea Grebbe". Tras un bombardeo de artillería, la SS "Der Führer" lanzó un ataque que, pese a la resistencia neerlandesa, logró capturar las posiciones hacia la noche. Un contraataque neerlandés fracasó por falta de coordinación y fuego amigo. En Brabante Septentrional, los neerlandeses se retiraron al canal Zuid-Willemsvaart, pero la nueva posición era desventajosa y vulnerable. Al final del 11 de mayo, las tropas alemanas ya habían cruzado el canal, debilitando aún más la defensa neerlandesa. El proyectado contraataque neerlandés usando la División Ligera también fracasó, los paracaidistas alemanes habían fortificado el puente del río Noord y resistieron los intentos de cruce. 
Durante los primeros días de la invasión alemana en mayo de 1940, el optimismo neerlandés prevaleció debido a la falta de información y a la esperanza de recibir ayuda británica y francesa, que nunca llegó. Aunque hubo algunos éxitos defensivos, como la resistencia en Kornwerderzand, los alemanes avanzaron rápidamente. 
El 14 de mayo, tras un ultimátum, la ciudad de Róterdam fue bombardeada, causando cerca de 900 muertos y grandes daños. Ante nuevas amenazas de bombardeos en otras ciudades, el general Winkelman decidió rendirse para evitar más muertes civiles, salvo en Zelanda, donde la lucha continuó brevemente para facilitar la retirada de tropas aliadas. Finalmente, tras fuertes bombardeos, Zelanda cayó el 17 de mayo. 

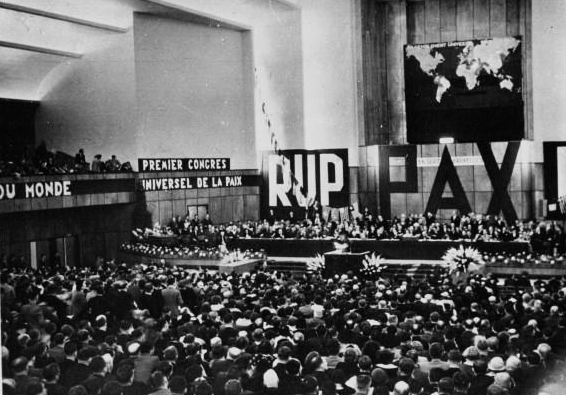
Mitin pacifista en Heysel, cerca de Bruselas, en 1936.

##### Invasión alemana de Bélgica (10–28 de mayo de 1940)
Bélgica desconfiaba de Francia y prefería una alianza con el Reino Unido, pero ante la falta de compromiso británico y la escasa oposición a la remilitarización alemana en Renania, decidió retirarse de la Alianza Occidental. En 1936, el rey Leopoldo III de Bélgica proclamó la neutralidad del país, lo que complicó la cooperación con Francia y debilitó la preparación defensiva aliada en la frontera oriental.
Pese a su neutralidad oficial, Bélgica compartió de manera encubierta información militar con Francia y permitió que los aliados desarrollaran el Plan Dyle, el cual proponía avanzar hasta el río Dyle en caso de un ataque alemán. Esta estrategia, aunque buscaba proteger Bélgica y reforzar a los belgas, dejaba gran parte del este del país vulnerable y generaba riesgos de maniobras de flanqueo. Francia y el Reino Unido, limitados en su capacidad militar, aceptaron el plan como la mejor opción ante el avance alemán. Militarmente, Bélgica fortificó sus fronteras orientales, construyendo nuevas defensas como el fuerte Eben-Emael y reforzando unidades como los Chasseurs Ardennais. 

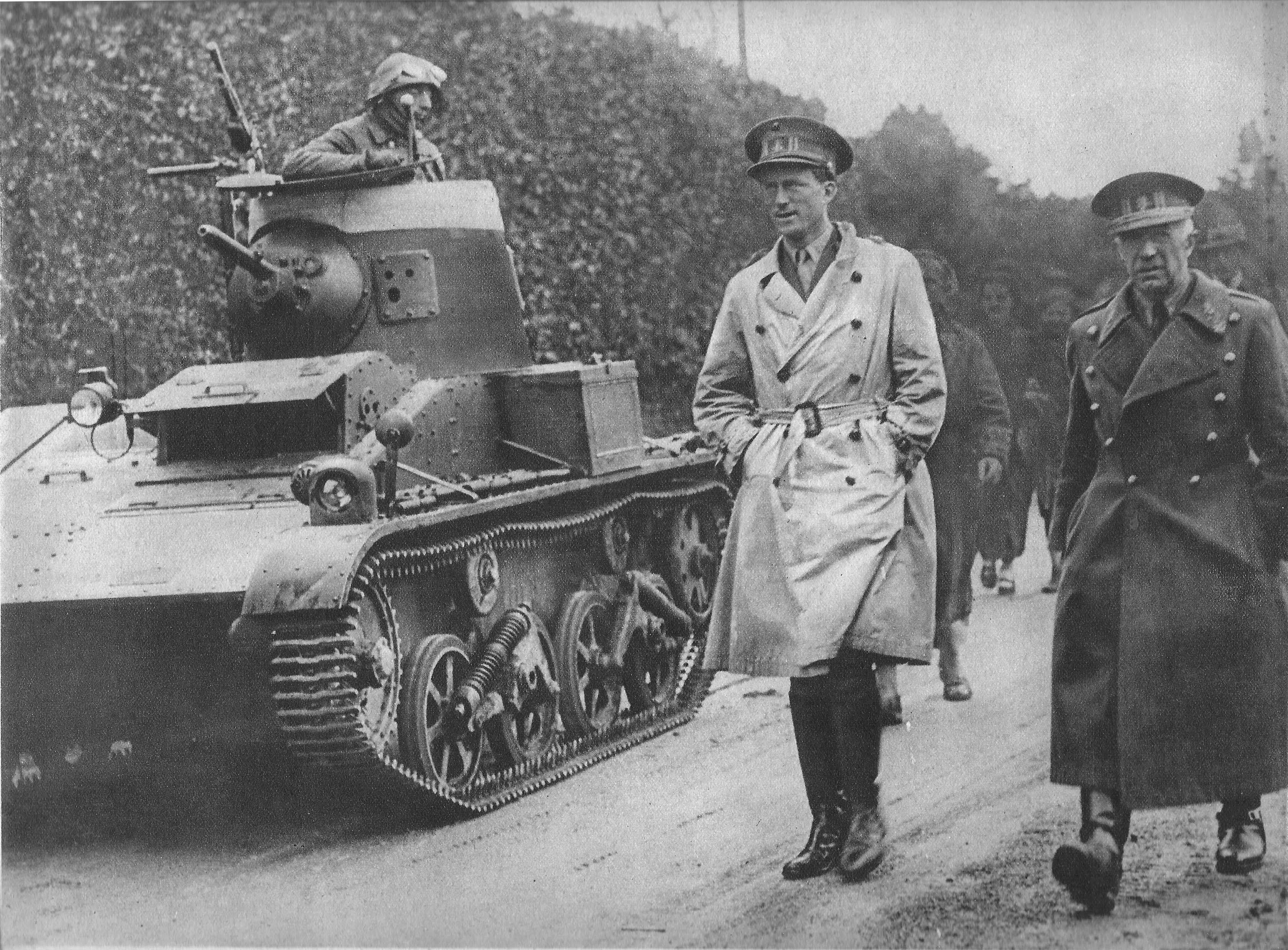
Leopoldo III pasando revista a las tropas belgas a inicios de 1940.

El 10 de mayo de 1940, las fuerzas alemanas lanzaron su ofensiva contra Bélgica. Aunque contaban con abrumadora superioridad numérica (casi 1000 aviones utilizables contra apenas 179 belgas), los resultados fueron mixtos. Simultáneamente, las tropas aerotransportadas alemanas llevaron a cabo una operación audaz para capturar el estratégico fuerte Eben-Emael, clave para abrir el camino hacia el interior de Bélgica. Usando planeadores, explosivos especiales y lanzallamas, los Fallschirmjäger lograron neutralizar el fuerte en apenas 24 horas. Esto permitió que las divisiones alemanas cruzaran el canal Alberto antes de la llegada de refuerzos británicos. En otros puntos, como en Luxemburgo, pequeñas fuerzas alemanas capturaron rutas estratégicas usando aviones ligeros, asegurando así las comunicaciones esenciales para el avance alemán.
En el sur de Bélgica, se ejecutó la Operación Niwi, en la que tropas alemanas aterrizaron en pequeños aviones Fieseler Fi 156 para despejar el camino de las divisiones Panzer que avanzaban por las Ardenas. Aunque esta operación terminó entorpeciendo parte del avance alemán por bloquear caminos claves, cumplió su objetivo de cortar comunicaciones belgas, desorganizando aún más la defensa. La confusión resultante contribuyó a que los alemanes pudieran penetrar profundamente en territorio belga, a pesar de la resistencia de unidades belgas. Para los belgas, la jornada del 10 de mayo cerró con una clara desventaja militar, que se agravaría en los días siguientes.

###### Batalla de Hannut (12–14 de mayo de 1940)
El 12 de mayo, la 4.ª División Panzer, bajo el mando del general Hoepner, avanzó hacia el objetivo de Hannut en Bélgica. A pesar de la falta de combustible y el apoyo insuficiente de artillería, lograron destruir siete tanques franceses sin pérdidas. Sin embargo, las unidades aéreas aliadas, como la RAF y el Ejército del Aire, lanzaron ataques que dificultaron la misión. Mientras tanto, las fuerzas francesas, lideradas por el general Georges, se concentraron en defender la zona de Sedán, lo que limitó su capacidad para enfrentar a los alemanes. La 4.ª División Panzer encontró resistencia en Hannut, enfrentándose a tanques franceses que se reagruparon y contraatacaron. 
En paralelo, las fuerzas alemanas avanzaron hacia otras posiciones, como Thisnes y Perwez, enfrentándose a la resistencia de la artillería y los tanques franceses. A medida que los franceses se replegaban, los alemanes continuaron con su ofensiva, aunque con dificultades debido a la falta de coordinación en algunos puntos y los contraataques franceses. 
El 13 de mayo, la lucha continuó con ataques alemanes hacia el río Mosa y la zona de Gembloux. La Luftwaffe realizó bombardeos para debilitar las defensas francesas, pero las fuerzas alemanas encontraron más resistencia en la línea Merdorp-Crehen. A pesar de los esfuerzos alemanes, los franceses, aunque desorganizados, lograron mantener algunas posiciones clave, mientras que los alemanes, después de una serie de enfrentamientos, comenzaron a concentrarse en un asalto más fuerte al oeste de Hannut. La falta de concentración de las fuerzas francesas y la continua presión alemana llevó a los franceses a ceder terreno. 

###### Batalla de Sedán (12 de mayo de 1940)
El general alemán Heinz Guderian enfrentaba un problema crítico en su plan para atravesar Sedán en 1940, carecía de suficiente apoyo de artillería pesada, ya que muchas baterías estaban atascadas en el tráfico de las Ardenas. Solo podía contar con la artillería ligera de sus divisiones Panzer y, sobre todo, con el apoyo aéreo de la Luftwaffe. El plan inicial de la Luftflotte 3, bajo Hugo Sperrle, era realizar un bombardeo corto y concentrado de 20 minutos antes del cruce del Mosa. Sin embargo, el II. Fliegerkorps, en colaboración con Guderian, desarrolló una estrategia diferente, un bombardeo continuo en pequeñas oleadas para eliminar la artillería francesa, minar la moral enemiga y atacar con mayor precisión. 

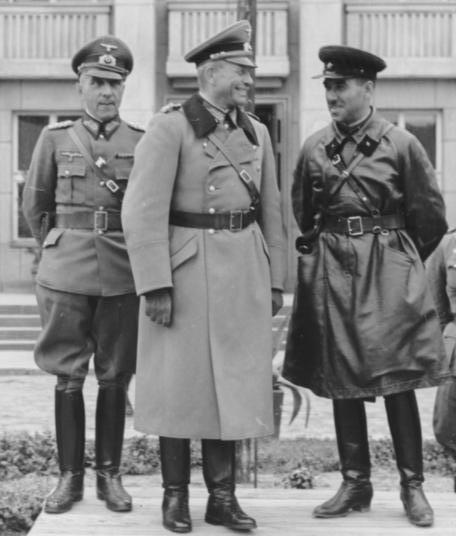
Guderian (en el centro) junto al mayor general soviético Semión Krivoshéin (a su izquierda) en el desfile militar conjunto en Brest (Bielorrusia) el 22 de septiembre de 1939.

El 12 de mayo, las fuerzas de Guderian ocuparon Sedán sin encontrar resistencia significativa. El siguiente objetivo era cruzar el Mosa y abrirse paso hacia el Canal de la Mancha, en lugar de consolidar posiciones defensivas o dirigirse a París. Para el cruce, Guderian desplegó sus tres divisiones Panzer en diferentes puntos del río, enfocando el esfuerzo principal en Gaulier. Dado que su artillería era insuficiente (141 piezas contra 174 francesas, sin contar refuerzos enemigos), el éxito dependía por completo del bombardeo aéreo de la Luftwaffe, que debía actuar como una "artillería volante". 
El 13 de mayo, la Luftwaffe llevó a cabo uno de los bombardeos aéreos más intensos hasta ese momento en la historia, con más de 3.900 salidas de bombarderos y Stukas, que atacaron las fortificaciones francesas en las alturas de Marfee. Aunque los búnkeres no fueron físicamente destruidos y las bajas francesas directas fueron bajas (solo 56 muertos), el efecto psicológico fue devastador. Las telecomunicaciones fueron cortadas y los soldados franceses quedaron desmoralizados. Esto provocó el llamado "pánico de Bulson", un éxodo desordenado de tropas francesas que abandonaron sus posiciones tras falsos informes de avance de tanques alemanes. 
Aunque la artillería alemana estuvo casi ausente, la presión aérea permitió que el ataque terrestre comenzara. La 1.ª División Panzer, apoyada por el Regimiento Großdeutschland y los ingenieros de asalto, intentó cruzar en Gaulier, pero encontró que los búnkeres enemigos aún estaban operativos. Fue necesario traer un cañón antiaéreo FlaK 88 para destruir uno de los búnkeres críticos, pero a pesar del éxito parcial, los primeros intentos de cruce fueron rechazados debido al fuego enemigo. 
El general Huntziger, al mando del Segundo Ejército francés, confiaba en que las reservas estabilizarían el frente tras la caída de Sedán, aunque los alemanes habían cruzado el Mosa. Los franceses disponían de una fuerza blindada superior en armamento y blindaje, pero sufrían desventajas como baja autonomía y lentitud. 
A pesar de la vulnerabilidad alemana entre el 13 y 14 de mayo, los franceses desperdiciaron la oportunidad de contraatacar debido a la confusión, pánico, inteligencia errónea y retrasos en la toma de decisiones. 

###### Carrera hacía la cresta de Bulson (12 de mayo de 1940)
El 13 de mayo de 1940, comenzó la carrera hacía la cresta de Bulson cuando los franceses intentaron recuperar el terreno elevado dejado libre el día anterior, con el objetivo de destruir las cabezas de puente alemanas. Sin embargo, el ataque se vio afectado por las fuerzas del flanco derecho que no llegaron a tiempo y la unidad de vanguardia francesa que tardó 17 horas en alcanzar la cresta, solo para descubrir que los alemanes, gracias a su rmejor comunicación, se les habían adelantado por minutos. 
El comandante francés Lafontaine perdió tiempo al esperar órdenes superiores y al dedicar horas a tareas de reconocimiento e intentos de reorganizar tropas en retirada, en contraste con el enfoque más flexible y eficiente de mando alemán. Aunque Lafontaine tenía desde la noche anterior un plan para derrotar a los alemanes, su inacción permitió que los alemanes consolidaran sus posiciones. 

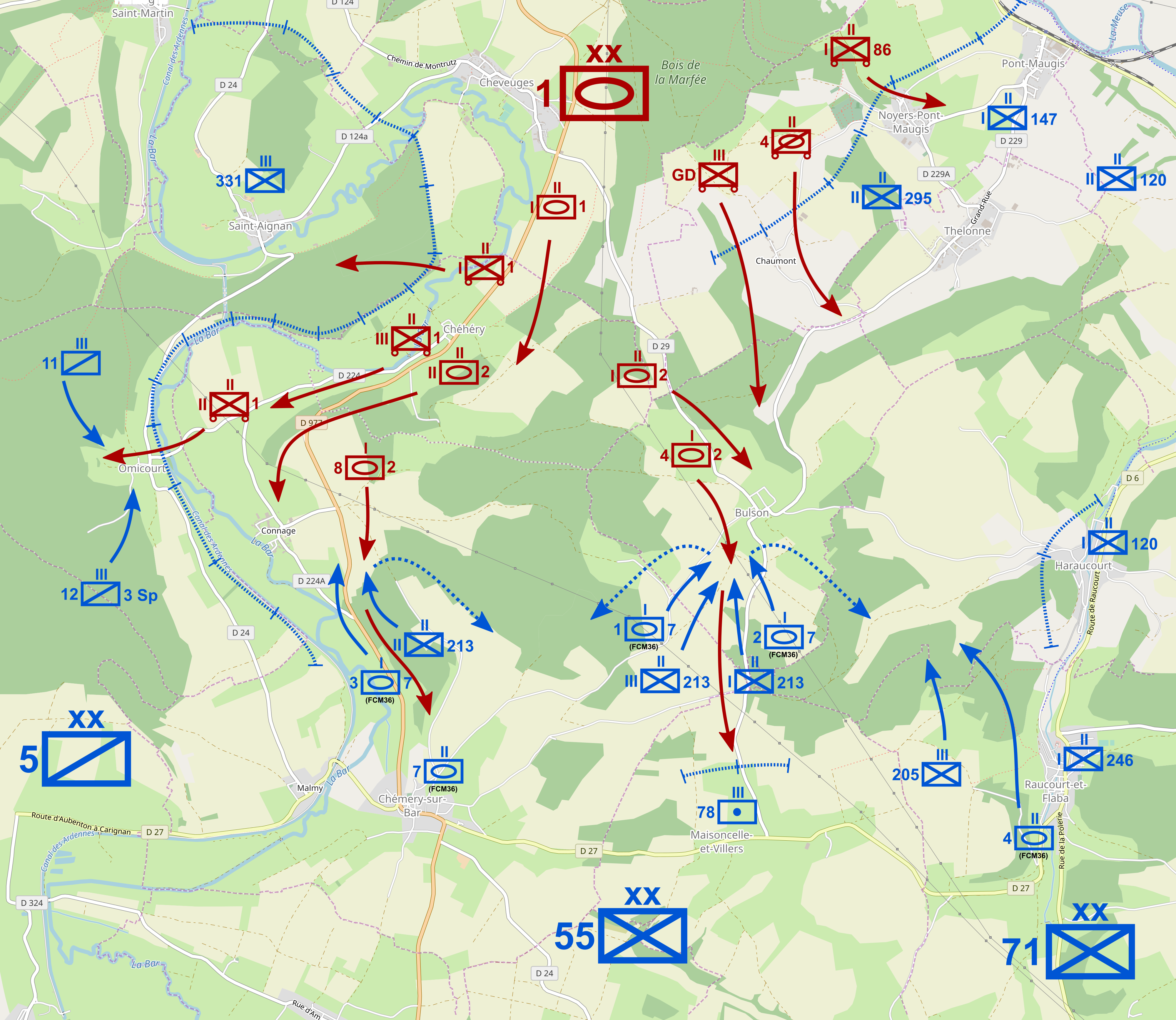
Mapa de las batallas de tanques en Bulson el 14 de mayo

###### Batalla de Bulson (13-14 de mayo de 1940)
Durante los primeros combates en Bulson, en paralelo a la batalla de Hannut, los tanques franceses demostraron ser superiores en blindaje frente a los Panzer alemanes, resistiendo los proyectiles de 37 mm de los PaK 36 y Panzer III. A pesar de las pérdidas sufridas, la movilidad, velocidad y superior comunicación radial de los tanques alemanes les permitieron maniobrar mejor y atacar los puntos débiles de los blindados franceses, principalmente por la retaguardia. 
La artillería francesa, oculta en el terreno boscoso, causó grandes daños, llegando a aniquilar por completo a una compañía panzer que cruzó el río Mosa. Sin embargo, el rápido apoyo de otras unidades alemanas, como la 2.ª Compañía Panzer y el Regimiento de Infantería Großdeutschland, permitió estabilizar la situación. 
Mientras tanto, en el ala izquierda, los franceses intentaron flanquear a los alemanes, pero fueron repelidos tras la llegada de refuerzos panzer e ingenieros de asalto. A las 10:45, los franceses, superados en fuerza y organización, se retiraron. La artillería pesada alemana, junto a los Panzer III y IV, terminó de devastar las posiciones enemigas, dejando solo 10 tanques franceses operativos. Al mediodía, la 1.ª División Panzer celebró un improvisado desfile en Chemery, aunque fue brevemente interrumpido por un bombardeo accidental de su propia Luftwaffe. 

###### Batalla de Stonne (13-17 de mayo de 1940)
Después de la victoria alemana en Sedán y Bulson, el Alto Mando alemán quiso detener el avance hasta que las divisiones de infantería alcanzaran a las divisiones Panzer. Guderian consideró que esto era un grave error que permitiría a los franceses reorganizarse, así que, desobedeciendo órdenes superiores, decidió avanzar hacia el Canal de la Mancha. Dejó la 10.ª División Panzer y el Regimiento Großdeutschland defendiendo Sedán, mientras la 1.ª y la 2.ª Divisiones Panzer atacaban velozmente la retaguardia francesa.

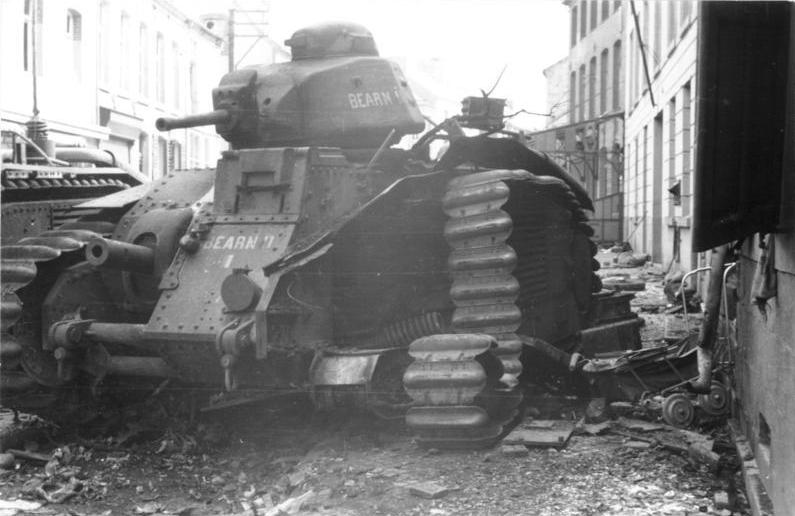
Char B1 bis francés destruido.

Aunque las cabezas de puente de Sedán aún eran vulnerables y los franceses agrupaban fuerzas al sur, Guderian optó por una defensa ofensiva. Así, derrotaron a fuerzas francesas cerca de Chémery-sur-Bar.
Como parte de una maniobra de distracción, Guderian simuló simular un ataque hacia el sur contra la Línea Maginot, atacando en Stonne con el Großdeutschland y la 10.ª Panzer. Allí estalló una brutal batalla del 15 al 17 de mayo. Los alemanes se enfrentaron al tanque francés Char B1-Bis, casi invulnerable a su armamento, y sufrieron fuertes pérdidas. La ciudad de Stonne, crucial por su posición elevada sobre Sedán, cambió de manos 17 veces en dos días.
El 13 de mayo, unidades francesas intentaron recuperar Stonne, pero la lentitud de su infantería y el aislamiento de sus tanques los debilitó. A pesar de la defensa alemana estaba apoyada solo por unos cuantos cañones antitanque, lograron resistir y finalmente repeler los ataques gracias a refuerzos como el 69.º Regimiento de Infantería. El VI Cuerpo alemán llegó justo a tiempo para relevar a las agotadas tropas de Großdeutschland.
Tras intensos combates, y con grandes bajas en ambos bandos, los alemanes tomaron Stonne definitivamente el 17 de mayo a las 17:45, asegurando así su control sobre las cabezas de puente de Sedán y consolidando el avance hacia el Canal.

##### Batalla de Dunkerque (26 de mayo al 4 de junio de 1940)
El 24 de mayo de 1940, Adolf Hitler visitó el cuartel general de von Rundstedt en Charleville durante la campaña en Francia. Considerando que el terreno alrededor de Dunkerque no era ideal para el avance de los tanques, von Rundstedt recomendó que la infantería alemana atacara a las fuerzas británicas en Arrás, mientras las divisiones blindadas de Kleist contuvieran a los aliados en retirada alrededor de Dunkerque. Hitler, recordando las dificultades de las ciénagas de Flandes en la Primera Guerra Mundial, aceptó este planteamiento. En ese contexto, Hermann Göring, jefe de la Luftwaffe, pidió permiso para destruir a las fuerzas aliadas en Dunkerque mediante ataques aéreos. Esta decisión sería considerada por von Rundstedt como uno de los puntos de ruptura más importantes de toda la guerra. 

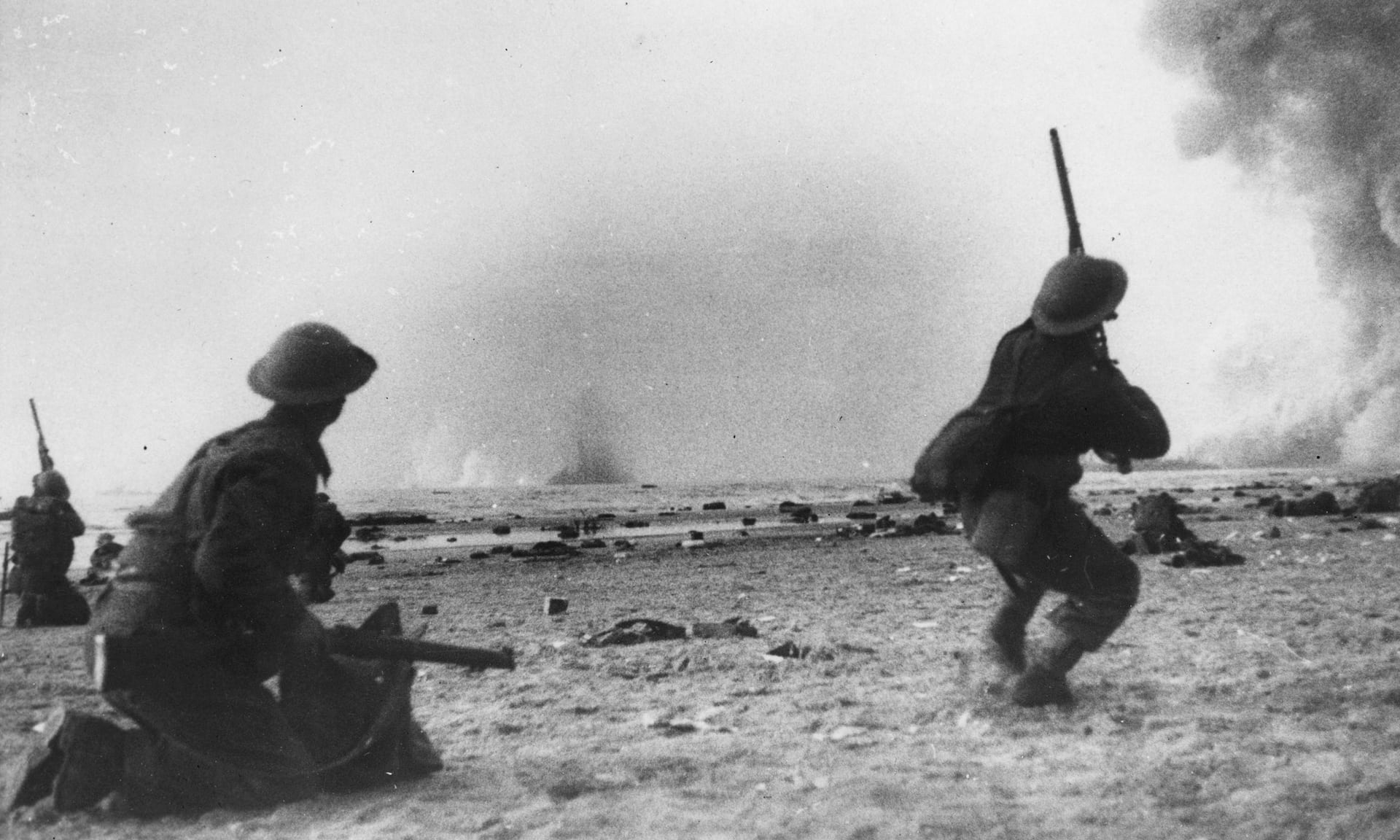
Soldados británicos disparan a un avión alemán. La aviación alemana ametralló y bombardeó a las tropas que esperaban transporte en las playas.

Todavía hoy se debate por qué Hitler detuvo el avance de los tanques. Una teoría sostiene que tanto Hitler como von Rundstedt querían reservar los blindados para el Plan Rojo (Fall Rot), una ofensiva prevista hacia el sur contra Francia. Otra posibilidad sugiere que Hitler quiso dar protagonismo a la Luftwaffe, dado su vínculo cercano al Partido Nazi. Hay incluso la hipótesis, aunque poco aceptada, de que Hitler esperaba alcanzar una paz negociada con Inglaterra y, por ello, no quiso destruir totalmente a su ejército expedicionario. Sin embargo, los documentos oficiales, como la Directiva n.º 13 del 24 de mayo, hablan explícitamente de aniquilar a las fuerzas británicas, francesas y belgas, sin mención a permitir su escape. El historiador Brian Bond y otros descartan la idea de una "misericordia" hacia los británicos. 
Mientras tanto, en Alemania reinaba la confianza en la victoria total: la prensa y los militares aseguraban que el ejército aliado cercado estaba condenado. Incluso Lord Gort, comandante británico, admitió en comunicación privada que una gran parte de sus tropas y equipos probablemente se perderían. Sin embargo, Hitler no revocó la orden de detener los tanques hasta la noche del 26 de mayo, ganando tres preciosos días para los Aliados. Durante ese tiempo, la Marina Real británica organizó la famosa operación de evacuación de Dunkerque, salvando a unos 338,000 hombres (215,000 británicos y 123,000 franceses, la mayoría evacuados en barcos británicos).

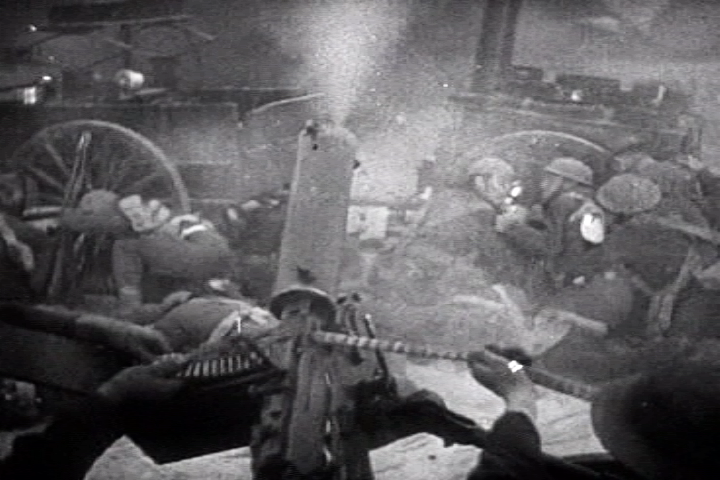
Nido de ametralladora británica en Dunkerque.

El 26 de mayo, Anthony Eden instruyó a Lord Gort para que preparara planes de evacuación en secreto, sin alertar a franceses ni belgas. Gort, previendo esta situación, ya había elaborado planes preliminares. El primer intento de defensa, a lo largo del canal de Lys, fracasó debido al avance alemán. A pesar de sufrir grandes pérdidas, varias divisiones británicas lograron retirarse por el corredor abierto, junto con parte del Primer Ejército Francés. En su retirada, los aliados destruyeron sus propios vehículos, artillería y suministros para no dejarlos en manos enemigas.
El 27 de mayo los británicos lucharon intensamente en el perímetro de Dunkerque. Ese mismo día ocurrió la masacre de Le Paradis, donde tropas de las SS Totenkopf ejecutaron a 97 prisioneros británicos y franceses tras su rendición. Paralelamente, la Luftwaffe bombardeaba sin descanso a las fuerzas aliadas, lanzando además octavillas que mostraban su precaria situación para incentivar la rendición.
En la Batalla de Wytschaete, el general Alan Brooke dirigió una defensa crítica en el canal Ypres-Comines. Tras feroces combates y dificultades de comunicación, los británicos lograron frenar temporalmente el avance alemán, especialmente mediante un contraataque liderado por la 1.ª División.
Mientras tanto, en Poperinge, la evacuación fue dificultada por embotellamientos y bombardeos aéreos alemanes que destruyeron gran parte de los vehículos británicos. A pesar de tener la oportunidad de destruir fuerzas británicas aisladas, la 6.ª Panzerdivision se desvió hacia Cassel, permitiendo la retirada de las divisiones restantes hacia Dunkerque. 

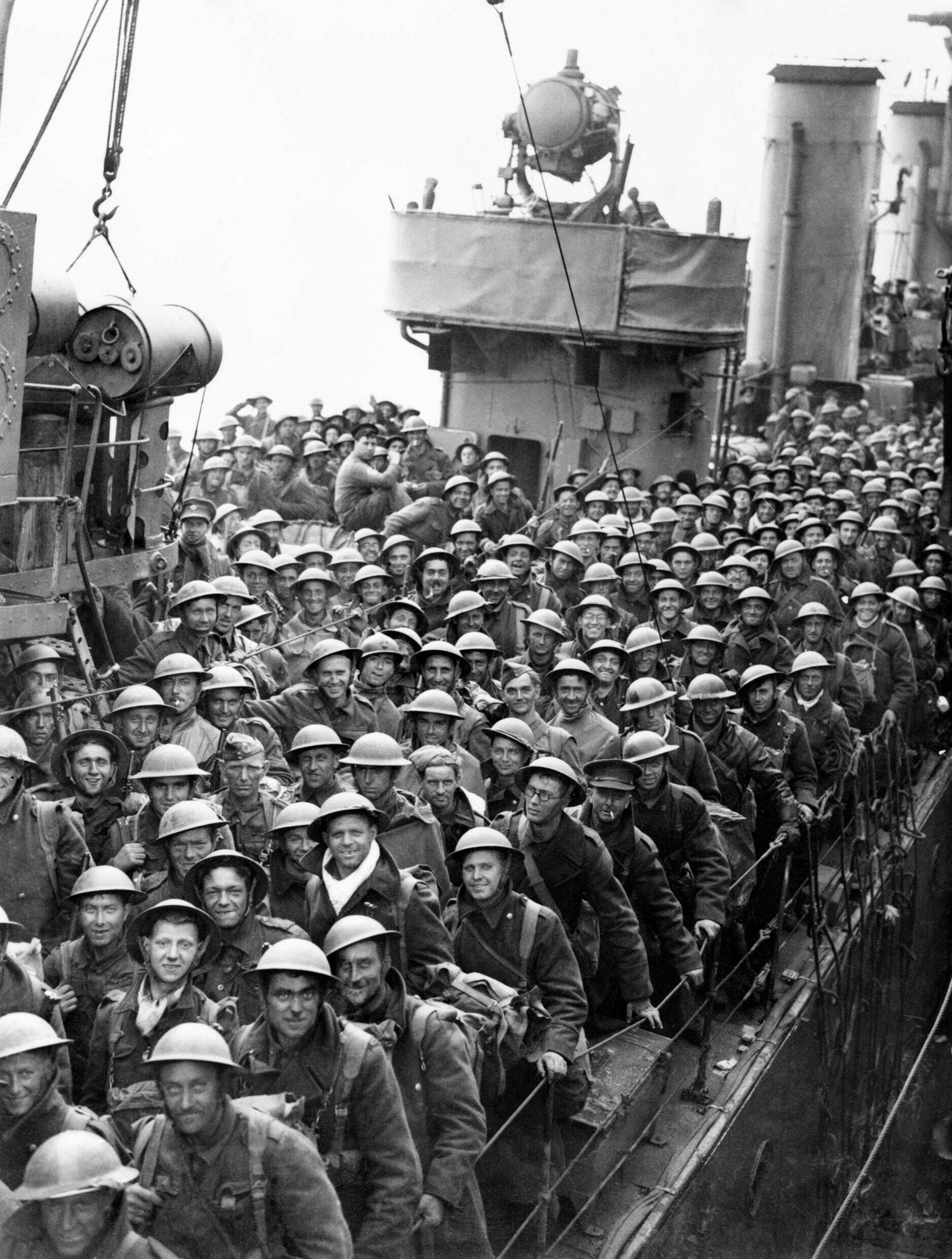
Soldados británicos a bordo de un destructor esperan tocar tierra en Dover.

###### Operación Dinamo (26 de mayo al 4 de junio de 1940)
El 20 de mayo de 1940, sin informar a los franceses, los británicos comenzaron a planear la Operación Dinamo, la evacuación de su Fuerza Expedicionaria (BEF), dirigida por el vicealmirante Bertram Ramsay desde Dover. Mientras se reunían barcos en el puerto, se enviaron los primeros hombres desde Dunkerque, aunque la evacuación fue desorganizada al principio debido a la escasez de alimentos y agua. 
El 22 de mayo, Churchill ordenó a la BEF atacar hacia el sur junto al Primer Ejército francés para reconectarse con el resto de fuerzas aliadas (el llamado Plan Weygand). Sin embargo, el 25 de mayo, el general Gort, viendo la situación insostenible, decidió retirarse junto a los franceses detrás del canal del Lys, que había sido inundado para frenar a los alemanes.
El 26 de mayo de 1940, el Reino Unido celebró un Día Nacional de Oración en todas sus iglesias y sinagogas, encabezado por el rey Jorge VI del Reino Unido y el arzobispo de Canterbury, ante la dramática situación de sus tropas en Dunkerque. Ese mismo día, Winston Churchill ordenó el inicio de la Operación Dinamo, diseñada para evacuar al menos 45.000 soldados británicos del puerto francés. Sin embargo, la evacuación inicial avanzó muy lentamente: sólo 25.000 hombres pudieron ser rescatados en esos primeros días. 
El 27 de mayo, durante el primer día completo de la operación, la evacuación se organizó con una flota limitada: un crucero, ocho destructores y veintiséis barcos más. Para acelerar el rescate, el Almirantazgo británico buscó pequeñas embarcaciones civiles para trasladar a los soldados desde las playas hasta barcos más grandes. Paralelamente, la Luftwaffe alemana lanzó devastadores bombardeos sobre Dunkerque, matando a unos mil civiles e incendiando la ciudad. Aunque la RAF desplegó 16 escuadrones para defender a las tropas, su trabajo no fue muy visible para los soldados en tierra, que, al no ver combates aéreos sobre sus cabezas, se sintieron desprotegidos y llegaron a resentirse contra los aviadores.
El 28 de mayo, el ejército belga se rindió. El 29 de mayo fue uno de los días más duros: más de 47.000 soldados fueron evacuados. Numerosos barcos británicos y franceses fueron hundidos o dañados por los ataques aéreos alemanes, incluidos destructores y transportes de tropas. El 31 de mayo, Lord Gort, comandante de la BEF, fue evacuado junto a 68.000 hombres. El mando de la retaguardia quedó en manos del mayor general Harold Alexander. La retaguardia francesa que quedaba mantenía una franja de terreno alrededor de Dunkerque. 
El 10 de junio, Italia se unió a la guerra, atacando a Francia por el sur. Las fuerzas alemanas continuaron entonces la conquista de Francia con el llamado plan rojo o Fall Rot. Francia firmó un armisticio con Alemania el 22 de junio de 1940, que condujo a la ocupación directa alemana de París y de dos tercios de Francia, y al establecimiento de un gobierno títere alemán con sede en el sudeste de Francia conocido como la Francia de Vichy.
Alemania había empezado los preparativos en el verano de 1940 para invadir el Reino Unido en la Operación León Marino. Muchos de los suministros y de las armas pesadas del ejército británico se habían perdido en Dunkerque. Los alemanes no tenían ninguna esperanza de batir a la Marina Real británica, pero pensaron que tendrían una oportunidad de éxito si podían alcanzar la superioridad aérea. Para hacerlo, tenían que suprimir primero a la Royal Air Force (RAF). Entonces se inició un combate aéreo a finales del verano de 1940 entre alemanes y británicos que llegó a conocerse como la batalla de Inglaterra. La Luftwaffe (Fuerza Aérea de Alemania) tomó como objetivo inicialmente a los aeródromos y estaciones de radar del RAF Fighter Command (Mando de Cazas de la RAF).

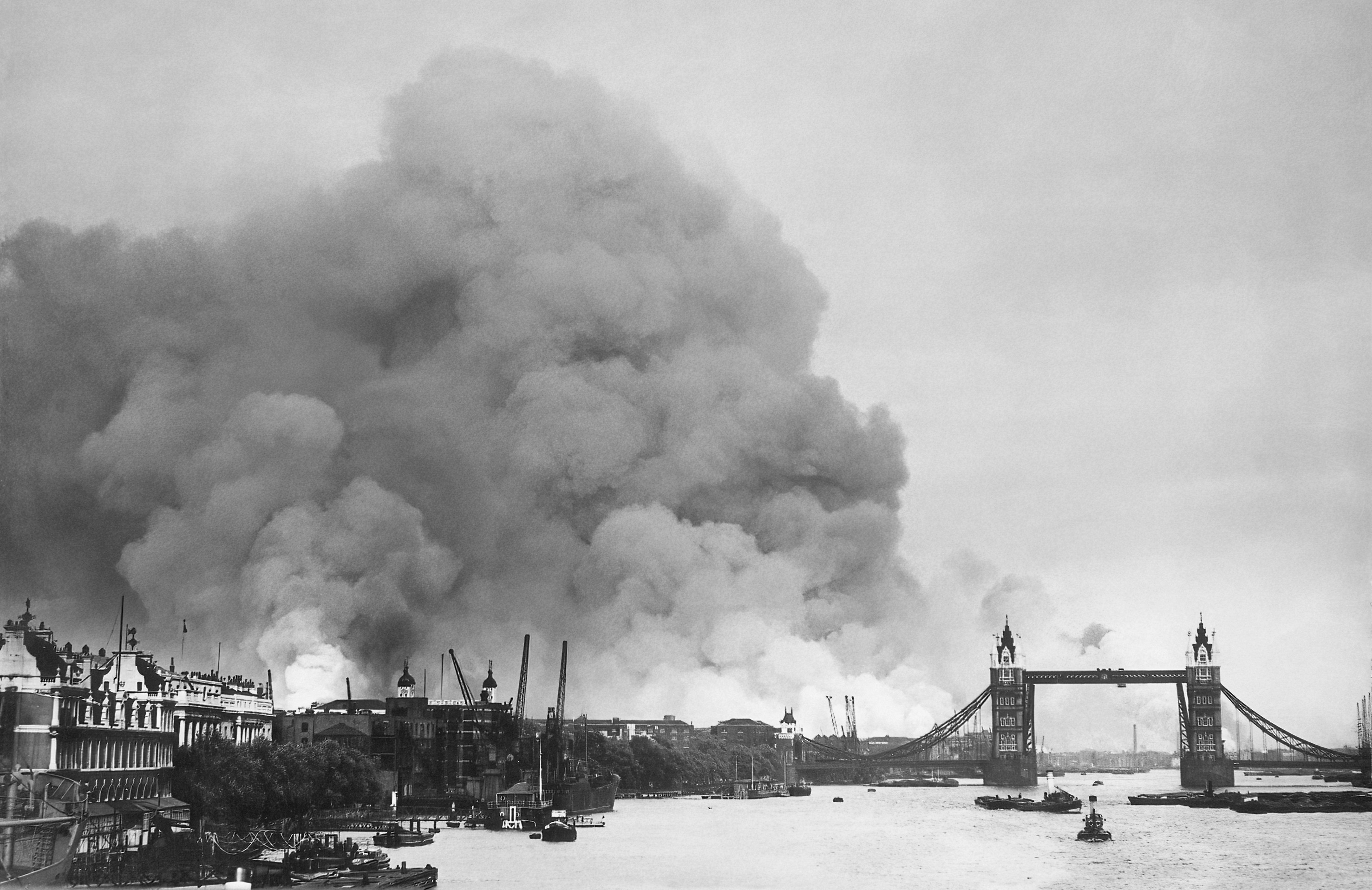
Bombardeo alemán sobre Londres (7 de junio de 1940)

Pero tras no tener los resultados esperados e impulsado por el contraataque inglés lanzado a Berlín, Hitler desvió los bombardeos directamente a las ciudades inglesas. Así se pudo ver en la operación Blitz, donde los nazis bombardearon por más de cinco meses las ciudades más importantes de Inglaterra, pero más potentemente en su capital Londres. Las urbes de Liverpool, Coventry, Bristol, Southampton, Birmingham, Swindon, Plymouth, Cardiff, Mánchester y Sheffield también fueron fuertemente bombardeadas. Pese a todos los fuertes ataques de Alemania, Inglaterra resistió firmemente y al final, la Luftwaffe fue rechazada por los Hurricanes y los Spitfires, mientras la Marina Real británica mantenía el control del canal de la Mancha. El Blitz provocó alrededor de 43 000 muertes, y destruyó más de un millón de viviendas, pero fracasó en alcanzar los objetivos estratégicos de sacar a Inglaterra de la guerra o dejarla incapaz de resistir una invasión. Así, los planes de invasión alemanes fueron pospuestos indefinidamente.
Después de la caída de Francia en 1940, el Reino Unido estaba sin recursos económicos. Franklin Delano Roosevelt persuadió al Congreso de los Estados Unidos, para que aprobase la Ley de Préstamo y Arriendo el 11 de marzo de 1941, que proveyó al Reino Unido y a otros 37 países con 50 000 millones de dólares en equipo militar y otros suministros. El Reino Unido y la Commonwealth recibieron 34,4 mil millones de dólares. Canadá realizó un programa similar que envió 4,7 mil millones de dólares en suministros al Reino Unido.

### Frente del Mediterráneo (abril de 1940 a mayo de 1943)
Tras la rendición de Francia en 1940, el conflicto se extendió al sur de Europa, el mar Mediterráneo y el norte de África, regiones clave para las rutas marítimas del Imperio británico. El canal de Suez se convirtió en un objetivo estratégico, y con él, el control del Mediterráneo central y oriental.
La Royal Navy enfrentó a las flotas del Eje desde bases en Gibraltar, Malta y Alejandría, mientras que en tierra, británicos e italianos combatieron por el dominio del norte de África. Italia inició ofensivas tanto en Egipto como en Grecia, lo que provocó la intervención de Alemania en los Balcanes y África del Norte. Paralelamente, el conflicto se expandió a Yugoslavia, Irak, Siria, Irán y Creta, involucrando a fuerzas británicas, alemanas, italianas y de la Francia libre.
La guerra en el Mediterráneo combinó batallas navales, aéreas y terrestres en un escenario extenso y variable, que culminó con la retirada definitiva de las fuerzas del Eje del norte de África en mayo de 1943.

La entrada de Italia a la guerra fue más una carga para nosotros en el OKW, que una ayuda.
Wilhelm Keitel

#### Mare Nostrum Italiano
Mare Nostrum (“Nuestro Mar” en latín) fue un término romano para el mar Mediterráneo. Inicialmente se refería al mar Tirreno tras las conquistas de Sicilia, Cerdeña y Córcega en las Guerras Púnicas, pero hacia el 30 a. C. pasó a designar todo el Mediterráneo. 
En el siglo XIX, tras la unificación italiana en 1861, nacionalistas italianos revivieron el término para justificar aspiraciones coloniales durante el reparto de África. A principios del siglo XX, Benito Mussolini lo adoptó como propaganda fascista, buscando recrear un imperio romano moderno. Declaró que el Mediterráneo debía ser “un lago italiano” y desplegó una poderosa marina para lograrlo. 

#### Campaña ítalo-germana de los Balcanes (abril de 1939 a abril de 1941)
Tras consolidar su dominio en Albania, Italia comenzó a mirar hacia el resto de los Balcanes como parte de su proyecto imperial. Esta región, marcada por tensiones étnicas, fragilidad política y rivalidades históricas, ofrecía al Eje un tablero estratégico para asegurar rutas hacia el Mediterráneo Oriental y los campos petrolíferos del este de Europa. Mientras Alemania reforzaba su influencia económica y diplomática en países como Rumanía, Hungría y Bulgaria, Mussolini ansiaba mostrar iniciativa militar propia y no quedar relegado a un segundo plano frente a Hitler. Fue en este contexto que, sin consultar a su aliado alemán, Italia decidió invadir Grecia desde Albania en octubre de 1940.
La fallida ofensiva italiana y la posterior intervención militar de Alemania en la primavera de 1941 convirtieron a los Balcanes en un nuevo frente de guerra. Lo que comenzó como una apuesta de prestigio fascista se transformó en una operación conjunta del Eje para asegurar su retaguardia antes del lanzamiento de la Operación Barbarroja. 

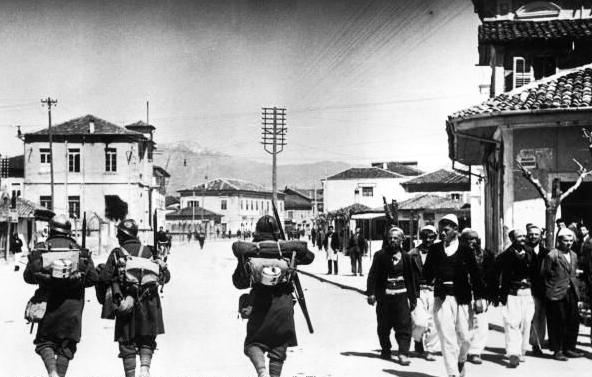
Tres soldados italianos pasan por una localidad albanesa ante la mirada de los locales, el 7 de abril de 1939.

##### Invasión italiana de Albania (7 al 12 de abril de 1939)
Tras el fin de la Primera Guerra Mundial y el colapso del Imperio Otomano, Albania logró consolidarse como Estado independiente bajo la forma del Reino de Albania. Sin embargo, su soberanía era precaria, todos sus vecinos: Yugoslavia, Grecia y hasta Italia, albergaban ambiciones territoriales sobre su territorio. En un intento por conservar la independencia, el regente albanés Zog I buscó el respaldo de Italia. Pero lo que comenzó como un acuerdo de cooperación pronto devino en subordinación. Para 1934, el régimen fascista de Mussolini ya exigía que el italiano se enseñara en las escuelas albanesas, un claro intento de asimilación cultural.
Albania era vista por Italia como una pieza estratégica para controlar el mar Adriático y proyectar poder hacia los Balcanes. El Reino de Italia, bajo el régimen fascista de Mussolini, empezó a intervenir en la economía y la política albanesa ya desde los años veinte.
La anexión de Austria por parte de Hitler en 1938 y la posterior ocupación de Checoslovaquia en marzo de 1939 empujaron a Mussolini a actuar para no quedar a la zaga de su aliado alemán. La ocupación de Albania sería una respuesta simbólica a la expansión nazi y un intento por reforzar el prestigio imperial de Italia.

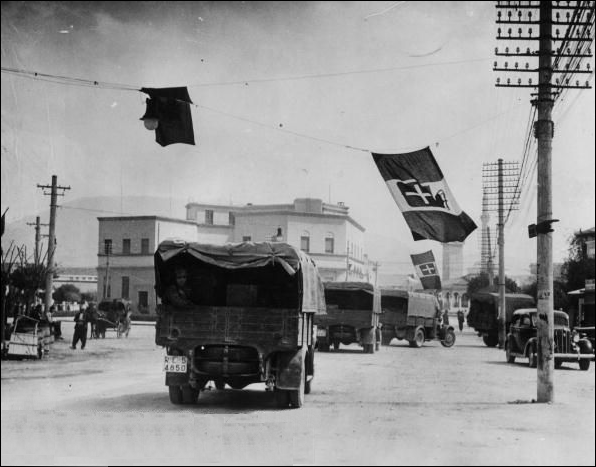
Fuerzas italianas en Albania el 7 de abril de 1939

A pesar de las dudas del rey italiano Víctor Manuel III, Mussolini envió un ultimátum a Tirana el 25 de marzo de 1939, exigiendo la entrega del país. El rey Zog se negó, y el pueblo albanés comenzó a movilizarse. Hubo manifestaciones, protestas y un creciente sentimiento de abandono. El 7 de abril, Italia inició la invasión.
La invasión fue planificada como una operación rápida. Las tropas italiana, al mando del general Alfredo Guzzoni, atacaron simultáneamente los principales puertos albaneses con más de 22.000 hombres, 600 aviones y una poderosa flota. Frente a ellos, el ejército albanés contaba con unos 15.000 soldados, mal equipados, muchos de ellos entrenados por los propios italianos.
La resistencia fue esporádica pero heroica. En Dirraquio, unos 360 albaneses resistieron durante horas al desembarco italiano, liderados por Abaz Kupi y Mujo Ulqinaku. Equipados solo con armas ligeras y tres ametralladoras, lograron frenar el avance hasta la llegada de los tanques. En otras ciudades como Escútari, pequeños focos de resistencia lograron detener el avance un día entero.
El rey Zog, su esposa y su hijo recién nacido huyeron a Grecia el mismo día de la invasión, llevándose parte de las reservas del Banco Central. Con su partida, el país quedó sin dirección política.
El 8 de abril, las tropas italianas entraron en Tirana. En cuestión de días, toda Albania estaba ocupada. El 12 de abril, el Parlamento albanés, bajo presión, votó por deponer a Zog I y ofrecer la corona al rey italiano Víctor Manuel III, estableciendo una unión personal entre ambos reinos. Italia nombró al aristócrata Francesco Jacomoni di San Savino como virrey, consolidando así el control absoluto del país.

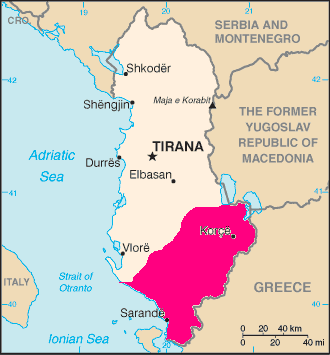
Penetración máxima de Grecia en Albania

##### Guerra greco-italiana (28 de octubre de 1940 al 6 de abril de 1941)
El conflicto entre Grecia e Italia representó uno de los primeros fracasos militares del Eje. La guerra greco-italiana, desarrollada entre octubre de 1940 y abril de 1941, fue desencadenada por el deseo expansionista de Mussolini, quien aspiraba a afirmar la influencia italiana en el Mediterráneo oriental y a rivalizar con el protagonismo creciente de la Alemania nazi en Europa del Este y los Balcanes.
Convencido de una victoria rápida y casi simbólica, Mussolini ordenó la invasión de Grecia desde la Albania ocupada, sin una preparación adecuada y sin coordinación con su aliado alemán. No obstante, los planes italianos se vieron rápidamente frustrados por la inesperada resistencia del ejército griego, que no solo detuvo la ofensiva inicial, sino que logró avanzar hacia territorio albanés, recuperando posiciones bajo control italiano. 
El conflicto se estancó durante meses en las montañas del Epiro y la Albania meridional, bajo durísimas condiciones invernales y con escaso margen de maniobra para las fuerzas italianas. El fracaso de sucesivas ofensivas italianas obligó finalmente a Alemania a intervenir en abril de 1941 como parte de su estrategia general en los Balcanes, marcando el desenlace del conflicto. 

###### Entrevista Grazzi–Metaxas (28 de octubre de 1940)

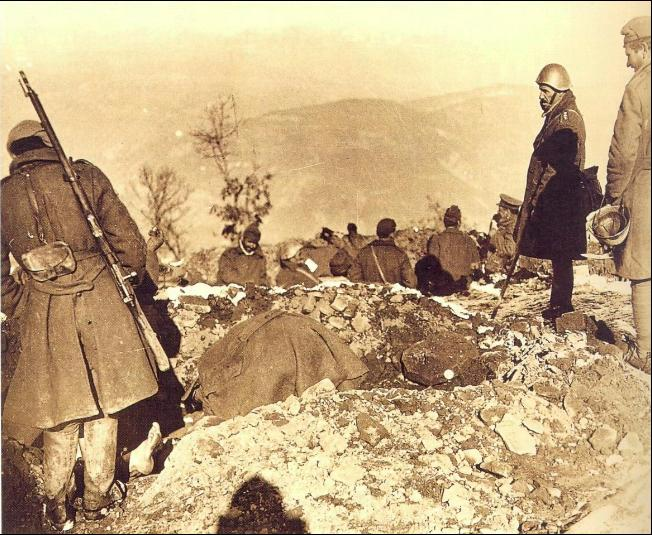
Soldados griegos construyen una trinchera en la línea defensiva Elaia-Kalamas, marzo de 1939.

La madrugada del 28 de octubre de 1940, Italia dio el paso definitivo para concretar su ambición expansionista en los Balcanes. Tal como lo había decidido el régimen fascista días antes en Roma, el embajador italiano Emanuele Grazzi entregó al primer ministro griego Ioannis Metaxas un ultimátum en su residencia de Kifisiá, a las afueras de Atenas, en el que se exigía la ocupación inmediata de ciertos puntos estratégicos del territorio griego por parte de las tropas italianas. El documento, que formulaba acusaciones vagas contra Grecia por haber infringido su neutralidad y colaborar con los británicos, dejaba escasas opciones a la diplomacia y daba apenas tres horas para responder.
Según la tradición nacional griega, Metaxas se negó categóricamente con una sola palabra: «¡Oxi!» (¡No!), una expresión que pasaría a la historia y que se conmemora cada año en Grecia durante el llamado Día del No. En sus memorias, Grazzi recordaría el momento con solemnidad: Metaxas, visiblemente afectado, leyó el texto en silencio, con los ojos llorosos, y respondió en francés: «Alors, c'est la guerre» ("Entonces, es la guerra"). La hija del primer ministro narraría más tarde que el diplomático intentó sugerir que aún había margen para evitar el conflicto, a lo que su padre respondió, sin dudar: «Sí, es necesario». 
Poco después, a las 5:30 a. m., las tropas italianas cruzaban la frontera desde Albania y comenzaban las operaciones militares. Las principales ciudades griegas, como Atenas, Salónica, Patras y El Pireo, fueron blanco de los bombardeos iniciales. El alto mando griego se reunió de inmediato, al tiempo que el embajador británico informaba a Londres del ataque y se activaban los primeros compromisos de apoyo.

###### Batalla de Elaia-Kalamas (2 al 8 de noviembre de 1940)
El objetivo inmediato del Estado Mayor griego tras el inicio de la invasión italiana era ganar tiempo. Frenar el avance enemigo lo suficiente como para permitir la movilización general del país. Sin embargo, en el frente del Epiro, el general Charalambos Katsimitros comprendió que la zona del río Kalamas ofrecía una oportunidad única para detener al invasor. A pesar de su aparente fragilidad, el terreno montañoso, estrecho y fangoso, acentuado por las lluvias del otoño, anulaba la superioridad italiana en hombres, artillería y blindados. Con esta visión estratégica, Katsimitros concentró sus principales fuerzas a lo largo de la línea defensiva Elaia-Kalamas, preparada desde tiempo atrás para este escenario.
Así, el 28 de octubre de 1940, mientras las fuerzas italianas iniciaban la invasión desde Albania, los griegos ejecutaron una retirada táctica de aproximadamente 30 kilómetros hacia esa línea fortificada, una maniobra que les permitió ganar cohesión y adoptar posiciones sólidas. El 2 de noviembre, la 23.ª División de Infantería italiana “Ferrara” lanzó un ataque frontal, precedido por bombardeos aéreos y artillería, con el objetivo de romper las defensas griegas. Sin embargo, los blindados italianos quedaron inutilizados por el barro y el terreno escarpado, mientras que la infantería fue incapaz de avanzar. Tras seis días de intensos combates, la ofensiva fue cancelada. Las fuerzas italianas, exhaustas y diezmadas, no lograron ningún avance significativo, y su comandante, el general Visconti Prasca, fue sustituido por el general Ubaldo Soddu.

Mapa de la ofensiva italiana inicial, del 28 de octubre al 18 de noviembre de 1940

###### Ofensiva de Visconti Prasca (28 de octubre al 3 de noviembre de 1940)
Al amanecer del 28 de octubre de 1940, y apenas expirado el ultimátum italiano, las tropas del Reino de Italia iniciaron su ofensiva contra Grecia. Según los informes italianos, las unidades comenzaron a avanzar a las 6:00 a. m., aunque fuentes griegas aseguraban que algunas divisiones cruzaron la frontera ya a las 5:30. El ataque se desplegó a lo largo de un amplio frente, desde el macizo de Gramos hasta el mar Jónico. El Grupo Costero se movió hacia la desembocadura del río Kalamas, mientras las divisiones "Siena" y "Ferrara" avanzaban en columnas paralelas por el valle del río Vojussa, apoyadas por unidades motorizadas y blindadas del grupo "Centauro". Su objetivo era controlar el puente de Perati y ocupar la ciudad de Kalibaki. 
Más al norte, las tropas alpinas de la División "Julia" se internaron en el macizo del monte Smólikas, parte de la escarpada cadena montañosa del Pindo. Divididas en cinco columnas, se dirigían hacia Metsovo, una localidad clave que permitiría aislar a las fuerzas griegas estacionadas en Epiro de las del norte de Macedonia. Sin embargo, la ofensiva italiana pronto se vio dificultada por las condiciones meteorológicas que ya se habían desatado el 26 de octubre, convirtió los caminos en lodazales y los arroyos en obstáculos infranqueables. Las tropas alpinas avanzaban lentamente por senderos en medio del bosque. Aquella campaña, marcada por las inclemencias del clima y las dificultades logísticas, fue pronto apodada por los soldados italianos como “la campaña del lodo”.
Mientras tanto, los bombardeos de la aviación italiana sobre puertos griegos como Patras y Preveza, el Canal de Corinto y el aeropuerto de Tatoi, cerca de Atenas, resultaron ineficaces para dar soporte real a las tropas en el terreno. La única acción anfibia prevista, el desembarco en Corfú el 29 de octubre, fue cancelada por el mal estado del mar, lo que despojó al plan italiano de cualquier elemento de sorpresa o dinamismo. En la práctica, la ofensiva se redujo a un ataque frontal sobre un terreno abrupto y conocido por el enemigo, sin apoyo aéreo y sin una planificación estratégica coherente. 
El 29 de octubre, las primeras vanguardias italianas alcanzaron el Kalamas, mientras que la División "Julia" continuaba su arriesgado avance por las montañas. El 1 de noviembre, las tropas griegas iniciaron una contraofensiva hacia Albania. Las divisiones "Parma" y "Piemonte", reforzadas por unidades retiradas de la frontera yugoslava, trataron de resistir el avance griego. 
Para el 3 de noviembre, las primeras unidades helenas ya habían alcanzado el río Devoli. La División "Julia", aunque logró llegar al río Vojussa y capturar la ciudad de Vovousa, comenzó a sufrir ataques en su retaguardia. Aisladas, sin contacto radial y abastecidas únicamente por lanzamientos aéreos, las tropas alpinas italianas se encontraron en una situación crítica. 

###### Contraofensiva griega (3–14 de noviembre de 1940)
Mientras se intentaban enviar refuerzos, como la División "Bari" y más tarde la 101.ª División Motorizada "Trieste", el general Visconti Prasca seguía confiado en la victoria. Sin embargo, el frente en Epiro comenzaba a desmoronarse. Los griegos, ahora reforzados por tres nuevas divisiones y un regimiento de élite de euzoni, resistían con éxito los ataques italianos a lo largo del Kalamas. Entre el 4 y el 5 de noviembre, la División "Siena" logró establecer una precaria cabeza de puente al sur del río, mientras el Grupo Costero, que había cruzado por la desembocadura el 28, se unía a esta formación. La División "Julia", que se había convertido en el eje de la ofensiva italiana, quedó completamente cercada. Solo el 10 de noviembre logró retirarse a Konitsa, tras intensos combates y la pérdida de una quinta parte de sus efectivos. 

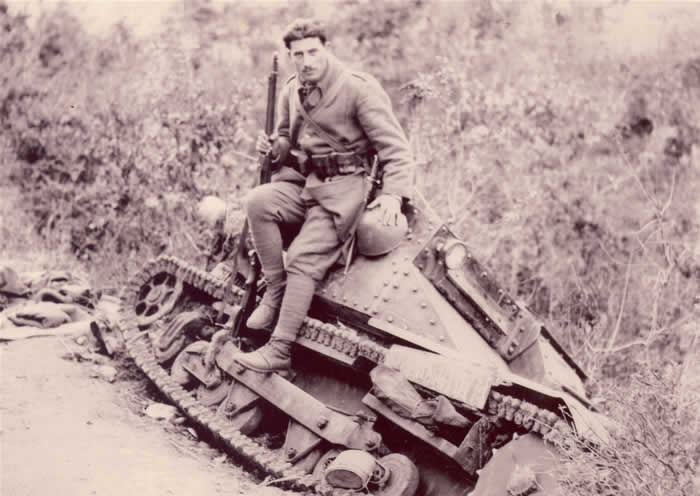
Un soldado griego sentado en el casco de un tanque L3 abandonado durante la retirada italiana de Epiro.

La situación era insostenible. La falta de suministros, el desorden logístico y la presión del enemigo colapsaban el frente. El 6 de noviembre se creó un grupo de ejércitos en Albania, dividido en dos comandos principales: el IX Ejército, bajo Mario Vercellino, y el XI Ejército, confiado inicialmente a Visconti Prasca. Este último fue destituido poco después. El 9 de noviembre se nombró al general Ubaldo Soddu como nuevo comandante supremo en Albania, pero la situación siguió deteriorándose. En noviembre, la ofensiva griega cobró fuerza, con el general Pitsikas al mando del Ejército de Macedonia Occidental.
El 14 de noviembre, las fuerzas griegas lanzaron un ataque desde el istmo entre los lagos de Prespa y el valle del Devoli. El frente italiano, aún desorganizado, no pudo resistir la presión. La ocupación de Ersekë por parte de los griegos dejó expuesto el flanco italiano, y Soddu ordenó la retirada a una nueva línea 50 km más al oeste. El 22 de noviembre, las tropas griegas entraban en Coriza, un avance celebrado con entusiasmo en Grecia. 
La retirada de Soddu también puso en peligro el XI Ejército, que perdió Delvinë el 5 de diciembre, Porto Edda el 6 y Argirocastro el 8. La línea de defensa se acortó dramáticamente. La moral italiana se desplomaba, con episodios de desbandada incluso en unidades consideradas de élite. El ejército griego, a pesar de las nevadas y el terreno montañoso, continuaba su avance. El 24 de noviembre capturaron Pogradec, y hacia el 25 de diciembre habían alcanzado el río Osum, donde el mal tiempo detuvo momentáneamente la ofensiva.
En paralelo, la crisis del frente tuvo consecuencias políticas. Mussolini, desconcertado por el colapso de sus tropas, reemplazó al mariscal Badoglio con el general Cavallero como jefe del Estado Mayor. La campaña en Grecia había pasado de ser una ambiciosa empresa imperial a una humillación nacional. 

La contraofensiva griega (13 de noviembre de 1940 – 7 de abril de 1941)

###### Ofensiva de primavera (9 al 16 de marzo de 1941)
A comienzos de marzo de 1941, el ejército italiano se preparó para una nueva ofensiva en el frente greco-albanés. Este intento desesperado de cambiar el curso de una campaña humillante fue bautizado oficialmente como la Ofensiva de Primavera, aunque para muchos, tanto entonces como ahora, no fue más que un último acto propagandístico. Benito Mussolini, ansioso por demostrar liderazgo y recuperar la iniciativa antes de la intervención de su poderoso aliado alemán, decidió supervisar personalmente el inicio de las operaciones. Llegó a Tirana el 2 de marzo de 1941, pilotando él mismo el avión, en un gesto más simbólico que estratégico. 
El dictador fascista pretendía presentar la ofensiva como la antesala de una inevitable victoria italiana. Sin embargo, la realidad sobre el terreno era muy distinta. Los preparativos logísticos en el duro y montañoso terreno del sur de Albania resultaron lentos y caóticos. Las condiciones climáticas, el barro, la falta de moral y la fatiga de las tropas presagiaban el fracaso. El general Ugo Cavallero, comandante supremo del frente, asumió en verdad el control de las operaciones, mientras Mussolini permanecía en una posición secundaria, limitado a lo ceremonial.
Uno de los episodios más dramáticos de esta ofensiva fue la Batalla de la Cima 731, un punto elevado que se convirtió en símbolo de la resistencia helena. La infantería italiana lanzó al menos dieciocho ataques frontales contra esta altura estratégica, sin lograr conquistarla. Allí cayeron miles de soldados italianos, y aunque más tarde se erigiría un monumento a los caídos en ese lugar, lo cierto es que fue una de las más inútiles masacres del frente. La cima 731 se volvió el emblema trágico del colapso táctico y moral del ejército fascista. 
Para el 14 de marzo, el general Cavallero comprendía claramente que la operación había fracasado. El alto mando italiano no solo no había logrado romper las líneas griegas, sino que había perdido miles de soldados en asaltos mal coordinados. A pesar de la insistencia propagandística del régimen en mostrar la ofensiva como un sacrificio heroico en el camino hacia la victoria, la realidad era amarga: más de 11.800 bajas italianas, entre muertos y heridos, frente a alrededor de 5.000 bajas griegas. La correlación de pérdidas no solo era desproporcionada, sino que volvía a dejar en evidencia la precariedad operativa italiana frente a un enemigo más pequeño pero mejor organizado y moralmente más firme.
El 16 de marzo, sin un solo objetivo decisivo conseguido, la ofensiva fue abandonada. La guerra en ese frente volvía al estancamiento, y el intento de Mussolini de mostrar fuerza terminaba, una vez más, en humillación. El propio Duce se vio obligado a admitir que los resultados habían sido nulos. 

###### Batalla de Trebeshina (29 de enero – 17 de febrero de 1941)
Tras la captura griega del estratégico paso de Këlcyrë el 10 de enero de 1941, el XXV Cuerpo de Ejército italiano, compuesto por cuatro divisiones regulares y una de camisas negras bajo el mando del general Carlo Rossi, lanzó una serie de contraataques para recuperar la cordillera de Trebeshinë, entonces en manos del II Cuerpo de Ejército griego. El 27 de enero, batallones griegos dirigidos por los mayores Ioannis Baldoumis y Antonios Goulas tomaron las alturas 1923 y 1620 respectivamente, pero las duras condiciones climáticas obligaron a los griegos a retirarse. La zona fue inmediatamente ocupada por fuerzas italianas. 
No obstante, el contraataque italiano del 29 de enero fue rechazado gracias a la intervención de la 5.ª División cretense, recién llegada como refuerzo. Esta unidad logró, con gran esfuerzo, recuperar el macizo de Trebeshinë el 2 de febrero, mientras que la 15.ª División griega capturaba la aldea de Bubeshi. Días después, el 14 de febrero, el 6.º Regimiento de Infantería repelió un ataque italiano en Skutara, cerca del puerto de Vlorë. Este enfrentamiento dejó 109 bajas griegas entre muertos y heridos. 
Para el 17 de febrero, el ejército griego había asegurado el control de la cordillera, aunque a un alto costo: solo la División Cretense sufrió 5.776 bajas, quedando inoperativa como fuerza de combate. Pese a los esfuerzos italianos por retomar la zona durante la Operazione Primavera de Marzo, las posiciones griegas resistieron hasta que se vieron obligadas a retirarse tras la invasión alemana del 6 de abril. 

##### Operación Marita (6 de abril al 30 de abril de 1941)
La Operación Marita fue el plan alemán para invadir Grecia en 1941, dentro del marco más amplio de asegurar la hegemonía del Eje en los Balcanes. La iniciativa fue una consecuencia de la fallida ofensiva de su aliado italiano.

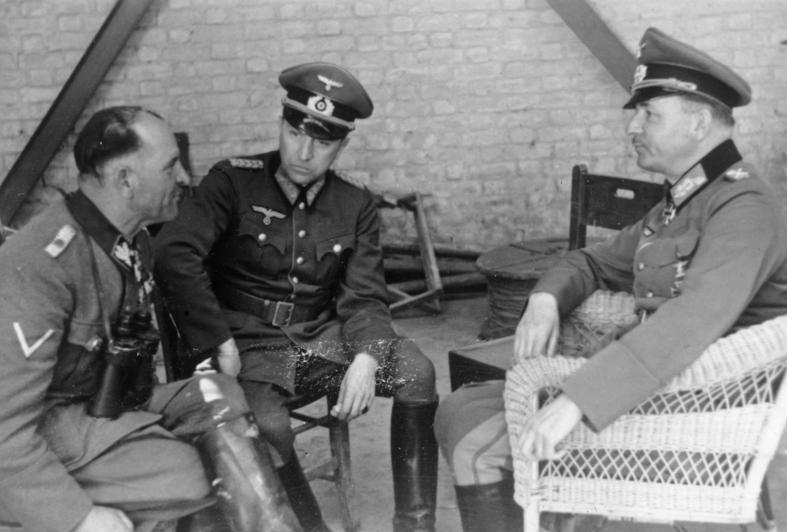
El mariscal de campo Wilhelm List (derecha), junto con el comandante de la División Leibstandarte SS, Obergruppenführer Josef Dietrich (izquierda) y el general Hans von Greiffenberg

Lo que Mussolini esperaba que fuera una rápida campaña de dominación resultó ser un fiasco. El Ejército griego no solo resistió el avance italiano, sino que lanzó un contraataque que penetró profundamente en Albania, dejando en evidencia la debilidad del ejército italiano y la sobreestimación de su capacidad bélica.
Preocupado por la creciente presencia británica en el sur de Grecia y en la isla de Creta, donde los británicos fueron recibidos como aliados por el gobierno griego, Hitler percibió una amenaza estratégica directa para el flanco sur del Tercer Reich, especialmente en vísperas de su proyectada invasión de la Unión Soviética. A esto se sumaba la inestabilidad política de Yugoslavia, que tras haber coqueteado con la adhesión al Eje, mostraba señales de inclinarse hacia los Aliados.
Tras la muerte de Ioannis Metaxas el 29 de enero de 1941, Alexandros Korizis asumió el liderazgo de Grecia en un momento crítico de la Segunda Guerra Mundial. El 22 de febrero, en Atenas, se celebró una reunión clave entre el ministro de Guerra británico Anthony Eden y su asesor militar, el general John Dill, para discutir el envío de una fuerza expedicionaria aliada ante la creciente presencia de tropas alemanas en Bulgaria y Rumania, y el despliegue de tropas búlgaras en la frontera griega. Winston Churchill, decidido a abrir un “frente balcánico” que incluyera a Grecia, Yugoslavia y Turquía, respaldó el envío de más de 60.000 hombres: tropas británicas, australianas, neozelandesas y polacas libres, en lo que se denominó la Fuerza W.

###### Caída de Tesalónica (6 al 9 de abril de 1941)
El 6 de abril de 1941, a las seis de la mañana en punto, se desató el verdadero golpe maestro del Eje sobre Grecia. El 12.º Ejército alemán, bajo el mando del general Wilhelm List, lanzó su esperada ofensiva desde territorio búlgaro, dando inicio a la Operación Marita. El avance comenzó con una intensa descarga de artillería, seguida por el estruendo característico de los bombarderos en picado Stuka, que abrieron paso a la infantería y a las unidades blindadas procedentes de Polonia y Francia.
El plan de ataque alemán se dividía en dos grandes direcciones. Por el oeste, la mayor parte de las fuerzas blindadas debía avanzar más allá de Skopie para cruzar la frontera griega cerca de Florina y flanquear a las tropas helenas desde el interior. Paralelamente, la 2.ª División Blindada, comandada por el general Rudolf Veiel, se desplazaba hacia Strumica, con la misión de caer directamente sobre Salónica, la segunda ciudad más importante de Grecia. Este movimiento en pinza tenía por objetivo dividir y aniquilar la defensa helena en Macedonia.

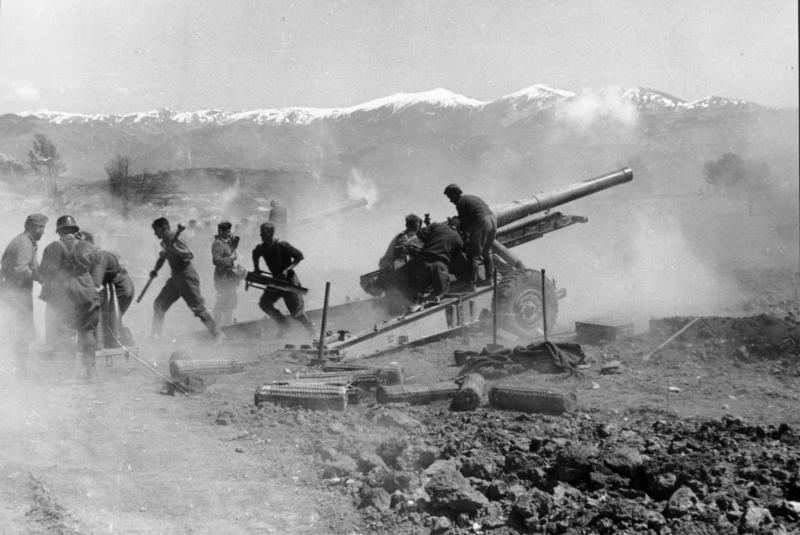
Artillería alemana en acción durante los primeros días de la Operación Marita

Al mismo tiempo, en el este, el XVIII Cuerpo de Montaña, conformado por unidades de élite de la Wehrmacht, tenía la tarea de asaltar la fortificada Línea Metaxas: una imponente barrera defensiva de 150 kilómetros, construida a lo largo de la frontera búlgaro-griega. Esta línea, inspirada en la famosa Línea Maginot francesa, estaba guarnecida por el Ejército de Macedonia Oriental, bajo el mando del general Konstantinos Bakopoulos. 
Las primeras en entrar en combate contra las posiciones griegas fueron las 5.ª y 6.ª Divisiones de Montaña, al mando de los generales Julius Ringel y Ferdinand Schörner, respectivamente. A pesar de una heroica resistencia inicial y algunos contraataques por parte de los defensores griegos, las divisiones alemanas lograron abrir brechas significativas en la Línea Metaxas ya en la noche del 7 de abril. Las tropas de Schörner, luego de cruzar el escarpado Paso de Rupel, descendieron desde una altitud de 2.500 metros hasta el valle, alcanzando la línea férrea que conducía directamente a Tesalónica.
Simultáneamente, el flanco oriental de la línea defensiva fue atacado por el XXX Cuerpo Alemán, compuesto por las divisiones de infantería 50.ª y 16.ª, al mando de los generales Karl-Adolf Hollidt y Sigfrid Henrici. Desde el oeste, la 2.ª División Blindada y la 72.ª División de Infantería, comandadas por el general Philipp Müller-Gebhard, cruzaron el Paso de Strumica sin encontrar una resistencia significativa. Esta maniobra les permitió penetrar por la frontera greco-yugoslava y dirigirse rápidamente hacia el sur, cerrando el cerco.
La rapidez con la que avanzaron los panzer fue determinante. Apenas tres días después, el 9 de abril, las unidades blindadas alemanas lograban ocupar Tesalónica, desbordando completamente al ejército griego desplegado en Macedonia Oriental. Privadas de toda línea de retirada y atrapadas por la retaguardia, las tropas griegas se rindieron incondicionalmente. 

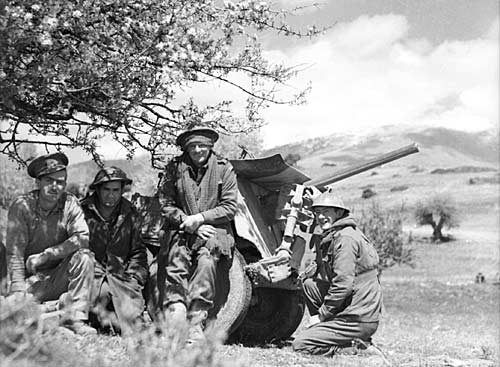
Soldados australianos de una batería antitanque, posicionados cerca de la ciudad de Vevi, para proteger la retirada aliada, después de que los alemanes rompieran las líneas.

###### Cerco de los ejércitos griegos en Albania (7 al 20 de abril de 1941)
El XV Cuerpo Panzer, comandado por el general Georg Stumme, avanzó desde Yugoslavia, conquistando Skopie el 7 de abril. Desde allí, la ofensiva se volcó hacia el sur, alcanzando Monastir el día 10 y, al día siguiente, cruzando la frontera griega cerca de Bitolj.
Este movimiento estratégico generó una alarma inmediata en el alto mando aliado, dos de los principales ejércitos griegos permanecían comprometidos en Albania luchando contra los italianos, sin posibilidades reales de replegarse con rapidez. El general Henry Maitland Wilson, comandante de la fuerza británica en Grecia, comprendió el riesgo de un cerco completo y ordenó el repliegue hacia el sur del río Haliacmon y el Monte Olimpo, buscando proteger el acceso a Atenas y reorganizar una defensa eficaz. Esta retirada fue protegida por unidades de retaguardia, entre ellas tropas australianas, que ofrecieron una resistencia tenaz en la ciudad de Vevi, mientras la RAF, con escasos medios, intentaba sostener la defensa aérea del frente.

###### Retirada del contingente aliado (13 al 19 de abril de 1941)
El 13 de abril, mientras el cerco de los ejércitos griegos en Albania se cerraba con precisión quirúrgica, la 9.ª División Blindada alemana continuaba su fulgurante avance hacia el sur. Consciente del peligro inminente, el general Henry Wilson ordenó una última tentativa defensiva: una única brigada blindada fue desplegada al sur de Ptolemaida, donde los ingenieros británicos tendieron una trampa a los tanques alemanes. Volaron un puente situado sobre un canal profundo, considerado infranqueable para vehículos pesados, con la esperanza de ralentizar la ofensiva. Sin embargo, los panzer alemanes sortearon el obstáculo cruzando un terreno pantanoso que se creía intransitable, y, con el apoyo devastador de la Luftwaffe, embistieron a los blindados aliados, destruyendo 32 tanques y forzando una nueva retirada aliada.

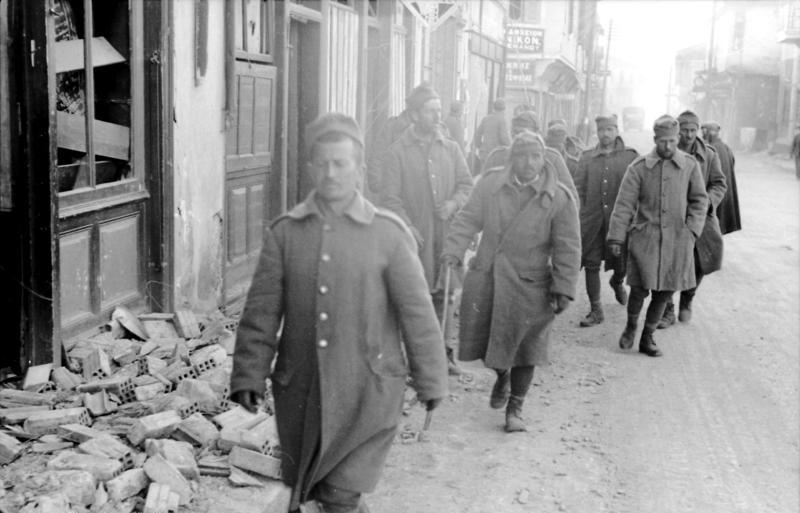
Soldados griegos desarmados intentando escapar del avance alemán

La situación en el norte de Grecia se tornó crítica. La caída de Salónica, tomada por el XVIII Cuerpo de Montaña alemán, abrió un nuevo frente hacia el sur, amenazando con cerrar en tenazas todo el despliegue aliado. En este contexto, el general Papagos comenzó a considerar la necesidad de evacuar el país, y Wilson, convencido de que no había otra opción viable, decidió replegar su línea defensiva hacia el histórico paso de las Termópilas, esperando poder cubrir la evacuación desde el puerto de Atenas hacia Creta o Alejandría. Las últimas unidades aliadas fueron dispuestas en la retaguardia con el único propósito de ganar tiempo frente al avance incesante de los blindados alemanes.
El 14 de abril, los alemanes capturaron Kozani, estableciendo una cabeza de puente al sur del río Aliakmon. La 2.ª División Neozelandesa, sin embargo, ofreció una férrea resistencia que logró ralentizar el avance. Esta obstinación obligó al general Stumme a desviar a la 5.ª División Blindada, bajo el mando del general Gustav Fehn, hacia el oeste, con la misión de quebrar la línea en Grevena. Pero el terreno montañoso dificultó el avance de los vehículos blindados: tardaron cuatro días en llegar a su objetivo. Este retraso fue crucial para que las tropas aliadas del ala occidental completaran su retirada hacia el sur.

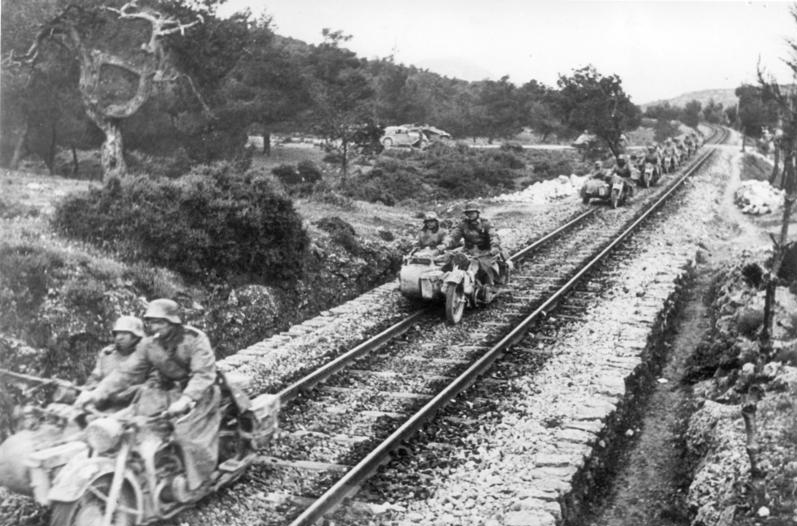
Motociclistas alemanes, a bordo de sidecares Zündapp KS 750, se desplazan por una vía férrea.

Mientras tanto, al este, la 2.ª División Blindada alemana, seguida por el XVIII Cuerpo de Montaña, proseguía su marcha a lo largo del litoral. Allí también el terreno dificultaba los movimientos mecanizados, por lo que el general Rudolf Veiel optó por acelerar el avance enviando unidades motorizadas y motociclistas al frente. El 15 de abril, bajo la presión combinada de infantería y blindados, las tropas neozelandesas se retiraron hacia la garganta del río Peneus, el último gran obstáculo natural antes de las Termópilas.
El 16 de abril, las divisiones de montaña 5.ª y 6.ª recibieron la orden de flanquear la garganta desde ambos lados. Dos días después, el 18 de abril, los panzer lograron cruzar el río y al día siguiente, 19 de abril, entraron en Larisa, infligiendo fuertes pérdidas a las fuerzas aliadas en retirada. Paralelamente, la 5.ª División Blindada capturó Trikala, atrapando a las unidades de retaguardia aliadas que aún cubrían la retirada. Este movimiento bloqueó su unión con las fuerzas principales de Wilson, impidiéndoles alcanzar la nueva línea defensiva preparada en las Termópilas.

###### Rendición del ejército griego (20 al 23 de abril de 1941)
Mientras las 5.ª y 2.ª divisiones blindadas alemanas continuaban su marcha implacable hacia el sur, con rumbo a las Termópilas, la situación en Atenas se tornaba desesperada. El 19 de abril, una reunión decisiva tuvo lugar entre el rey Jorge II de Grecia, el general Alexandros Papagos, y los generales británicos Henry Maitland Wilson y Archibald Wavell. Allí se discutieron los términos y condiciones de la evacuación del contingente aliado, que ya no tenía medios para detener el avance del Eje. Se tomaron decisiones prácticas sobre la retirada hacia los puertos del sur, desde donde los soldados serían embarcados hacia Creta o Egipto, en una operación a contrarreloj.
Pero mientras en la capital aún se debatía la estrategia diplomática y militar, en el norte, el general Georgios Tsolakoglu, comandante del Ejército de Macedonia Occidental, actuó por cuenta propia. Viendo el cerco completo y sin posibilidad de repliegue ni refuerzos, decidió ignorar las órdenes del alto mando griego. El 20 de abril, sin autorización de Papagos ni del gobierno, Tsolakoglu firmó la rendición del Primer Ejército griego ante el Obergruppenführer Josef Dietrich, jefe de la división Leibstandarte SS Adolf Hitler. La capitulación incluía a todas las fuerzas armadas griegas en el frente norte. Esta rendición se formalizó oficialmente el 21 de abril, ante el comando del 12.º Ejército alemán, sellando así la derrota militar de Grecia frente al Tercer Reich.
La noticia de estas negociaciones fue recibida con estupor e indignación en Roma. El general Alfredo Guzzoni, jefe de las fuerzas italianas en Albania, se enteró a través del general alemán Enno von Rintelen, quien transmitió que el mariscal de campo Wilhelm List había solicitado detener el avance italiano para no interferir en las conversaciones de paz. Cuando Mussolini fue informado, reaccionó con furia. Consideraba inadmisible que Italia, iniciadora de la campaña contra Grecia, quedara excluida de los honores diplomáticos del armisticio.
Exigió de inmediato que la rendición griega fuera refrendada en presencia de representantes italianos. Comenzó entonces una intensa cadena de comunicaciones diplomáticas entre los Ministerios de Asuntos Exteriores de Italia y Alemania, con la intervención personal de Galeazzo Ciano y Joachim von Ribbentrop. Finalmente, y a regañadientes por parte de los griegos, se acordó repetir la ceremonia de rendición el 23 de abril, en una villa cerca de Salónica, esta vez con la presencia del general Ferrero como delegado italiano.

###### Batalla de las Termópilas (24 de abril al 25 de abril de 1941)
Un grupo de batalla alemán basado en la 6.ª División de Montaña, bajo el mando del Generalmajor Ferdinand Schörner, atacó a las 11.30 horas del 24 de abril, encontrándose una feroz resistencia. Otro grupo de batalla, extraído de la 5.ª División Panzer también atacó.
Los australianos y neozelandeses resistieron durante todo un día, destruyeron 15 tanques alemanes e infligieron considerables bajas. Con la acción retardadora realizada, la retaguardia se retiró hacia otra posición defensiva en Tebas. 

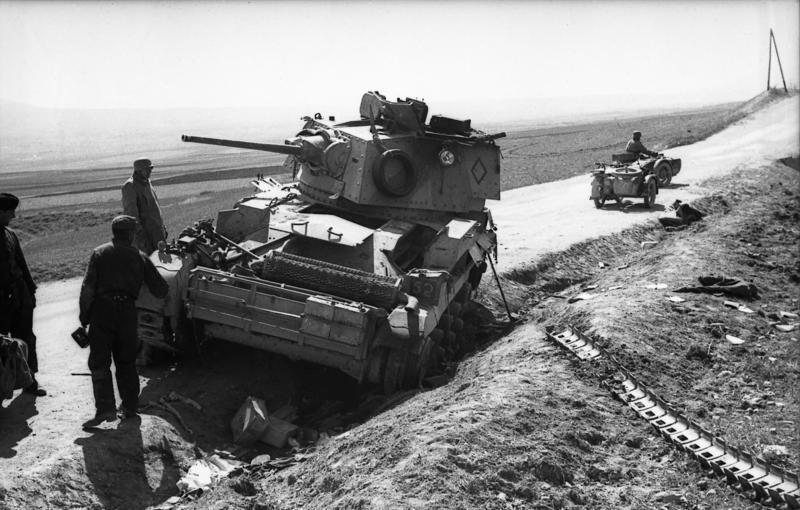
Soldados de infantería alemanes observan un tanque británico Cruiser Mk II destruido

###### Ocupación de Atenas y el Peloponeso (21 al 27 de abril de 1941)
Mientras en el norte se consumaba la rendición formal del ejército griego, las tropas alemanas continuaban su avance hacia el sur. El 21 de abril, el XVIII Cuerpo de Montaña alcanzó la ciudad de Volos y se dirigió velozmente hacia Lamia, al noroeste del estrecho paso de las Termópilas, donde ya se encontraba la 5.ª División Blindada. 
El 23 de abril, las fuerzas alemanas iniciaron el ataque directo contra las posiciones defensivas aliadas en las Termópilas, un lugar cargado de simbolismo histórico para los griegos. La ofensiva se produjo en dos frentes: desde la costa y desde las colinas que dominaban el estrecho paso. La 6.ª División de Montaña, tras un bombardeo demoledor de la Luftwaffe, lanzó el asalto inicial. Pese a la férrea resistencia de las tropas neozelandesas al mando del general Bernard Freyberg, las líneas comenzaron a ceder. La presencia de Freyberg en el frente alentó a sus hombres, pero la situación era insostenible. Aunque recibió la orden de retirarse a uno de los puntos de embarque designados, Freyberg retrasó su salida hasta pasada la medianoche.
El 24 de abril, las líneas aliadas fueron finalmente rotas, y el avance alemán se volvió irrefrenable. Las fuerzas bajo el mando del general Henry Maitland Wilson se replegaron hacia Tebas, intentando establecer una última línea de defensa. Sin embargo, el 26 de abril, las posiciones en Tebas también fueron desbordadas. La retirada final hacia los puertos del sur de Grecia ya no podía posponerse.

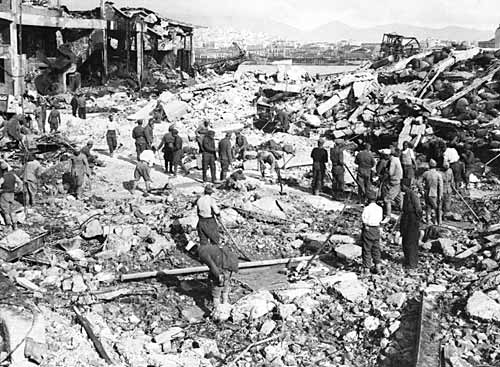
El puerto de El Pireo después del bombardeo de la Luftwaffe el 6 de abril de 1941

El puerto principal de El Pireo, que habría facilitado la evacuación masiva, estaba prácticamente inutilizado desde el bombardeo del 6 de abril, coincidiendo con el inicio de la Operación Marita. Las fuerzas aliadas se vieron obligadas a buscar puertos secundarios a lo largo de la costa continental como Rafina, Megara y Porto Rafti y en el Peloponeso, con puntos de embarque en Nafplio, Monemvasia y Kalamai. La retirada se convirtió en una carrera desesperada contra el tiempo y contra las maniobras alemanas para cerrar las rutas de escape.
En un intento por atrapar a las unidades aliadas en el Peloponeso, el Oberkommando der Wehrmacht lanzó un plan urgente para bloquear el Canal de Corinto. El 26 de abril, tropas de la 7.ª División Paracaidista fueron lanzadas sobre la zona del canal, con el objetivo de tomar el puente clave antes de que pudiera ser destruido. Sin embargo, los ingenieros británicos consiguieron volarlo a tiempo, inutilizando el cruce. Aun así, muchos soldados aliados que ya habían cruzado y no lograron embarcar fueron capturados por las rápidas unidades de la Leibstandarte SS Adolf Hitler, que ya se desplegaban por todo el Peloponeso. 
Finalmente, el 27 de abril de 1941, las divisiones Panzer 2.ª y 5.ª entraron en Atenas sin encontrar resistencia organizada. La bandera nazi fue izada sobre la Acrópolis, símbolo definitivo de la derrota.

##### Invasión de Yugoslavia "Operación 25" (6 al 18 de abril de 1941)
La Invasión de Yugoslavia, denominada «Operación 25» por el Eje, fue la campaña militar contra el Reino de Yugoslavia en abril de 1941. La ofensiva comenzó el 6 de abril con un intenso bombardeo aéreo sobre Belgrado, que causó miles de muertos y colapsó las defensas yugoslavas. Sin declaración previa de guerra, las fuerzas alemanas, italianas y húngaras avanzaron rápidamente desde Rumanía, Austria y Bulgaria. En paralelo, Alemania lanzó su ataque contra Grecia. 
Tras el estallido de la Segunda Guerra Mundial, Yugoslavia declaró su neutralidad. Sin embargo, su situación geopolítica se volvió crítica cuando Alemania exigió su adhesión al Pacto Tripartito para facilitar la invasión de Grecia. El 25 de marzo de 1941, el regente Pablo Karađorđević accedió a firmar el pacto tras obtener garantías de respeto a la soberanía yugoslava.
Dos días después, un golpe de Estado derrocó al gobierno pro-Eje y colocó en el poder al general Dušan Simović. Hitler, enfurecido, ordenó la invasión de Yugoslavia junto a la campaña griega. El ataque, cuidadosamente coordinado, neutralizó rápidamente las defensas yugoslavas. 

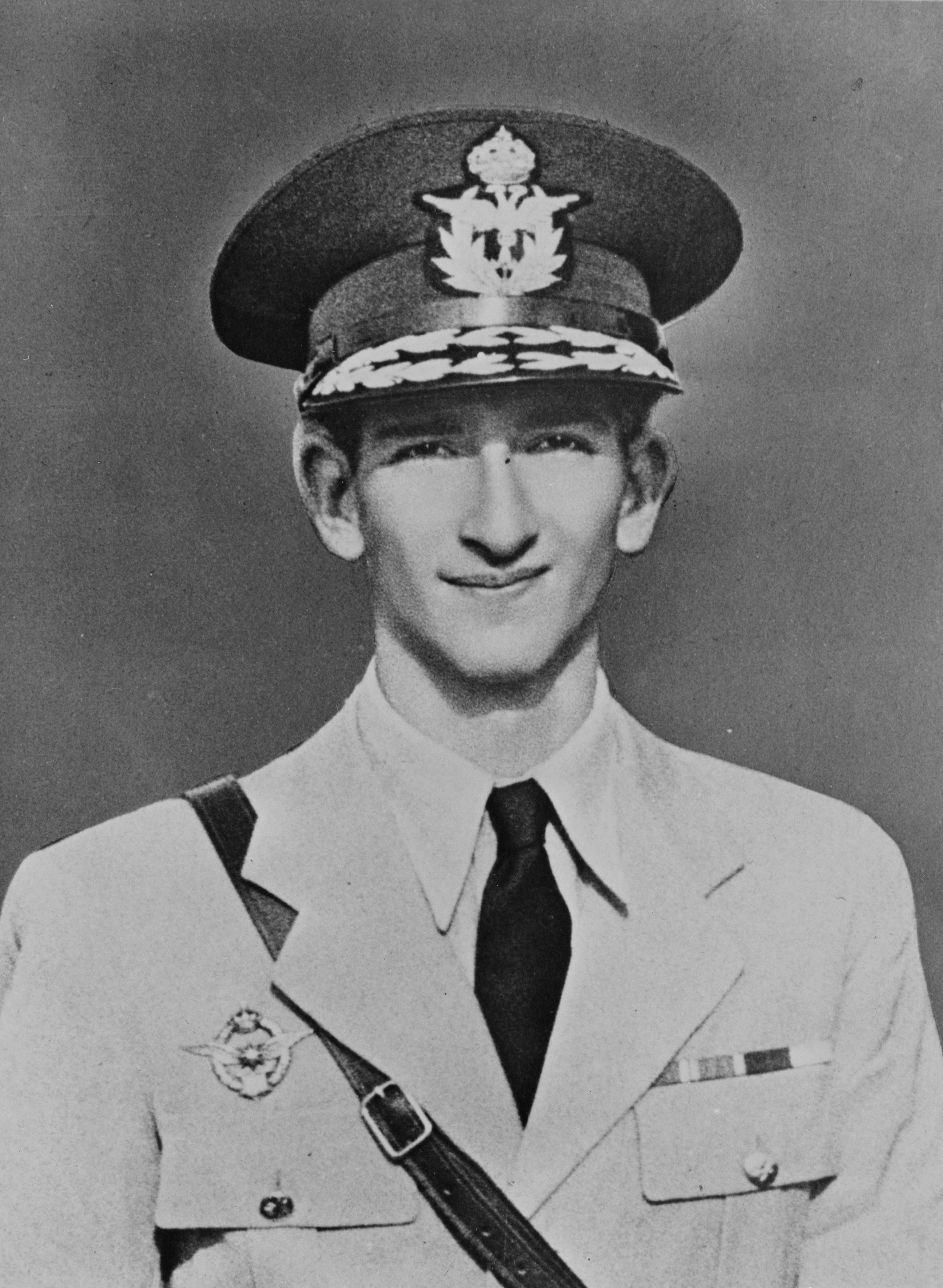
Pedro II de Yugoslavia, proclamado mayor de edad por los golpistas para legitimar su acción seis meses antes de su decimoctavo cumpleaños.

###### Golpe de Estado en Yugoslavia de 1941 (27 de marzo de 1941)
El 27 de marzo de 1941 un golpe de Estado liderado principalmente por oficiales de la Fuerza Aérea derrocó al regente Pablo Karađorđević y su gobierno pro-Eje, apenas dos días después de la firma del Pacto Tripartito con Alemania. La conspiración, organizada por el general de aviación Bora Mirković, contó con el apoyo de sectores del Ejército, la Sociedad Cultural Serbia y la Iglesia ortodoxa, aunque tuvo escasa participación de croatas y eslovenos.
La noche del 26 de marzo, Mirković ordenó la ocupación de edificios clave en Belgrado, el arresto de los ministros y el aislamiento de la capital mediante el control de las comunicaciones. Para las 3:30 a. m., el gobierno había sido depuesto casi sin resistencia, salvo por la muerte de un policía que se negó a colaborar. A las pocas horas, los golpistas rodearon el palacio real y proclamaron la mayoría de edad del rey Pedro II, seis meses antes de su 18.º cumpleaños, para legitimar su acción. 
Mientras tanto, el regente Pablo, de camino a su residencia en Eslovenia, fue alertado de la sublevación y regresó a Belgrado, donde presentó su renuncia. Esa tarde, acompañado de su familia, partió al exilio en Atenas. En la capital yugoslava, multitudes celebraban el derrocamiento ondeando banderas británicas, francesas y estadounidenses.
Ese mismo día se formó un nuevo gobierno encabezado por el general Dušan Simović, quien trató de asegurar el apoyo de los croatas prometiendo respetar el acuerdo político de 1939. El 28 de marzo, el patriarca Gavrilo coronó a Pedro II como nuevo monarca.
El mismo 27 de marzo de 1941, Hitler inició gestiones para asegurar el apoyo de Hungría y Bulgaria a la inminente invasión de Yugoslavia, una operación que ya había sido planeada desde octubre del año anterior, lo que facilitó su puesta en marcha. Los alemanes confiaban en obtener la cooperación de sus aliados mediante promesas de cesiones territoriales a expensas de Yugoslavia. Sin embargo, el rey búlgaro Boris III declinó participar directamente en el ataque, mientras que el gobierno húngaro ofreció únicamente diez brigadas, que no entrarían en combate hasta el 14 de abril, cuando la campaña ya estaba avanzada. Ante la reticencia húngara, Hitler ordenó al XLI Cuerpo, al mando del general Georg-Hans Reinhardt, trasladarse a Timisoara, la posición que originalmente debían haber ocupado las tropas magiares. 

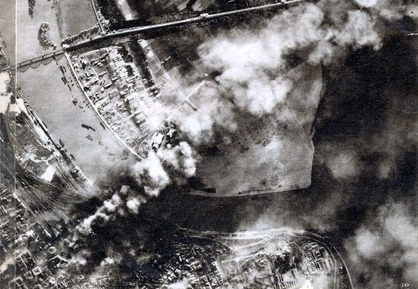
Imagen aérea de propaganda de la Lufwaffe alemana del bombardeo de Belgrado del 4/6/1941, publicada en la revista de propaganda alemana Der Adler, n.º 9, 29 de abril de 1941.

###### Bombardeo de Belgrado "Operación Castigo" (6 al 12 de abril de 1941)
La Luftwaffe abrió las hostilidades el 6 de abril de 1941 con un devastador bombardeo sobre Belgrado a las 6:45 h. La operación desplegó 234 bombarderos escoltados por 120 cazas, mientras la Real Fuerza Aérea Yugoslava intentaba oponer resistencia con una fuerza limitada de 20 Messerschmitt Bf 109, 18 Hawker Hurricane y 6 Rogožarski IK-3. Pese a la declaración previa de Belgrado como ciudad abierta, la capital fue atacada en tres oleadas iniciales de veinte minutos, separadas por intervalos de quince, concentrándose en el centro administrativo y en los principales aeródromos y cuarteles.
Las defensas antiaéreas yugoslavas fueron destruidas en la primera oleada, lo que permitió a los bombarderos Stuka operar sin oposición. En los primeros dos días de combates, Yugoslavia perdió cerca del 60 % de su fuerza aérea, aunque logró derribar unos 40 aviones alemanes. El bombardeo, que duró tres días, destruyó las comunicaciones del alto mando yugoslavo, causó grandes incendios que solo cesaron con la lluvia una semana después y dejó alrededor de 17 000 muertos en la capital. 
Tras el ataque, el gobierno yugoslavo trasladó su sede a Užice y el mando militar a Sarajevo, lo que complicó las comunicaciones con las tropas en el frente. Mientras tanto, la Luftwaffe aseguró la supremacía aérea y proporcionó apoyo constante a las unidades terrestres alemanas, favoreciendo su avance frente a un ejército yugoslavo disperso en una extensa frontera y sin reservas estratégicas. Los intentos yugoslavos de mantener todas las fronteras resultaron en una defensa frágil en todos los sectores. 

###### Operaciones navales yugoslavas (6 al 14 de abril de 1941)
Cuando comenzó la invasión el 6 de abril de 1941, la Armada Real Yugoslava contaba con tres destructores, dos submarinos y diez buques de guerra de infantería de marina como sus unidades más eficaces. El destructor Ljubljana estaba en dique seco en Kotor y fue usado en la defensa antiaérea de la base naval. El resto de la flota solo podía realizar defensa costera, escolta y patrullaje local. 
Para impedir un avance italiano desde el enclave de Zara, la marina yugoslava desplegó al destructor Beograd, cuatro torpederos y seis lanchas torpederas en Šibenik, apoyando el ataque terrestre lanzado el 9 de abril por la 12.ª División “Jadranska” y dos regimientos combinados desde Benkovac, con apoyo aéreo del 81.º Grupo de Bombardeo. Sin embargo, el 13 de abril los italianos contraatacaron y el 14 de abril llegaron a Benkovac. El Beograd quedó dañado por ataques aéreos italianos cerca de Šibenik y tuvo que retirarse a Kotor escoltado por el resto de la flota, mientras el minador Kobac resultaba gravemente dañado en Kotor y fue varado para evitar su hundimiento. 
La Real Fuerza Aérea Yugoslava realizó misiones de reconocimiento y ataque, incluyendo bombardeos al puerto albanés de Durrës y convoyes italianos. El 9 de abril, un hidroavión Dornier Do 22 K atacó en solitario un convoy italiano con doce mercantes y ocho destructores en el Adriático, aunque no logró hundimientos confirmados. 
En los ríos Danubio, Drava y Sava operaba la flotilla fluvial yugoslava con cuatro monitores blindados (Drava, Sava, Morava y Vardar), que habían bombardeado el aeródromo de Mohács en Hungría el 6 y 8 de abril. El 11 de abril iniciaron la retirada hacia Novi Sad debido a ataques aéreos alemanes. El 12 de abril, bombarderos en picado Ju 87 hundieron al Drava tras un impacto directo en su chimenea que mató a 54 de sus 67 tripulantes. Los artilleros yugoslavos afirmaron haber derribado tres Ju 87. Los otros tres monitores fueron hundidos por sus propias tripulaciones ese mismo día al quedar atrapados por el avance de las fuerzas alemanas y húngaras. 

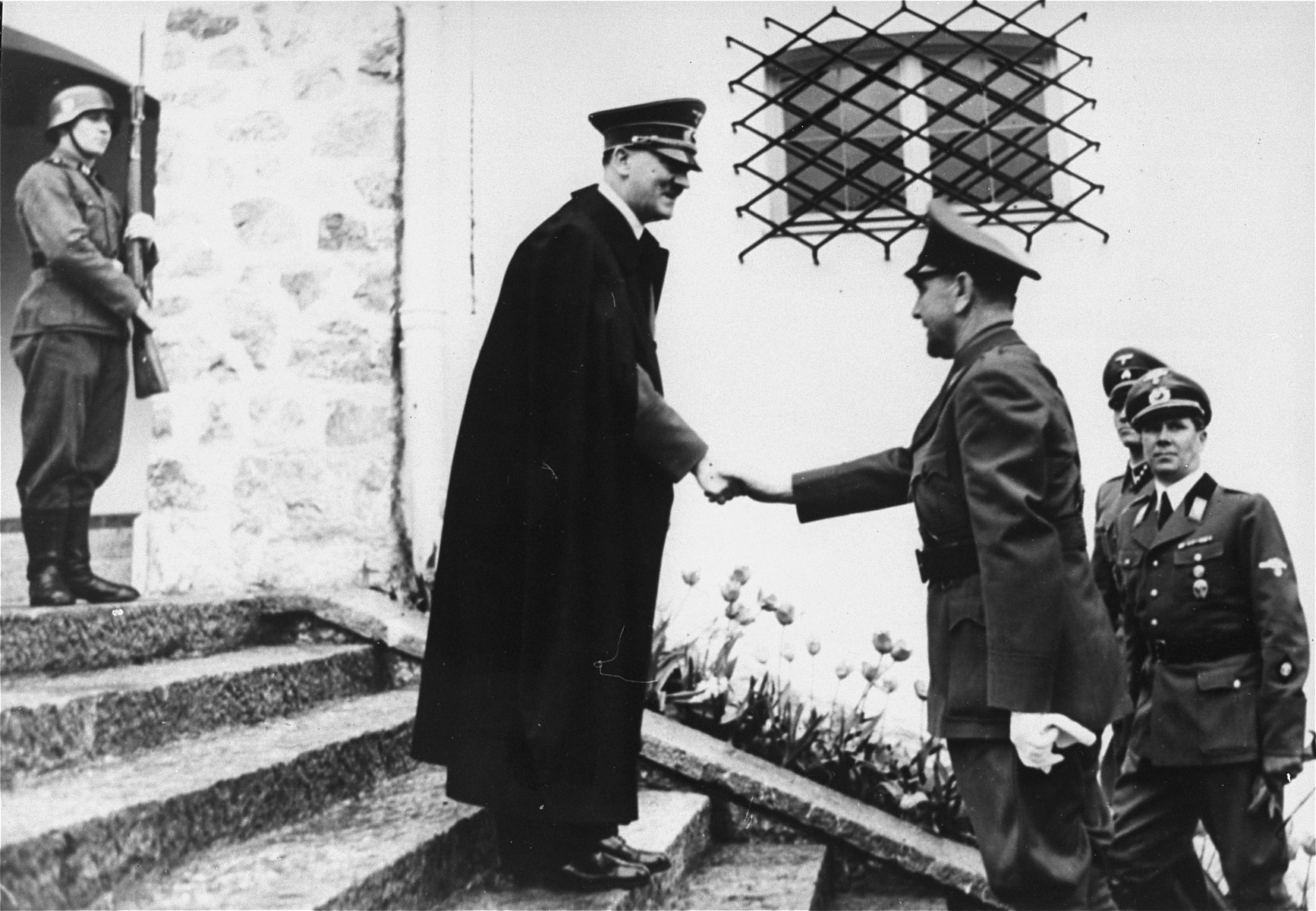
El caudillo croata Pavelić (derecha) estrechando la mano a Hitler en una visita al dirigente alemán en junio de 1941.

###### Proclamación del Estado Independiente de Croacia (7–14 de abril de 1941)
Antes incluso de la llegada de las tropas del Eje, comenzaron luchas internas entre los ciudadanos yugoslavos. En la tarde del 7 al 8 de abril de 1941, los croatas del 108.º Regimiento de Infantería de la 40.ª División “Slavonska” se amotinaron cerca de Grubišno Polje, tomando el mando del regimiento a sus oficiales serbios. A ellos se sumaron el 40.º Regimiento Auxiliar y elementos del 42.º Regimiento de la misma división. 
Ante el colapso de la situación, el cuartel general del 4.º Ejército yugoslavo se trasladó de Bjelovar a Popovača. El 8 de abril, los rebeldes miembros de Ustacha entraron en Bjelovar, donde el alcalde Julije Makanec proclamó el Estado Independiente de Croacia (NDH). Los líderes croatas Vladko Maček e Ivan Šubašić intentaron frenar la insurrección, pero sus llamamientos fueron ignorados por los militares y civiles que esperaban la llegada de los alemanes. 
El 10 de abril, en Mostar, se produjeron enfrentamientos entre partidarios de la Ustacha y tropas yugoslavas. Los primeros tomaron el control de la ciudad, mientras que en el aeródromo de Jasenica varios aviones yugoslavos, entre ellos bombarderos Dornier Do 17 K y Savoia-Marchetti SM.79 K, resultaron dañados e inutilizados. 
El 11 de abril, agentes de la Ustacha ocuparon Čapljina, interceptando y desarmando a las tropas yugoslavas que se dirigían en tren de Mostar a Trebinje. Una fuerza yugoslava enviada desde Bileća logró recuperar Čapljina el 14 de abril, poco antes de la llegada de las tropas alemanas. 

###### Contraofensiva yugoslava en Albania "Plan R-41" (7–16 de abril de 1941)
En medio de la invasión del Eje, el Ejército Yugoslavo intentó llevar a cabo su plan R-41, que preveía la retirada de todos los frentes excepto el sur para abrir un corredor hacia Grecia y enlazar con las fuerzas británicas y griegas. El 3.er Ejército yugoslavo concentró cuatro divisiones de infantería y un regimiento de caballería en las regiones de Montenegro y Kosovo, iniciando operaciones ofensivas en el norte de Albania el 7 de abril de 1941. 
La División Zetska avanzó por la carretera Podgorica–Shkodër, mientras que la División Kosovska rompió defensas italianas en el valle del Drin. La caballería del Komski Odred atravesó las difíciles montañas Prokletije, alcanzando posiciones cercanas a Shkodër. El avance fue apoyado por bombarderos yugoslavos que atacaron concentraciones italianas en Albania. 
Sin embargo, el éxito fue limitado. La caída de Skopie ante las tropas alemanas forzó a la División Vardarska a detener su avance. Además, la inteligencia italiana interceptó comunicaciones yugoslavas y emitió órdenes falsas, sembrando confusión en las tropas. A partir del 9 de abril, la presión combinada de alemanes e italianos obligó a la retirada general. El 13 de abril, la División Zetska estableció un perímetro defensivo en el río Pronisat, resistiendo hasta el final de la campaña el 16 de abril, cuando fue reemplazada por la 131.ª División Blindada “Centauro” italiana, que continuó la ocupación de Cetiña, Podgorica y Kotor.

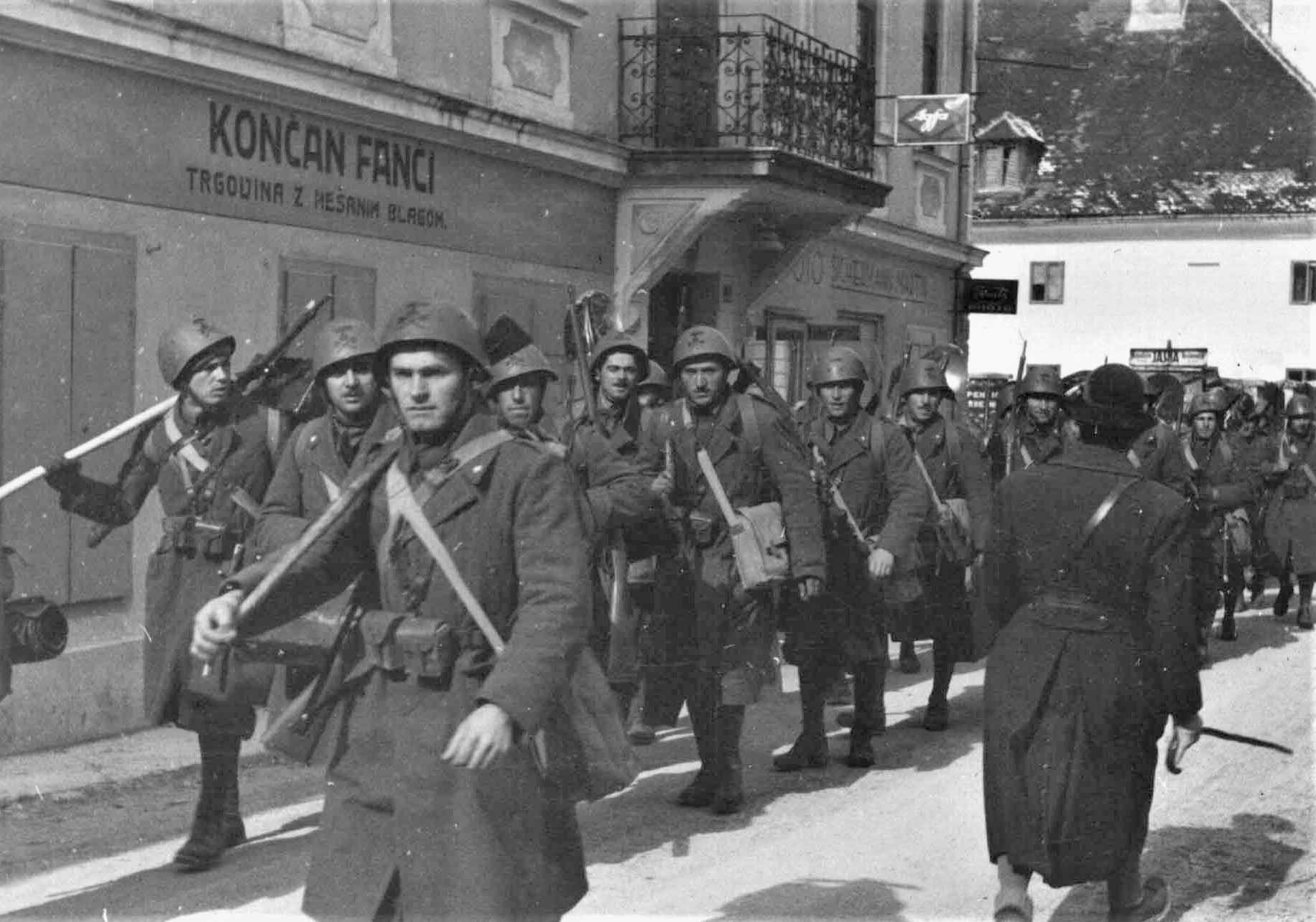
Soldados italianos entrando en Yugoslavia.

###### Ofensiva italiana en Yugoslavia (7–17 de abril)
Entre el 7 y el 17 de abril de 1941, las tropas italianas iniciaron acciones en la frontera eslovena, capturando posiciones en el valle de Sava, Monte Peč, Kranjska Gora y otros puntos estratégicos. El 11 de abril, el 2.º Ejército italiano lanzó una ofensiva mayor, ocupando Liubliana, Sušak y Kraljevica. En los días siguientes, la 133.ª División Blindada Littorio y la 52.ª División "Torino" tomaron Senj (12 abril), Otočac y Gradac (13 abril), mientras fuerzas navales se apoderaron de varias islas dálmatas. El avance continuó con la captura de Split (15 abril), Šibenik (16 abril) y culminó con la entrada a Dubrovnik (17 abril), recorriendo 750 km en seis días. 
Simultáneamente, tras frenar un intento yugoslavo en Albania, la 18.ª División de Infantería Messina ocupó Cetiña, Kotor y se unió al Cuerpo Motorizado en Dubrovnik, consolidando el dominio italiano en la región adriática.

###### Ocupación húngara de Yugoslavia (10 al 18 de abril de 1941)
El 10 de abril de 1941, la organización terrorista Ustacha, proclamó en Zagreb el Estado Independiente de Croacia (NDH). Ese mismo día, el almirante Miklós Horthy y el primer ministro László Bárdossy declararon que Yugoslavia había dejado de existir, liberando a Hungría de sus obligaciones en virtud del Tratado de Trianon y del pacto de no agresión. En consecuencia, el Tercer Ejército húngaro inició operaciones para ocupar territorios en el sur de Yugoslavia.

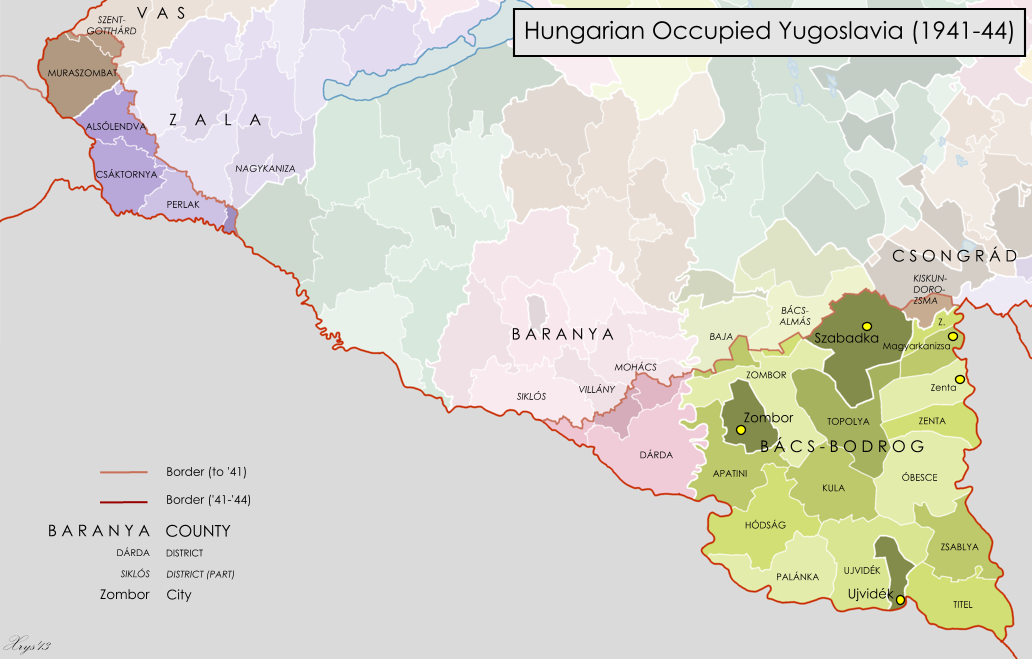
Mapa que muestra la división de las zonas de Yugoslavia ocupadas y luego anexadas por Hungría, incluidas las subdivisiones administrativas húngaras.

El 11 de abril, unidades húngaras cruzaron la frontera cerca de Osijek y Subotica, avanzando sin encontrar una resistencia significativa debido a la rápida retirada de las tropas yugoslavas ante el avance alemán. El 12 de abril, el 1.º Batallón Paracaidista húngaro llevó a cabo la primera operación aerotransportada de Hungría, asegurando puentes sobre los canales en Vrbas y Srbobran, aunque sufrió la pérdida de un avión que provocó 23 muertos, incluidos 19 paracaidistas.
En los días siguientes, las brigadas motorizadas ocuparon Sombor, Subotica y Novi Sad. El 18 de abril, tras la captura de Vinkovci y Vukovar, las tropas avanzaron hacia el sur y tomaron Valjevo. Al mismo tiempo, otras unidades ocuparon las regiones de Transmurania y Međimurje.
Aunque la intervención húngara se presentó oficialmente como una operación para proteger a las minorías magiares en Bačka, se reportaron numerosas atrocidades cometidas contra la población civil. Entre el 14 y el 18 de abril, tropas húngaras masacraron entre 1.122 y 3.500 civiles serbios y judíos, incluyendo una matanza de aproximadamente 500 personas con bayonetas en Bačka.
Hungría sufrió 126 muertos y 241 heridos durante la campaña. A pesar de no haber firmado el armisticio del 17 de abril con Alemania e Italia, sus tropas consolidaron la ocupación de las zonas anexionadas, mientras pequeñas áreas del noreste de Prekmurje quedaron bajo control alemán y se integraron en el Reichsgau de Estiria en junio de 1941.

###### Caída de Belgrado (12 de abril)
Los altos mandos británico, griego y yugoslavo intentaron usar Niš como eje estratégico para frenar a los alemanes en los Balcanes, pero el avance del 14.º Cuerpo Motorizado desde Bulgaria y el hostigamiento de la Luftwaffe impidieron un despliegue efectivo de las reservas yugoslavas. Tras tomar Niš, las columnas blindadas alemanas avanzaron sobre Belgrado desde tres frentes: el 46.º Cuerpo Panzer desde Austria, el 41.º Cuerpo Panzer desde Rumanía y Hungría, y el 14.º Cuerpo Motorizado desde el sur. Para el 11 de abril, solo quedaba resistencia en torno a la capital. El 12 de abril, un pequeño destacamento alemán encabezado por Fritz Klingenberg logró que Belgrado se rindiera sin grandes combates.  

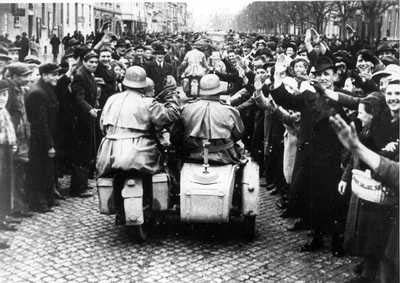
La 14.ª División Panzer entra en Zagreb sin resistencia, ante una multitud que la aclama.

###### Rendición de Yugoslavia (14 al 18 de abril de 1941)
La victoria del Eje sobre Yugoslavia fue fulminante. El 14 de abril de 1941, el alto mando yugoslavo, consciente de la situación insostenible, decidió solicitar un armisticio y autorizó a sus comandantes a negociar ceses del fuego locales. Ese mismo día, los comandantes del 2.º y 5.º Ejércitos intentaron obtener condiciones de los alemanes, pero fueron rechazados. Solo la rendición incondicional era aceptable. Por la noche, un emisario yugoslavo se dirigió al cuartel general del 1.er Grupo Panzer, donde el general von Kleist delegó en el comandante del 2.º Ejército alemán, Maximilian von Weichs, la redacción de los términos en Belgrado. 
El 16 de abril, un delegado yugoslavo llegó para negociar, pero sin autoridad suficiente para firmar. Finalmente, el 17 de abril, tras apenas once días de combates, el ministro de Asuntos Exteriores Aleksandar Cincar-Marković y el general Radivoje Janković firmaron la rendición incondicional en Belgrado. El armisticio entró en vigor al mediodía del 18 de abril. Aunque oficiales de enlace húngaros y búlgaros asistieron, no firmaron el documento porque sus países no estaban oficialmente en guerra con Yugoslavia; en cambio, el representante italiano, coronel Luigi Buonofati, sí rubricó el acuerdo.

###### Anexión húngara de Yugoslavia (abril a diciembre de 1941)
Tras la ocupación de Bačka, Baranja, Međimurje y Transmurania, Hungría estableció inicialmente una administración militar. El jurista Raphael Lemkin calificó las políticas húngaras en estos territorios como “genocidas”, señalando que buscaban destruir la existencia política, social, cultural y económica de las comunidades locales. En las dos primeras semanas de ocupación, 10 000 serbios fueron expulsados hacia Serbia ocupada, Montenegro o el Estado Independiente de Croacia. El 1 de mayo, las autoridades alemanas estimaron que la población de las zonas ocupadas era de 1.145.000 habitantes. El 9 de julio, el gobernador militar de Čakovec declaró que Međimurje quedaba bajo administración militar y gobierno húngaro, una decisión que más tarde, el 16 de agosto, dio paso a la administración civil. El 12 de julio, el dinar yugoslavo fue retirado de circulación y reemplazado por el pengő húngaro. Un censo realizado ese año arrojó una población total de 1.030.027 habitantes, con una composición étnica de 37% húngaros, 19% volksdeutsche, 18% croatas y 16% serbios. 
El 14 de diciembre de 1941, los llamados “Territorios del Sur Recuperados” (Délvidék) fueron formalmente anexados a Hungría y obtuvieron representación en el Parlamento, aunque los delegados eran designados por Budapest y no elegidos por la población local. Entre 25.000 y 60.000 serbios fueron expulsados hacia Serbia ocupada por los alemanes, mientras el gobierno húngaro reasentó en Bačka y Baranja a unos 15.000–18.000 székelys provenientes de Transilvania. La magyarización sistemática incluyó la prohibición del uso del serbocroata en las escuelas y publicaciones, limitando la enseñanza y la administración al húngaro y al alemán. En Prekmurje, las autoridades fueron más permisivas, permitiendo el uso del esloveno, mientras que en Bačka y Baranja intentaron ganarse a la minoría bunjevci convenciéndolos de que no eran eslavos, sino “húngaros de lengua bunyevac”. 
Los Volksdeutsche, esenciales para la economía de las regiones ocupadas, mantuvieron autonomía a través del Volksbund der Deutschen in Ungarn y desde 1942 pudieron ser reclutados en la Wehrmacht. Las relaciones con las autoridades húngaras se tensaron debido a las masacres de alemanes étnicos durante la invasión, lo que llegó a llamar la atención de Hitler. 

###### Holocausto en los territorios yugoslavos ocupados por Hungría
En abril de 1941, alrededor del 23 % de los judíos yugoslavos, unas 16 680 personas aproximadamente, residían en los territorios ocupados por Hungría. De estos, aproximadamente 15 405 vivían en Bačka y Baranja, unos 425 en Međimurje y cerca de 850 en Prekmurje. Aunque el gobierno húngaro ya había promulgado leyes antisemitas en 1939, su aplicación en los territorios ocupados fue inicialmente irregular debido al traspaso de la administración militar a la civil. Sin embargo, muchos judíos fueron deportados al territorio serbio ocupado por Alemania, donde fueron encarcelados en el campo de concentración de Banjica en Belgrado y asesinados. Otros fueron expulsados al Estado Independiente de Croacia (NDH), enfrentando la misma suerte, aunque no se conoce con exactitud el número de víctimas. Tras la violencia inicial de la ocupación, no se registraron nuevas masacres de judíos en el resto de 1941. 
Los judíos de estos territorios fueron obligados a realizar trabajos forzados bajo la autoridad húngara. Alrededor de 4.000 judíos de Bačka y Baranja fueron enviados a campos de trabajo en Hungría. En septiembre de 1942, 1.500 judíos de Bačka figuraron entre los 10 000 judíos húngaros enviados como mano de obra esclava para el ejército húngaro en el frente oriental; apenas un 2% de estos sobrevivió a la guerra. En julio de 1943, unos 600 judíos de Bačka fueron trasladados a la mina de cobre de Bor, en el territorio serbio ocupado por Alemania, donde también trabajaron en condiciones extremas y muchos murieron. 

###### Participación rumana en la invasión a Yugoslavia
Aunque Rumania no participó directamente en la invasión terrestre de Yugoslavia, prestó apoyo de artillería a las fuerzas alemanas desde su territorio. El 6 de abril de 1941, bajo órdenes de la 3.ª Sección del Estado Mayor rumano, baterías rumanas abrieron fuego contra barcazas yugoslavas en el Danubio. Entre el 6 y el 11 de abril, unidades rumanas y alemanas desde la orilla rumana del río intercambiaron fuego con fuerzas yugoslavas. La principal posición rumana estaba en Liubcova e incluía una batería de obuses navales de 120 mm/L10 en fortificaciones, además de una sección con dos obuses de 120 mm/L35 y otra con cañones navales ligeros de 47 mm. 
La Fuerza Aérea Yugoslava respondió con un ataque aéreo: dos bombarderos Bristol Blenheim atacaron Arad, dañando gravemente un caza alemán en tierra antes de ser ambos derribados. Como reconocimiento por su apoyo, Alemania entregó a Rumania seis aviones yugoslavos capturados, entre ellos tres Hawker Hurricane que lograron ponerse operativos tras desmantelar los otros tres. 

###### Participación búlgara en la invasión a Yugoslavia
La participación búlgara fue limitada pero estratégica. Bulgaria se había adherido al Pacto Tripartito el 1 de marzo de 1941 y permitió que tropas alemanas atravesaran su territorio para atacar Yugoslavia y Grecia. Sin embargo, el ejército búlgaro no tomó parte activa en los combates iniciales contra las fuerzas yugoslavas.
Su implicación directa comenzó tras la rendición yugoslava el 17 de abril, cuando el Ejército Real Búlgaro ocupó partes del territorio yugoslavo sin encontrar resistencia. En concreto, las fuerzas búlgaras entraron en Macedonia del Vardar (actual Macedonia del Norte) y en algunas zonas del sureste de Serbia. Este despliegue tenía el objetivo de restaurar el control búlgaro sobre regiones que habían formado parte de Bulgaria durante la Primera Guerra Mundial y que la población local percibía como históricamente búlgaras.

##### Batalla de Creta "Operación Mercurio" (20 de mayo al 1 de junio de 1941)
El 20 de mayo de 1941, a las 07:00 horas, comenzó la invasión aerotransportada de Creta por parte de las fuerzas alemanas, en el marco de la Operación Merkur. El ataque fue precedido por un intenso bombardeo aéreo, y alrededor de 3.000 paracaidistas iniciaron los lanzamientos sobre la isla. El primer grupo en tocar suelo fue el Sturmregiment, bajo el mando del general Eugen Meindl, cuyo objetivo era tomar el aeropuerto de Maléme y neutralizar las baterías antiaéreas. Sin embargo, el operativo sufrió múltiples fallas: la niebla dificultó los aterrizajes, muchos planeadores se estrellaron y las tropas quedaron dispersas, lo que impidió una organización eficaz. El fuego antiaéreo y la intensa resistencia de las fuerzas neozelandesas provocaron un alto número de bajas incluso antes del combate cuerpo a cuerpo.

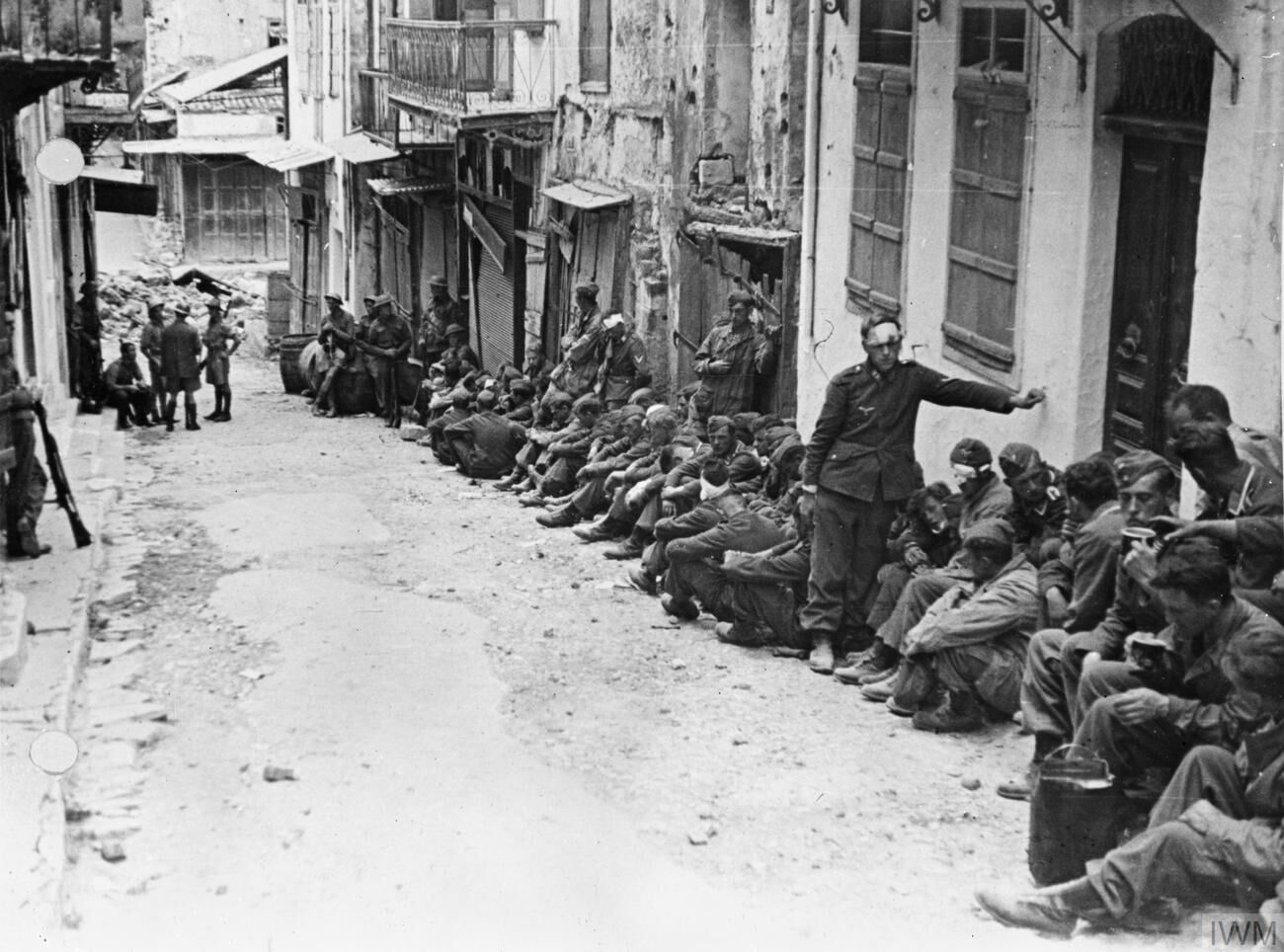
Paracaidistas alemanes hechos prisioneros por los aliados durante las primeras horas de la invasión.

De los 3.000 hombres desplegados en ese primer ataque, más de 2.000 fueron muertos o capturados. A pesar de ello, el 4.º Batallón, comandado por el mayor Walter Gericke, logró abrirse paso y ocupar parcialmente la pista de Maléme. No obstante, la estratégica colina 107, que dominaba el aeropuerto, permanecía bajo control aliado. El general Meindl intentó organizar un contraataque con sus pocas fuerzas restantes, pero la llegada de dos tanques británicos Matilda parecía condenar el esfuerzo alemán. Sorprendentemente, ambos tanques fueron abandonados por sus tripulaciones —uno por fallo del cañón y otro por quedar atascado—, lo que dejó a la guarnición aliada en desventaja. El coronel L. V. Andrew, creyendo que los alemanes eran superiores en número y que no recibiría refuerzos, decidió retirarse de la colina durante la noche. Los alemanes la ocuparon sin combatir al amanecer del día siguiente. 
En el sector oriental, la situación no fue diferente. El 2.º Regimiento Paracaidista, bajo el mando del coronel Alfred Sturm, debía tomar el aeropuerto de Heraclión, pero sufrió grandes pérdidas. Diez aviones fueron derribados antes del lanzamiento, y las tropas que alcanzaron el suelo fueron diezmadas antes de reagruparse. A pesar de sus esfuerzos por acercarse a la ciudad, la llegada de refuerzos aliados desde Suda obligó a los paracaidistas a atrincherarse. Simultáneamente, la ciudad de Candia fue atacada por tres batallones del 1.º Regimiento y uno del 2.º, al mando del coronel Bruno Bräuer, pero nuevamente la resistencia aliada y civil fue feroz. El 2.º Batallón fue prácticamente aniquilado en su intento por tomar el aeropuerto, y sólo 60 de los 400 hombres sobrevivieron al contraataque aliado, apoyado por tanques ligeros. 
Al finalizar el día 20, ninguno de los objetivos alemanes había sido alcanzado. La 7.ª División Aérea había perdido aproximadamente un tercio de sus fuerzas, mientras que las bajas aliadas eran considerablemente menores. El general Freyberg, comandante aliado en la isla, manifestó su preocupación al general Wavell, advirtiendo que sus tropas carecían de reservas móviles. 

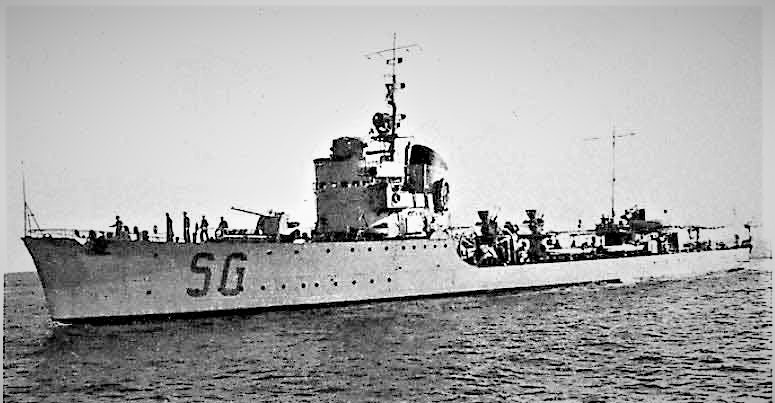
El barco torpedero Sagitario

###### Acción de los torpederos italianos en la batalla de Creta (20 al 22 de mayo de 1941)
Mientras los paracaidistas alemanes combatían en Creta, el Eje intentó enviar refuerzos por mar a través de convoyes de caiques escoltados por torpederas italianas. El 21 de mayo, el convoy escoltado por la torpedera Lupo, al mando del capitán Mimbelli, fue atacado por una flota británica superior. El Lupo se enfrentó a varios cruceros y destructores, causando daños al HMS Orion antes de retirarse. Sin embargo, los británicos destruyeron diez caiques y mataron a 800 soldados alemanes. Mimbelli fue condecorado por su valentía. 
Otro convoy, escoltado por la torpedera Sagittario, zarpó el 20 de mayo y se reorganizó tras múltiples averías. El 22 de mayo, al ser atacado, el Sagittario protegió al convoy con maniobras y fuego directo, dañando al HMS Kingston y forzando la retirada británica. Gracias a su acción, 4.000 soldados alemanes llegaron a salvo. Su comandante, Giuseppe Cigala Fulgosi, recibió la Medalla de Oro al Valor Militar. 

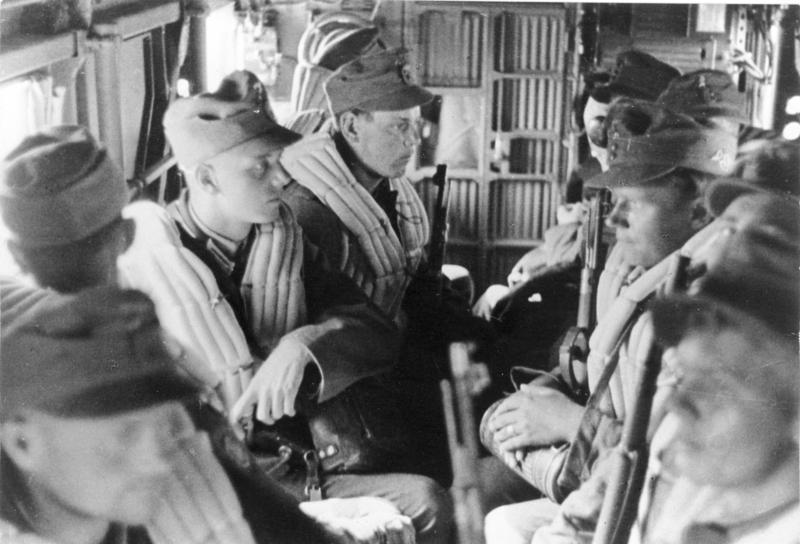
Soldados de la 5.ª División de Montaña durante el traslado a Creta a bordo de un avión de transporte Junkers Ju 52.

###### Ocupación del aeropuerto de Maleme (22 al 23 de mayo de 1941)
Tras asegurar el aeropuerto de Maléme, llegaron refuerzos alemanes del 100.º Regimiento de la 5.ª División de Montaña y paracaidistas de reserva, pero aún eran superados en número por los aliados. Aunque los alemanes temían un contraataque, el general neozelandés Hargest no lo ordenó, permitiendo a los alemanes consolidarse. 
El 22 de mayo, la Luftwaffe reanudó su ofensiva aérea, forzando la retirada de la brigada neozelandesa. Ese mismo día comenzaron los desembarcos masivos de tropas, artillería y equipo en Maléme. Para el 23 de mayo, las divisiones alemanas 5.ª y 6.ª de montaña estaban casi completamente desplegadas. 
El mando de las operaciones en Creta pasó al general Ringel, mientras el general Student permanecía en Grecia coordinando la logística aérea. Los alemanes organizaron un avance en tres direcciones: por la costa hacia el este, hacia el interior y al sur, para eliminar las defensas aliadas. 

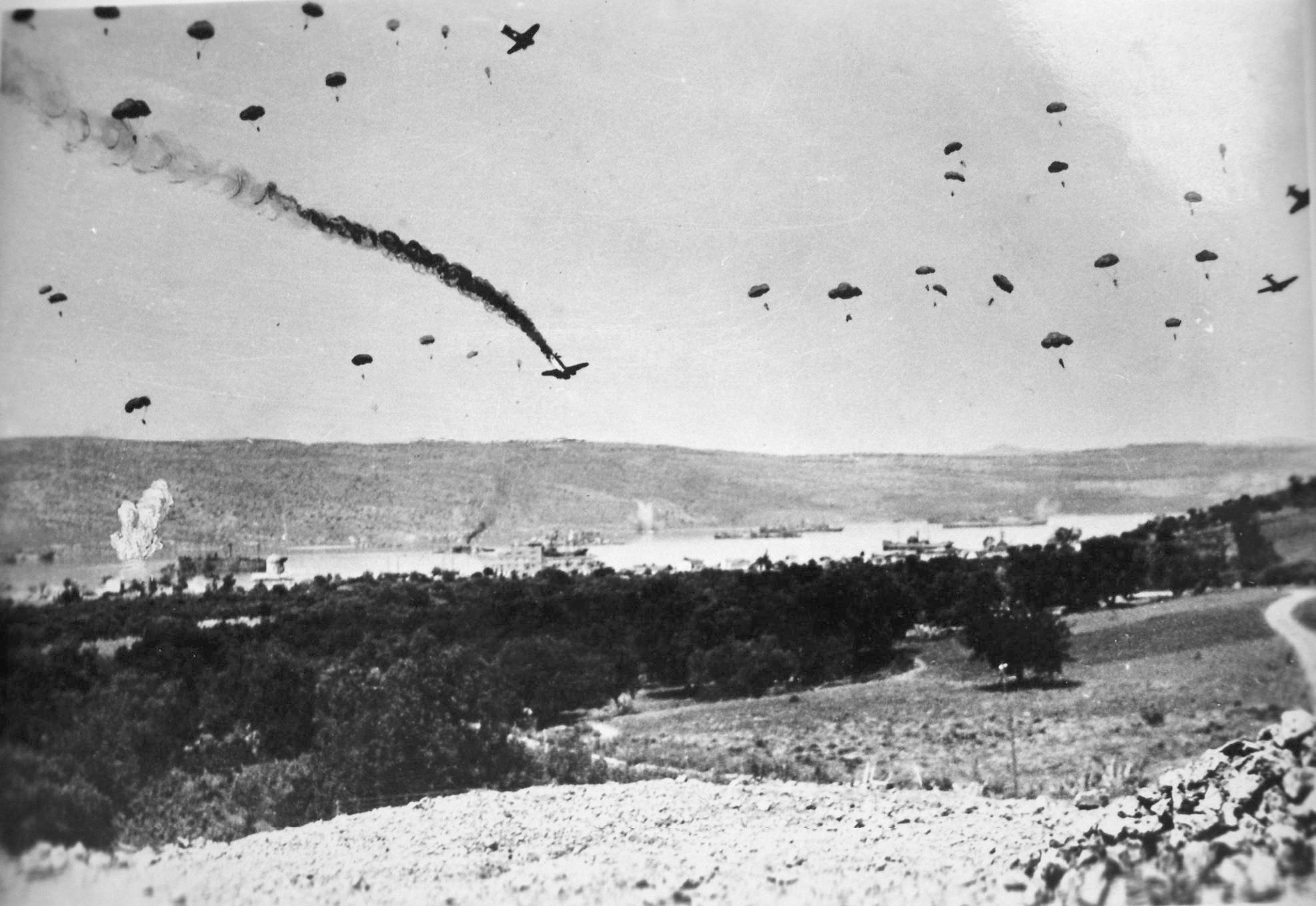
Paracaidistas alemanes durante su lanzamiento en Creta, el primer día del asalto.

###### Etapas finales de la batalla (23 de mayo al 1 de junio de 1941)
El 23 de mayo, el general Bernard Freyberg ordenó la retirada de las fuerzas aliadas desde la zona de Maléme hacia Galatás, al comprender que la pérdida del aeropuerto decidiría el curso de la batalla. Mientras tanto, en Atenas, el general Kurt Student solicitó que se prestara ayuda inmediata a los paracaidistas aún aislados en Rétino (Rethymno) y Candía (Heraclión), pero el general Ringel, comandante de la 5.ª División de Montaña, priorizó avanzar de forma compacta hacia el este. 
En la región de Galatás, el 2.º Batallón de Montaña alemán fue enviado a tomar las alturas cercanas, donde se encontró con una inesperada y activa resistencia civil. Civiles cretenses atacaron a los soldados alemanes, y los cuerpos de varios paracaidistas fueron hallados posteriormente con señales de tortura y mutilación. Como represalia, los alemanes aplicaron por primera vez en el Frente Occidental una política sistemática de castigo colectivo: por cada soldado alemán muerto, diez civiles serían fusilados. Se ordenó la destrucción de casas y granjas desde donde se creía que se habían realizado ataques, y la mera posesión de un arma justificaba una ejecución sumaria. Las localidades de Kondomari y Kandanos fueron las primeras en sufrir represalias, con fusilamientos masivos y la destrucción total de los pueblos. 
Ese mismo día, unidades del 100.º Regimiento de Montaña lograron establecer contacto con los restos del 3.º Regimiento de Paracaidistas. Con un grupo de combate de unos 4.000 hombres, Ringel preparó el ataque final sobre Galatás. 

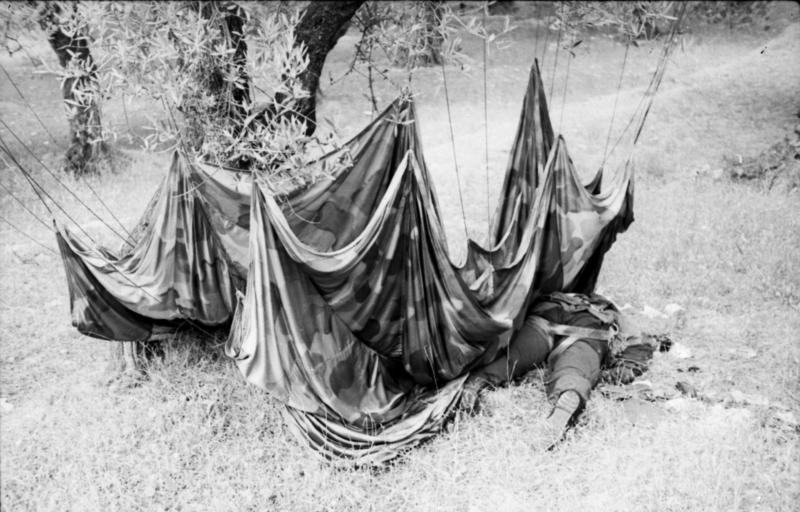
Paracaidistas alemanes muertos.

El 24 de mayo, la guarnición de Heraclión fue reforzada con el último batallón de paracaidistas disponible. Al día siguiente, el general Student llegó personalmente a Maléme para coordinar con el general Ringel el ataque definitivo a los centros de resistencia aliados. Coincidiendo con su llegada, se lanzó el asalto sobre Galatás. Las tropas alemanas lograron tomar la ciudad, pero durante la noche fueron rechazadas por un contraataque neozelandés. Pese al éxito momentáneo, el general Edward Puttick, comandante del sector, advirtió que la amenaza de cerco era inminente. Solicitó permiso para evacuar Galatás, el cual fue concedido. La ciudad quedó así bajo control alemán, sin resistencia, y se establecieron nuevas líneas defensivas aliadas en Suda y Canea. 
Tras la pérdida de Galatás y Maléme, el general Freyberg solicitó apoyo aéreo masivo desde Egipto, pero el almirantazgo británico decidió retirar los portaaviones tras los daños sufridos por el HMS Formidable. La defensa aérea fue abandonada. Simultáneamente, dos batallones de comandos británicos, al mando del teniente coronel Robert Laycock, desembarcaron en la bahía de Suda. 
Convencido de que la caída de la isla era inminente, Freyberg solicitó autorización para evacuar. Churchill aprobó la operación el 27 de mayo, y se iniciaron los preparativos para el embarque desde Sfakia (suroeste) e Ierapetra (sureste). Las unidades de comandos y marina formarían la retaguardia para proteger a los que se retiraban. 
Mientras tanto, las fuerzas alemanas entraron en Canea sin resistencia. El alcalde ofreció la rendición, pero en Suda, las unidades del regimiento 141, comandadas por el coronel Maximilian Jais, sufrieron 300 bajas al intentar ocupar la ciudad. Finalmente, con el ataque conjunto de los coroneles Ramcke y Utz, las defensas exteriores fueron superadas y sólo 400 de los 1.200 defensores lograron escapar. 
El general Ringel desconocía que los aliados estaban en plena evacuación y asumió que preparaban una defensa en la zona oriental. Mientras tanto, el grueso de la Luftwaffe fue retirado a Grecia continental para apoyar la inminente Operación Barbarroja, reduciendo el apoyo aéreo alemán.

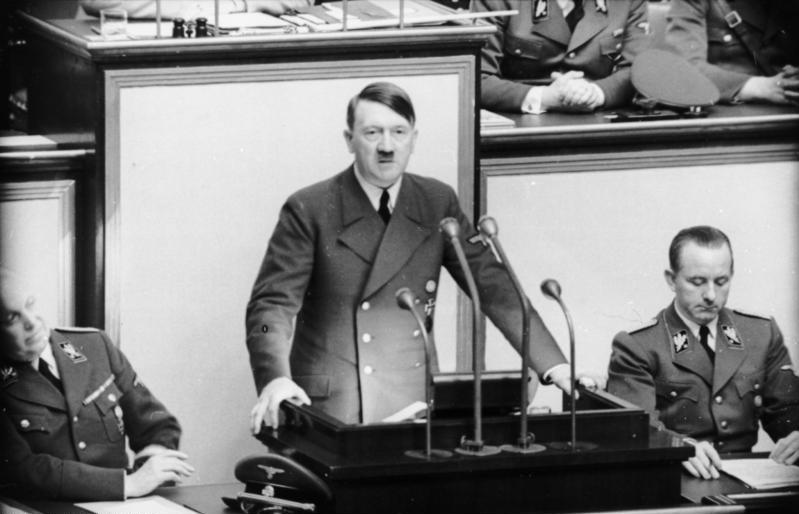
Adolf Hitler anuncia, el 4 de mayo de 1941, el fin de las operaciones en la península Balcánica.

A pesar de esto, Heraclión fue ocupada sin combate el 30 de mayo, y 4.200 soldados alemanes previamente capturados fueron liberados. El 28 de mayo, una fuerza terrestre italiana compuesta por unos 2.500 hombres de la División "Regina" desembarcó en el este de la isla y alcanzó Ierapetra el 31 de mayo, consolidando la ocupación conjunta ítalo-alemana. 

Distribución de tropas en Creta.

El 29 de mayo, los últimos contingentes aliados que aún no habían sido evacuados llegaron a Sfakia, desde donde continuaron los embarques. Entre el 28 y el 31 de mayo, más de 12.000 soldados aliados fueron evacuados por mar, bajo constante amenaza aérea. Sin embargo, el 31 de mayo, tras la pérdida de los destructores HMS Hereward e HMS Imperial, el alto mando británico ordenó la suspensión de la evacuación.
El 1 de junio, las primeras unidades alemanas llegaron a las playas de Sfakia, donde capturaron a unos 5.000 soldados aliados que no habían podido embarcar. Ese día, la batalla de Creta concluyó oficialmente. De los 32.000 soldados aliados en la isla al comienzo del combate, 1.751 murieron, unos 18.000 lograron evacuar, y más de 12.000 fueron hechos prisioneros. Muchos de los que no fueron capturados se ocultaron en el interior montañoso, uniéndose a la resistencia civil cretense, la cual continuó hasta el final de la guerra. 

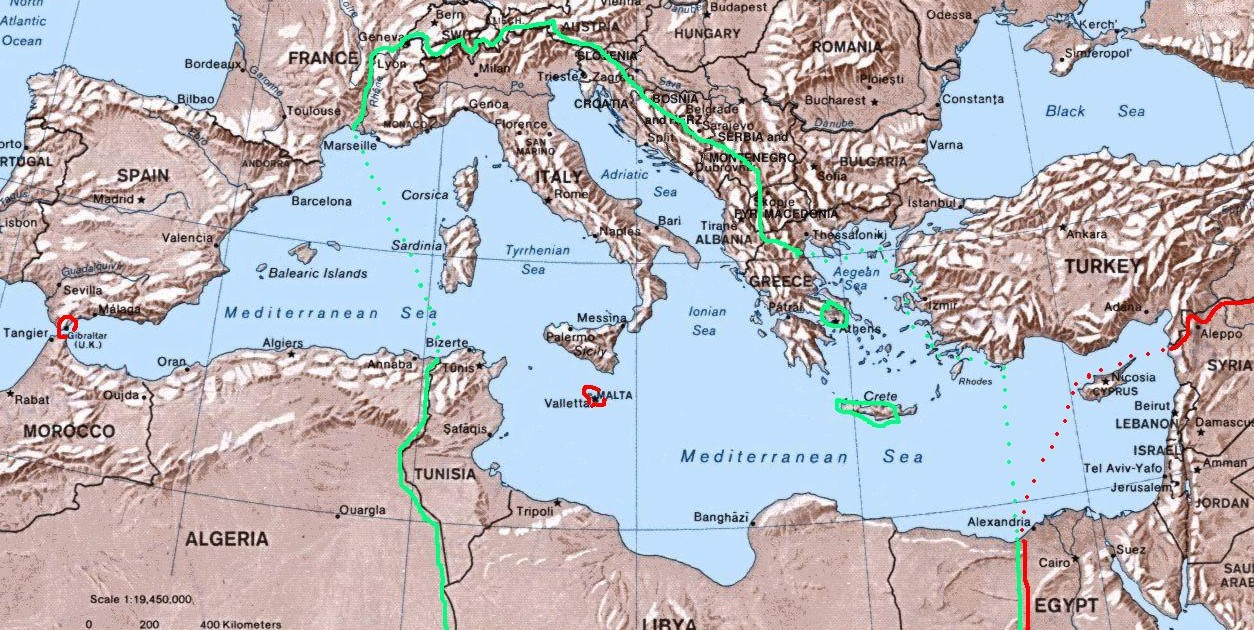
Mayor extensión del control italiano de la costa y los mares del Mediterráneo (dentro de líneas y puntos verdes) en el verano/otoño de 1942. Las áreas controladas por los aliados están en rojo.

#### Batalla del Mediterráneo (10 de junio de 1940 al 2 de mayo de 1945)
La batalla del Mediterráneo fue la campaña naval librada entre el 10 de junio de 1940 y el 2 de mayo de 1945. Enfrentó a la Regia Marina italiana, apoyada por fuerzas del Eje, contra la Royal Navy británica y, desde 1942, fuerzas navales de Estados Unidos y otros aliados.
Los objetivos principales de ambos bandos fueron mantener abiertas sus rutas de suministro en el norte de África y los Balcanes, interrumpir las del adversario y reducir la capacidad naval enemiga. Malta desempeñó un papel estratégico como base para ataques contra convoyes del Eje. La campaña incluyó enfrentamientos navales, aéreos y submarinos, así como operaciones de convoyes y bloqueos.

##### Autohundimiento de la flota francesa en el Mediterráneo  (1940-1942)
Tras la derrota de Francia en 1940, el alto mando británico consideró a la flota francesa en el Mediterráneo un posible riesgo para la Royal Navy y buscó neutralizarla. El escuadrón francés en Alejandría aceptó un acuerdo con el almirante británico Andrew Cunningham para quedar inmovilizado. Sin embargo, la mayor parte de la flota estaba concentrada en el puerto de Mers-el-Kebir, Argelia, donde los británicos enviaron un ultimátum el 3 de julio de 1940. Ante la negativa francesa, la Fuerza H británica abrió fuego, causando severas pérdidas.
Los buques supervivientes se refugiaron en el puerto de Tolón, controlado por la Francia de Vichy. En noviembre de 1942, durante la ocupación alemana de la zona libre (Operación Anton), las tropas del Eje intentaron capturar la flota en Tolón mediante la Operación Lila. Para evitarlo, los comandantes franceses ordenaron el autohundimiento de sus naves el 27 de noviembre. En total se destruyeron tres acorazados, siete cruceros, 28 destructores y 20 submarinos. 

##### Redadas de la Decima Flottiglia MAS en Gibraltar (1940 a 1943)
Entre 1940 y 1943, Gibraltar fue escenario de una serie de ataques encubiertos llevados a cabo por la Decima Flottiglia MAS, la unidad de élite de buzos de combate del régimen fascista italiano. Conocidos como los hombres rana, estos comandos desarrollaron una estrategia para hostigar el puerto británico, considerado un punto vital para la Royal Navy y el esfuerzo aliado en el Mediterráneo. 

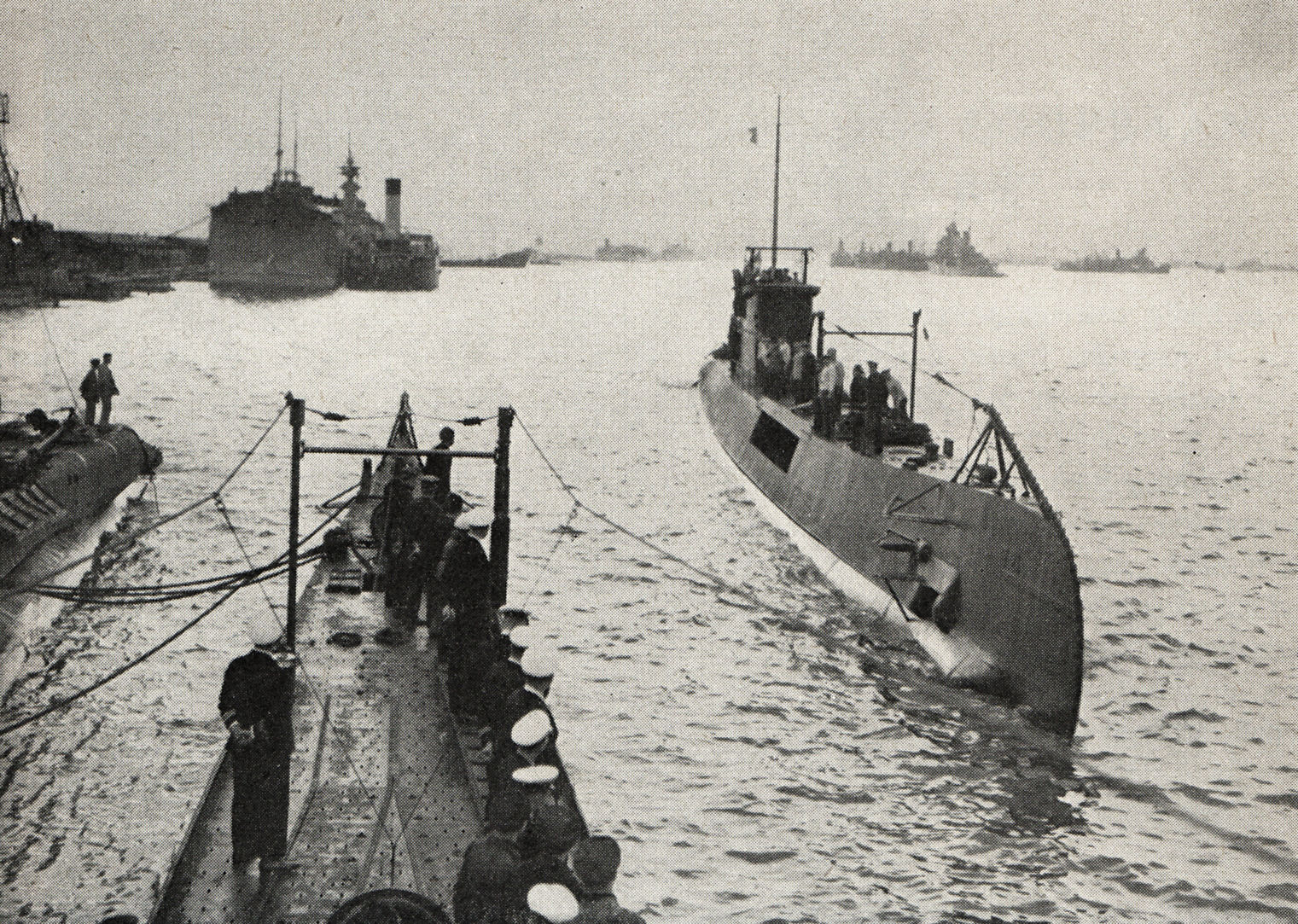
Submarino británico HNLMS O 21 entrando en el puerto de Gibraltar.

Al inicio, las operaciones se lanzaron desde la costa española, utilizando como base una propiedad llamada Villa Carmela, ubicada a pocos kilómetros del Peñón de Gibraltar y propiedad de un oficial italiano casado con una española. Más tarde, su centro de operaciones se trasladó al petrolero SS Olterra, internado en el puerto de Algeciras, que fue modificado en secreto para servir como plataforma de lanzamiento de torpedos tripulados.
La primera misión importante se planeó para agosto de 1940, pero fracasó antes de llegar a Gibraltar. En octubre de ese año, el submarino Sciré intentó introducir tres torpedos tripulados en el puerto, sin lograr daños. Dos buzos fueron capturados y los demás escaparon a España, desde donde lograron regresar a Italia. Un segundo intento en mayo de 1941 también resultó infructuoso, ya que los buques británicos habían zarpado en busca del acorazado Bismarck. 
La suerte cambió el 10 de septiembre de 1941, cuando los comandos italianos hundieron tres barcos aliados: los petroleros Denbydale y Fiona Shell, y el buque de carga Durham. Tras este éxito, en julio de 1942 el Olterra se convirtió en la base secreta definitiva, permitiendo ataques más frecuentes y mejor coordinados. El 13 de julio, doce hombres rana nadaron desde la costa española y colocaron cargas explosivas que hundieron cuatro cargueros. En diciembre de ese año, un intento de sabotear buques de guerra británicos como el HMS Nelson y el Formidable terminó en tragedia cuando dos comandos murieron bajo el fuego de una patrullera británica y otros dos fueron capturados.
A pesar de este revés, la Decima Flottiglia MAS continuó sus incursiones. El 8 de mayo de 1943, lograron hundir tres barcos más, incluyendo el carguero estadounidense Pat Harrison, y el 3 de agosto repitieron la hazaña con el Thorshøvdi noruego, el Liberty Harrison Gray Otis estadounidense y el Stanridge británico. 

##### Red de la Abwehr en Gibraltar (1940 a 1944)
La inteligencia militar alemana (Abwehr), bajo el liderazgo de Wilhelm Canaris, organizó una red de espionaje y sabotaje contra Gibraltar utilizando como base el Campo de Gibraltar en territorio español. La operación se apoyó en simpatizantes locales y miembros de la Falange española, con el objetivo de hostigar la base británica y debilitar su control en el Mediterráneo. 
El teniente coronel Eleuterio Sánchez Rubio, falangista y oficial español, fue el principal enlace de la Abwehr en la zona. Bajo sus órdenes, Emilio Plazas Tejera asumió la coordinación de las acciones operativas. A través de recompensas económicas, afinidad ideológica y presiones, reclutaron a más de 180 españoles y gibraltareños, según informes de inteligencia británica, que participaron en las labores de espionaje y sabotaje.
Aunque las primeras tentativas en 1941 fracasaron, como un intento abortado de introducir una bomba en Gibraltar y explosivos que no detonaron en el aeródromo, la red ganó efectividad en 1942. Ese año destruyeron dos aviones en la pista del Frente Norte y hundieron el arrastrero armado HMT Erin, además de volar el dragaminas HMT Honju, causando seis muertos entre la tripulación británica. Estas operaciones contaron con el apoyo logístico del comandante naval español de Puente Mayorga, Manuel Romero Hume.
La inteligencia británica, sin embargo, intensificó su contraespionaje. En 1942 capturaron y ejecutaron a José Key, un gibraltareño que proporcionaba información militar a la Abwehr. A finales de ese año, Plazas dejó la red en manos de su adjunto, Carlos Calvo, quien amplió las operaciones tras recibir órdenes desde Berlín. En 1943 los saboteadores lograron volar un depósito de municiones y provocar un gran incendio en un tanque de combustible en Coaling Island gracias a la acción de José Martín Muñoz. Sin embargo, Muñoz fue arrestado poco después al intentar colocar otra bomba en Ragged Staff Cave y ejecutado en enero de 1944 en Gibraltar por el verdugo británico Albert Pierrepoint, junto a otro agente, Luis López Cordón-Cuenca.
Tras un intento de asesinato fallido contra el general pro-aliado José Enrique Varela, perpetrado por un miembro de la red de Sánchez Rubio, y la intervención diplomática británica con el embajador español Jacobo Fitz-James Stuart, las actividades de la Abwehr en el Campo de Gibraltar cesaron definitivamente.

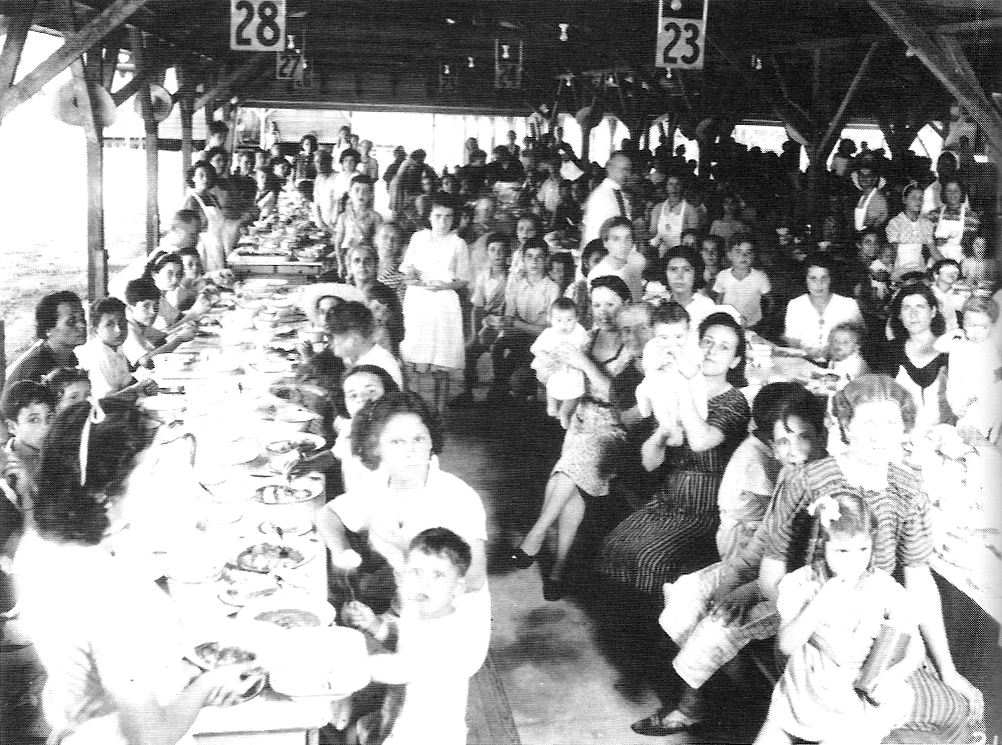
Gibraltareños comiendo en el campo de evacuados de Gibraltar en Jamaica.

##### Evacuación de Gibraltar (junio de 1940)
En junio de 1940, con la entrada de Italia a la guerra el temor a un inminente ataque alemán, las autoridades británicas ordenaron la evacuación masiva de la población civil de Gibraltar para reforzar el Peñón de Gibraltar con tropas y personal militar. Unos 13 500 gibraltareños fueron enviados inicialmente a Casablanca, bajo control del régimen de Vichy. Sin embargo, tras la rendición francesa y el ataque británico a la flota francesa en Mers el-Kebir, que dejó casi 1 300 marinos franceses muertos, las tensiones se dispararon. El gobierno de Vichy consideró la presencia de los evacuados una vergüenza y ordenó su expulsión. 
El comodoro Crichton, al mando de 15 buques británicos, permitió a los evacuados embarcar de nuevo pese a las restricciones del Almirantazgo. En Gibraltar, el gobernador Sir Clive Liddell negó inicialmente el desembarco, temiendo no poder evacuarlos de nuevo en caso de ataque. Esto provocó protestas masivas en la plaza John Mackintosh y presiones de líderes locales, lo que llevó a que, tras instrucciones de Londres, se autorizara su desembarco temporal mientras se organizaba su traslado definitivo. 

En julio, Reino Unido aceptó recibir a 13 000 evacuados, de los cuales 2 000 fueron enviados a Madeira y el resto a Londres, donde fueron puestos bajo el cuidado del Ministerio de Salud. Allí, muchos soportaron los bombardeos de la Blitz en condiciones difíciles, lo que generó preocupación en Gibraltar por su seguridad. En octubre de 1940, 1 093 gibraltareños partieron directamente desde Gibraltar hacia Jamaica como parte de un nuevo plan de reubicación. Al finalizar el año, la diáspora gibraltareña estaba dispersa entre Londres, Madeira y el Caribe. 

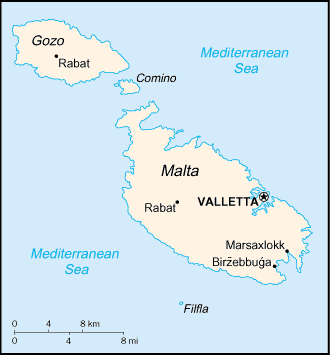
Mapa de Malta

##### Sitio de Malta (11 de junio de 1940 al 20 de noviembre de 1942)
Malta, situada en el Mediterráneo central, desempeñó un papel estratégico durante la Segunda Guerra Mundial como base avanzada para las fuerzas británicas. Con una extensión de 27 × 14 km y una población de aproximadamente 250.000 habitantes en 1940, la isla era la única posición aliada entre Gibraltar y Alejandría tras el inicio de las hostilidades. Antes de la guerra, había sido considerada indefendible debido a su proximidad a Italia, lo que llevó al traslado del cuartel general de la Flota del Mediterráneo británica de La Valeta a Alejandría en 1939.
A pesar de las limitadas defensas iniciales, seis cazas biplanos Gloster Sea Gladiator y el monitor HMS Terror, y la superioridad naval y aérea italiana, Malta se mantuvo como una base vital para operaciones contra las líneas de suministro del Eje en el norte de África. Tras la entrada de Italia en la guerra el 10 de junio de 1940, la isla fue sometida a intensos bombardeos aéreos, considerados entre los más sostenidos de la historia. Sin embargo, la negativa del gobierno británico a ceder Malta, pese a las propuestas de concesión para apaciguar a Italia, consolidó su importancia estratégica.
La presencia de fuerzas aéreas y navales británicas en la isla permitió hostigar el tráfico marítimo del Eje, contribuyendo a la interrupción del abastecimiento a las tropas italianas y alemanas en África. 

###### Plan DG10/42
Desde 1938, el Estado Mayor italiano había considerado la posibilidad de invadir Malta mediante el plan DG10/42. Este contemplaba un asalto anfibio de 40.000 hombres, apoyados por toda la flota italiana y 500 aviones. La operación preveía desembarcos en el norte de la isla y acciones secundarias en Gozo y Comino, aunque las dificultades logísticas y la falta de medios de transporte naval retrasaron su ejecución. Tras la derrota aliada en Francia, el plan fue reducido a 20.000 hombres con apoyo de blindados, pero Mussolini descartó la invasión, confiando en que una eventual rendición británica haría innecesario tomar la isla.

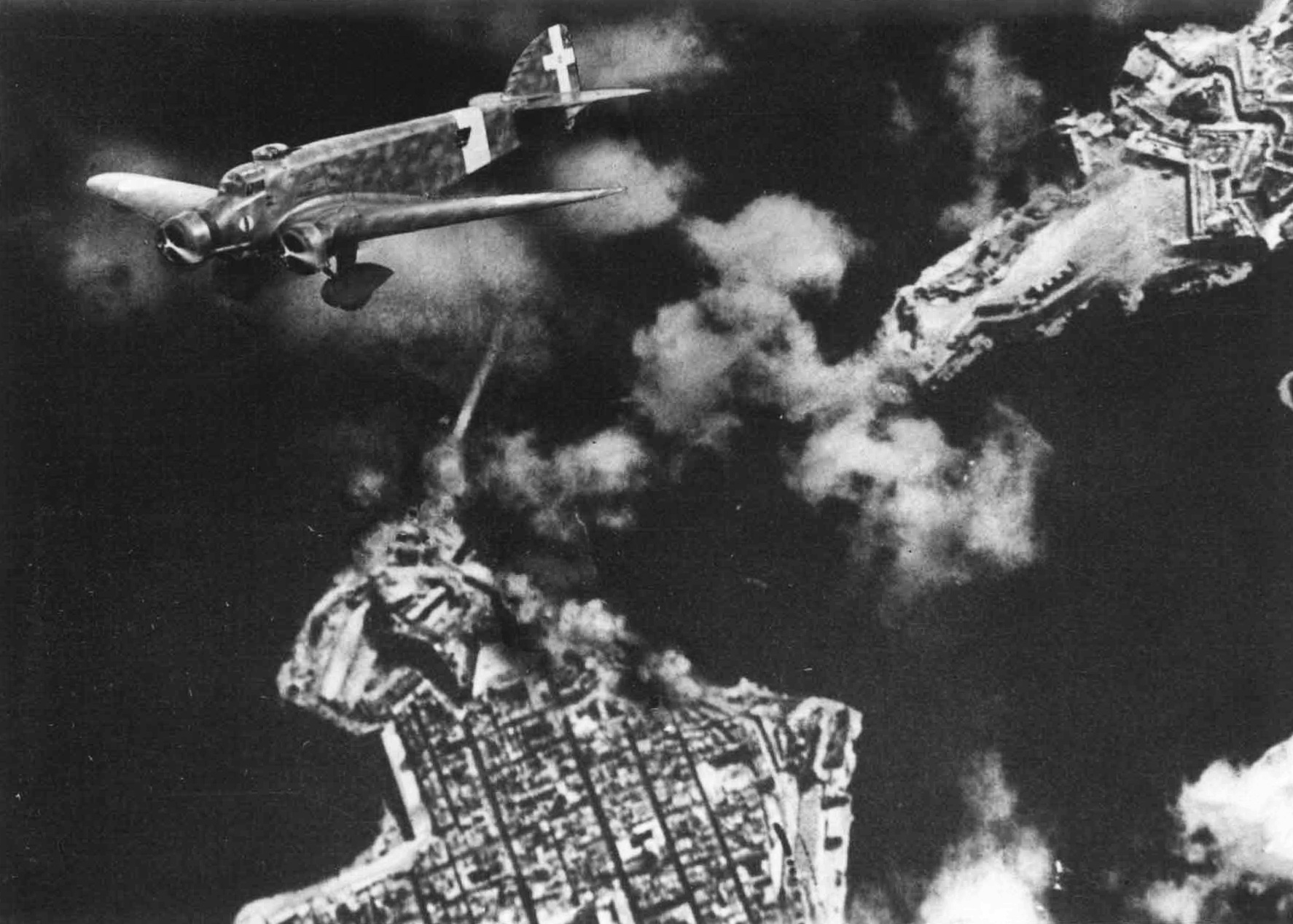
Italia bombardeando el Gran Puerto

###### Ofensiva italiana contra Malta (junio a diciembre de 1940)
Tras la entrada de Italia en la Segunda Guerra Mundial en junio de 1940, la Regia Aeronautica inició una campaña de bombardeos contra Malta desde bases en Sicilia. En el primer día, 55 bombarderos y 21 cazas atacaron los aeródromos de Luqa, Hal Far y Ta’ Qali, seguidos de nuevas incursiones sobre La Valeta y el Gran Puerto. Los daños iniciales fueron limitados y la mayoría de las víctimas fueron civiles, ya que la isla carecía de defensas aéreas significativas. En ese momento, la protección dependía de un pequeño grupo de obsoletos biplanos Gloster Sea Gladiator, apodados “Fe”, “Esperanza” y “Caridad”, operados por pilotos con escasa experiencia de combate. 
A mediados de 1940, la situación comenzó a mejorar con la llegada de torpederos Fairey Swordfish procedentes de Francia, que formaron el núcleo del 830.º Escuadrón Aéreo Naval. Estos aviones realizaron ataques exitosos contra instalaciones y barcos italianos en Sicilia y el Mediterráneo. En agosto, la llegada de cazas Hawker Hurricane permitió formar el escuadrón N.º 261 de la RAF, reforzando la defensa aérea de la isla. Sin embargo, los intentos posteriores de enviar más refuerzos, como la Operación White en noviembre, se saldaron con graves pérdidas debido a problemas logísticos y a la amenaza de la flota italiana. 
A finales de 1940, la RAF reclamó la destrucción de 45 aeronaves italianas, mientras que la Regia Aeronautica admitió la pérdida de 35 aparatos y daños en otros 194, en su mayoría causados por la artillería antiaérea. 

###### Contraataques británicos (junio de 1940 a enero de 1941)
A medida que la ofensiva aérea italiana sobre Malta demostraba un impacto limitado en la población civil y en la operatividad de la base, el Reino Unido reforzó la isla con nuevos contingentes de cazas Hawker Hurricane, bombarderos Vickers Wellington, aviones de reconocimiento Sunderland, torpederos Fairey Swordfish y submarinos. Esta acumulación de medios convirtió a Malta en una plataforma ofensiva clave en el Mediterráneo central. En octubre de 1940, los Wellington del escuadrón N.º 148 de la RAF comenzaron sus operaciones desde la isla.

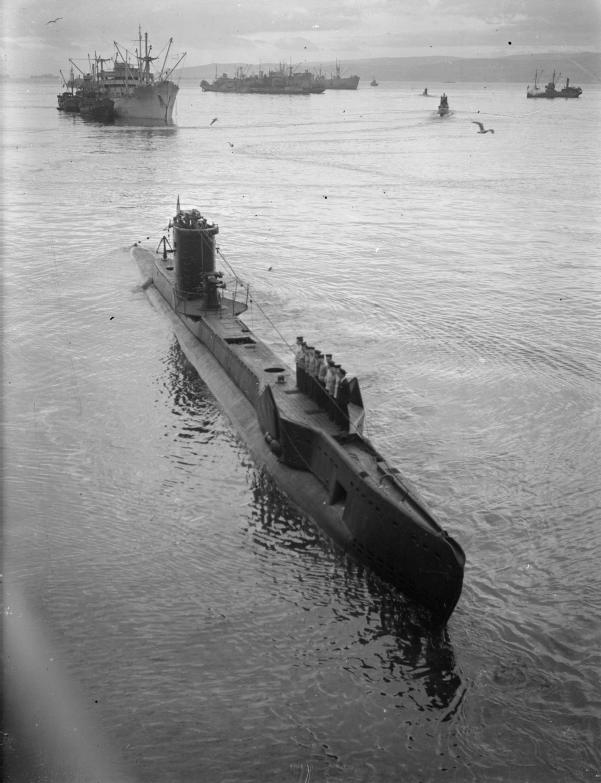
Submarino británico de clase U

El fracaso italiano en su invasión de Egipto y el avance británico en la Operación Compass provocaron que unidades aéreas de la Regia Aeronautica fueran desviadas al norte de África, aliviando la presión sobre Malta. En noviembre de 1940, la Royal Navy logró una importante victoria en la Batalla de Tarento, donde bombarderos torpederos Swordfish inutilizaron varios buques pesados italianos, obligando a la flota italiana a replegarse a Nápoles y otorgando temporalmente la supremacía naval a los británicos. 
Desde Malta, la Royal Navy también intensificó sus operaciones submarinas. Los submarinos británicos de clase U, operando desde la base HMS Talbot en Manoel Island, comenzaron a actuar en junio de 1940. Inicialmente se emplearon submarinos de mayor tamaño, pero las elevadas pérdidas forzaron su retirada. La recién creada 10.ª Flotilla de Submarinos, bajo el mando del comandante G.W.G. Simpson y supervisión del almirante Max Horton, centró sus ataques en buques de guerra y embarcaciones estratégicas debido a la escasez de torpedos.
Aunque las primeras operaciones fueron irregulares, lograron hundir 37.000 toneladas de embarcaciones italianas, incluidos nueve mercantes y una lancha torpedera. Sin embargo, estas acciones costaron la pérdida de nueve submarinos británicos, principalmente a causa de minas marítimas. La llegada de más submarinos de clase U en enero de 1941 permitió consolidar la ofensiva submarina desde Malta. 

###### Intervención alemana en Malta (enero a mayo de 1941)
La intervención alemana en el asedio de Malta fue consecuencia de las derrotas italianas en el norte de África y la necesidad de asegurar las líneas de suministro del Eje hacia Libia. En enero de 1941, el Fliegerkorps X de la Luftwaffe se desplegó en Sicilia con unos 250 aviones para atacar objetivos en Malta y proteger los convoyes del Eje. Los primeros ataques estuvieron dirigidos a instalaciones navales y aéreas, destacando el bombardeo al portaaviones HMS Illustrious en enero, conocido como el “Illustrious Blitz”, que dañó gravemente al buque y a las infraestructuras portuarias, aunque no logró hundirlo. 
La llegada de cazas Messerschmitt Bf 109 en febrero proporcionó superioridad aérea al Eje. Durante cuatro meses, la Luftwaffe y la Regia Aeronautica realizaron más de 200 incursiones, destruyeron la mayor parte de las instalaciones militares y redujeron la capacidad ofensiva británica desde la isla. Entre enero y abril de 1941, el Eje consiguió transportar más del 94% de sus suministros y tropas a Libia, mientras que Malta sufría fuertes bombardeos y escasez de recursos. 

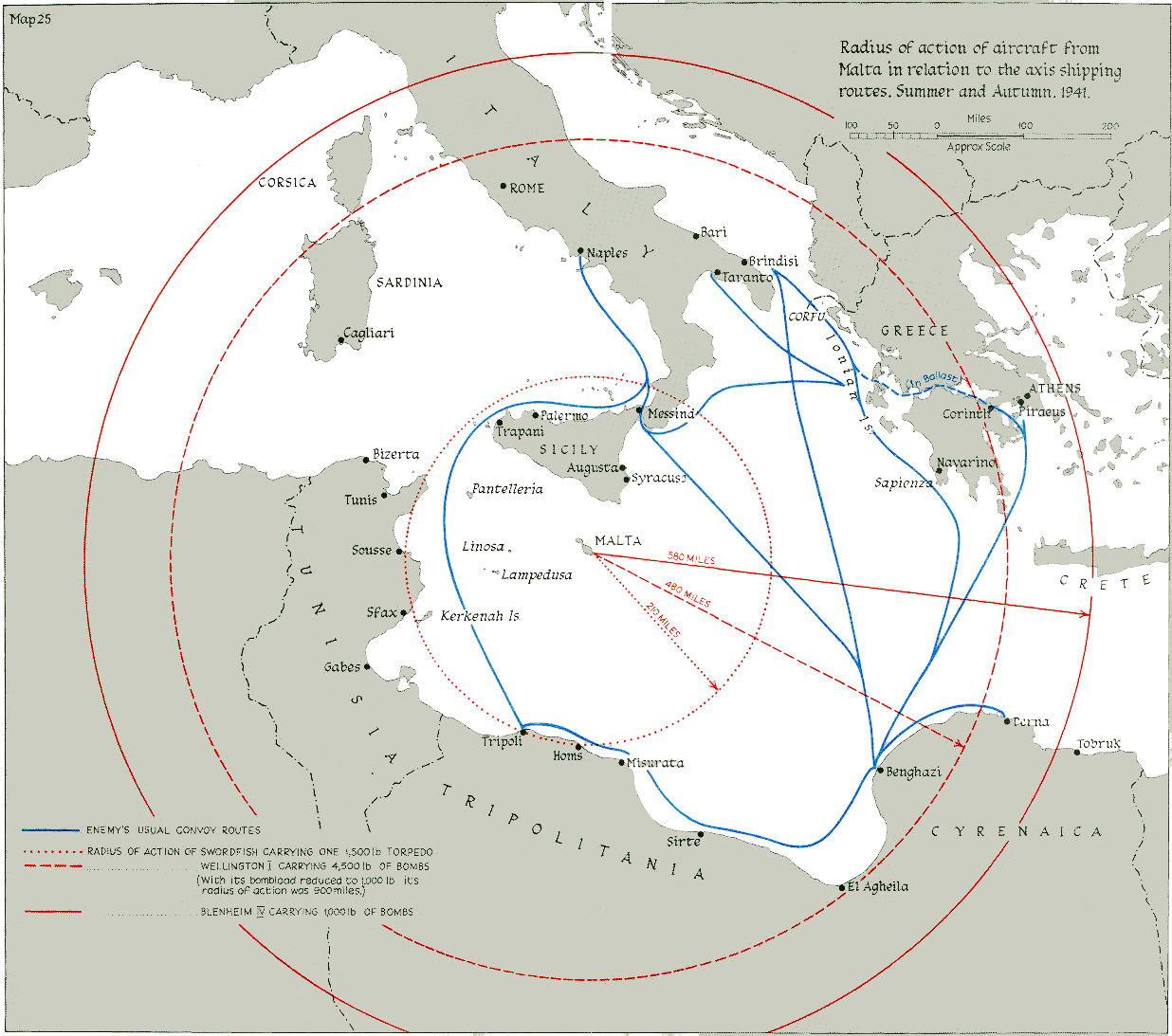
Radio de acción de los aviones aliados que operaban desde Malta en relación con las rutas marítimas del Eje, verano y otoño de 1941

En abril, las operaciones alemanas disminuyeron cuando Hitler desvió fuerzas aéreas al frente de los Balcanes y, posteriormente, a la invasión de la Unión Soviética (Operación Barbarroja). A finales de mayo de 1941, la Luftwaffe se retiró de Sicilia, dejando a la Regia Aeronautica la responsabilidad de continuar la campaña aérea contra Malta. 

###### Contraofensiva Aliada en Malta (abril a octubre de 1941)
El 1 de junio de 1941, el comodoro del aire Hugh Lloyd asumió el mando en Malta, enfrentando una situación crítica con pocos aviones operativos, escaso mantenimiento y defensas insuficientes. A pesar de estas limitaciones, priorizó las operaciones ofensivas para interrumpir las líneas de suministro del Eje hacia el norte de África. Los ataques aéreos y submarinos británicos, junto con la llegada de la Fuerza K de la Royal Navy en noviembre, lograron hundir cerca del 60% del tonelaje enviado al Afrika Korps en la segunda mitad del año.
Operaciones como Substance (julio) y Halberd (septiembre) permitieron reforzar la isla con aviones, suministros y cañones antiaéreos. La RAF formó nuevos escuadrones (n.º 185 y 126), introdujo Hurricanes Mk IIC y Beaufighters, y trasladó talleres a refugios subterráneos para protegerlos de los bombardeos. Entre junio y diciembre, más de 700 cazas pasaron por Malta hacia el norte de África.

###### Regreso del Eje a Malta (diciembre de 1941 a agosto de 1942)
Ante las crecientes pérdidas de convoyes del Eje hacia el norte de África, Hermann Göring trasladó en diciembre de 1941 al general Albert Kesselring y la Luftflotte 2 desde el Frente Oriental para asumir el mando como Oberbefehlshaber Süd (OB Süd). Desde enero de 1942, el Fliegerkorps II intensificó los bombardeos sobre Malta, buscando neutralizar su fuerza ofensiva y asegurar las rutas marítimas al Afrika Korps. Con apoyo de cazas Bf 110 y Ju 88, los alemanes lograron superioridad aérea temporal, destruyendo 58 Hurricanes solo en enero y reduciendo los cazas operativos británicos a 28. Los ataques, que alcanzaron un máximo de 425 salidas diarias, se concentraron en aeródromos como Ta’ Qali, donde se lanzaron bombas PC 18000RS asistidas por cohetes.
La Luftwaffe y la Regia Aeronáutica intensificaron sus ataques, destruyendo bases, submarinos y dañando infraestructuras clave. Entre marzo y abril de 1942, la Luftwaffe lanzó más de 6.500 toneladas de bombas y perdió 173 aviones. El Eje logró reabastecer al Afrika Korps casi sin pérdidas marítimas.
El 9 de mayo, la Operación Bowery trajo 64 Spitfires adicionales, consolidando cinco escuadrones en la isla. Con esta fuerza, la RAF recuperó la iniciativa: en mayo, el Eje perdió más de 100 aviones en pocos días. La Luftwaffe, inicialmente con cientos de aviones, se redujo a 83 en junio.
Sin embargo, la población de Malta enfrentaba escasez extrema de alimentos, agua y suministros. En junio, las operaciones Harpoon y Vigorous intentaron abastecer la isla pero sufrieron enormes pérdidas.
En julio, Keith Park reemplazó a Lloyd y aplicó tácticas más agresivas. Su Plan de Interceptación Avanzada (julio de 1942) detuvo las incursiones diurnas del Eje en seis días y forzó la retirada de los Ju 87. Malta recuperó la superioridad aérea y pasó a hostigar los convoyes del Eje hacia África, debilitando al Afrika Korps en el frente norteafrican 

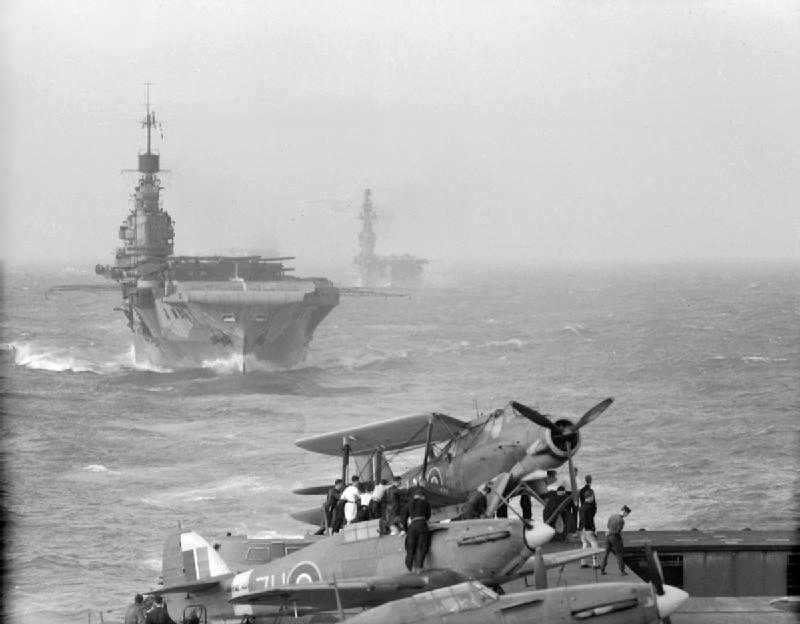
Desde la cubierta de vuelo del HMS Victorious, un Fairey Albacore despega del HMS Indomitable, mientras el HMS Eagle cierra la retaguardia. El Eagle fue torpedeado y se perdió durante la operación Pedestal.

###### Operación Pedestal (3 a 15 de agosto de 1942)
La Operación Pedestal fue una de las más arriesgadas y costosas misiones de convoy de la Segunda Guerra Mundial, lanzada por el Reino Unido en agosto de 1942 para socorrer a la sitiada isla de Malta. El convoy partió de Gran Bretaña el 3 de agosto, cruzó el Estrecho de Gibraltar en la noche del 9 al 10, y avanzó hacia el Mediterráneo central con la protección de portaviones, acorazados, cruceros y destructores 
Desde el 10 hasta el 15 de agosto, fue atacado intensamente por buques de superficie, submarinos, flotillas rápidas (E-boats y MAS), campos de minas y centenares de aviones de la Luftwaffe y la Regia Aeronautica. De los 14 buques mercantes, solo cinco lograron llegar a La Valeta, además del petrolero Ohio, cuyo cargamento de combustible fue crucial para sostener las defensas maltesas 
Aunque la misión fue la última victoria significativa del Eje en el Mediterráneo, con más de 500 tripulantes aliados muertos y altos costos materiales, su resultado tuvo un impacto estratégico decisivo . El combustible de Ohio revitalizó la capacidad aérea defensiva y ofensiva de la RAF en Malta, permitiendo a los submarinos y torpederos reanudar ataques sobre las líneas de suministro del Eje. A largo plazo, Pedestal debilitó la capacidad logística germano-italiana hacia África del Norte y contribuyó al eventual giro aliado tras El Alamein y la Operación Torch 

###### Victoria aliada sobre el asedio a Malta (octubre a noviembre de 1942)
Durante 1942, Malta no solo resistió los asedios aéreos y navales del Eje, sino que se convirtió en un centro clave para las operaciones ofensivas aliadas en el Mediterráneo. La 10.ª Flotilla de submarinos británicos, operando desde la base HMS Talbot, hundió o dañó más de un millón de toneladas de suministros enemigos, incluidos petroleros vitales para el esfuerzo del Eje en el norte de África. Comandantes como Ian McGeoch y David Wanklyn destacaron en estas acciones, obligando a Hitler a cuestionar la capacidad defensiva de la Kriegsmarine. Los ataques aéreos desde Malta, liderados por Patrick Gibbs con escuadrones de Beaufort, también infligieron pérdidas devastadoras a los convoyes del Eje, interrumpiendo las líneas de abastecimiento de Rommel antes de batallas críticas como Alam el Halfa y El Alamein. 
Para septiembre, solo llegaba a África un cuarto de las 50.000 toneladas mensuales requeridas, provocando escasez de municiones, alimentos y un aumento de enfermedades entre las tropas. En octubre, mientras los británicos se preparaban para El Alamein, los ataques de Malta aseguraron que casi ningún combustible alcanzara a Rommel. El hundimiento de tres petroleros el 28 de octubre selló el destino de las fuerzas del Eje, debilitando su capacidad ofensiva y asegurando la superioridad estratégica aliada en el Mediterráneo.

##### Ataques aéreos de Vichy sobre Gibraltar (julio a septiembre de 1940)
Tras el ataque británico a la flota francesa en Mers-el-Kébir el 3 de julio de 1940, donde murieron 1 297 marinos franceses, el gobierno de Vichy autorizó represalias contra Gibraltar. El 18 de julio, bombarderos franceses realizaron un primer ataque sobre la el Peñón de Gibraltar, causando daños menores.
El 24 de septiembre, tras el bombardeo aliado de Dakar, seis escuadrones de bombarderos de la Armée de l’Air de Vichy y cuatro de la Marine nationale partieron desde bases en Argelia y Marruecos para atacar Gibraltar. Un total de 64 aviones lanzaron bombas sobre la base naval y la ciudad, dañando gravemente el muelle, un gran barco en el puerto y provocando incendios en el sector norte. 
Al día siguiente, el 25 de septiembre, una fuerza mayor de 83 bombarderos regresó para intensificar el ataque. Aunque no encontraron oposición aérea británica, enfrentaron un intenso fuego antiaéreo. Un bombardero LeO 451 fue derribado y 13 más sufrieron daños. Entre las pérdidas británicas se registró el hundimiento del barco armado HMT Stella Sirius.
Estos ataques fueron los últimos realizados por la aviación de Vichy sobre Gibraltar. 

##### Batalla de Calabria (9 de julio de 1940)
El 9 de julio de 1940 tuvo lugar la primera gran confrontación naval entre la Royal Navy y la Regia Marina. La flota británica, al mando del almirante Cunningham, intentó interceptar un convoy italiano que se dirigía a Libia, lo que provocó el despliegue de la flota italiana bajo el almirante Campioni.
A mediodía, ambas flotas se encontraron a 90 millas de distancia. Los primeros enfrentamientos se dieron entre cruceros pesados, con fuego a más de 20 km, seguido de un duelo de acorazados. El Warspite británico logró impactar al Giulio Cesare a 24.000 metros, uno de los disparos más largos de la historia naval, dejando al acorazado italiano fuera de combate temporalmente. La aviación italiana intervino con 126 aparatos, causando daños menores al Eagle, Warspite y Malaya, aunque también atacó accidentalmente a sus propios buques. 
Tras horas de combates sin resultados decisivos, ambas flotas se retiraron. Los italianos lograron proteger sus convoyes hacia Libia, mientras que los británicos reclamaron un ascendente moral sobre la armada italiana. 

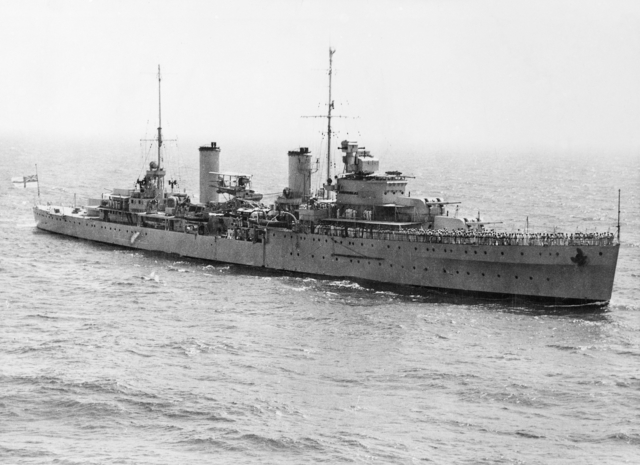
HMAS Sydney

##### Batalla del Cabo Spada (19 de julio de 1940)
El 19 de julio de 1940, un escuadrón aliado patrullando el mar Egeo se encontró con dos cruceros italianos que se dirigían de Trípoli a Leros, en las islas del Dodecaneso. La fuerza aliada, al mando del capitán australiano John Collins a bordo del HMAS Sydney, incluía cinco destructores británicos. La división italiana, comandada por el vicealmirante Ferdinando Casardi, estaba formada por los cruceros ligeros Giovanni dalle Bande Nere y Bartolomeo Colleoni.
Tras un primer contacto a las 07:30, los destructores británicos mantuvieron a los italianos en persecución hasta que el Sydney entró en acción a las 08:29. El Bartolomeo Colleoni fue alcanzado repetidamente y, tras perder propulsión por un impacto en las calderas, quedó inmovilizado. A las 09:59 fue hundido por torpedos de los destructores Ilex e Hyperion, causando 121 muertos y 555 supervivientes. Mientras tanto, el Sydney logró dañar al Bande Nere, pero se retiró al quedarse sin municiones.

##### Entrevista de Hendaya (23 de octubre de 1940)
El 23 de octubre de 1940, Franco y Hitler se reunieron en Hendaya con agendas muy distintas. Según Paul Preston, Franco esperaba obtener una “recompensa adecuada” por sus reiteradas ofertas de unirse al Eje, aspirando a Marruecos francés, Argelia francesa y grandes cantidades de suministros para España. Hitler, en cambio, no buscaba la entrada inmediata de España en la guerra. Estaba más interesado en sondear las aspiraciones de Franco y Pétain (a quien vería al día siguiente en Montoire) para definir su estrategia en el suroeste europeo, cuidando de no enemistarse con la Francia de Vichy ni con Mussolini. 
El encuentro en el vagón del tren “Erika” fue tenso. Hitler expuso su visión del Nuevo Orden europeo, mientras Franco planteó exigencias casi imposibles: la cesión del Marruecos francés y 100.000 toneladas de trigo. Hitler se negó a comprometerse, consciente de la fragilidad económica y militar de España. Según algunos historiadores, Wilhelm Canaris habría advertido a Franco en secreto de la posible derrota alemana, lo que reforzó la cautela del dictador español. La reunión terminó con frustración mutua, Franco susurró a Serrano Suñer “estos tíos lo quieren todo y no dan nada”, y Hitler comentó después que preferiría “que me sacaran tres o cuatro muelas” antes que repetir la experiencia. 

A pesar del desencuentro, se elaboró un protocolo secreto en el palacio de Ayete, donde España se comprometía a unirse al Eje en una fecha acordada tras los preparativos militares, aunque Franco conservaba la capacidad de decidir el momento. Hitler prometió Gibraltar pero fue ambiguo sobre el norte de África. Joseph Goebbels resumió el sentir alemán: “Mucho ruido y pocas nueces. Nada sólido. Son hidalgos de un imperio que ya no existe”. 

Diagrama de los ataques británicos.

##### Batalla de Tarento (11 de noviembre de 1940)
La noche del 11 de noviembre de 1940, a las 21:00 horas, una escuadrilla de 12 torpederos biplanos Fairey Swordfish despegó del portaaviones británico HMS Illustrious rumbo al puerto italiano de Tarento. Una segunda oleada de ocho aparatos siguió una hora más tarde. El objetivo era atacar a la flota italiana anclada en las bahías de Mar Grande y Mar Piccolo, donde se concentraban varios acorazados de la Regia Marina. 
Hacia las 23:00 horas, la primera oleada llegó a Tarento y se dividió para golpear ambos sectores del puerto. Los biplanos británicos, detectados por los reflectores y la artillería antiaérea italiana, lanzaron sus torpedos y bombas pese a la intensa defensa. El ataque sorprendió a los italianos, que confiaban en que la escasa profundidad del puerto bastaba para proteger sus buques de un ataque torpedero aéreo. Poco después, la segunda oleada continuó el asalto guiada por las bengalas lanzadas previamente, pero se retiró rápidamente tras un breve bombardeo para evitar mayores pérdidas. El ataque concluyó alrededor de la medianoche. 
El saldo fue significativo: el acorazado Littorio recibió dos impactos de torpedo, mientras que el Conte di Cavour y el Caio Duilio fueron alcanzados por uno cada uno. Además, el crucero Gorizia sufrió daños por bombas. En contraste, las pérdidas británicas fueron mínimas, con solo dos Swordfish derribados y dos tripulantes capturados. El ataque a Tarento demostró la vulnerabilidad de los grandes buques anclados ante la aviación naval y anticipó tácticas similares utilizadas en Pearl Harbor un año después. 

Bombas cayendo a popa del HMS Ark Royal (91) durante un ataque de la aviación italiana durante la batalla del Cabo Spartivento. La fotografía fue tomada desde el crucero HMS Sheffield (C24).

##### Batalla del Cabo Spartivento (27 de noviembre de 1940)
El 27 de noviembre de 1940, la flota británica escoltaba convoyes rumbo a Malta y Alejandría cuando interceptó a una escuadra italiana al sur de Cerdeña. Al mando del almirante James Somerville, la Royal Navy contaba con dos acorazados, un portaaviones, cinco cruceros y siete destructores. La flota italiana, bajo el almirante Inigo Campioni, incluía dos acorazados, seis cruceros pesados y catorce destructores. 
La batalla comenzó a las 12:22 cuando ambas fuerzas intercambiaron fuego a larga distancia. Los británicos sufrieron la desventaja de la lentitud del HMS Ramillies, mientras que el crucero HMS Berwick fue dañado por un proyectil de 203 mm. Por su parte, el destructor italiano Lanciere resultó seriamente averiado durante la retirada.
Tras 54 minutos de enfrentamiento, Campioni, siguiendo órdenes de evitar combates sin superioridad clara, ordenó la retirada italiana. El acorazado HMS Renown intentó perseguir, pero fue contenido por los disparos del Vittorio Veneto.
Aunque indecisa, la batalla aseguró la llegada de los convoyes aliados a sus destinos sin pérdidas, mientras que las flotas regresaron a sus bases con daños menores. 

Despliegue de tropas previsto por el Alto Mando Alemán en la península ibérica y posible respuesta esperada de las tropas aliadas.

##### Operación Félix (1941, cancelada)
La “Operación Félix”, firmada por Hitler, preveía atravesar España, con o sin el consentimiento de Franco, para tomar el Peñón de Gibraltar y cerrar el Estrecho de Gibraltar a los Aliados. Esto forzaría a sus convoyes hacia Asia a rodear África, alejándolos del Mediterráneo y el Canal de Suez.
El plan detallado incluía bombardeos aéreos desde Francia con aterrizajes en bases españolas y un asalto terrestre exclusivo de tropas alemanas para evitar una posible toma española. El XLIX Cuerpo del general Ludwig Kübler lideraría la ofensiva con el Regimiento Großdeutschland, unidades de montaña, artillería pesada, ingenieros, tropas de élite Brandenburgers y vehículos explosivos Goliat. La Luftwaffe desplegaría bombarderos Ju 88, Stukas y cazas Messerschmitt, mientras la Kriegsmarine reforzaría el bloqueo con U-boats y baterías costeras.
Sin embargo, el fracaso de las negociaciones con Franco en la entrevista de Hendaya (octubre de 1940) bloqueó el paso de tropas por España. Con la inminente Operación Barbarroja en 1941, Félix fue revisada como “Félix-Heinrich”, un plan para retirar tropas del frente oriental y atacar Gibraltar. Finalmente, la negativa de Franco y las prioridades en el este hicieron que el proyecto fuera pospuesto y abandonado.

##### Campaña mediterránea de submarinos (1941 a 1944)
Entre septiembre de 1941 y mayo de 1944, la Kriegsmarine lanzó una campaña para aislar Gibraltar, Malta y el canal de Suez, atacando las vitales rutas comerciales británicas en el Mediterráneo. Más de sesenta U-boots alemanes se desplegaron con la misión de interceptar convoyes aliados. Sin embargo, cruzar el estrecho de Gibraltar, fuertemente vigilado por la Royal Navy, resultó letal: nueve submarinos fueron hundidos en el intento y diez más sufrieron daños graves, limitando la efectividad de la operación.

##### Batalla del cabo Matapán (27 al 29 de marzo de 1941)

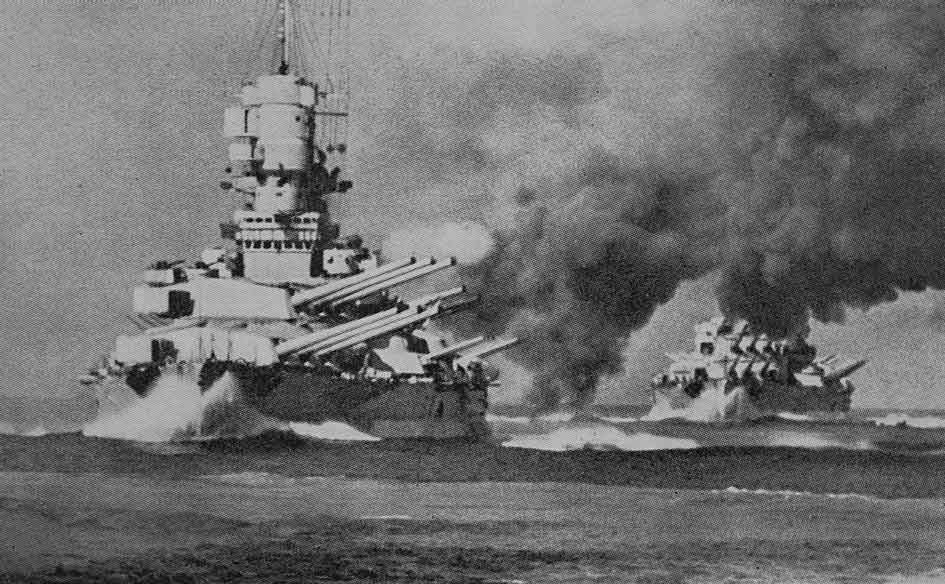
Acorazado Vittorio Veneto

La Flota del Mediterráneo británica, con el portaaviones HMS Formidable y tres acorazados, se enfrentó a la Regia Marina italiana liderada por el Vittorio Veneto y casi toda su fuerza de cruceros pesados. 
El 28 de marzo, los italianos persiguieron a los cruceros aliados hasta que ataques aéreos desde el Formidable dañaron al Vittorio Veneto y obligaron a su retirada. Otro ataque dejó inmóvil al Pola, y un grupo de rescate italiano fue sorprendido de noche por los acorazados británicos, que hundieron al Zara, Fiume y dos destructores en minutos. Los británicos hundieron después al Pola y rescataron supervivientes. Las pérdidas italianas fueron de 3 cruceros pesados, 2 destructores y más de 2.300 hombres, frente a un solo avión y tres hombres perdidos por los aliados. La batalla consolidó la supremacía británica en el Mediterráneo oriental. 

##### Bombardeo de La Línea de la Concepción (11 al 12 de julio de 1941)
En la madrugada del 11 al 12 de julio de 1941, un bombardero italiano Savoia-Marchetti SM.82 Marsupiale, en misión contra Gibraltar, erró su objetivo y lanzó tres bombas sobre territorio español. Dos quedaron enterradas sin explotar en la playa de Poniente, pero la tercera impactó en la confluencia de las calles Duque de Tetuán y López de Ayala en  el municipio de La Línea de la Concepción, destruyendo tres viviendas. El ataque provocó cinco muertos y numerosos heridos, dejando a la ciudad sin electricidad al dañar el tendido eléctrico.
Pese a la protesta de las autoridades españolas ante representantes de Mussolini, el bombardero regresó las madrugadas del 13, 14 y 15 de julio, lanzando nuevas bombas en la zona de Campamento, que fue defendida con fuego antiaéreo.
Tras la guerra, Italia acordó indemnizar a España con 250.000 dólares por los daños en La Línea y otras localidades. Sin embargo, el pago fue utilizado para amortizar parte de la deuda que el régimen de Franco había contraído con Mussolini durante la guerra civil española.

##### Batalla del Cabo Bon (13 de diciembre de 1941)
En la noche del 12 al 13 de diciembre de 1941, los cruceros italianos Alberico da Barbiano y Alberto di Giussano, cargados con combustible y suministros para Trípoli, fueron interceptados cerca del Cabo Bon por una flotilla británica compuesta por los destructores HMS Sikh, Maori, Legion y el holandés Isaac Sweers.
Los británicos, avisados por inteligencia Ultra y guiados por un avión de reconocimiento, sorprendieron a los italianos en la madrugada. Los cruceros, sobrecargados de barriles de combustible en cubierta, no lograron responder eficazmente al ataque. En pocos minutos, el Da Barbiano fue alcanzado por varios torpedos y proyectiles, incendiándose y hundiéndose a las 3:35 con gran parte de su tripulación. El Di Giussano sufrió un destino similar, quedando inutilizado y hundiéndose a las 4:20.
La acción, que costó la vida de más de 800 marinos italianos, frustró el intento de abastecimiento a las fuerzas del Eje en Libia y destacó el papel clave de la inteligencia y el radar en las operaciones navales británicas en el Mediterráneo.

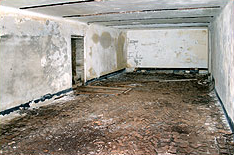
Sala principal de la Operación Tracer.

###### Operación Tracer (1942, cancelada)
La Operación Tracer fue un plan ultrasecreto británico ideado para instalar un equipo de seis hombres en una cueva oculta en Gibraltar. Su misión: vigilar los movimientos navales enemigos y enviar informes al Almirantazgo en caso de que el Peñón cayera en manos del Eje. El grupo, compuesto por dos médicos, tres señalizadores y un líder, debía permanecer allí hasta siete años, sin posibilidad de escape. Si algún miembro moría, sería embalsamado y sellado en el suelo.
El trabajo en la cueva, ubicada en la batería de Lord Airey, comenzó a finales de 1941 bajo el mando del comandante Geoffrey Birley. Para enero de 1942, se realizaron pruebas intensivas sobre supervivencia, sanidad, dieta y salud mental, asesoradas incluso por el cirujano antártico George Murray Levick. El refugio quedó listo en el verano de 1942, pero nunca se utilizó: Hitler desistió de atacar Gibraltar y priorizó el Frente Oriental.
Décadas después, la historia salió a la luz con documentos desclasificados y el hallazgo en 1997 de la “Stay Behind Cave”, sellada desde la guerra. En 2006, el Dr. Bruce Cooper, entonces de 92 años, relató su participación como cirujano-teniente del equipo. 

##### Muerte de Władysław Sikorski  (4 de julio de 1943)
El 4 de julio de 1943, un bombardero Liberator de la RAF despegó de Gibraltar rumbo a Inglaterra con Władysław Sikorski, primer ministro del gobierno polaco en el exilio, a bordo. Minutos después, el avión perdió altura y se estrelló en el puerto, causando la muerte de Sikorski y 15 personas más, incluida su hija, cuyos cuerpos nunca fueron recuperados. El único superviviente fue el piloto Eduard Prchal. 
El accidente desencadenó un Tribunal de Investigación británico que concluyó que el avión “se volvió incontrolable por razones desconocidas”. Sin embargo, la falta de pruebas concluyentes y las tensiones políticas de la época alimentaron teorías conspirativas que apuntaban a posibles implicaciones soviéticas, británicas o incluso polacas en la tragedia. 

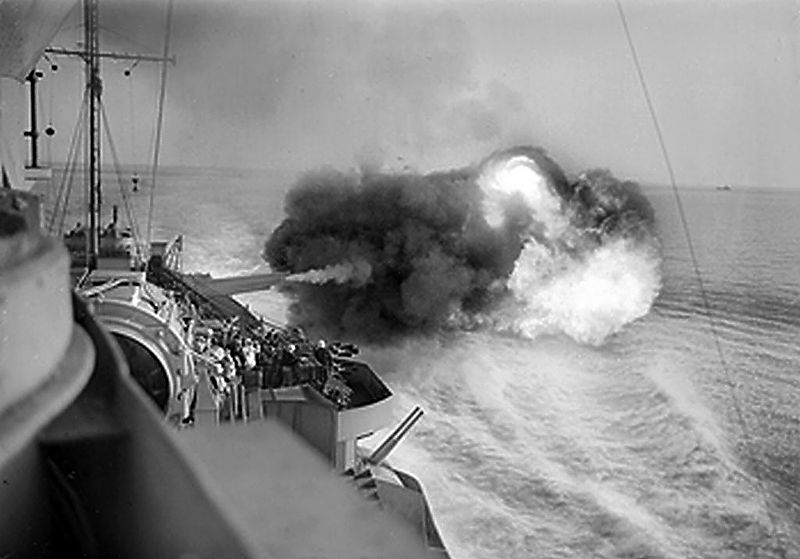
El HMS Warspite abre fuego en la costa siciliana poco antes del desembarco anfibio.

##### Invasión aliada de Sicilia "Operación Husky" (9 de julio al 17 de agosto de 1943)
El 10 de julio de 1943, las fuerzas aliadas iniciaron la invasión de Sicilia mediante un doble desembarco anfibio en las costas meridional y oriental de la isla, precedido por el lanzamiento de unidades aerotransportadas la noche anterior. Sin embargo, los fuertes vientos dispersaron a los paracaidistas y provocaron que varios aviones se estrellaran en el mar. A pesar de estas dificultades iniciales, las tropas británicas lograron ocupar Siracusa con escasa resistencia, mientras que las fuerzas estadounidenses, tras rechazar un contraataque alemán, consolidaron su posición en la zona occidental.
En los días siguientes, el avance aliado continuó a un ritmo desigual. Mientras el VIII Ejército británico, bajo el mando de Bernard Montgomery, se encontraba con una defensa más organizada en las estribaciones del Etna, el VII Ejército estadounidense, dirigido por George S. Patton, progresó rápidamente en el oeste, capturando Agrigento el 15 de julio y Palermo el 22 de julio, tras asumir la iniciativa ante la ambigüedad de las órdenes del general Harold Alexander. Posteriormente, con la aprobación de este, Patton emprendió un avance decidido hacia Mesina con el objetivo de superar a Montgomery en la carrera por la toma de la ciudad.
La caída de Sicilia tuvo repercusiones políticas inmediatas en Italia. El 24 de julio, el Gran Consejo Fascista aprobó una moción de censura contra Mussolini, que fue arrestado al día siguiente y sustituido por Pietro Badoglio como jefe del Gobierno. Aunque Badoglio aseguró públicamente la continuidad de la alianza con Alemania, inició negociaciones secretas de armisticio con los Aliados.
En las primeras semanas de agosto, el avance aliado hacia Mesina se vio ralentizado por la resistencia alemana en las líneas defensivas de Santa Stefana y San Fratello. Tras varios intentos fallidos de flanqueo entre el 8 y el 15 de agosto, las fuerzas estadounidenses lograron finalmente abrirse paso. El 17 de agosto, las tropas de Patton entraron en Mesina, apenas unas horas después de que el último contingente alemán cruzara el estrecho hacia la península italiana. La operación concluyó con el control aliado de Sicilia y la retirada ordenada de las fuerzas del Eje.

###### Operación Ladbroke (9 de julio al 10 de julio de 1943)
El 9 de julio de 1943, en el marco de la Operación Husky, un contingente de 2.075 soldados británicos, equipados con seis jeeps, seis cañones antitanque y diez morteros, se embarcó en planeadores desde Túnez y despegó a las 18:00 hacia Sicilia. Su misión consistía en realizar lanzamientos aerotransportados en torno a Siracusa para asegurar posiciones estratégicas antes del desembarco anfibio aliado previsto para esa noche.

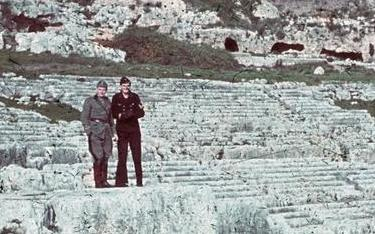
Kriegsmarine (Wehrmacht) en el teatro griego de Siracusa (filmada por Horst Grund, 1943)

La ofensiva comenzó poco antes de la medianoche, alrededor de las 22:00, cuando los primeros planeadores de la 1.ª División Aerotransportada británica avistaron la ciudad y comenzaron sus lanzamientos sobre el perímetro urbano.
La ciudad de Siracusa fue objeto de una intensa campaña aérea coordinada por el N.º 205 Grupo de la RAF, con un doble objetivo, brindar apoyo a las operaciones aerotransportadas y distraer al Eje de la aproximación de la flota aliada. Este bombardeo buscaba neutralizar las defensas italianas en el istmo que unía la isla de Ortigia con la ciudad nueva, así como desmoralizar a las tropas enemigas mediante una estrategia de “shock y pavor”.
La primera de tres incursiones tuvo lugar a las 21:00, cuando cuatro alas aéreas británicas (231, 236, 330 y 331), compuestas en total por 79 aeronaves, concentraron su ataque sobre el estrecho istmo de 370 metros. El plan incluía el lanzamiento de potentes bombas “Cookie” de 1.800 kg por parte de la Ala n.º 331 canadiense, una de las cuales impactó en la estación ferroviaria. Se arrojaron en total más de 72 toneladas de bombas de 250 libras y 20 toneladas adicionales de bombas de 500 libras sobre la base de hidroaviones de la ciudad, provocando graves daños materiales y la muerte del capitán de fragata Giuseppe Gianotti, comandante de la base naval.
Consciente de la importancia histórica de la ciudad, el comandante George F. Hopkinson prohibió expresamente atacar la isla de Ortigia, el distrito de Santa Lucía y la zona arqueológica de Neápolis y Tiche, previamente devastadas por bombardeos en febrero de 1943.
Como maniobra de distracción adicional, la RAF lanzó sobre la llanura de Catania 280 muñecos de trapo con paracaídas, simulando un desembarco masivo. La acción logró confundir a las defensas italianas y alemanas, desviando recursos de Siracusa hacia el norte.

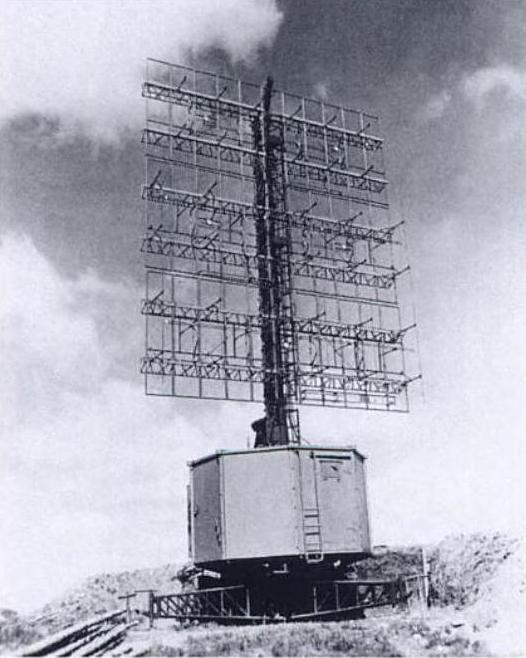
El radar alemán Freya, que en numerosas ocasiones advirtió a Siracusa en tiempo de ataques aéreos

La elección de la noche sin luna permitió ocultar el avance de la flota aliada, pero supuso un riesgo adicional para los bombarderos, que debían evitar alcanzar a sus propias tropas aerotransportadas. Para mitigar este peligro, un 10% de las aeronaves se dedicó a iluminar el área objetivo con bengalas.
Durante el bombardeo, las defensas antiaéreas italianas lograron abatir un Vickers Wellington X HE 756 del 37.º Escuadrón (Ala n.º 231), causando la muerte de sus seis tripulantes, cuyos restos fueron localizados décadas más tarde, en 2017, cerca de Murro di Porco gracias a testimonios de supervivientes británicos.

###### Toma de la península de la Maddalena (9 al 12 de julio de 1943)
Mientras los pilotos de planeadores afrontaban una noche de caos y tragedia durante la Operación Ladbroke, otras unidades británicas ejecutaban una operación clave en el sector sudoriental de Siracusa. Se trataba de un destacamento del Special Air Service (SAS), que inició su asalto a la península de Maddalena la noche del 9 de julio de 1943.
A bordo del HMS Ulster Monarch, los hombres del SAS se aproximaron a la costa a las 23:30, mientras presenciaban los lanzamientos de planeadores sobre sus cabezas. Las condiciones marítimas, aún agitadas tras una violenta tormenta vespertina, dificultaron su avance en botes salvavidas. En medio de la oscuridad, escucharon los gritos desesperados de pilotos británicos que se ahogaban entre Punta Milocca y Terrauzza. Sin embargo, conscientes de la prioridad de su misión, ignoraron los pedidos de ayuda y continuaron la aproximación. Sólo más tarde, el Ulster Monarch participaría en labores de rescate, aunque algunos supervivientes permanecieron hasta nueve horas en el agua antes de ser socorridos.
A las 02:30 del 10 de julio, las fuerzas del SAS habían alcanzado la cima de la península tras escalar con rapidez un sector rocoso considerado inaccesible por los defensores italianos. Este error de cálculo permitió a los comandos sorprender y neutralizar silenciosamente a los centinelas italianos, garantizando un factor decisivo de sorpresa.

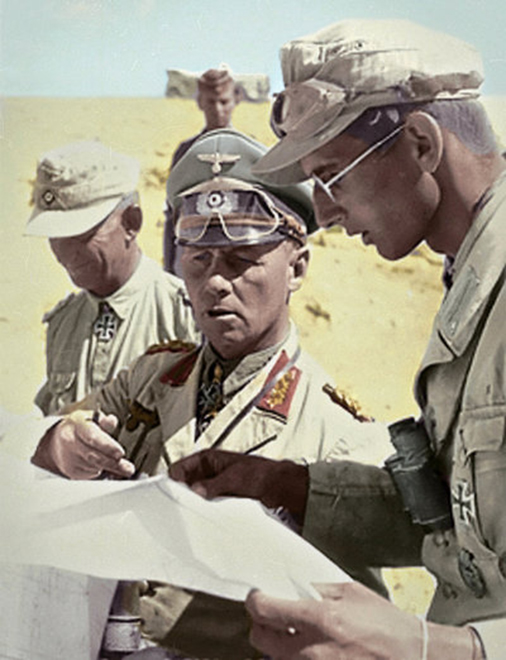
El generalfeldmarschall (mariscal de campo) Erwin Rommel, apodado El Zorro del Desierto, dirigió el Afrika Korps alemán durante la guerra en el norte de África.

#### Campaña en África del Norte (junio de 1940 a mayo de 1943)
La Campaña en África del Norte se desarrolló entre junio de 1940 y mayo de 1943 en los desiertos de Libia, Egipto, Túnez, Argelia y Marruecos. Enfrentó a las fuerzas del Eje, principalmente italianas y alemanas, contra los Aliados, liderados por el Reino Unido y, a partir de 1942, también por Estados Unidos.
Tras los primeros enfrentamientos entre británicos e italianos, la intervención del Afrika Korps alemán bajo el mando de Erwin Rommel intensificó la lucha en el desierto. Las fuerzas aliadas, comandadas por Bernard Montgomery, logrando detener el avance del Eje en El Alamein y comenzaron una ofensiva hacia el oeste. Simultáneamente, las tropas aliadas desembarcaron en el norte de África durante la Operación Torch, estrechando el cerco sobre las fuerzas del Eje en Túnez.
La campaña concluyó con la rendición de más de 250.000 soldados del Eje, lo que aseguró el control aliado del norte de África y abrió el camino para la posterior invasión de Italia.

##### Campaña del Desierto Occidental (junio de 1940 a enero de 1943)
La Campaña del Desierto Occidental, también conocida como la Guerra del Desierto, fue la primera fase de la Campaña en África del Norte. Inició en junio de 1940 con enfrentamientos entre fuerzas italianas en Libia y tropas de la Mancomunidad Británica en Egipto.
Tras una ofensiva italiana hacia Egipto en septiembre de 1940, las fuerzas británicas respondieron con la Operación Compass. Para evitar el colapso de su aliado, Alemania envió al Afrika Korps y unidades aéreas como parte de la Operación Sonnenblume. 
Estados Unidos se sumó al esfuerzo a partir de junio de 1942 con unidades aéreas. Durante esta etapa, las comunidades judías en Libia sufrieron persecuciones, deportaciones y trabajos forzados bajo la ocupación del Eje.  
Libia, entonces colonia italiana desde 1912, limitaba al oeste con Túnez y al este con Egipto, bajo control británico. A mediados de 1940, Italia desplegó en Libia los ejércitos 5.º y 10.º, con varias divisiones regulares, de milicias fascistas y tropas coloniales libias. La mayoría de las unidades italianas estaban posicionadas en Cirenaica, frente a Egipto, bajo el mando del mariscal Italo Balbo. 
En Egipto, las fuerzas británicas eran numéricamente inferiores, con apenas 36 000 efectivos, apoyados por otras unidades de la Commonwealth. Su objetivo principal era proteger el canal de Suez, punto clave para las comunicaciones del Imperio británico. Desde El Cairo, el general Archibald Wavell dirigía el Comando de Oriente Medio. Ante la amenaza italiana, las unidades disponibles se organizaron como la Fuerza del Desierto Occidental, con base en Marsa Matruh y cobertura en la frontera. A pesar de la superioridad numérica del Eje, los británicos contaban con mejor movilidad, equipamiento y experiencia táctica. 

###### Batalla de Mers el-Kebir (3 al 6 de julio de 1940)
A las 17:54, el HMS Hood abrió fuego contra la flota francesa bloqueada en Mazalquivir, seguido por los acorazados Valiant y Resolution. Los barcos franceses, anclados de espaldas al mar y con sus cañones apuntando a tierra, apenas pudieron responder. En solo 15 minutos, el Bretagne explotó y se hundió con 907 tripulantes, el Dunkerque y el Provence quedaron gravemente dañados y varados, y el destructor Mogador resultó seriamente afectado.

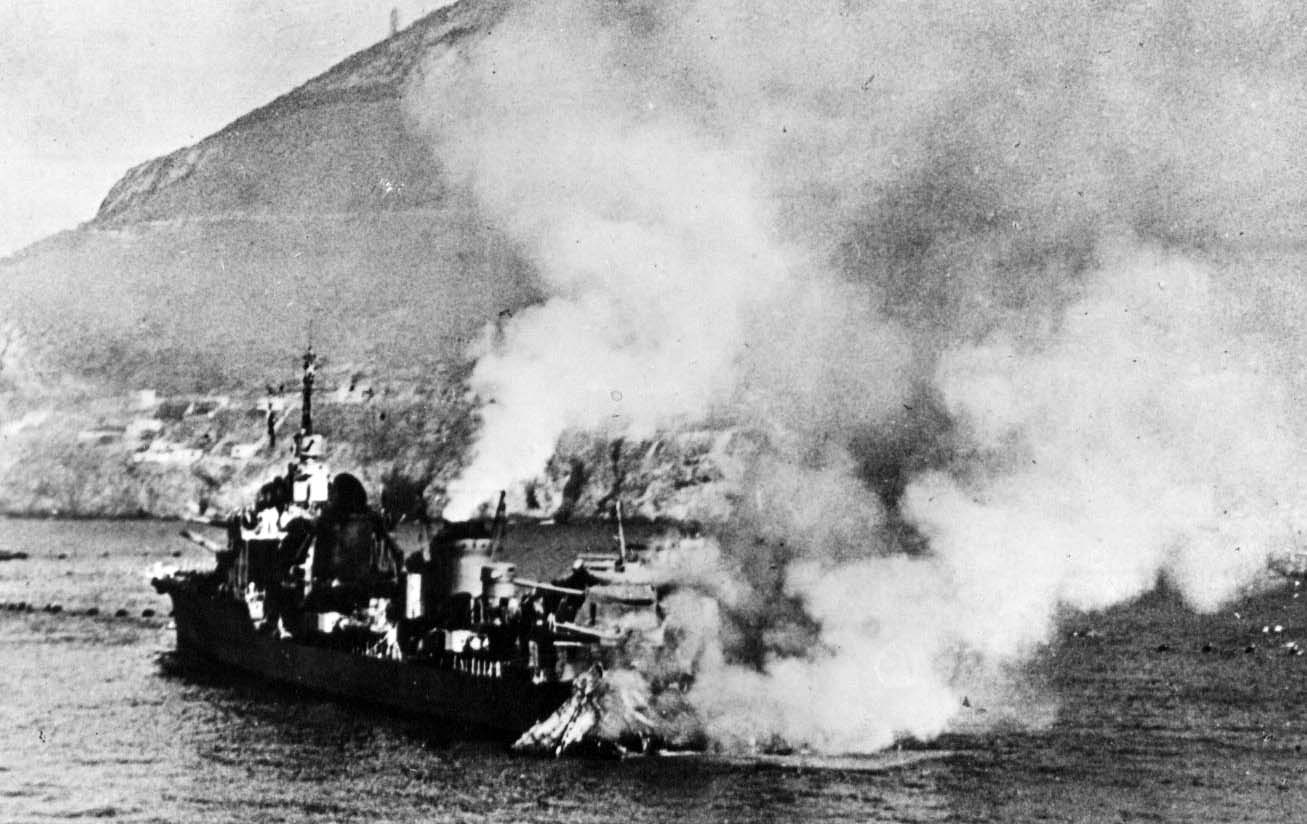
El destructor Mogador incendiado en las orillas de Argelia

El Strasbourg, acompañado de cinco destructores, logró escapar hacia Tolón mientras los británicos se retiraban ante el fuego de las baterías costeras. Los intentos británicos de hundirlo con aviones del Ark Royal fracasaron. 

Preocupado por la posibilidad de que el Dunkerque pudiera ser reparado rápidamente, Churchill ordenó un segundo ataque. El 6 de julio, aviones torpederos del Ark Royal regresaron a Mers-el-Kébir y lanzaron torpedos contra el Dunkerque y el patrullero Terre-Neuve, que se encontraba atracado a su lado. La explosión de las cargas de profundidad almacenadas en el Terre-Neuve causó los mayores daños al Dunkerque, dejándolo inutilizado durante un largo período. 

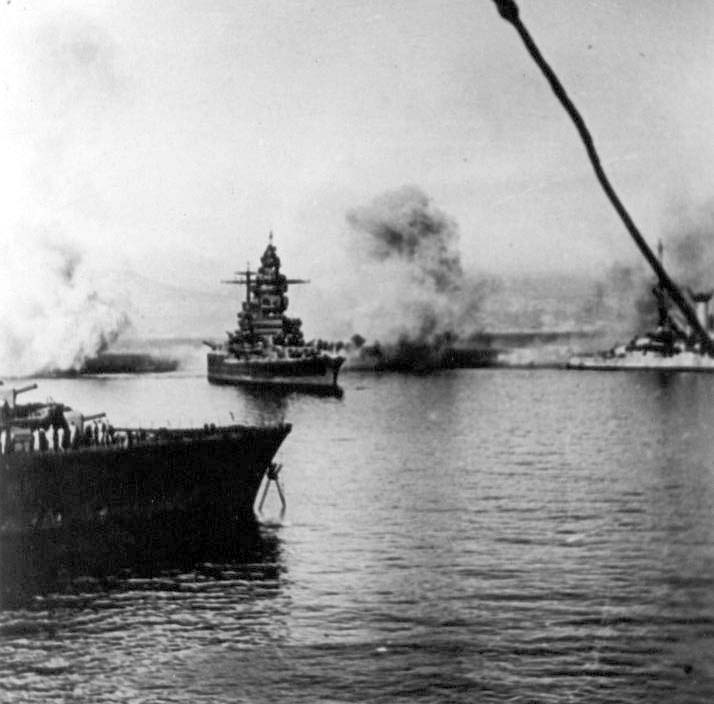
El acorazado francés Strasbourg bajo fuego de buques británicos durante la batalla de Mers el-Kebir (3 de julio de 1940)

###### Operación E (9 al 16 de septiembre de 1940)
A mediados de 1940, Mussolini no tenía intenciones inmediatas de invadir Egipto, pero tras el armisticio con Francia, autorizó una ofensiva limitada hacia el este.  Entre el 9 y el 16 de septiembre de 1940, las fuerzas del 10.º Ejército italiano comenzaron su avance hacia Egipto desde Libia. El XXIII Cuerpo, al mando del general Annibale Bergonzoli, lideró la ofensiva sobre la costa, con divisiones motorizadas y unidades blindadas, mientras el Grupo Maletti avanzaba en retaguardia. La invasión fue precedida por bombardeos aéreos y movimientos de tropas hacia Sidi Omar, Sollum y el Paso de Halfaya.
El 13 de septiembre, los italianos retomaron el Fuerte Capuzzo y cruzaron la frontera, ocupando Sollum y avanzando hacia Sidi Barrani. En el interior, varias divisiones convergieron sobre el Paso de Halfaya. La resistencia británica se replegó de forma escalonada, realizando acciones de hostigamiento y destruyendo infraestructura a su paso.
Los italianos ocuparon Sollum y Sidi Barrani, pero detuvieron su avance tras cubrir 100 km, estableciendo posiciones defensivas y reorganizando su logística. A pesar de la presión desde Roma, Graziani prefirió consolidar sus líneas antes de continuar la ofensiva. Mientras tanto, las fuerzas británicas reforzaron sus posiciones y lanzaron operaciones de hostigamiento con patrullas motorizadas y bombardeos aéreos. 
El 16 de septiembre, las fuerzas italianas ocuparon Sidi Barrani y se atrincheraron en una línea defensiva que incluía Maktila, Nibeiwa, Tummar y Sofafi. A pesar de aparentes intenciones de continuar el avance, el despliegue del Eje se estabilizó, dando inicio a una pausa operativa en la ofensiva italiana. 

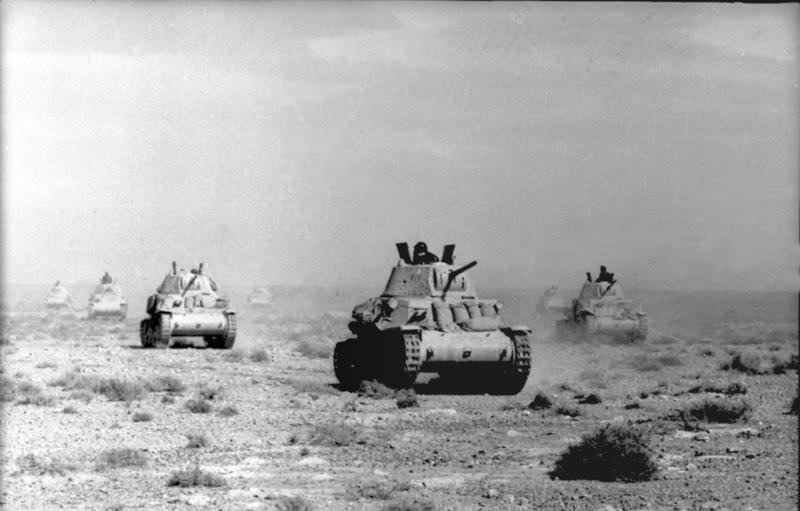
Tanques italianos del Ejército Real (modelo M13/40) de guardia en el desierto africano.

###### Operación Compass (9 de diciembre de 1940 a enero de 1943)
El 9 de diciembre de 1940, las fuerzas británicas lanzaron la Operación Compass, una ofensiva contra los campamentos italianos en Egipto. La 4.ª División India y la 7.ª División Acorazada, bajo el mando del general Archibald Wavell y el general Richard O'Connor, atacaron con éxito entre posiciones italianas dispersas, causando una retirada desorganizada. En la zona entre Sollum y Sidi Barrani capturaron a unos 40.000 soldados.
En enero de 1941, la 6.ª División Australiana relevó a la 4.ª División India y continuó la ofensiva. El 8 de enero los australianos tomaron Tobruk, capturando 25.000 prisioneros, y luego aseguraron el Paso de Halfaya y el Fuerte Capuzzo. Ante el avance británico, los italianos se retiraron por la costa siguiendo la Vía Balbia. O'Connor envió a la 7.ª División Acorazada por el sur, a través del desierto, para interceptarlos.
El 7 de febrero, la 7.ª División Acorazada completó el cerco en Beda Fomm, lo que resultó en la derrota del 10.º Ejército italiano. En total, los británicos capturaron a 115.000 soldados italianos y destruyeron 400 tanques y más de 1.200 piezas de artillería. Las bajas británicas fueron de 500 muertos y 1.225 heridos, tras avanzar 800 kilómetros en 10 semanas.
La ofensiva fue detenida por orden de Winston Churchill, quien priorizó la Campaña de los Balcanes. Poco después, Alemania respondió con la Operación Sonnenblume, enviando al Afrika Korps bajo el mando del general Erwin Rommel, lo que cambiaría el curso del conflicto en África del Norte. 

###### Batalla de Sidi Barrani (10 al 14 de diciembre de 1940)
Entre el 9 y el 16 de diciembre de 1940, en el marco de la Operación Compass, la 7.ª División Blindada británica cortó la carretera costera y neutralizó los refuerzos italianos en Sidi Barrani. El 10 de diciembre tomaron Buq Buq y el 11 derrotaron a las fuerzas italianas en Sidi Barrani, lo que provocó el abandono de Rabia y Sofafi. La persecución británica continuó a lo largo de la costa y la escarpa.
El 14 de diciembre, el 11.º Regimiento de Húsares cortó la Vía Balbia entre Tobruk y Bardia, y el 16 capturó Sidi Omar, obligando a los italianos a retirarse de Sollum y Fuerte Capuzzo hacia Bardia, dejando guarniciones aisladas en Siwa y Giarabub. Entre el 9 y el 11 de diciembre, las fuerzas británicas capturaron 38.300 prisioneros, 237 cañones, 73 tanques y unos 1.000 vehículos, con 624 bajas propias.

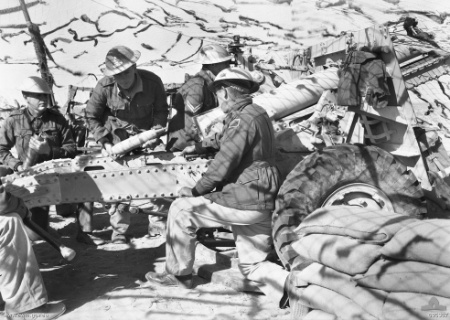
Artilleros australianos recargando un cañón QF de 25 libras.

###### Batalla de Bardia (10 al 14 de diciembre de 1940)
Bardia en Libia, cayó entre el 14 de diciembre de 1940 y el 5 de enero de 1941, con 456 bajas australianas y la pérdida de 17 tanques, pero resultando en 40.000 bajas italianas entre muertos y prisioneros, así como la captura de más de 400 cañones, 130 tanques y cientos de vehículos.
La 7.ª División Blindada avanzó hacia Derna, mientras que el Grupo Babini (BCS), con 300 tanques, se desplazó hacia Mechili. Tras una intensa lluvia entre el 26 y 28 de enero, los tanques británicos quedaron temporalmente atascados, y Derna fue abandonada por los italianos. La Combeforce, unidad móvil británica, fue enviada a Beda Fomm para cortar la retirada del 10.º Ejército italiano.

###### Toma de Tobruk (21 al 22 de enero de 1941)
En la madrugada del 21 de enero de 1941, el acorazado HMS Terror y otros buques británicos bombardearon Tobruk, Libia, con apoyo de bombarderos Wellington de la RAF. Se desplegaron destructores para impedir la huida del crucero italiano San Giorgio. Tras intensos ataques, tropas australianas asaltaron la ciudad, y en la madrugada del 22 de enero, el almirante Massimiliano Vietina ordenó volar el San Giorgio para evitar su captura. Tobruk fue completamente tomada a las 16:00 horas de ese mismo día. 

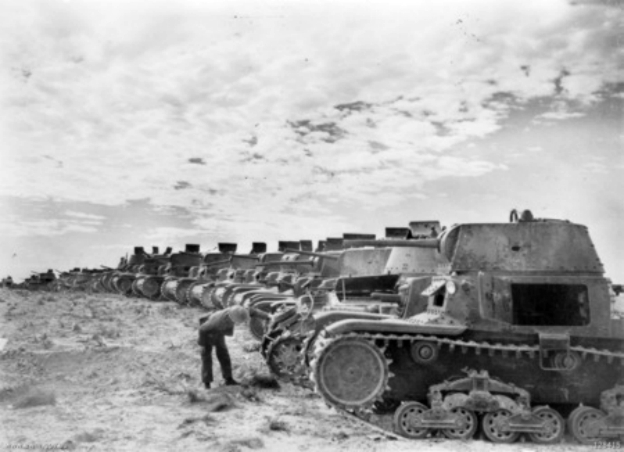
Tanques italianos capturados en Beda Fomm 1941

###### Batalla de Beda Fomm (enero a febrero de 1941)
A finales de enero de 1941, los británicos detectaron la evacuación italiana de Cirenaica por la Vía Balbia desde Bengasi. La 7.ª División Blindada, al mando de Michael O'Moore Creagh, avanzó por el desierto al sur de Jebel Akhdar, mientras la 6.ª División Australiana persiguió por la costa. El 5 de febrero, la Combeforce, una unidad motorizada ligera, interceptó la carretera al sur de Bengasi, bloqueando al 10.º Ejército italiano. Tras combates hasta el 7 de febrero, y con la llegada de refuerzos británicos y presión australiana, los italianos se rindieron. 
La Operación Compass finalizó con 25.000 prisioneros, 107 tanques y 93 cañones capturados solo en ese tramo. En total, los británicos capturaron 133.298 soldados italianos, 420 tanques y 845 cañones. El 9 de febrero, Winston Churchill detuvo el avance británico para priorizar la campaña en Grecia, mientras el agotamiento y problemas logísticos impedían continuar. Solo unos pocos miles de italianos escaparon; sin embargo, el 5.º Ejército italiano aún contaba con cuatro divisiones en Tripolitania, reforzadas por tropas llegadas desde Italia.

###### Operación Girasol (enero a marzo de 1941)
Con la Directiva 22 del 11 de enero de 1941, Alemania envió refuerzos a Libia, conformando el primer contingente del Deutsches Afrika Korps (DAK) bajo el mando del general Erwin Rommel. El 24 de marzo, las fuerzas del Eje vencieron a los británicos en El Agheila y luego en Mersa el Brega el 31 de marzo. El 15 de abril, expulsaron a los británicos hasta la frontera en Sollum y comenzaron el asedio de Tobruk.
Durante estos avances, los generales británicos Philip Neame, Richard O'Connor y Michael Gambier-Parry fueron capturados. La 2.ª División Blindada británica fue prácticamente aniquilada, salvo por una brigada retirada previamente para la campaña en Grecia. El mando británico en el Desierto Occidental pasó al teniente general Noel Beresford-Peirse. A pesar de repetidos intentos, el Eje no logró tomar Tobruk, y el frente se estabilizó en la frontera con Egipto. 

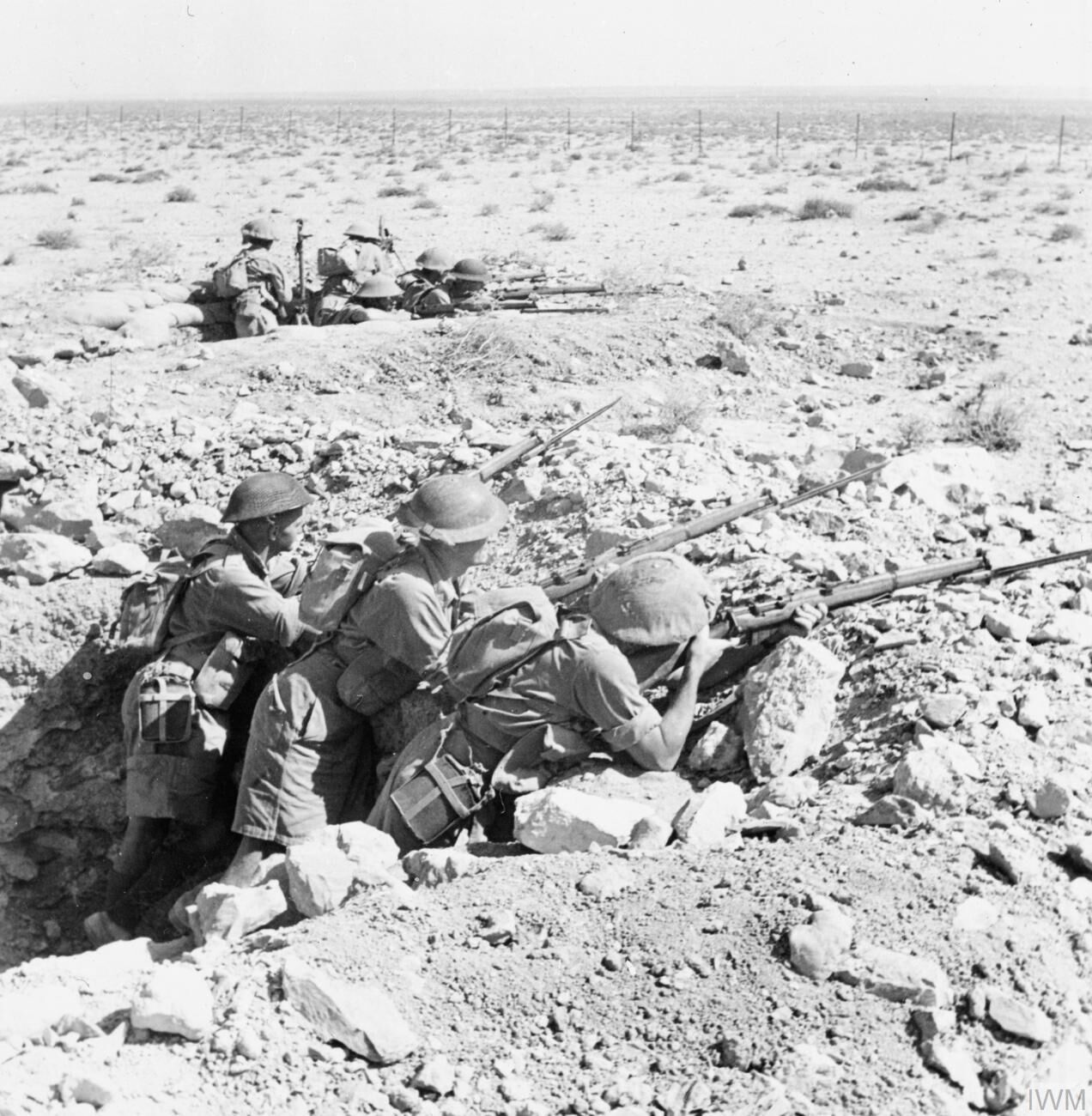
Tropas australianas ocupan una posición de primera línea en Tobruk. Entre abril y diciembre de 1941, la guarnición de Tobruk, compuesta por tropas británicas, australianas y polacas, fue sitiada por las fuerzas de Rommel. Cayó en manos alemanas tras la batalla de Gazala el 21 de junio de 1942, pero fue reconquistada cinco meses después.

###### Sitio de Tobruk (febrero a marzo de 1941)
Tobruk estaba defendida por una guarnición aliada de 25 000 soldados, bien abastecida y comunicada con Egipto a través de la Marina Real británica. La fuerza incluía vehículos blindados y tanques italianos capturados, que hostigaban las líneas de suministro del Eje. El Afrika Korps, bajo el mando de Erwin Rommel, intentó tomar el puerto, pero fue rechazado por la 9.ª División Australiana del general Leslie Morshead. 
Los ataques se vieron obstaculizados por la demora italiana en entregar los planos de las fortificaciones. Tras tres semanas de asaltos fallidos, Rommel optó por mantener el sitio. Las divisiones de infantería italianas rodearon Tobruk, mientras que el Afrika Korps adoptó una posición móvil al sur y este del puerto. 

###### Operación Brevity (15 al 16 de mayo de 1941)
Operación Brevity desarrollada entre el 15 al 16 de mayo de 1941, fue una ofensiva británica limitada para desgastar al Eje y preparar una ofensiva mayor sobre Tobruk y poder romper el asedio que Rommel mantenía sobre la ciudad. Las fuerzas aliadas avanzaron en tres columnas: Desert, Centre y Coast. Capturaron Sollum, el Paso de Halfaya y el Fuerte Capuzzo, aunque este último fue retomado por el Eje en un contraataque alemán.
Los británicos se replegaron a una línea entre Sidi Omar, Sidi Suleiman y Sollum, conservando solo el Paso de Halfaya. La operación no alcanzó sus principales objetivos. Los británicos sufrieron 206 bajas y perdieron 5 tanques; el Eje tuvo 258 bajas alemanas y 395 italianas (347 prisioneros). 

###### Operación Scorpion (26 al 27 de mayo de 1941)
Durante la tarde del 26 de mayo de 1941, el Kampfgruppe von Herff, bajo el mando del coronel Maximilian von Herff, se concentró al pie del Paso de Halfaya, en la costa fronteriza entre Egipto y Libia. Este grupo de combate estaba compuesto por tres batallones panzer, enviados con la intención inicial de simular un ataque para forzar a los británicos a retirarse sin un enfrentamiento directo. 
Sin embargo, en la madrugada del 27 de mayo, la maniobra se transformó en un ataque real, tomando por sorpresa a las defensas británicas. Estas estaban a cargo del 3.º Batallón de los Coldstream Guards, comandado por el teniente coronel Moubray, junto con unidades de apoyo artillero y de ametralladoras. Aunque las fuerzas británicas resistieron con tenacidad, las tropas del Eje lograron asegurar una posición de mando estratégica sobre el paso, amenazando con rodear al destacamento británico. 
Ante esta situación, el brigadier William Gott, al mando del sector, autorizó una retirada táctica, que fue ejecutada exitosamente por Moubray, logrando sacar a su batallón sin ser destruido. Sin refuerzos disponibles en las cercanías, los británicos cedieron el control del Paso de Halfaya, el cual fue ocupado de nuevo por fuerzas italo-alemanas. 

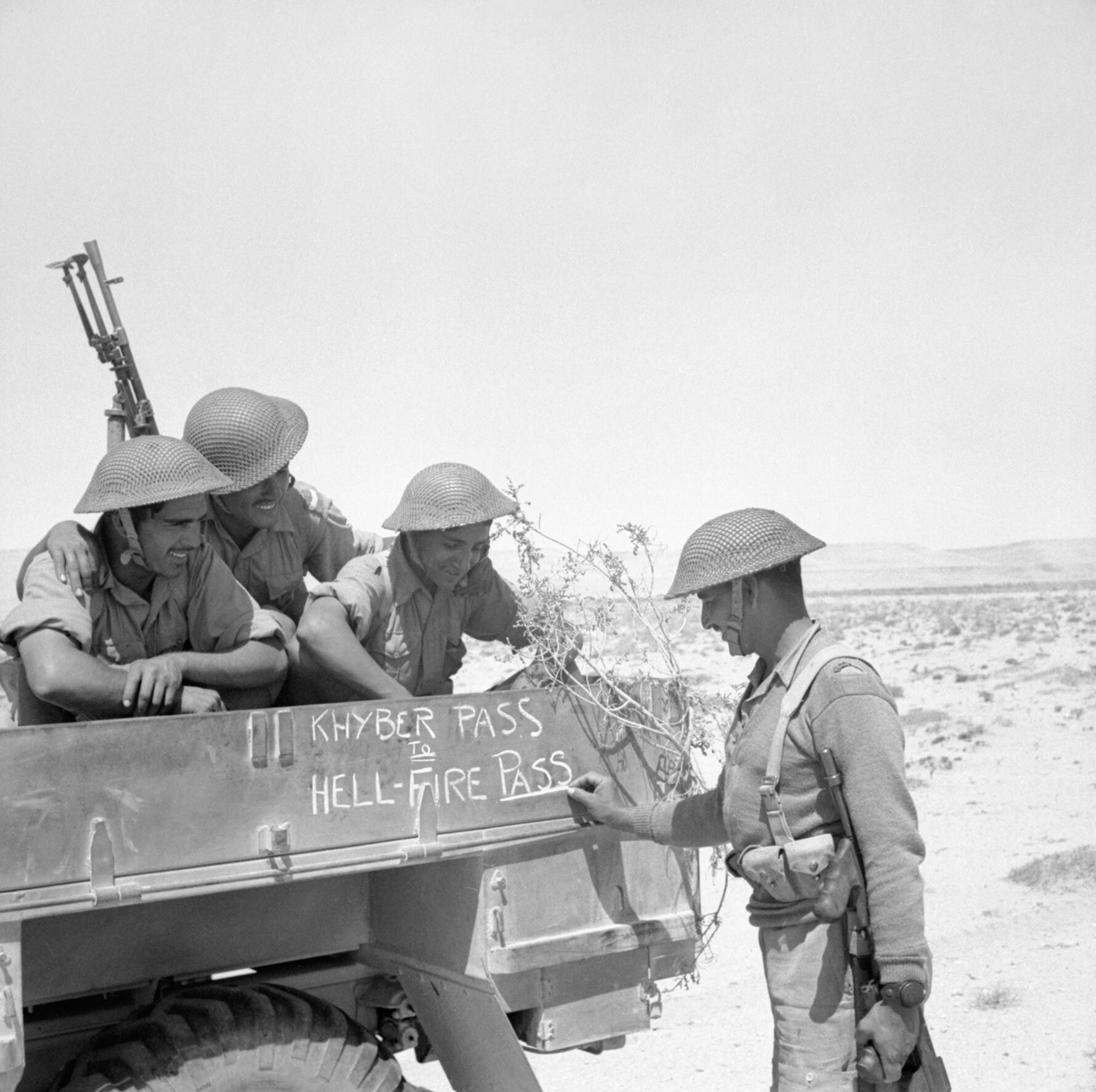
Soldados de la División Hindú

###### Operación Battleaxe (15 al 17 de junio de 1941)
La Operación Battleaxe fue el primer intento británico serio por romper el sitio de Tobruk, recuperar el este de Cirenaica y retomar la iniciativa contra el Afrika Korps de Erwin Rommel. Esta ofensiva, organizada bajo el mando del general Archibald Wavell, fue también la primera ocasión en que una gran fuerza alemana combatió a la defensiva en el teatro norteafricano.
El plan contemplaba un ataque conjunto de blindados e infantería. El esfuerzo principal recaía en la 7.ª División Blindada, que debía proteger el flanco sur y actuar con movilidad para interceptar posibles contraataques panzer. Una fuerza de infantería montada sobre el cuartel general de la 4.ª División India, que debía avanzar hacia el área fronteriza de Bardia, Sollum, el Paso de Halfaya y el Fuerte Capuzzo.
El objetivo era romper las posiciones del Eje, expulsar a las fuerzas italo-alemanas de la frontera egipcia, liberar Tobruk, y ganar terreno en Cirenaica. 
La ofensiva comenzó el 15 de junio de 1941, pero rápidamente encontró una resistencia inesperadamente dura. Las posiciones del Eje estaban fortificadas con cañones antitanque de 50 mm y 88 mm estratégicamente colocados, campos de minas y obstáculos e información de inteligencia obtenida por los alemanes sobre los planes británicos.
Los ataques en el Paso de Halfaya fallaron, aunque el Punto 206 fue capturado. En Hafid Ridge, tres ataques parciales lograron cierto éxito, pero la coordinación general fue deficiente. Las tropas británicas estaban dispersas y las unidades de tanques no lograban operar con cohesión. Al final del primer día, solo quedaban 48 tanques operativos.
Rommel, al mando del Afrika Korps, lanzó un contraataque contundente. Las fuerzas británicas, desorganizadas y con pocas reservas blindadas, comenzaron a retirarse. Solo quedaban 21 tanques crucero y 17 tanques de infantería. La ofensiva estaba colapsando, y el avance británico fue contenido en todos los frentes.
El 17 de junio, la situación empeoró. Dos regimientos panzer intentaron cercar a las fuerzas británicas, pero estas lograron evadir por poco el cerco gracias a que la Real Fuerza Aérea (RAF) avistó el movimiento enemigo y lo ralentizó mediante bombardeos tácticos. Sin embargo, la ofensiva fue cancelada y las tropas regresaron a sus posiciones iniciales.

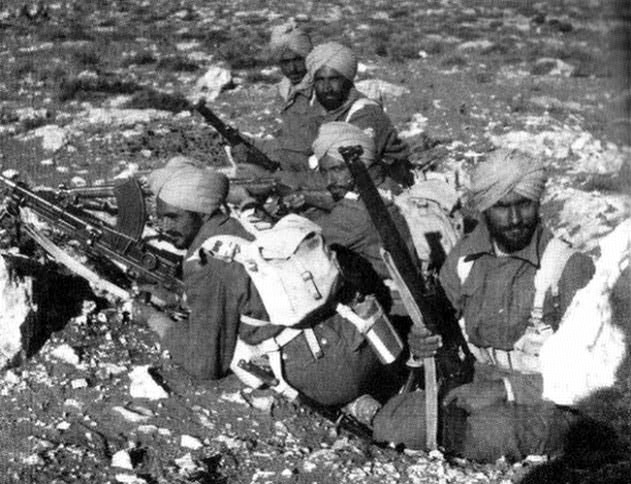
Un grupo de soldados sijs del ejército británico de la India durante la Operación Crusader.

###### Operación Crusader (18 de noviembre al 30 de diciembre de 1941)
El 18 de noviembre de 1941, los británicos iniciaron la ofensiva desde Bir el Gubi hacia Sidi Omar con el objetivo de romper el cerco de Tobruk. La 132.ª División Blindada “Ariete” italiana resistió con éxito ante la 22.ª Brigada Blindada británica. Al mismo tiempo, Rommel reaccionó enviando a la 21.ª División Panzer contra Gabr Saleh y, el 20 de noviembre, la 15.ª División Panzer frenó el avance británico. Para el 22, el Eje había logrado detener el intento de ruptura del cerco. 
El 23 de noviembre, fuerzas alemanas e italianas atacaron y destrozaron varias brigadas británicas y sudafricanas. Rommel parecía haber contenido la ofensiva, pero el 26 de noviembre algunos blindados del XXX Cuerpo lograron abrir un corredor y conectar con la guarnición de Tobruk. Ese mismo día, Auchinleck relevó a Cunningham y nombró a Ritchie como nuevo comandante. 
Entre el 3 y 5 de diciembre, Rommel intentó enviar suministros a Bardia sin éxito, y las fuerzas del Eje comenzaron a retirarse de las inmediaciones de Tobruk. Aunque los alemanes derrotaron a una fuerza india cerca de El Adem, el Afrika Korps tenía solo 50 blindados y se retiró hacia Gazala, mientras la 90.ª División Ligera lo hacía hacia Agedabia. 
El 15 de diciembre, una maniobra británica sobre el flanco italiano en Gazala obligó a Rommel a ordenar la retirada general a Agedabia. Los británicos tomaron Bengasi el 25 de diciembre. A pesar de que Crüwell contraatacó con éxito el 26 y 29 de diciembre, infligiendo fuertes pérdidas a la 22.ª Brigada Blindada, el repliegue del Eje continuó. 
Para finales de diciembre, Bardia y el Paso de Halfaya quedaron aislados, y el frente se estabilizó a comienzos de enero de 1942 cerca de El Agheila. 

###### Operación Teseo (enero a febrero de 1942)
El 12 de enero de 1942, la guarnición del Eje en el Paso de Halfaya se rindió, perdiendo así su última posición en territorio egipcio.
Sin embargo, el Eje fue reabastecido rápidamente y, para mediados de enero, Rommel contaba con 84 tanques alemanes, 89 italianos y el apoyo de 300 aviones. Esta superioridad permitió lanzar una ofensiva.
El 21 de enero, comenzó la Operación Theseus. El Grupo Marcks, parte de la 21.ª División Panzer, derrotó a la 2.ª Brigada Blindada británica y la obligó a retroceder. En el norte de Cirenaica, las fuerzas del Eje retomaron Bengasi el 29 de enero y Timimi el 3 de febrero, mientras que en el interior capturaron Mechili.
El 6 de febrero, los británicos se retiraron a la línea defensiva de Gazala, al oeste de Tobruk. Por desacuerdos con el mando, el teniente general Godwin-Austen dimitió como jefe del XIII Cuerpo.

###### Batalla de Gazala (26 de mayo al 13 de junio de 1942)
Rommel lanzó la Operación Venezia para flanquear la línea británica en Gazala. El Afrika Korps y las divisiones italianas rodearon las defensas aliadas por el sur, pero fueron obstaculizados por la tenaz resistencia de tropas francesas libres en Bir Hakeim.
Los británicos respondieron con la Operación Aberdeen el 5 de junio, un fallido contraataque. El fuego de artillería no logró romper las defensas alemanas y las brigadas blindadas británicas sufrieron enormes pérdidas. El 13 de junio, un contraataque del Eje desorganizó completamente a las fuerzas aliadas, destruyendo divisiones enteras y obligándolas a retirarse. Los británicos perdieron la línea de Gazala y quedaron con solo 70 tanques operativos. 

###### Caída de Tobruk (21 de junio de 1942)

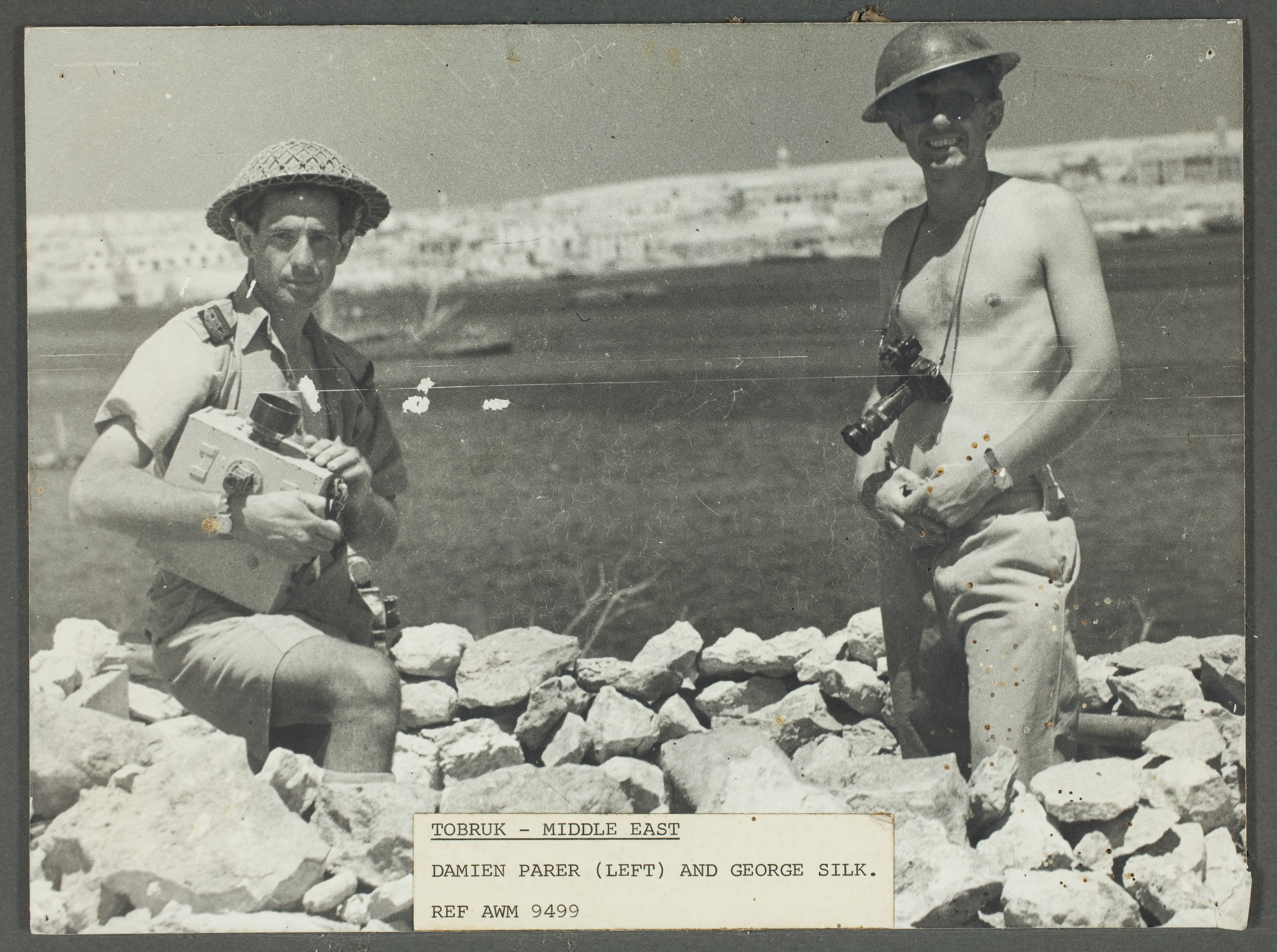
Damien Parer y George Silk, Tobruk, Libia, 8 de agosto de 1941, unidad fotográfica del Departamento de Información de la Commonwealth

Tobruk fue confiada a la 2.ª División Sudafricana, con apoyo de brigadas indias, de guardias y tanques. A diferencia del largo sitio de 1941, esta vez la Marina Real no podía asegurar suministros y el alto mando británico consideraba la plaza prescindible, aunque esperaba que resistiera unas semanas.
El 21 de junio, las fuerzas del Eje, lideradas por Rommel y el general italiano Enea Navarini, tomaron Tobruk tras un asalto fulminante. 35 000 soldados aliados se rindieron, en una de las peores derrotas británicas en África. El general Auchinleck destituyó a Ritchie, asumió el mando del Octavo Ejército y detuvo el avance del Eje en El Alamein semanas después. 

###### Operación Herkules (1942, cancelada)
Desde mediados de la década de 1930, los estrategas italianos habían contemplado la idea de capturar la isla de Malta, pieza clave del dominio británico en el Mediterráneo central. Sin embargo, no fue sino hasta abril de 1941, en el apogeo del poder del Eje en la región, que se presentó una verdadera oportunidad. En vez de atacar Malta, el alto mando alemán optó por la Operación Mercurio, es decir, la invasión aerotransportada de Creta. Aunque fue exitosa, costó altísimas pérdidas en paracaidistas y aviones de transporte, dejando al Eje sin capacidad inmediata para otra ofensiva similar en Malta.
Mientras la Luftwaffe se desplazaba hacia el este para participar en la Operación Barbarroja, Malta respiraba. Pero en la primavera de 1942, el Eje retomó el control aéreo en la zona. La Luftwaffe, junto con la Regia Aeronautica italiana, regresó en fuerza, y logró neutralizar los aeródromos y la capacidad ofensiva británica en la isla, abriendo nuevamente la posibilidad de una invasión total.
Fue entonces cuando Hitler y Mussolini aprobaron la Operación Herkules, una ambiciosa invasión aérea y marítima a gran escala. Se prepararon dos Fliegerkorps alemanes con centenares de Ju 52, planeadores gigantes Me 321 Gigant, y más de 200 aviones de transporte italianos. El ataque aéreo estaría complementado por una fuerza naval conjunta germano-italiana que incluía barcazas de desembarco tipo MFP, barcos civiles reconvertidos, minadores, balsas inflables y el innovador puente flotante Seeschlange.
No obstante, el éxito reciente en tierra firme tentó más a Rommel y al Alto Mando. Tras la captura de Tobruk en junio de 1942, el impulso de la ofensiva en África pesó más que el riesgo de una operación aeronaval. Así, la Operación Herkules fue cancelada, siendo reemplazada por la Operación Aïda, cuyo objetivo era marchar hacia Egipto y el Canal de Suez, buscando una victoria estratégica de gran escala en África. 

###### Operación Aïda (junio a julio de 1942)
Con el éxito en la Batalla de Gazala y la caída de Tobruk, Rommel lanzó la Operación Aïda, el intento de invadir Egipto y conquistar el Canal de Suez, el más valioso de los objetivos estratégicos en África. El Panzerarmee Afrika, compuesto por el Afrika Korps alemán y unidades italianas, comenzó una persecución implacable contra un Octavo Ejército británico en retirada.
El XIII Cuerpo británico logró replegarse el 27 de junio, pero el X Cuerpo, aislado por problemas de comunicación, quedó atrapado en Marsa Matruh, donde fue parcialmente destruido. 6 000 soldados británicos fueron capturados y se perdió una gran cantidad de material. El desorden de la retirada obligó a Auchinleck, que ya había reemplazado a Ritchie como comandante del Octavo Ejército, a ordenar una retirada total hasta El Alamein, una posición más ventajosa, con líneas de suministro más cortas y defendida por el terreno estrecho entre el mar y la Depresión de Qattara.
A pesar del entusiasmo tras sus victorias, las fuerzas del Eje comenzaban a mostrar signos de desgaste logístico. El Afrika Korps tenía solo 60 tanques operativos y el XX Cuerpo italiano apenas 14. Aunque aprovecharon municiones y suministros capturados en Tobruk y Marsa Matruh, abastecerse a más de 2 300 kilómetros de distancia desde Trípoli era una tarea titánica.
El 30 de junio de 1942, el Eje llegó finalmente a El Alamein, pero se encontraba ya en el límite de su capacidad ofensiva. Lo que siguió sería una batalla decisiva por el control del norte de África.

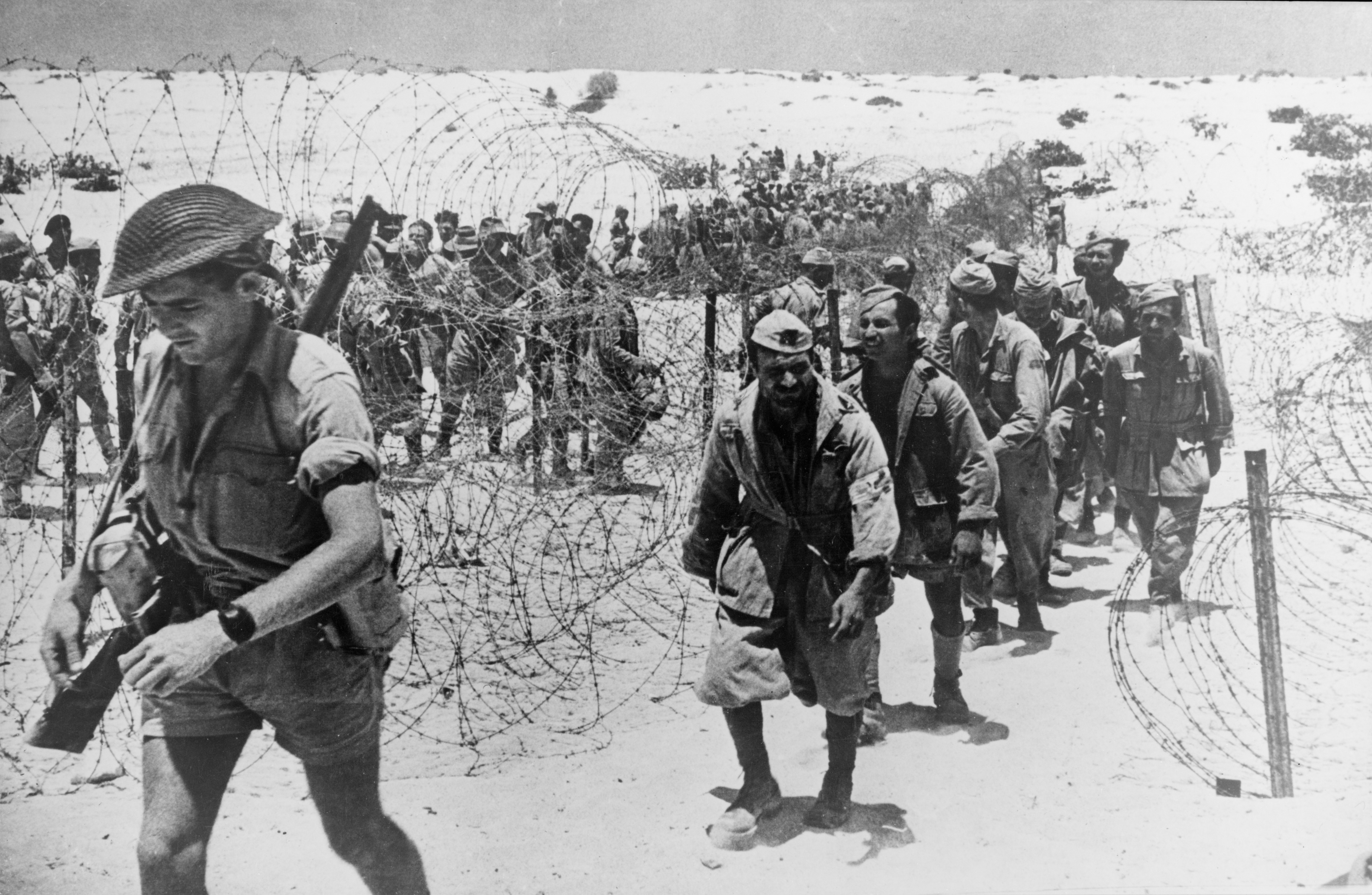
Prisioneros capturados durante un combate en la zona de El Alamein. La foto muestra a prisioneros de guerra italianos capturados en la zona de El Alamein entrando en la «jaula» precedidos por su guardia

###### Primera Batalla de El Alamein (1 al 27 de julio de 1942)
Tras avanzar hasta las puertas de Egipto, Rommel intentó romper la línea defensiva establecida por el Octavo Ejército en El Alamein, la última barrera antes de Alejandría y el Canal de Suez. Sin embargo, el desgaste de semanas de ofensiva comenzaba a notarse: el Panzerarmee Afrika llegaba con divisiones diezmadas, poca munición y solo una treintena de tanques en funcionamiento.
Durante los primeros cuatro días de la batalla, el Eje intentó diversos ataques, pero la defensa británica era firme y estaba bien organizada. El 5 de julio, Rommel desistió temporalmente de continuar con la ofensiva. Intentó reagruparse y planear un segundo ataque con fuerzas reducidas: unos 50 tanques alemanes, 54 italianos, y menos de 4 000 hombres entre ambos ejércitos. Pero el Octavo Ejército, anticipándose, atacó primero en Tel el Eisa (10–14 de julio) y más adelante en Ruweisat Ridge y Miteirya Ridge, concentrándose sobre todo en unidades italianas, gracias a la inteligencia proporcionada por Ultra (los códigos alemanes interceptados).

Ambos bandos sufrieron grandes bajas. El Eje perdió 10 000 hombres (más de 7 000 prisioneros), mientras que los británicos contabilizaron 13 250 bajas. Aunque no fue una victoria decisiva, la ofensiva del Eje fue contenida por completo. 

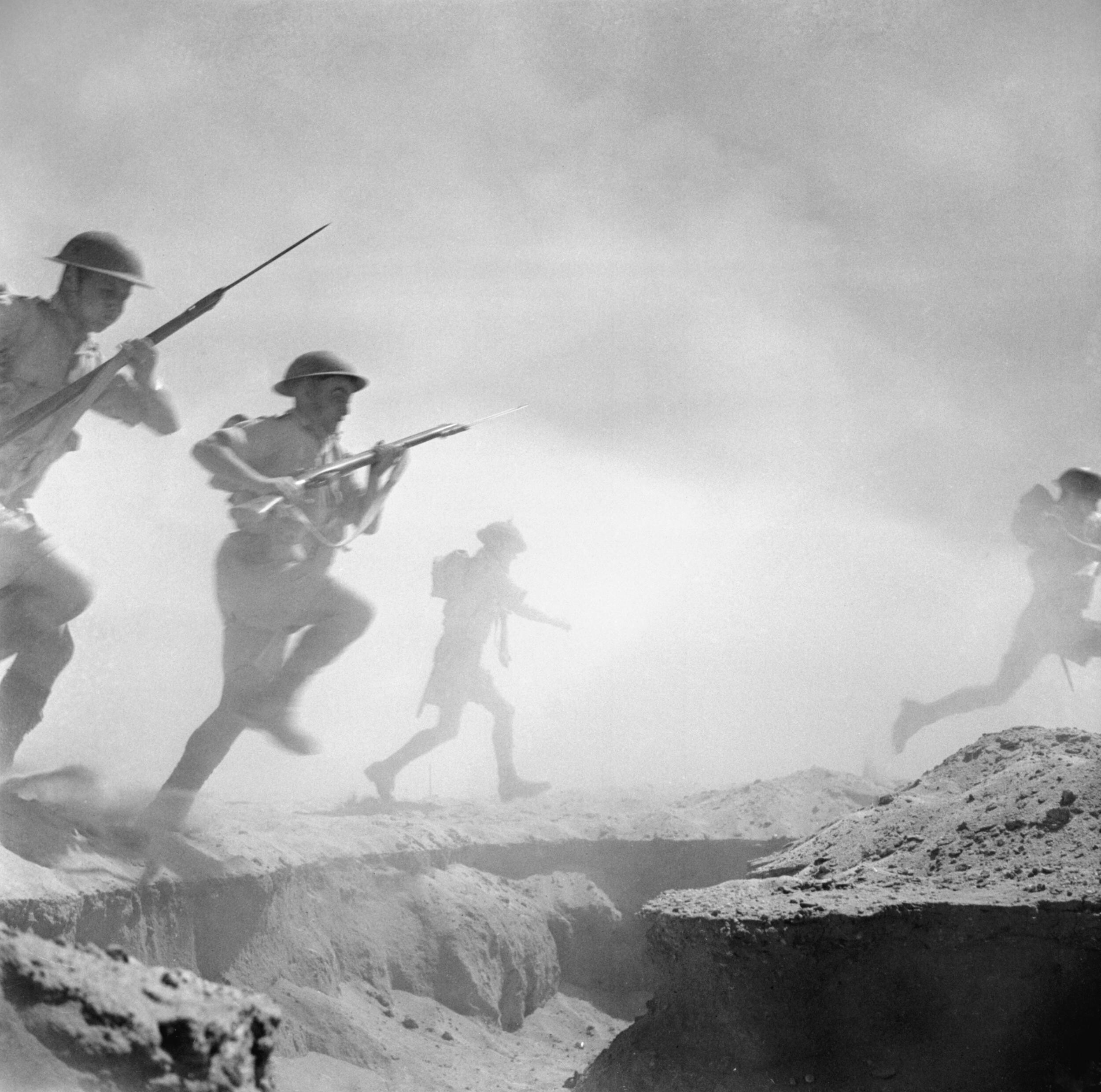
24 de octubre de 1942. Durante la Segunda Batalla de El Alamein, esta fotografía, que muestra soldados australianos «atacando», la preparó y la tomó el fotógrafo del Ejército Británico, el sargento Len Chetwyn.

###### Batalla de Alam el Halfa (30 de agosto al 5 de septiembre de 1942)
Rommel lanzó un nuevo intento por flanquear al Octavo Ejército, avanzando por el sur hacia Alam el Halfa, en lo que sería la última ofensiva alemana en África. Sin embargo, las fuerzas británicas, ahora comandadas por el teniente general Bernard Montgomery, estaban preparadas. Gracias a que sabían de antemano la dirección del ataque, por lo que concentraron su artillería y tanques en las alturas de Alam el Halfa, adoptando una postura defensiva estática.
El ataque del Panzerarmee se topó con una muralla de fuego británica. Aunque los tanques del Eje resistieron al principio, el terreno arenoso, el fuego constante de la RAF y la escasez de combustible convirtieron la operación en un desastre. El 2 de septiembre, Rommel ordenó la retirada. Montgomery intentó contraatacar con la Operación Beresford, pero fue repelido con pérdidas importantes. 

El resultado fue un triunfo defensivo británico. El Eje perdió 2 900 hombres, 49 tanques, 36 aviones y cientos de vehículos, mientras que los británicos sufrieron 1 750 bajas y 68 tanques.

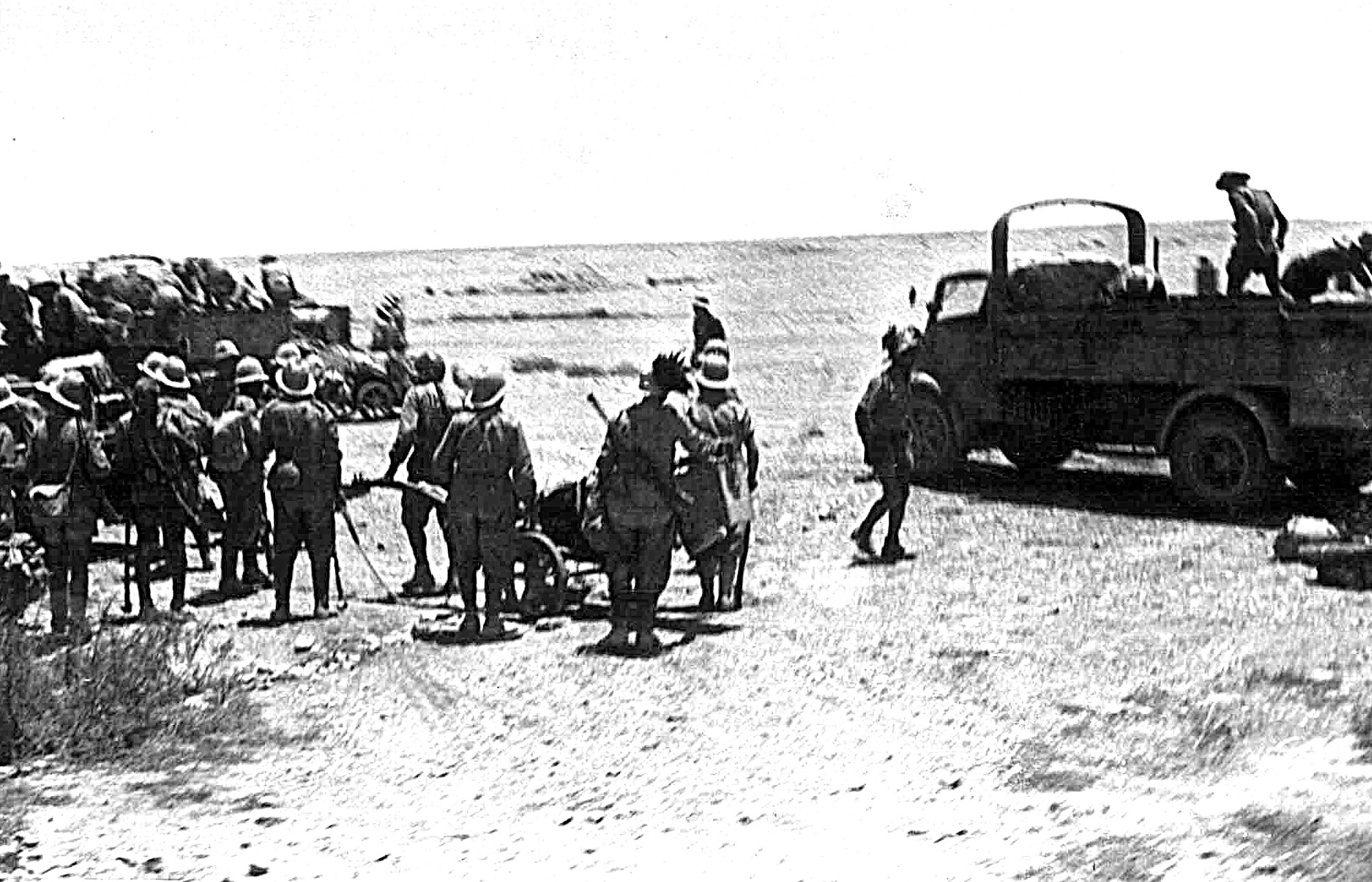
Tropas italianas preparándose para la Segunda Batalla de El Alamein

###### Segunda Batalla de El Alamein (23 de octubre al 11 de noviembre de 1942)
Con sus fuerzas reorganizadas y mejor abastecidas, el Octavo Ejército británico, ahora totalmente bajo el mando de Montgomery, lanzó una ofensiva masiva contra las líneas del Eje en El Alamein. El Panzerarmee Afrika tenía unos 104 000 hombres (solo la mitad alemanes), 496 tanques (casi 300 italianos) y pocas reservas de combustible. En cambio, los Aliados contaban con 195 000 soldados, más de 1 000 tanques, casi 1 000 cañones y ventaja aérea completa. 
Durante días, Montgomery desgastó al enemigo con ataques en distintos puntos, obligando a Rommel a consumir sus reservas. El 2 de noviembre, el Eje estaba prácticamente sin municiones y tanques. Rommel pidió permiso para retirarse, pero Hitler ordenó resistir a toda costa.
Finalmente, el 4 de noviembre, tras una ruptura total de las defensas del Eje, Rommel desobedeció a Hitler y ordenó la retirada. Las fuerzas motorizadas alemanas escaparon, pero miles de soldados italianos quedaron abandonados, siendo capturados en masa. El Panzerarmee había perdido 37 000 hombres, 450 tanques y más de 1 000 cañones. El Octavo Ejército sufrió 13 500 bajas, pero su avance no se detuvo. 
La ofensiva continuó. Tobruk fue liberada el 13 de noviembre, Bengasi cayó el 20, y los puertos fueron rápidamente rehabilitados para abastecer el avance aliado. El Eje, ya en retirada total, no volvería a tener la iniciativa en el norte de África. 

###### Batalla de El Agheila (diciembre de 1942)

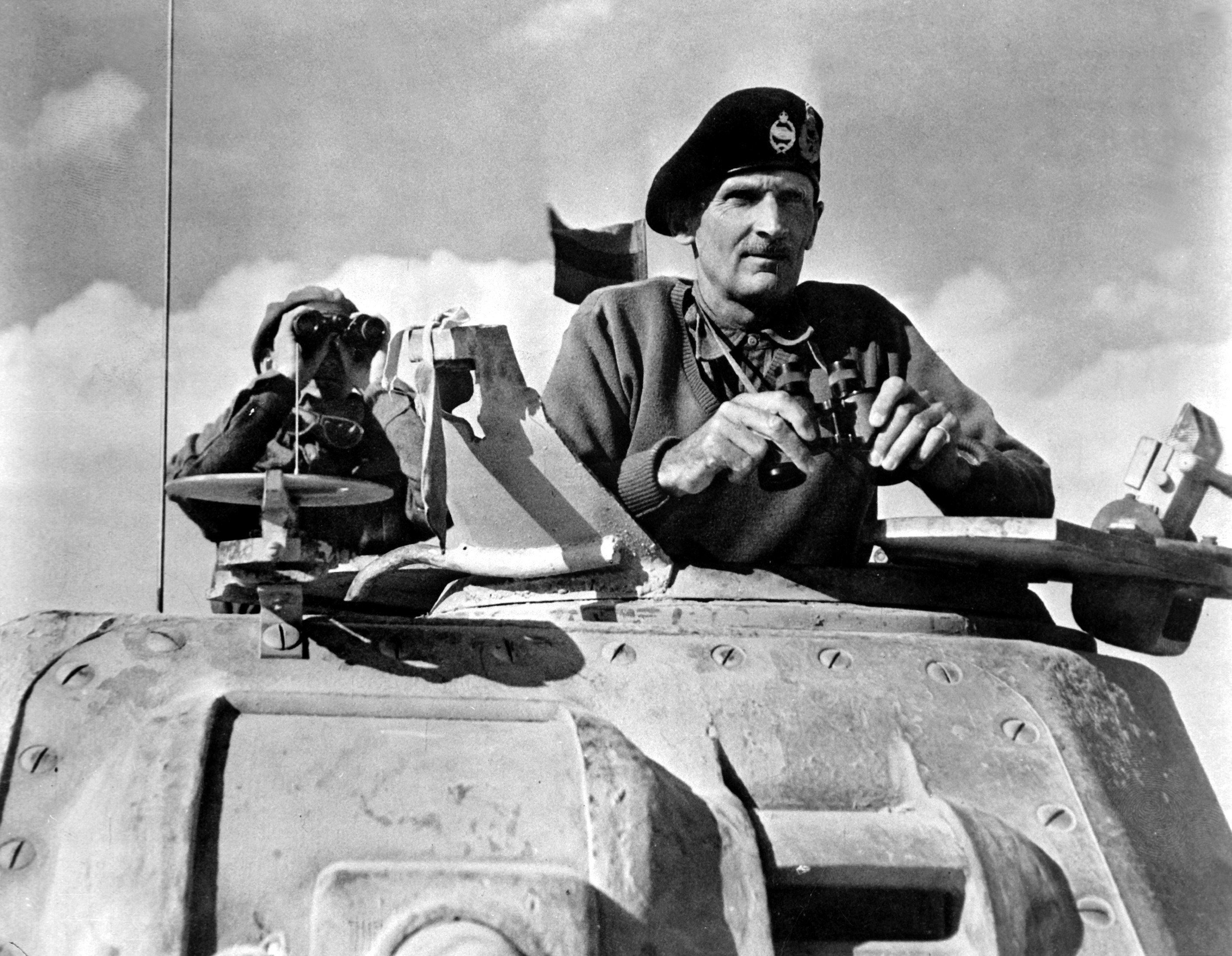
Bernard Montgomery, general inglés que comandó las fuerzas británicas en la Campaña del Desierto Occidental.

Tras la derrota del Eje en la Segunda Batalla de El Alamein, el Panzerarmee Afrika se replegó hacia el oeste, estableciendo su nueva línea defensiva en El Agheila, junto a la línea de Mersa Brega, al borde del Golfo de Sirte. Pero los vientos ya no eran favorables, la Operación Torch había comenzado en el noroeste africano, y los refuerzos del Eje eran ahora enviados a Túnez, no a Libia.
Rommel, sin capacidad para lanzar contraataques, abogó por una retirada estratégica hacia el oeste, al Gabès Gap en Túnez, lo cual dificultaría enormemente el suministro británico. Aunque Hitler ordenó mantener la posición a toda costa, el 24 de noviembre Ugo Cavallero, jefe del Estado Mayor italiano, aprobó una retirada de hasta 320 km hacia Buerat, siempre que el enemigo atacara con fuerza superior.
El Octavo Ejército británico, bajo el mando de Montgomery, llegó a El Agheila el 15 de diciembre. Durante los días siguientes, se lanzó un ataque en tres ejes: una ofensiva frontal de la 51.ª División Highland, un ataque por el interior a cargo de la 7.ª División Blindada hacia Bir el Auera, y un intento de flanqueo de la División de Nueva Zelanda entre el 14 y el 16 de diciembre. Aunque este último fracasó y se perdieron 18 tanques, Rommel no arriesgó una batalla: ordenó la retirada, dejando tras de sí un terreno plagado de campos minados y explosivos trampa para dificultar la persecución.

###### Retirada del Eje hasta Túnez (enero a marzo de 1943)
Después de abandonar El Agheila, el Panzerarmee continuó retrocediendo ante la presión constante del Octavo Ejército británico. En diciembre, los aliados rompieron las defensas en Mersa Brega y se abrieron paso por el Arco de los Filenos (conocido por los británicos como Marble Arch), obligando al Eje a retirarse aún más, hasta la línea de Buerat.
La situación logística del Eje era desesperada. Los suministros seguían llegando desde Trípoli, a más de 2 000 km de distancia, mientras que los británicos acortaban cada vez más sus líneas de abastecimiento.
El 22 de enero de 1943, los alemanes evacuaron Trípoli, la capital libia. A partir de entonces, el Afrika Korps se desplazó rápidamente hacia la frontera tunecina. El 13 de febrero, las vanguardias alemanas entraron en Túnez, intentando reagruparse con las fuerzas del Eje que resistían allí ante los franceses, británicos y estadounidenses llegados con la Operación Torch.
Un pequeño contingente del Eje fue dejado atrás en Medenine, con la misión de entorpecer el avance de Montgomery. Mientras tanto, el grueso de las fuerzas italo-germanas se reagrupaba en las colinas del centro-sur tunecino, cerca de Gafsa.
El 9 de marzo, Erwin Rommel dejó África definitivamente. Viajó a Alemania para advertirle personalmente a Hitler de que la guerra en el norte de África estaba perdida. El dictador nazi se negó a autorizar una retirada general y prohibió el regreso de Rommel al frente, citando motivos de salud. En realidad, fue apartado del mando. 

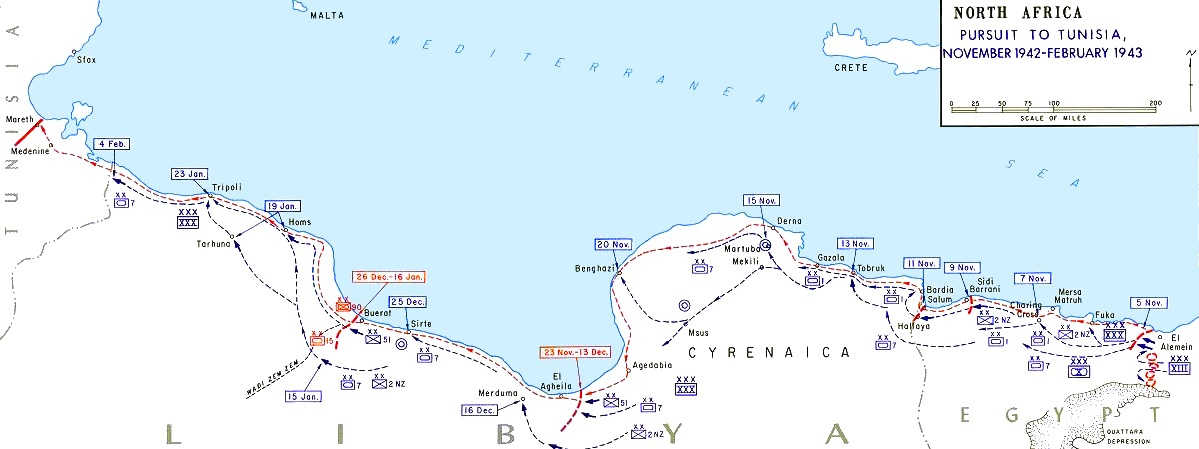
Persecución de las fuerzas del Eje a través de Egipto y Libia entre el 5 de noviembre de 1942 y el 4 de febrero de 1943.

##### Campaña en el Marruecos franco-argelino "Operación Torch" (8 al 16 de noviembre de 1942)
El 8 de noviembre de 1942 comenzó la Operación Torch, el primer gran desembarco aliado en el norte de África. Fue una ofensiva conjunta anglo-estadounidense, diseñada no solo para expulsar al Eje del continente africano, sino también para abrir un segundo frente indirecto que aliviara la presión alemana sobre la Unión Soviética.
Estados Unidos había propuesto un ataque directo a Europa occidental con la Operación Sledgehammer, pero Churchill y sus mandos consideraban que una ofensiva así sería prematura y desastrosa. Se acordó entonces un compromiso de atacar el África del Norte francés, controlado formalmente por el gobierno de Vichy, aunque con fuerzas dispersas y moral ambigua. El plan era ambicioso: tomar rápidamente Marruecos, Argelia y Túnez, cortar el acceso del Eje a Libia desde el oeste y comenzar una pinza sobre las fuerzas de Rommel.

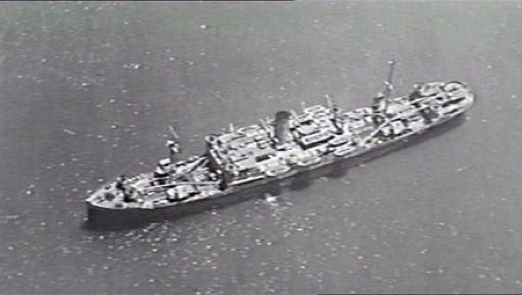
El SS Contessa logró enviar combustible y municiones a los aliados navegando por el río Sebú.

La ofensiva fue confiada al general Dwight D. Eisenhower, quien estableció su cuartel en Gibraltar. El mando naval recayó en el almirante británico Andrew Cunningham, con el vicealmirante Bertram Ramsay a cargo de los desembarcos. 
Al amanecer del 8 de noviembre, más de 600 buques aliados desembarcaron unos 70.000 soldados en distintos puntos estratégicos: Casablanca y Safí en Marruecos, y Orán y Argel en Argelia. La esperanza era que las fuerzas francesas de Vichy no ofrecieran resistencia. De hecho, muchos oficiales en tierra simpatizaban en secreto con la Francia Libre, mientras otros seguían leales a Pétain. Las guarniciones locales, siguiendo órdenes de Vichy, rechazaron el desembarco. En cambio, en Argel, gracias a una operación interna de la Resistencia Francesa, se intentó tomar el control de puntos clave desde dentro. Aunque frágil y limitada, esta acción facilitó la entrada aliada a la ciudad.
El almirante François Darlan, máxima autoridad de Vichy en África, se encontraba casualmente en Argel. Aunque fiel al régimen colaboracionista, Darlan era pragmático. En los días siguientes, presionado por la superioridad militar aliada y la fragilidad de las defensas francesas, comenzó a negociar un alto el fuego.
La reacción alemana fue inmediata. El 9 de noviembre, Hitler convocó una reunión urgente con Pierre Laval, primer ministro del régimen de Vichy. Ante la negativa de Laval de solicitar formalmente una ocupación alemana, Hitler ordenó unilateralmente la ocupación completa de la Francia de Vichy, violando así los acuerdos del armisticio de 1940. La Operación Anton comenzó la tarde del 10 de noviembre. 
La noticia del avance alemán sobre toda Francia continental llegó rápidamente al norte de África. La ocupación germana selló el destino del régimen de Pétain y facilitó que Darlan, al día siguiente, rompiera oficialmente con Vichy. El 11 de noviembre, Darlan ordenó a las fuerzas francesas en el norte de África cesar la resistencia y cooperar con los Aliados. Aunque esta decisión fue controversial, especialmente para Charles de Gaulle, quien rechazó cualquier legitimidad de Darlan, fue efectiva, permitió el rápido avance aliado hacia Túnez, antes de que el Eje pudiera consolidar sus posiciones allí. 

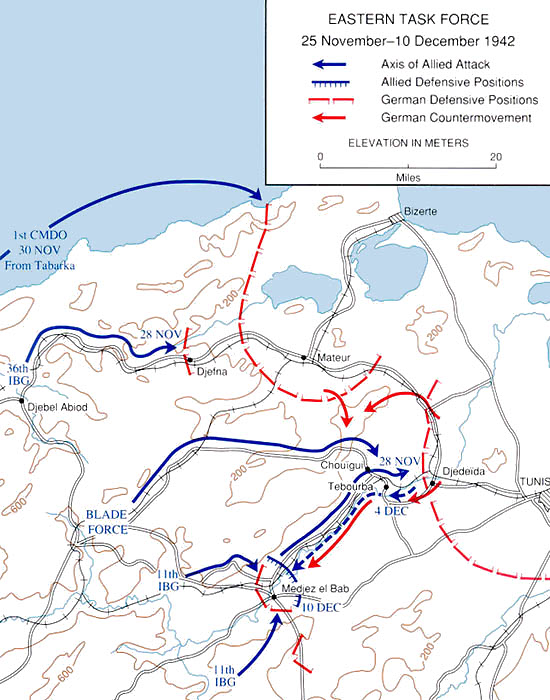
Mapa de las operaciones en Túnez entre las fuerzas del Eje y los Aliados entre noviembre y diciembre de 1942.

##### Campaña de Túnez (17 de noviembre de 1942 al 13 de mayo de 1943)
El vacío militar que quedó en Túnez tras el cese de la resistencia de las fuerzas de Vichy a la Operación Torch generó una oportunidad crítica. El Estado Mayor aliado no había previsto una fuerza de desembarco para Tunicia debido a limitaciones logísticas, por lo que la responsabilidad recayó en el teniente general Kenneth Anderson, quien debía avanzar con rapidez desde Argelia antes de que el Eje pudiera afianzarse.
Mientras tanto, las autoridades de Vichy mantenían abiertos sus aeródromos tanto a los Aliados como al Eje, pero el 9 de noviembre ya se habían detectado aviones alemanes en Túnez. Lo que siguió fue un vertiginoso puente aéreo y marítimo, que trajo a más de 15.000 soldados, 176 tanques, 131 piezas de artillería, 1.152 vehículos y 13.000 toneladas de equipo. A finales de noviembre, el Eje había posicionado en Túnez tres divisiones alemanas, incluida la 10.ª División Panzer, y dos divisiones italianas. El mando recayó en el general Walther Nehring, al frente del recién creado LXXXX Cuerpo de Ejército. 
Por su parte, el general Barré, comandante francés en Túnez, desconfiaba del Eje y se retiró hacia el interior, estableciendo una línea defensiva en las montañas con la orden de abrir fuego a cualquier intruso. 
El avance aliado fue lento pero determinado. La 36.ª Brigada de Infantería británica desembarcó en Bujía el 11 de noviembre y, tras ocupar el aeródromo de Bona y el puerto el día 12, se dirigió a Tabarka (15 de noviembre) y Djebel Abiod (18 de noviembre), donde tuvo lugar el primer choque con fuerzas del Eje. El 19 de noviembre, los alemanes pidieron pasar por la línea francesa de Medjez, pero Barré se negó y los rechazó militarmente. Aun así, las pérdidas obligaron a los franceses a replegarse. Para el 22 de noviembre, los franceses que seguían combatiendo decidieron unirse a los Aliados. 

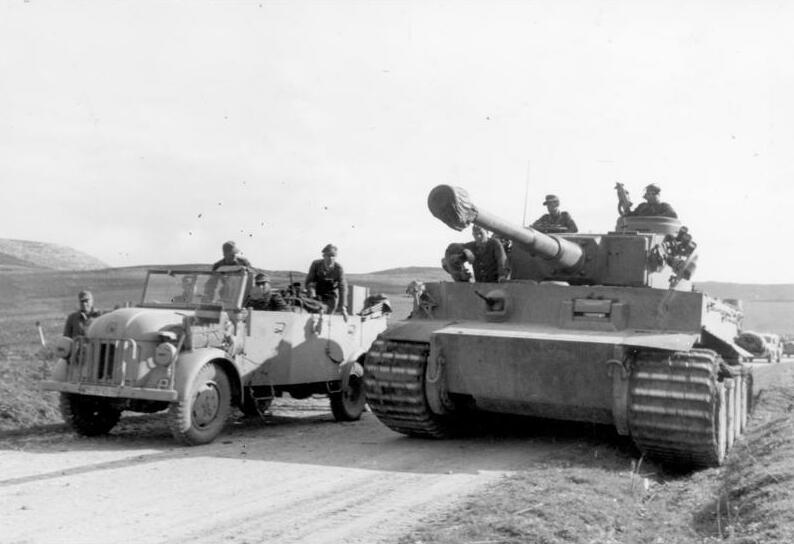
La llegada de los tanques Tiger I alemanes con las Divisiones Panzer supuso una desagradable sorpresa para las fuerzas aliadas, que todavía desconocían el potencial de este carro de combate.

Pero el Eje ya había echado raíces. La superioridad aérea de la Luftwaffe (operando desde aeródromos cercanos) permitió frenar el avance aliado en el oeste. El 24 de noviembre, los Aliados intentaron un asalto coordinado, pero una tormenta torrencial paralizó todas las maniobras. Los británicos llegaron a ocupar Medjez y Terbourba, pero el 2 de diciembre el contraataque liderado por la 10.ª División Panzer del general Wolfgang Fischer obligó a los Aliados a replegarse a las colinas tras varios días de combate desesperado. 
Durante diciembre, los Aliados reanudaron sus ataques, acumulando tropas y material para una gran ofensiva invernal. El 22 de diciembre, comenzó un nuevo asalto en dirección a Djedeida, pese a las lluvias y la escasa cobertura aérea. El progreso inicial fue marginal y, para el 26 de diciembre, con las municiones al límite y las fuerzas del Eje reforzadas, los Aliados se vieron obligados a retroceder de nuevo hasta Medjez, dejando atrás 20.743 bajas.
Mientras tanto, ambos bandos se lanzaron a un esfuerzo febril por reforzarse. El general Nehring fue sustituido por el coronel general Hans-Jürgen von Arnim, quien llegó a Túnez el 8 de diciembre para formar el 5.º Ejército Panzer. Hitler le había prometido seis divisiones móviles, y aunque no se cumplió totalmente, los alemanes lograron enviar 243.000 hombres y 856.000 toneladas de equipo entre noviembre y enero, burlando parcialmente el bloqueo naval aliado gracias a su ventaja aérea en el Mediterráneo central. 

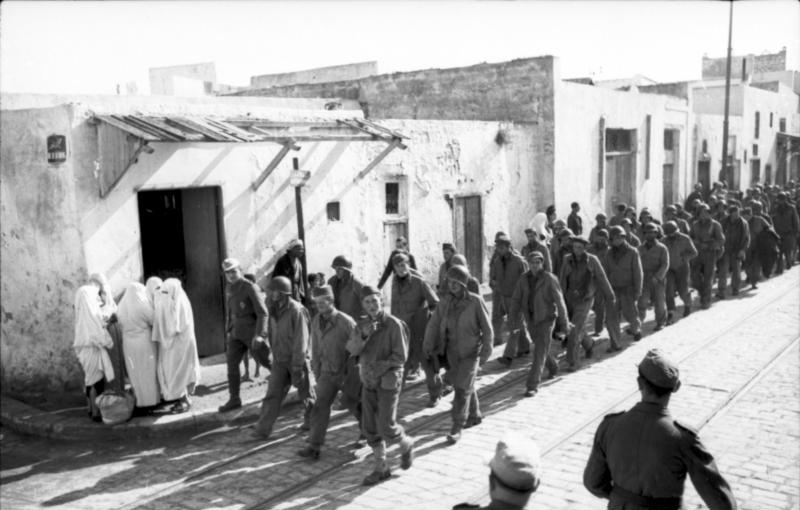
Prisioneros de guerra norteamericanos marchando en columna junto a sus guardas alemanes.

Los Aliados, por su parte, trasladaron más unidades desde Marruecos y Argelia. Eisenhower reorganizó el frente, concentrando fuerzas británicas, estadounidenses y de la Francia Libre en una línea más sólida. A nivel logístico, el esfuerzo fue monumental: se construyeron nuevos aeródromos en Argelia y Túnez, y se levantó un complejo logístico central en Maknassy, en el borde oriental del Atlas tunecino. Esta base sería clave para cortar en dos las líneas del Eje entre la costa norte de Túnez y la Línea Mareth, en el sur. 
Un elemento inquietante fue la llegada del tanque Tiger I, una poderosa novedad técnica alemana que sorprendió a los Aliados, quienes aún no disponían de artillería eficaz para contrarrestarlo. Aun así, la presión aliada no cesó y, aunque no se logró una victoria decisiva en diciembre, el terreno estaba preparado para una ofensiva mayor en 1943.

##### Holocausto en el norte de África
Durante la Segunda Guerra Mundial, las comunidades judías del norte de África, en Libia, Túnez, Argelia y Marruecos, fueron objeto de persecución sistemática bajo los regímenes de la Italia fascista y la Francia de Vichy, aliados de la Alemania nazi. 
En la Libia italiana, el antisemitismo se intensificó con la consolidación del vínculo entre Mussolini y Hitler. Desde 1942, se impusieron leyes raciales, restricciones económicas y trabajos forzados para los hombres judíos, muchos de los cuales fueron enviados a campos como Giado, donde miles murieron de hambre y enfermedades. En febrero de ese año, los alemanes ordenaron el traslado de los judíos a campos de concentración, dando inicio a una política de internamiento sistemático. 

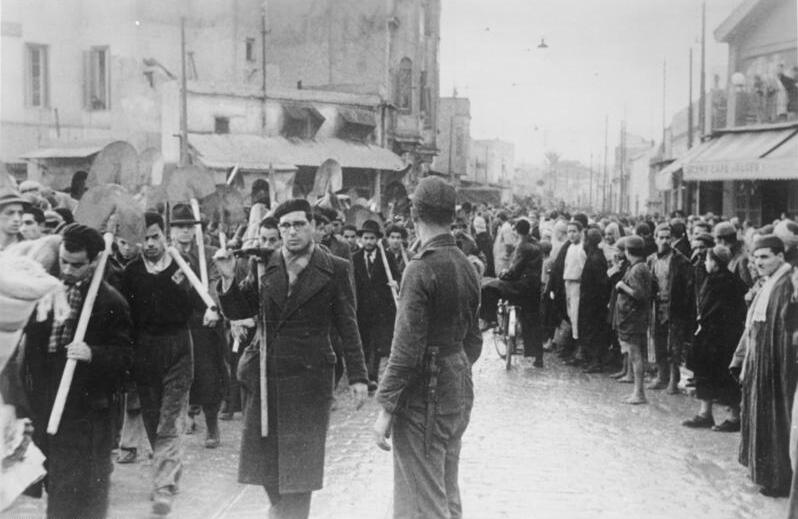
Judíos tunecinos en trabajos forzados, 1942

En la Argelia controlada por Vichy, el gobierno revocó la ciudadanía judía otorgada por el Decreto Crémieux en 1870, y aplicó leyes antisemitas similares a las de la Francia metropolitana: se prohibió a los judíos trabajar en la administración pública o ejercer profesiones liberales. En 1941, se confiscaron propiedades, aunque líderes religiosos musulmanes locales condenaron públicamente estas acciones. Algunos judíos se unieron a la resistencia antinazi, y varios fueron capturados, enviados a campos de trabajo o ejecutados. Las restricciones fueron levantadas sólo tras la liberación aliada de Argelia en noviembre de 1942. 
En el caso de Túnez, también bajo el régimen de Vichy, la situación se agravó cuando fue ocupada directamente por tropas alemanas entre noviembre de 1942 y mayo de 1943. Bajo el mando del Obersturmbannführer Walter Rauff, reconocido por su papel en la Solución Final, se implementó un régimen brutal: confiscación de bienes, rehenes, insignias amarillas, trabajos forzados y represalias armadas contra la población judía. Más de 5.000 judíos fueron enviados a campos de trabajos forzados, y varios fueron deportados a Europa. Otros murieron a causa de ejecuciones, marchas de la muerte, bombardeos y enfermedades. 
En Marruecos, también gobernado por Vichy, se promulgaron decretos similares: exclusión de los judíos de funciones públicas y uso obligatorio de la estrella amarilla. Sin embargo, el sultán Mohamed V resistió estas órdenes, negándose a aplicarlas y reafirmando públicamente su solidaridad con los judíos al invitarlos a ceremonias oficiales como la celebración del trono en 1941, desafiando así a las autoridades colaboracionistas. 

### África subsahariana (julio de 1940-septiembre de 1943)
Italia había ganado el control de Eritrea y de la Somalía Italiana durante la Repartición de África, y había tomado Etiopía antes del comienzo de la Segunda Guerra Mundial durante la Invasión de Etiopía (1935-36). Estas tres colonias fueron reorganizadas en el dominio del África Oriental Italiana.
A principios de 1940, las fuerzas coloniales italianas consistían en ochenta mil soldados italianos y doscientos mil soldados nativos, mientras que las fuerzas británicas en toda la Somalilandia Británica, Kenia y Sudán solamente totalizaban unos diecisiete mil. Los italianos primero se desplegaron para la toma de la Somalilandia Francesa (hoy en día conocida como Yibuti). Este ataque fue cancelado debido al colapso del Ejército francés y la formación del Gobierno colaboracionista de la Francia de Vichy. En julio, las ciudades en la frontera con Sudán, Kassala y Gallabat fueron ocupadas por una fuerza italiana de cincuenta mil hombres, y en agosto de 1940, el ejército colonial italiano atacó y tomó la Somalilandia Británica utilizando una fuerza de veinticinco mil hombres. Esto le dio a Italia el control de casi todo el Cuerno de África.
En septiembre de 1940, las fuerzas aliadas fallaron, durante la batalla de Dakar, en la captura de la capital de Senegal, luchando contra las tropas de la Francia de Vichy que la defendían; el África Occidental Francesa permaneció en manos de Vichy hasta los desembarcos de la Operación Torch en el norte de África en noviembre de 1942. Aunque en noviembre los Aliados tuvieron éxito en la batalla de Gabón, consolidando su control sobre el África Ecuatorial Francesa para las fuerzas de la Francia libre.

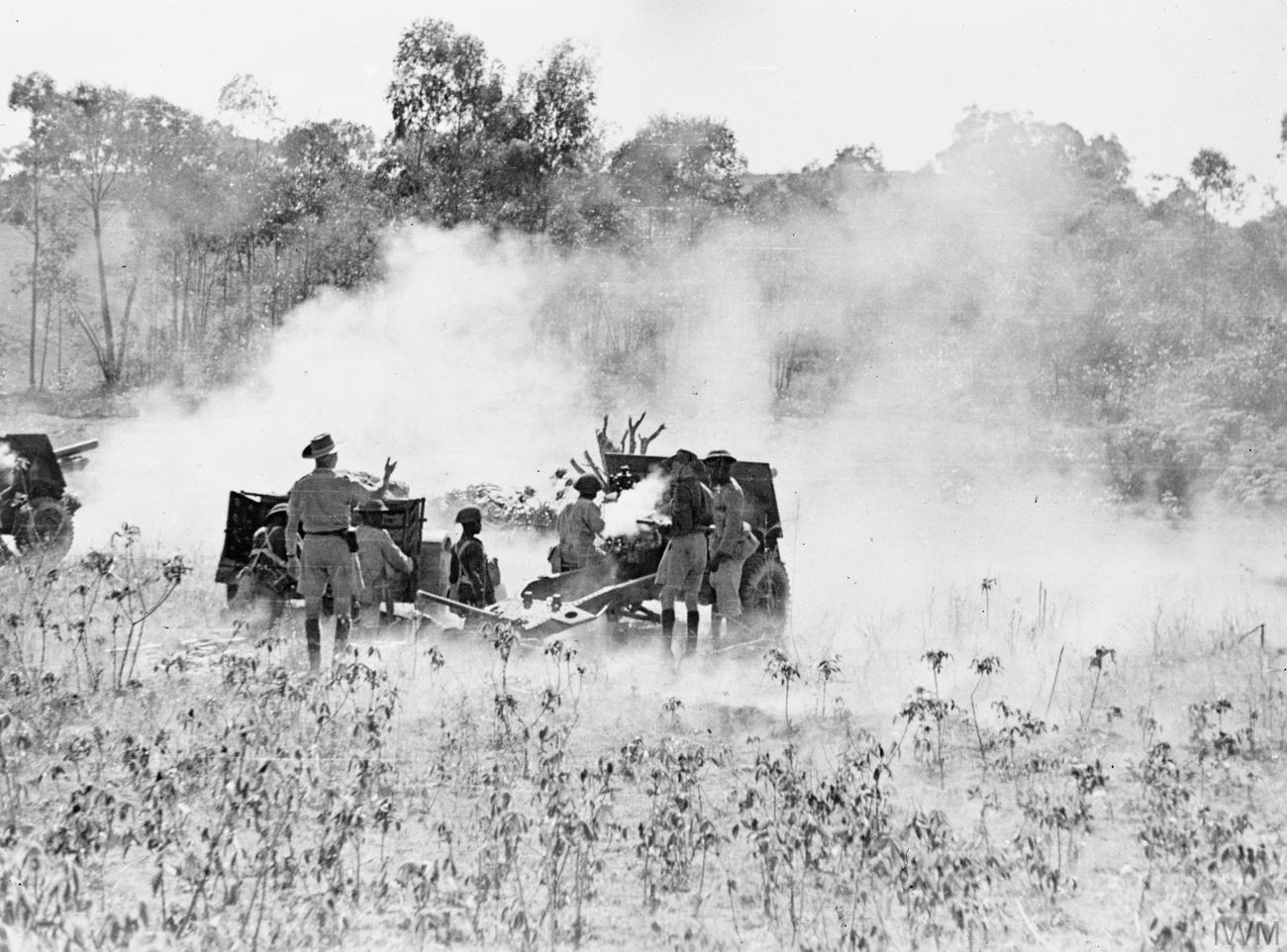
Artillería británica disparando contra posiciones de la Francia de Vichy cerca de Ambositra, durante la batalla de Madagascar (mayo-noviembre de 1942).

También en noviembre de 1940, los británicos empezaron una contraofensiva desde el Sudán con solamente siete mil soldados, atacando Gallabat ocupada por los italianos, pero fueron incapaces de tomarla. Sin embargo, en enero de 1941, el ejército italiano retiró sus fuerzas desde las ciudades fronterizas del Sudán a un terreno más defendible al este de Kassala. Con refuerzos adicionales provenientes del ejército de la India Británica y de Sudáfrica, la campaña empezó a hacer progresos. La Somalilandia Británica fue reconquistada en marzo, y Adís Abeba, capital de Etiopía, fue capturada el 6 de abril. El emperador Haile Selassie I volvió a la ciudad el 5 de mayo. Sin embargo, una fuerza de italianos continuó luchando una guerra de guerrillas en Etiopía, hasta la rendición italiana de septiembre de 1943.
Madagascar, como colonia francesa que era, estaba considerada territorio enemigo por los británicos desde la creación del régimen colaboracionista de Vichy. Era también la tierra sugerida a la que los judíos europeos deberían ser deportados, en una propuesta antisemita conocida como el «Plan Madagascar». Mientras los británicos controlasen Egipto y el Canal de Suez, estos planes alemanes eran imposibles, y finalmente fueron archivados en favor de una campaña de genocidio, que se llamó la Solución final. Con la entrada de los japoneses en la guerra en diciembre de 1941, y la rendición de Singapur en febrero de 1942, los Aliados llegaron a preocuparse cada vez más de que Madagascar pudiese caer en manos del Eje. Por lo tanto, realizaron una invasión, conocida como la Operación Ironclad en mayo de 1942. La lucha contra los defensores franceses de Vichy duró hasta noviembre, porque los franceses estaban respaldados por varios submarinos japoneses. En diciembre, la Somalilandia Francesa también fue conquistada por los británicos.
Después de los desembarcos de la Operación Torch, el resto de los territorios de Vichy en África quedaron bajo el control de los Aliados. Con el control del sur del continente seguro, aparte de la insurgencia italiana en Etiopía, los Aliados volvieron su atención a otros teatros de la guerra.

### Frente oriental (abril de 1941-enero de 1942)
Sólo tenemos que dar una patada en la puerta y toda la estructura podrida se vendrá abajo.
Adolf Hitler

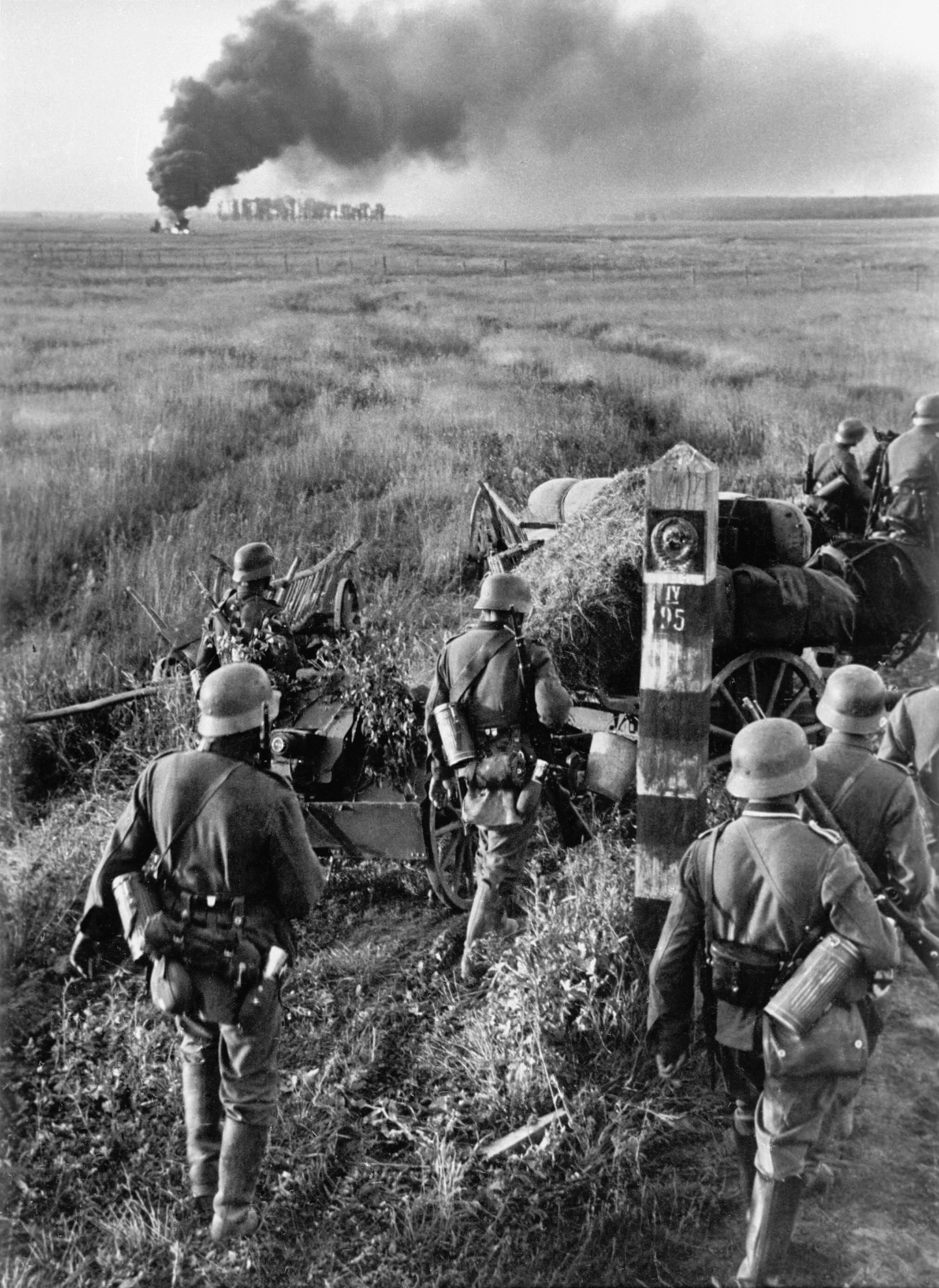
Tropas alemanas cruzando la frontera soviética el 22 de junio de 1941, primer día de la Operación Barbarroja.

La batalla de Grecia (Operación Marita) y la invasión de Yugoslavia retrasaron la invasión alemana seis semanas críticas, como posteriormente se puso de manifiesto. Tres grupos de ejércitos alemanes, junto con otras unidades militares del Eje, que sumaban unos 3,5 millones de hombres, se lanzaron a la invasión de la Unión Soviética el 22 de junio de 1941. El Grupo de Ejércitos Norte estaba desplegado en Prusia Oriental y estaba compuesto por los ejércitos de infantería 18.º y 16.º y un ejército Panzer, el 4.º al mando de los generales Busch, Von Küchler y Hoepner, todos bajo las órdenes del mariscal Ritter Von Leeb, apoyados por la 1.ª Flota aérea del general Koller totalizando cuatrocientos cincuenta mil combatientes del Eje. Sus objetivos principales eran asegurar los estados bálticos y tomar Leningrado. Oponiéndose al Grupo de Ejércitos Norte estaban tres Ejércitos soviéticos compuestos por cuatrocientos cincuenta mil hombres en un principio, pero con las nuevas movilizaciones se aumentó el número a seiscientos mil al mando del mariscal Voroshilov. Los alemanes lanzaron sus 600 tanques contra el punto de contacto de los dos Ejércitos soviéticos en ese sector. El objetivo del 4.º Ejército Panzer era cruzar los ríos Niemen y Dvina, que eran los dos mayores obstáculos en la ruta hacia Leningrado. En el primer día, los tanques cruzaron el río Niemen y penetraron 80 kilómetros. Cerca de Rasienai, los Panzers fueron contraatacados por 300 tanques soviéticos. Los alemanes tardaron 4 días en rodear y destruir a los tanques soviéticos. Los Panzers cruzaron después el río Dvina cerca de Dvinsk.

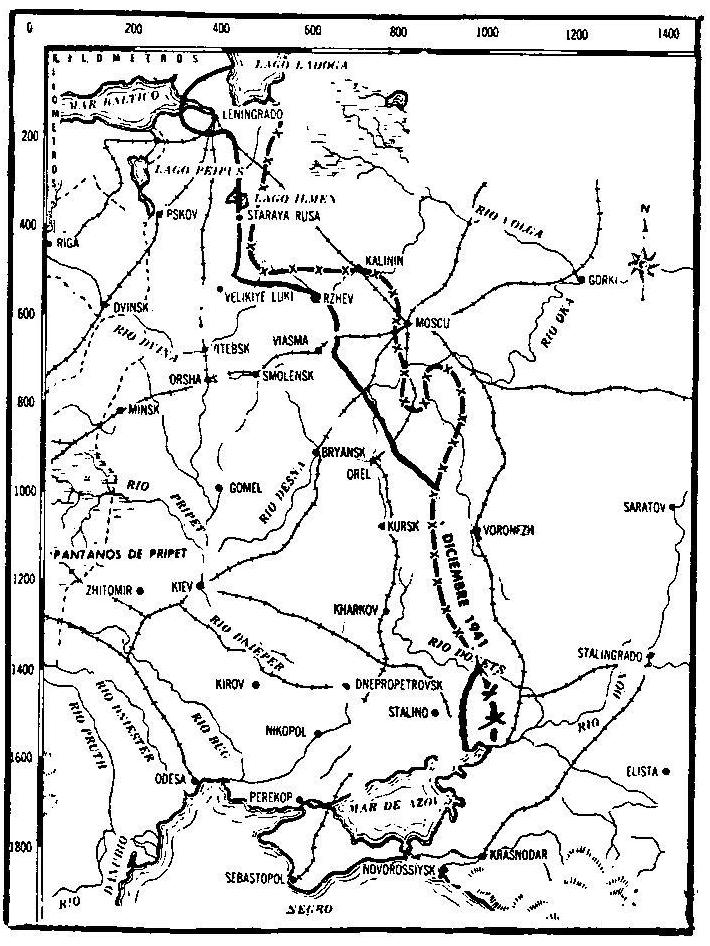
La línea con cruces marca el frente al iniciarse la contraofensiva invernal soviética. La línea negra no interrumpida muestra las ganancias de dicha ofensiva.

Los alemanes estaban ahora a una distancia suficiente como para atacar Leningrado; sin embargo, Hitler ordenó a los Panzers mantener su posición mientras los Ejércitos de infantería los alcanzaban. Las órdenes de mantener la posición durarían cerca de una semana, y dieron tiempo suficiente a los soviéticos para que fortaleciesen sus defensas alrededor de Leningrado. Los soviéticos recibieron apoyo de la flota soviética del Báltico, hasta que los Stukas alemanes lograron hundir a los acorazados Marat y Revolución de Octubre. Después de que Hitler dio la orden de ataque, el 4.º Ejército Panzer trató de perforar la plaza desde el 10 de agosto hasta el 8 de septiembre. Voroshilov movilizó a toda la población civil para evitar que la ciudad cayera, lo que consiguió con enormes pérdidas que oscilan entre medio millón y un millón y medio de bajas solamente en el bando soviético.
El Grupo de Ejércitos Centro estaba desplegado en Polonia y comprendía a los ejércitos 9.º, al mando del general Strauss, 4.º, al mando del general Von Kluge, al 2.º, comandado por el general Von Weichs, y dos ejércitos Panzer, el 2.º y el 3.º, bajo las órdenes de los generales Guderian y Hoth respectivamente, todos a su vez dirigidos por el mariscal Fedor von Bock. Su objetivo principal era la captura de Moscú. Oponiéndose al Grupo de Ejércitos del Centro estaban cuatro Ejércitos soviéticos con 3500 tanques, bajo el mando del mariscal Timoshenko. Los soviéticos ocupaban un saliente que se introducía en terreno alemán con su centro en Bialystok. Más allá de Bialystok estaba Minsk, un nudo de ferrocarriles clave, que guardaba la principal carretera a Moscú. El 3.º Ejército Panzer penetró a través de la unión de los dos Ejércitos soviéticos desde Prusia y cruzó el río Niemen, y el 2.º Ejército Panzer cruzó el río Bug desde el sur para lo cual se emplearon 80 tanques capaces de caminar bajo el agua. Mientras atacaban los panzers, los ejércitos de infantería golpeaban en el saliente y rodeaban a las tropas soviéticas en Bialystok. El objetivo de los ejércitos panzer era encontrarse en Minsk e impedir una retirada soviética. El 27 de junio, tras cinco días de operaciones, los ejércitos Panzer II y III se encontraron en Minsk habiendo avanzado 350 kilómetros en territorio soviético. En la enorme bolsa entre Minsk y la frontera polaca quedaron rodeadas 32 divisiones de infantería soviéticas y ocho divisiones de tanques, totalizando cuatrocientos mil soldados soviéticos con más de 3500 tanques (tres veces más que los atacantes) y dos mil cañones que en la batalla de Bialystok-Minsk fueron atacados y cercados en un triángulo que inicialmente tenía unos 300 km de lado.

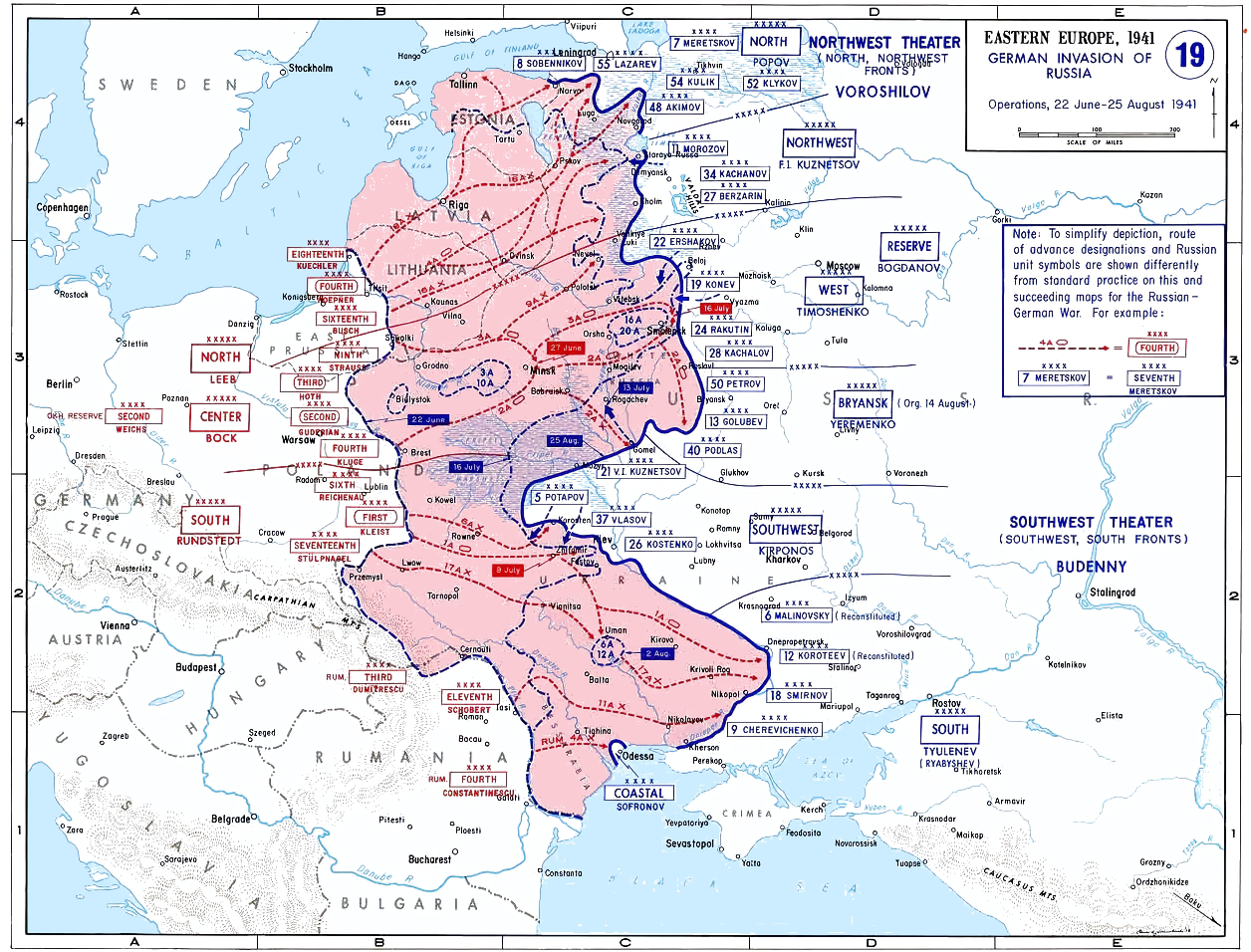
Invasión alemana de la Unión Soviética, llamada en clave Operación Barbarroja.

La batalla de cerco duró 14 días, del 27 de junio al 10 de julio, y al desplomarse la resistencia fueron capturados 323 898 soldados soviéticos, aunque consiguieron escapar unos doscientos cincuenta mil más, capturaron o destruyeron 3332 tanques y 1909 cañones (más del total de tanques enviados a la lucha por Francia); el aniquilamiento de esa cantidad de material blindado dio confianza al mando alemán, ya que los tanques disponibles de Alemania para la invasión de Rusia eran solamente 2434, y se creyó que se había logrado acabar con la mayoría de los blindados soviéticos. En realidad era falso, pues el Ejército Rojo tenía una imponente masa de veinte mil máquinas en 1941, aunque se debe matizar que el 92 % de esos carros eran viejos tanques de los años 30 de los que en la primera semana se averió casi el 50 % de ellos debido a problemas mecánicos: El 90 % de los T-35 se averiaron sin luchar, solo un 5 % eran T-34s y un 3 % KV-1s. En ese mismo tiempo la Luftwaffe había organizado 2800 aviones en tres flotas comandados por Loehr, Kesselring y Keller. En los primeros días de lucha, numerosas escuadrillas de tres bombarderos se internaron en territorio soviético volando casi a ras de suelo, sin cruzar ciudades, para atacar los principales aeródromos en un radio de 300 km. En esos dos primeros días de lucha se reportaron 2700 aviones derribados o destruidos en sus bases, pero tras ocupar los aeródromos por tierra se comprobó que fueron destruidos 2700 aparatos, de los cuales unos 1800 en el primer día.
El Grupo de Ejércitos Sur estaba desplegado al sur de Polonia y en Rumanía y estaba compuesto por los ejércitos 6.º, 11.º, y 17.º, y un Ejército Panzer, el 1.º, junto con dos Ejércitos rumanos y varias divisiones italianas, croatas, eslovacas y húngaras. Su objetivo era capturar los campos petrolíferos del Cáucaso. En el sur, los comandantes soviéticos habían reaccionado rápidamente al ataque alemán y sus fuerzas de tanques superaban con mucho a las alemanas. Oponiéndose a los alemanes en el sur había tres ejércitos soviéticos. Los alemanes atacaron en los puntos de contacto de los tres ejércitos soviéticos, pero el 1.º Ejército Panzer golpeó justo a través del Ejército soviético con el objetivo de capturar Brody. El 26 de junio, cinco cuerpos de ejército mecanizado soviéticos con unos mil tanques montaron un contraataque masivo contra el 1.er Ejército Panzer. La batalla de Lutsk-Brody-Rovno fue una de las más feroces de la invasión y duró varios días. Al final de ella los alemanes resultaron vencedores, pero los soviéticos infligieron duras pérdidas al 1.er Ejército Panzer. Con el fracaso de la ofensiva soviética, se habían acabado las últimas fuerzas substanciales de tanques soviéticos.

El 3 de julio, apenas terminada la batalla de Bialystock-Minsk Hitler dio su consentimiento a los panzers para que relanzasen su empuje hacia el este, después que los ejércitos de infantería los hubiesen alcanzado. Fedor von Bock lanzó la vanguardia de sus nueve divisiones blindadas y sus siete motorizadas, seguidas por treinta y cinco divisiones de infantería hacia el frente. A las orillas del río Beresina los alemanes se enfrentaron a un nuevo tipo de tanque soviético desconocido hasta entonces. Era el T-34, con 45 milímetros de blindaje, coraza frontal inclinada, y cañón de 76,2 mm de diámetro, eficaz a 1500 m. Los efectivos de la 18.ª División Blindada de Guderian se enfrentaron a él, pasando serias dificultades antes de descubrir que tenía mala visibilidad por detrás y una comunicación por radio muy deficiente (los carros no solían tener radio y se hacía por señas entre ellos). Iguales dificultades pasaron al repeler al tanque pesado KV-1, mejor blindado que el T-34. Después de la sorpresa se destruyeron varias unidades soviéticas encabezadas por el VIII Cuerpo de Ejército, en la que militaba el hijo de Stalin Yákov Dzhugashvili, que fue hecho prisionero. A pesar de todo, Stalin se negó a hacer un trato con los nazis para el intercambio de su hijo.

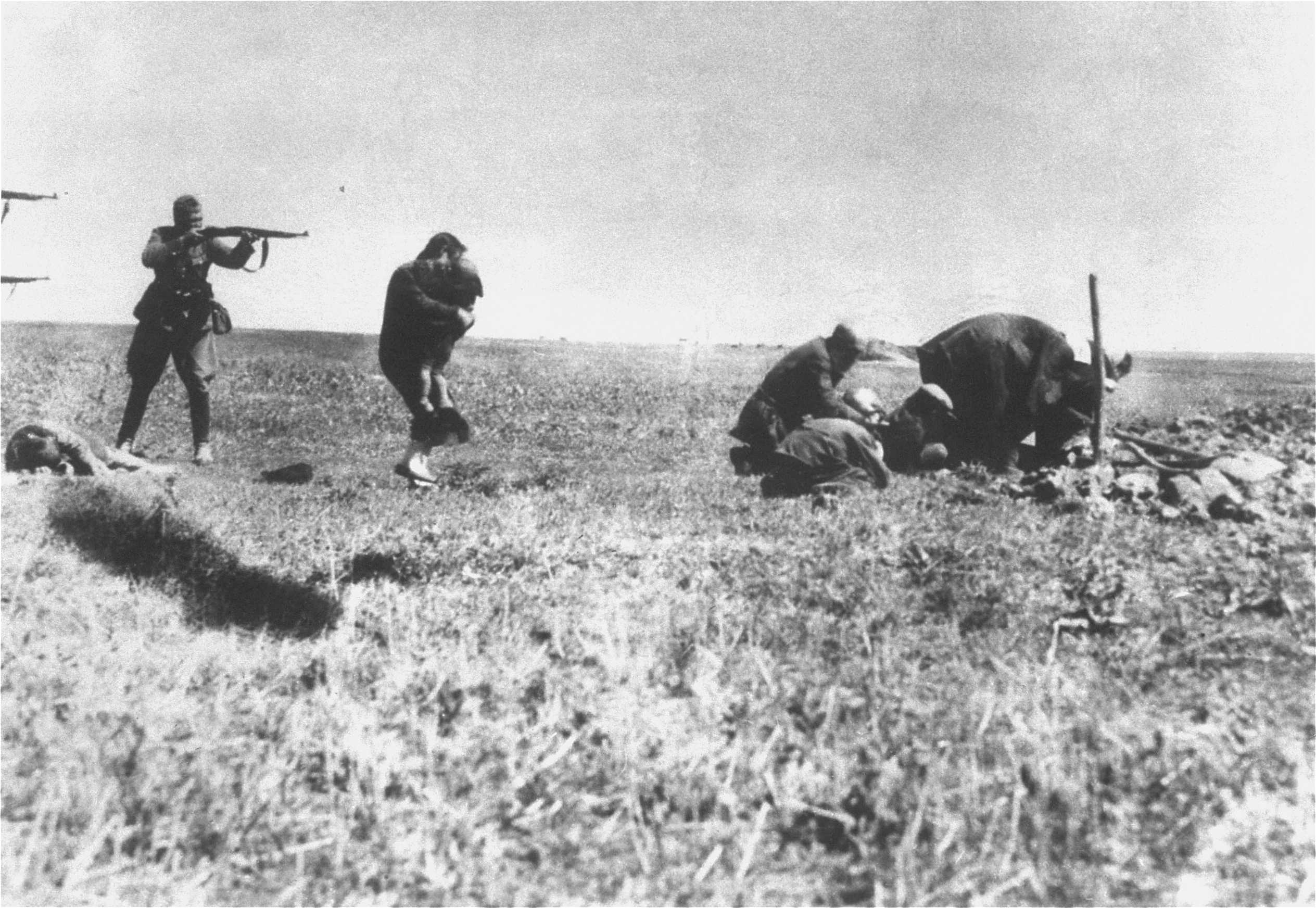
Asesinato de judíos por parte de los Einsatzgruppen alemanes en Ivanhórod, Ucrania, en 1942.

El siguiente objetivo del Grupo de Ejércitos Centro sería la ciudad de Smolensk que dominaba la carretera a Moscú. Frente a los alemanes estaban las fortificaciones no concluidas de la Línea Stalin, apoyadas sobre el río Dniéper, y al perforarla consiguieron capturar Perekop. El 6 de julio, los soviéticos lanzaron un ataque con 700 tanques contra el 3.º Ejército Panzer. Los alemanes tenían una abrumadora superioridad aérea en calidad; los soviéticos poseían la flota aérea más numerosa de todas las naciones, pero sus cazas J-15 y sus bombarderos que eran relativamente lentos y de los más diversos modelos, no podían competir contra los Messerschmitt 109 ni contra los Junkers Ju 87 (Stukas) más rápidos. El 2.º Ejército Panzer cruzó el Dniéper y se acercó a Smolensk desde el sur, mientras que el 3.er Ejército Panzer, después de derrotar el contraataque soviético, se aproximó a Smolensk desde el norte. Tres Ejércitos soviéticos quedaron embolsados. El 26 de julio, los Panzers cerraron la trampa y entonces comenzó la eliminación de la bolsa, cogiendo trescientos diez mil prisioneros soviéticos, 3205 tanques y 3210 cañones, de un total de tres mil seiscientos tanques, tres mil quinientos cañones y cuatrocientos sesenta mil combatientes soviéticos. Hitler ahora, se vio en un dilema: Sus generales querían continuar con el empuje hacia Moscú, pero el problema para continuar con la ofensiva del sector central era que, en el sur, los ejércitos comandados por Gerd von Rundstedt se encontraban atascados a la entrada de Kiev, donde el mariscal Budionni tenía cinco ejércitos con más de setecientos mil hombres, parapetados en poderosas defensas, y otro ejército soviético se encontraba en la región de Gómel con más de cien mil hombres; este conjunto de tropas preocupaba a Hitler, ya que las líneas de abastecimiento de los ejércitos de Von Bock se encontraban demasiado extendidas. Tanques del Grupo de Ejércitos Centro fueron desviados en apoyo de los Grupos de Ejércitos Norte y Sur. Los generales de Hitler se opusieron vehementemente a esta medida, ya que Moscú se encontraba solo a 350 kilómetros del Grupo de Ejércitos Centro y el grueso del Ejército Rojo estaba desplegado en ese sector y solamente un ataque allí tenía esperanzas de acabar la guerra rápidamente. Pero Hitler fue inflexible y los tanques del Grupo de Ejércitos Centro se fueron a reforzar al 4.º Ejército Panzer en el norte, atravesando las defensas soviéticas el 8 de agosto, llegando al final de agosto a solo 50 km de Leningrado. Mientras tanto los finlandeses habían atacado hacia el sudeste, a ambos lados del lago Ládoga, alcanzando la antigua frontera soviética.
En el sur, a mediados de julio, más allá de los Pantanos de Pinsk, los alemanes se habían quedado a solo unos kilómetros de Kiev. El 1.er Ejército Panzer entonces fue hacia el Sur, mientras que el 17.º Ejército alemán, que estaba en el flanco sur del 1.er Ejército Panzer, golpeó hacia el este y entre los dos atraparon tres ejércitos soviéticos cerca de Uman. Cuando los alemanes eliminaron la bolsa, los tanques giraron hacia el norte y cruzaron el Dniéper; mientras tanto el 2.º Ejército Panzer, que había sido desviado del Grupo de Ejércitos Centro por orden de Hitler, había cruzado el río Desná con el 2.º Ejército en su flanco derecho. Los dos ejércitos Panzer atraparon ahora cuatro ejércitos soviéticos y parte de otros dos. El embolsamiento de las fuerzas soviéticas en Kiev fue conseguido el 16 de septiembre. Los rodeados soviéticos no abandonaron fácilmente, siguió una batalla salvaje (véase Batalla de Kiev) que duró diez días, después de la cual los alemanes declararon que habían capturado seiscientos mil soldados soviéticos. Hitler la llamó la batalla más grande de la historia. Después de Kiev, los alemanes no estaban superados en número por el Ejército Rojo, y los soviéticos no tenían más reservas próximas. A Stalin le quedaban ochocientos mil hombres para defender Moscú.

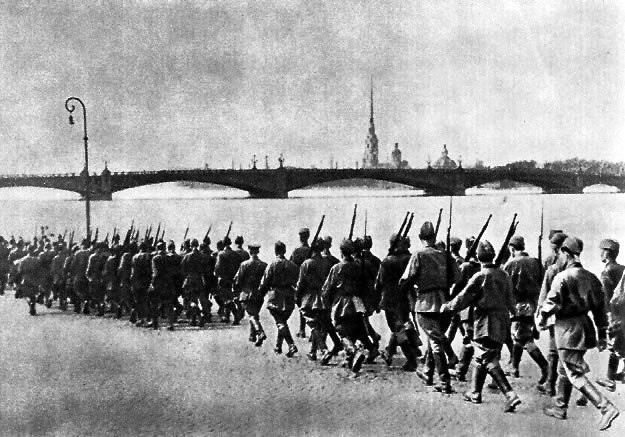
Movilización de tropas del distrito militar de Leningrado en el verano de 1941

En el norte, el 25 de agosto, el Grupo de Ejércitos Norte capturó Chúdovo, en la línea principal de ferrocarril entre Moscú y Leningrado. Cinco días más tarde tomaron el importante nudo ferroviario de Mga, y el 8 de septiembre, la 20.º División Motorizada ocupó Shlisselburg, en la esquina sureste del lago Ládoga, a treinta y siete kilómetros al este de la ciudad, completando de esta manera el cerco de la ciudad.
Los enormes cañones de la Flota del Báltico frenaron en seco la primera ofensiva alemana en 1941 a tan solo siete kilómetros de Leningrado, sus poderosos cañones eran capaces de lanzar por los aires los tanques alemanes, tan solo una de estas baterías navales fue capaz de destruir treinta y cinco tanques alemanes, doce posiciones de artillería, un batallón de infantería y un tren militar alemán cargado de soldados y municiones. Entonces el mariscal de campo Wilhelm von Leed Comandante del Grupo de Ejércitos Norte, decidió que fuera la Luftwaffe quien despejara el camino a Leningrado hundiendo los barcos de la Flota del Báltico, la primera víctima fue el viejo Acorazado Marat (antiguo Petropavlovsk), hundido en aguas someras tras el impacto directo de dos bombas de 1000 kg. Sin embargo, tres de sus torretas principales estaban intactas junto al resto del casco y los soviéticos lo pusieron en servicio, por lo cual, el Marat continuó como batería estacionaria durante el resto del cerco.
La poderosa demostración de fuego de la Flota Soviética y el traslado de la mayor parte de la Luftwaffe y de las unidades blindadas del Grupo de Ejércitos Norte para apoyar la gran ofensiva alemana contra Moscú (véase Operación Tifón) impidió a la Wehrmacht ocupar rápidamente Leningrado, por lo que el Alto Mando Alemán ordenó al Grupo de Ejércitos Norte, atrincherarse y dejar morir de hambre a la población y a la guarnición de la ciudad. El 6 de septiembre de 1941, Adolf Hitler, emitió la directiva del Führer n.º 35 ordenaba que tres cuerpos motorizados y el VIII Cuerpo aéreo se pusieran bajo el control del Grupo de Ejércitos Centro para participar en la ofensiva sobre Moscú. Con sus dos divisiones Panzer y sus dos divisiones motorizadas restantes, el Grupo de Ejércitos Norte fue incapaz de hacer progresos en los ataques terrestres. En su lugar comenzaron a bombardear la ciudad con artillería pesada y ataques de la Luftwaffe. El día 12, las bombas alemanas destruyeron el principal almacén de alimentos de la ciudad, hecho que marcaría el comienzo de dos años de hambruna y sufrimiento.
La Batalla de Moscú (Operación Tifón) comenzó el 2 de octubre. Frente al Grupo de Ejércitos Centro estaba una serie de elaboradas líneas de defensa. Los alemanes sobrepasaron fácilmente la primera línea de defensa cuando el 2.º Ejército Panzer, volviendo desde el sur, tomó Orel que estaba 110 kilómetros detrás de la primera línea soviética de defensa. Entonces los alemanes avanzaron y en el vasto embolsamiento capturaron a 663 000 soldados soviéticos. Los soviéticos solo tenían ahora noventa mil hombres y mil quinientos tanques para la defensa de Moscú.

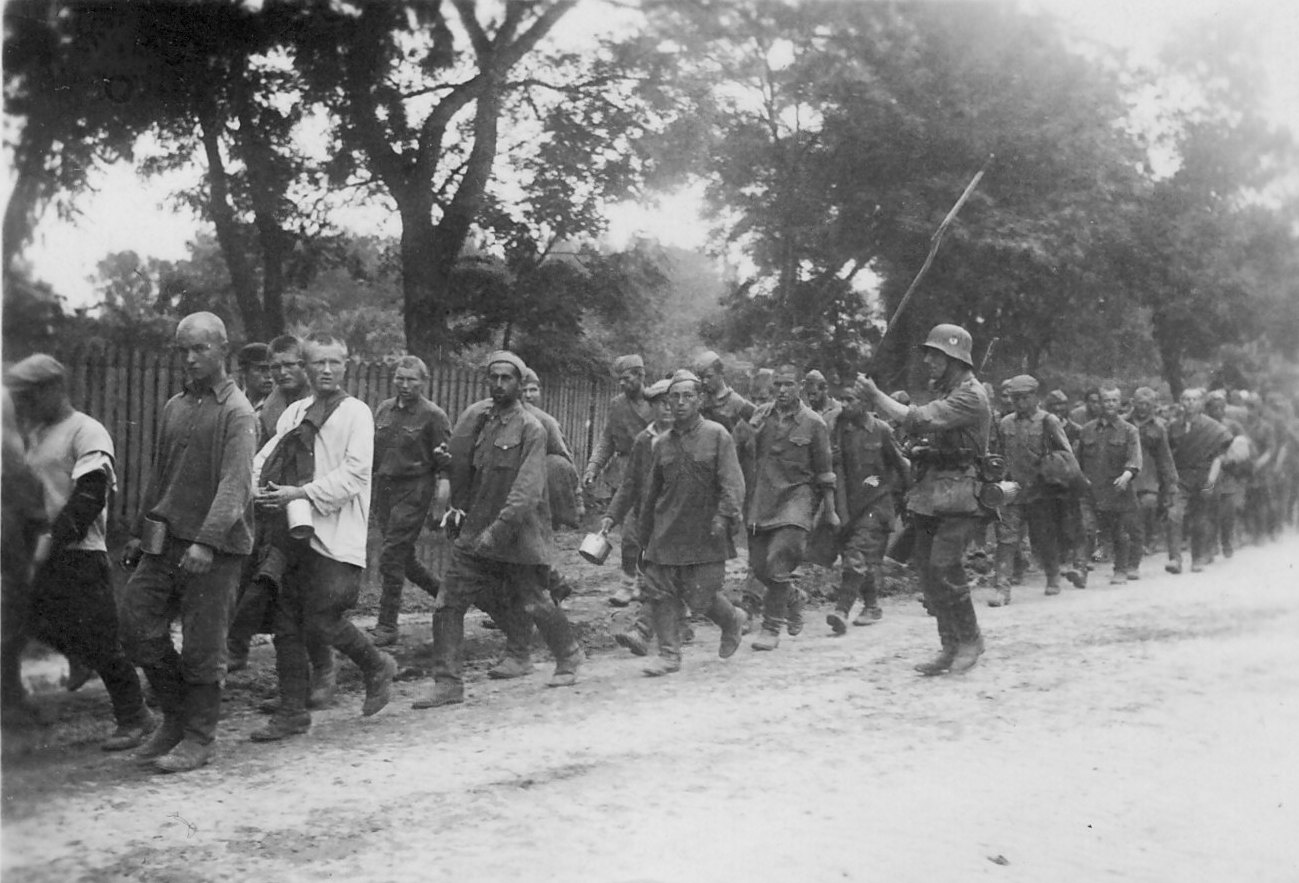
Un grupo de prisioneros de guerra soviéticos siendo trasladados por los alemanes a un campo de prisioneros (1941)

Casi desde el principio de la Operación Tifón el clima había ido empeorando, haciendo más lento el avance alemán hacia Moscú, hasta llegar a ser de 3 kilómetros diarios. El 31 de octubre, el Alto Mando del Ejército alemán ordenó un alto en la Operación Tifón para que los ejércitos pudiesen reorganizarse. La pausa dio tiempo a los soviéticos para organizar nuevos ejércitos y traer tropas desde el este, cuando el Pacto de Neutralidad firmado por soviéticos y japoneses en abril de 1941, le aseguraba a Stalin que ya no sería amenazado por los japoneses por más tiempo.
El 15 de noviembre, los alemanes reiniciaron una vez más el ataque a Moscú. Frente a los alemanes esperaban seis ejércitos soviéticos. Los alemanes intentaron que los 3.º y 4.º ejércitos Panzer cruzaran el Canal de Moscú y rodearan Moscú desde el nordeste. El 2.º Ejército Panzer atacaría Tula y después se acercaría a Moscú desde el sur y el 4.º Ejército atacaría en el centro. Pero el 22 de noviembre, las tropas siberianas soviéticas atacaron el 2.º Ejército Panzer en el sur, e infligieron una sorprendente derrota a los alemanes. El 4.º Ejército Panzer tuvo éxito en cruzar el Canal de Moscú y el 2 de diciembre había penetrado hasta siuarse a 25 kilómetros del Kremlin. Pero empezaron las primeras tormentas del invierno y, por falta de previsión, la Wehrmacht no estaba equipada para la guerra de invierno y las congelaciones y enfermedades causaron más bajas que el propio combate; los muertos y heridos ya habían alcanzado un número de 155 000 en tres semanas. Las divisiones estaban a mitad de potencia y el frío causaba grandes problemas a los cañones y al resto de equipo. Los ataques soviéticos solían realizarse muy temprano, dado que las armas alemanas no funcionaban bien a tan bajas temperaturas, mientras que las de los soviéticos sí. Las condiciones climatológicas hacían que la Luftwaffe quedase en tierra. Las tropas soviéticas recién reclutadas cerca de Moscú, eran de cerca de 500 000 hombres, y el general Zhúkov lanzó un contraataque masivo el 5 de diciembre que hizo retroceder a los alemanes cerca de 325 kilómetros, aunque no consiguió una brecha definitiva. La invasión de la Unión Soviética había costado a los alemanes hasta la fecha unos 250 000 muertos y 500 000 heridos, así como gran parte de sus tanques.

### El Pacífico (abril de 1941-junio de 1943)
Me temo que lo único que hemos hecho es despertar a un gigante dormido y llenarlo con una resolución terrible.
Isoroku Yamamoto

Conquistas del Imperio del Japón en el océano Pacífico entre 1937 y mediados de 1942

Hitler ocultó a los japoneses su plan de invadir la Unión Soviética. La URSS, temiendo una guerra en dos frentes, decidió hacer la paz con Japón. El 13 de abril de 1941, la URSS y Japón firmaron el Pacto de Neutralidad, permitiendo que los japoneses concentrasen su atención en la inminente guerra en Asia y el Pacífico.
En el verano de 1941, los Estados Unidos, el Reino Unido y los Países Bajos comenzaron un embargo de petróleo contra el Japón, amenazando con impedir su capacidad para librar una guerra importante tanto en el mar como en el aire. Sin embargo, las fuerzas japonesas continuaron avanzando hacia el interior de China. Durante los meses de verano, Japón trató de sondear las posibilidades de lograr que los Estados Unidos levantasen el embargo de petróleo contra el Imperio de Japón. La respuesta estadounidense fijaba como condición sine qua non la retirada de las tropas japonesas en China. Rechazando estas condiciones, Japón planeó un ataque a Pearl Harbor para mermar gravemente a la Flota del Pacífico de los Estados Unidos, y después apoderarse de los campos de petróleo de las Indias Orientales Neerlandesas.
El primer ministro, príncipe Fumimaro Konoe, era muy reticente a iniciar una guerra contra los Estados Unidos y los países de la Commonwealth. Sin embargo, el emperador Hirohito se inclinó finalmente por las tesis del sector más belicista, como el propio Konoe admitiría ante su jefe de gabinete, Kenji Tomita. Ante su aislamiento en el Gobierno y la falta de apoyo del emperador, Konoe se vio forzado a dimitir el 16 de octubre de 1941. Para reemplazarlo, Hirohito eligió, de acuerdo con la recomendación del Señor del Sello Privado, Koichi Kido, al hasta entonces ministro de la Guerra, general Hideki Tōjō, una de las figuras más destacadas del sector belicista, encargándole la organización del ataque contra la flota estadounidense en el Pacífico. El 1 de diciembre, en una Conferencia Imperial celebrada en Tokio, Hirohito dio su aprobación oficial al comienzo de la guerra.

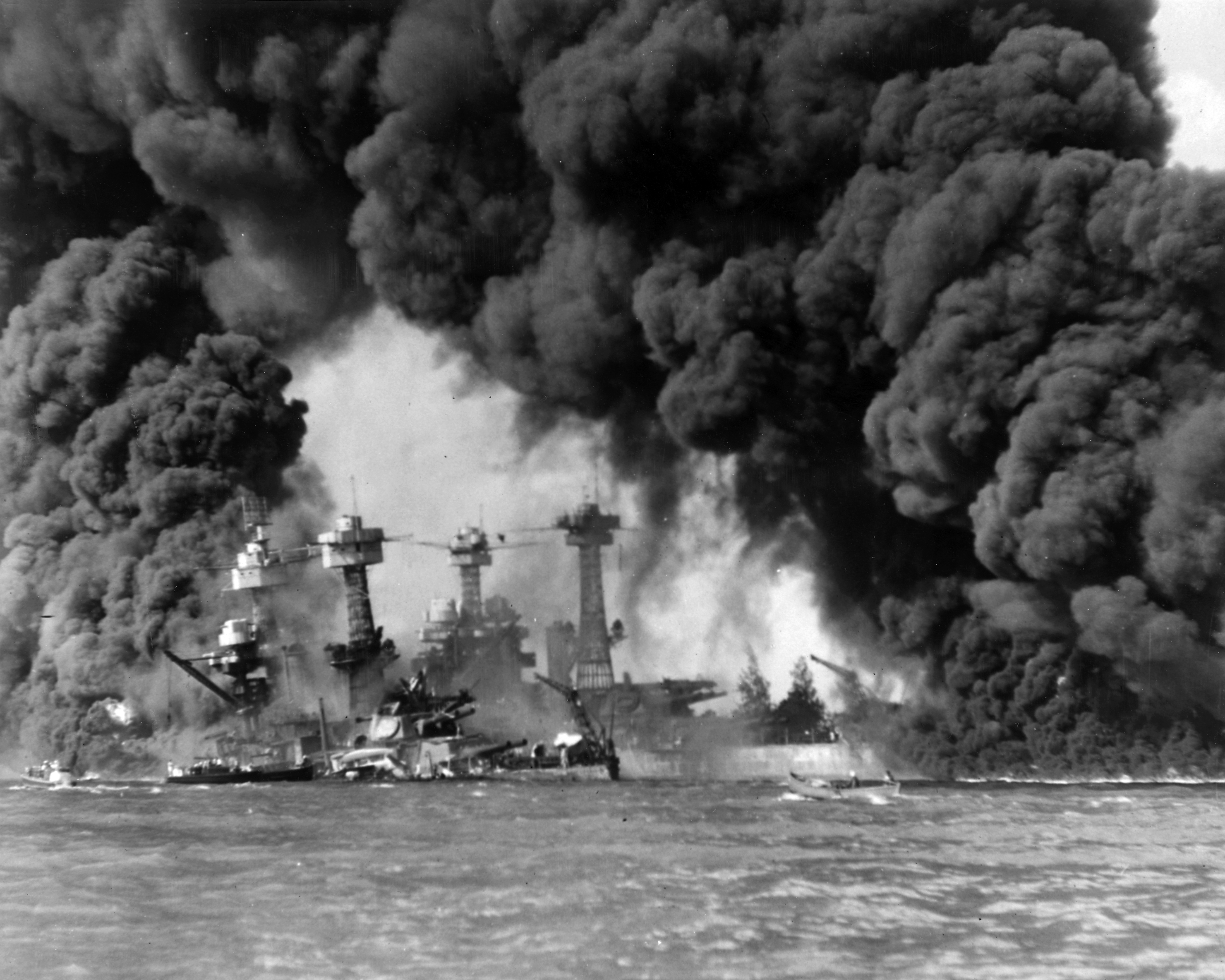
Los acorazados estadounidenses y en llamas durante el ataque japonés a Pearl Harbor, Hawái, el 7 de diciembre de 1941.

El 7 de diciembre, Japón lanzó ataques por sorpresa, prácticamente simultáneos, contra Pearl Harbor, Tailandia y los territorios británicos de Malaya y Hong Kong. Una flota de portaaviones japoneses lanzó un ataque aéreo por sorpresa sobre Pearl Harbor. El ataque destruyó la mayor parte de los aviones estadounidenses de la isla y dejó fuera de combate a la principal flota de batalla estadounidense (tres acorazados fueron hundidos, y cinco más gravemente dañados, aunque solo se perdieron definitivamente el USS Arizona y el USS Oklahoma, los otros seis acorazados fueron reparados y pudieron regresar al servicio activo). Sin embargo, los cuatro portaaviones estadounidenses (que eran el principal objetivo del ataque japonés) estaban fuera, en alta mar. En Pearl Harbor, el muelle principal, las instalaciones de suministro y de reparación fueron reparadas rápidamente. Más aún, las instalaciones para el almacenaje de combustible de la base, cuya destrucción habría dejado gravemente mermada a la flota del Pacífico, fueron dejadas intactas. El ataque unió a la opinión pública estadounidense pidiendo venganza contra el Japón. Al día siguiente, el 8 de diciembre, los Estados Unidos declararon la guerra al Japón.
A la vez que atacaban Hawái, los japoneses atacaron la isla de Wake, un territorio estadounidense en el Pacífico Central. El intento de desembarco inicial, fue rechazado por la guarnición de Marines, y una resistencia muy dura continuó hasta el 23 de diciembre. Los japoneses enviaron un gran número de refuerzos, y la guarnición se rindió cuando estuvo claro que no estaba viniendo ninguna fuerza de auxilio estadounidense.
Japón también invadió las Filipinas, un protectorado de los Estados Unidos, el 8 de diciembre. Las fuerzas estadounidenses y filipinas, bajo el mando del general Douglas MacArthur, fueron forzadas a retirarse a la península de Bataán. Una fiera resistencia continuó hasta abril, comprando un tiempo precioso para los Aliados. Después de su rendición, los supervivientes fueron conducidos a la Marcha de la Muerte de Bataán. La resistencia Aliada continuó por un mes más en la isla fortaleza de Corregidor, hasta que también se rindieron. El general MacArthur, al que se le había ordenado retirarse a Australia, prometió: Volveré.
Un desastre golpeó a los británicos el 10 de diciembre, cuando perdieron 2 barcos de guerra importantes, el HMS Prince of Wales y el HMS Repulse. Ambos buques fueron atacados por 85 bombarderos y torpederos japoneses con base en Saigón, en la Indochina francesa, y 840 marineros británicos perecieron. Winston Churchill dijo acerca del suceso: En toda la guerra, nunca recibí un golpe más directo.
Alemania declaró la guerra a los Estados Unidos el 11 de diciembre, aunque no estaba obligada a hacerlo bajo el acuerdo del Pacto Tripartito. Hitler esperaba que Japón apoyaría a Alemania atacando a la Unión Soviética. Japón no lo hizo porque había firmado un tratado de no agresión, prefiriendo concentrarse en expandir su imperio en China, Sudeste de Asia, y el Pacífico. Más que abrir un segundo frente sobre la URSS, el efecto de la declaración de guerra alemana fue el de borrar cualquier oposición significativa dentro de los Estados Unidos, para unirse a la lucha en el Teatro Europeo.

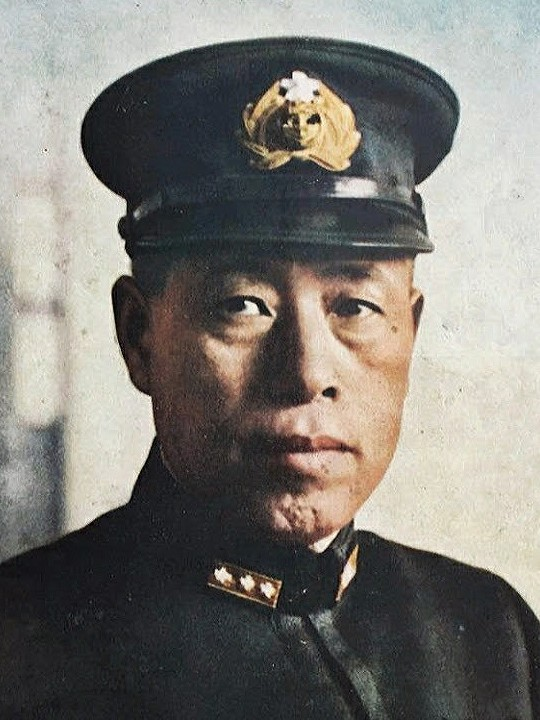
El almirante Isoroku Yamamoto, comandante en Jefe de la Armada Imperial Japonesa, 1939-43.

Los Aliados Cuatro Grandes (Reino Unido, los Estados Unidos, la Unión Soviética y China) fueron creados oficialmente a través de la Declaración de las Naciones Unidas el 1 de enero de 1942. Poco después se formó el Comando estadounidense-británico-neerlandés-australiano, en inglés (ABDACOM), para unificar las fuerzas Aliadas en el Sureste de Asia. Fue el primer mando supremo Aliado de la guerra.
Las fuerzas navales ABDACOM casi fueron destruidas en la batalla del Mar de Java, la batalla naval más grande de la guerra hasta ese momento, desde el 28 de febrero hasta el 1 de marzo. El mando conjunto se acabó poco después, para reemplazarse por tres mandos supremos Aliados en el Sudeste de Asia y en el Pacífico.
En abril, la incursión Doolittle, la primera incursión aérea Aliada sobre Tokio, levantó la moral en los Estados Unidos e hizo que Japón gastase recursos en la defensa de la tierra madre, pero causó poco daño real.
A principios de mayo, los japoneses empezaron a realizar la Operación Mo, un plan para conquistar Port Moresby, en Nueva Guinea. El primer paso fue abortado por las marinas de los Estados Unidos y de Australia en la batalla del Mar del Coral. Esta fue la primera batalla que se luchó entre portaaviones, y la primera batalla donde las flotas enemigas nunca tuvieron contacto visual directo entre ellas. El portaaviones estadounidense Lexington fue hundido y el Yorktown gravemente dañado, mientras que los japoneses perdieron el portaaviones ligero Shōhō y el gran portaaviones Shōkaku sufrió daño moderado. El Zuikaku perdió la mitad de su complemento aéreo, y junto con el Shōkaku, fue incapaz de participar en la consiguiente batalla en Midway. La batalla fue una victoria táctica para los japoneses, ya que infligieron más pérdidas sobre la flota estadounidense que las sufridas por ellos, pero fue una victoria estratégica estadounidense, ya que el ataque japonés sobre Port Moresby fue rechazado.
En los seis meses siguientes a Pearl Harbor, los japoneses habían conseguido casi todos sus objetivos navales. Su flota de 11 acorazados, 10 portaaviones, 18 cruceros pesados y 20 ligeros, permanecía relativamente intacta. Habían hundido o dañado de manera importante todos los acorazados de Estados Unidos en el Pacífico. Las flotas británica y neerlandesa del Lejano Oriente habían sido destruidas, y la Real Armada Australiana, había sido rechazada hacia sus puertos de origen. Su anillo de conquistas se cimentaba en un perímetro defensivo de su elección, que se extendía desde el Pacífico Central hasta Nueva Guinea y Birmania.
La única fuerza estratégica aliada de importancia, que permanecía oponiéndose a todo esto, era la base naval de Pearl Harbor, incluyendo los tres portaaviones de la Flota del Pacífico de los Estados Unidos. Ambos bandos veían como algo inevitable una batalla decisiva entre portaaviones, y los japoneses confiaban en que si mantenían una ventaja numérica de 10:3 en portaaviones pesados, obtendrían la victoria. También tenían un avión excelente basado en los portaaviones, el Zero. Los japoneses enviaron una flota hacia la Isla de Midway, una isla periférica de las Islas Hawái, con el objetivo de atraer lo que quedaba de la flota estadounidense a una batalla decisiva. El 5 de junio, bombarderos estadounidenses basados en portaaviones avistaron la fuerza japonesa y hundieron 4 de sus mejores portaaviones durante la batalla de Midway, a un coste de un solo portaaviones, el Yorktown. Esta fue una victoria muy importante para los Estados Unidos, y marcó el punto de inflexión en la guerra del Pacífico. La capacidad estadounidense en la construcción de barcos y aviones superaba ampliamente a la japonesa, y la flota japonesa nunca disfrutaría otra vez de tal superioridad numérica.
En julio, los japoneses intentaron un ataque por tierra sobre Port Moresby, a lo largo del sendero Kokoda, un sendero de tierra, en fila india, a través de la jungla y las montañas. Un batallón australiano, que estaba esperando el regreso de las unidades regulares desde el norte de África y la llegada del ejército estadounidense, superado en número y mal equipado y entrenado, libró una lucha en retirada contra una fuerza japonesa de 5000 hombres.

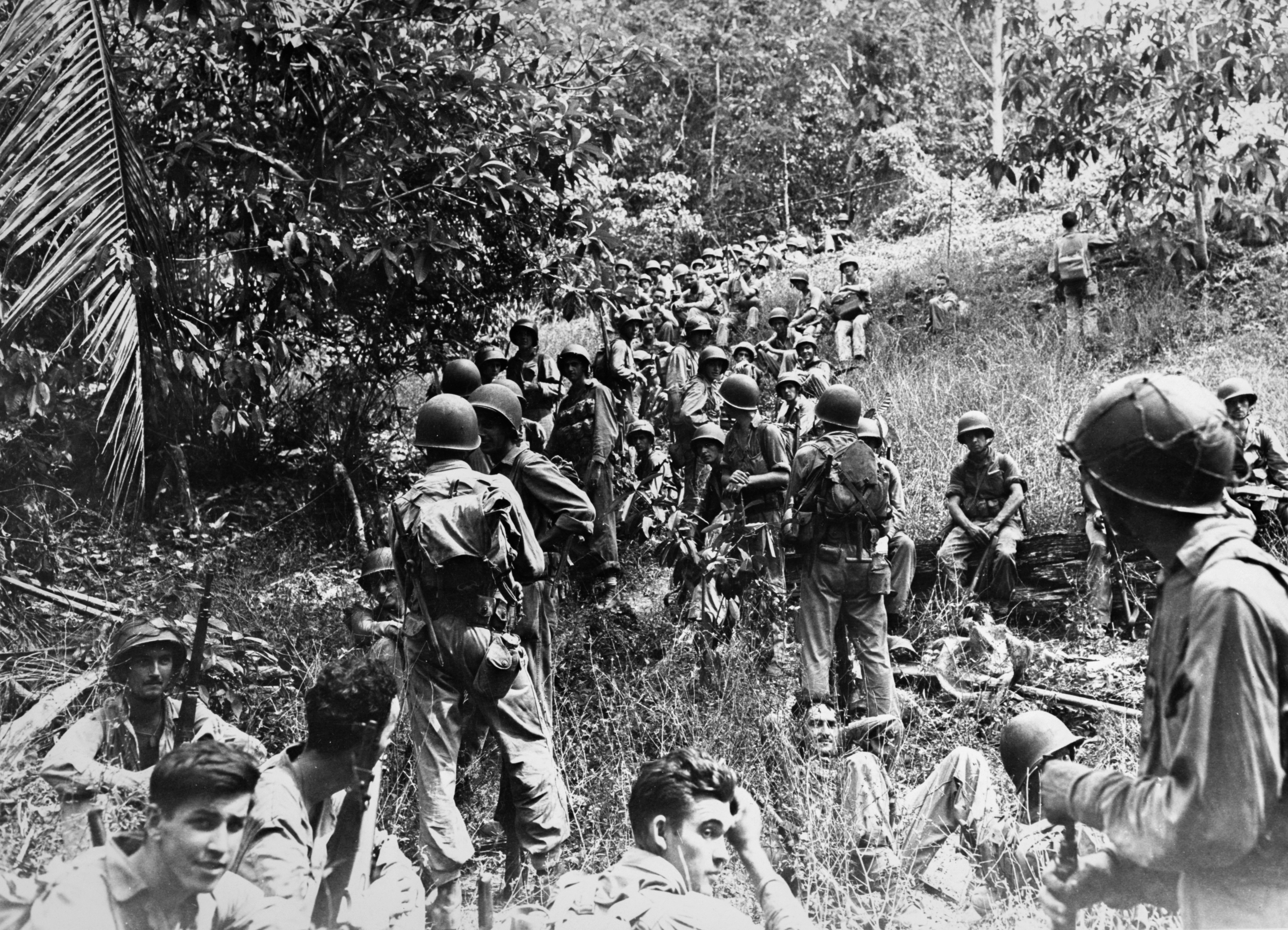
Marines estadounidenses descansan en el campo en Guadalcanal, alrededor de agosto-diciembre de 1942.

El 7 de agosto, los Marines estadounidenses comenzaron la batalla de Guadalcanal. Durante los seis meses siguientes, las fuerzas estadounidenses lucharon contra las fuerzas japonesas por el control de la isla. Mientras tanto, se libraron muchos encuentros navales en las aguas cercanas, incluyendo la batalla de la isla de Savo, la batalla del Cabo Esperance, la batalla naval de Guadalcanal, y la batalla de Tassafaronga.
A finales de agosto y principios de septiembre, mientras se combatía en el sendero Kokoda y en Guadalcanal, fue derrotado un ataque de los marines japoneses por fuerzas australianas en la costa sur de Nueva Guinea, en la batalla de la Bahía de Milne. Esta fue la primera derrota de las fuerzas de tierra japonesas en la guerra del Pacífico.
El 22 de enero, después de una dura batalla en Gona y Buna, las fuerzas australianas y estadounidenses recuperaron las cabezas de playa japonesas más importantes en el este de Nueva Guinea.
Las autoridades estadounidenses declararon segura a Guadalcanal el 9 de febrero. Las fuerzas de Estados Unidos, Nueva Zelanda, Australia, y de las Islas del Pacífico, empezaron una larga campaña para recuperar las partes ocupadas de las Islas Salomón, Nueva Guinea, y las Indias Orientales Neerlandesas, sufriendo algunas de las resistencias más duras de toda la guerra. El resto de las Islas Salomón fueron recuperadas en 1943.

### China y el Sureste de Asia (septiembre de 1941-marzo de 1944)

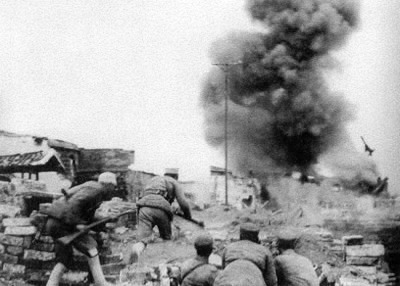
La batalla de Changde, llamada el Stalingrado del Este. China y Japón perdieron una fuerza combinada de 100 000 hombres en esta batalla.

En 1940, la guerra había llegado a un punto muerto con ambos bandos consiguiendo solamente ganancias mínimas. Los Estados Unidos dieron un importante apoyo financiero a China, y crearon a los Flying Tigers ('Tigres Voladores'), una unidad aérea, para impulsar las fuerzas aéreas Chinas.
Las fuerzas Japonesas invadieron partes del norte de la Indo-China Francesa el 22 de septiembre. Las relaciones Japonesas con occidente se habían deteriorado rápidamente en los últimos años, y los Estados Unidos, que habían rechazado el Tratado de comercio entre Japón y los Estados Unidos de 1911, colocaron un embargo a las exportaciones a Japón de material de guerra y otras materias.
Menos de 24 horas después del ataque sobre Pearl Harbor, Japón invadió Hong Kong. Las Filipinas y las colonias británicas de Malasia, Borneo, y Birmania siguieron poco después, con la intención Japonesa de apoderarse de los campos petrolíferos de las Indias Orientales Neerlandesas. A pesar de la fiera resistencia de las fuerzas filipinas, australianas, neozelandesas, británicas, canadienses, indias y estadounidenses, todos estos territorios capitularon ante los japoneses en cuestión de meses. Singapur cayó ante los japoneses el 15 de febrero. Aproximadamente 80 000 hombres de la Commonwealth Británica (junto con otros 50 000 que cayeron en Malasia), fueron a los campos de prisioneros japoneses, siendo la rendición más grande de un ejército conducido por los británicos hasta la fecha. Churchill consideraba la derrota británica en Singapur como una de las derrotas británicas más humillantes de toda la historia.

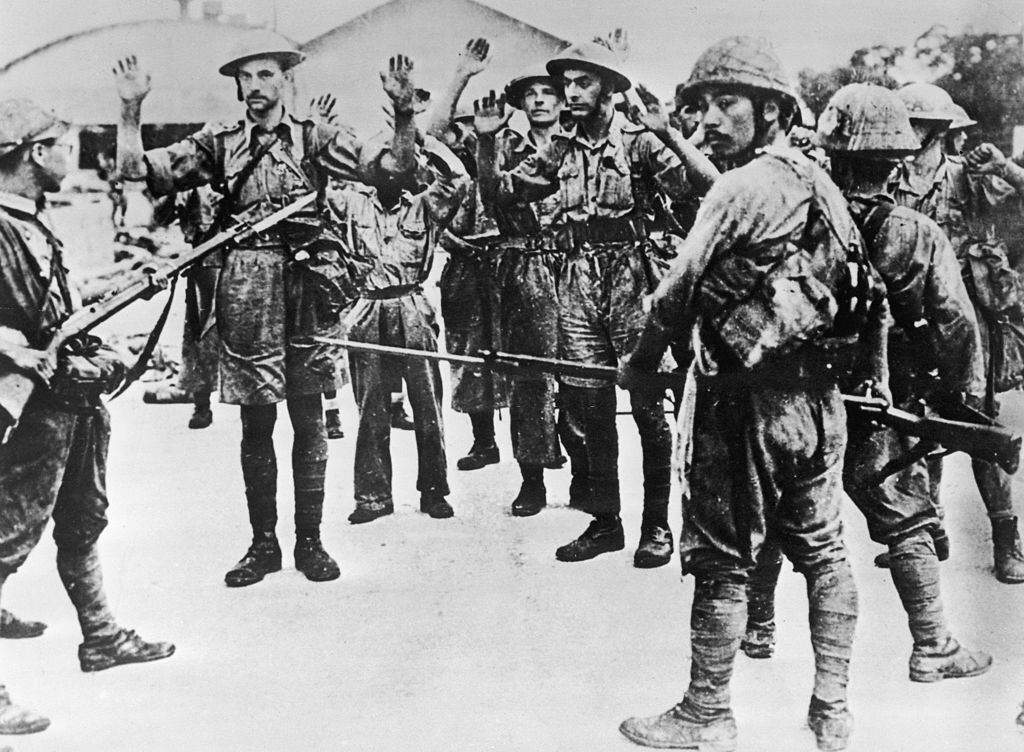
Tropas inglesas rindiéndose a los japoneses

Japón lanzó una ofensiva importante en China después del ataque sobre Pearl Harbor. El objetivo de la ofensiva era el capturar la ciudad de Changsha, estratégicamente importante. Anteriormente los japoneses habían tratado de capturar la ciudad en dos ocasiones, fallando en ambas. Para el ataque, los japoneses reunieron 120 000 soldados en 4 divisiones. Los chinos respondieron con 300 000 hombres, y pronto el ejército japonés estaba rodeado, teniendo que retirarse.
El Ejército Nacionalista Chino del Kuomintang, bajo el mando de Chiang Kai-shek, y el Ejército Chino Comunista, bajo el mando de Mao Zedong, ambos se oponían a la ocupación japonesa de China, pero nunca se aliaron realmente contra los japoneses. El conflicto entre las fuerzas nacionalistas y comunistas, emergió mucho antes de la guerra; y continuó después y, hasta cierto punto, incluso durante la guerra, aunque de forma menos abierta.
Los Japoneses habían capturado gran parte de Birmania, cortando la carretera de Birmania por la que los Aliados Occidentales habían estado suministrando a los Chinos Nacionalistas. Esta pérdida forzó a los Aliados a crear y sostener un gran puente aéreo desde la India, conocido como volar «The Hump» (la joroba). Bajo el mando del general estadounidense Joseph Stilwell, las fuerzas Chinas en la India fueron reentrenadas y reequipadas, mientras que se hicieron preparativos para construir la carretera de Ledo, desde la India para reemplazar la carretera de Birmania. Este esfuerzo se iba a convertir en una tarea de ingeniería enorme.

### La batalla del Atlántico (enero de 1942-febrero de 1943)
La única cosa que me asustó realmente durante la guerra fue el peligro de los U-boot.
Winston Churchill

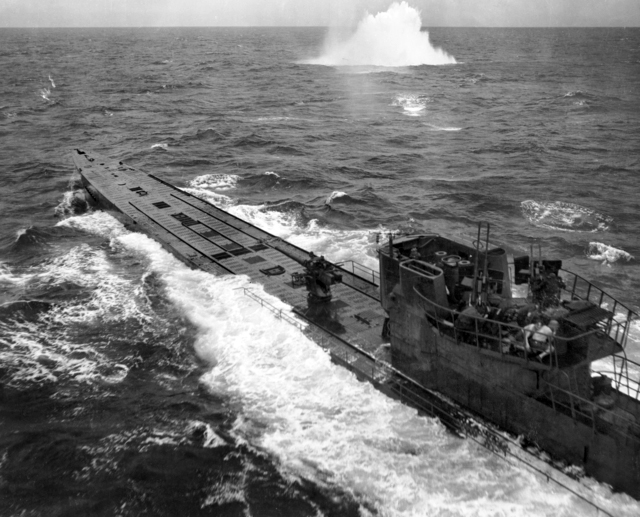
El submarino alemán U-848 bajo ataque aéreo aliado en el Atlántico Sur el 5 de noviembre de 1943

En el Atlántico Norte, los submarinos alemanes (U-Boot) intentaron cortar las líneas de suministro al Reino Unido hundiendo barcos mercantes. En los primeros cuatro meses de guerra hundieron más de 110 barcos. Además de los barcos de suministro, los sumergibles atacaban ocasionalmente barcos de guerra británicos. Un submarino hundió al portaaviones británico HMS Courageous, mientras que el U-47 del legendario comandante Günther Prien consiguió hundir al acorazado HMS Royal Oaken su puerto base de Scapa Flow. Además de los submarinos, los corsarios de superficie también suponían una amenaza para la navegación aliada.
En el Atlántico Sur, el Acorazado de bolsillo Admiral Graf Spee hundió nueve buques de la Marina mercante británica. Fue localizado más allá de la costa sur de Sudamérica, y después combatió con los cruceros HMS Ajax, HMS Exeter, y HMNZS Achilles en la batalla del Río de la Plata, y fue forzado a entrar en el puerto de Montevideo. Antes que volver a afrontar una nueva batalla, el capitán Hans Langsdorff se hizo a la mar y hundió su buque justo fuera del puerto.
El 24 de mayo de 1941, el acorazado alemán Bismarck partió de su puerto, amenazando con dirigirse hacia el Atlántico. Hundió al HMS Hood, uno de los mejores cruceros de batalla de la Marina Real británica. Siguió entonces una caza masiva, en la que el acorazado alemán fue hundido después de una persecución de 2700 kilómetros, durante la cual los británicos emplearon 8 acorazados y cruceros de batalla, 2 portaaviones, 11 cruceros, 21 destructores, y 6 submarinos. Los aviones torpederos Fairey Swordfish del portaaviones HMS Ark Royal alcanzaron al Bismarck, provocando el bloqueo de su timón y permitiendo que los escuadrones perseguidores de la Marina Real Británica lo alcanzasen y hundiesen.
En el verano de 1941, la Unión Soviética entró en la guerra al lado de los Aliados. Aunque su ejército era muy numeroso, había perdido mucho de su equipo y de su base industrial en las primeras semanas que siguieron a la invasión alemana. Los Aliados Occidentales intentaron remediarlo enviando los Convoyes Árticos, que viajaban desde el Reino Unido y los Estados Unidos hasta los puertos del norte de la Unión Soviética (Arjánguelsk y Múrmansk). La traicionera ruta alrededor del Cabo Norte de Noruega, fue lugar de muchas batallas, donde los alemanes trataban continuamente de destruir los convoyes usando sumergibles, bombarderos con base en la costa noruega, ocupada por Alemania, y barcos de superficie.
Tras la entrada de los Estados Unidos en guerra, en diciembre de 1941, los submarinos alemanes hundieron barcos mercantes a lo largo de la Costa Este de los Estados Unidos, el Mar de las Antillas y el Golfo de México. Tuvieron un éxito inicial tan grande que llegó a ser conocido entre las tripulaciones de los sumergibles alemanes como los Segundos buenos tiempos. La institución de los apagones costeros y el sistema de convoyes llevaron a una disminución de los ataques y los submarinos volvieron a su anterior práctica de esperar a los convoyes aliados a mitad de su recorrido en el océano Atlántico.

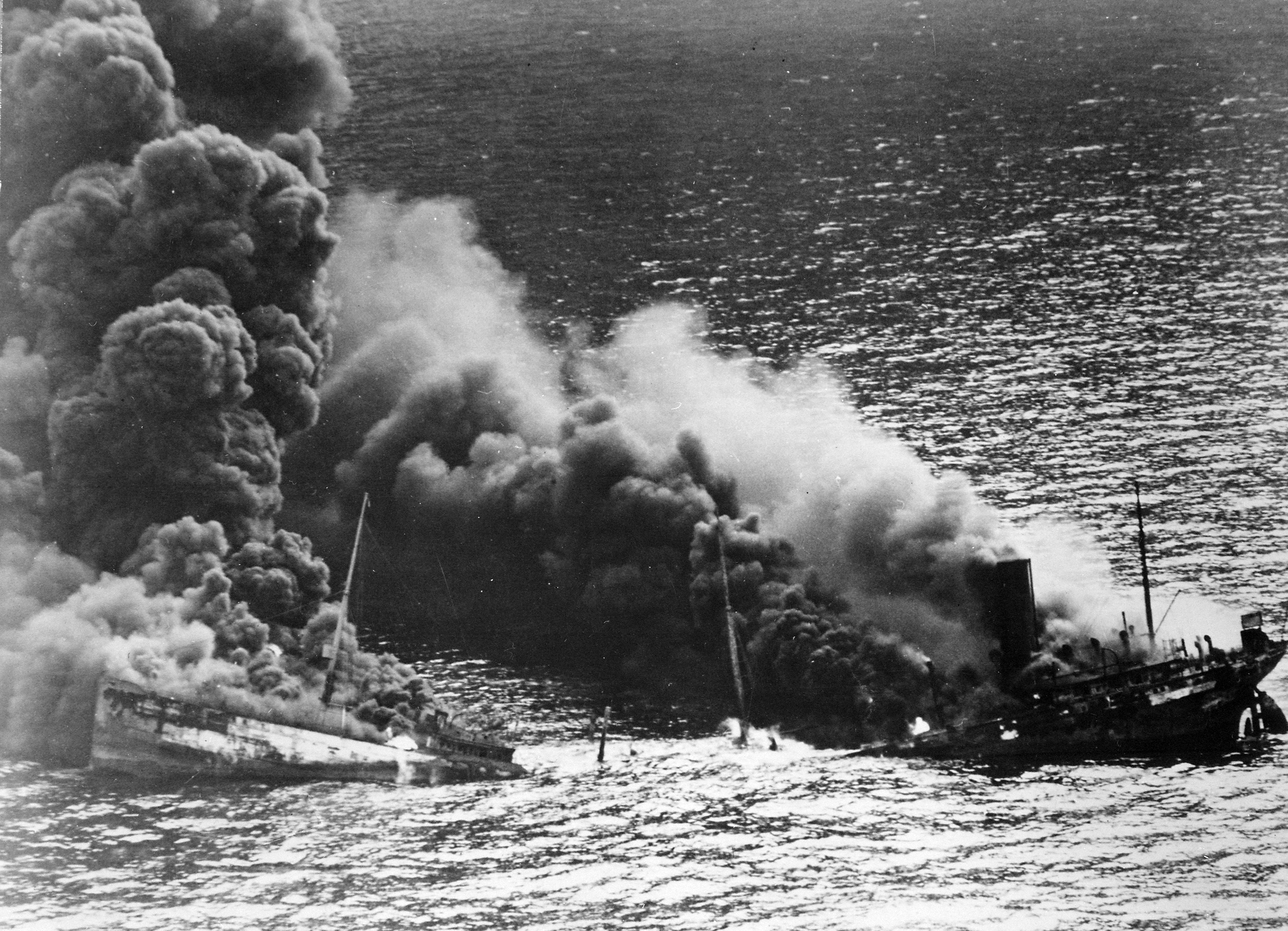
El Monagas, buque petrolero venezolano hundido el 16 de febrero de 1942 por submarinos alemanes durante la Operación Westindien.

El 9 de mayo de 1942, el destructor HMS Bulldog capturó al sumergible alemán U 110 y recobró, completa e intacta, una máquina Enigma, un ingenio de cifrado. La máquina se llevó a Bletchley Park, Inglaterra, donde se utilizó para descifrar el código concreto utilizado por los submarinos alemanes. Desde entonces los Aliados disfrutaron de ventaja, ya que podían interceptar y comprender algunas de las comunicaciones por radio alemanas, dirigiendo sus fuerzas navales al lugar donde podían ser más efectivas.
En diciembre de 1943, tuvo lugar la última batalla importante entre la Marina Real Británica y la Armada Alemana. En la batalla de Cabo Norte, el último crucero de batalla alemán, el Scharnhorst, fue hundido por el HMS Duke of York, HMS Belfast y varios destructores.
El momento en el que dio un vuelco la batalla del Atlántico fue a principios de 1943, cuando los Aliados refinaron sus tácticas navales, haciendo un uso efectivo de su nueva tecnología para contrarrestar los ataques de los sumergibles. Los Aliados producían barcos más rápidamente de lo que los submarinos lograban hundirlos, merced a la introducción de la producción en serie, y perdían además menos barcos adoptando el sistema de convoyes, que ya se había ensayado con éxito en la Primera Guerra Mundial. El desarrollo y mejora de la guerra antisubmarina rebajó la esperanza de vida de una tripulación de submarino alemán a meses. Los submarinos del tipo XXI, o elektroboote, con enormes mejoras con relación a los tipos clásicos, aparecieron cuando la guerra ya daba sus últimas bocanadas, demasiado tarde como para afectar su resultado, aunque sirvieron como referente a los vencedores Aliados para desarrollar nuevas clases de submarinos.

### Frente oriental (enero de 1942-febrero de 1943)
La rendición está fuera de lugar. Las tropas luchan hasta el fin.
Mensaje de Adolf Hitler al 6.º Ejército el 22 de enero de 1943.

Operation Blau: Avances alemanes desde el 7 de mayo de 1942 al 18 de noviembre de 1942.

El 6 de enero de 1942, Stalin, confiado después de su victoria en Moscú, ordenó una contraofensiva general. Inicialmente los ataques tuvieron éxito cuando los embolsamientos soviéticos se cerraron alrededor de Demiansk (bolsa de Demyansk) y Viazma (bolsa de Viazma), y se hicieron amenazadores ataques hacia Smolensko y Briansk. Pero a pesar de estos éxitos, la ofensiva soviética pronto perdió fuerza. En marzo, los alemanes habían recobrado y estabilizado su línea, y asegurado el corredor de la bolsa de Viazma. Solamente en la bolsa de Demjansk existía alguna perspectiva seria de una gran victoria soviética, ya que allí una gran parte del 16.º Ejército Alemán había sido rodeado. Hitler ordenó que no hubiese ninguna retirada y los 92 000 hombres atrapados en la bolsa tuvieron que defender el terreno en el que estaban, mientras recibían los suministros desde el aire. Aguantaron durante diez semanas, hasta abril, cuando se abrió un corredor terrestre hacia el oeste. De esta manera, las fuerzas alemanas retuvieron Demiansk, hasta que se les permitió retirarse en febrero de 1943.
Con la primavera, ambos bandos decidieron reiniciar la ofensiva. Mientras que el Alto Mando Alemán decidió estabilizar el frente en Járkov, los soviéticos sin saberlo, decidieron atacar en el mismo sector para mantener la presión en el sur. Los soviéticos habían atacado en el sector de Járkov en enero, y habían establecido un saliente en la orilla oeste del río Donets.
El 12 de mayo, los soviéticos comenzaron su ofensiva con ataques concéntricos a cada lado de Járkov (Segunda batalla de Járkov) y, en ambos lados, atravesaron las líneas alemanas, quedando la ciudad seriamente amenazada. Como respuesta, los generales alemanes aceleraron sus planes para su propia ofensiva, que se lanzó cinco días más tarde.
El 6.º Ejército Alemán atacó el saliente desde el sur y rodeó completamente a todo el ejército soviético que estaba asaltando Járkov. En los últimos días de mayo, los alemanes destrozaron las fuerzas que se encontraban dentro de la bolsa. De las tropas soviéticas enbolsadas, 70 000 soldados fueron muertos, 200 000 capturados y solo 22 000 consiguieron escapar. Los alemanes no se percataron de la magnitud de la victoria conseguida y, aunque no lo sabían, a principios de junio las extensas estepas del Cáucaso estaban virtualmente sin defensa.

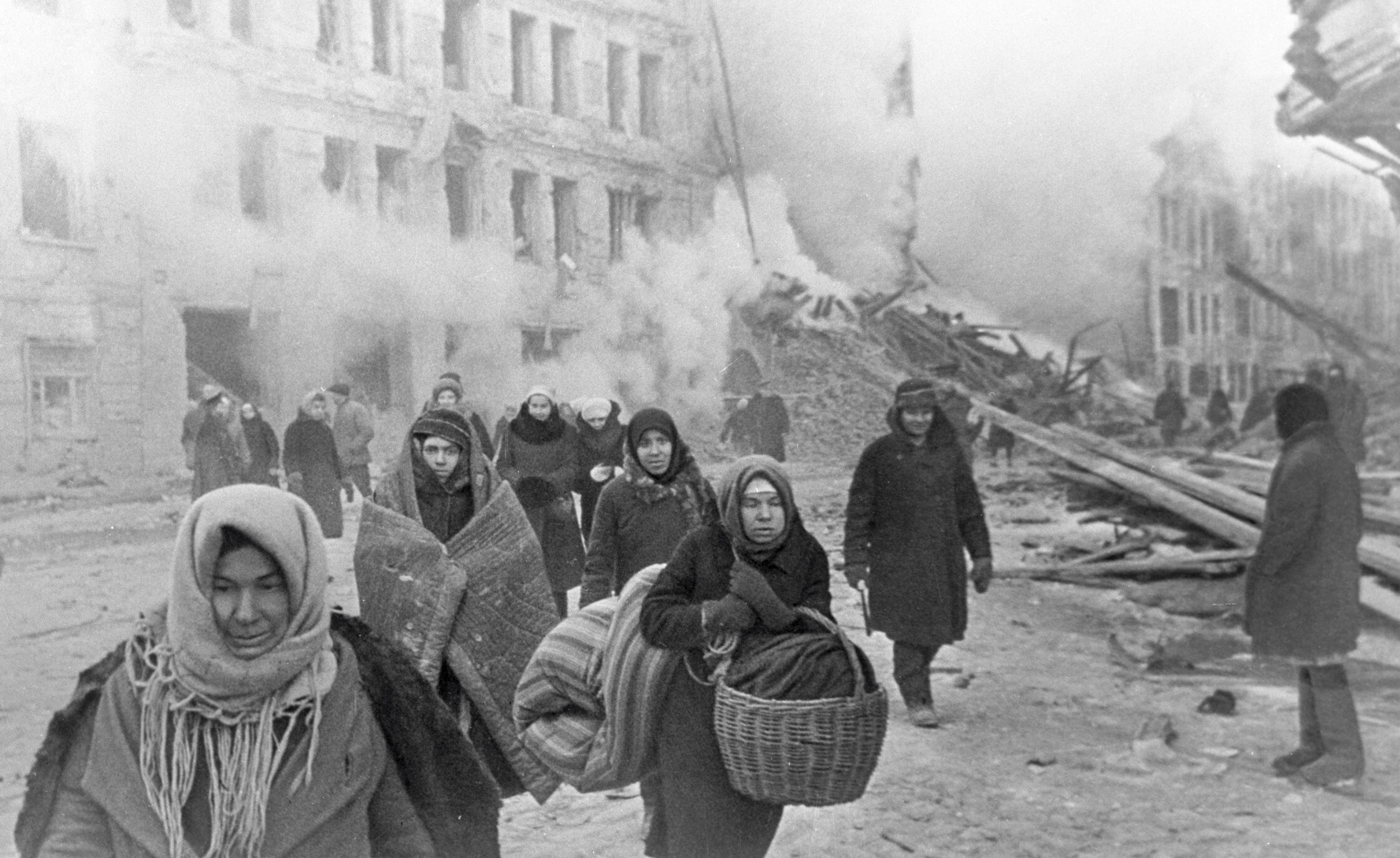
Sitio de Leningrado (1942)

Tardíamente, Hitler se había dado cuenta de que no contaba con tantas fuerzas como para llevar a cabo una ofensiva en todos los sectores del Frente Oriental. No obstante, pensó que si sus ejércitos lograban apoderarse del petróleo y de las tierras fértiles del sur de Rusia, obtendrían los medios para poder continuar la guerra, privando a su vez al Ejército Rojo de su vital fuente de combustible y cereales. En abril, Hitler confirmó sus planes para la campaña principal en Rusia, de nombre en código Operación Azul. Los objetivos de la Operación Azul serían la destrucción del frente sur del Ejército Rojo, la consolidación del control en Ucrania, al oeste del río Volga, y la captura de los campos petrolíferos del Cáucaso. Los alemanes reforzaron al Grupo de Ejército Sur, transfiriendo divisiones de otros sectores y obteniendo divisiones de los aliados del Eje. A finales de junio, Hitler tenía 74 divisiones listas para la ofensiva, aunque solo 54 de ellas eran alemanas.
El plan alemán era un ataque de tres puntas en el sur de Rusia:
1. El 4.º Ejército Panzer (transferido desde el Grupo de Ejércitos Norte) y el 2.º Ejército apoyados por el 2.º Ejército Húngaro atacarían desde Kursk hacia Vorónezh, después de lo cual continuarían atacando y anclando su ala izquierda alrededor del río Volga.
2. El 6.º Ejército atacaría desde Járkov y se movería en paralelo con el 4.º Ejército Panzer para alcanzar el Volga.
3. El 1.er Ejército Panzer golpearía hacia el bajo río Don, flanqueado a su derecha por el 17.º Ejército.

Se esperaba que estos movimientos diesen como resultado una serie de grandes bolsas de tropas soviéticas como en la Operación Barbarroja. Aunque los oficiales de la inteligencia soviética no sabían de donde vendría la principal ofensiva alemana de 1942, Stalin estaba convencido de que el principal objetivo alemán sería Moscú de nuevo, y un 50 % de todas las tropas del Ejército Rojo fueron desplegadas en esta región. Solo un 10 % de las tropas soviéticas estaban desplegadas en el sur de Rusia.

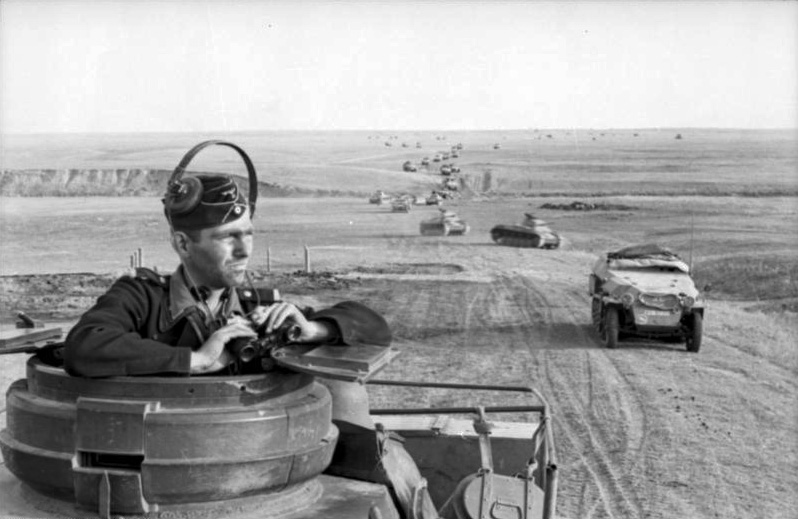
Tropas del Panzerwaffe durante su avance hacia Stalingrado, en el verano de 1942.

El 28 de junio de 1942, comenzó la Operación Azul. En todos frentes los soviéticos retrocedieron cuando los alemanes atravesaron sus defensas. El 5 de julio, elementos adelantados del 4.º Ejército Panzer alcanzaron el río Don cerca de Vorónezh y quedaron enzarzados en una amarga batalla para capturar la ciudad. Los soviéticos mantuvieron ocupado al 4.º Ejército Panzer, ganando un tiempo vital para reforzar sus defensas. De esta manera, por vez primera en la guerra, los soviéticos no estaban luchando para aguantar sin esperanza posiciones expuestas, sino para permitir una retirada organizada. Cuando la pinzas alemanas se cerraron, solamente encontraron rezagados y guardias de cobertura.
Enfadado con los retrasos, Hitler reorganizó al Grupo de Ejércitos Sur en dos Grupos de Ejércitos más pequeños: A y B. El Grupo de Ejércitos A incluía al 17.º Ejército, al 1.º Ejército Panzer y al 4.º Ejército Panzer. El Grupo de Ejércitos B incluía al 2.º Ejército, al 6.º Ejército, al 8.º Ejército Italiano, al 2.º Ejército Húngaro, y a los 3.º y 4.º Ejércitos Rumanos. El grueso de las fuerzas acorazadas ahora estaba concentrado en el Grupo de Ejércitos A, al que se le ordenó avanzar hacia los campo petrolíferos del Cáucaso, mientras que al Grupo de Ejércitos B se le ordenó capturar Stalingrado y defenderlo de cualquier contraataque soviético. La transferencia del 4.º Ejército Panzer lejos del 6.º Ejército ayudó al 1.er Ejército Panzer a cruzar la región baja del río Don, pero redujo el avance del 6.º Ejército a una marcha, dando más tiempo a los soviéticos a consolidar sus posiciones en Stalingrado.
El 23 de julio, el 6.º Ejército Alemán había tomado Rostov del Don, pero los soviéticos lucharon con una hábil acción de cobertura que enzarzó a los alemanes en una dura lucha urbana para tomar la ciudad. Esto también permitió que las principales formaciones soviéticas escapasen de un embolsamiento. Con el cruce del río Don asegurado en el sur y con el avance del 6.º Ejército yendo muy despacio, Hitler envió al 4.º Ejército Panzer para reunirse otra vez con el 6.º Ejército. A finales de julio, el 6.º Ejército reemprendió su ofensiva y el 10 de agosto limpió la orilla occidental del Don, pero los soviéticos aguantaron en algunas zonas, retrasando la marcha del 6.º Ejército hacia el este. En contraste, el Grupo de ejército A, después de cruzar el Don el 25 de julio, se había extendido en un amplio frente. El 17.º Ejército Alemán giró hacia el oeste, hacia el Mar Negro, mientras que el 1.er Ejército Panzer atacó hacia el sur y al este, barriendo un terreno abandonado en su mayor parte por los soviéticos en retirada. El 9 de agosto, el 1.er Ejército Panzer alcanzó las estribaciones de las montañas del Cáucaso, habiendo avanzando más de 450 kilómetros.
Después de limpiar de tropas soviéticas la orilla oeste del Don, el 6.º Ejército Alemán cruzó el río el 21 de agosto y empezó a avanzar hacia Stalingrado. La Luftwaffe bombardeó la ciudad matando 40 000 personas, convirtiendo gran parte de la ciudad en ruinas. El 6.º Ejército avanzó entonces sobre Stalingrado desde el norte, mientras que el 4.º Ejército Panzer avanzó desde el sur. Entre estos ejércitos y en el área desde el Don al Volga, se había creado un saliente. Dos ejércitos soviéticos defendían el saliente y, el 29 de agosto, el 4.º Ejército Panzer lanzó un gran ataque a través del saliente hacia Stalingrado. Se le ordenó al 6.º Ejército que hiciese lo mismo, pero los soviéticos montaron fuertes ataques contra el 6.º Ejército desde el norte que lo inmovilizaron durante tres días vitales, que hicieron posible que las fuerzas soviéticas escapasen al embolsamiento, y se retirasen hacia Stalingrado. Los soviéticos, que en este momento ya se habían dado cuenta de que el plan alemán era apoderarse de los campos petrolíferos, empezaron a enviar un gran número de tropas desde el sector de Moscú para reforzar a sus tropas en el sur. Zhúkov asumió el mando del frente de Stalingrado y a principios de septiembre lanzó una serie de ataques desde el norte que retrasaron aún más el intento del 6.º Ejército de tomar la ciudad. A mediados de septiembre, el 6.º Ejército, después de neutralizar los contraataques soviéticos, reasumió otra vez la captura de la ciudad. El 13 de septiembre, los alemanes avanzaron a través de los suburbios del sur y para el 23 de septiembre de 1942, el principal complejo de fábricas estaba rodeado y la artillería alemana alcanzaba los muelles del río, a través de los cuales, los soviéticos evacuaban a los heridos y traían refuerzos. La lucha callejera feroz, el conflicto cuerpo a cuerpo de la clase más salvaje, se adueñaban ahora de Stalingrado. El agotamiento y las privaciones quitaban gradualmente las fuerzas a los hombres de ambos bandos, ya que una de las batallas más sangrientas de la Segunda Guerra Mundial acababa de comenzar.

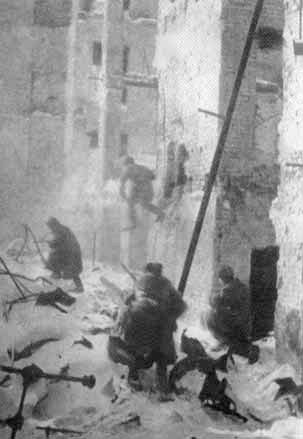
Combates en las calles durante la batalla de Stalingrado (agosto de 1942-febrero de 1943)

El 6.º Ejército, al mando del general Friedrich Paulus, no había sido equipado para luchar en un ambiente urbano, y le pidió a Hitler poder retirarse para reorganizar sus fuerzas, pero este, que había llegado a obsesionarse con la toma de Stalingrado, rehusó contemplar una retirada. El general Paulus, desesperado, usando sus últimas reservas lanzó otro ataque a principios de noviembre, ya que en este momento los alemanes habían conseguido capturar el 90 % de la ciudad. Los soviéticos, sin embargo, habían estado acumulando fuerzas frescas en los flancos de Stalingrado, que estaban en este momento severamente bajas de hombres por parte del Eje, ya que el grueso de las fuerzas alemanas estaba concentrado en la captura de la ciudad, y las tropas de los Socios del Eje se habían dejado guardando los flancos. El 19 de noviembre de 1942, los soviéticos lanzaron la Operación Urano, con ataques simultáneos que rompieron los débiles flancos enemigos, custodiados por tropas rumanas e italianas, y se encontraron en la ciudad de Kalach cuatro días más tarde, embolsando al 6.º Ejército en Stalingrado.

El frente oriental en el momento de la Operación Urano

Los generales pidieron permiso para intentar romper el cerco, lo cual fue rechazado por Hitler, que ordenó al 6.º Ejército permanecer en Stalingrado, y les prometió que serían enviados suministros desde el aire hasta que fuesen rescatados. La palabra de Göring se vio duramente puesta en entredicho, pues de las 500 toneladas diarias de suministros prometidos, para apoyar a los soldados alemanes asediados, no llegaron a Stalingrado ni la décima parte.
Al mismo tiempo, los soviéticos lanzaron la Operación Marte en un saliente cerca de Moscú. Su objetivo era el inmovilizar al Grupo de Ejércitos Centro e impedir que pudiese reforzar a las fuerzas del Grupo de Ejércitos B en Stalingrado.
Mientras tanto, el avance del Grupo de Ejércitos A en el Cáucaso se había detenido cuando los soviéticos destruyeron las instalaciones petrolíferas, y se requeriría un año de trabajo para volverlas a hacer operativas, y los campos petrolíferos que quedaban, estaban al sur de las montañas del Cáucaso. Todo agosto y septiembre, las tropas de montaña alemanas sondearon para intentar encontrar un medio de pasar las montañas, pero para octubre, con el comienzo del invierno, no estaban más cerca de conseguir su objetivo. Con las tropas alemanas rodeadas en Stalingrado, el Grupo de Ejércitos A comenzó a replegarse.
En diciembre, el mariscal de campo Erich von Manstein, formó rápidamente una fuerza de socorro alemana compuesta con unidades del Grupo de Ejército A para liberar al aislado 6.º Ejército. Incapaz de obtener refuerzos del Grupo de Ejércitos Centro, la fuerza de socorro solo consiguió penetrar 50 kilómetros antes de ser forzada a retroceder por los soviéticos. Para final del año, el 6.º Ejército estaba en una situación desesperada, cuando la Luftwaffe solamente fue capaz de suministrar un sexto de los suministros que Hermann Goering había prometido.
En enero de 1943, se lleva a cabo la Operación «Iskra» Chispa, planeada por el Alto Mando soviético con el objetivo prioritario de romper el sitio de Leningrado. La planificación de la operación comenzó poco después del fracaso de la ofensiva de Siniávino (19 de agosto-10 de octubre de 1942). La realización de la operación se encomendó al Frente de Leningrado y al Frente del Vóljov del Ejército Rojocon el apoyo de la Flota del Báltico y de la Flotilla del Ládoga, del 12 al 30 de enero de 1943, con el objetivo de crear una conexión terrestre con Leningrado. Las fuerzas de ambos frentes se unieron el 18 de enero y el 22 de enero la línea del frente se había estabilizado. La operación abrió con éxito un corredor terrestre de entre ocho a diez kilómetros de ancho hasta la ciudad. Inmediatamente después de la operación, se construyó un ferrocarril a través del corredor que permitió que llegaran muchos más suministros a la ciudad que por el Camino de la Vida a través de la superficie congelada del lago Ládoga, reduciendo significativamente la posibilidad de captura de la ciudad y cualquier vínculo entre las tropas de Alemania y de Finlandia.
Poco antes de rendirse al Ejército Rojo el 2 de febrero de 1943, Friedrich Paulus fue ascendido a mariscal de campo. De esta manera, Hitler le indicaba a Paulus que se suicidase, porque ningún Mariscal de Campo alemán había rendido jamás sus tropas o había sido cogido prisionero. De los 300 000 hombres del 6.º Ejército, solo sobrevivieron 91 000 para ser cogidos como prisioneros, incluyendo 22 generales, pero solo unos 5000 hombres volverían a Alemania después de la guerra. Ésta llegó a ser la batalla más grande, y más costosa en vidas humanas, de la historia. En ambos lados murieron o fueron heridos alrededor de dos millones de personas, incluyendo civiles, siendo las bajas del Eje de aproximadamente unas 850 000.
El 10 de febrero de 1943, el Cuartel General del Mando Supremo (Stavka) lanzó la operación Estrella Polar, menos de dos semanas después de que la operación chispa, levantara parcialmente el sitio de Leningrado. El objetivo de esta nueva ofensiva era derrotar de manera decisiva al Grupo de Ejércitos Norte, levantando el asedio por completo, pero solo logró ganancias muy modestas a costa de un gran número de bajas. El Ejército Rojo realizó otros intentos en 1943 para renovar su ofensiva y levantar el sitio por completo, pero solo lograron avances limitados en cada uno de ellos. El estrecho corredor a través del cual, discurría el Camino de la Victoria, permaneció dentro del alcance de la artillería alemana. Al mismo tiempo la artillería alemana de largo alcance continuó bombardeando la ciudad de forma intermitente. El Ejército Rojo no levantó completamente el asedio hasta un año después, el 27 de enero de 1944. La ofensiva terminó un mes después, el 1 de marzo, cuando la Stavka ordenó a las tropas del Frente de Leningrado realizar una operación de seguimiento a través del río Narva, mientras que el Segundo Frente Báltico debía defender el territorio ganado en persecución del XVI Cuerpo de Ejército alemán.

### Frente occidental (septiembre de 1940-junio de 1944)
(Los alemanes) sembraron el cielo y ahora deberán cosechar el torbellino.
Arthur «Bombardero» Harris

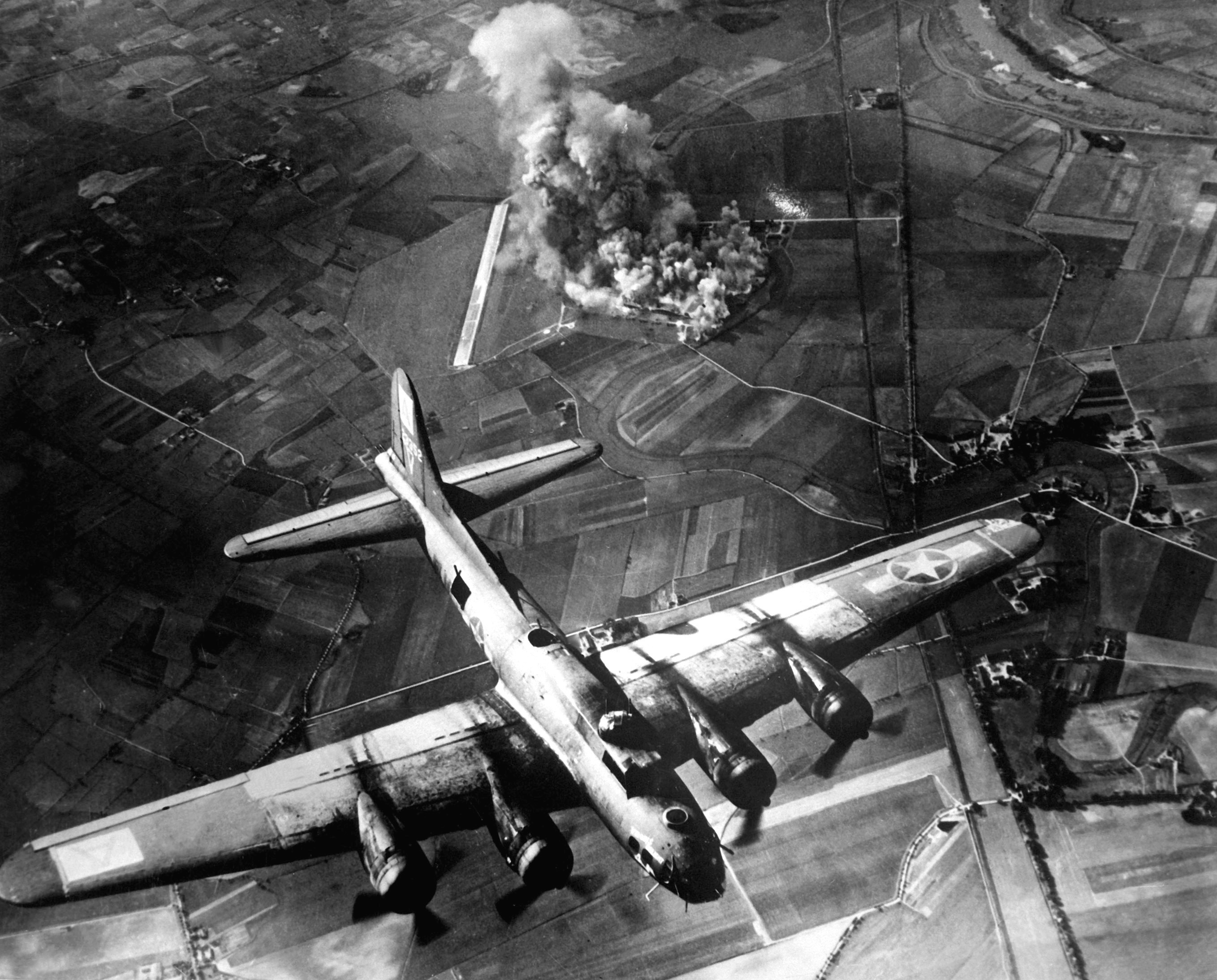
Ataque de bombarderos estadounidenses B-17 sobre la factoría de aviones Focke-Wulf en Marienburg, Prusia Oriental, el 9 de octubre de 1943.

Aparte de Italia, Europa Occidental vio muy poca lucha desde septiembre de 1940 a junio de 1944. Fuerzas británicas y canadienses lanzaron un pequeño ataque en el pequeño puerto pesquero de la Francia ocupada en Dieppe, el 19 de agosto de 1942, cuyo objetivo era sondear y ganar información para una invasión de Europa que sucedería más tarde en la guerra. La batalla de Dieppe fue un desastre total, pero proporcionó información crítica acerca de las tácticas anfibias que serían utilizadas más tarde en la Operación Torch y la Operación Overlord.
En diciembre de 1941, siguiendo al ataque japonés en Pearl Harbor, que llevó a los Estados Unidos a la guerra, Churchill y Roosevelt se encontraron en la Conferencia Arcadia. Acordaron que la derrota de Alemania tenía prioridad sobre la derrota del Japón. Para aliviar la presión alemana sobre la Unión Soviética, los Estados Unidos propusieron una invasión de Francia cruzando el canal en 1942. Los británicos se opusieron a esto, sugiriendo en vez de ello una pequeña invasión de Noruega o desembarcos en el África del Norte Francesa. La Declaración de las Naciones Unidas fue emitida, y los Aliados Occidentales invadieron primero el norte de África.

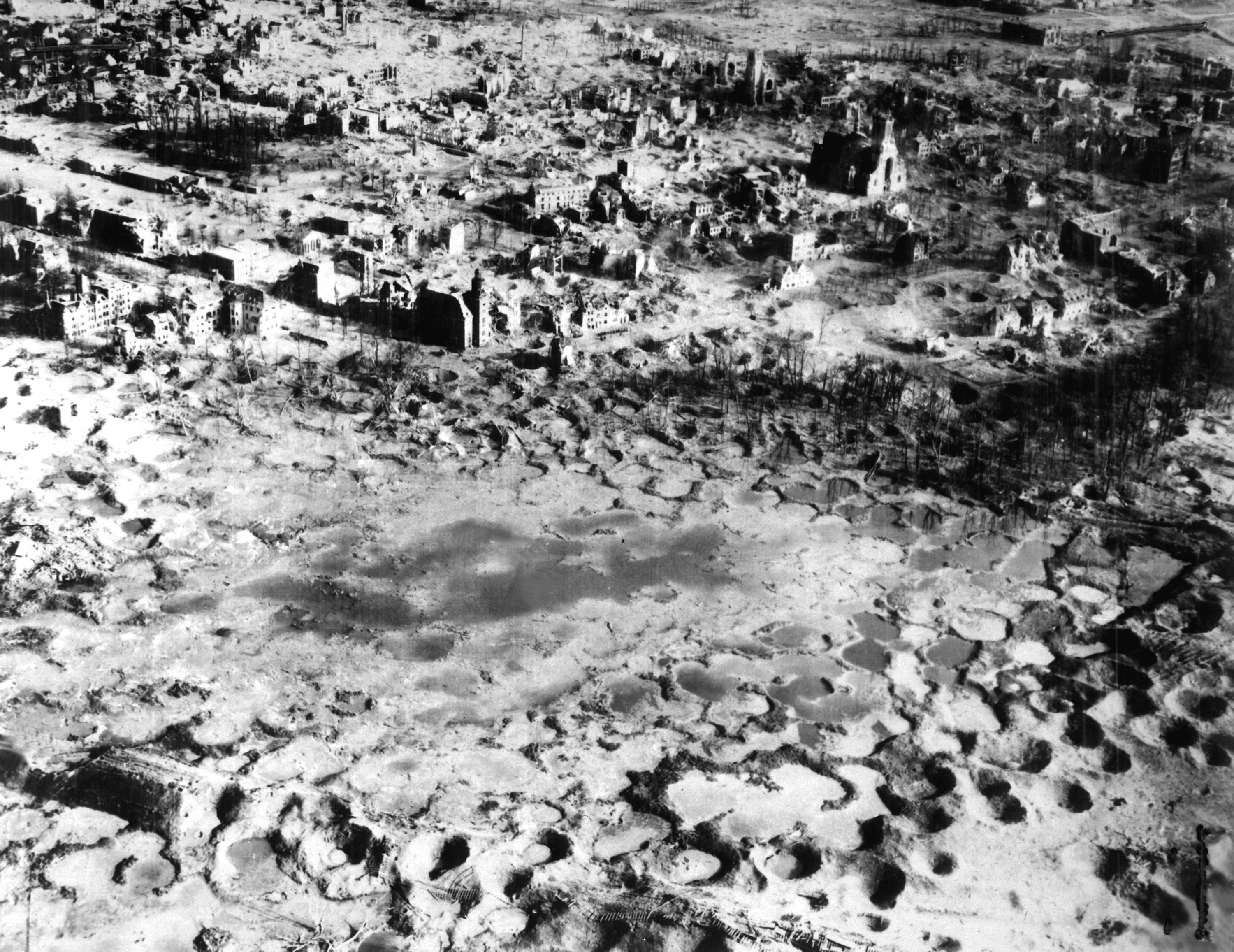
Devastación en la ciudad alemana de Wesel después de un bombardeo aliado en marzo de 1945

Con la entrada de los Estados Unidos en la contienda, la guerra aérea se volvió a favor de los Aliados a últimos de 1942. Las Fuerzas Aéreas del Ejército de los Estados Unidos comenzaron a llevar a cabo los primeros bombardeos diurnos sobre Alemania, lo que permitió apuntar de manera mucho más precisa, pero expuso a los bombarderos a un mayor peligro que en el bombardeo nocturno. Mientras tanto, los británicos y los canadienses tomaron como objetivos las ciudades alemanas y las industrias de guerra para el bombardeo nocturno. Este esfuerzo fue orquestado por el Primer Mariscal del Aire Harris, que llegó a ser conocido como Bombardero Harris. Los ataques en masa, que podían llegar a tener entre quinientos a mil bombarderos pesados[cita requerida], fueron realizados contra aeropuertos, centros industriales, bases de submarinos, centros de ferrocarril, depósitos de combustible y, en los últimos estados de la guerra, los lugares de lanzamiento para armas tales como el misil V-1 o el cohete V2. Aparte de instalaciones industriales y militares, las ciudades alemanas sufrieron duros bombardeos que se saldaron con cientos e incluso miles de civiles muertos.
Los aliados también empezaron misiones de sabotaje contra Alemania, tales como la Operación Antropoide, en la que Reinhard Heydrich, el arquitecto de la Solución final, fue asesinado en mayo de 1942 por agentes de la resistencia checa que habían volado desde el Reino Unido. Hitler ordenó graves represalias contra los ocupantes del cercano pueblo checoslovaco de Lídice. Todo el tiempo, los Aliados continuaron construyendo e incrementando sus fuerzas en el Reino Unido para una eventual invasión de Europa Occidental que fue planeada para finales de primavera, o para principios del verano de 1944.

### El Mediterráneo (mayo de 1943-marzo de 1945)
(...) [Italia] es el bajo vientre del Reich.
Winston Churchill

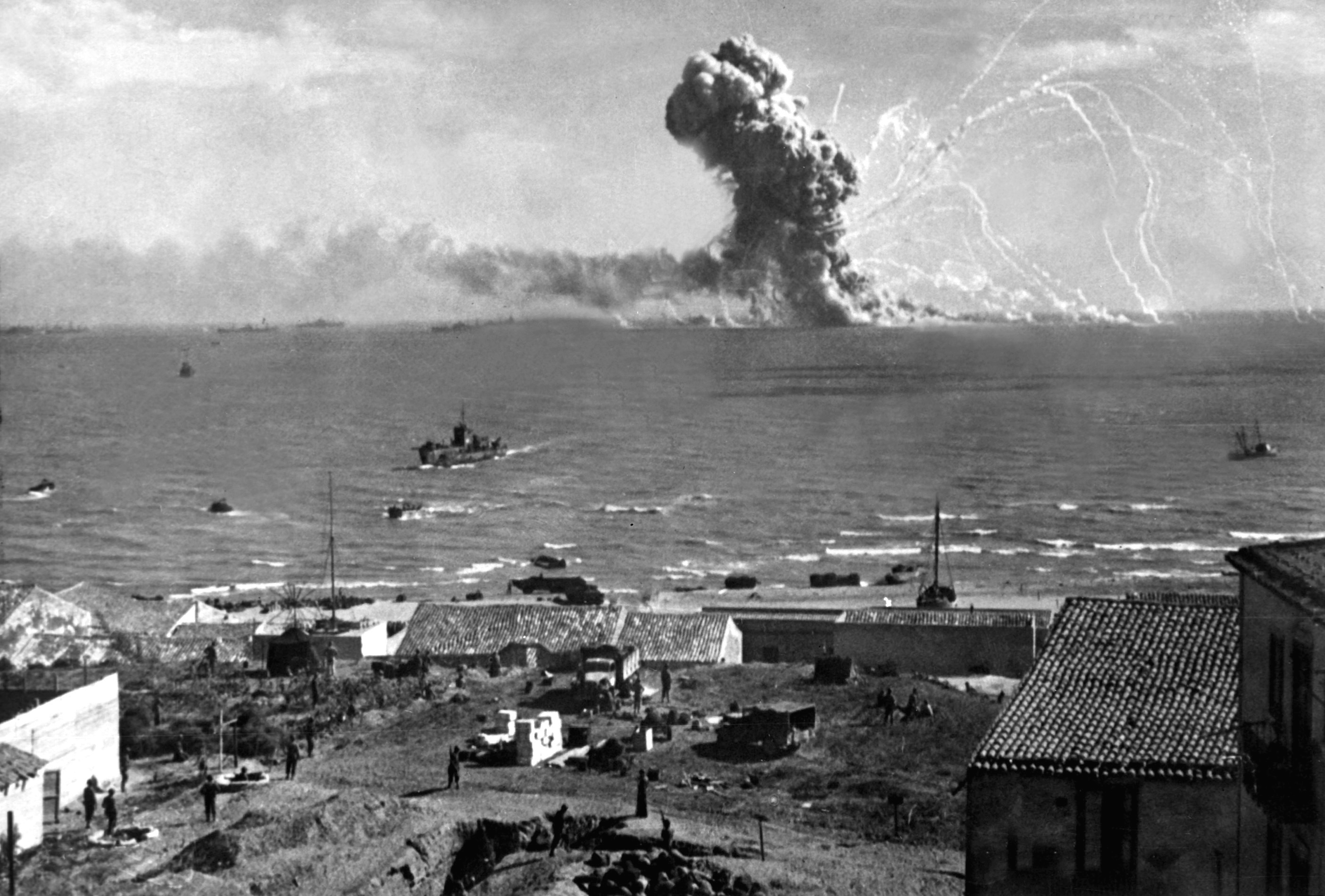
Explosión del buque aliado SS Robert Rowan de Clase Liberty frente a Gela, en Sicilia, después de ser atacado por un bombardero alemán Junkers Ju 88 el 11 de julio de 1943.

La rendición de las fuerzas del Eje en Túnez el 13 de mayo de 1943, dejó como resultado 250 000 prisioneros. La Guerra del Norte de África, resultó un desastre para Italia, y cuando los Aliados invadieron Sicilia el 10 de julio en la Operación Husky, capturando la isla en poco menos de un mes, el régimen de Benito Mussolini se colapsó. El 25 de julio, fue destituido de su cargo por Víctor Manuel III, el rey de Italia, y arrestado con el consentimiento del Gran Consejo Fascista. Un nuevo gobierno, dirigido por Pietro Badoglio, tomó el poder y declaró ostensiblemente que Italia permanecería en la guerra. Badoglio ya había empezado a tener negociaciones secretas de paz con los Aliados.
Los Aliados invadieron la Italia continental el 3 de septiembre de 1943. Italia se rindió a los Aliados el 8 de septiembre, como había sido acordado en las negociaciones. La familia real y el gobierno de Badoglio escaparon hacia el sur, dejando al Ejército Italiano sin órdenes, mientras que los alemanes continuaron la lucha, forzando a los Aliados a una parada completa en el invierno de 1943-1944 en la Línea Gustav al sur de Roma.

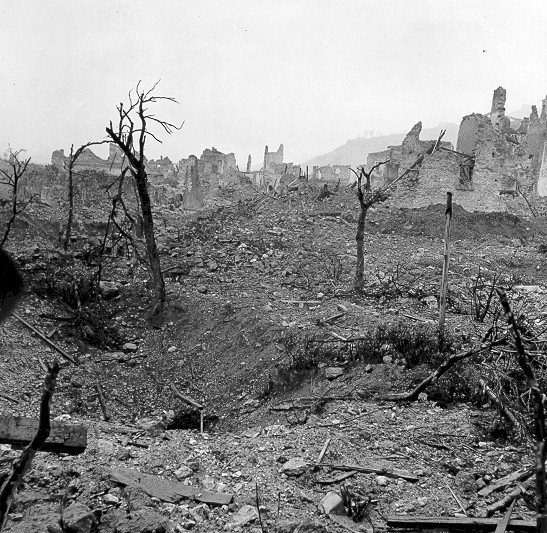
Ruinas de la abadía después de la batalla de Montecassino (enero a mayo de 1944)

En el norte, Mussolini, fue liberado por orden de Hitler, por un grupo de paracaidistas de las SS de Alemania bajo el mando de Otto Skorzeny el 12 de septiembre de 1943. Con el apoyo nazi, creó lo que era de hecho un gobierno títere, la República Social Italiana o República de Saló, llamada así por la nueva capital en Saló en el lago de Garda. En estos momentos, los grupos clandestinos de oposición a Mussolini y a la ocupación alemana se habían armado y habían comenzado una guerra de guerrillas para desestabilizar su poder. A este movimiento subversivo se le conoce como Resistencia italiana.
A mediados de 1943 se produjo la quinta y final ofensiva del Sutjeska de los alemanes contra los partisanos yugoslavos.
Siguiendo la rendición Italiana, las tropas alemanas tomaron la defensa de la península itálica y establecieron la Línea Gustav en los montes Apeninos del sur, al sur de Roma. Los Aliados fueron incapaces de romper esta línea, y así intentaron rodearla con un desembarco anfibio en Anzio el 22 de enero de 1944. El desembarco, llamado Operación Shingle, fue rodeado rápidamente por los alemanes y parado en seco, haciendo que Churchill comentase: En vez de lanzar un gato salvaje a la costa, todo lo que tenemos es una ballena varada.
Incapaz de flanquear la Línea Gustav, los Aliados intentaron de nuevo, romperla mediante asaltos frontales. El 15 de febrero, el monasterio de Montecassino, fundado en el 524 por San Benito fue destruido por bombarderos estadounidenses B-17 y B-26. Paracaidistas de élite alemanes se lanzaron inmediatamente sobre las ruinas para defenderlas. Desde el 12 de enero hasta el 18 de mayo, fue asaltado cuatro veces por las tropas Aliadas, con el resultado de unas pérdidas de 54 000 bajas aliadas y de 20 000 soldados alemanes.
Después de unos meses, se rompió la línea Gustav y los Aliados avanzaron hacia el norte. El 4 de junio, Roma fue liberada, y el ejército Aliado alcanzó Florencia en agosto. Fue entonces detenido en la Línea Gótica en los Apeninos toscanos durante el invierno.

### Frente oriental (febrero de 1943-enero de 1945)
Quieren una guerra de aniquilación. Les vamos a dar una guerra de aniquilación.
Iósif Stalin

Después de la rendición del 6.º Ejército Alemán en Stalingrado el 2 de febrero de 1943, el Ejército Rojo lanzó ocho ofensivas durante el invierno. Muchas estaban concentradas a lo largo de la cuenca del Don cerca de Stalingrado. Estos ataques resultaron en ganancias iniciales, hasta que las fuerzas alemanas fueron capaces de tomar ventaja de la sobre extensión y debilitada condición del Ejército Rojo, y lanzar un contraataque para recapturar la ciudad de Járkov y áreas circundantes. Esta sería la última victoria estratégica importante de los alemanes en la Segunda Guerra Mundial.

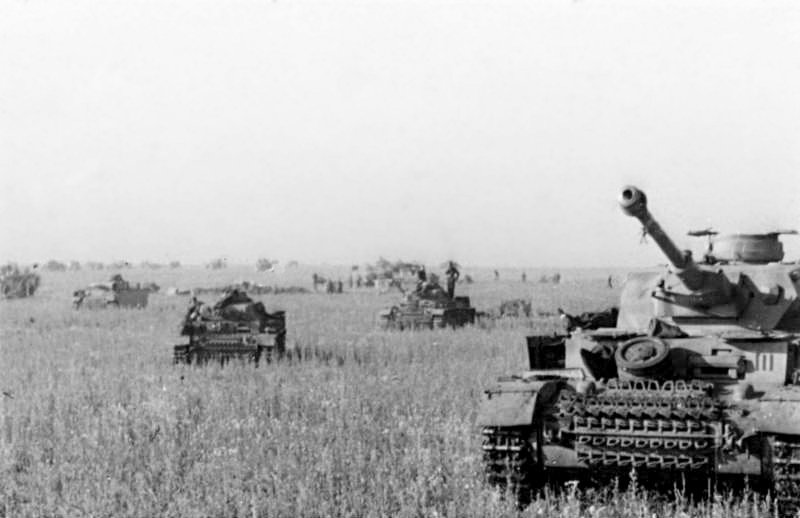
Tanques Panzer IV alemanes el 21 de junio de 1943, durante la batalla de Kursk

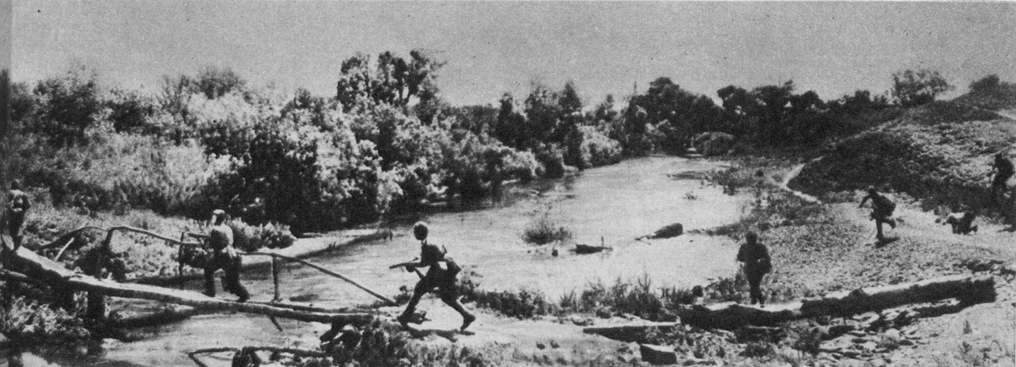
Infantería soviética cruzando el río Mius tras su victoria en Kursk

Las lluvias de primavera impidieron las operaciones en la Unión Soviética, pero ambos lados usaron este tiempo para prepararse para la inevitable batalla que llegaría en el verano. La fecha del comienzo de la ofensiva se había movido repetidamente, debido a que retrasos en su preparación habían forzado a los alemanes a posponer el ataque. El 4 de julio, la Wehrmacht, después de reunir la concentración de poder de fuego más grande de toda la Segunda Guerra Mundial, lanzó su ofensiva contra la Unión Soviética en el saliente de Kursk. Los soviéticos conocían sus intenciones, y se apresuraron a defender el saliente con un sistema enorme de defensas en el terreno. Los alemanes atacaron a la vez desde el norte y el sur del saliente y esperaban encontrarse en el medio, cortar el saliente y atrapar a 60 divisiones soviéticas. La ofensiva alemana en el sector Norte fue abortada cuando consiguieron realizar muy pocos progresos a través de las defensas soviéticas, pero en el sector Sur hubo verdadero peligro de producirse una penetración alemana. Los soviéticos trajeron entonces sus reservas para contener el empuje alemán en el sector Sur, y la consiguiente batalla de Kursk, llegó a ser la batalla de tanques más grande de la guerra, cerca de la ciudad de Prójorovka. Los alemanes ya no tenían reservas de consideración, habiendo agotado sus fuerzas acorazadas y no pudieron parar la contraofensiva soviética que los lanzó de vuelta a sus posiciones de partida.
Los soviéticos capturaron Járkov después de su victoria en Kursk, y con la amenaza de las lluvias del otoño, Hitler estuvo de acuerdo en una retirada general a la línea del Dniéper en agosto. A fines de septiembre, los alemanes encontraron la línea del Dniéper imposible de sostener cuando crecieron las cabezas de puente soviéticas. Ciudades importantes del Dniéper empezaron a caer, siendo la primera Zaporozhye, seguida por Dnepropetrovsk. A principios de noviembre los soviéticos penetraron a través de sus cabezas de puente a ambos lados de Kiev y recapturaron la capital ucraniana. El 1.er Frente Ucraniano atacó en Korosten en Nochebuena, y el avance soviético continuó a lo largo de la línea del ferrocarril hasta que se alcanzó la frontera polaco-soviética de 1939.

Avances soviéticos desde agosto de 1943 a diciembre de 1944

El 26 de enero de 1944, después de la exitosa Ofensiva de Leningrado-Nóvgorod, Iósif Stalin declaró que el Sitio de Leningrado había sido levantado y que las fuerzas alemanas fueron expulsadas del óblast de Leningrado. Poco después, Nóvgorod también fue liberada y en febrero el avance soviético se detuvo en la frontera con Estonia, después de haber hecho retroceder 100 kilómetros el frente y liberar por completo la región de Leningrado.
«De pronto, Leningrado emergió de la oscuridad ante nuestros ojos», escribió la poetisa Olga Bergholz. «Hasta las últimas grietas en los muros, la ciudad nos fue reveladaː bombardeada, acribillada y marcada con sus ventanas de madera contrachapada. Y vimos que a pesar de tantos golpes crueles, Leningrado conservaba su orgullosa belleza. Bajo las luces azuladas, rosadas, verdes y blancas, la ciudad nos pareció tan austera y conmovedora que no nos cansábamos de contemplarla».
Para marzo los soviéticos golpearon en Rumanía desde Ucrania. Las fuerzas soviéticas rodearon al 1.er Ejército Panzer, al norte del río Nistru. Los alemanes escaparon de la bolsa en abril, salvando a la mayoría de sus hombres pero perdiendo su equipo pesado. Durante abril, el Ejército Rojo lanzó una serie de ataques cerca de la ciudad de Iași, Rumanía, con el objetivo de capturar el sector, estratégicamente importante, que esperaban usar de trampolín para lanzarse hacia Rumanía para una ofensiva de verano. Cuando lanzaron el ataque a través del bosque de Târgu Frumos los soviéticos fueron rechazados por los alemanes y las fuerzas rumanas, al defender con éxito las fuerzas del Eje el sector a través del mes de abril.
Cuando las tropas soviéticas se acercaron a Hungría, las tropas alemanas ocuparon Hungría el 20 de marzo. Hitler pensó que el líder húngaro, el almirante Miklós Horthy ya no podía considerarse un aliado fiable. Otro de los aliados del Eje, Finlandia, había buscado una paz separada con Stalin en febrero de 1944, pero no aceptaron los términos iniciales que se les ofrecieron. El 9 de junio, la Unión Soviética comenzó la Ofensiva de Víborg-Petrozavodsk en el Istmo de Karelia que, después de tres meses, forzó a Finlandia a aceptar un armisticio.

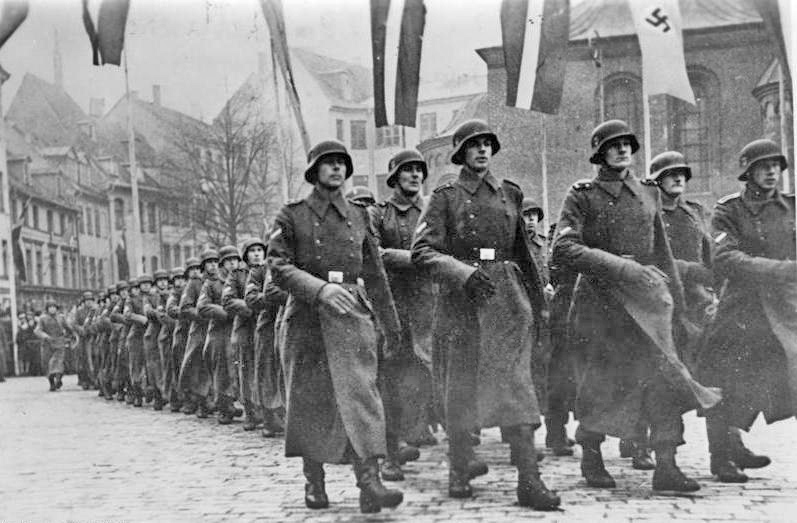
Desfile de la Legión Letona en el Día de Independencia

Antes que los soviéticos pudiesen comenzar su ofensiva de verano hacia Bielorrusia, tenían que limpiar la península de Crimea de fuerzas del Eje. Restos del 17.º Ejército alemán del Grupo de Ejércitos Sur y algunas fuerzas rumanas, habían sido aisladas y dejadas atrás en la península cuando los alemanes se habían retirado de Ucrania. A principios de mayo, el 3.er Frente Ucraniano del Ejército Rojo atacó a los alemanes y la consiguiente batalla fue una victoria completa para las fuerzas soviéticas, fracasando un chapucero esfuerzo de evacuación a través del Mar Negro por parte de los alemanes (véase ofensiva de Crimea).
Con Crimea limpia, la largamente esperada ofensiva soviética de verano, de nombre en código, Operación Bagratión, comenzó el 22 de junio de 1944, con 2,5 millones de hombres y 6000 tanques. Su objetivo era limpiar Bielorrusia de tropas alemanas, y aplastar al Grupo de Ejército Centro Alemán que estaba defendiendo ese sector. La ofensiva se organizó para coincidir con los desembarcos Aliados en Normandía, pero retrasos hicieron que la ofensiva tuviese que ser pospuesta por algunas semanas. La subsiguiente batalla resultó en la destrucción del Grupo de Ejército Centro Alemán, y en unas 800 000 bajas alemanas, la derrota más grande de la Wehrmacht durante la guerra. Los soviéticos continuaron imparables adelante, alcanzando los alrededores de Varsovia el 31 de julio.
La proximidad del Ejército Rojo, hizo que los polacos de Varsovia pensasen que serían liberados pronto. El 1 de agosto, se rebelaron como parte de la más amplia Operación Tempest. Casi 40 000 luchadores de la resistencia polaca tomaron el control de la ciudad. Los soviéticos, sin embargo, no avanzaron más. La única ayuda que recibieron los polacos fue fuego de artillería, cuando unidades del ejército alemán, que se movían dentro de la ciudad para acallar la revuelta, recibieron disparos de artillería soviética. La resistencia acabó el 2 de octubre. Después unidades alemanas destruyeron la mayor parte de lo que había quedado de la ciudad.

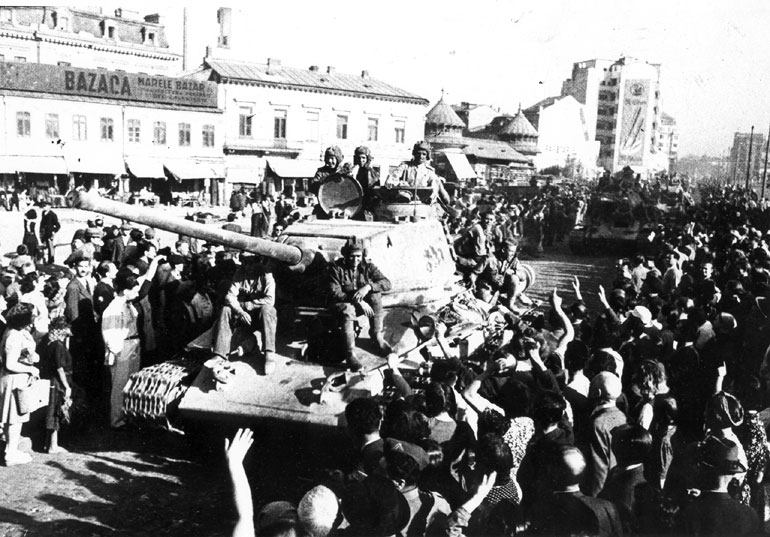
Ciudadanos de Bucarest aclamando al nuevo aliado de Rumanía, el Ejército Rojo, el 31 de agosto de 1944.

Después de la destrucción del Grupo de Ejército Centro Alemán, los soviéticos atacaron a las fuerzas alemanas en el sur a mediados de julio de 1944, y en el plazo de un mes habían limpiado Ucrania de la presencia alemana, infligiéndoles graves pérdidas a los alemanes. Una vez que Ucrania fue limpiada, las tropas soviéticas golpearon en Rumanía. El 2.º y 3.er Frentes Ucranianos del Ejército Rojo, se enzarzaron con el Heeresgruppe Südukraine alemán, que estaba constituido por formaciones alemanas y rumanas, en un operación para ocupar Rumanía y destruir las formaciones Alemanas en el sector. El resultado de la batalla de Rumanía fue una victoria completa para el Ejército Rojo, y significó el paso de Rumanía desde el campo del Eje hacia el campo Aliado. Bulgaria se rindió al Ejército Rojo en septiembre. Siguiendo a los alemanes en retirada desde Rumanía, los soviéticos entraron en Hungría en octubre de 1944 pero el 6.º Ejército Alemán rodeó y destruyó tres cuerpos del Grupo Pliyev del Mariscal Rodión Malinovski cerca de Debrecen, en Hungría. Los soviéticos habían esperado con su rápido asalto la captura de Budapest, pero fueron rechazados y Hungría permanecería como aliada de Alemania hasta el fin de la guerra en Europa. Esta batalla sería la última victoria alemana en el Frente Oriental.
Los soviéticos se recobraron de su derrota en Debrecen, y las columnas adelantadas del Ejército Rojo colaboraron con los Partisanos yugoslavos en la liberaron Belgrado a últimos de noviembre y alcanzaron Budapest el 29 de diciembre de 1944, rodeando la ciudad y atrapando unas 188 000 tropas del Eje, incluyendo muchas Waffen-SS alemanas. Los alemanes aguantaron hasta el 13 de febrero de 1945, y el asedio se convirtió en uno de los más sangrientos de la guerra. Mientras tanto el 1.er, 2.º y 3.er Frentes del Báltico del Ejército Rojo entablaron combate con los restos del Grupo de Ejército Centro y del Grupo de Ejércitos Norte para capturar la región báltica de manos alemanas en octubre de 1944. El resultado de la consiguiente serie de batallas fue la pérdida permanente de contacto entre los Grupos de Ejército Norte y Centro, y la creación de la bolsa de Curlandia en Letonia, donde los ejércitos alemanes 16.º y 18.º fueron atrapados, con un total de unos 250 000 hombres, y allí permanecerían hasta el final de la guerra.

### El Pacífico (junio de 1943-julio de 1945)
Todavía existe un largo, difícil camino hacia Tokio.
Franklin Delano Roosevelt

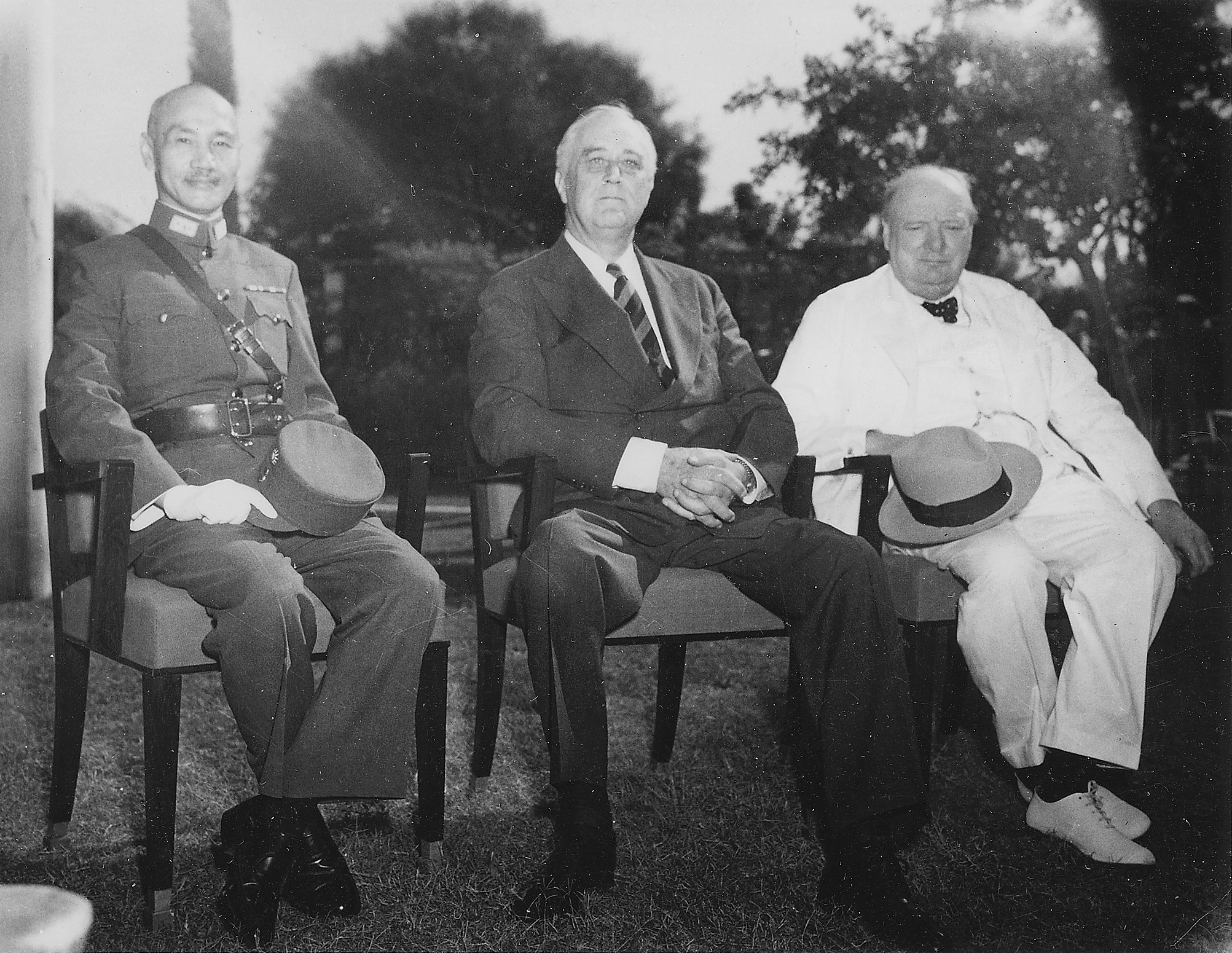
El generalísimo Chiang Kai-shek, Franklin D. Roosevelt y Winston Churchill reunidos en la Conferencia de El Cairo de 1943, durante la Segunda Guerra Mundial.

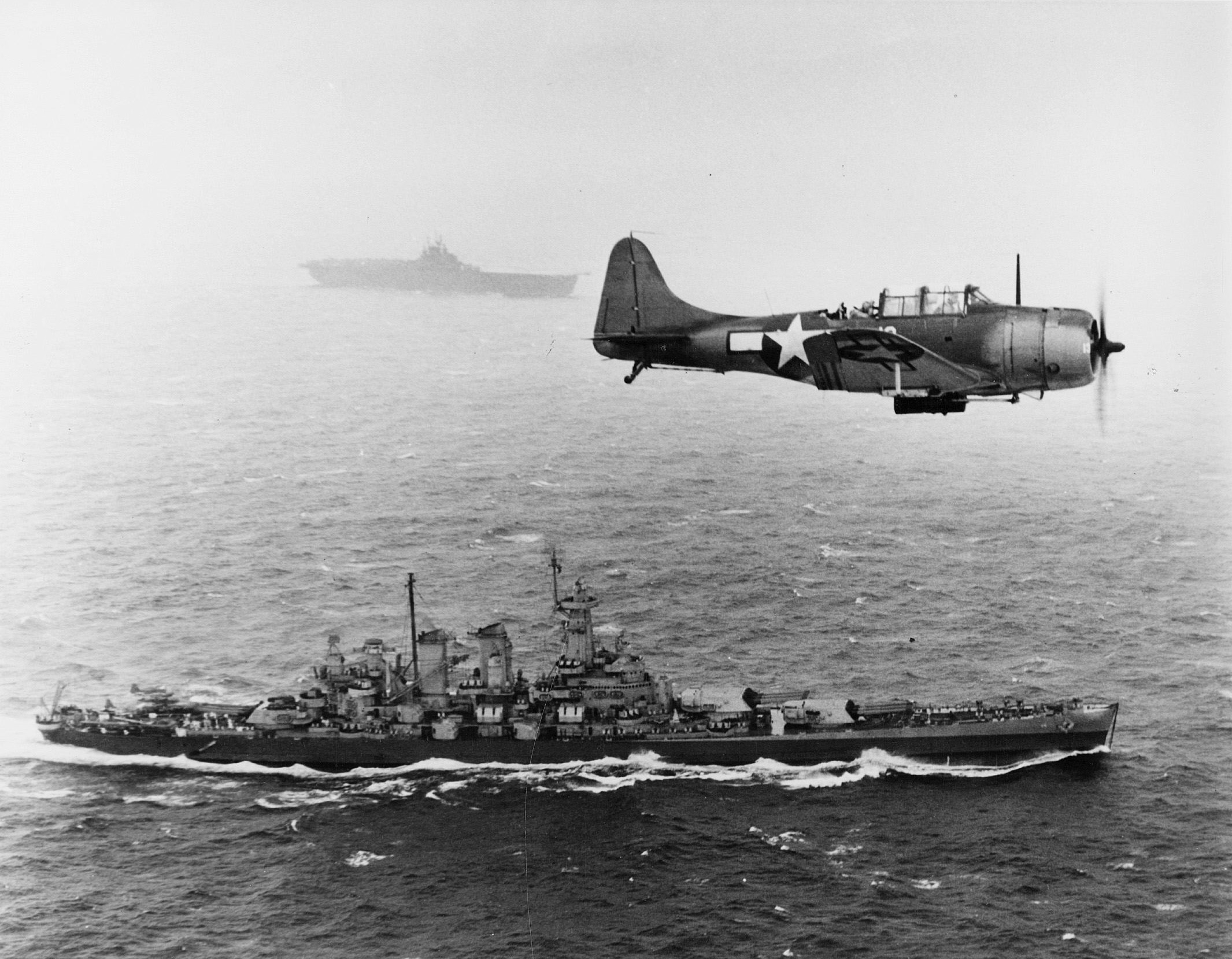
Un avión bombardero Douglas SBD Dauntless sobrevuela al acorazado USS Washington y el portaaviones USS Lexington, durante la invasión de las Islas Gilbert en la guerra del Pacífico (12 de noviembre de 1943).

El 30 de junio, los Aliados lanzaron la Operación Cartwheel, una operación de gran estrategia para el Pacífico Sur y Suroeste, encaminada a aislar la base Japonesa más importante, Rabaul, antes de proceder a la campaña de «saltar de isla en isla» hacia Japón. Había tres objetivos principales: Volver a capturar Tulagi y las Islas Santa Cruz; volver a conquistar la costa norte de Nueva Guinea, y las Islas Salomón centrales; y la toma de Rabaul y bases cercanas.
Para septiembre, las fuerzas australianas y estadounidenses en Nueva Guinea habían capturado las bases más importantes Japonesas en Salamaua y Lae. Poco después se lanzaron sobre la Península Huon, la cadena montañosa Finisterre, Bougainville, y las campañas de Nueva Bretaña.
En noviembre, los marines de Estados Unidos vencieron en la batalla de Tarawa. Este fue el primer asalto anfibio con una oposición muy fuerte en el teatro del Pacífico. La gran cantidad de bajas que sufrieron los Marines, desató una tormenta de protestas en los Estados Unidos, donde no se podía comprender que se sufriesen pérdidas tan grandes por una diminuta y aparentemente sin importancia isla. Los Aliados adoptaron una política de puentear algunas islas fuertes Japonesas y dejarlas «pudrirse en el árbol», rotos sus suministros y tropas de refresco.
El avance aliado continuó en el Pacífico con la captura de las Islas Marshall antes de finales de febrero. Unos 42 000 soldados del Ejército y Marines de los Estados Unidos desembarcaron en el atolón Kwajalein el 31 de enero. Se produjo una batalla muy dura, y la isla fue conquistada el 6 de febrero. Después los Marines de Estados Unidos volvieron a derrotar a los Japoneses en la batalla de Eniwetok.

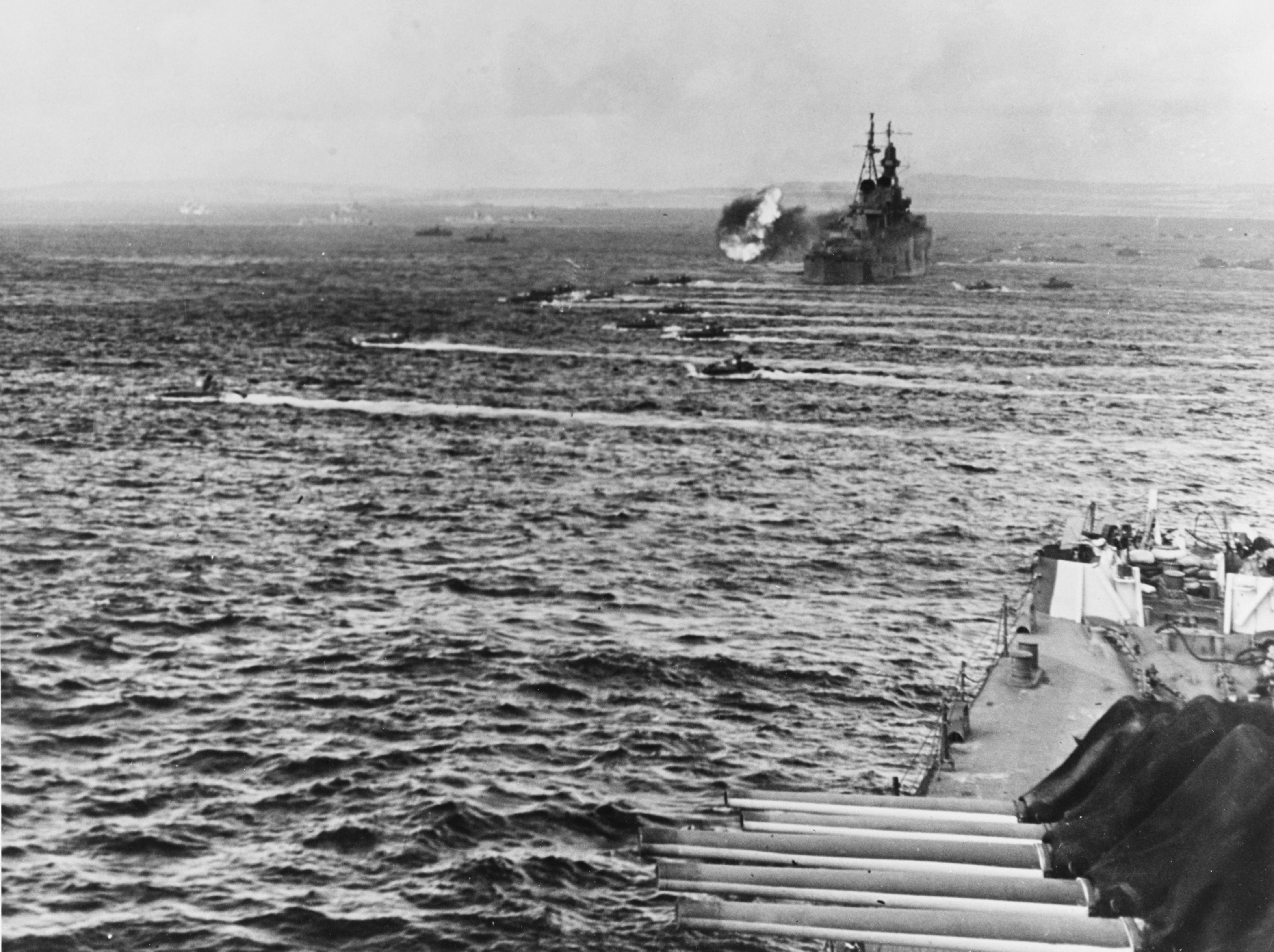
Vehículos de desembarco anfibio rumbo a la costa el primer día de la batalla de Saipán, el 15 de junio de 1944. Al fondo se ve al acorazado USS Indianapolis abriendo fuego.

El objetivo estratégico de los Estados Unidos era el conseguir bases aéreas para poder bombardear Japón con sus nuevos B29, en las Islas Marianas, especialmente Saipán, Tinian y Guam. El 11 de junio, la Armada de los Estados Unidos bombardeó Saipán, defendido por 32 000 tropas japonesas; La batalla de Saipán comenzó el día 15, cuando 77 000 marines desembarcaron, consiguiendo asegurar la isla el 9 de julio. Los Japoneses emplearon toda su menguante fuerza naval en la batalla del Mar de Filipinas, pero sufrieron graves pérdidas en barcos y aviones. Después de la batalla, la fuerza de portaaviones Japonesa ya no era efectiva militarmente. Con la captura de Saipán, Japón estaba al fin al alcance de los bombarderos B-29.
Guam fue invadida el 21 de julio y conquistada el 10 de agosto, pero los japoneses lucharon fanáticamente. Las operaciones de limpieza continuaron mucho tiempo después de que la batalla de Guam hubiese acabado oficialmente. La isla de Tinian fue invadida el 24 de julio y fue tomada el 1 de agosto. Esta operación vio el uso por vez primera del napalm en una guerra.
Las tropas del general MacArthur liberaron las Filipinas, desembarcando en la isla de Leyte el 20 de octubre. Los Japoneses se habían preparado, dispuestos a una defensa a toda costa, y usaron los últimos restos de sus fuerzas navales en un intento fallido para destruir la fuerza de invasión en la batalla del Golfo de Leyte, desde el 23 de octubre hasta el 26 de octubre de 1944, la batalla naval más grande de la historia del mundo moderno. Esta fue la primera batalla en la que los Japoneses emplearon ataques kamikaze. El acorazado Japonés Musashi, uno de los dos acorazados más grandes jamás construidos, fue hundido por 19 torpedos estadounidenses y 17 bombas.
A lo largo de 1944, los submarinos y aviones de los Aliados atacaron la Armada Imperial Japonesa, y privaron a la industria japonesa de las materias primas, por cuya obtención Japón había ido a la guerra. El principal objetivo era el petróleo, y Japón estaba casi seco a finales de 1944. En 1944, los submarinos hundieron unos dos millones de toneladas de carga, mientras que los Japoneses solamente fueron capaces de reemplazar menos de un millón de toneladas. El 6.º Ejército de los Estados Unidos desembarcó en Luzón, la principal isla de las Filipinas. Manila fue reconquistada en marzo.

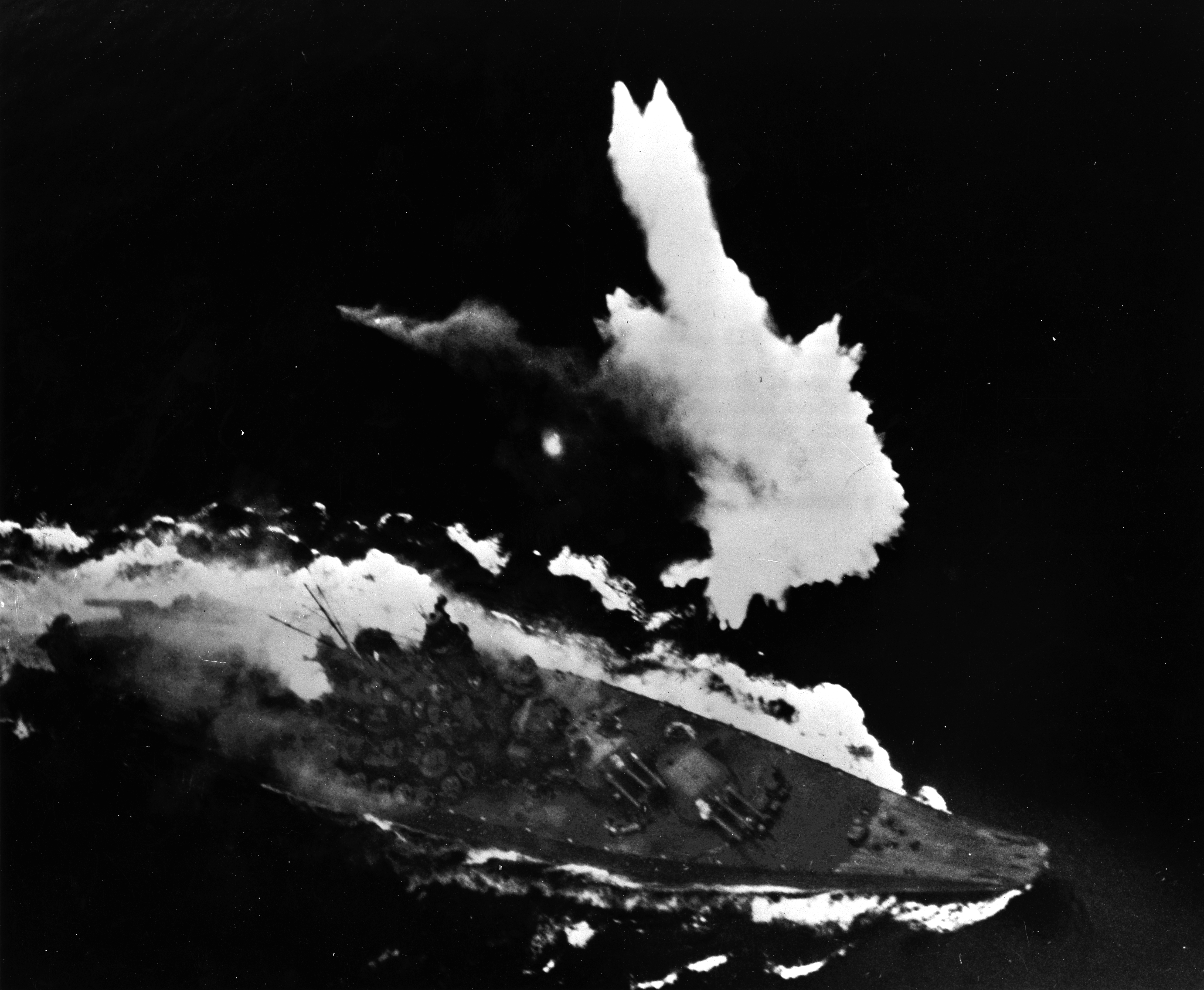
El acorazado japonés Yamato, el más grande jamás construido, bajo ataque aéreo estadounidense el 7 de abril de 1945.

Los Estados Unidos capturaron Iwo Jima en febrero. La isla era psicológicamente importante porque era un territorio tradicional Japonés, administrado por la prefectura de Tokio. Estaba fuertemente defendido con muchos túneles, trincheras y fuertes bajo tierra, pero finalmente fue conquistado por los Marines, después de que hubiesen capturado el Monte Suribachi, un punto clave de la defensa. Iwo Jima probó ser de un valor incalculable debido a sus dos campos de aviación que fueron usados para los aterrizajes de emergencia de los B29, y porque estaba bastante cerca de Japón como para proveer escolta de cazas a los bombarderos, y así alcanzar las islas de origen japonesas.
Con la consiguiente captura de Okinawa (desde abril hasta junio), los Estados Unidos trajeron a la tierra natal de los Japoneses, dentro de un radio de acción más cómodo, para sus ataques navales y aéreos. Los japoneses defendieron la isla con tropas terrestres, kamikazes, y con la misión suicida del acorazado Yamato, que fue hundido por los bombarderos en picado estadounidenses. Junto con docenas de otras ciudades Japonesas, Tokio fue bombardeado con bombas incendiarias, y murieron cerca de 90 000 personas en el ataque inicial. Las condiciones de vida hacinadas alrededor de los centros de producción y las construcciones residenciales de madera contribuyeron a las cifras tan grandes de pérdidas humanas. Además, los puertos y las mayores áreas de tránsito marítimo de Japón fueron saturadas con minas colocadas desde el aire, en la Operación Starvation, que desorganizó totalmente la logística de la nación isla.
La última ofensiva importante en el área del Pacífico Sudoeste fue la Campaña de Borneo de mediados de 1945, cuyo objetivo era aislar más aún, a las fuerzas japonesas que quedaban en el Sureste de Asia, y asegurar la liberación de los prisioneros de guerra aliados.

### China y el Sureste de Asia (marzo de 1944-junio de 1945)
En abril de 1944, los japoneses comenzaron la Operación Ichigo, para asegurar la ruta férrea entre Peking y Nankín, y para limpiar el sur de China de campos de aviación estadounidenses bajo el mando del general Chennault. La operación tuvo éxito, ya que abrió un corredor continuo entre Peking e Indochina, y forzó la recolocación de los campos de aviación más tierra adentro.Sin embargo, falló en la destrucción del ejército de Chiang Kai-shek, y los estadounidenses pronto adquirieron las Marianas, desde las que podían bombardear las islas de origen japonesas.

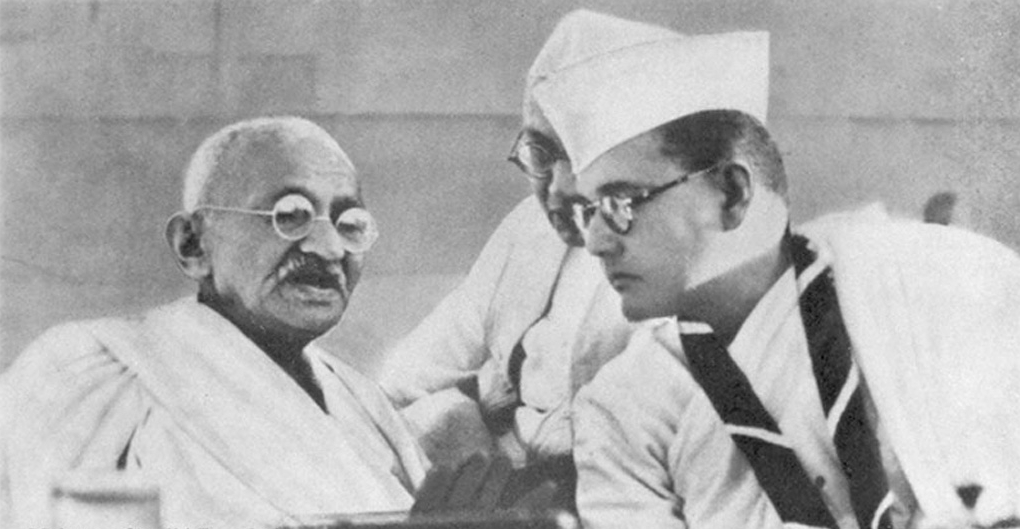
Mahatma Gandhi y Subhas Chandra Bose, comandante del Ejército Nacional Indio (1938).

Mientras los estadounidenses continuaban sin pausa la construcción de la carretera de Ledo desde la India hasta China, en marzo de 1944, los japoneses empezaron su propia ofensiva hacia la India. Esta «Delhi Chalo» ('Marcha hacia Delhi') fue iniciada por Netaji Subhas Chandra Bose, el comandante del Ejército Nacional Indio (una fuerza compuesta de prisioneros de guerra del Ejército Indio Británico, que habían sido capturados por los japoneses y que habían decidido unirse a la guerra en un intento para librar a la India de sus gobernantes coloniales, y desde ahí obtener la independencia). Los japoneses intentaron destruir a las principales fuerzas indias y británicas en Kohima e Imphal, resultando en algunos de los combates más feroces de la guerra. Mientras que las tropas aliadas que estaban cercadas eran reforzadas y suministradas por aviones de transporte hasta que tropas frescas consiguieron romper el asedio, los japoneses, debido en parte a las lluvias torrenciales, agotaron sus suministros y empezaron a pasar hambre. Las fuerzas supervivientes se retiraron finalmente perdiendo 85 000 hombres, una de las derrotas más grandes del Japón durante la guerra.
Durante el monzón desde agosto hasta noviembre de 1944, los japoneses fueron perseguidos hasta el río Chindwin en Birmania. Con el comienzo de la estación seca a principios de 1945, las fuerzas estadounidenses y chinas finalmente completaban la carretera de Ledo, aunque demasiado tarde como para tener ningún efecto decisivo. El 14.º Ejército Británico, compuesto de unidades indias, británicas y africanas, lanzó una ofensiva en Birmania central. Las fuerzas Japonesas fueron derrotadas decisivamente, y los aliados los persiguieron hacia el sur, conquistando Rangún el 2 de mayo (véase Operación Drácula).

### Frente occidental (junio de 1944-abril de 1945)
En el Este, la vastedad del espacio... permitirá una pérdida de territorio... sin sufrir un golpe mortal a las oportunidades de Alemania para sobrevivir. ¡No pasa lo mismo en el Oeste! Si el enemigo tiene éxito... vendrán consecuencias de proporciones catastróficas en muy poco tiempo.
Adolf Hitler

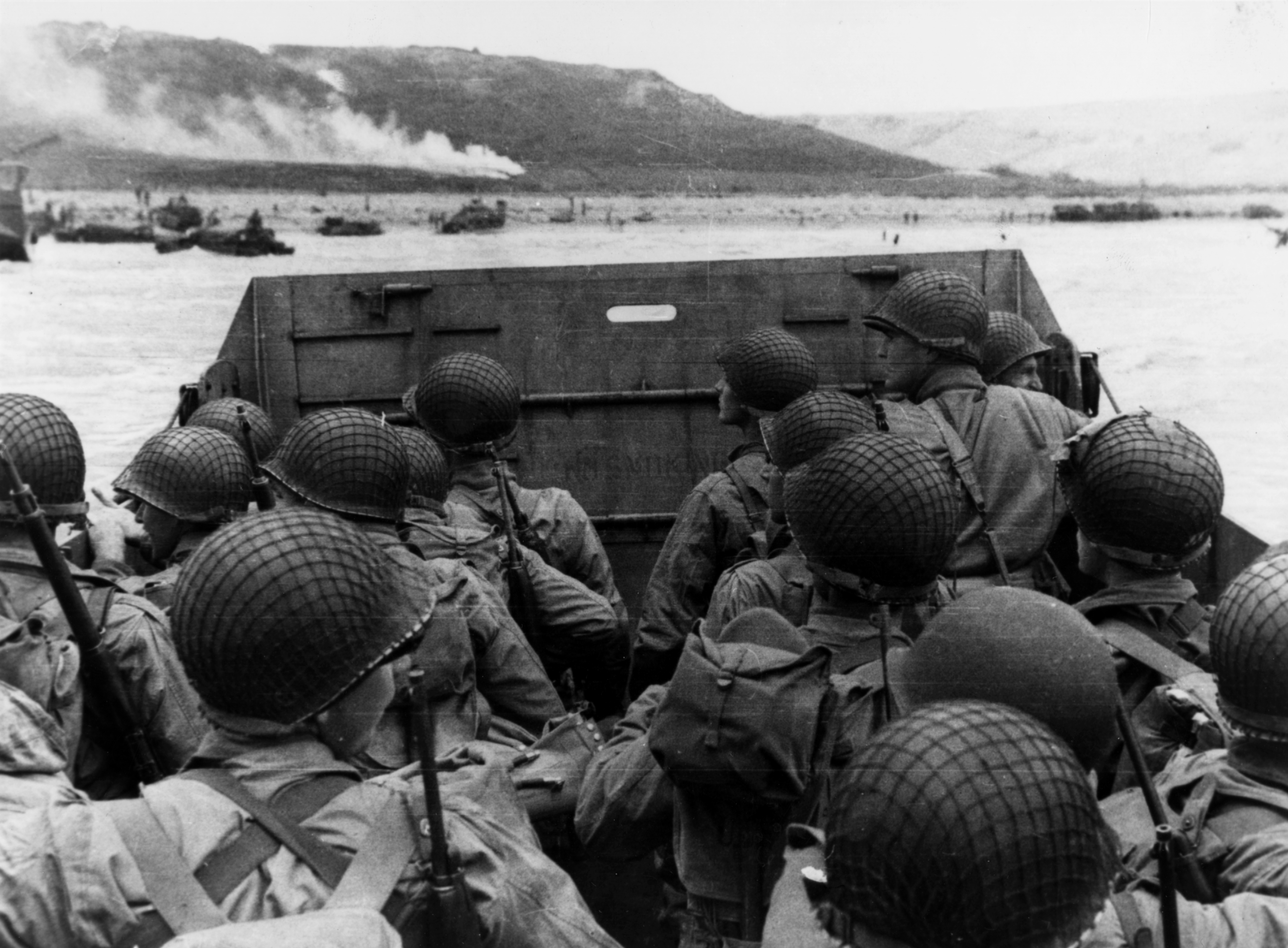
Tropas estadounidenses a punto de desembarcar en la playa Omaha al inicio de la batalla de Normandía el 6 de junio de 1944

En la primavera de 1944, se habían completado las preparaciones aliadas para la invasión de Francia. Se habían reunido unas 120 divisiones con unos dos millones de hombres, de los cuales 1,3 millones eran estadounidenses, 600 000 eran británicos y el resto unidades canadienses, franceses libres y polacos. La invasión se emplazó para el 5 de junio pero debido al mal tiempo se pospuso para el 6 de junio de 1944. Entre el 85 y el 90 por ciento de todas las tropas alemanas estaba desplegado en el Frente Oriental, y solo unos 400 000 alemanes en dos ejércitos, el 7.º Ejército alemán y el recién creado 5.º Ejército Panzer eran todo lo que Alemania podía reservar para defenderse contra la invasión aliada. Los alemanes habían construido también una serie de fortificaciones elaboradas a lo largo de la costa, llamadas el Muro del Atlántico para detener la invasión, pero en muchos sitios el Muro estaba incompleto o destruido a causa de los bombardeos aliados, cuya superioridad en aviación era apabullante. Las fuerzas aliadas, bajo el mando supremo de Dwight D. Eisenhower, habían lanzado una elaborada campaña de engaños, para convencer a los alemanes que los desembarcos ocurrirían en el área de Calais, lo que causó que los alemanes desplegaran gran parte de sus fuerzas en ese sector. Solamente 50 000 alemanes estaban desplegados en el sector de Normandía el día de la invasión.
La invasión comenzó cuando se lanzaron 17 000 paracaidistas en Normandía para servir como una fuerza de distracción e impedir que los alemanes atacasen las playas. Al apuntar el día, una flota naval inmensa apoyada por aviones bombardeó las defensas alemanas en las playas, pero debido al mar que estaba muy agitado, muchos barcos fallaron su blanco. Se desembarcó en cinco puntos conocidos en clave como Utah, Omaha, Gold, Juno y Sword. Los estadounidenses en particular, sufrieron fuertes pérdidas en la playa de Omaha debido a que las fortificaciones alemanas estaban intactas. Sin embargo, al final del primer día, se habían cumplido muchos de los objetivos aliados, incluso habiendo sido muy optimista el objetivo británico de capturar Caen. Los alemanes no lanzaron ningún contraataque significativo sobre las playas, salvo una contraofensiva de los panzer que separó Juno y Sword, ya que Hitler creía que los desembarcos eran una distracción. Solamente tres días más tarde, el Alto Mando alemán se dio cuenta de que Normandía era el lugar de la verdadera invasión, pero para entonces, los Aliados habían consolidado sus cabezas de playa.
Relato de un testigo del desembarco en Omaha, Cornelius Ryan, famoso tras la guerra por su libro «Normandía»: 

Los hombres saltaron en el agua, que tenía una profundidad de uno a dos metros. Allí se encontraron indefensos, algunos separados de sus compañías, en sectores distintos a los previstos. Incapaces de correr bajo el peso de sus equipos fueron golpeados por fuego de las armas ligeras y las balas trazadoras enemigas. Murieron la mitad de los hombres en el agua. Algunos de los que lograron llegar a tierra se mantenían quietos y serenos como si fueran inmunes a las balas. Había islotes de heridos y muertos: Los heridos pedían un sanitario, los muertos iban dulcemente hacia la orilla, donde la marea ascendente ahogaba a los que allí se encontraban. El coronel Taylor, jefe del 16.º regimiento se movía por la playa sin miedo a las balas, gritando: Sólo hay dos clases de hombres en el agua: Los muertos y los que van a morir. ¡Salgamos de aquí! Cuando los hombres descubrieron que podían avanzar su miedo se transformó en cólera...

El terreno «bocage» de Normandía, donde los estadounidenses habían desembarcado, era ideal para la guerra defensiva. No obstante, los estadounidenses progresaron de forma constante y capturaron el puerto de aguas profundas de Cherburgo el 26 de junio, uno de los objetivos primarios de la invasión. Sin embargo, los alemanes habían minado el puerto y destruido muchas de las instalaciones antes de rendirlo, y haría falta otro mes antes de que el puerto pudiese ser habilitado para un uso limitado. Los británicos lanzaron otro ataque el 13 de junio para capturar Caen, pero fueron rechazados debido a que los alemanes habían reforzado la ciudad con un gran número de tropas en la ciudad para retenerla. La ciudad permanecería todavía en manos alemanas durante otras seis semanas.

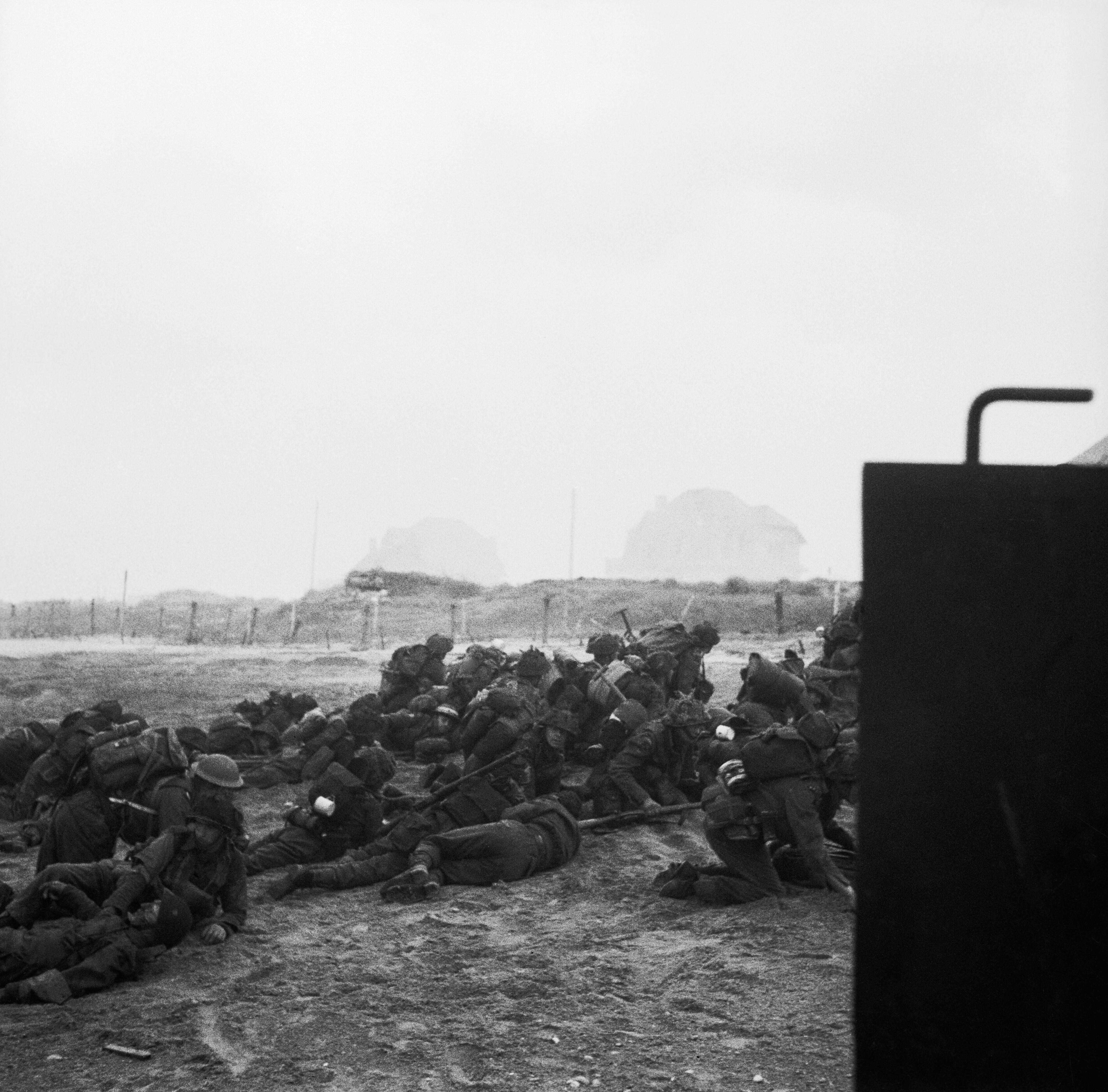
Tropas británicas poniéndose a cubierto en la playa de Sword, Normandía, el 6 de junio de 1944.

El 23 de julio, en la Operación Cobra, las fuerzas mecanizadas estadounidenses consiguieron forzar la salida por el lado oeste de la cabeza de playa de Normandía gracias a su superioridad numérica, al poder de fuego aliado y a tácticas mejoradas. Cuando Hitler supo de la salida estadounidense, ordenó a sus fuerzas en Normandía que lanzasen una contraofensiva inmediata. Sin embargo, las fuerzas alemanas que se movían en campo abierto, eran un objetivo fácil para la aviación aliada, ya que al principio habían escapado de los ataques aéreos aliados, debido solamente a sus posiciones defensivas bien camufladas.
Los estadounidenses colocaron fuertes formaciones en sus flancos para que neutralizaran los ataques, y empezaron entonces a rodear al 7.º Ejército alemán y a grandes partes del 5.º Ejército Panzer en la bolsa de Falaise. Fueron capturados unos 50 000 alemanes, pero 100 000 consiguieron escapar de la bolsa, aunque sin sus tanques ni armamento pesado. Todavía peor para los alemanes, fue que los británicos y canadienses que habían estado bloqueados en su sector, ahora hicieron una brecha en las líneas alemanas. Se había desvanecido cualquier esperanza que tuviesen los alemanes de contener el avance aliado en Francia, formando una nueva línea defensiva. Los aliados se precipitaron por toda Francia, avanzando 1000 km en dos semanas. Las fuerzas alemanas se retiraron hacia el norte de Francia, Países Bajos y Bélgica. Las fuerzas aliadas estacionadas en Italia invadieron la Riviera francesa el 15 de agosto de 1944, y enlazaron con las fuerzas de Normandía. La resistencia francesa clandestina en París, se levantó contra los alemanes el 19 de agosto, y una división acorazada francesa bajo el mando del general Philippe Leclerc, presionando a la vanguardia desde Normandía, recibió la rendición de las fuerzas alemanas de la ciudad, y liberó a la ciudad el 25 de agosto.
Los alemanes lanzaron la bomba volante V-1, el primer misil de crucero del mundo, para atacar blancos en el sur de Inglaterra y en Bélgica. Más tarde, emplearían el cohete V2, un misil balístico guiado de combustible líquido. Ninguna de estas armas era muy precisa y podían solamente ser apuntadas hacia blancos grandes, como las ciudades. Tuvieron muy poco impacto militar, pero su intención era más bien la desmoralización de los civiles.

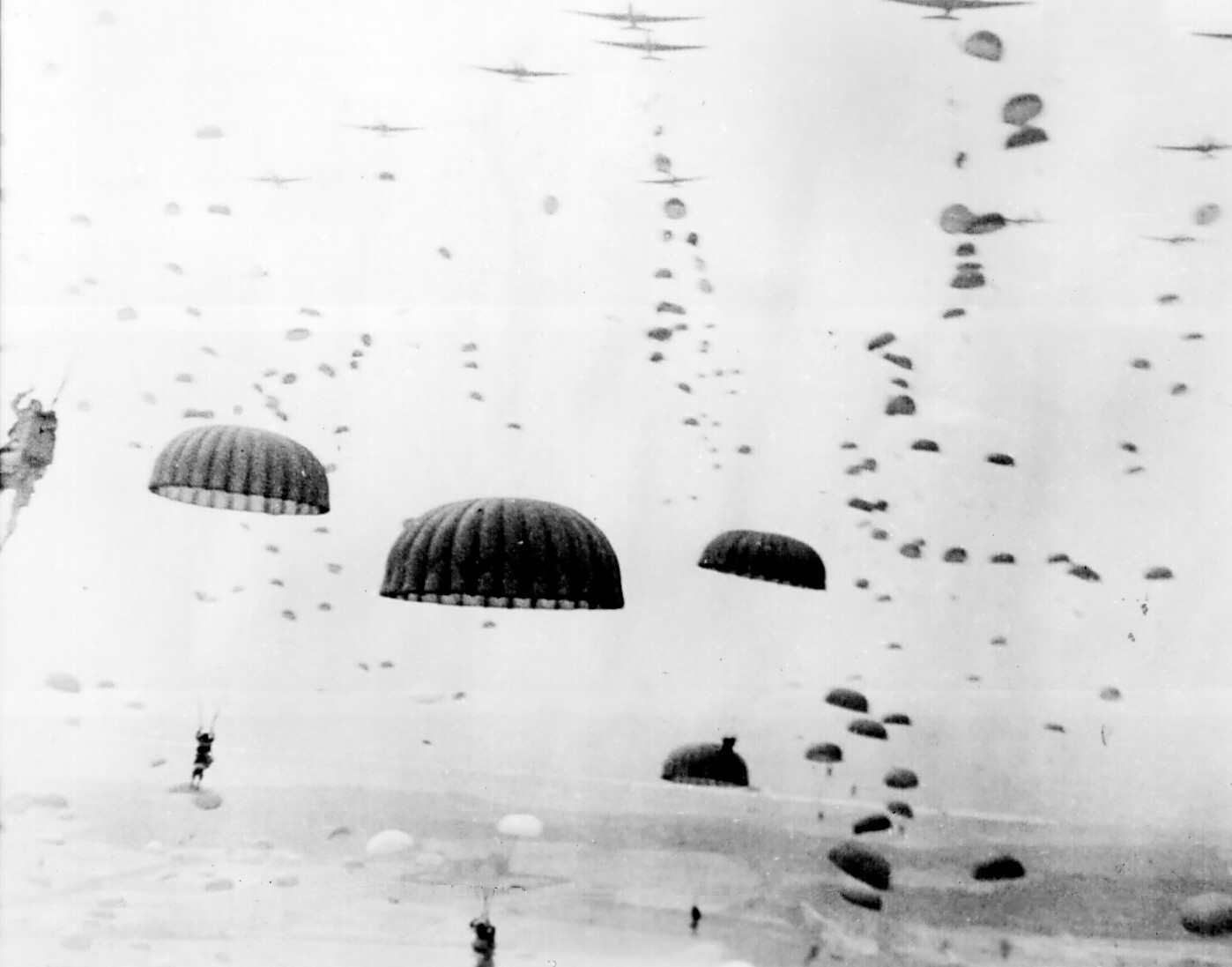
Paracaidistas aliados aterrizando durante la Operación Market Garden en septiembre de 1944

Los problemas logísticos eran una constante en el avance aliado hacia el este, ya que las líneas de suministro todavía venían desde las playas de Normandía. Los paracaidistas aliados y las fuerzas acorazadas intentaron un avance para ganar la guerra, a través de los Países Bajos y el Rin con la Operación Market Garden en septiembre, pero fueron rechazados. Una victoria decisiva lograda por el 1.er Ejército canadiense en la batalla del Escalda, aseguró la entrada al puerto de Amberes, con lo cual se pudo usar para recibir suministros a últimos de noviembre de 1944. Mientras tanto, los estadounidenses lanzaron un ataque a través del bosque de Hurtgen en septiembre; los alemanes, a pesar de tener menor número de hombres, fueron capaces de rechazar a los estadounidenses durante cinco meses, usando el difícil terreno y buenas posiciones defensivas. En octubre, los estadounidenses capturaron, Aquisgrán, la primera ciudad importante alemana en ser ocupada.
Hitler había estado planeando desde mediados de septiembre una contraofensiva importante contra los aliados. El objetivo del ataque sería la captura de Amberes. La captura o destrucción de Amberes no solo cortaría los suministros a los ejércitos aliados, también dividiría a las fuerzas aliadas en dos, desmoralizando la alianza y forzando a sus líderes a negociar. Para el ataque, Hitler concentró lo mejor de lo que le quedaba de sus fuerzas, en el Oeste. El 5.º Ejército Panzer, el reconstruido 7.º Ejército y el recién creado 6.º Ejército Panzer, en total, 240 000 hombres en 28 divisiones, 1200 tanques y cañones de asalto. La ofensiva empezó el 16 de diciembre de 1944, con una barrera artillera disparada por 900 cañones alemanes. Una hora más tarde, los tres ejércitos alemanes golpearon la línea estadounidense del frente. Hitler lanzó su golpe hacia Amberes a través de las Ardenas, en el sur de Bélgica, una región llena de colinas y en algunos lugares llena de espesos bosques, y el lugar de su victoria en 1940.

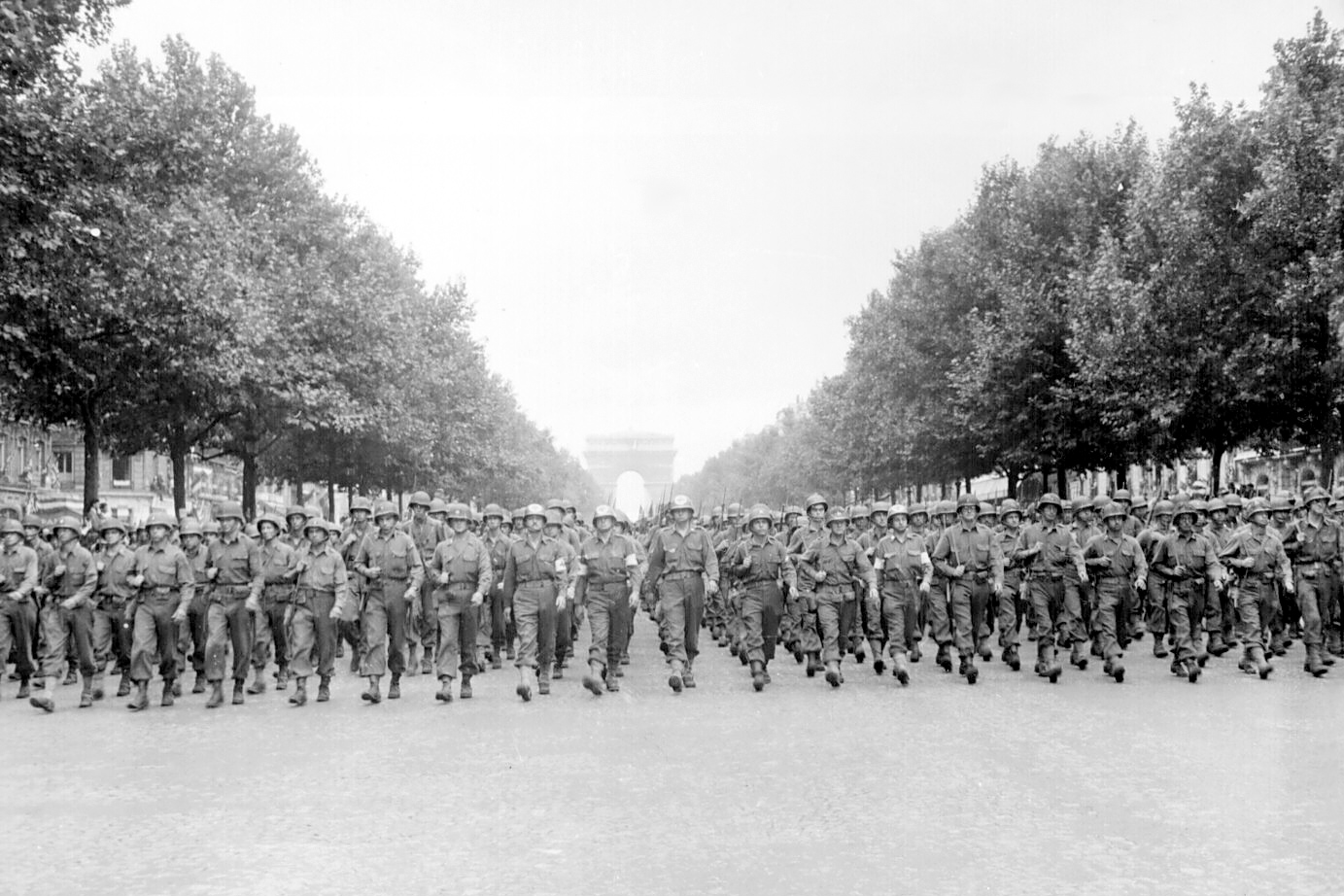
Tropas estadounidenses desfilando por los Campos Elíseos en París el 29 de agosto de 1944

El ataque del 6.º Ejército Panzer tuvo un progreso lento, pero una de sus puntas de lanza consiguió penetrar en las líneas estadounidenses y lanzarse con rapidez hacia el río Mosa. En el Sur, el 5.º Ejército Panzer penetró a través de la inexperta infantería estadounidense. El avance alemán fue retrasado en Saint-Vith, población que las fuerzas estadounidenses defendieron durante varios días. En el vital nudo de carreteras de Bastogne, los alemanes sitiaron la ciudad, defendida por la 101.ª División Aerotransportada, pero no consiguieron tomarla. Algunas unidades alemanas sobrepasaron Bastogne, pero el avance principal fue bloqueado. La ofensiva alemana tuvo un gran impacto en los comandantes aliados, ya que no creían que los alemanes aún tuvieran capacidad para organizar una ofensiva a gran escala. Muchas de las tropas alemanas que atacaban eran veteranos del Frente Oriental, y sabían como combatir en invierno. Un cielo denso y cubierto había impedido el uso de sus aviones de reconocimiento y de ataque a tierra a los estadounidenses. Sin embargo, los aliados estaban empezando a recuperarse de su impacto inicial y el 1.er Ejército y el 9.º Ejército se reagruparon para bloquear cualquier intento de avance de los alemanes hacia el Norte. El 3.º Ejército de Patton hizo un giro rápido de 90 grados y golpeó el flanco sur alemán. El 26 de diciembre, el 3.º Ejército había liberado Bastogne. El clima en estos momentos había mejorado, permitiendo liberar todo el poder aéreo aliado, hasta detener el ataque terrestre alemán en Dinant. En un intento para mantener el impulso de la ofensiva los alemanes lanzaron un ataque aéreo masivo contra los campos de aviación aliados en los Países Bajos el 1 de enero de 1945. Los alemanes destruyeron 465 aviones pero perdieron 277 de sus propios aviones. Mientras que los aliados recuperaron sus pérdidas en cuestión de días, la Luftwaffe no, por lo que ya no fue capaz de lanzar más ataques aéreos importantes. Las fuerzas aliadas del norte y el sur se encontraron en Houffalize, y a finales de enero habían empujado a los alemanes a sus posiciones de partida. Se habían desperdiciado meses de la producción de guerra del Reich, en un momento en el que las fuerzas alemanas del Frente Oriental necesitaban esos recursos desesperadamente, ya que el Ejército Rojo se estaba preparando para su masiva ofensiva contra Alemania.

### Frente oriental (enero de 1945-abril de 1945)
Soldado del Ejército Rojo: Ahora estás en suelo alemán. La hora de la venganza ha llegado.
Ilya Ehrenburg

Con los Balcanes y la mayor parte de Hungría limpias de tropas alemanas a últimos de diciembre de 1944, los soviéticos comenzaron un redespliegue masivo de sus fuerzas hacia Polonia para su inminente ofensiva de invierno. Los preparativos soviéticas todavía estaban en marcha, cuando Churchill le pidió a Stalin que lanzase su ofensiva tan pronto como fuera posible para aliviar la presión alemana en el Oeste. Stalin accedió y la ofensiva fue dispuesta para el 12 de enero de 1945. Los ejércitos de Kónev atacaron a los alemanes en el sur de Polonia y se expandieron desde su cabeza de puente en el río Vístula cerca de Sandomierz. El 14 de enero, los ejércitos de Rokossovsky atacaron desde el río Narew al norte de Varsovia. Los ejércitos de Zhúkov, situados en el centro, atacaron desde sus cabezas de puente cerca de Varsovia. La ofensiva combinada soviética rompió las defensas que cubrían Prusia Oriental, dejando el frente Alemán en un completo caos.[cita requerida]
Zhúkov tomó Varsovia el 17 de enero y, ya el 19 de enero, sus tanques habían llegado a Łódź. Ese mismo día, las fuerzas de Kónev alcanzaron la frontera alemana anterior a la guerra. Al final de la primera semana de la ofensiva, los soviéticos habían penetrado 160 kilómetros en profundidad, en un frente que tenía 650 kilómetros de ancho. La apisonadora soviética se paró finalmente en el río Óder al final de enero, a solo 60 kilómetros de Berlín.

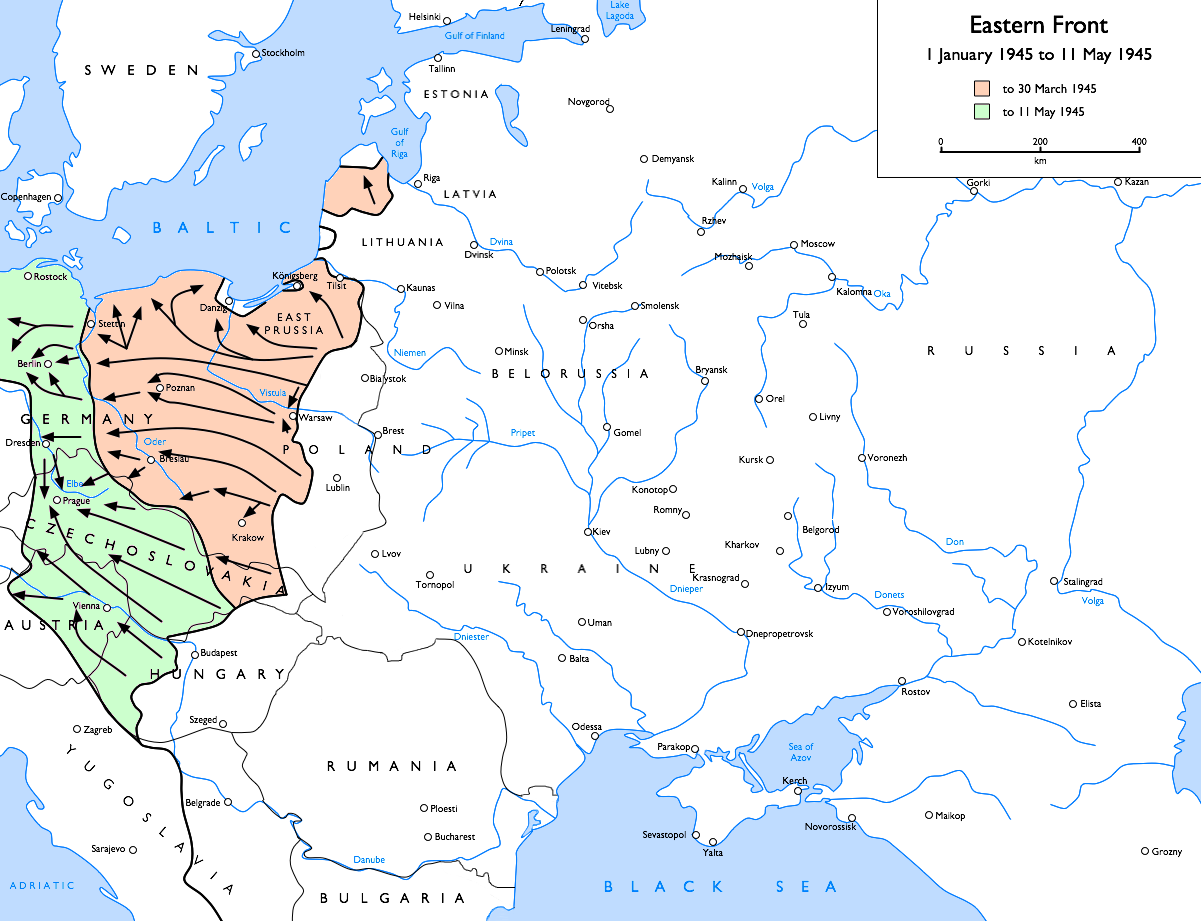
Ofensiva de Berlín y Praga en el Frente Oriental, 1945.

Los soviéticos habían esperado capturar Berlín para mediados de febrero, pero resultó una previsión demasiado optimista. La resistencia alemana que casi se había colapsado en la fase inicial del ataque, se había endurecido tremendamente. Las líneas soviéticas de suministro estaban sobreextendidas y la disciplina entre las tropas soviéticas en el momento que fueron lanzadas sobre suelo alemán se colapsó. El deshielo de primavera, la falta de apoyo aéreo, y el miedo a ser rodeados a través de ataques de flanco desde Prusia Oriental, Pomerania y Silesia, condujo a un alto general de la ofensiva soviética. El recién creado Grupo de Ejércitos Vístula, bajo el mando de Heinrich Himmler, intentó un contraataque en el flanco expuesto del Ejército Rojo pero había fallado para el 24 de febrero. Esto hizo que Zhúkov tuviese claro que el flanco tenía que ser asegurado antes que pudiese montarse cualquier ataque sobre Berlín. Los soviéticos reorganizaron entonces sus fuerzas y golpearon hacia el norte, limpiando Pomerania, y después atacaron hacia el sur y limpiaron Silesia de tropas alemanas. En el sur, tres intentos alemanes de liberar la asediada guarnición de Budapest fallaron, y la ciudad cayó ante los soviéticos el 13 de febrero. Los alemanes contraatacaron otra vez; Hitler insistía en la tarea imposible de recuperar el río Danubio. El 16 de marzo, el ataque había fallado, y el Ejército Rojo contraatacó ese mismo día. El 30 de marzo, entraron en Austria y capturaron Viena el 13 de abril.
Hitler creía que el objetivo principal para la inminente ofensiva Soviética sería en el sur cerca de Praga, y no Berlín, y había enviado las últimas reservas alemanas a defender en ese sector. El principal objetivo del Ejército Rojo era realmente Berlín y para el 16 de abril estaba listo para comenzar su asalto final sobre Berlín. Las fuerzas de Zhúkov golpearon por el centro y cruzaron el río Óder pero quedaron detenidas debido a la desesperada resistencia alemana en las Alturas Seelow. Después de tres días de lucha muy dura y de 33 000 soldados soviéticos muertos, se penetraron las últimas defensas de Berlín. Kónev cruzó el río Óder desde el sur y se encontró que podía atacar Berlín pero Stalin le ordenó que guardase los flancos de las fuerzas de Zhúkov y que no atacase Berlín. Las fuerzas de Rokossovski cruzaron el Óder por el norte y enlazaron con las fuerzas del Mariscal de Campo Bernard Montgomery en el norte de Alemania mientras que las fuerzas de Zhúkov y Kónev capturaban Berlín.

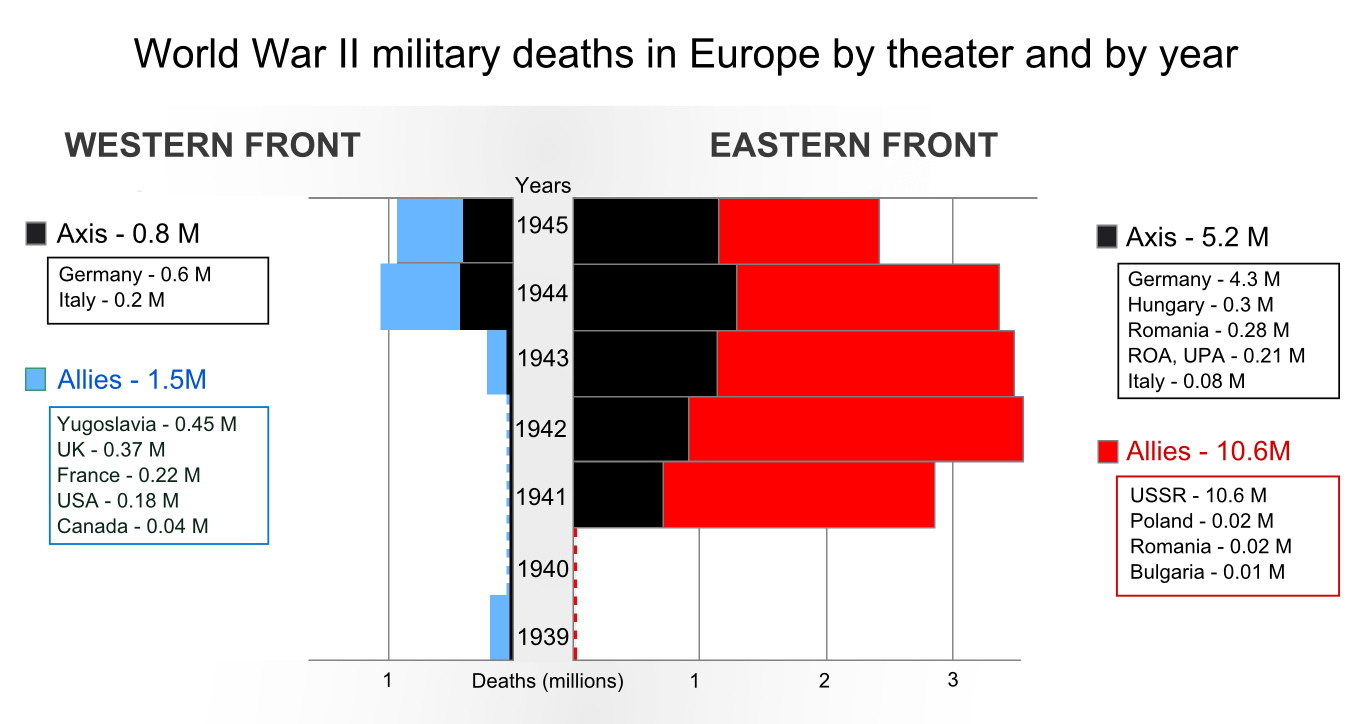
La Alemania nazi perdió más del 80 % de sus mejores tropas mientras luchaba contra la Unión Soviética

Para el 24 de abril, grupos del ejército soviéticos habían rodeado al 9.º Ejército Alemán y aparte del 4.º Ejército Panzer. Estas eran las principales fuerzas que supuestamente tenían que defender Berlín, pero Hitler había dado órdenes a estas fuerzas que aguantasen donde estaban y que no retrocediesen. Así que las principales fuerzas alemanas que supuestamente debían defender Berlín, estaban atrapadas al sureste de la ciudad. Berlín fue rodeada más o menos en este momento, y como esfuerzo de resistencia final, Hitler llamó a los civiles, incluyendo a los adolescentes y ancianos, a que luchasen en la milicia Volkssturm, contra el Ejército Rojo que se estaba aproximando. Estas fuerzas marginales fueron aumentadas con los vapuleados restos alemanes que habían luchado contra los soviéticos en las Alturas Seelow. Hitler le ordenó al cercado 9.º Ejército, que rompiese el cerco y que enlazase con el 12.º Ejército del general Walther Wenck y que liberase Berlín. Una tarea imposible, las unidades supervivientes del 9.º Ejército fueron conducidas hacia los bosques que rodeaban Berlín, cerca del pueblo de Halbe, donde estuvieron envueltos en una lucha particularmente dura, tratando de romper las líneas soviéticas y de alcanzar al 12.º Ejército. Una minoría consiguió unirse al 12.º Ejército y dirigirse peleando hacia el oeste, para rendirse a los estadounidenses. Mientras tanto, la durísima lucha urbana continuaba en Berlín. Los alemanes habían almacenado una gran cantidad de panzerfausts, y consiguieron destruir una gran cantidad de tanques soviéticos en las calles llenas de escombros de Berlín. Sin embargo, los soviéticos emplearon las lecciones que habían aprendido en la lucha urbana en Stalingrado, y fueron avanzando lentamente hacia el centro de la ciudad. Las fuerzas alemanas en la ciudad resistieron tenazmente, en particular la unidad SS Nordland, que estaba compuesta de voluntarios SS extranjeros, porque estaban muy motivados ideológicamente y creían que no vivirían si eran capturados. La lucha fue casa por casa y cuerpo a cuerpo. Los soviéticos tuvieron 360 000 bajas; los alemanes 450 000 bajas incluyendo civiles, y además 170 000 capturados. Hitler y su personal se trasladaron al búnker de la Cancillería, donde se suicidó el 30 de abril de 1945, junto a Eva Braun, con la que había contraído matrimonio unas horas antes.

### La Guerra acaba en Europa
Una cortina de hierro caerá sobre este enorme territorio (Europa Oriental) controlado por la Unión Soviética.
Joseph Goebbels

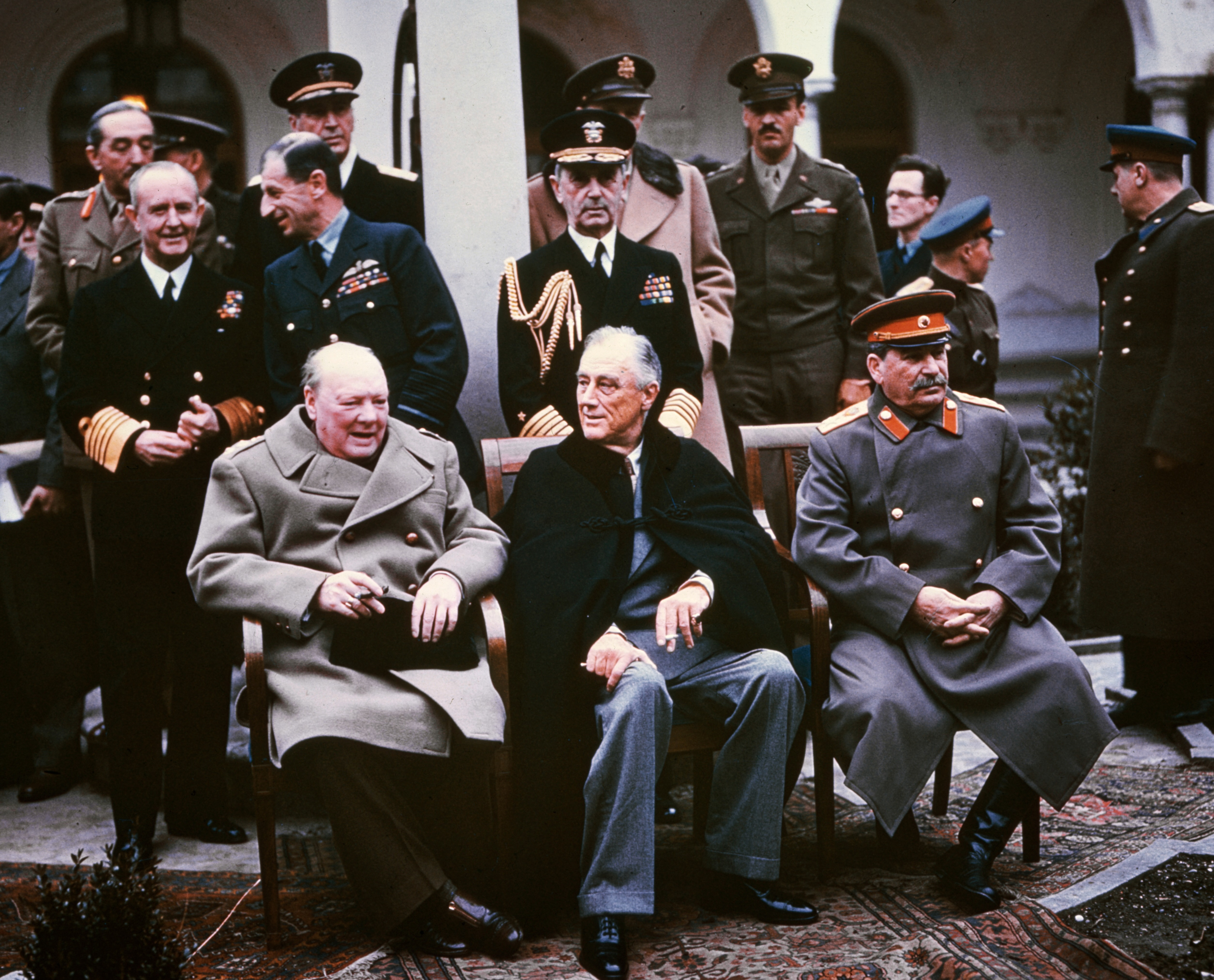
Winston Churchill, Franklin D. Roosevelt y Iósif Stalin en la Conferencia de Yalta en 1945.

Roosevelt, Churchill, y Stalin llegaron a acuerdos para la Europa de posguerra en la Conferencia de Yalta en febrero de 1945. Su encuentro llegó a muchas resoluciones importantes, tales como la formación de las Naciones Unidas, elecciones democráticas en Polonia, las fronteras de Polonia se movieron hacia el oeste a expensas de Alemania, los nacionales soviéticos serían repatriados, y se acordó que la Unión Soviética atacaría a Japón a los tres meses de la rendición de Alemania.
Los Aliados reasumieron su avance hacia el interior de Alemania a finales de enero. El obstáculo final para los Aliados era el Río Rin, que fue cruzado a finales de marzo de 1945, ayudados por la captura fortuita del Puente de Ludendorff en Remagen. Una vez que los Aliados hubieron cruzado el Rin, los británicos se dirigieron en abanico hacia el nordeste en dirección a Hamburgo, cruzando el río Elba y moviéndose hacia Dinamarca y el mar Báltico.

El Reichstag, sede el parlamento alemán, tras su captura por las tropas del Ejército Rojo, el 3 de junio de 1945.

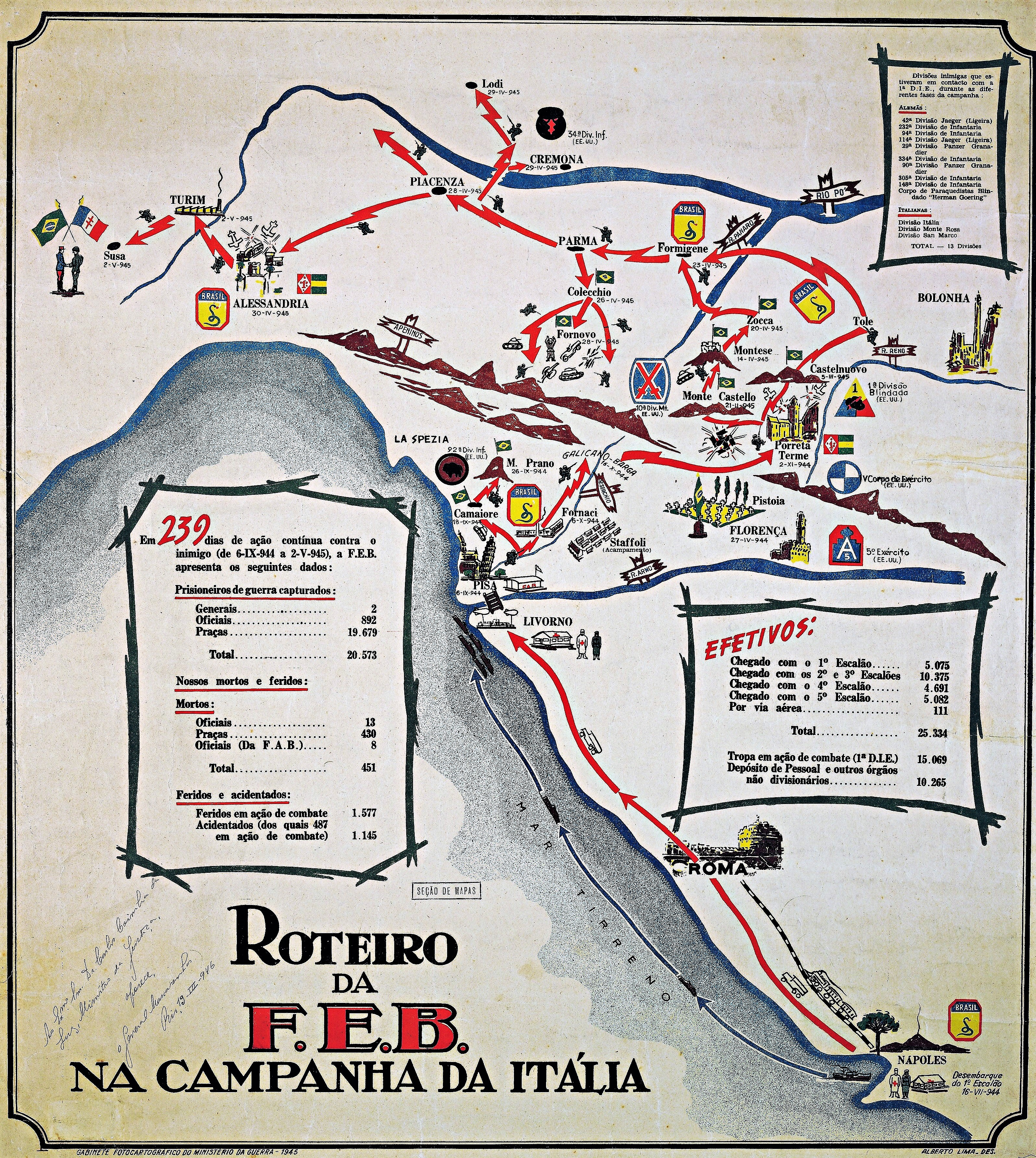
Mapa de las acciones brasileñas en el norte de Italia, 1944-1945. Archivo Nacional del Brasil.

El 9.º Ejército de los Estados Unidos se dirigió al sur para formar la pinza norte del embolsamiento del Ruhr, mientras que el 1.er Ejército fue hacia el norte como la pinza sur del embolsamiento. Estos ejércitos estaban comandados por el general Omar Bradley, que tenía bajos su mando a 1 300 000 hombres. El 4 de abril, el cerco estaba completado, y el Grupo de Ejército Alemán B, que incluía al 5.º Ejército Panzer, al 7.º Ejército y al 15.º Ejército comandados por el Mariscal de Campo Walther Model, estaban atrapados en la Bolsa del Ruhr. Se cogió a unos 300 000 soldados alemanes como prisioneros de guerra. El 1.er y 9.º ejércitos de los Estados Unidos giraron entonces hacia el este. Pararon su avance en el río Elba, donde se encontraron con las tropas soviéticas a mediados de abril.
Los avances Aliados hacia el norte de la Península Italiana, en el invierno de 1944-45, habían sido lentos debido al terreno montañoso y al redespliegue de tropas en Francia. Pero para el 9 de abril, el 15.º Grupo de Ejército Britoestadounidense, penetró a través de la Línea Gótica y atacó el valle del Po, cercando gradualmente las principales fuerzas alemanas. Milán se conquistó a finales de abril. El 5.º Ejército de Estados Unidos continuó su avance hacia el oeste y enlazó con unidades francesas, mientras que los británicos entraron en Trieste, y se encontraron con los partisanos yugoslavos. Unos pocos días antes de la rendición de las tropas alemanas en Italia, partisanos italianos capturaron a Mussolini, que trataba de escapar a Suiza. Fue ejecutado, junto con su amante Clara Petacci. Se llevaron sus cuerpos a Milán, donde fueron colgados boca abajo, para escarnio público.
Después de la muerte de Hitler, Karl Dönitz se convirtió en el jefe del gobierno alemán pero su poderío se desintegraba rápidamente. Las fuerzas alemanas en Berlín entregaron la ciudad a las tropas soviéticas el 2 de mayo de 1945. Las fuerzas alemanas en Italia se rindieron el 2 de mayo de 1945, en el cuartel general del general Alexander, y las fuerzas alemanas en el Norte de Alemania, Dinamarca y los Países Bajos se rindieron el 4 de mayo. El Alto Mando Alemán bajo el generaloberst Alfred Jodl rindieron incondicionalmente todo el resto de fuerzas alemanas el 7 de mayo en Reims, Francia. Los Aliados occidentales celebraron el «Día de la Victoria en Europa» el 8 de mayo. La Unión Soviética celebró el «Día de la Victoria» el 9 de mayo. Algunos restos del Grupo de Ejército Centro Alemán continuaron resistiendo hasta el 11 de mayo o el 12 de mayo (véase batalla de Praga).

### La Guerra acaba en Asia
Habiendo hallado la bomba, la hemos utilizado.
Harry S. Truman

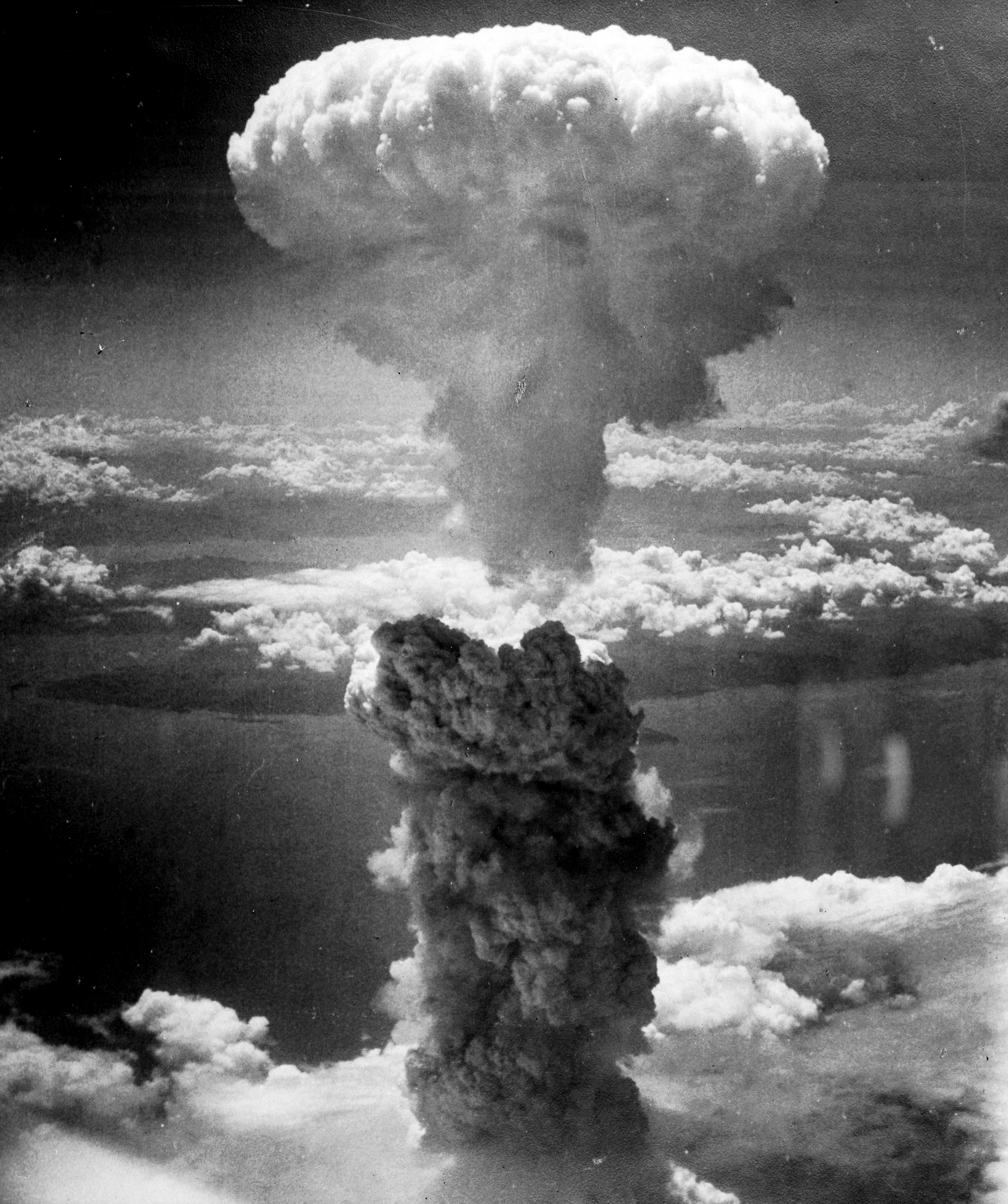
El hongo nuclear, resultado de la explosión de la bomba atómica conocida como Fat Man se levanta 18 km sobre Nagasaki desde el epicentro de la explosión nuclear.

La última conferencia aliada de la Segunda Guerra Mundial se celebró en la ciudad de Potsdam, cercana a Berlín, desde el 17 de julio hasta el 2 de agosto. Durante la Conferencia de Potsdam se alcanzaron acuerdos entre los Aliados sobre la política a llevar en la Alemania ocupada. También se lanzó un ultimátum a Japón pidiendo su rendición incondicional.
El presidente de los Estados Unidos Harry Truman decidió usar la nueva arma atómica para acelerar el final de la guerra. La batalla de Okinawa había mostrado que una invasión en las islas de origen japonesas (planeada para noviembre) significaría un gran número de bajas estadounidenses. La estimación oficial que fue dada por la Secretaría de Guerra era de 1,4 millones de bajas aliadas, aunque algunos historiadores discuten si esto habría sido el caso o no. La invasión habría significado la muerte de millones de soldados japoneses y civiles, que estaban siendo entrenados como milicia.
El 6 de agosto de 1945, un B-29 Superfortress, el Enola Gay, lanzó una bomba atómica apodada Little Boy sobre Hiroshima, destruyendo la ciudad. El 9 de agosto, un B-29 llamado Bockscar lanzó la segunda bomba atómica, apodada Fat Man, sobre la ciudad portuaria de Nagasaki.

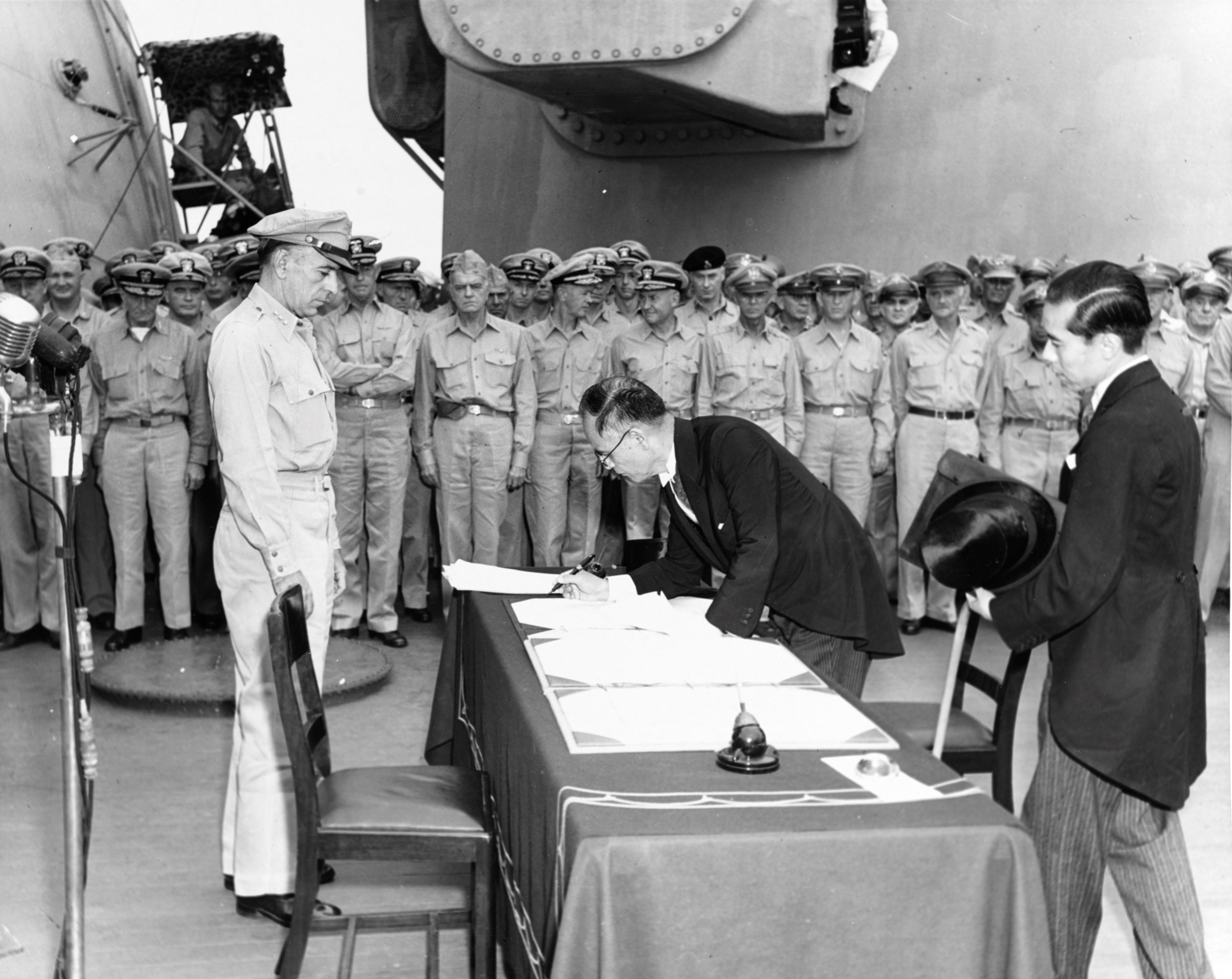
El ministro japonés de asuntos exteriores, Mamoru Shigemitsu, firma el Acta de Rendición de Japón a bordo del acorazado estadounidense USS Missouri el 2 de septiembre de 1945.

El 8 de agosto, dos días después de que se hubiese lanzado la bomba atómica sobre Hiroshima, la Unión Soviética, habiendo abolido su pacto de no agresión con Japón en abril, atacó a los japoneses en Manchukuo y Mengjiang, cumpliendo su promesa hecha en Yalta de atacar a los Japoneses tres meses después de que hubiese acabado la guerra en Europa. En menos de dos semanas, el ejército japonés en Manchuria, que consistía en aproximadamente un millón de hombres, había sido destruido por los soviéticos. El Ejército Rojo, ayudado por tropas de la República Popular de Mongolia, se movió hacia Corea del Norte el 18 de agosto. Corea fue seguidamente dividida en el paralelo 38 en las zonas soviética y estadounidense.
El uso estadounidenses de las armas atómicas contra Japón y la invasión soviética del Manchukuo, hicieron que Hirohito se apresurase a puentear al gobierno existente e interviniese para finalizar la guerra. En su alocución radiofónica a la nación, el Emperador no mencionó la entrada de la Unión Soviética en la guerra, pero en su «reescritura a los soldados y marineros» del 17 de agosto, ordenándoles el alto el fuego y entregar las armas, acentuó la relación entre la entrada de los soviéticos en la guerra y su decisión de rendirse, omitiendo cualquier mención a las bombas atómicas.
Los japoneses se rindieron el 14 de agosto de 1945, o el Día de la Victoria sobre Japón, firmando el Acta de Rendición de Japón el 2 de septiembre. Las tropas japonesas en China se rindieron formalmente el 9 de septiembre de 1945.

## Medios militares de los beligerantes
| Años           | 1940      | 1941      | 1942      | 1943       | 1944       | 1945       |
| -------------- | --------- | --------- | --------- | ---------- | ---------- | ---------- |
| Alemania nazi  | 5 600 000 | 7 200 000 | 8 600 000 | 9 500 000  | 9 500 000  |            |
| Japón          | 1 723 000 | 2 411 000 | 2 829 400 | 3 808 200  | 5 365 000  | 7 193 200  |
| Reino Unido    | 2 212 000 | 3 278 000 | 3 784 000 | 4 300 000  | 4 500 000  | 4 653 000  |
| Estados Unidos | 458 000   | 1 795 000 | 3 844 000 | 8 918 000  | 11 240 000 | 11 858 000 |
| URSS           | 500 000   | 4 027 000 | 9 000 000 | 10 000 000 | 12 400 000 | 10 800 000 |
| Francia        | 5 000 000 | 25 000    | 50 000    | 100 000    | 150 000    | 500 000    |
| Bélgica        | 700 000   | --        | --        | --         | --         | 100 000    |
| Canadá         | 92 296    | 260 553   | 454 418   | 692 953    | 747 475    | 761 041    |

### Armas
El uso generalizado de carros de combate es una primera ilustración de la tendencia a la motorización. Mientras que el Ejército francés escogió la dispersión de los blindados, al servicio de la infantería, los alemanes adoptaron una táctica basada en la agrupación de blindados y salieron victoriosos de la batalla de Francia. La concepción del carro de combate en sí mismo tiende a dos conceptos diferentes: La potencia y la maniobrabilidad.
El progreso de los carros de combate va acompañado del progreso del armamento antitanque: El uso de la carga hueca permite atravesar los blindajes aunque estos sean muy espesos. Tubos lanzacohetes como la bazuca permiten al soldado poseer contra los tanques la potencia de un artillero.

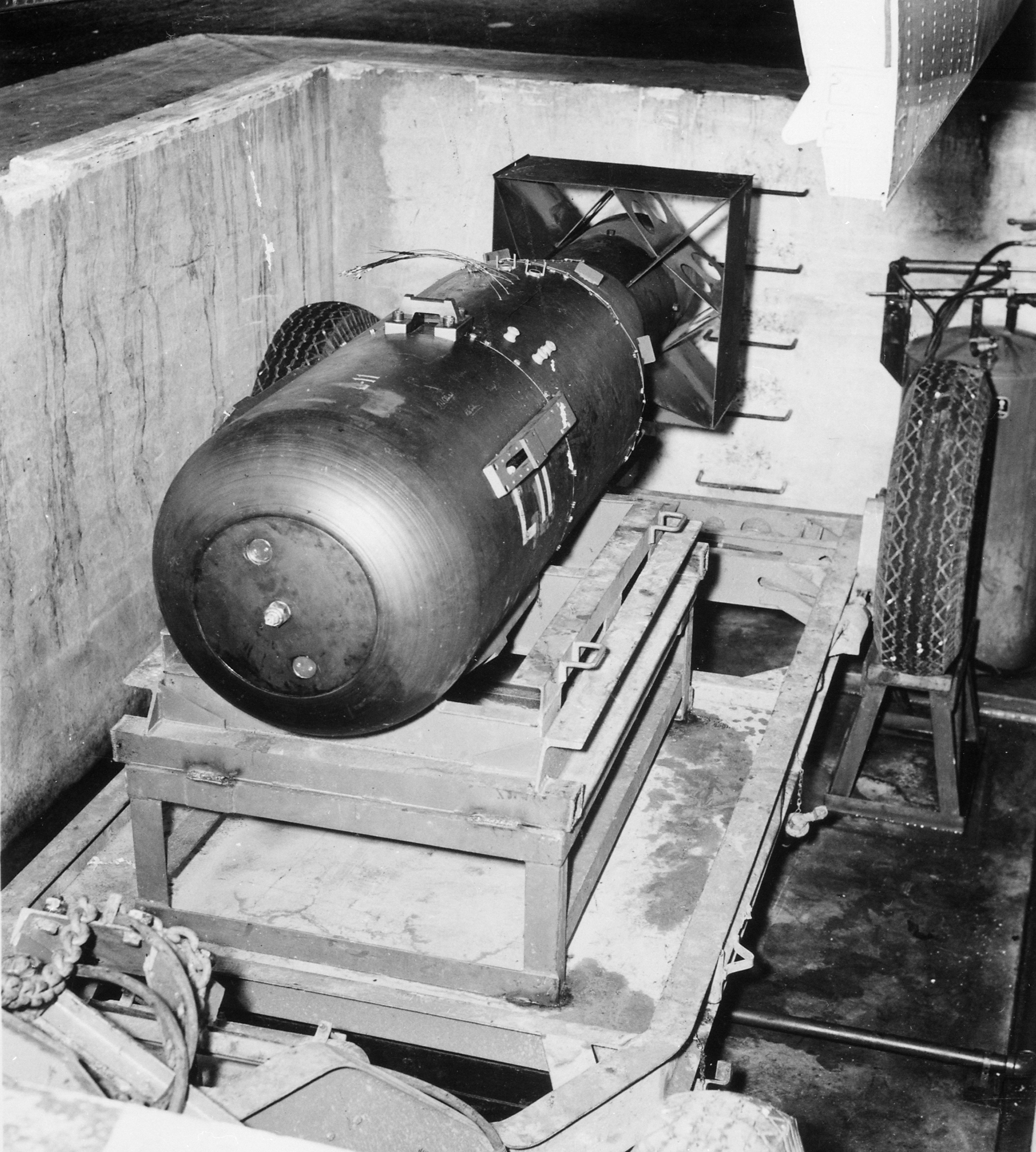
La bomba atómica Little Boy poco antes de ser cargada en el bombardero Enola Gay, que la lanzó sobre Hiroshima el 6 de agosto de 1945.

Paralelamente a la utilización de tanques se asiste a un aumento intensivo de la utilización de transportes motorizados de tropas, dejando de lado a los caballos, todavía muy presentes tanto del lado alemán como del lado francés durante la batalla de Francia o en el frente Este, principalmente por razones de logística. La división blindada estadounidense fue, por el contrario, totalmente motorizada.
Los inmensos progresos de la aviación realizados entre las dos guerras van a dar a los aviones de guerra un lugar preponderante. El mejoramiento de las estructuras del avión permiten a los cazabombarderos como el Stuka realizar bombardeos en picada y de este modo permitir los bombardeos a objetivos terrestres. Los bombarderos pesados como el Boeing B-17 Flying Fortress estadounidense, que tenían un radio de acción que alcanzó 5 000 kilómetros hacia el final de la guerra, fueron utilizados en campañas masivas de bombardeos de más de mil aviones, poniendo en práctica el concepto de bombardeo estratégico. Para contrarrestar a los bombarderos, los beligerantes hicieron uso de sus caza y de cañones de defensa contra aviones(DCA). La eficacia de los (DCA) obligó a organizar las operaciones de bombardeo nocturnas. A los aviones de caza se les encomendó asegurar el espacio aéreo sobre el campo de batalla o sobre un frente dado.
Por mar, después de la Primera Guerra Mundial, se privilegió la construcción de navíos de línea. Los cruceros de batalla, más rápidos que los acorazados estaban menos protegidos. Los primeros acorazados rápidos no aparecieron hasta el final de los años 1930. Pero esos navíos constituían un objetivo ideal para la aviación embarcada en los portaaviones, sobre todo los bombardeos en picada y los aviones de torpedo. A pesar de una fuerte defensa aérea, disponiendo a veces de un tiro radar, el acorazado era todavía vulnerable. Los portaaviones, que podían disponer de 50-60 aparatos, tuvieron un papel cada vez más determinante. Los portaaviones se convirtieron en una pieza central, que los estadounidenses llamaron «Task force», y los otros navíos fueron comúnmente utilizados de escoltas.
Al final de la Segunda Guerra Mundial, nuevas armas hicieron aparición en el campo de batalla, como el avión sin piloto V1 lanzado por primera vez por los alemanes sobre Inglaterra en la noche del 13 al 14 de junio de 1944, o el V2 lanzado por primera vez sobre Londres el 8 de septiembre de 1944. Contrariamente a los temores de los aliados, los alemanes no tenían un proyecto de bomba atómica. Los estadounidenses, por el contrario, dispusieron a partir de diciembre de 1941 gigantescos recursos en el proyecto Manhattan, que concluyó el 16 de julio de 1945, después de la rendición de la Alemania Nazi, con la primera explosión nuclear en el desierto de Nuevo México y a los bombardeos atómicos de Hiroshima y Nagasaki el 6 y 9 de agosto de 1945.

### Estadísticas

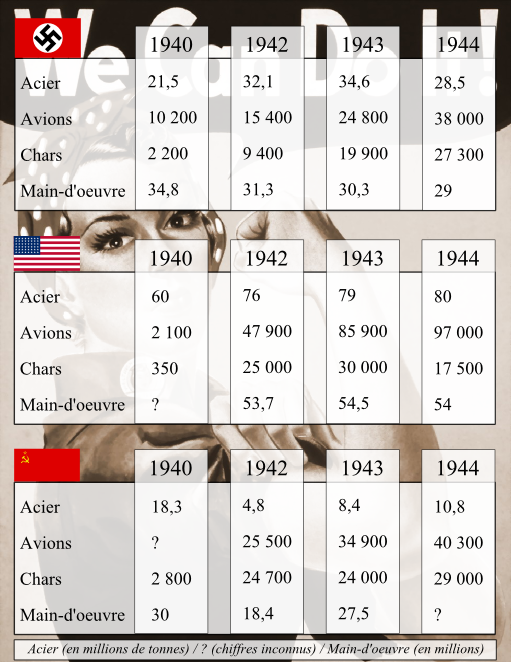
El esfuerzo industrial para la guerra

| Buques       | Aliados | Aliados     | Aliados | Eje      | Eje    | Eje   |
| Buques       | Francia | Reino Unido | Total   | Alemania | Italia | Total |
| ------------ | ------- | ----------- | ------- | -------- | ------ | ----- |
| Portaaviones | 1       | 8           | 9       | 0        | 0      | 0     |
| Acorazados   | 8       | 15          | 23      | 5        | 6      | 11    |
| Cruceros     | 19      | 64          | 83      | 8        | 17     | 25    |
| Destructores | 70      | 184         | 254     | 34       | 59     | 93    |
| Submarinos   | 77      | 58          | 135     | 57       | 115    | 172   |

## Repercusiones fuera de los países beligerantes

### Participación de América Latina

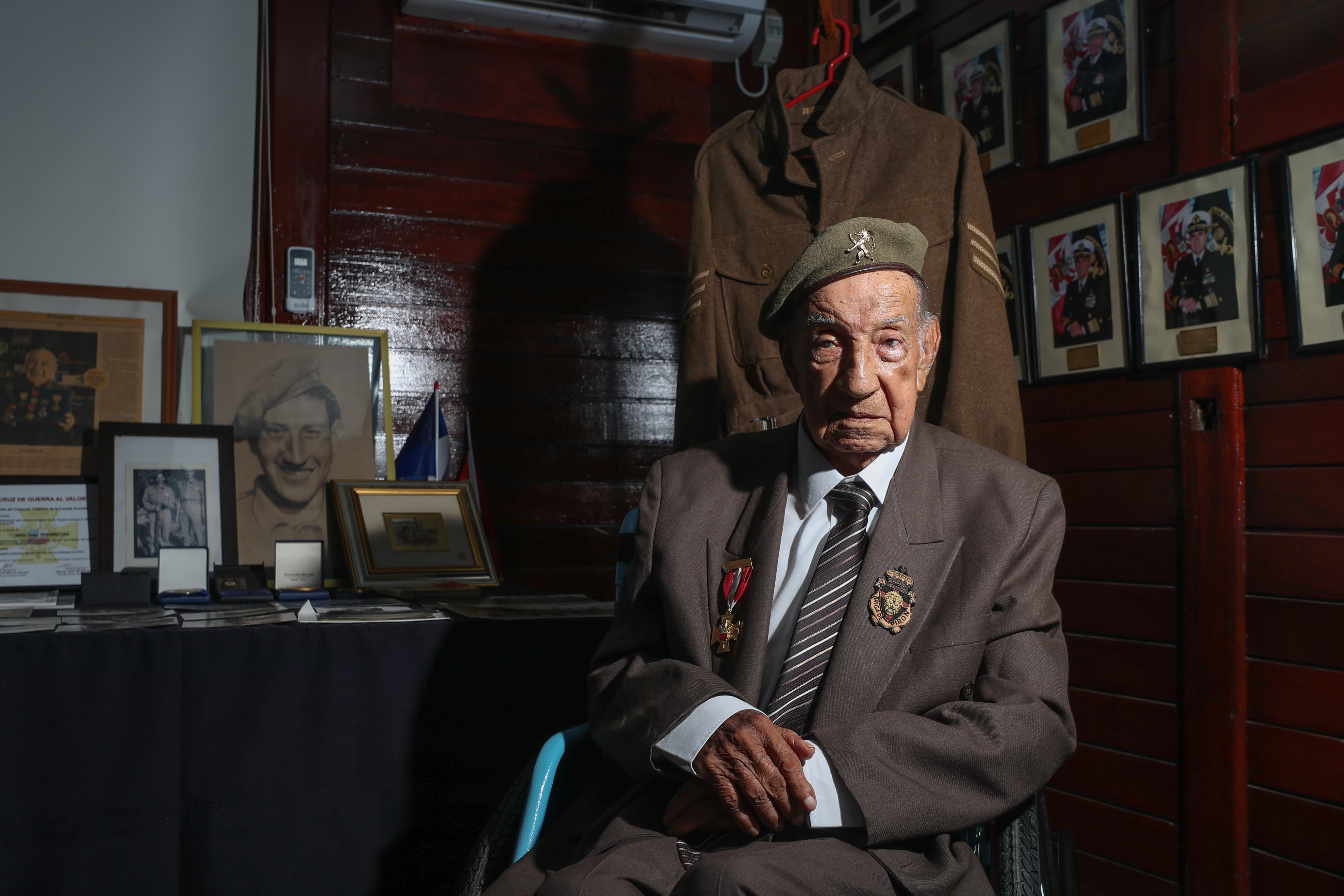
Jorge Sanjinez Lenz, peruano que luchó en el bando aliado durante el desembarco de Normandía (1944) bajo la bandera belga de la Brigada Piron. Fue el último latinoamericano en fallecer que participó en el Día D.

En diciembre de 1941 tras el ataque a Pearl Harbor, Cuba fue el único país independiente antillano que le declaró la guerra a las Potencias del Eje. En el país fueron arrestados varios agentes alemanes y se convirtió en el principal proveedor de azúcar a los aliados. Alemania hundió cinco buques mercantes cubanos, con un saldo de 82 muertos. Por su parte los cazasubmarinos cubanos hundieron al submarino alemán U-176. El siguiente país de América en declararle la guerra a las potencias del Eje es Honduras, curiosamente ese mismo día uno de sus barcos fue capturado en Shanghái por la armada imperial Japonesa y rebautizado como el Ekkai Maru. Por consecuencias de estos, Honduras rompe relaciones con Japón y expulsa al cónsul de Alemania de su país. Sus primeras acciones iniciaron en 1942 con el patrullaje aéreo, y contribuyo a la guerra enviando materias primas.
También como consecuencia del ataque a Pearl Harbor, Venezuela rompe relaciones con las potencias del Eje en diciembre de 1941. A raíz de ello, el 16 de febrero de 1942, los tanqueros venezolanos Monagas y Tía Juana son torpedeados y hundidos por submarinos del Tercer Reich en aguas del golfo de Venezuela, tras lo cual, el gobierno del presidente Isaías Medina Angarita, aunque sin declarar la guerra, pasa a cooperar con el esfuerzo aliado de manera más estrecha, autorizando incluso el uso temporal de bases militares venezolanas por el Ejército y la Armada de los Estados Unidos, así como garantizando el suministro de combustible a dichas fuerzas. 
El 13 de marzo de 1942, el vapor chileno Toltén, proveniente de Valparaíso y que transportaba salitre a los Estados Unidos, es presumiblemente hundido por el submarino alemán U-404 frente a las costas de Nueva Jersey, causando la muerte de 27 marinos mercantes chilenos, siendo las únicas bajas que tuvo Chile durante todo el conflicto.

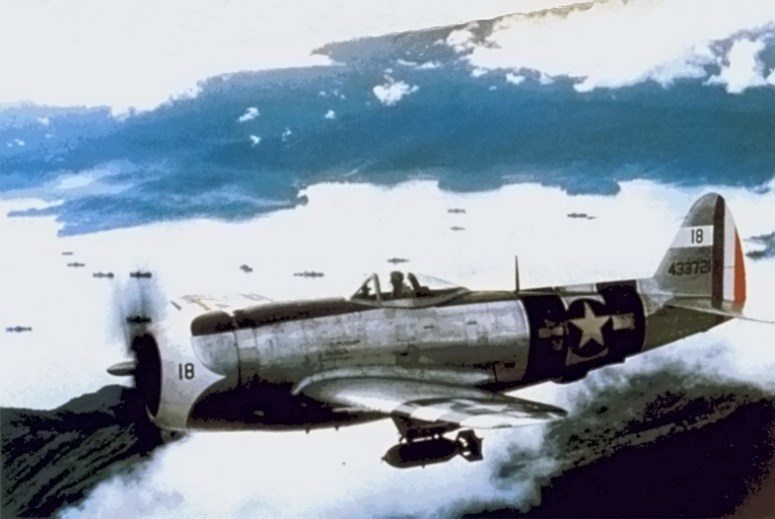
Un P-47D perteneciente al Escuadrón 201 mexicano sobrevolando las Filipinas en 1945.

En mayo de ese mismo año, Alemania hundió dos navíos petroleros mexicanos (el Potrero del Llano y el Faja de Oro); con este hecho se da inicio a la única participación de México en una Guerra Mundial. Ante la descortesía de los países del Eje de no contestar a la nota de protesta enviada por la cancillería de ese país, el Congreso mexicano le declaró la guerra el 22 de mayo de 1942, siendo el tercer y último país norteamericano en entrar en la guerra. Desde fines de junio a principios de septiembre los submarinos alemanes hundirían cuatro barcos más: Túxpam, Oaxaca, Las Choapas y Amatlán. De esta forma, la aviación mexicana conformada por el Escuadrón 201 participó en la guerra del Pacífico y otros tantos mexicanos se enlistaron en ejércitos de países aliados que combatían en suelo europeo.

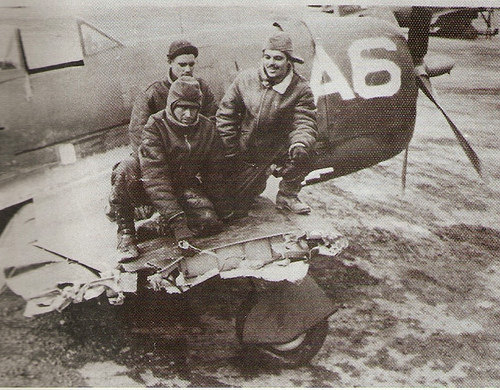
Caza brasileño dañado por el flak alemán en Italia

Si bien varios países sudamericanos le declararon la guerra a las potencias del Eje, solo Brasil envió una fuerza expedicionaria (FEB) a combatir. Entre julio y agosto de 1942, submarinos alemanes hundieron 18 barcos brasileños y hasta el final de la guerra se llegó a 36 buques hundidos y alrededor de 1 100 muertos. Aunque el Gobierno de Brasil se mostraba reacio a entrar en el conflicto, la indignación pública empujó a Brasil a declarar la guerra a Alemania en noviembre de 1942, y a enviar una División completa de casi 30 000 hombres al frente de Italia donde participaron en la rotura de la Línea Gótica y en la ofensiva aliada final en aquel frente.
El país también participado con el suministro de bases en su Noreste con la Marina de Brasil proporcionando escolta para los convoyes que se dirigen al sur del continente americano y al norte de África, en total escoltaron los convoyes de 3164 barcos y, junto a la Fuerza Aérea Brasileña, la vigilancia y guerra submarina hundiendo algunos submarinos alemanes y el italiano Arquimede. La Fuerza Aérea Brasileña contribuido con un escuadrón de combate y otro de observación en Itália, completando misiones de ataque a tierra, escolta y observación.
Colombia declaró la guerra en 1943, porque un submarino alemán hundió uno de sus barcos, la goleta Resolute, que unos días antes había transportado soldados británicos a la isla de San Andrés. A raíz de esto, el Gobierno colombiano decidió hacer patrullajes para evitar más hundimientos. El 29 de marzo de 1944 el ARC Cabimas transportaba gasóleo en la ruta Cartagena-Panamá escoltado por el ARC Caldas, que detectó la presencia del submarino alemán U-154, hundiéndolo en el acto.
A pesar de tratarse de un país neutral, en los primeros años de la guerra, un grupo de aviadores argentinos se alistaron como voluntarios en la Real Fuerza Aérea británica, dando lugar al 164.º Escuadrón de la RAF de voluntarios, el cual combatió en el norte de Francia y Bélgica. Se presentaron 776 argentinos como voluntarios en las fuerzas aéreas de Gran Bretaña, Canadá, Sudáfrica En total, se estima que de 4000 a 5000 argentinos combatieron durante la Segunda Guerra Mundial como voluntarios de los aliados.
El resto de los países sudamericanos como Perú, Ecuador, Uruguay, Paraguay, Venezuela, Chile y Argentina, solo rompieron relaciones diplomáticas con los países del Eje entre 1942 y 1944. La mayor parte de los cuales declararon, finalmente, la guerra al Eje recién en febrero de 1945. Salvo Argentina, que le declaró la guerra a Alemania y a Japón el 27 de marzo de 1945, y Chile, que hizo lo propio con Japón el 13 de abril de ese mismo año, siendo el último país del mundo en emitir una declaración de guerra.
Los países centroamericanos lo hicieron bien al lado de México, o bien al lado de Brasil; excepto Costa Rica, que declaró la guerra a Japón el 8 de diciembre de 1941, al mismo tiempo que los Estados Unidos.

### Participación española en la guerra
El 23 de octubre de 1940 se celebró la llamada «entrevista de Hendaya», en la que Francisco Franco se reunió con Adolf Hitler en presencia de sus ministros de Asuntos Exteriores, Ramón Serrano Suñer y Joachim von Ribbentrop, para tratar la posible entrada de España en la guerra en el bando alemán. Tras ella, Franco cambió la declaración de «neutralidad» por la de «no beligerancia», para mostrar de esta forma el apoyo de España al Eje Roma-Berlín. En junio de 1941 se autorizó el reclutamiento de voluntarios para luchar contra el comunismo, dando origen a la División Azul, la cual combatió en el Ejército alemán durante la invasión de la Unión Soviética.
Franco, que había recibido el apoyo británico y estadounidense, lo seguía compensando con las explotaciones mineras británicas, como Riotinto, a la vez que permitía el paso de refugiados judíos o militares (principalmente pilotos) hacia Portugal. La intención era quedar bien con cualquiera que ganara la guerra. Esta posición se apreció especialmente desde que Franco pretendió suavizar la posición de su régimen con las destituciones del ministro germanófilo Ramón Serrano Suñer en 1942, y la repatriación de los voluntarios de la División Azul en 1943, después de la Conferencia de Casablanca.
Respecto a la guerra, Franco dijo:[cita requerida] 

Hay tres guerras simultáneas; la del eje contra la URSS, en la que estoy de parte del eje, la del eje contra los aliados, en la que soy neutral, y la de Estados Unidos contra Japón, en la que estoy a favor de Estados Unidos.

Luchando contra el comunismo o en contra del fascismo, había españoles en casi todos los ejércitos:

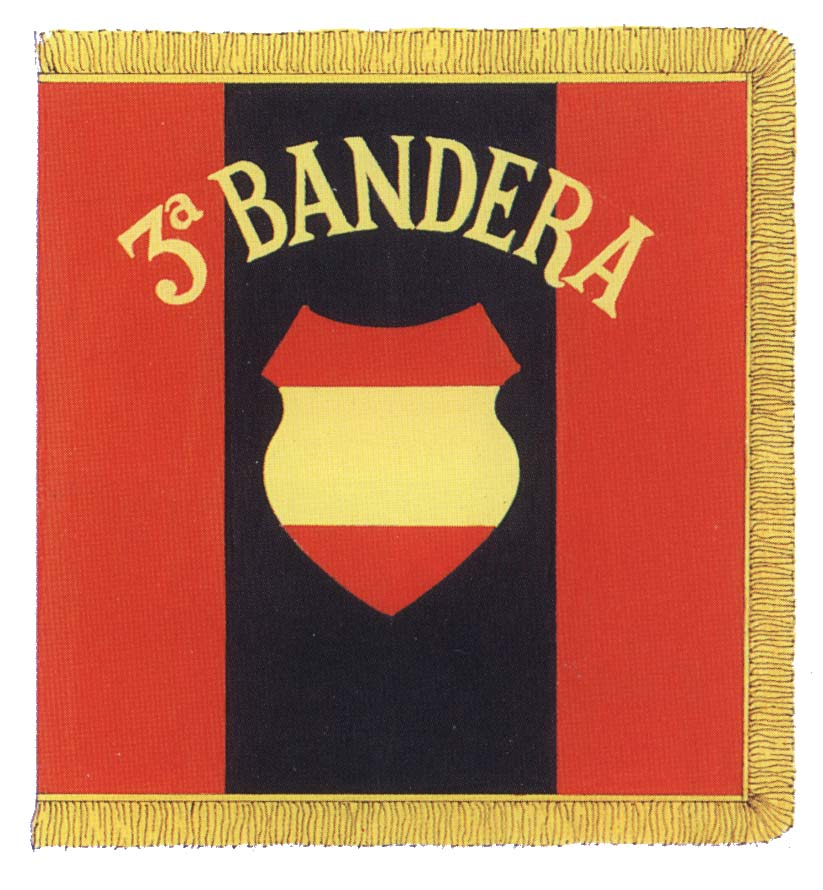
Bandera del batallón de la División Azul, la unidad de voluntarios españoles que combatió en el Ejército alemán.

- En el Ejército alemán:
Los voluntarios españoles fueron encuadrados en la 250 Infanterie-Division, más conocida como la División Azul integrada en la Wehrmacht, lucharon como voluntarios contra la Unión Soviética en el frente oriental, operando únicamente al norte de la Unión Soviética en el frente de Leningrado hasta 1943.
En 1943, Franco ordenó la repatriación de los voluntarios que formaban la División Azul. Sin embargo, algunos de ellos rechazaron volver y fueron reagrupados en otras unidades alemanas. También hubo voluntarios españoles en otras unidades alemanas, principalmente en las Waffen-SS, y otros voluntarios que atravesaron la frontera española furtivamente por Lourdes (Francia). Las nuevas unidades fueron llamadas colectivamente la Legión Azul. Estos lucharon en Letonia, en Yugoslavia contra los partisanos de Tito, en Francia contra la resistencia.
- En el Ejército Rojo de la Unión Soviética:
La Unión Soviética recibió a muchos exlíderes españoles comunistas y niños evacuados de familias republicanas. Cuando Alemania invadió la Unión Soviética en 1941, muchos, como el general comunista Enrique Líster o Rubén Ruiz Ibárruri el hijo de la Pasionaria que murió en combate en la batalla de Stalingrado, se unieron al Ejército Rojo. Fueron, al menos, 700 españoles los que se alistaron voluntarios en el Ejército Rojo para combatir a los nazis y otros 700 actuaron como partisanos detrás de las líneas alemanas.[230] Cerca de 300 voluntarios españoles perdieron la vida o desaparecieron en combate.[231]
- En el Ejército francés y la resistencia:
El otro país que más exiliados españoles recibió fue Francia, debido a que cientos de miles de republicanos españoles huyeron al otro lado de la frontera tras la derrota en la Guerra Civil. Cuando estalló la guerra, muchos antiguos combatientes republicanos españoles se presentaron voluntarios en el Ejército regular francés. Tras la derrota francesa de 1940 y cuando Francia estaba ocupada por las fuerzas del Eje, algunos se incorporaron a la resistencia.
Algunos de los primeros tanques que entraron en París, tras su liberación en 1944, pertenecían a la 9.ª Compañía; conocida popularmente como La Nueve; de la 2.ª División Blindada, del Regimiento de Marcha del Chad, de la División Leclerc. Esta División estaba encuadrada en el III Ejército estadounidense, liderado por el general George Patton.
- Ejército británico:
El Ejército británico, como no aceptaba extranjeros, creó una compañía española llamada: Spanish Company Number One, que incluso luchó en la batalla de Normandía (aunque no desembarcó el día D).

## Genocidio

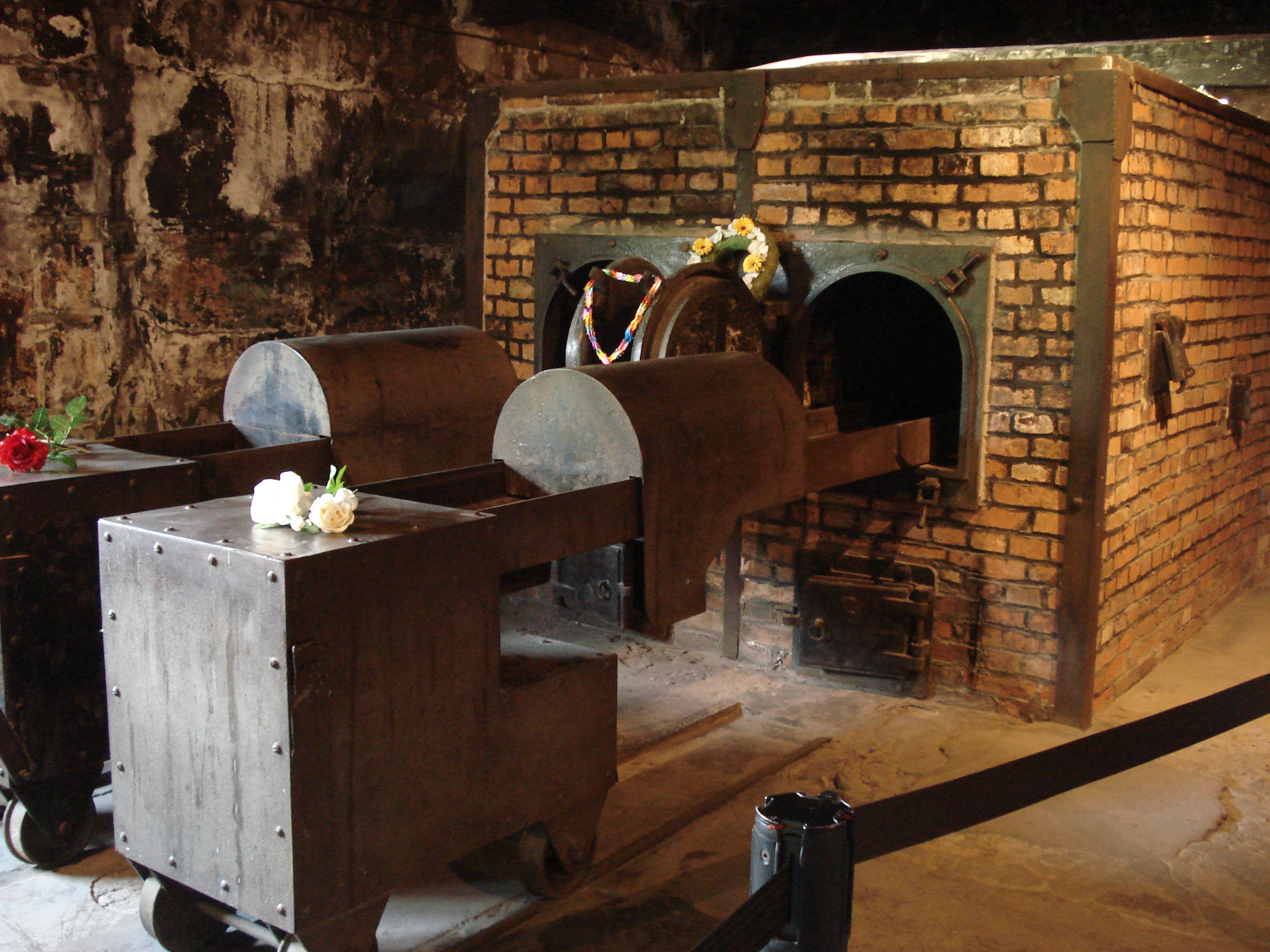
Horno crematorio de Auschwitz

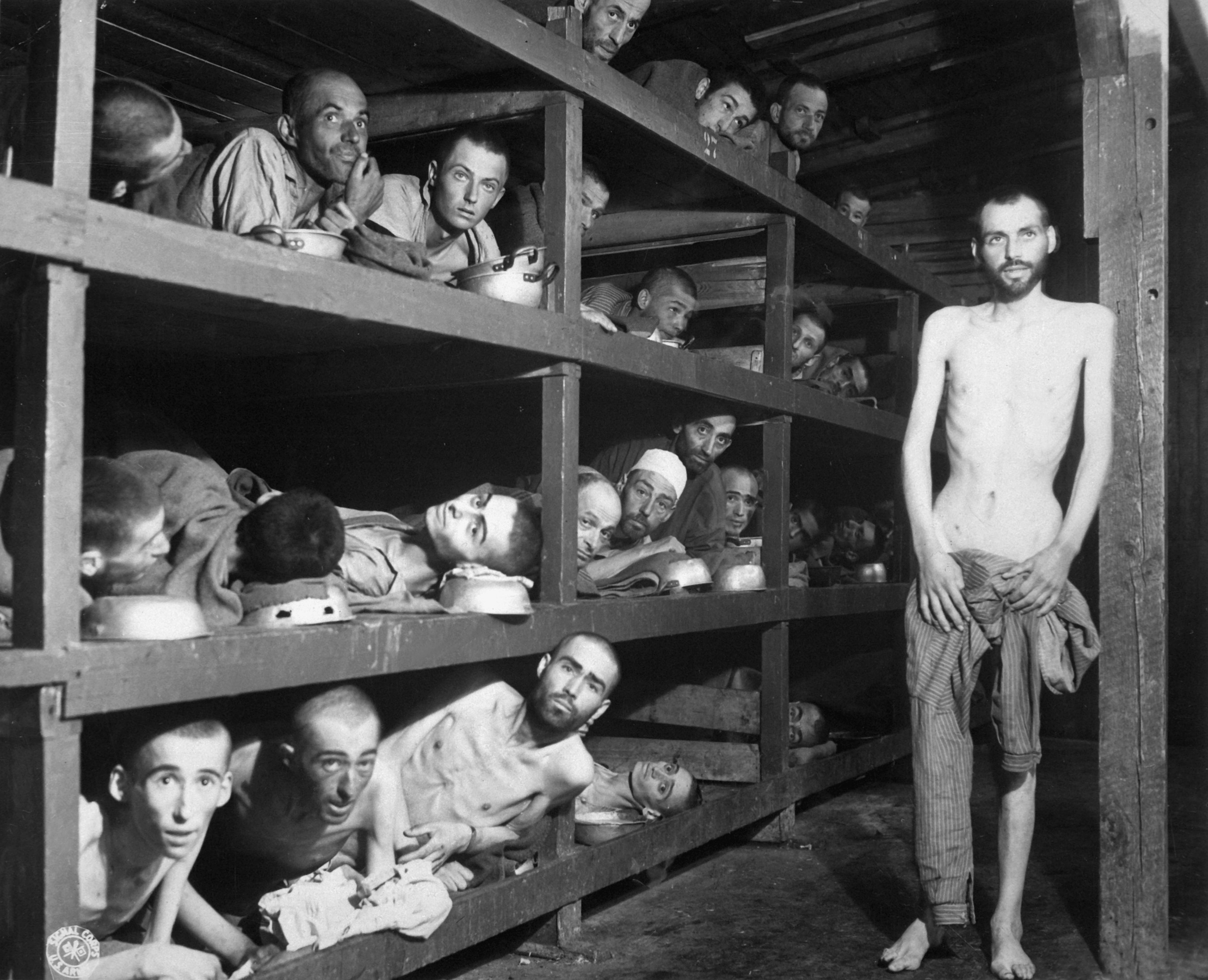
Prisioneros del campo Buchenwald, al momento de su liberación.

La guerra y la dominación del continente europeo permitieron al régimen nazi de llevar al extremo su ideología racista. Según las palabras de Goebbels: La guerra nos ofrece toda clase de posibilidades que la paz nos rechazaba.
Dentro de esas posibilidades mencionadas aparece un plan de destrucción étnica teniendo como objetivo los pueblos de la Europa del este. El mismo día de la entrada en guerra, septiembre de 1939, Hitler autoriza la exterminación de discapacitados mentales y otras personas en situación de enfermedad, la Aktion T4 conduce a la muerte por gas de más de 150 000 discapacitados.
A partir de 1939, los judíos son concentrados a la fuerza en guetos miserables, deliberadamente superpoblados y gestionados con falta de comida. Durante su exterminación sistemática, que se designa con el nombre de Shoah, es antes de todo puesta en marcha por la Wehrmacht y por los Einsatzgruppen en territorios polacos y soviéticos. En la URSS y en una parte de Polonia, la «Shoah por balas» da paso en 1942 al empleo metódico de «camiones de gas».

## Consecuencias históricas

Gráfico de víctimas de la guerra por países

| País             | Militares | Civiles    | Total      |
| ---------------- | --------- | ---------- | ---------- |
| Unión Soviética  | 8 700 000 | 18 300 000 | 27 000     |
| China            | 1 324 000 | 10 000     | 11 324 000 |
| Alemania         | 3 250 000 | 3 810 000  | 7 060 000  |
| Polonia          | 850 000   | 6 000      | 6 850 000  |
| Japón            | 1 300 000 | 700 000    | 2 000      |
| Yugoslavia       | 300 000   | 1 400 000  | 1 706 000  |
| Rumania          | 520 000   | 465 000    | 985 000    |
| Francia          | 340 000   | 470 000    | 810 000    |
| Hungría          | -         | -          | 750 000    |
| Austria          | 380 000   | 145 000    | 525 000    |
| Grecia           | -         | -          | 520 000    |
| Estados Unidos   | 500 000   | -          | 500 000    |
| Italia           | 330 000   | 80 000     | 410 000    |
| Checoslovaquia   | -         | -          | 400 000    |
| Reino Unido      | 326 000   | 62 000     | 388 000    |
| Países Bajos     | 198 000   | 12 000     | 210 000    |
| Bélgica          | 76 000    | 12 000     | 88 000     |
| Finlandia        | -         | -          | 84 000     |
| Canadá           | 39 000    | -          | 39 000     |
| India            | 36 000    | -          | 36 000     |
| Australia        | 29 000    | -          | 29 000     |
| Albania          | -         | -          | 28 000     |
| España           | 12 000    | 10 000     | 22 000     |
| Bulgaria         | 19 000    | 2000       | 21 000     |
| Nueva Zelanda    | 12 000    | -          | 12 000     |
| Noruega          | -         | -          | 10 262     |
| África del norte | 9000      | -          | 9000       |
| Luxemburgo       | -         | -          | 5000       |
| Dinamarca        | 4000      | -          | 4000       |
| Brasil           | 443       | 607        | 1050       |
| Colombia         | 163       | 30         | 193        |
| Argentina        | 122       | -          | 122        |
| México           | 85        | 23         | 108        |
| Venezuela        | 60        | 10         | 70         |
| Chile            | -         | 27         | 27         |
| Total            | -         | -          | 61 820 534 |

Además de los horrores propios de toda guerra, la Segunda Guerra Mundial introdujo formas de sufrimiento no achacables a la propia escala de la misma:
- Deportaciones masivas a campos de concentración y de trabajo forzado, organizados en Europa por Alemania (contra judíos, homosexuales, eslavos, discapacitados, gitanos, Testigos de Jehová, comunistas, españoles republicanos, sacerdotes católicos y ministros de otras religiones, etc.), que se convertirían en campos de exterminio donde tendría lugar el Holocausto; también en Estados Unidos y otros países de América, internando a sus ciudadanos de ascendencia japonesa.
- Masacres masivas de población y de prisioneros enemigos perpetrada por las fuerzas japonesas, principalmente en China, y las alemanas, en Rusia. Tras la guerra, malos tratos a prisioneros de guerra, sobre todo por parte de la Unión Soviética.
- Violaciones masivas de mujeres por parte de tropas soviéticas y japonesas.
- Experimentos científicos usando prisioneros realizados por médicos nazis y japoneses, que solían acabar con la muerte del individuo.
- Bombardeo aéreo masivo de civiles y lanzamiento de cohetes V-1 y V-2 iniciado por el Eje en Varsovia, Londres, Coventry y otras ciudades, que fue continuado por los aliados a una escala mucho mayor (Tokio, Berlín, Dresde y Hamburgo entre otras). Además, por primera y única vez, la bomba atómica fue utilizada en una guerra: dos bombas arrojadas por Estados Unidos explotaron con tres días de intervalo, en Hiroshima y Nagasaki.
- Durísimos años de postguerra para la población civil.
- Como consecuencia de los cambios territoriales, millones de personas se vieron desplazadas y desarraigadas de sus lugares de origen.
- En el ámbito intelectual y artístico, queda de forma oprimente y, a veces, obsesiva, la pregunta de cómo fue posible la guerra y cómo fueron posibles las circunstancias históricas que llevaron a ella. En muchos casos esta cuestión se ve agravada por el saber de que intelectuales y artistas colaboraron con los totalitarismos y el clima bélico o, al menos, no se opusieron decididamente a ello.
- Guerra después de la guerra: Combates en Indochina entre franceses y movimientos separatistas creados tras el vacío de poder que ocasionó la guerra, guerra civil en Grecia y Turquía, etc.

La Segunda Guerra Mundial contribuyó a que emergieran dos superpotencias que buscaban repartirse el mundo: Estados Unidos y la URSS. La Sociedad de Naciones, a la que se responsabilizó de contribuir a desatar la guerra, fue reemplazada por la ONU. La carta de las Naciones Unidas se firmó en San Francisco el 26 de junio de 1945.
En los Juicios de Núremberg y Tokio, parte de la jerarquía nazi y del Tenno nipón fue juzgada y condenada por crímenes contra la humanidad. La investigación científica y técnica, en su conjunto, se benefició de un fuerte impulso en particular: el dominio del átomo tras el Proyecto Manhattan. También contribuyó a la creación del helicóptero, los aviones de reacción y la creación del ICBM.
Los soviéticos, que se aliaron con EE. UU. y los aliados solo por conveniencia contra el enemigo común, Alemania, se convirtieron en enemigos por sus ideales contrarios, y así comenzó una era de guerra fría a nivel mundial, concentrándose en Europa.
En Alemania tras la firma del armisticio por parte del Eje, el Plan Marshall contribuyó a la reconstrucción de Alemania. Si bien los alemanes perdieron la guerra, sus adelantos en tecnología punta en cadenas de industrias, fabricación de componentes para cohetes, misiles y diversos tipos de armas ayudaron a los Aliados del Oeste y sirvieron para el llamado «milagro alemán».
Sin embargo se presentó la expulsión de alemanes en Europa central (Prusia, Checoslovaquia, Polonia y países bálticos) donde había asentamientos alemanes desde varios siglos atrás. Los alemanes de los Sudetes, que pedían su incorporación a Alemania, habían desencadenado el desmantelamiento de Checoslovaquia, acordado en los Acuerdos de Múnich de 1938.
Tras la toma de esos territorios por el ejército soviético, numerosos alemanes fueron expulsados o dejaron su tierra para ir a Alemania o Austria, en condiciones generalmente dramáticas.
Los Estados Unidos tomaron la iniciativa de una actitud «positiva». Impusieron la democracia (particularmente al Japón), a través de una depuración y de un control del Estado y la educación.
Las pérdidas de vidas humanas para Estados Unidos fueron, en comparación con el resto de los Aliados, muy inferiores en número porque en su territorio no se desarrolló la guerra y las pérdidas solo fueron militares.
En este contexto, la actitud francesa, país liberado tras la batalla de Normandía, según la historiografía francesa, estuvo marcada por la afirmación original de una voluntad de independencia, sobre todo debido a la personalidad de Charles de Gaulle, quien hizo jugar a Francia un papel en la ocupación de Alemania al lado de los vencedores y, por otra parte, desarrolló la investigación nuclear para afirmar su independencia de Estados Unidos. La liberación se acompaña de una depuración de personas sospechosas de ser colaboradores (gran parte de ellos ejecutados sin juicio previo) y la destrucción de ciudades como El Havre. Se forma un gobierno de unión, entre comunistas y gaullistas de una parte y representantes de la resistencia y radicales, de centro-izquierda.
Los otros aliados, si se exceptúa el Reino Unido, jugaron un rol menor o fueron descartados de las negociaciones referentes a la puesta en práctica de las dos zonas de influencia que siguieron a los acuerdos de Yalta y de Potsdam. Esta situación, que porta en sí misma los gérmenes de la Guerra Fría, llegaría a durar hasta 1991.
El Reino Unido salió considerablemente debilitado de la guerra que consagró el fin de su poderío colonial. Por consiguiente, las islas británicas conocieron una crisis sin precedentes que requirió la reconstrucción y reestructuración de su economía.
Se estima que alrededor de seis millones de judíos, junto con otros grupos étnicos, fueron asesinados por los nazis, principalmente mediante la deportación a campos de concentración, algunos tan conocidos como Auschwitz, Treblinka y Majdanek. La expresión hebrea Shoah (catástrofe) —también conocida como «Holocausto»— designa la exterminación en masa de los judíos perpetrada durante esta sangrienta guerra.
Al final del conflicto la Organización de las Naciones Unidas (ONU) reemplazó a la Sociedad de Naciones (SDN), fundada en 1919, y se otorgó a sí misma la misión de resolver los conflictos, en general bélicos, de carácter internacional.

### Consecuencias territoriales en el mundo

La línea Curzon en 1945

La Unión Soviética se anexionó Estonia, Letonia, Lituania, el este de Polonia y partes de Finlandia y Rumanía. Polonia recibió territorios de Alemania (Pomerania, Silesia y la mitad de Prusia Oriental). Austria recuperó su independencia en 1955.
Alemania quedó dividida en cuatro zonas de influencia: Estados Unidos, Francia y Reino Unido unificaron sus respectivas zonas en la República Federal Alemana y la URSS hizo lo mismo con su zona que se convirtió en la República Democrática Alemana, hasta 1990, cuando los Länder que la conformaban se incorporaron a la República Federal de Alemania, dando lugar a la reunificación alemana y a la creación de la actual Alemania.
La guerra dejó al descubierto la debilidad de los países europeos y los movimientos de independencia de las colonias se generalizaron con el apoyo de las dos superpotencias. Los ejércitos de las potencias coloniales no tenían ya capacidad para controlar dichos movimientos, por lo que a lo largo de la segunda mitad del siglo XX se produjo la llamada descolonización.
El mundo quedó dividido en dos bloques:
- El bloque capitalista: Liderado por los Estados Unidos y con influencia en Europa Occidental.
- El bloque comunista: Liderado por la URSS y con influencia en Europa del Este.